# Історія мистецтв
Історія мистецтва зосереджується на об'єктах, створених людиною з різними духовними, оповідними, філософськими, символічними, концептуальними, документальними, декоративними, функціональними та іншими цілями, але з основним акцентом на їхню естетичну візуальну форму. Образотворче мистецтво можна класифікувати різними способами, наприклад, відокремити красні мистецтва від ужиткового мистецтва; повністю зосередитись на творчості людини або на різних засобах, таких як архітектура, скульптура, живопис, фільм, фотографія та графіка. В останні роки технологічний прогрес призвів до відеомистецтва, комп'ютерного мистецтва, перформансу, анімації, телебачення, та відеоігор.
Історію мистецтва часто описують як хронологію шедеврів, створених під час розквіту кожної цивілізації. Таким чином, її можна описати як історію елітарної культури, втіленням якої є чудеса світу. З іншого боку, народні художні вирази також можуть бути інтегровані в історичні наративи мистецтва, їх називають народним мистецтвом або ремеслом. Чим глибше історик мистецтва вивчає ці форми низової культури, тим імовірніше, що він розглядатиме свою роботу як дослідження візуальної або матеріальної культури чи як внесок у суміжні з історією мистецтва галузі, такі як антропологія або археологія. В останніх випадках предмети мистецтва можна віднести до археологічних артефактів.
Перша праця з історії мистецтв — «Життєписи найславетніших живописців, скульпторів та архітекторів» автором якої є Джорджо Вазарі — була створена в епоху Відродження, у 1550 році. Після нього була написана «Книга про художників» Карела ван Мандера і «Німецька академія» Йоахіма Зандрарта.
У епоху Просвітництва Вінкельман критикував зосередженість на біографічних подробицях життя тих чи інших художників і почав робити значні узагальнення відносно тенденцій розвитку мистецтва в різні періоди.
Деякі роботи з історії мистецтв (як, наприклад, твори Джона Раскіна) самі по собі є цікавими як неабиякі літературні твори.

## Преісторія
Первісне мистецтво включає широкий спектр мистецтва, створеного художниками та скульпторами з неписьменних культур, включаючи деякі з найдавніших артефактів людини. Серед перших предметів мистецтва — декоративні артефакти Африки середньокам'яної доби. У Південній Африці також були виявлені ємності того періоду, які, ймовірно, використовувалися для зберігання фарб, вік яких сягає 100 000 років тому.
Широко поширеною формою доісторичного мистецтва в усьому світі, особливо в Європі, було виготовлення невеликих доісторичних фігурок, відомих як фігурки Венери зі збільшеними грудьми та животами, найвідомішими з яких є Венера з Холе-Фельс та Віллендорфська Венера, знайдені в Німеччині та Австрії. Більшість із них мають маленькі голови, широкі стегна та звужені донизу ноги. Руки й стопи часто відсутні, а голова зазвичай маленька і не має рис обличчя.
Венера з Холе-Фельс є одним із численних об'єктів, знайдених на об'єкті світової спадщини ЮНЕСКО «Печери та мистецтво льодовикового періоду в Швабській Юрі», де були знайдені найдавніші нестаціонарні витвори людського мистецтва — вирізьблені фігурки тварин і гуманоїдів, а також найстаріші музичні інструменти, знайдені до цього часу. Ці артефакти датуються періодом між 43 000 і 35 000 роками до н. е.
Найвідомішими доісторичними творами мистецтва є великі палеолітичні наскельні малюнки, які зображують тварин у континентальній Європі, зокрема в печері Ласко в регіоні Дордонь у Франції. Відомо кілька сотень прикрашених печер, що охоплюють період пізнього палеоліту (прибл. 38 000–12 000 років до н. е.). Існують приклади в Україні, Італії та Великій Британії, але найбільше їх у Франції та Іспанії. Було висунуто багато теорій щодо мети цього мистецтва, найбільш прийнятним припущенням було те, що це мистецтво було частиною релігійних ритуалів, ймовірно, спрямованих на досягнення успіху на полюванні.

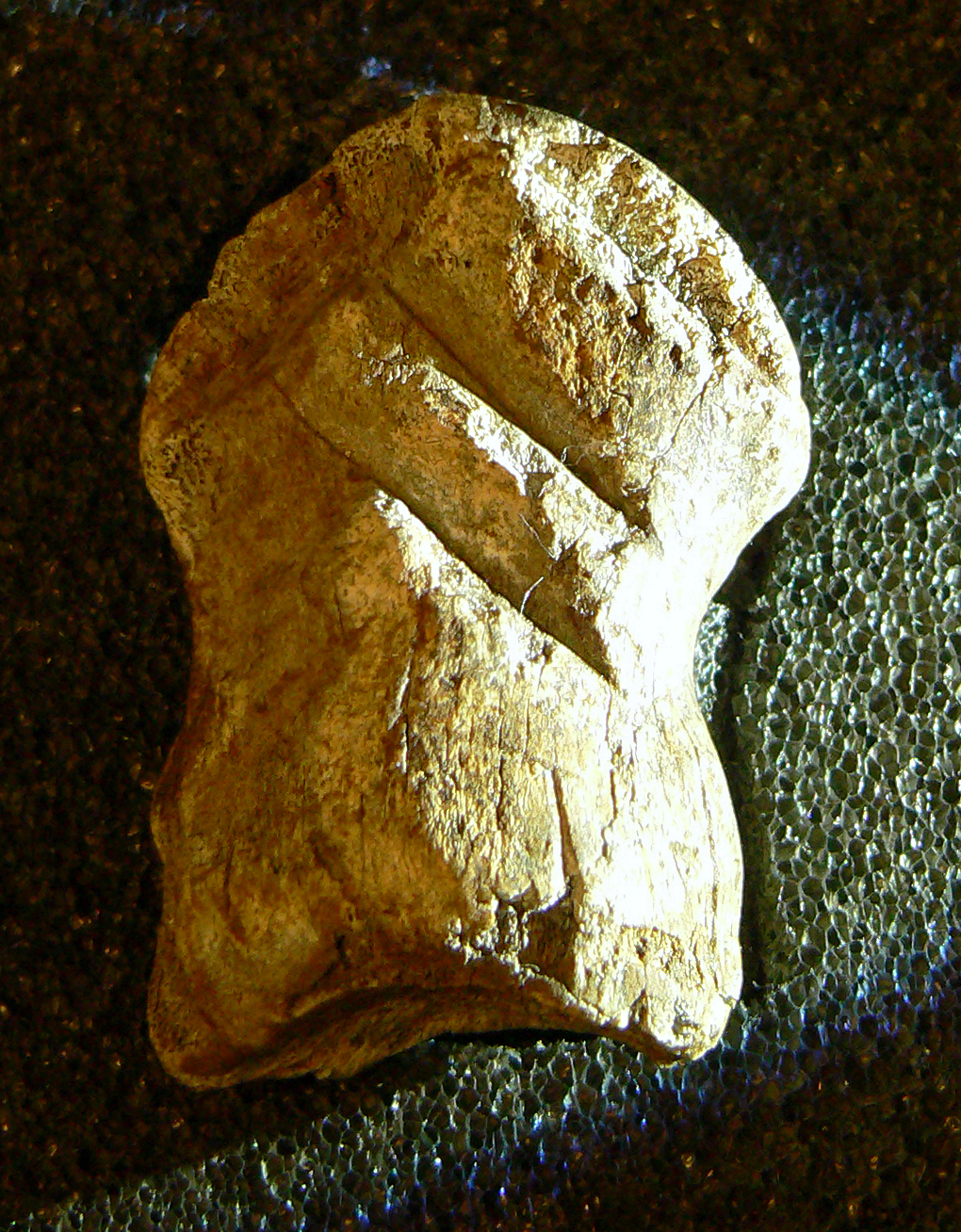
Гігантська кістка оленя Айнхорнхоле[en] прибл. 49 000 років до нашої ери; кістка Megaloceros; Айнхорнхоле, Німеччина
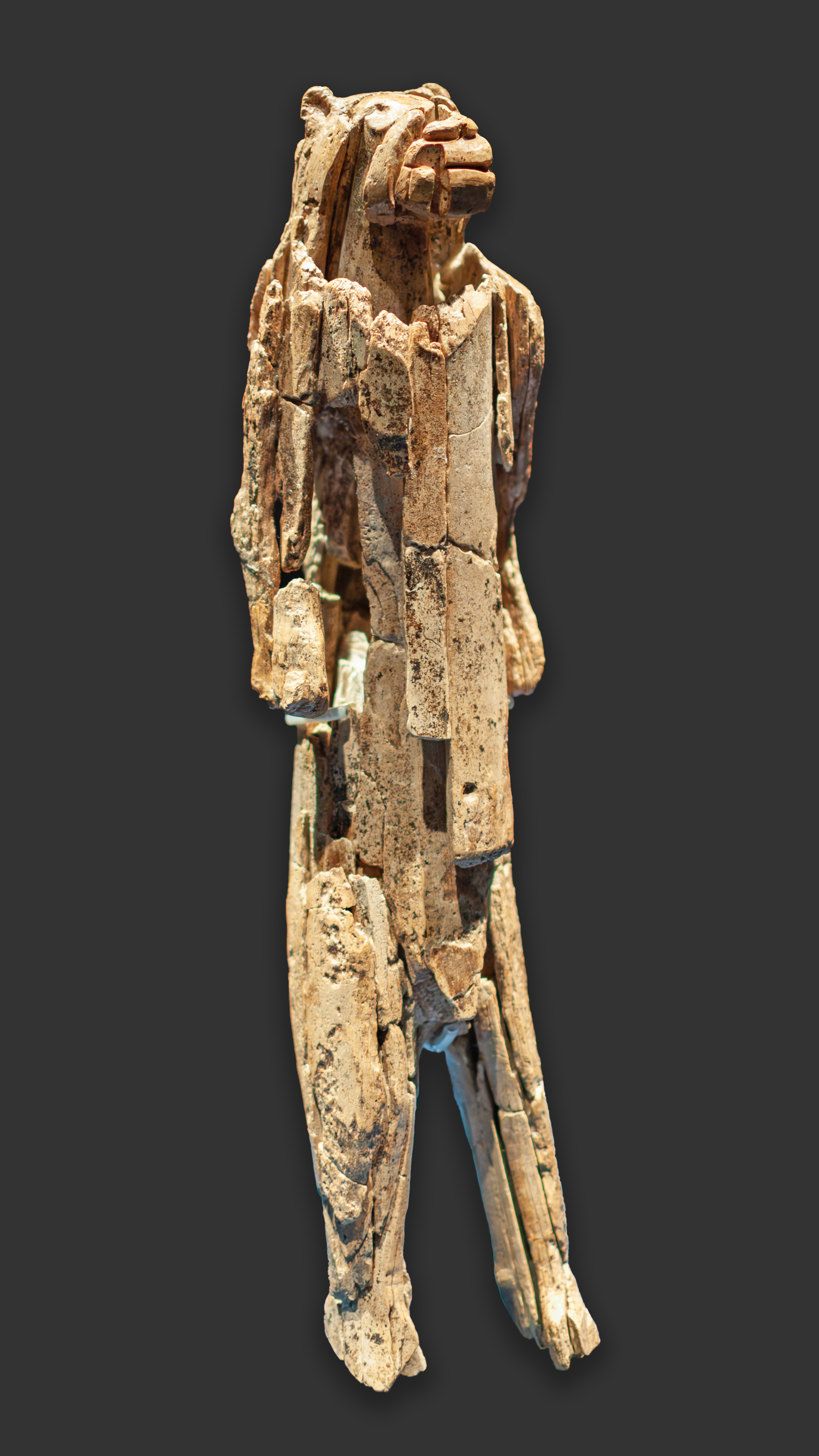
Людина-лев; прибл. 41 000–35 000 років до нашої ери; печери Холенштайн-Штадель[en], Швабська Юра, Німеччина
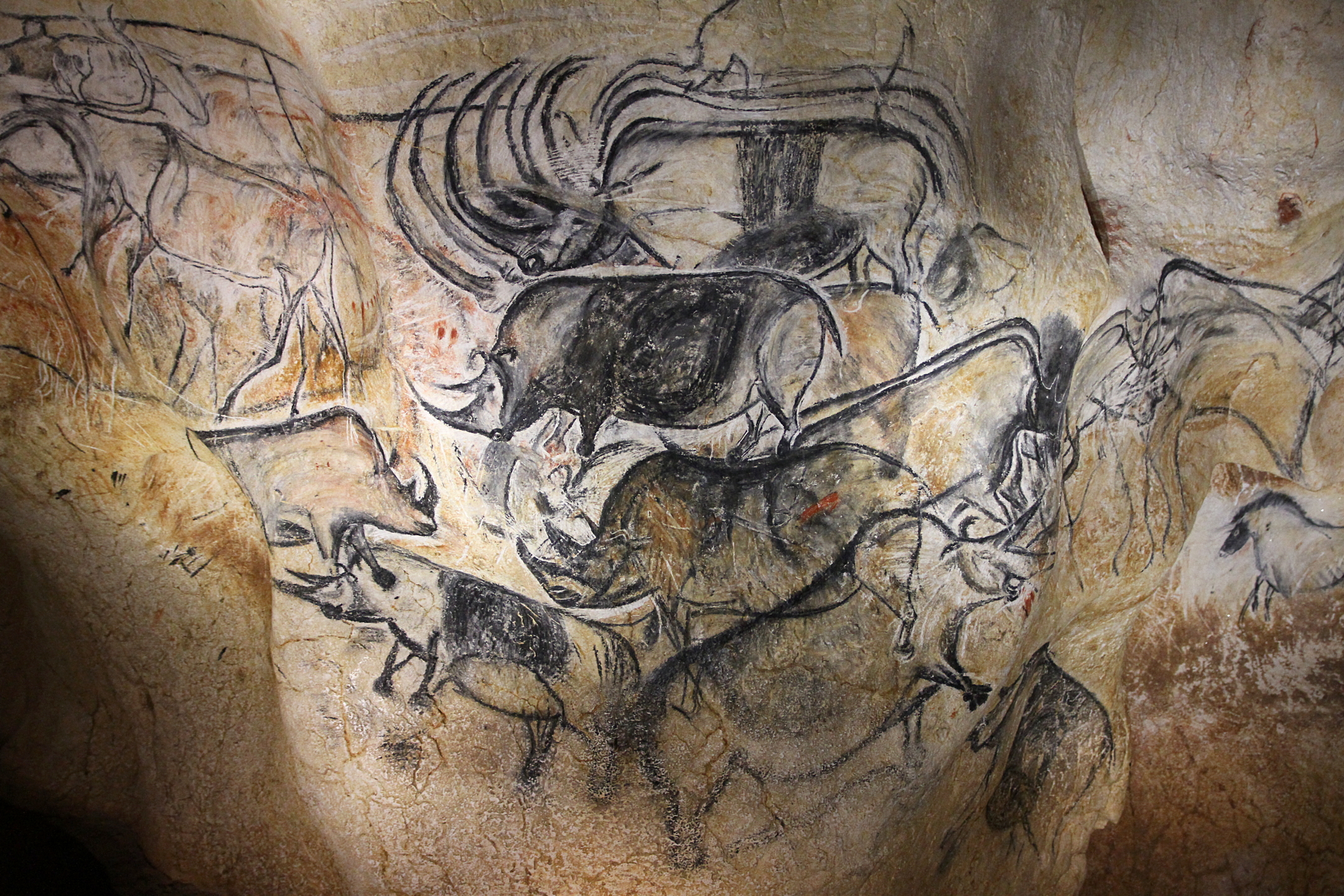
Зображення носорогів; прибл. 32 000–14 000 років до нашої ери; вугілля на скелі; довжина: прибл. 2 м; печера Шове (Ардеш, Франція)
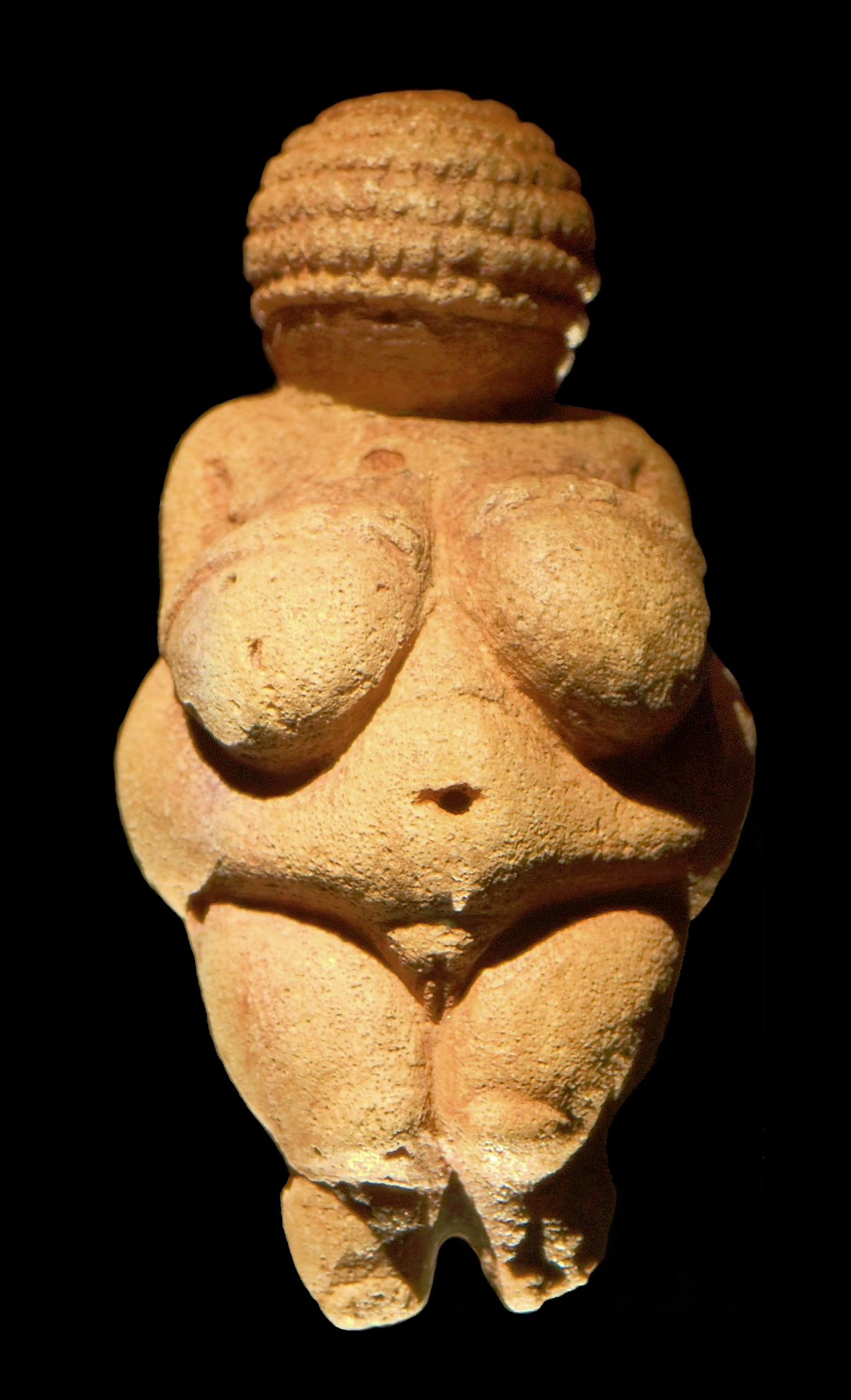
Віллендорфська Венера; прибл. 25 000 років до нашої ери; вапняк вохристого кольору; висота: 11 см; Музей природознавства  (Відень, Австрія)

## Античність

### Стародавній Близький Схід
Стародавній Близький Схід простягався від Туреччини та узбережжя Середземного моря на заході до Ірану та Аравійського півострова на сході. З часом тут з'являлися, процвітали і зникали численні цивілізації. Одним із ключових регіонів була Месопотамія, де протягом 4-го тисячоліття до нашої ери виникли перші міста та найдавніша форма писемності. Стародавня Месопотамія займала територію сучасного Іраку, а також частини Сирії та Туреччини. Її північна половина є частиною так званого Родючого Півмісяця, де вперше з'явилися важливі неолітичні розробки, такі як раннє землеробство та заснування постійних сільських поселень. Оскільки регіон розташований у дельті річки Тигр-Євфрат, тут існували численні цивілізації, зокрема Шумер, Аккад, Ассирія та Вавилонія. Архітектура Месопотамії характеризувалася використанням цегли, надпоріжників і конічної мозаїки. Яскравими прикладами є зикурати, великі храми у формі східчастих пірамід.
Політичні, економічні, мистецькі та архітектурні традиції шумерів призвели до заснування західної цивілізації. Багато речей вперше з'явилися у Шумері: перше місто-держава (Урук), яким правив цар Ґільґамеш; перша організована релігія, заснована на ієрархічній структурі богів, людей і ритуалів; перша відома писемність — клинопис; перша іригаційна система та перші транспортні засоби з колесами. Тут також з'явилися циліндричні печатки, гравіровані невеликими написами та ілюстраціями. Ще однією цивілізацією, що розвинулася в цьому регіоні, була Аккадська імперія, перша велика імперія у світі.
На початку 1-го тисячоліття до нашої ери, після аккадців, імперія під назвою Ассирія почала домінувати на всьому Близькому Сході, простягнувшись від Перської затоки до Середземного моря. Її міста були наповнені вражаючими будівлями та мистецтвом. Ассирійське мистецтво найбільш відоме своїми детальними кам'яними рельєфами, що зображують сцени придворного життя, релігійні обряди, полювання та епічні битви. Ці рельєфи спочатку розфарбовували в яскраві кольори і розміщували в палацах. Крім своєї краси, вони також показують ассирійське життя та погляди на світ, включаючи ассирійський одяг та меблі.
Пізніше вавилоняни завоювали Ассирійську імперію. У VI столітті до нашої ери Вавилон став найбільшим містом світу. При вході у Вавилон відвідувачів зустрічала вражаюча брама Іштар, стіни якої були вкриті яскравими синіми глазурованими цеглинами та рельєфами із зображеннями драконів, биків і левів. Ця брама названа на честь Іштар, богині війни та кохання.
У середині VI століття до н. е., після низки військових кампаній, Вавилонська імперія впала під натиском імперії Ахеменідів, якою правив цар Кір II. Вона простягалася по всьому Близькому Сходу та Центральній Азії, від Єгипту до долини Інду. Її мистецтво поєднує в собі елементи з усієї імперії, прославляючи її багатство та могутність. Столицею імперії була Парса (Іран), сповнена вражаючих скульптур, що демонструють релігійні образи та людей імперії. Також тут збереглися руїни палацу з великим залом для прийому гостей.
Окрім Месопотамії та Ірану, давні цивілізації створювали мистецтво та архітектуру і в інших регіонах. В Анатолії (сучасна Туреччина), виникла Хетська імперія. За часів античності Південна Аравія відігравала важливу роль у виробництві та торгівлі ароматичними речовинами, що приносило багатство царствам, розташованим у цьому регіоні. Приблизно до 4000 року до нашої ери клімат Аравії був вологішим, ніж сьогодні. На південному заході з'явилося кілька царств, наприклад Сабейське царство. Фігури людей Південної Аравії зазвичай стилізовані, засновані на прямокутних формах, але з дрібними деталями.

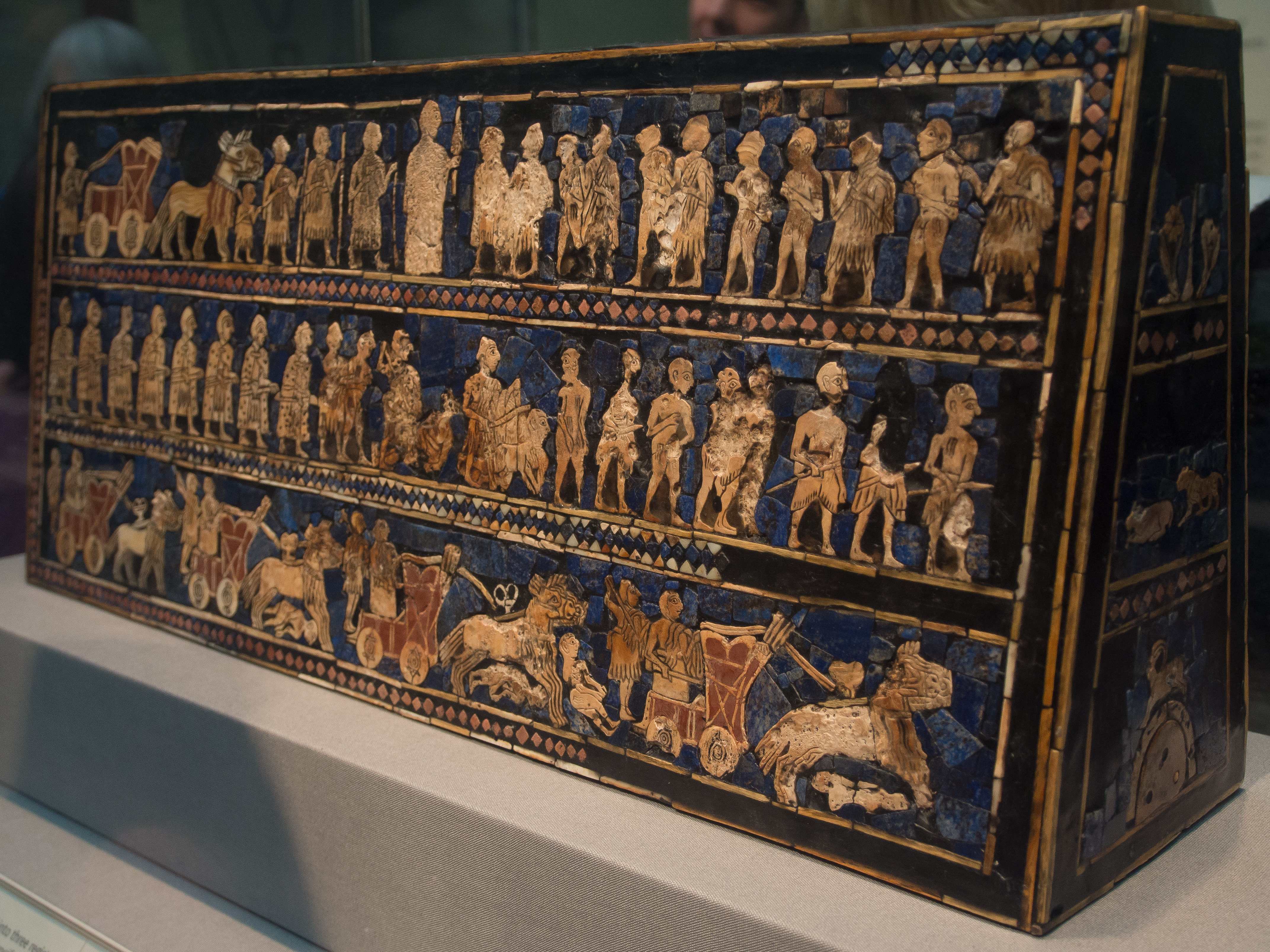
Штандарт з Ура[en] (Шумер); прибл. 2600-2400 р. до н.е.; мушля, червоний вапняк і лазурит на дереві; довжина: 49,5 см; Британський музей (Лондон)
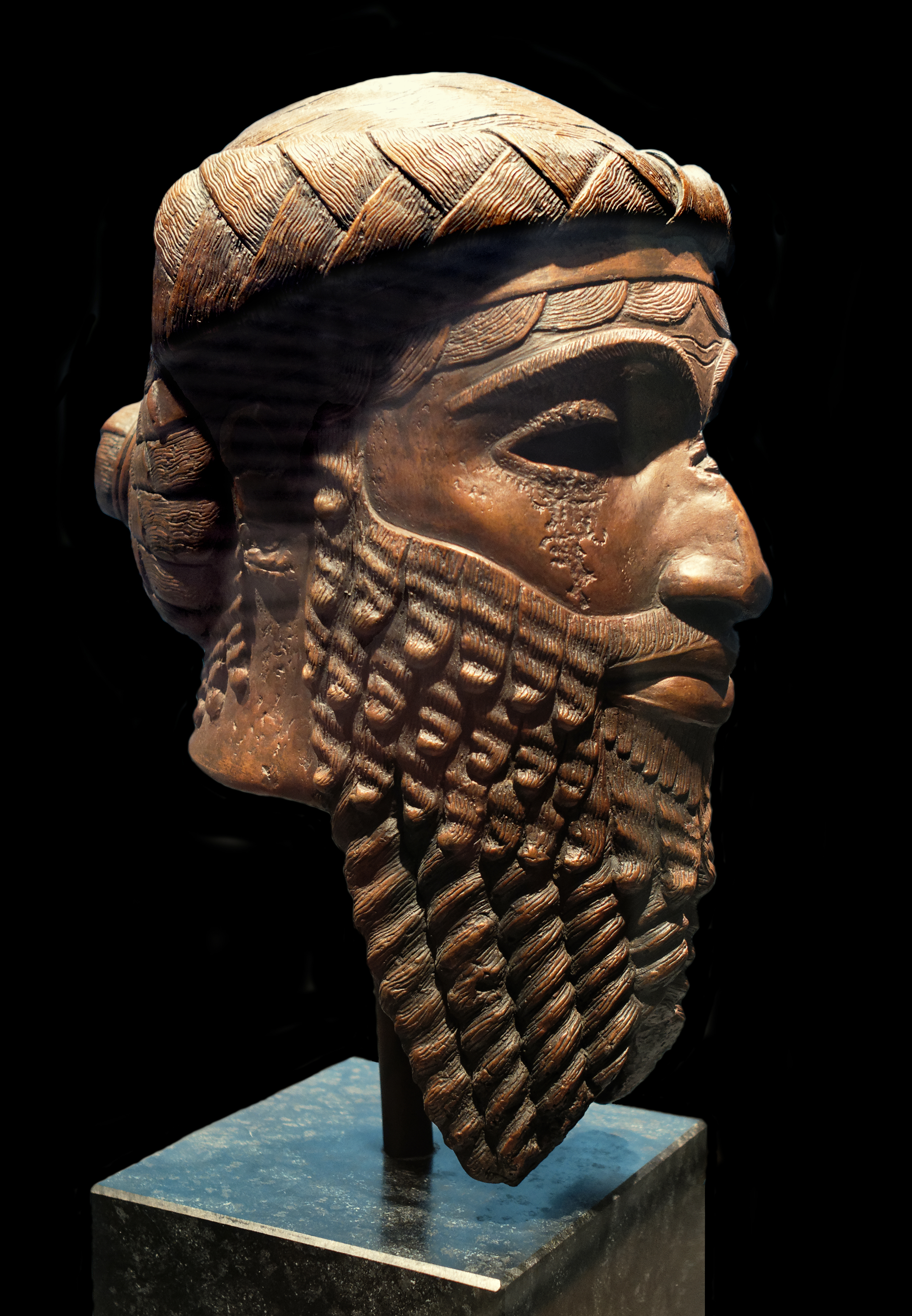
Цар Аккада (Аккадська імперія); прибл. 2250 рік до нашої ери; мідний сплав; висота: 30 см; музей Іраку
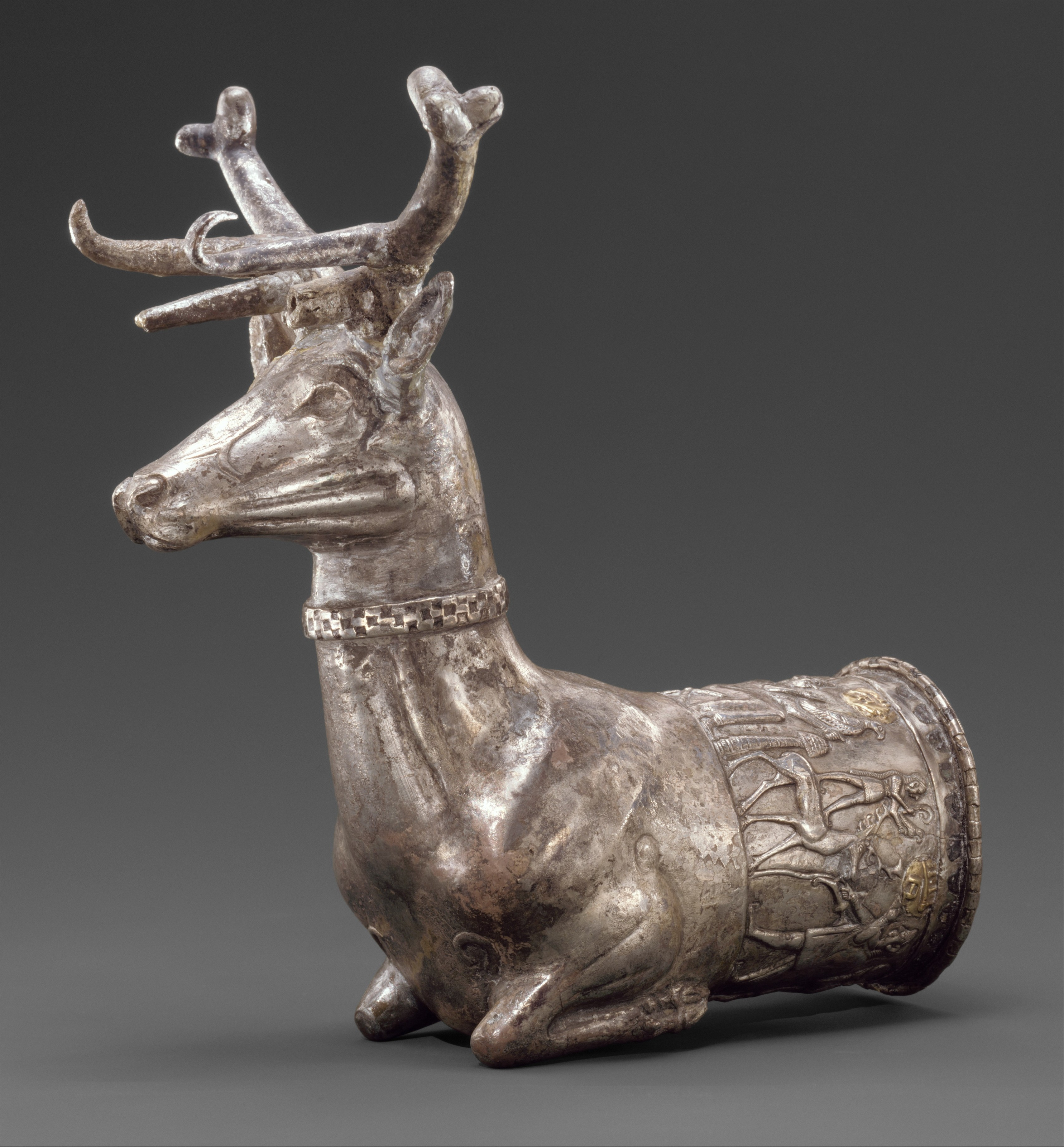
Оленячий ритон (Хети[en]); прибл. 1400-1200 р. до н.е; срібло з золотою інкрустацією; висота: 13 см; Музей мистецтва Метрополітен (Нью-Йорк)
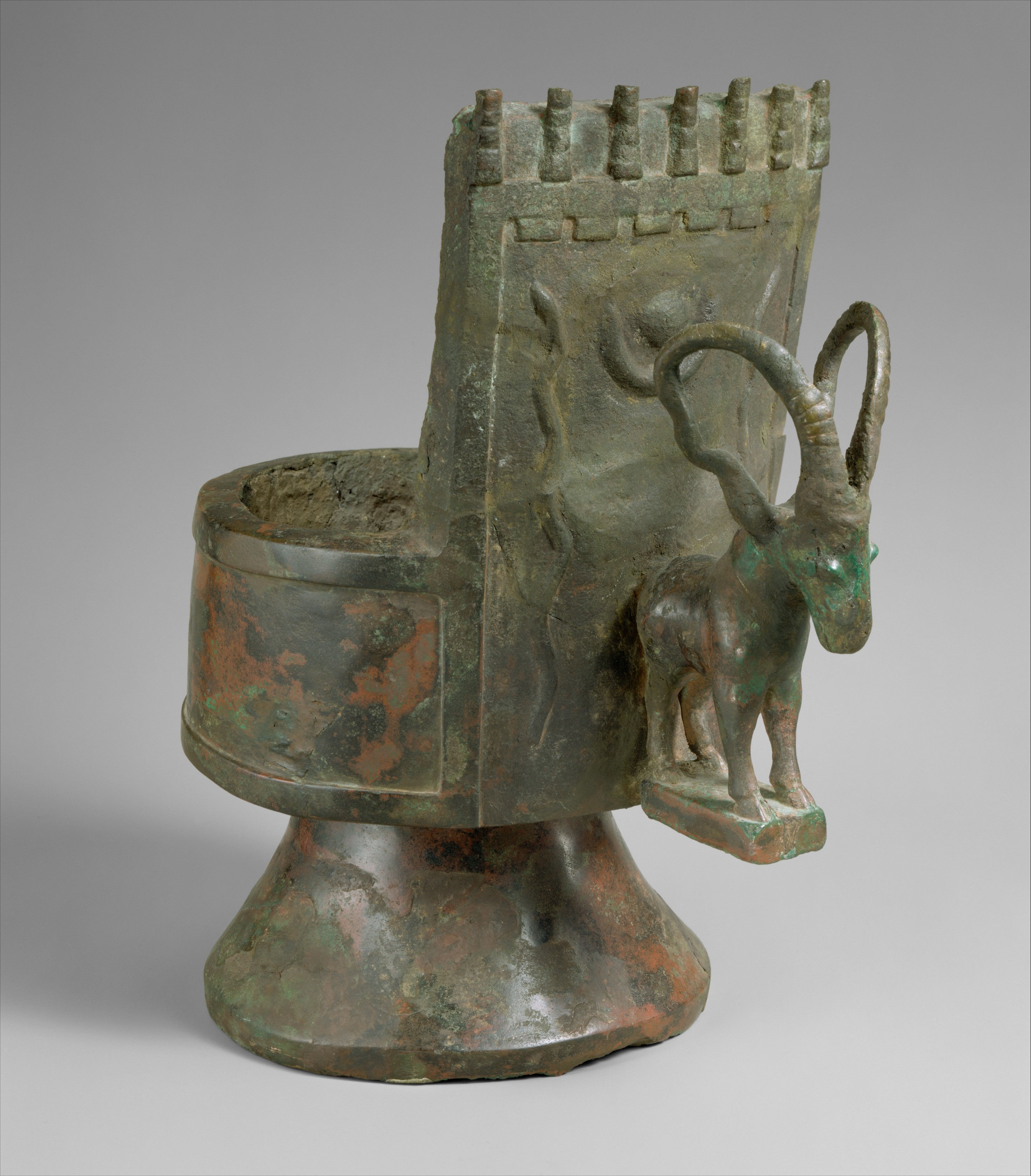
Кадильниця (доісламська Південна Аравія[en]); прибл. середина 1 тис. до н.е.; бронза; висота: 27,6 см; Музей мистецтва Метрополітен
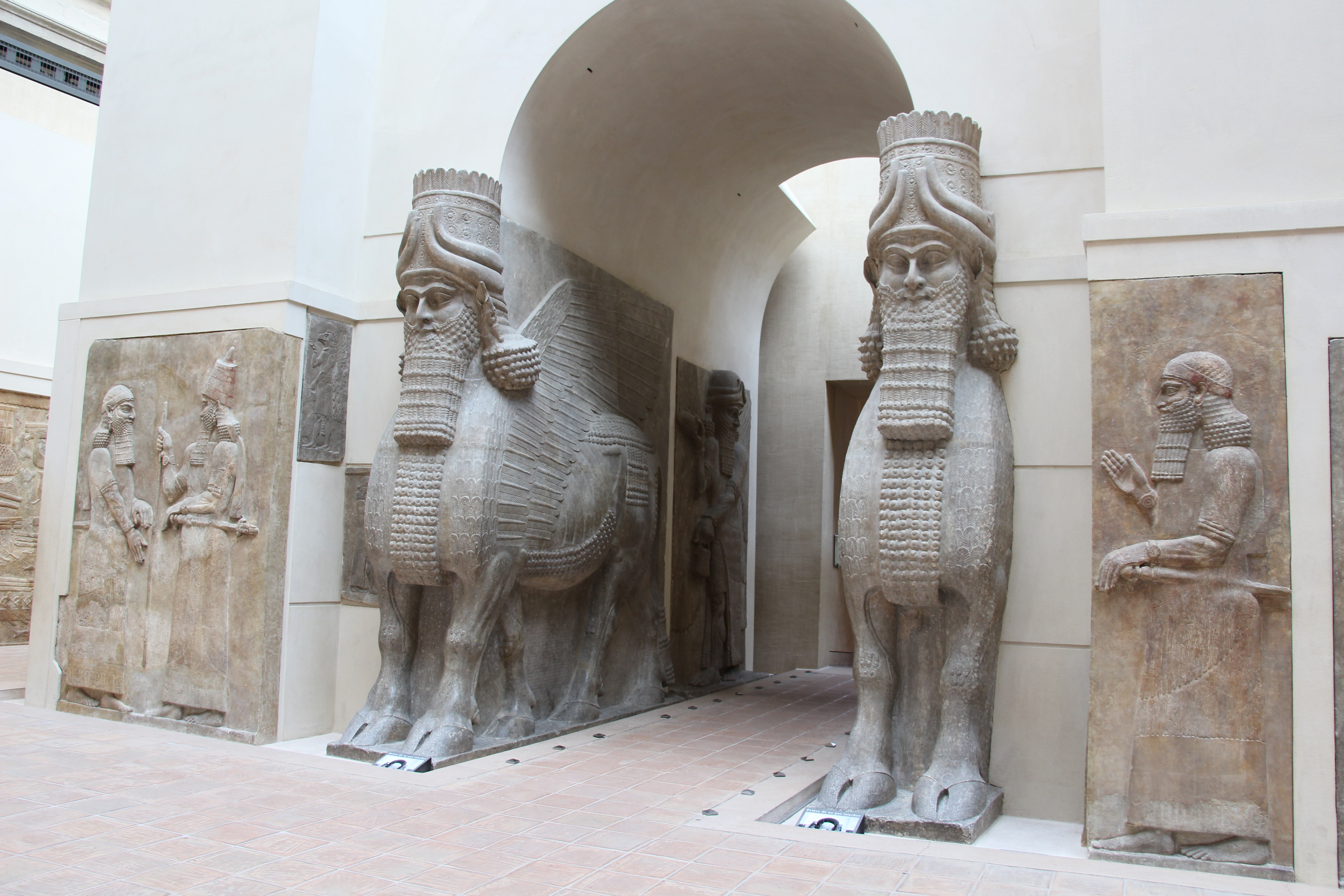
Крилаті бики[en] (Новоассирійська імперія); прибл.710 р. до н.е.; алебастр; висота (макс.): 4,2 м; Лувр
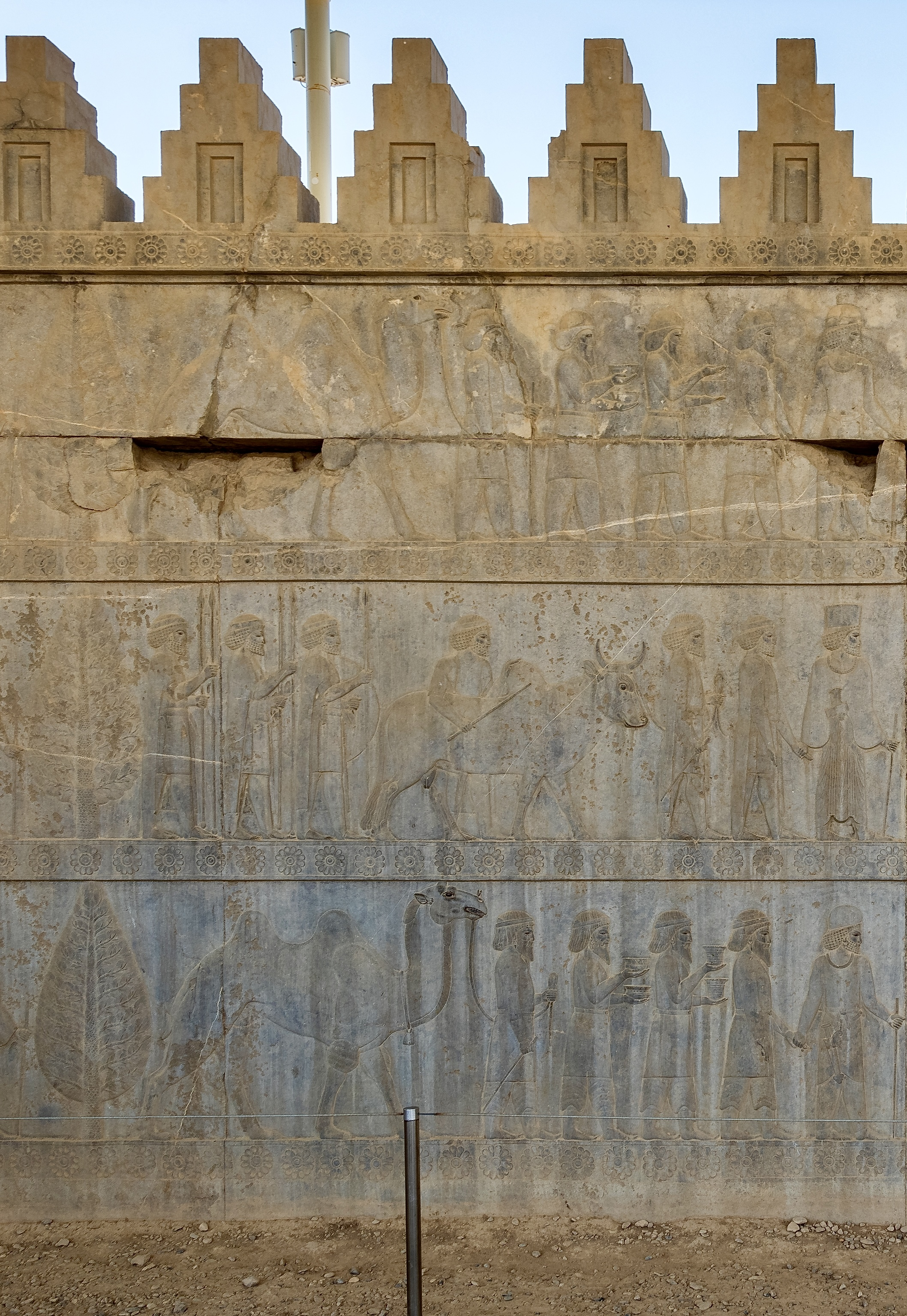
Делегація з дарами (Персія[en], Імперія Ахеменідів); прибл.490 р. до н.е.; вапняк; прибл.260 x 150 см; на своєму місці, Парса (Іран)

### Єгипет
Одна з перших великих цивілізацій виникла в Єгипті, де професійні художники та ремісники створювали вишукані й складні твори мистецтва. Мистецтво Єгипту було релігійним і символічним. З огляду на те, що культура мала високоцентралізовану структуру влади та ієрархію, багато виробів мистецтва було створено на честь фараона, включаючи великі пам'ятники. Мистецтво і культура Єгипту підкреслювали релігійну концепцію безсмертя. Пізніше єгипетське мистецтво включає коптське та візантійське мистецтво.
Для архітектури характерні монументальні споруди, побудовані з великих кам'яних блоків, перемичок і міцних колон. До похоронних пам'яток належали мастаби, гробниці прямокутної форми; піраміди, до яких належали ступінчасті піраміди (Саккара) або піраміди з гладкими боками (Гіза); і гіпогей, підземні гробниці (Долина Царів). Іншими великими спорудами були храми, які зазвичай являли собою монументальні комплекси, перед якими простягалася алея сфінксів і обелісків. Храми використовували пілони і трапецієподібні стіни з гіпетральними та гіпостильними залами і святилищами. Храми Карнака, Луксора, острова Філи та Едфу є гарними прикладами. Іншим типом храму є скельний храм у формі гіпогею, знайдений в Абу-Сімбелі та Дейр ель-Бахрі.
У давньоєгипетському живописі застосовувався прийом поєднання площин, що накладаються одна на одну. Зображення були представлені ієрархічно, тобто фараон зображувався більшим за звичайних підданих або ворогів, зображених поруч з ним. Єгиптяни малювали контури голови та кінцівок у профіль, тоді як торс, руки й очі зображували анфас. В Єгипті було розвинене ужиткове мистецтво, зокрема обробка дерева та металу. Існують чудові зразки, такі як кедрові меблі, інкрустовані чорним деревом і слоновою кісткою, які можна побачити в гробницях Каїрського музею. Інші приклади включають фрагменти, знайдені в гробниці Тутанхамона, які мають велику художню цінність.

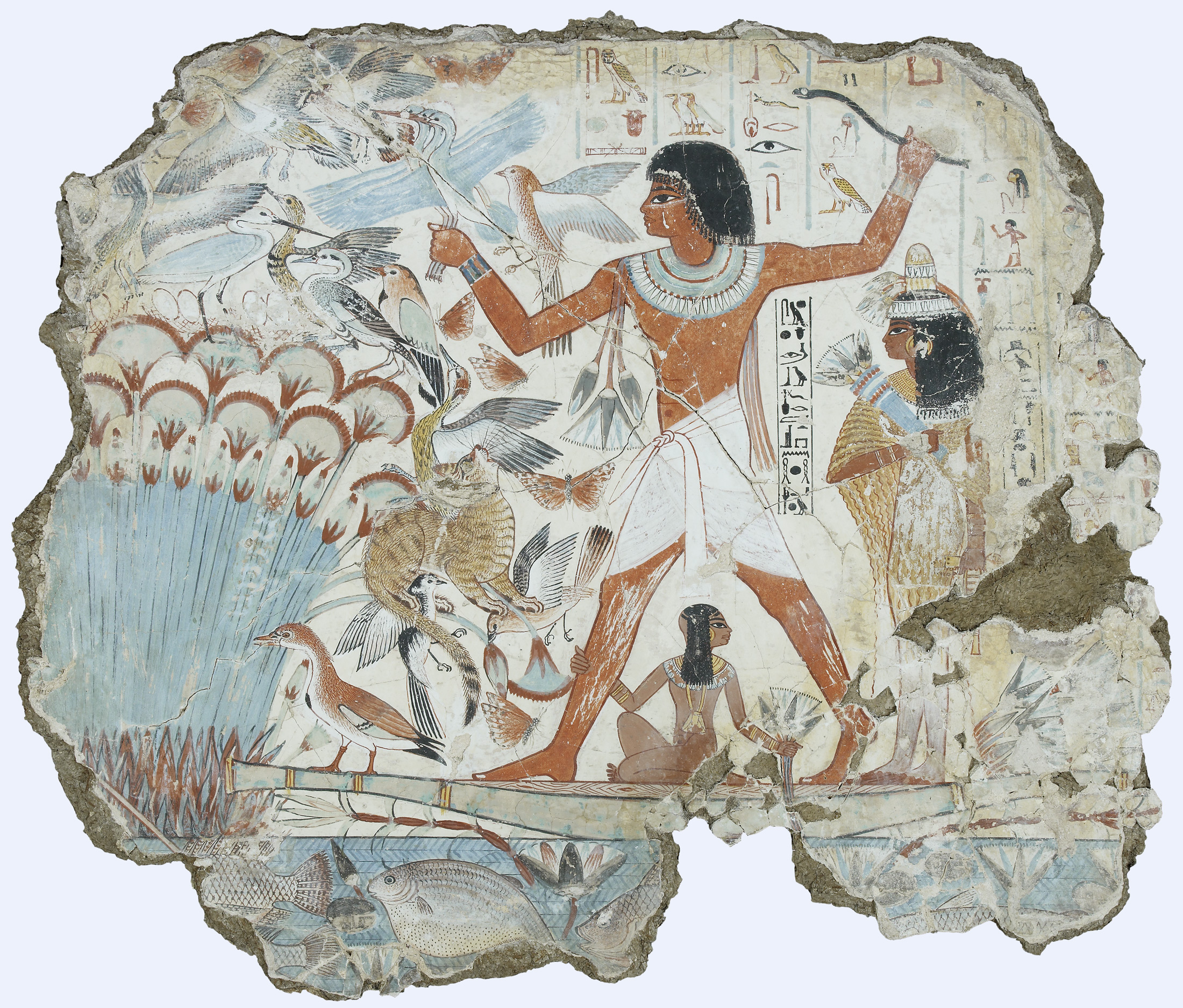
Небамун на полюванні на болотах; прибл. 1380 р. до н.е.; фарба по штукатурці; 98 × 83 см; Британський музей (Лондон)
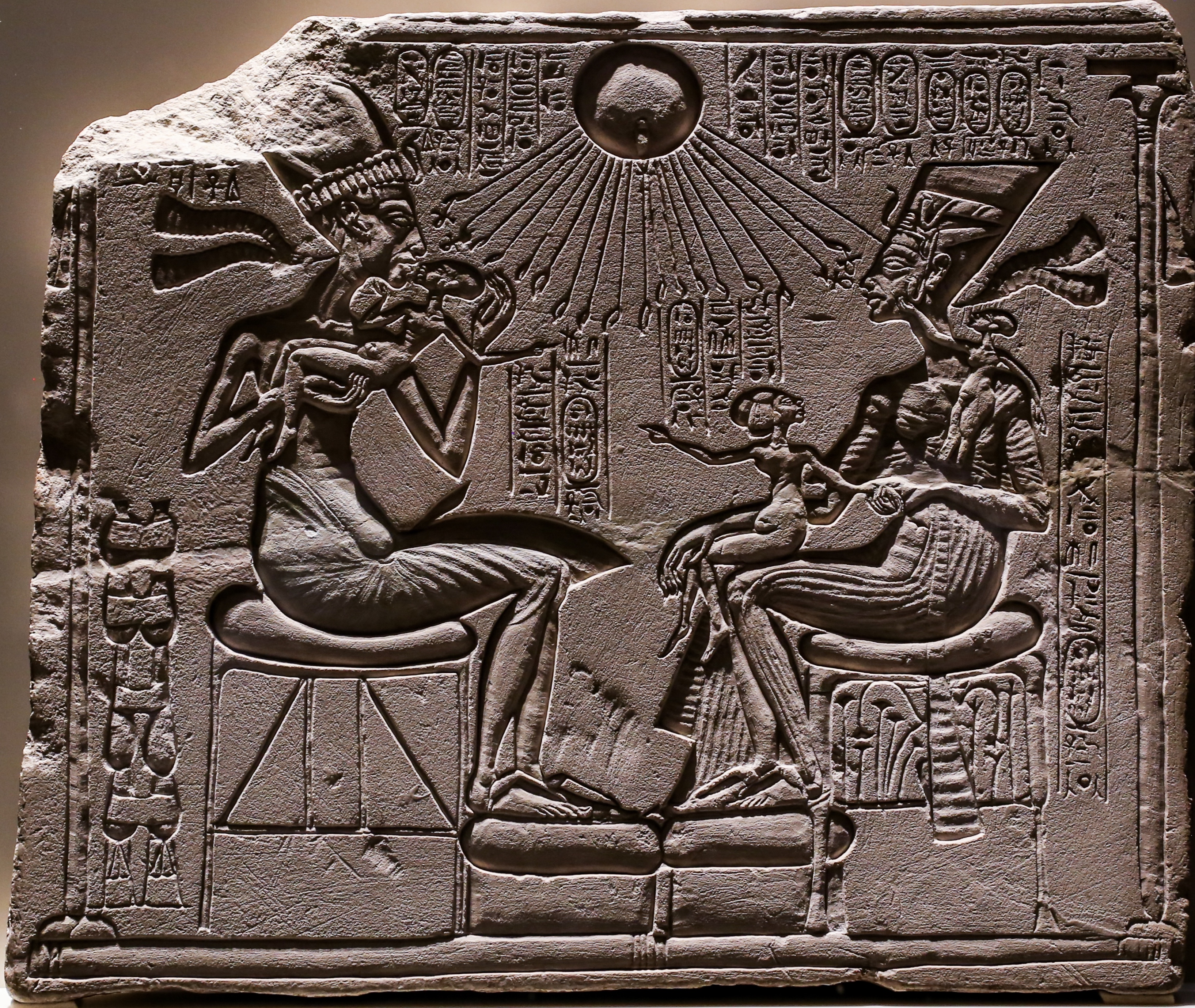
Аменхотеп і Нефертіті з доньками; прибл.1345 р. до н.е.; фарбований вапняк; 32,5 x 39 см; Єгипетський музей Берліна (Німеччина)
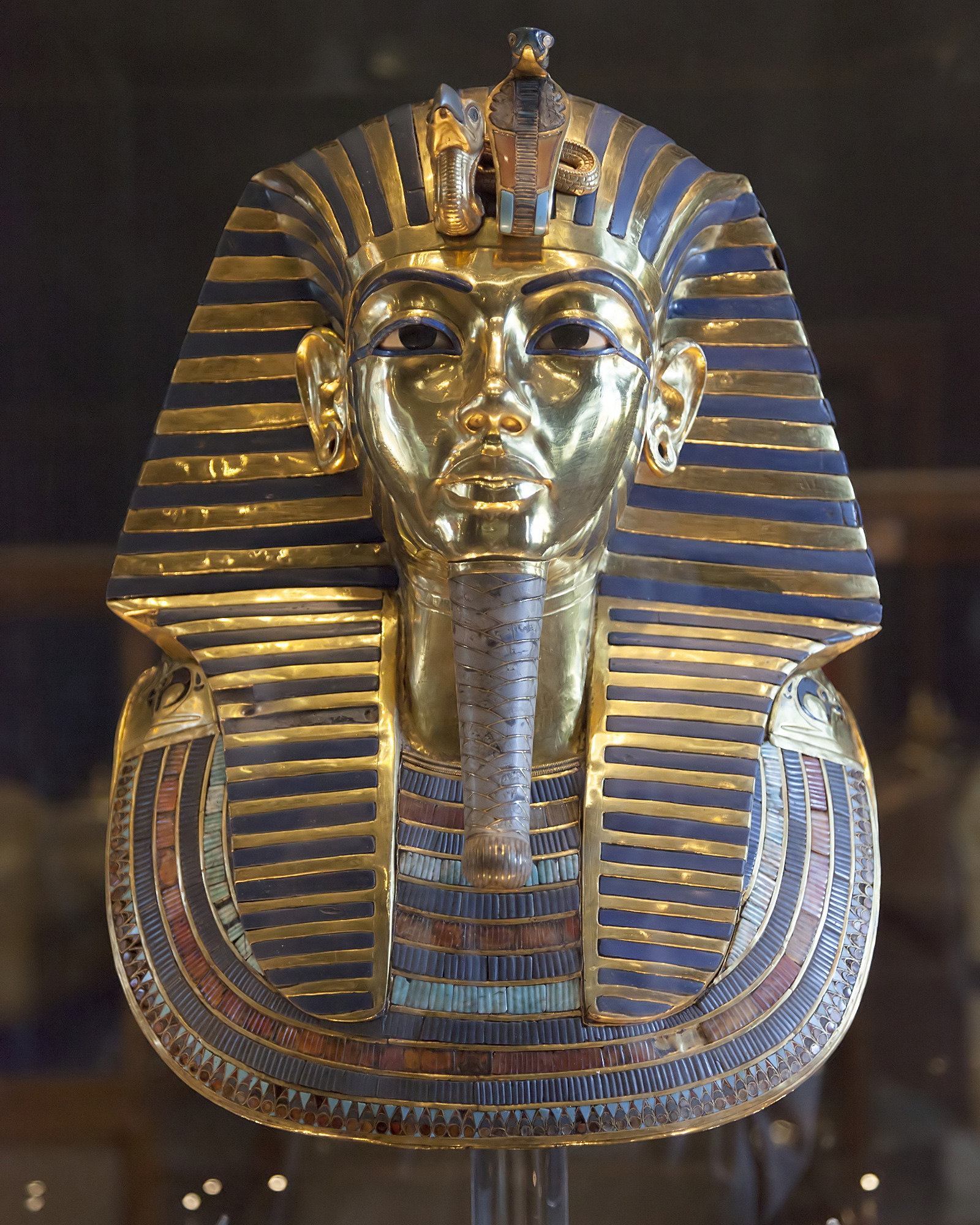
Маска Тутанхамона; прибл. 1327 р. до н.е.; золото, скло та напівдорогоцінне каміння; висота: 54 см; Каїрський єгипетський музей (Каїр)
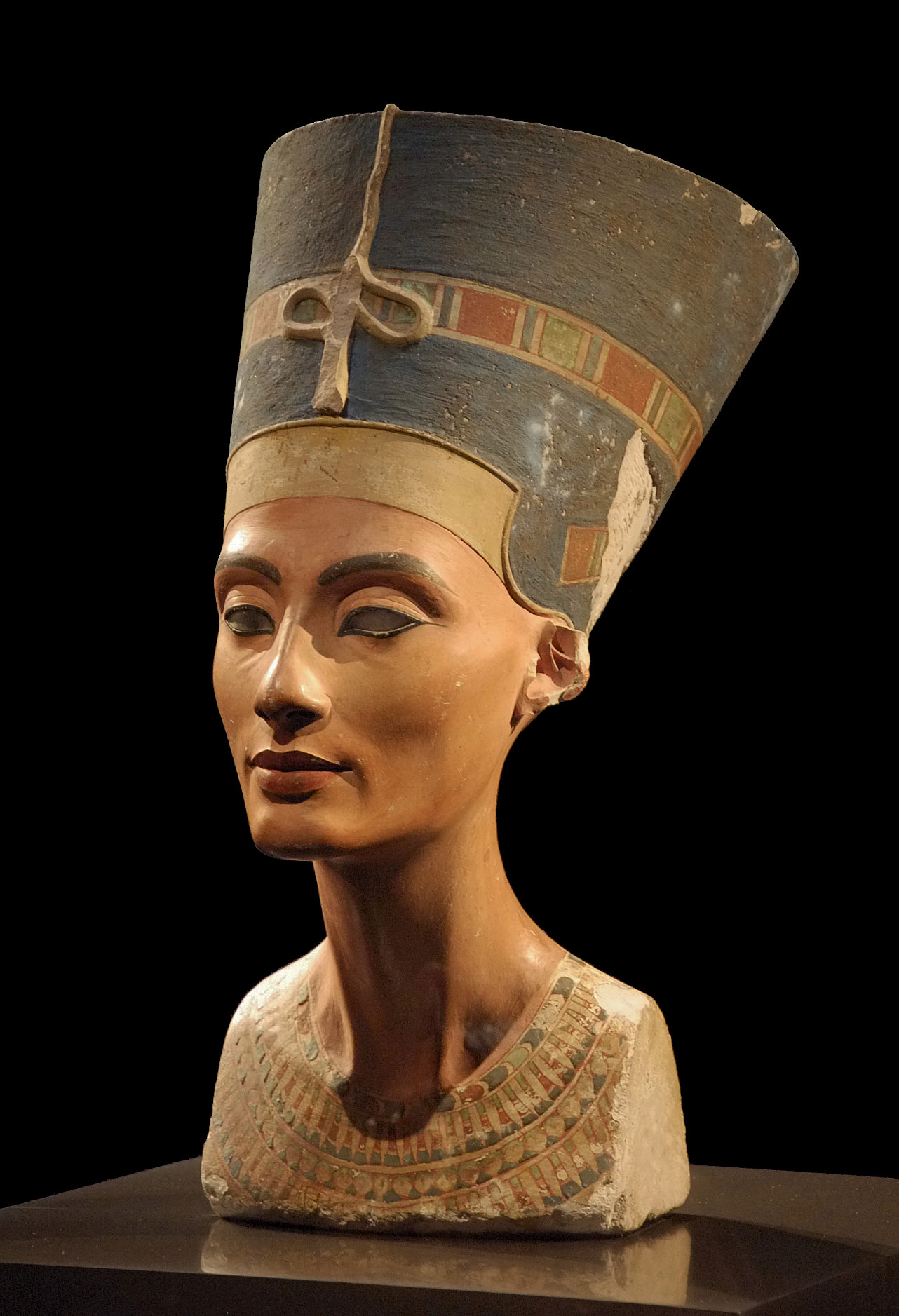
Погруддя Нефертіті; 1352–1336 рр. до н.е.; фарбований вапняк; висота: 50 см; Новий музей (Берлін, Німеччина)
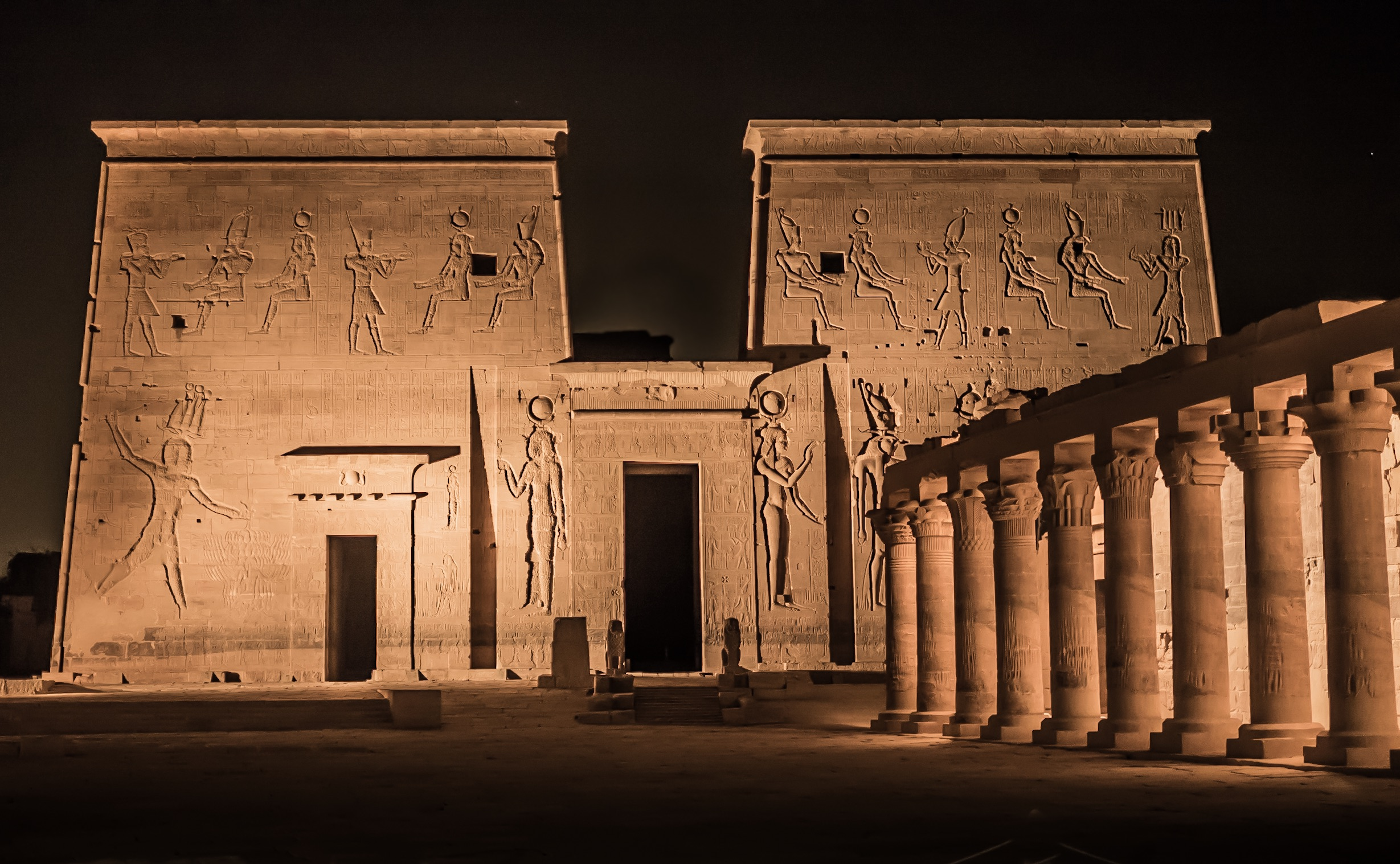
Храм острова Філи[en] (Єгипет), 380 р. до н.е.-117 р. н.е.

### Індська цивілізація
Відкрита в 1922 році, набагато пізніше сучасних культур Месопотамії та Єгипту, цивілізація долини Інду, також відома як Хараппська цивілізація (прибл. 2400—1900 рр. до н. е.) нині визнана надзвичайно розвиненою та в деяких аспектах порівнянною з цими культурами. Її поселення охоплюють територію, що простягається від сучасного північно-східного Афганістану через значну частину Пакистану до західної та північно-західної Індії. Основні міста культури включають Хараппу та Мохенджо-Даро, розташовані відповідно в Пенджабі та в провінції Сінд на півночі Пакистану, і портове місто Лотал у штаті Гуджарат (Індія). Найчисленнішими артефактами є квадратні та прямокутні штамповані печатки та відбитки печаток із зображенням тварин, зазвичай биків, дуже короткі хараппські тексти. В хараппських поселеннях також було знайдено багато стилізованих теракотових фігурок, а також кілька кам'яних і бронзових скульптур, які є більш натуралістичними, ніж керамічні.

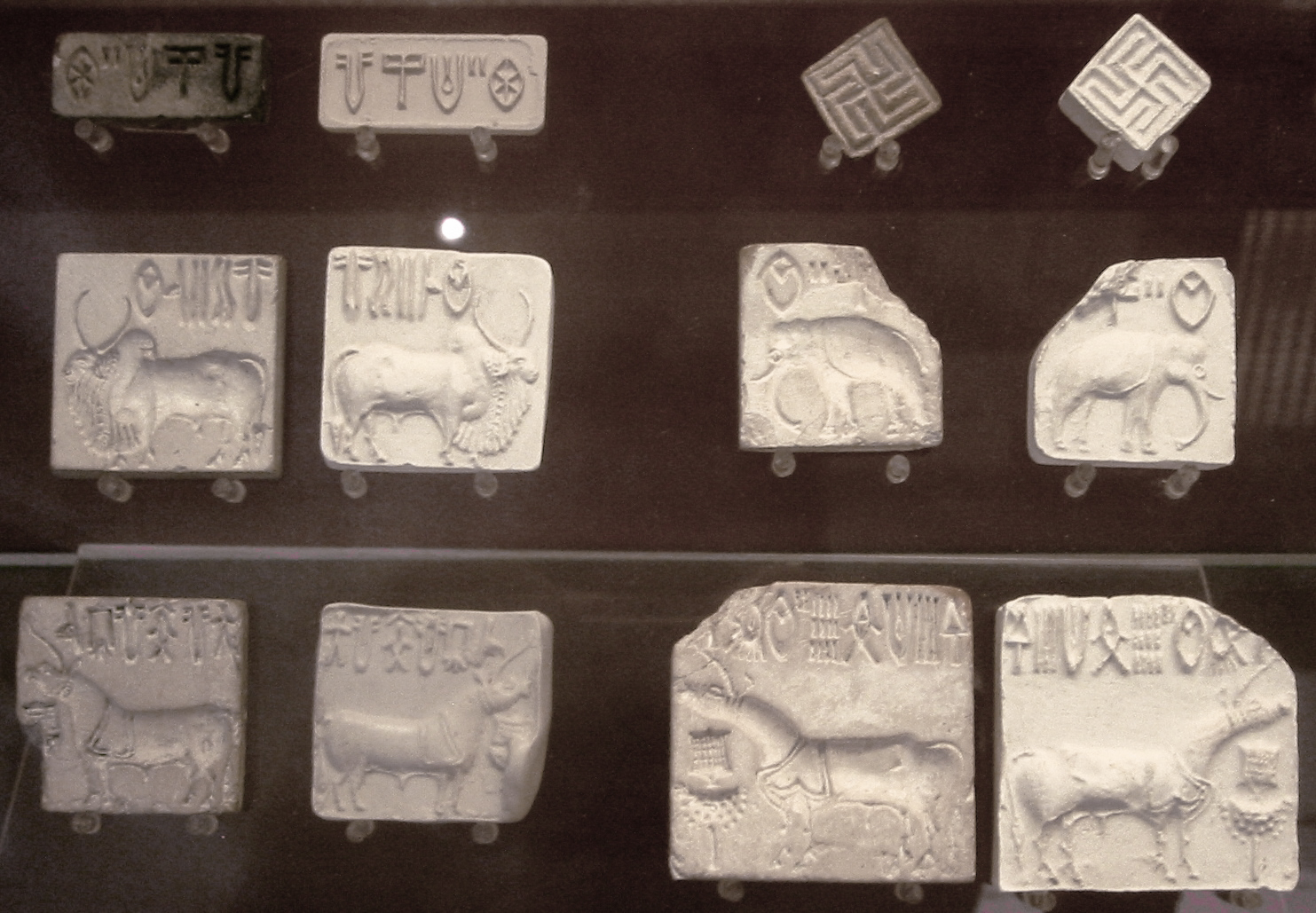
Печатки з індським письмом і відбитками; 2500-2000 рр. до н.е.; стеатит; різних розмірів, переважно прибл.3 см; Британський музей (Лондон)
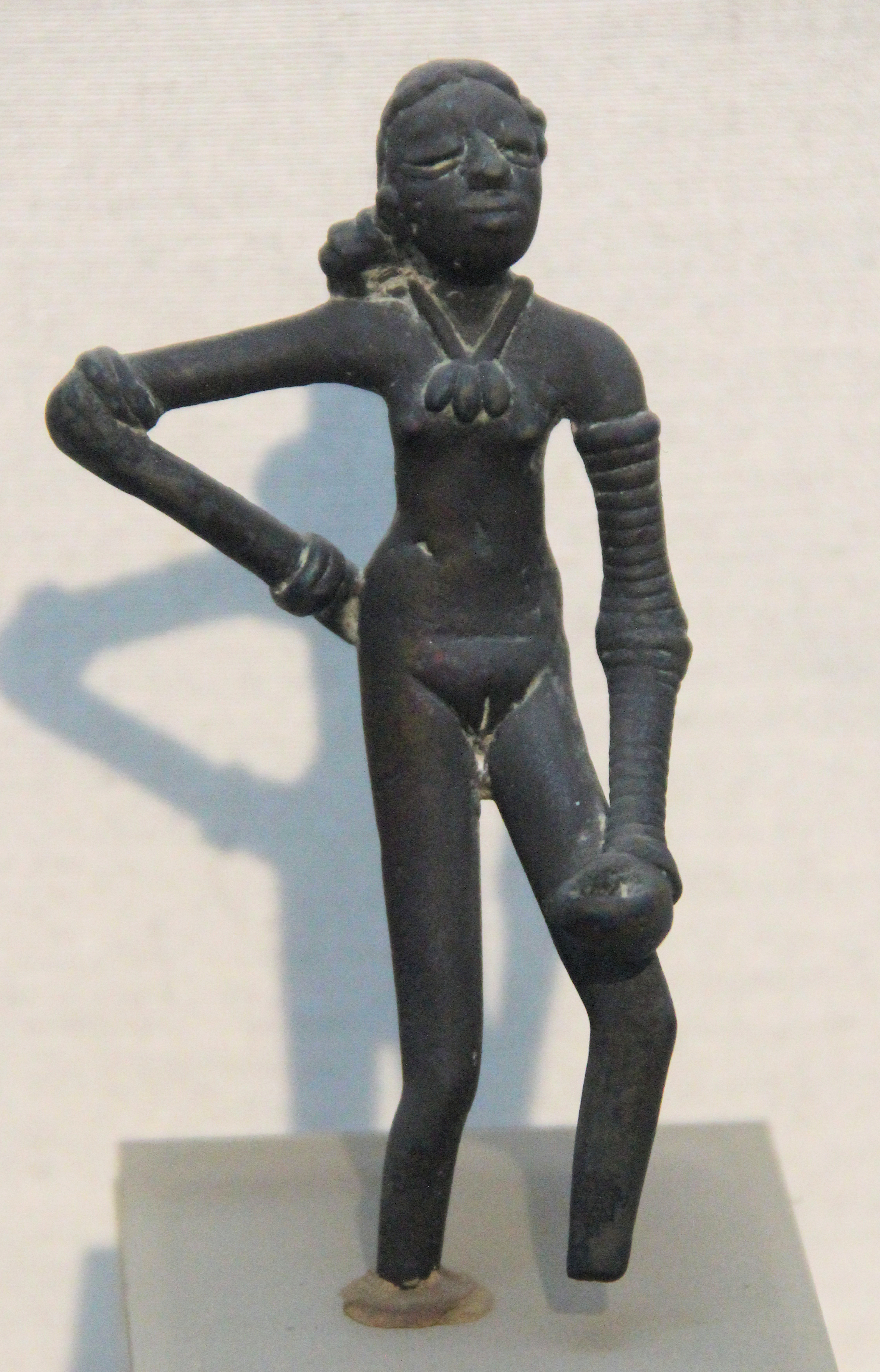
Танцююча дівчина; прибл. 2400–1900 рр. до н.е.; бронза; висота: 10,8 см; Національний музей (Нью-Делі, Індія)
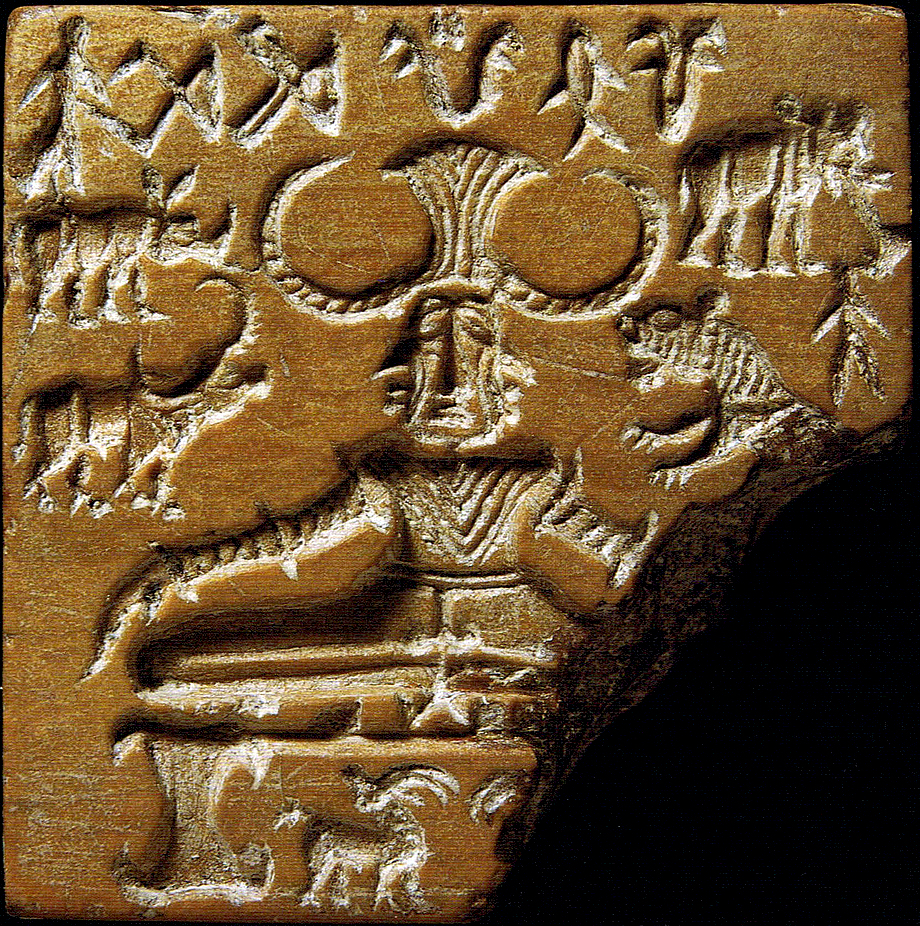
Печатка прото-Шиви[en]; прибл. 2400–1900 рр. до н.е.; стеатит; висота: 3,6 см; Національний музей (Нью-Делі)
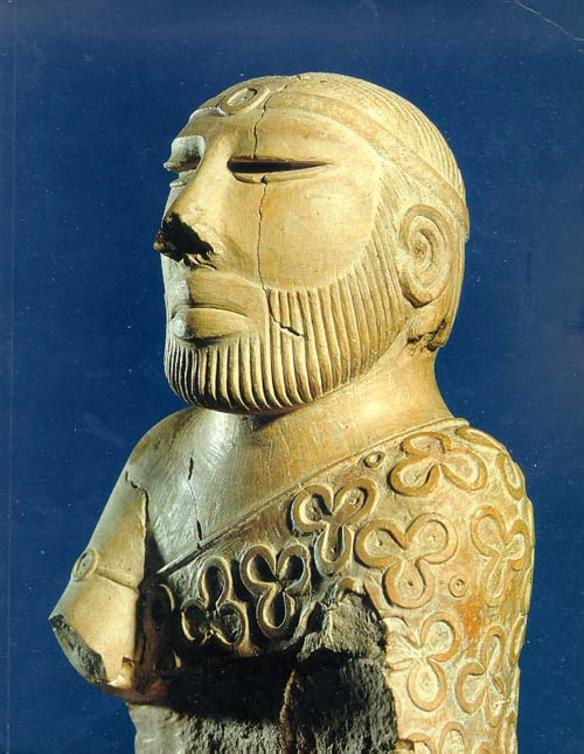
Цар-жрець; прибл. 2400–1900 рр. до н.е.; стеатит; висота: 17,5 см; Національний музей Пакистану (Карачі)
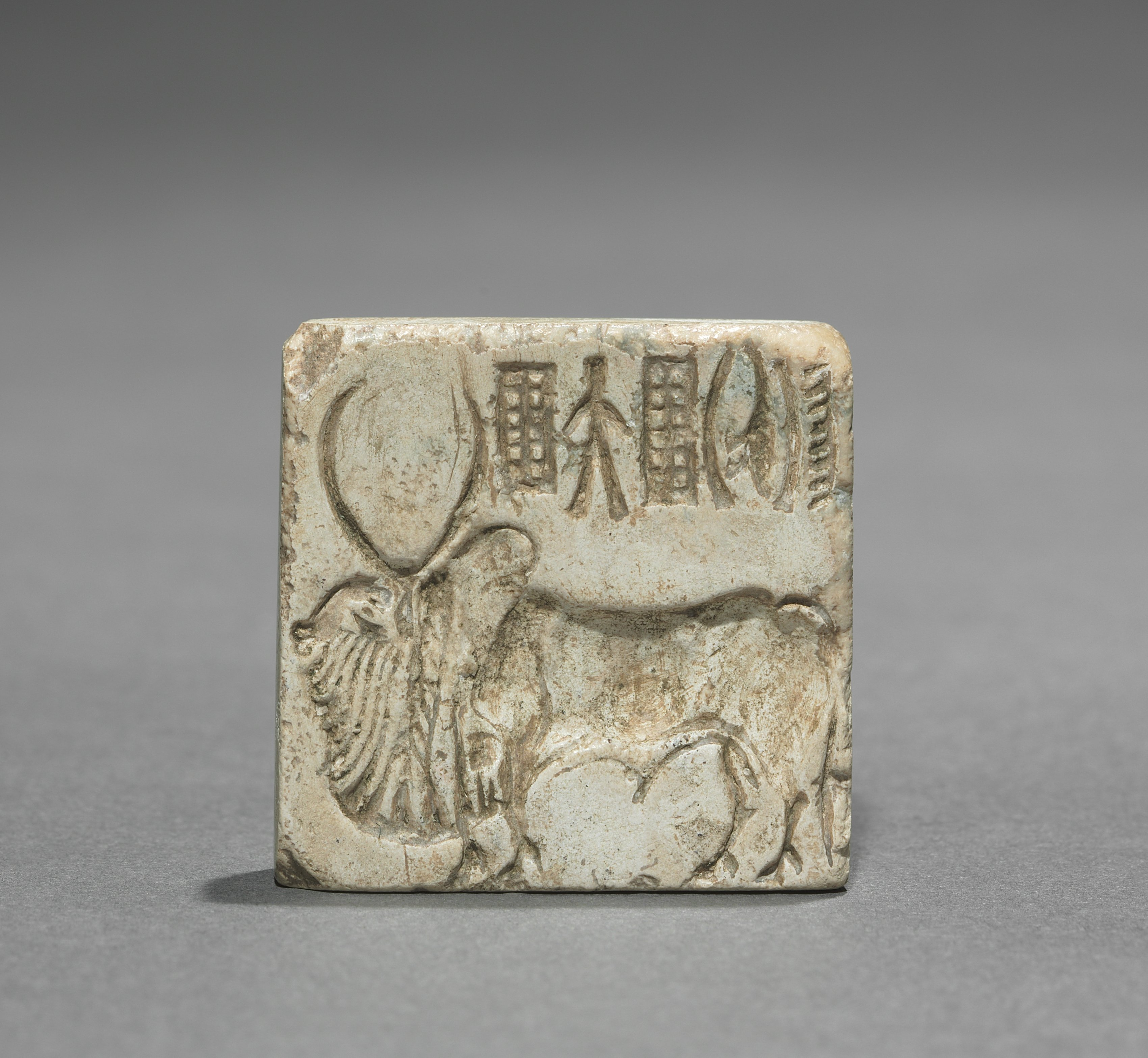
Печатка з дворогим биком і написом; прибл. 2010 р. до н.е.; стеатит; загальний розмір: 3,2 × 3,2 см; Клівлендський музей мистецтв (Клівленд, Огайо, США)

### Китай

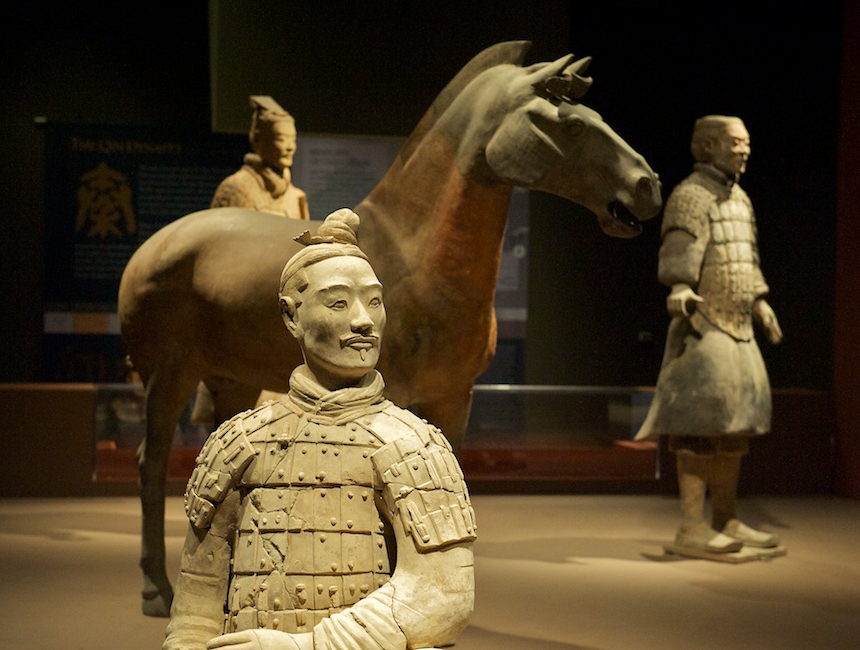
Воїни Теракотової армії; c. 214 р. до н.е.; теракота; висота (в середньому): c. 1.8 м; Ліньтун, Сіань (Сіань, Шеньсі, Китайська Народна Республіка)

Перші металеві предмети, виготовлені в Китаї, були створені майже 4000 років тому, за часів династії Ся (прибл. 2100—1700 рр. до н. е.). Під час китайської бронзової доби (династії Шан і Чжоу) придворні звернення та спілкування з духовним світом здійснювалися шаманом (можливо, самим правителем). У династії Шан (прибл.1600–1050 рр. до н. е.) верховним божеством був Шан-ді, але аристократичні сім'ї надавали перевагу контакту з духами своїх предків. Вони готували для них вишукані бенкети з їжею та напоями, розігрітими та поданими в бронзових ритуальних посудинах. Ці бронзові посудини мали різні форми залежно від їх призначення: для вина, води, крупи чи м'яса, а деякі з них були позначені символами, які можна прочитати, що свідчить про розвиток писемності. Цей тип посудин, дуже високої якості та складності, був виявлений у долині Хуанхе в провінції Хенань, у таких місцях, як Ерлітоу, Аньян або Чженчжоу. Їх використовували в релігійних ритуалах для зміцнення влади Шан, і коли столиця Шан впала, приблизно в 1050 році до н. е., їхні завойовники, династія Чжоу (прибл.1050–156 рр. до н. е.), продовжили використовувати ці посудини в релігійних обрядах, але головним чином для їжі, а не для напоїв. Придворних династії Шан звинувачували в надмірному пияцтві, і династія Чжоу, проголошуючи імперське Тянь («Небеса») головною духовною силою замість предків, обмежила використання вина в релігійних обрядах, надавши перевагу їжі. Використання ритуальної бронзи продовжувалося в період ранньої династії Хань (206 р. до н. е. — 220 р. н. е.).
Одним із найпоширеніших мотивів був таотай, стилізоване обличчя, розділене по центру на дві майже дзеркальні половини, з ніздрями, очима, бровами, щелепами, щоками та рогами, оточеними врізними візерунками. Чи представляли таотай реальних, міфологічних або повністю уявних істот, визначити неможливо.
Загадкові бронзові вироби Саньсіндуй, неподалік Гуанханя (у провінції Сичуань), є свідченням таємничої релігійної системи жертвоприношень, яка не має аналогів у стародавньому Китаї та суттєво відрізняється від мистецтва тогочасної династії Шан в Аньяні. Розкопки в Саньсіндуй, проведені з 1986 року, виявили чотири ями, що містять артефакти з бронзи, нефриту та золота. Там було знайдено велику бронзову статую людської фігури, яка стоїть на постаменті, прикрашеному абстрактними головами слона. Окрім стоячої фігури, у перших двох ямах було виявлено понад 50 бронзових голів, деякі з яких мали головні убори, а три були покриті спереду сухозлітним золотом. Тут також були виявлені трубчасті бронзові фрагменти з маленькими гілками, що, ймовірно, зображують дерева, а також бронзове листя, плоди та птахи. У 1986 році в Саньсіндуй було знайдено понад 4000 предметів.
Династія Чжоу (1050—221 рр. до н. е.), яка прийшла на заміну династії Шан, правила довше, ніж будь-яка інша в історії Китаю. Її останні століття характеризувалися насильством, ця епоха відома як період Чжаньґо. У цей неспокійний час з'явилися деякі філософські течії: конфуціанство, даосизм і легалізм.
Період Чжаньґо завершив Цінь Ши Хуан-ді, який об'єднав Китай у 221 р. до н. е. Він наказав створити величезну гробницю, яку охороняла теракотова армія. Ще одним масштабним проєктом був попередник Великого муру, зведений для захисту від грабіжницьких племен з півночі. Після смерті імператора його династія Цінь (221—206 рр. до н. е.) проіснувала лише три роки. Після Цінь Ши Хуан-ді прийшла династія Хань (202 р. до н. е. — 220 р. н. е.), під час якої значно розвинувся Великий шовковий шлях, принісши нові культурні впливи в Китаї.

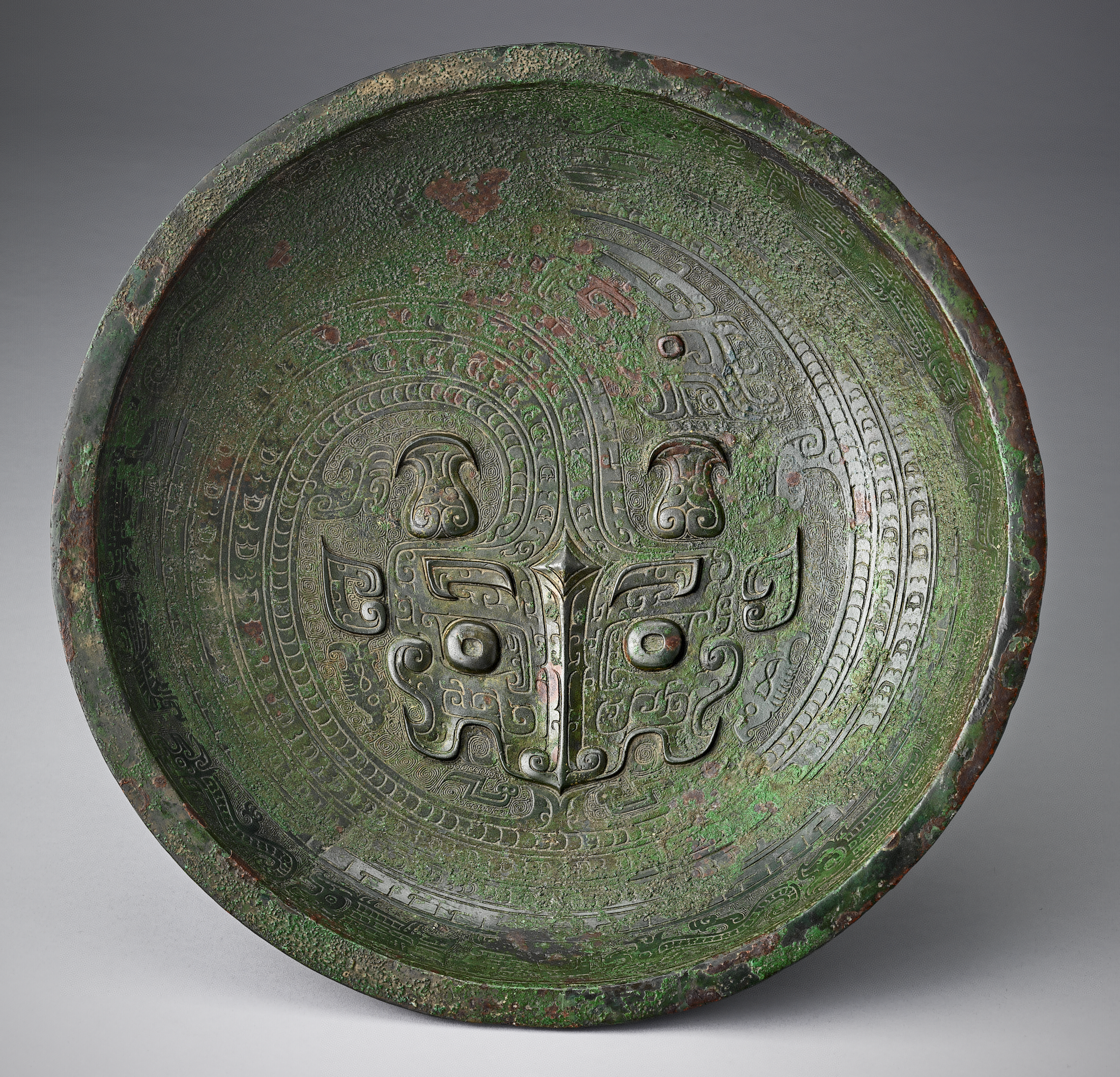
Бронзова посудина для води з малюнком згорнутого дракона, пізня династія Шан (прибл. XIV – середина XI століття до н. е.)
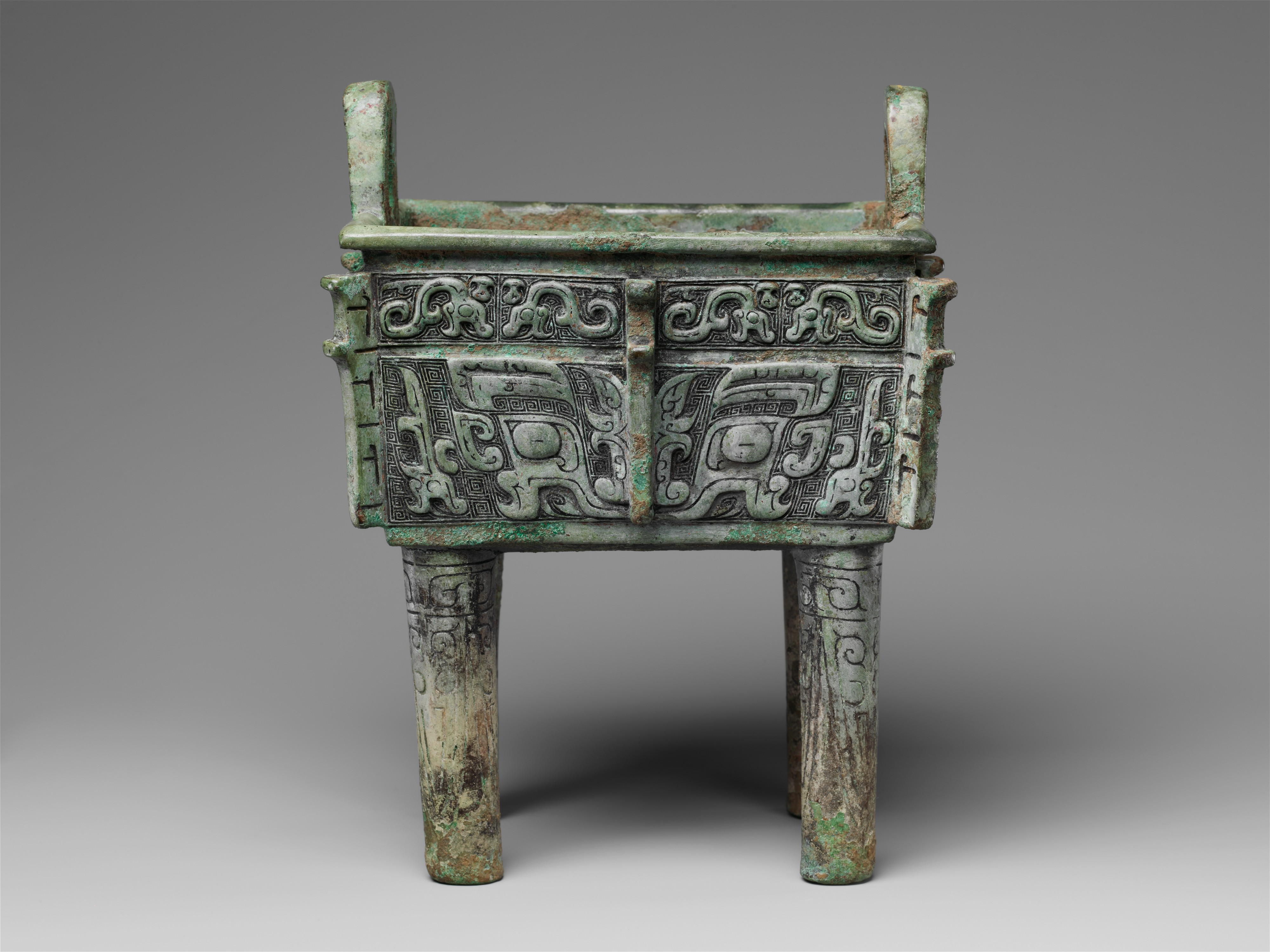
Прямокутний казан; XII–XI століття до н. е.; бронза; Музей мистецтва Метрополітен (Нью-Йорк)
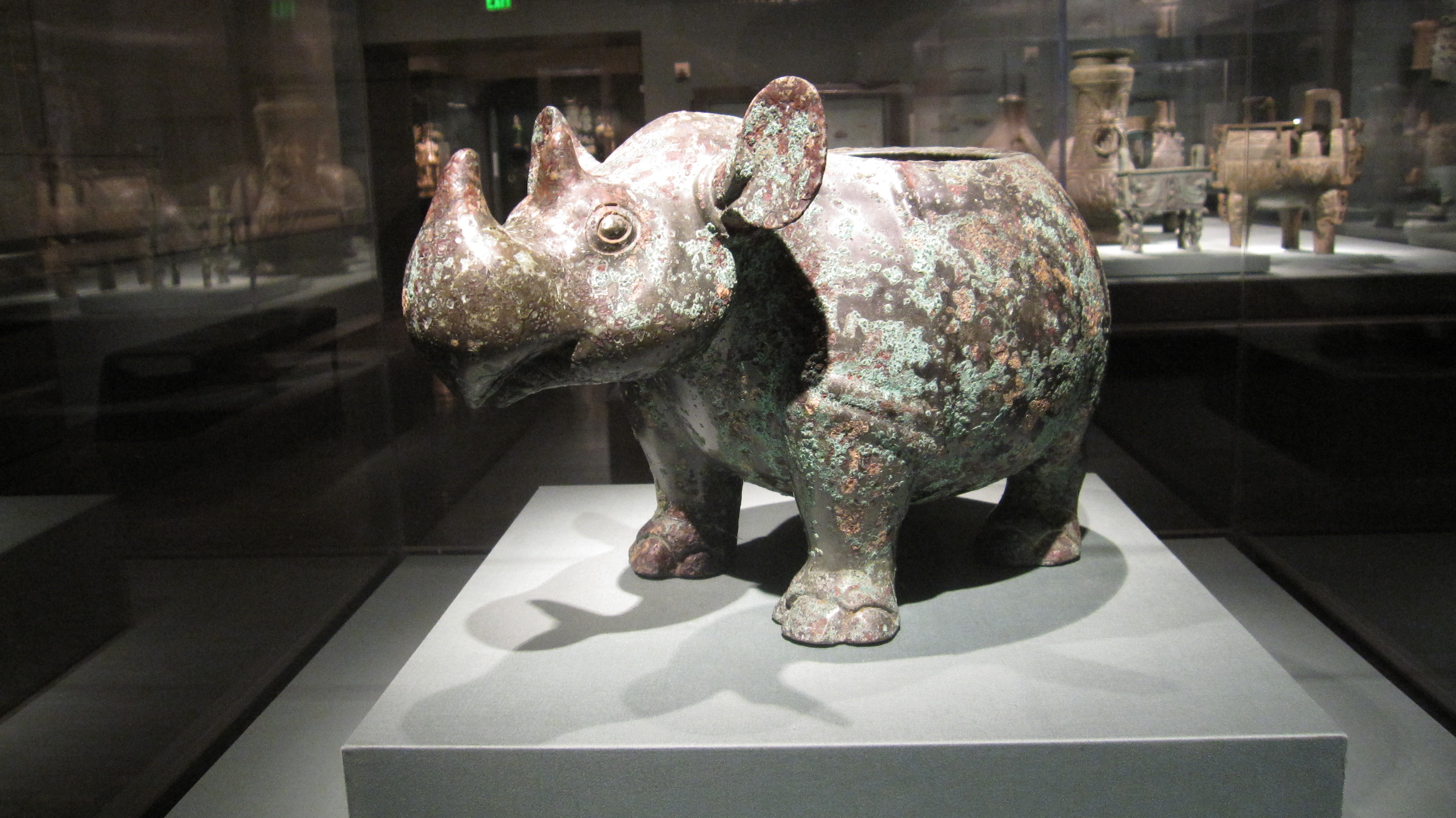
Бронзова посудина для вина у формі носорога, XI століття до н. е.
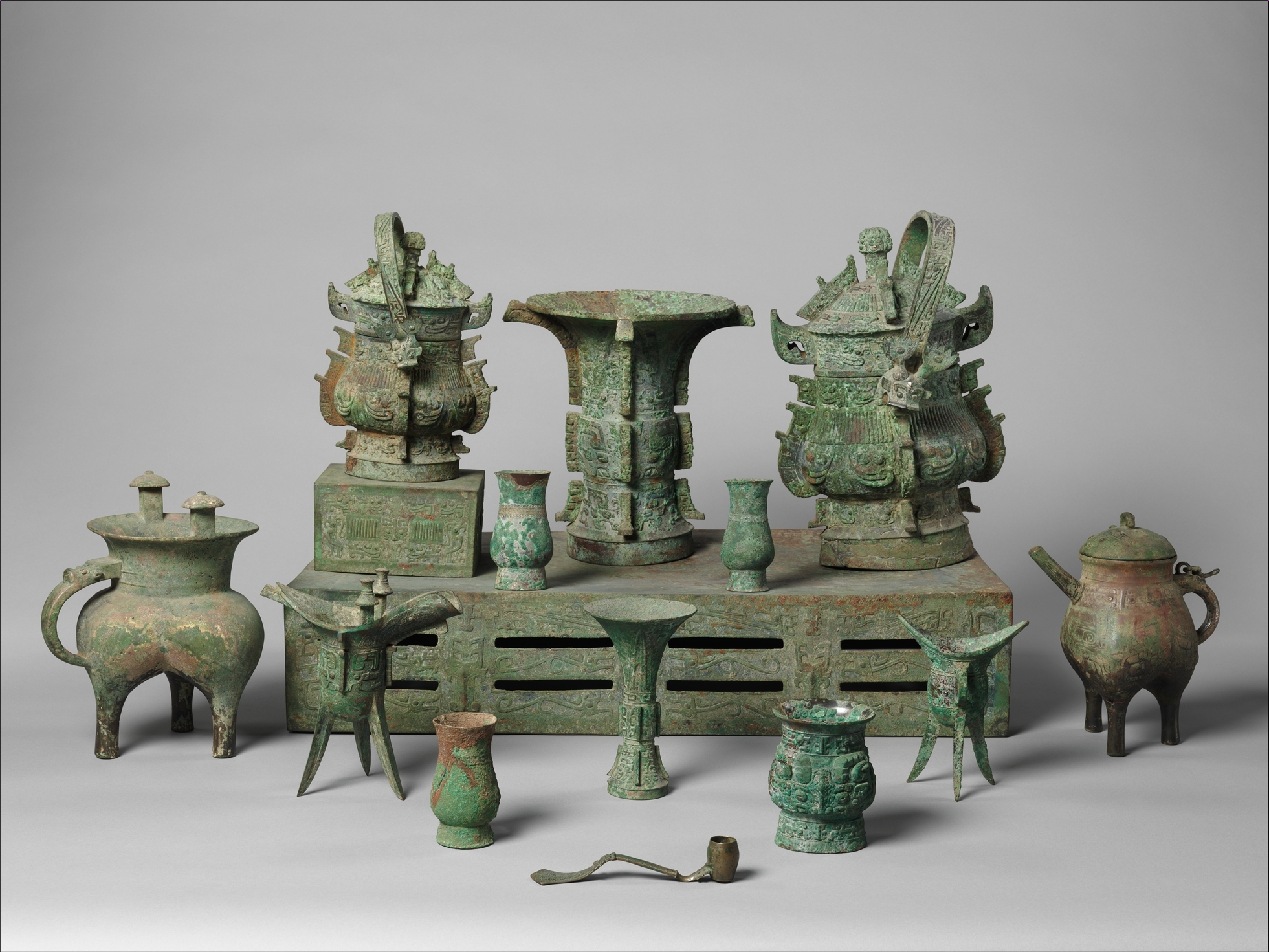
Вівтарний набір; кінець XI століття до н. е.; бронза; Музей мистецтва Метрополітен
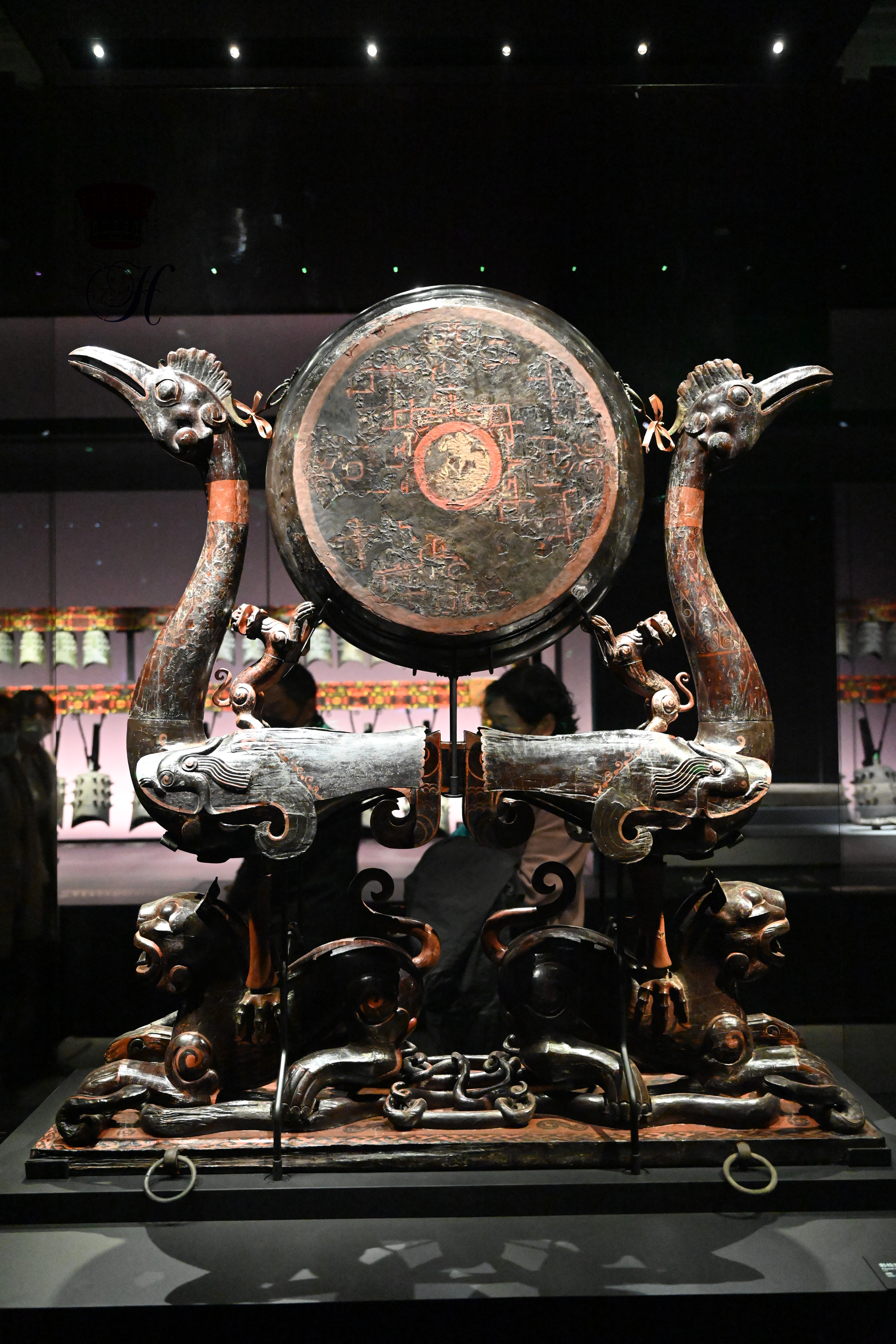
Барабан із рамою «Птах і Тигр», держава Чу; лаковані вироби[en], VIII століття до н. е.
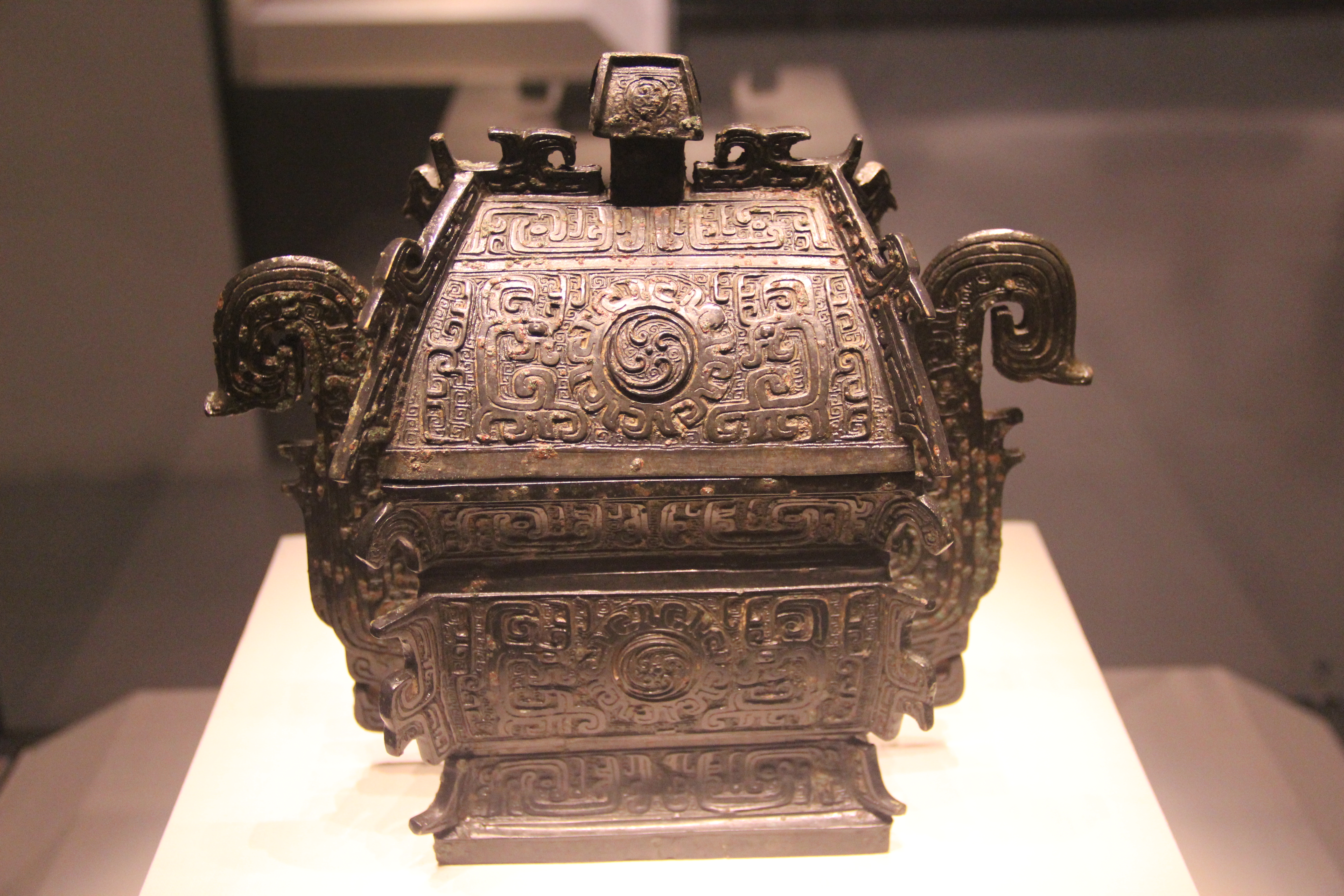
Фан Лей; прибл. 925–875 рр. до н. е.; бронза; висота: 22.8 см; Національний музей Китаю (Пекін, Китай)
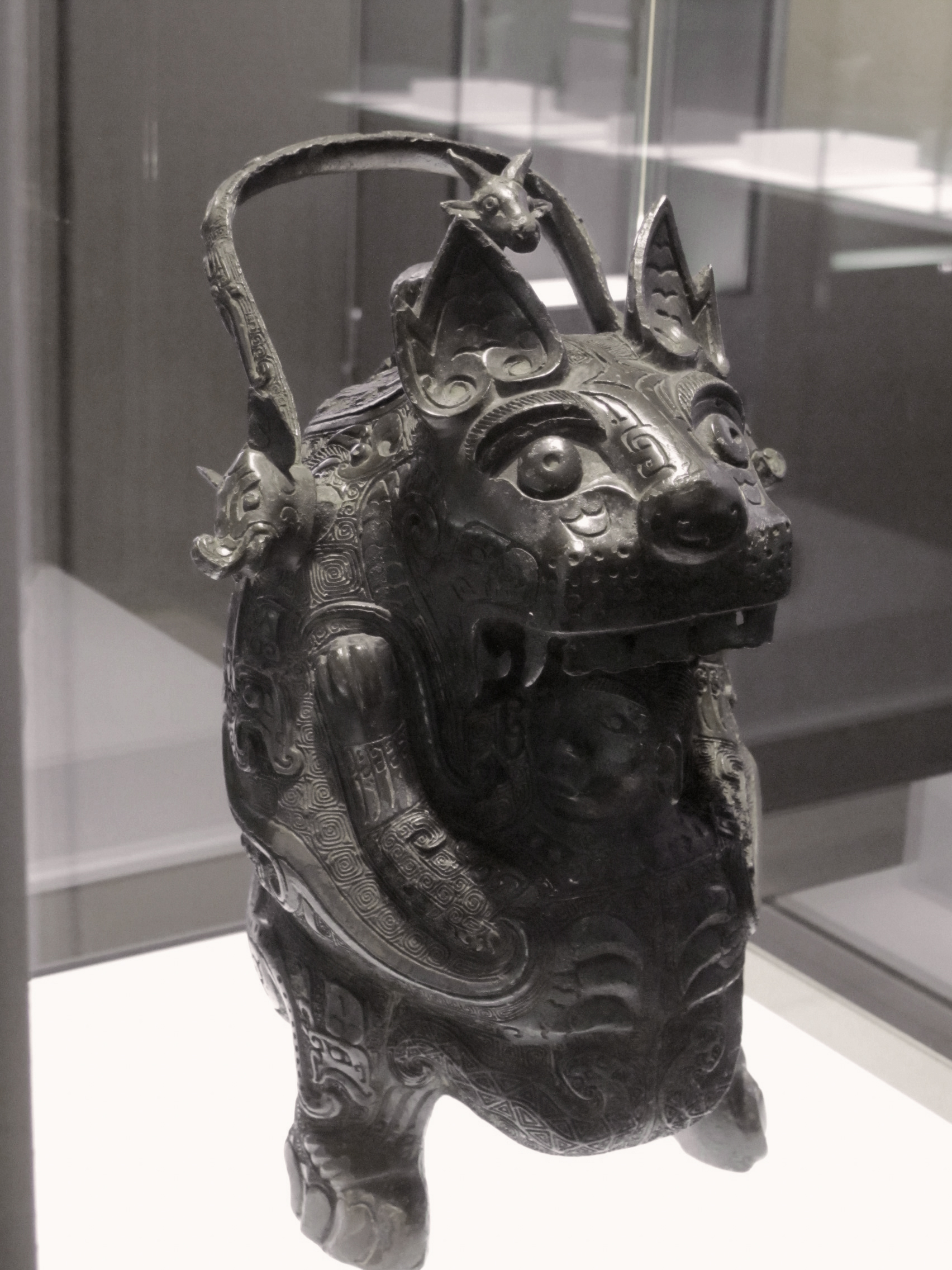
Посудина династії Шан, виготовлена з бронзи, використовувалася для зберігання напоїв; 2-ге тисячоліття до н. е.
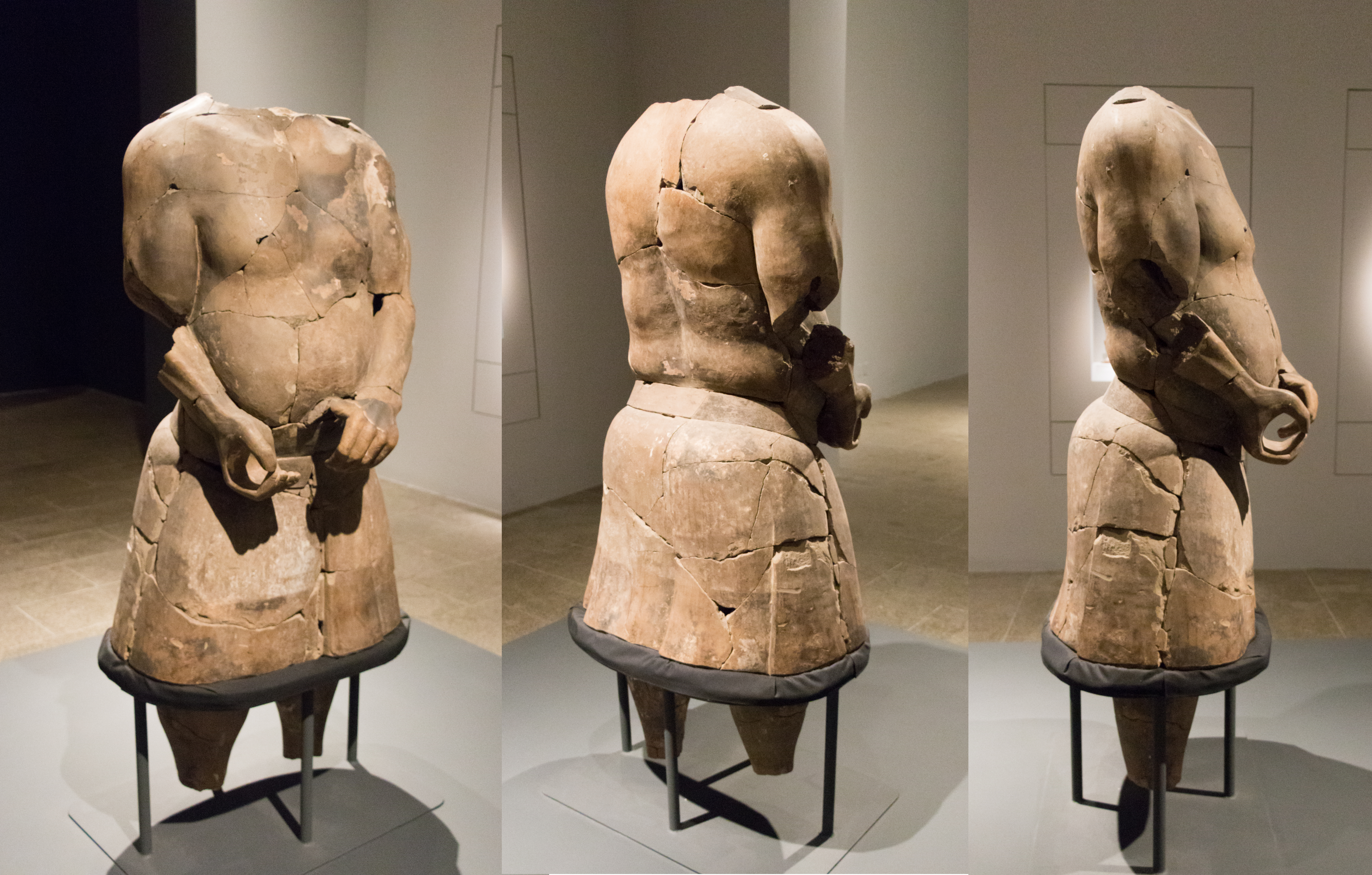
«Силач», із серії теракотових скульптур Акробати[en]. Мавзолей Цінь Ши Хуан-ді[en], 210 р. до н. е.
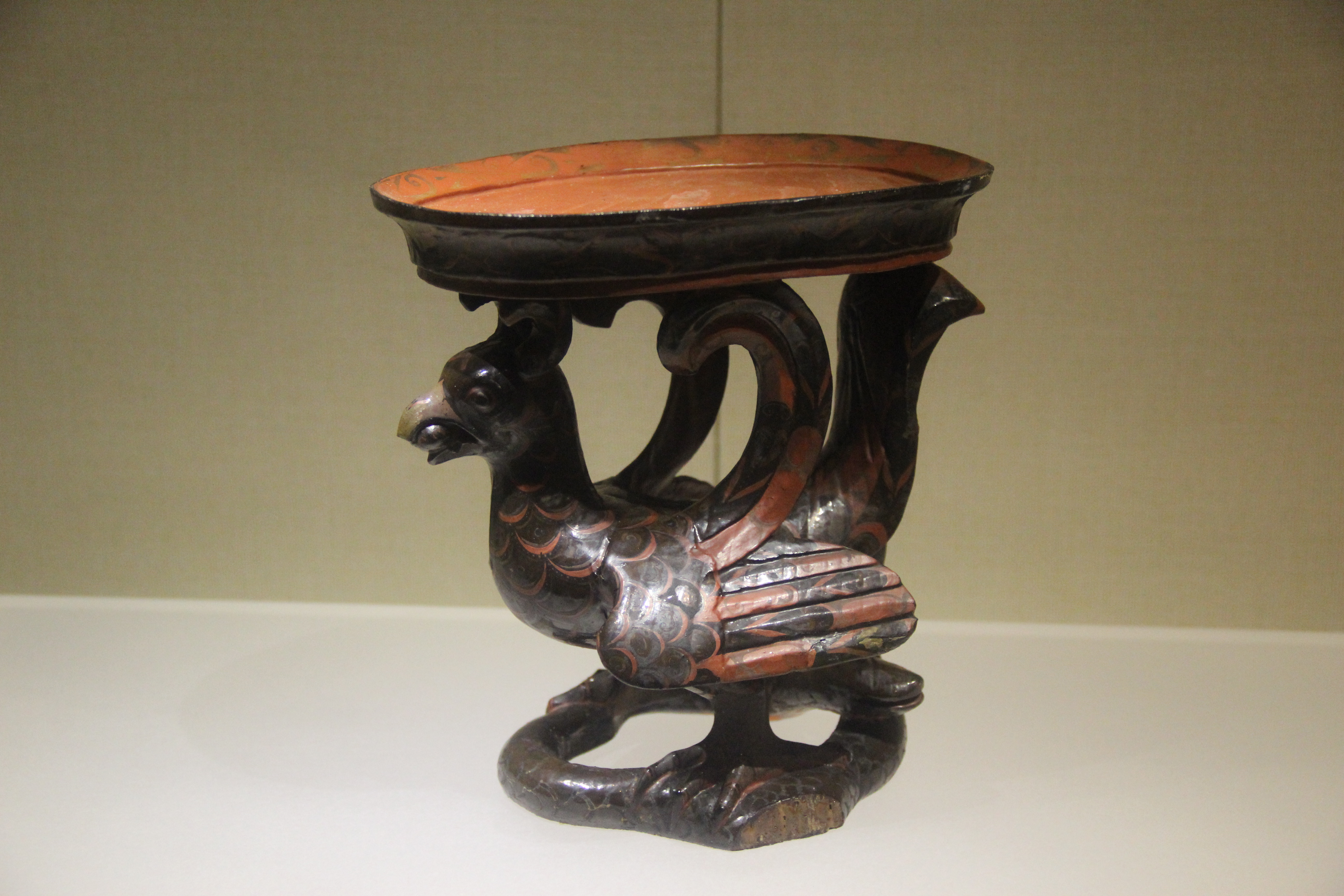
Лакований фенікс ду, держава Чу, прибл. V століття до н. е.
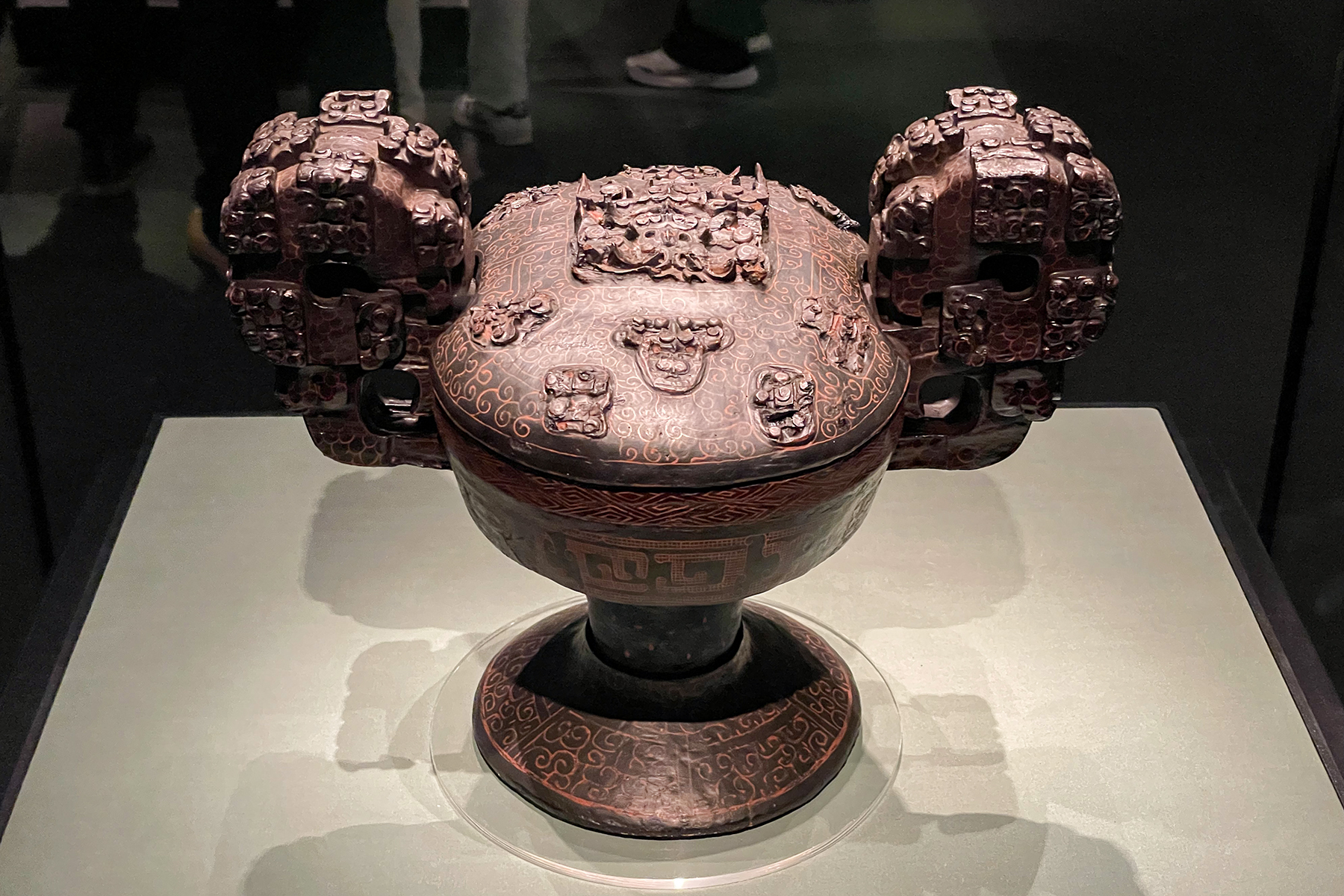
Лакований посуд ду з гробниці Цзен-хоу Ї му прибл. 433 р. до н. е.
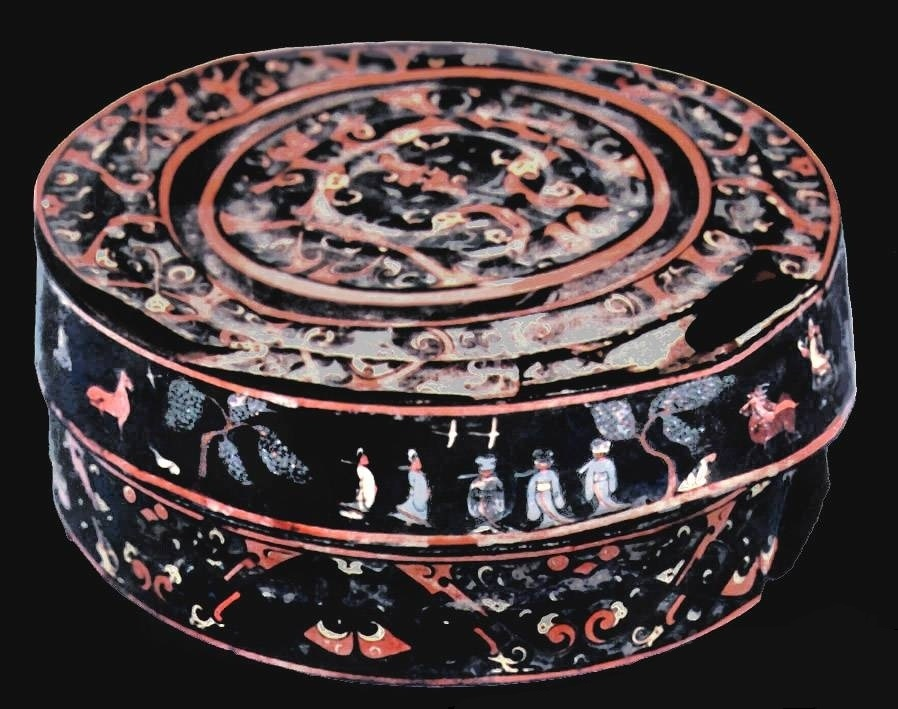
Лакована скринька з гробниці Цзінмень (荊門楚墓; Jīngmén chǔ mù) держави Чу (704–223 рр. до н. е.)
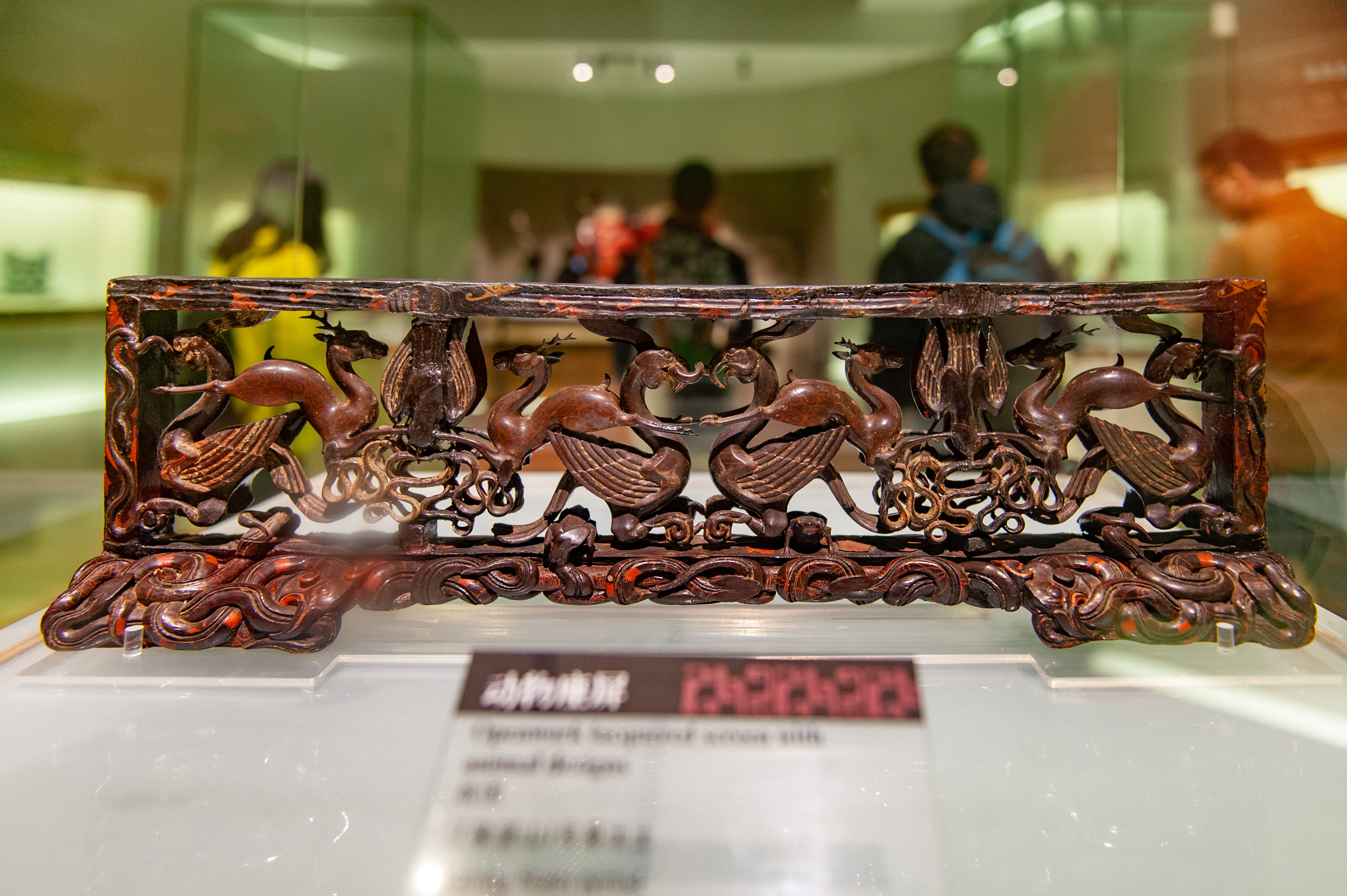
Ажурна лакована ширма із зображеннями тварин, період Чжаньґо (прибл. IV ст. до н. е.)
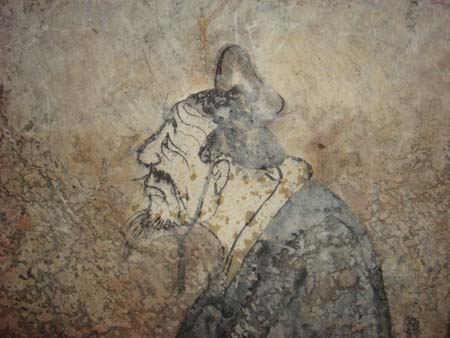
Фреска гробниці Західної Хань із зображенням філософа Конфуція; прибл. I ст. до н. е.; з округу Дунпін, Шаньдун
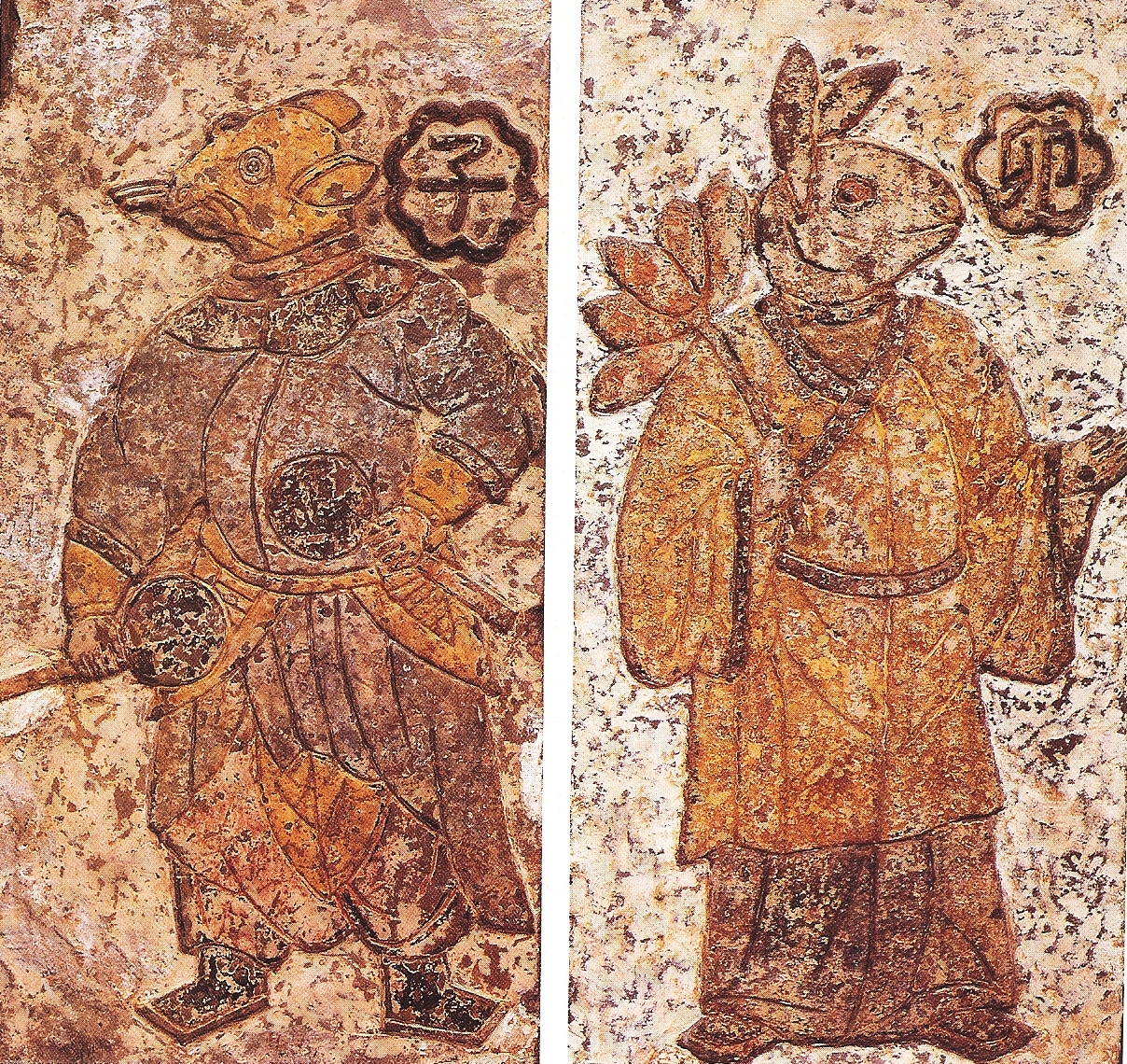
Анімалістичні духи-охоронці півночі та ранку в китайських халатах[en], Династія Хань (202 р. до н. е. – 220 р. н. е.) на керамічній плитці
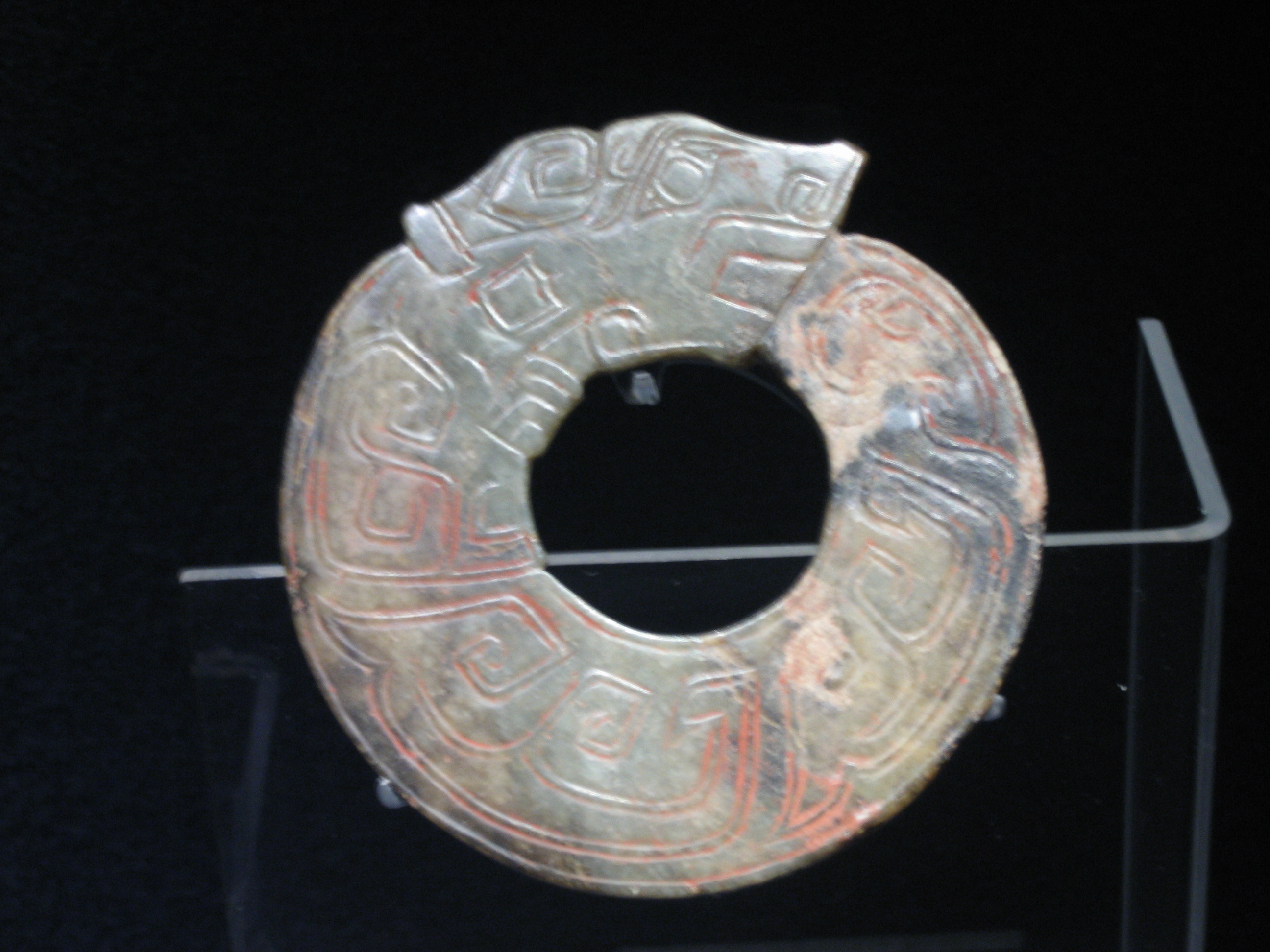
Кільце з двома драконами, рання династія Шан (2-ге тисячоліття до н. е.)
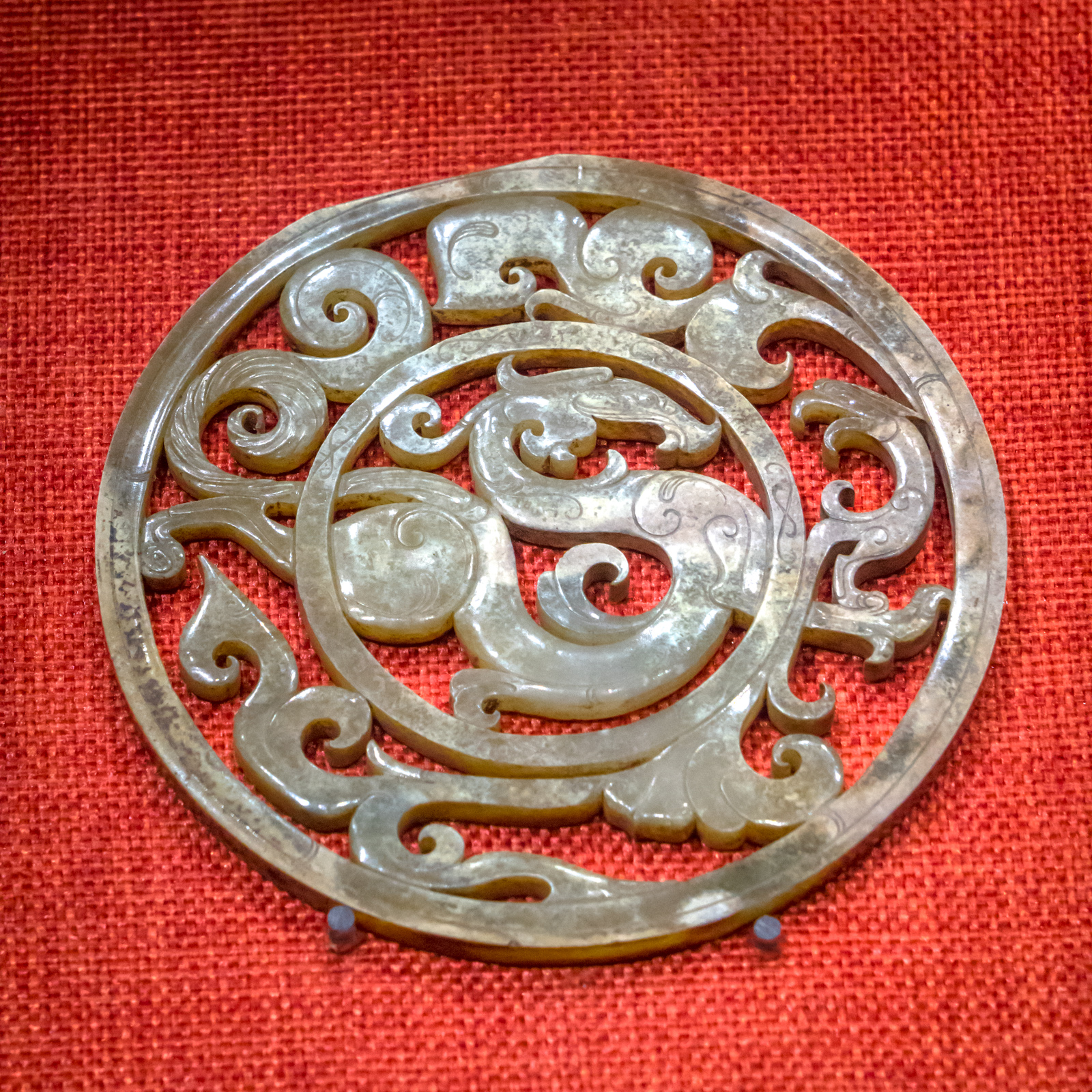
Нефритовий ажурний диск, Намв'єт (прибл. II ст. до н. е.)
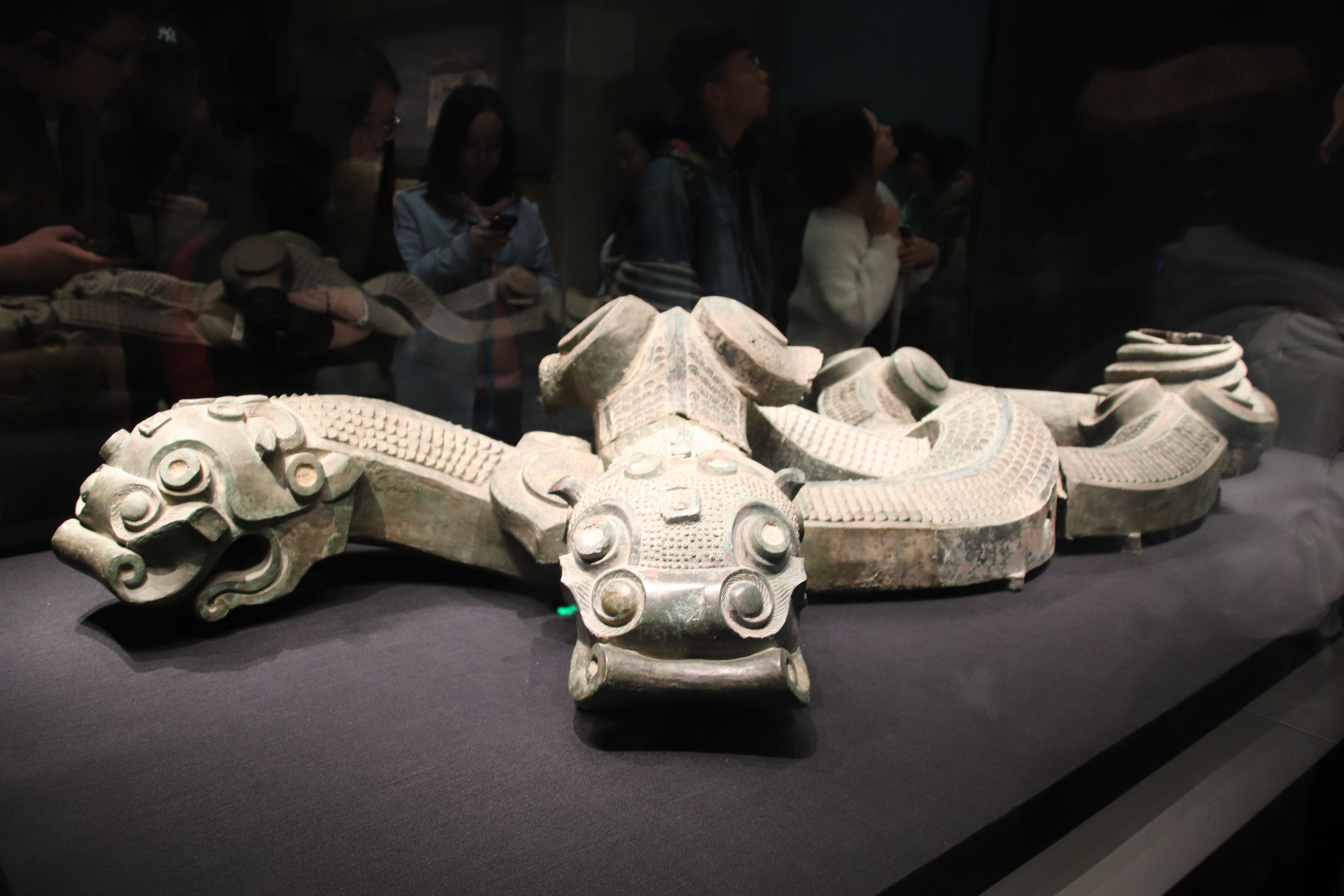
Бронзові дракони династії Цінь, знайдені біля Мавзолею Першого імператора Цинь.

### Греція
Завдяки гармонійним пропорціям і зосередженню на естетиці давньогрецьке та римське мистецтво стало основою та джерелом натхнення для всього західного мистецтва, будучи стандартом, до якого прагнули більшість європейських митців аж до XIX століття. Латинський поет Горацій, який писав за часів римського імператора Августа (1 ст. до н. е. — 1 ст. н. е.), зробив знамените зауваження, що, хоча вона була завойована на полі битви, «захоплена Греція підкорила свого дикого завойовника і принесла мистецтво в простакувату Римську імперію». Сила грецького мистецтва полягає в зображенні людської фігури та зосередженості на людях і антропоморфних богах як головних суб'єктах. Твори мистецтва греків призначалися для прикраси храмів і громадських будівель, для святкування перемог у битвах і видатних особистостей, для вшанування пам'яті померлих. Їх також віддавали в жертву богам.
Хоча чіткого переходу не було, мистецтво зазвичай стилістично поділяють на чотири періоди: геометричний, архаїчний, класичний і елліністичний. Протягом класичного періоду (V і IV століття до нашої ери), реалізм та ідеалізм були делікатно збалансовані. Порівняно з ними, твори ранніх геометричного (IX—VIII ст. до н. е.) та архаїчного (VII—VI ст. до н. е.) періодів можуть здаватися примітивними, але ці митці мали інші цілі: натуралістичне відтворення не обов'язково було їхньою метою. Грецькі митці спиралися на художні основи Єгипту, розвиваючи далі мистецтво скульптури, живопису, архітектури, кераміки. Серед технік, які вони вдосконалили, були методи різьблення та лиття скульптур, розпис фресок і зведення величних будівель.
Поціновувачі мистецтва Давнього Риму збирали давньогрецькі оригінали, римські копії грецького мистецтва або новостворені картини та скульптури, виконані в різних грецьких стилях, таким чином зберігаючи для нащадків твори мистецтва, які інакше були б втрачені. Настінні й панельні розписи, скульптури та мозаїки прикрашали громадські приміщення й приватні будинки. Грецькі зображення також з'являлися на римських ювелірних виробах, посуді із золота, срібла, бронзи та теракоти, і навіть на зброї та комерційних вагах. Мистецтво Стародавньої Греції, яке було знову відкрите під час раннього Відродження, передавалося через Римську імперію і служило основою західного мистецтва аж до 19 століття.
З початком класичної епохи в Афінах у V столітті до н. е. класичний спосіб будівництва глибоко вплівся у західне розуміння архітектури й, власне, самої цивілізації. Приблизно з 850 р. до н. е. до 300 р. н. е. культура Стародавньої Греції процвітала на материковій частині Греції, на Пелопоннесі та на островах Егейського моря. П'ять чудес світу були грецькими: храм Артеміди в Ефесі, статуя Зевса в Олімпії, Мавзолей у Галікарнасі, Колос Родоський і Александрійський маяк. Проте давньогрецька архітектура найбільш відома своїми храмами, багато з яких знаходяться по всьому регіону, яскравим прикладом є Парфенон. Пізніше вони послужать натхненням для неокласичних архітекторів кінця XVIII-го та XIX-го століття. Найвідоміші храми — Парфенон і Ерехтейон, обидва розташовані на Афінському акрополі. Ще одним типом важливих будівель Стародавньої Греції були театри. І храми, і театри використовували складне поєднання оптичних ілюзій і збалансованих пропорцій.
Дивлячись на археологічні залишки стародавніх будівель, легко сприйняти їх як вапняк і бетон в сіро-коричневих тонах і зробити припущення, що стародавні будівлі були однотонними. Однак архітектура в більшій частині Стародавнього світу була поліхромною. Одна з найвідоміших стародавніх будівель, Парфенон (прибл. 447—432 рр. до н. е.) в Афінах, мала елементи, пофарбовані яскравими червоними, синіми та зеленими кольорами. Окрім стародавніх храмів, середньовічні собори ніколи не були повністю білими. Більшість із них мали кольорові акценти на капітелях і колонах. Від цієї практики розфарбовування будівель і творів мистецтва відмовилися в епоху раннього Відродження. Це пояснюється тим, що Леонардо да Вінчі та інші художники епохи Відродження, зокрема Мікеланджело, пропагували кольорову палітру, натхненну стародавніми греко-римськими руїнами, які через занедбаність і постійний занепад у Середньовіччі стали білими, хоча спочатку були барвистими. Барвники, які використовувалися в стародавньому світі, були делікатними й особливо сприйнятливими до вивітрювання. Без належного догляду кольори, які піддавалися впливу дощу, снігу, бруду та інших чинників, з часом зникли, і таким чином стародавні будівлі та твори мистецтва стали білими, як це можна бачити сьогодні та як вони виглядали під час Ренесансу.

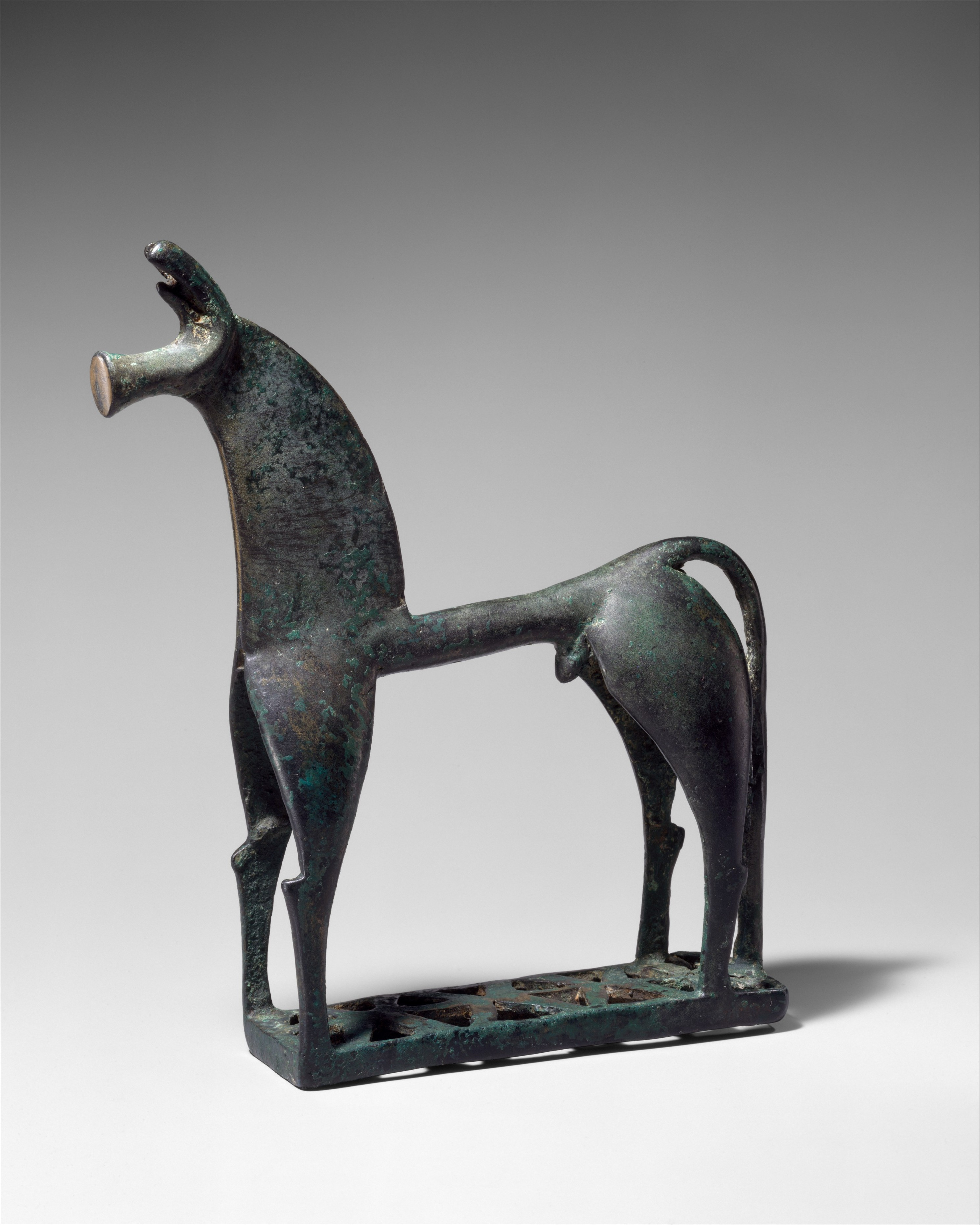
Фігурка коня (Геометричний стиль); прибл. 800-700 рр. до н. е.; бронза; висота: 17,6 см; Музей мистецтва Метрополітен (Нью-Йорк)
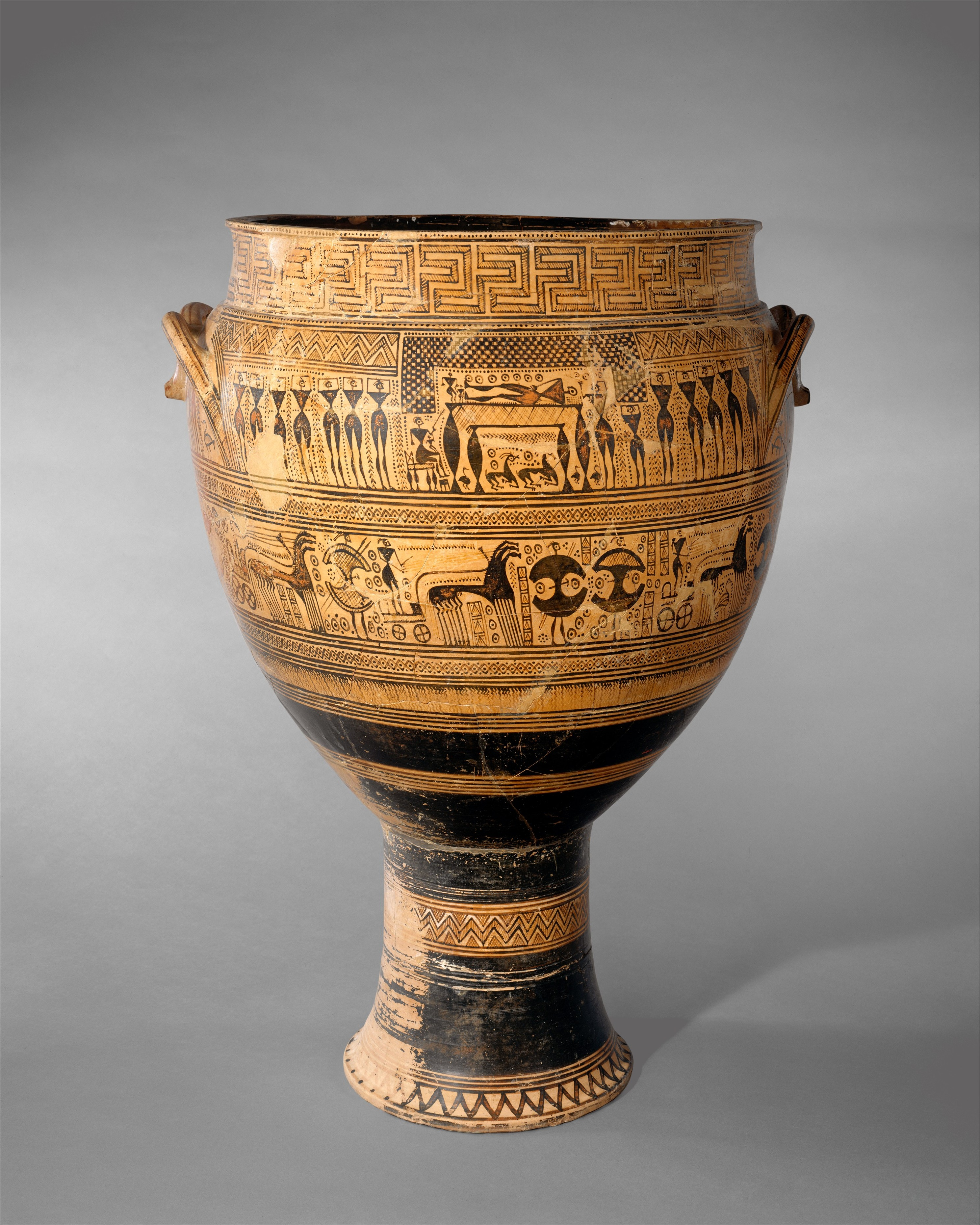
Кратер на підставці (Геометричний стиль); прибл. 750 р. до н. е.; теракота; висота: 108,3 см, діаметр: 72,4 см; Музей мистецтва Метрополітен
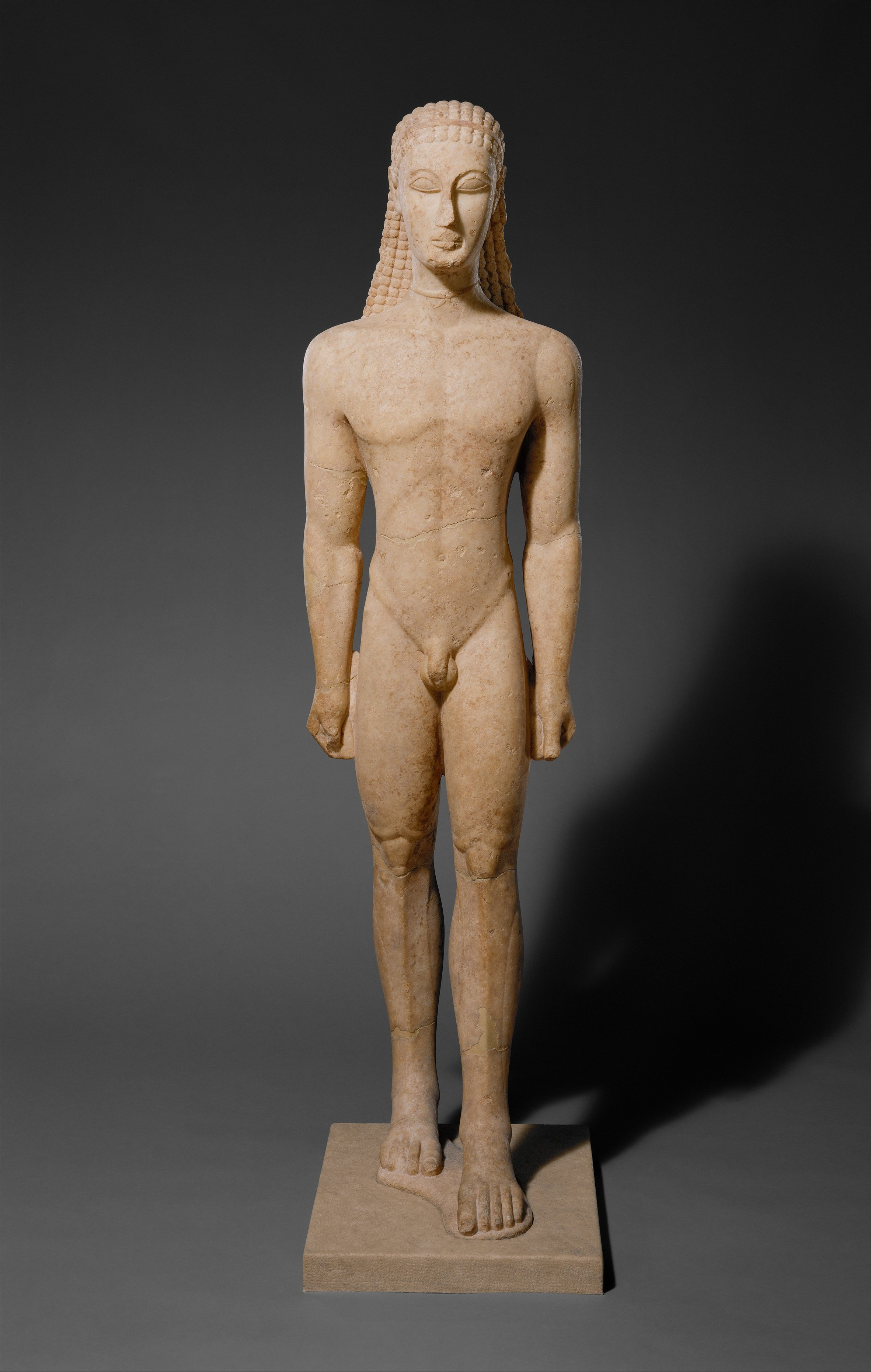
Нью-Йоркський курос[en] (Архаїчна Греція); прибл. 600 р. до н. е.; мармур і пігмент; висота: 1,95 м; Музей мистецтва Метрополітен
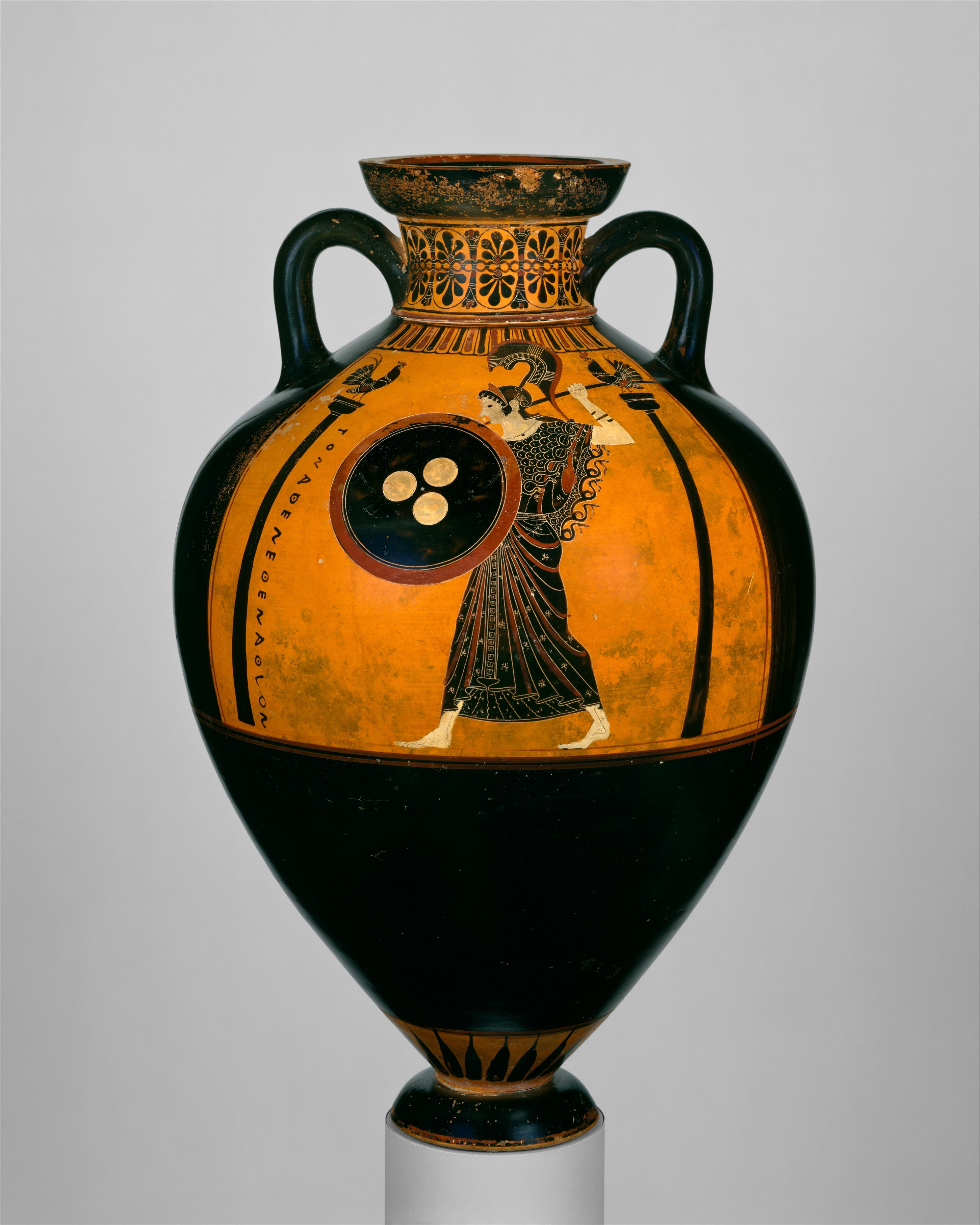
Панафінейська амфора (Архаїчна Греція); прибл. 530 р. до н. е.; кераміка; висота: 62,2 см; Музей мистецтва Метрополітен
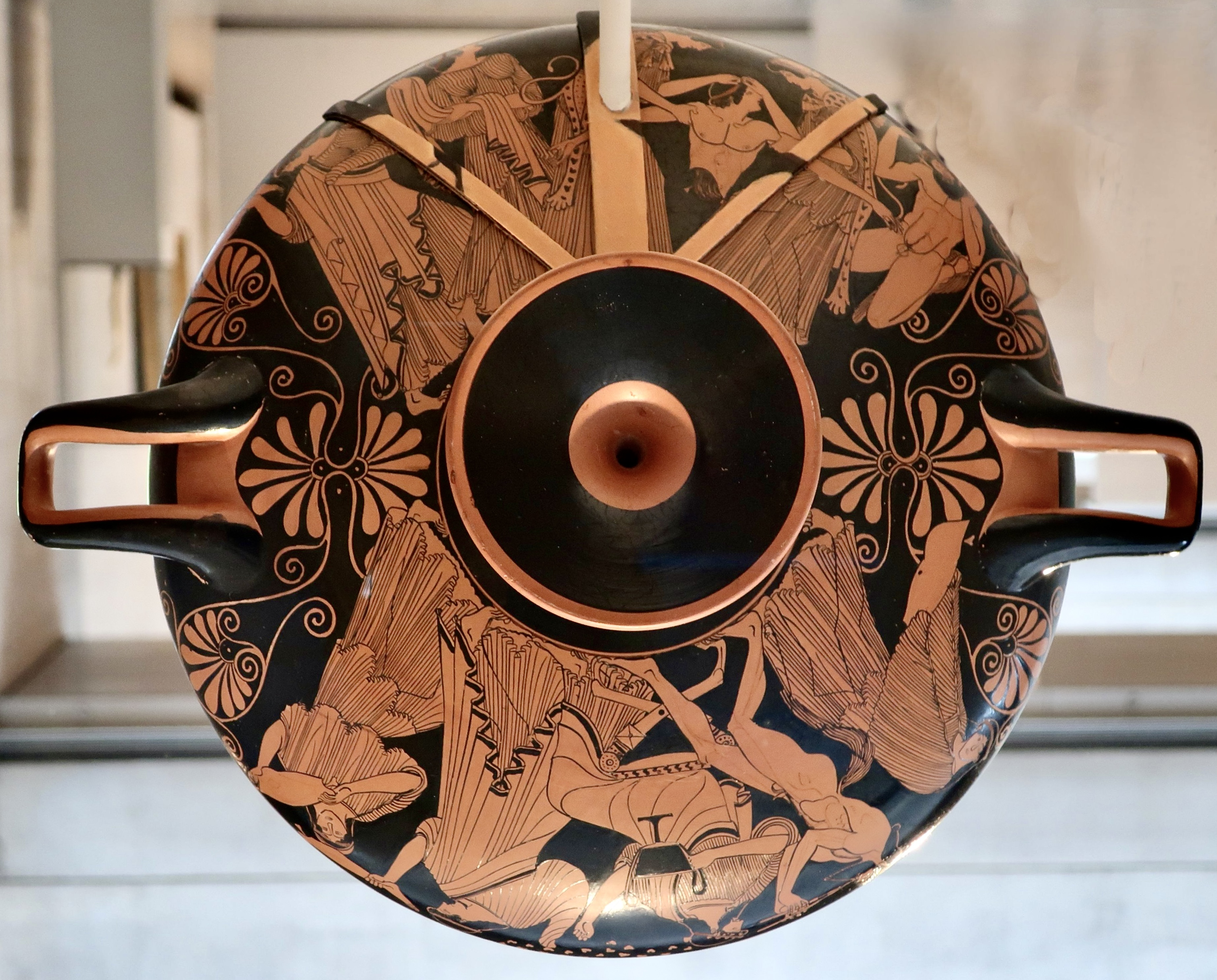
Килик червонофігурний (Класична Греція); прибл. 480 р. до н. е.; кераміка; висота: 12,7 см, діаметр: 27,2 см; Музей мистецтв Кімбелл[en] (Форт-Ворт, Техас, США)
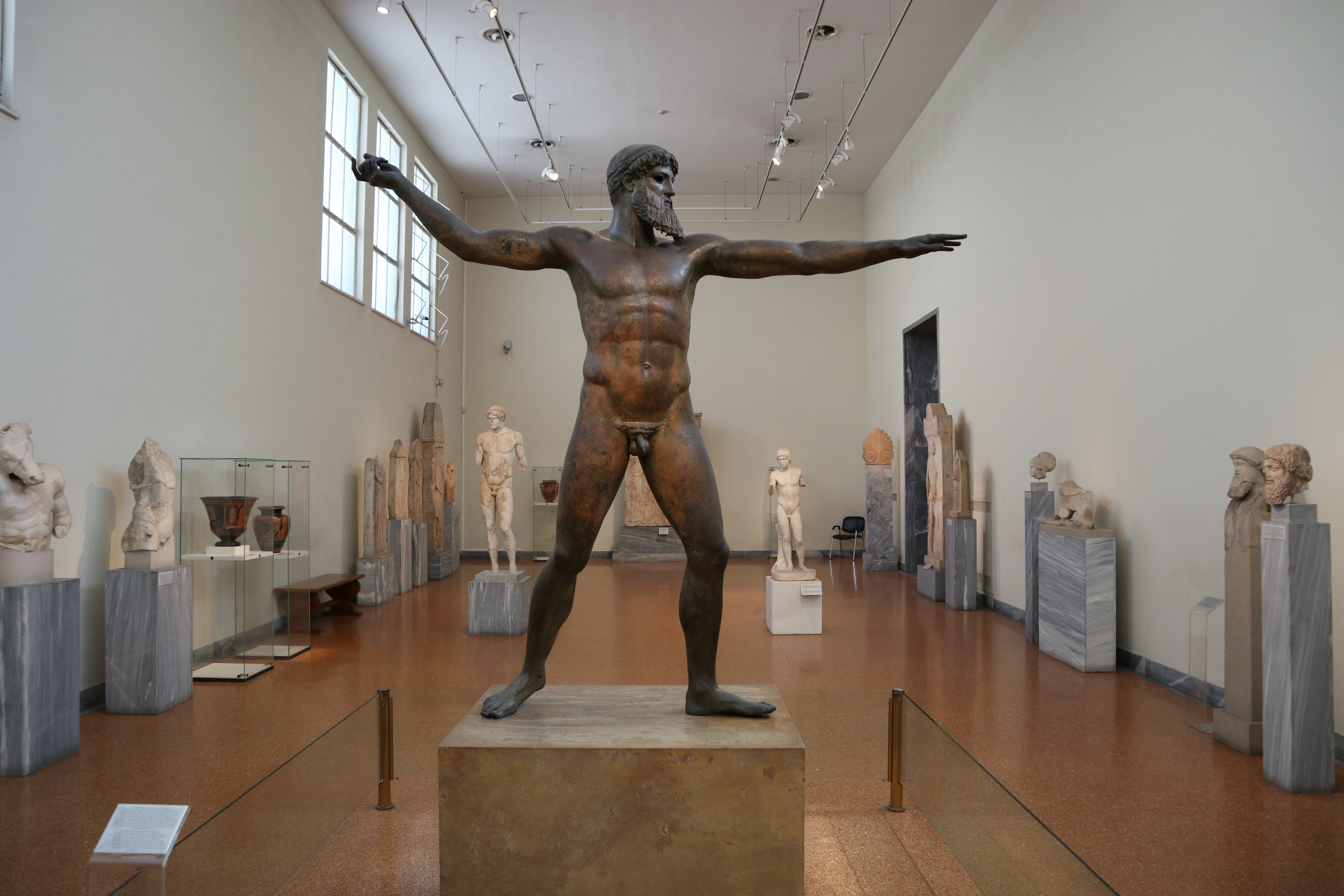
Зевс з мису Артемісіон (Класична Греція); прибл. 460 р. до н. е.; бронза; висота: 209 см; Національний археологічний музей (Афіни, Греція)
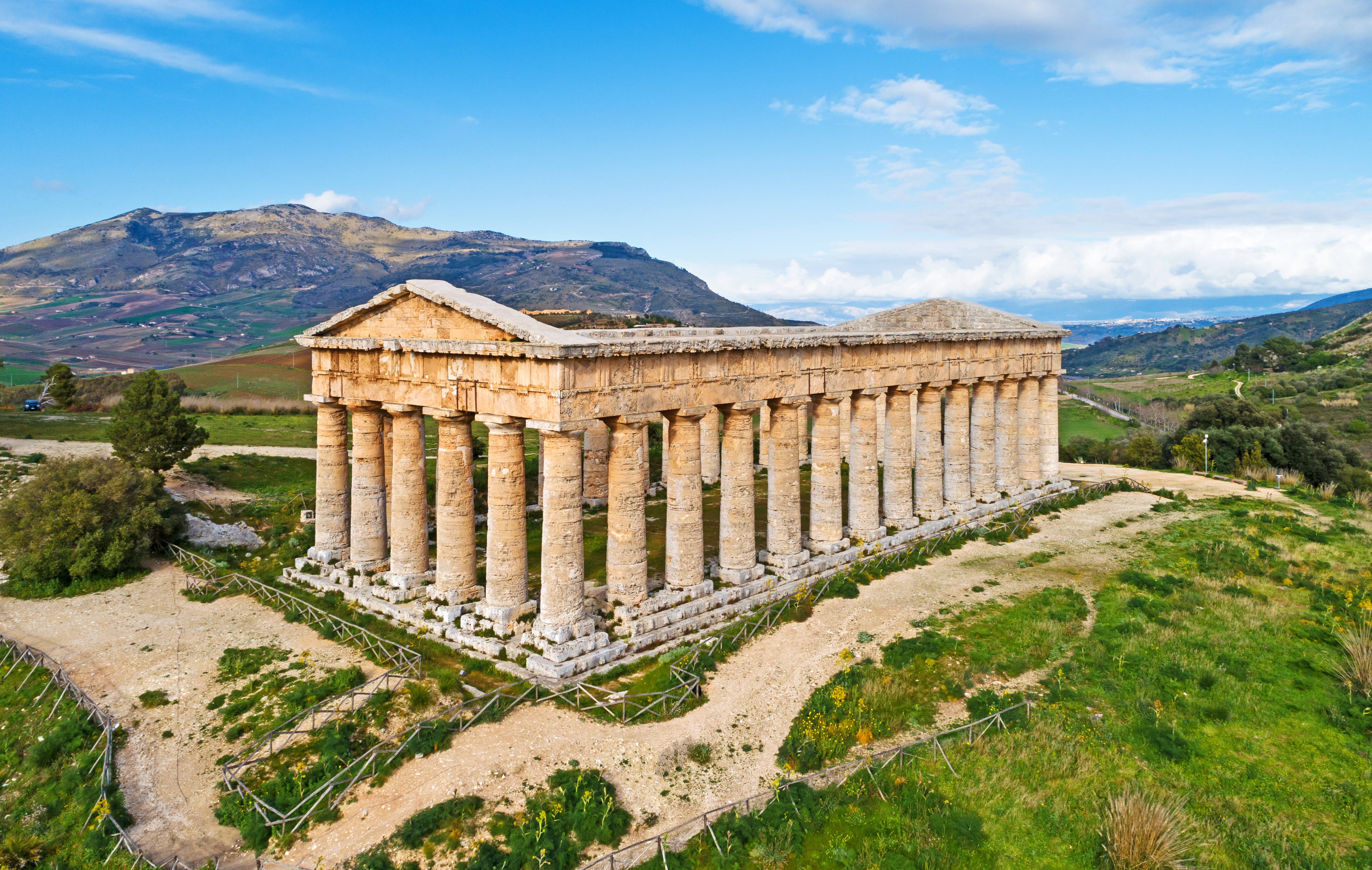
Храм Сегести[en] (Калатафімі-Седжеста, сучасна Італія), V століття до н. е.
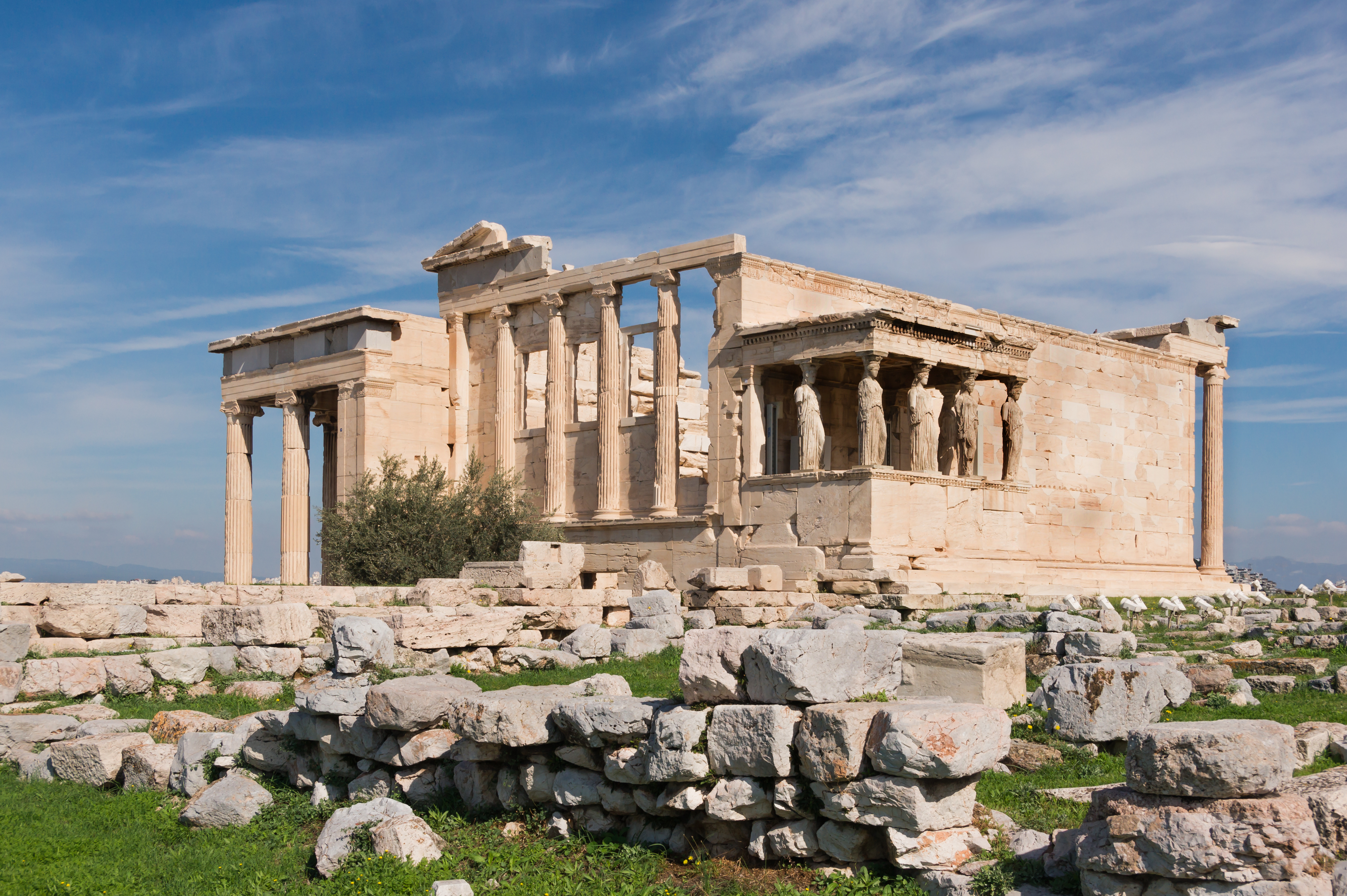
Ерехтейон (Афіни), з його іонічними колонами та каріатидним портиком, 421-405 рр. до н. е.
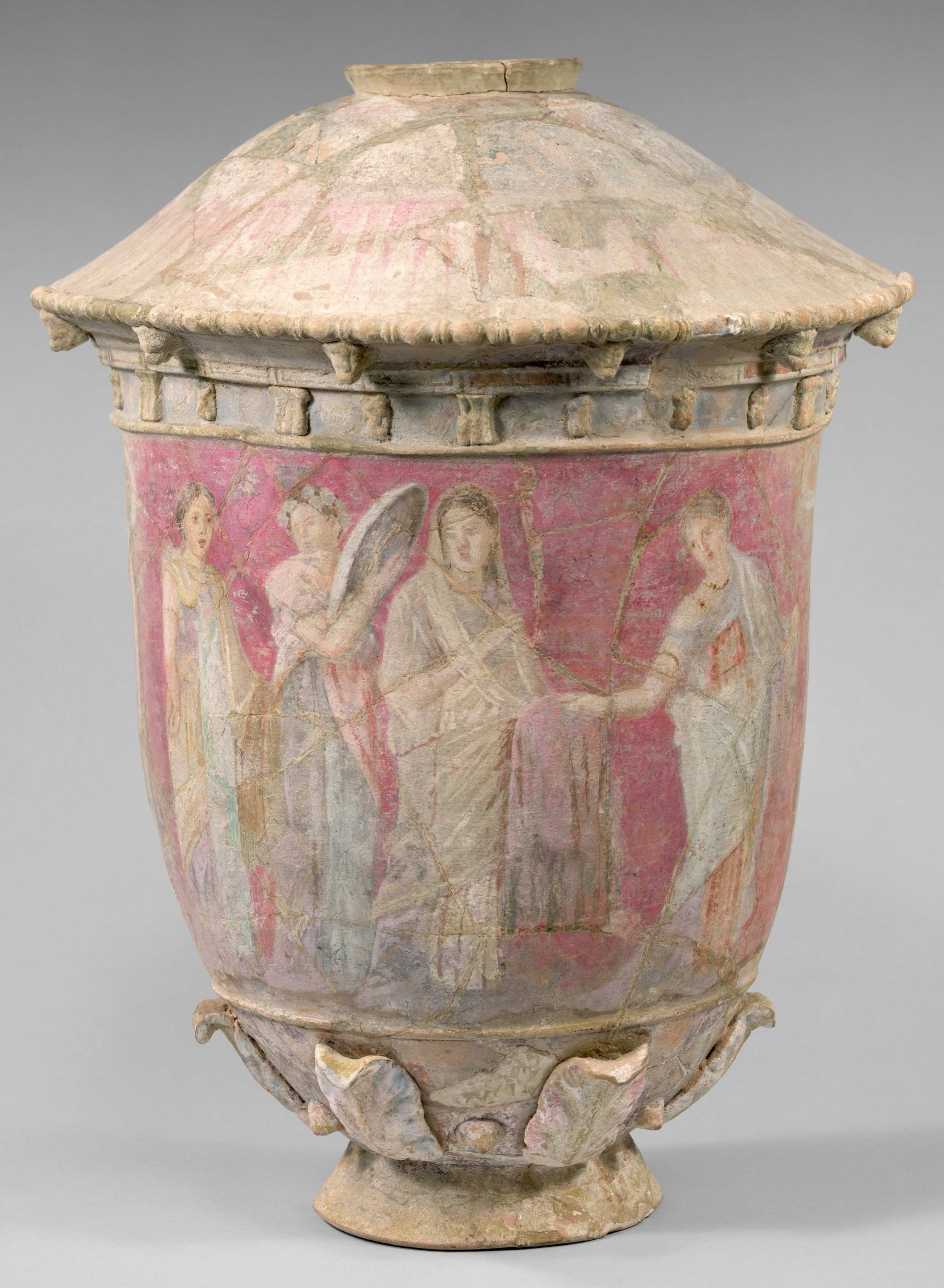
Ваза з Чентуріпе[en] (Елліністичне мистецтво[en]); прибл.300-100 рр. до н. е.; кераміка; висота: 9,4 см; Музей мистецтва Метрополітен

### Кельтське мистецтво
Кельтське мистецтво, відоме своїми складними візерунками, символічними мотивами та характерними дизайнами, розвивалося протягом тривалого періоду, і його коріння сягає ранньої залізної доби. Ця багата й різноманітна мистецька традиція охоплює кілька століть і регіонів, головним чином сучасні Ірландію, Британію, Францію, а також частини Центральної та Східної Європи. Історію кельтського мистецтва можна розділити на два ключових періоди:
Галльштаттська культура (приблизно 800—500 рр. до н. е.): найдавніша впізнавана форма кельтського мистецтва пов'язана з Галльштаттською культурою, розташованою на території сучасної Австрії та прилеглих регіонів. У цей період розвинулися оригінальні методи обробки металу, особливо золота, бронзи та заліза. Артефакти того часу часто містять геометричні візерунки, стилізовані мотиви тварин і абстрактні спіралі.
Латенська культура (приблизно 500 р. до н. е. — 1 р. н. е.): Латенська культура вважається вершиною раннього кельтського мистецтва. У цей період спостерігалося значне зростання складності та витонченості дизайнів. Ремісники латенської культури створювали зброю, прикраси та предмети повсякденного вжитку, прикрашені закрученими візерунками, вузлами та стилізованими тваринами. Ця епоха також відома першим значним використанням «кельтського вузла» — форми нескінченної петлі, яка символізує вічність і неперервність.

### Мистецтво Давнього Риму
Жодна цивілізація не мала такого стійкого та потужного впливу на західне мистецтво, як Римська імперія. Спадщина стародавнього Риму є очевидною впродовж середньовіччя та раннього нового періоду, а римське мистецтво продовжує використовуватися в сучасну епоху як у традиціоналістських, так і в постмодерністських творах мистецтва. Іноді його вважають похідним від грецьких зразків, але воно також має свої відмінні риси, деякі з яких успадковані від етруського мистецтва. Римська скульптура часто менш ідеалізована, ніж її грецькі аналоги, оскільки вона дуже реалістична. У римській архітектурі часто використовувався бетон, і були винайдені такі елементи, як напівкругла арка та купол. Предмети розкоші з металу, гравірованих коштовних каменів, різьблення по слоновій кістці, та скла інколи в сучасному розумінні вважаються другорядними формами римського мистецтва, хоча сучасники, можливо, так не вважали. Інновацією, що стала можливою завдяки римському розвитку видування скла, було камео-скло. Спочатку створювали білу «оболонку», в яку потім вдували кольорове скло, щоб утворити внутрішнє покриття. Потім білу «оболонку» розрізали, щоб створити рельєфні візерунки білого кольору на темному тлі. Вони також створювали мозаїки, таким чином виготовляючи довговічне образотворче мистецтво за допомогою кубиків із різаного каменю (тессери) та/або шматочків кольорової теракоти та скла. Деякі вілли заможних римлян мали стіни, вкриті фресками, що мали на меті вражати та розважати гостей. Більша частина римського настінного живопису, що збереглася, походить із місць навколо Неаполітанської затоки, зокрема з Помпеїв та Геркуланума, процвітаючих міст, які були збережені під метрами вулканічних відкладень після виверження Везувію у 79 році нашої ери. Унаслідок цього римський настінний живопис часто обговорюють у термінах чотирьох «помпейських стилів».
Римляни зазнали глибокого впливу всіх аспектів елліністичної культури. В архітектурі, як і в інших видах мистецтва, вони по суті прийняли класичну мову та адаптували її до нових ситуацій та використання. Римляни також привнесли власні нововведення в класичну архітектуру. Вони використовували доричний, іонічний і коринфський ордери набагато вільніше, ніж це робили греки, створивши власну версію доричного ордера та значно частіше застосовуючи коринфський ордер. Вони також додали два нові ордери до архітектурного репертуару: тосканський, простіший, більш масивний варіант доричного ордера, що походить від етруської архітектури та композитний, поєднання спіралеподібних волют іонічного ордера з акантовим листям коринфського. Іншими важливими нововведеннями стали арка, й купол. Використовуючи арки, римляни будували акведуки та монументальні тріумфальні арки. Римські імператори пишалися своїми завоюваннями й увіковічували їх як у себе на батьківщині, так і на підкорених територіях за допомогою тріумфальних арок, яскравим прикладом чого є арка Костянтина в Римі. Між 30 і 15 роками до н. е. архітектор, цивільний та військовий інженер Марк Вітрувій Поліон опублікував важливий трактат, «De Architectura» (Десять книг про архітектуру), який протягом століть мав вплив на архітекторів у всьому світі.
Після Середньовіччя, з початком Відродження у Флоренції (Італія), з'явився зростаючий інтерес до Стародавнього Риму. Під час Відродження, вперше з часів Класичної Античності, мистецтво стало переконливо реалістичним. Епоха Відродження також викликала інтерес до давньогрецької та римської літератури, а не лише до мистецтва та архітектури.

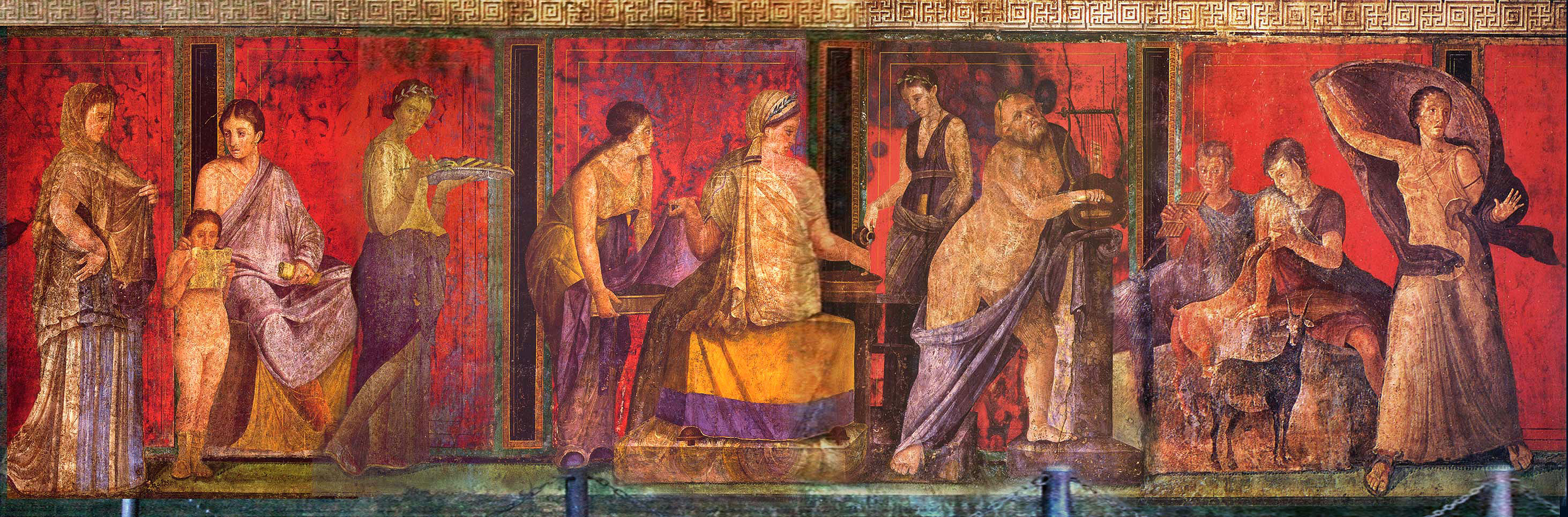
Фреска Містерій; середина I століття до н.е.; фреска; висота: 1,62 м; Вілла Містерій (Помпеї, Італія)
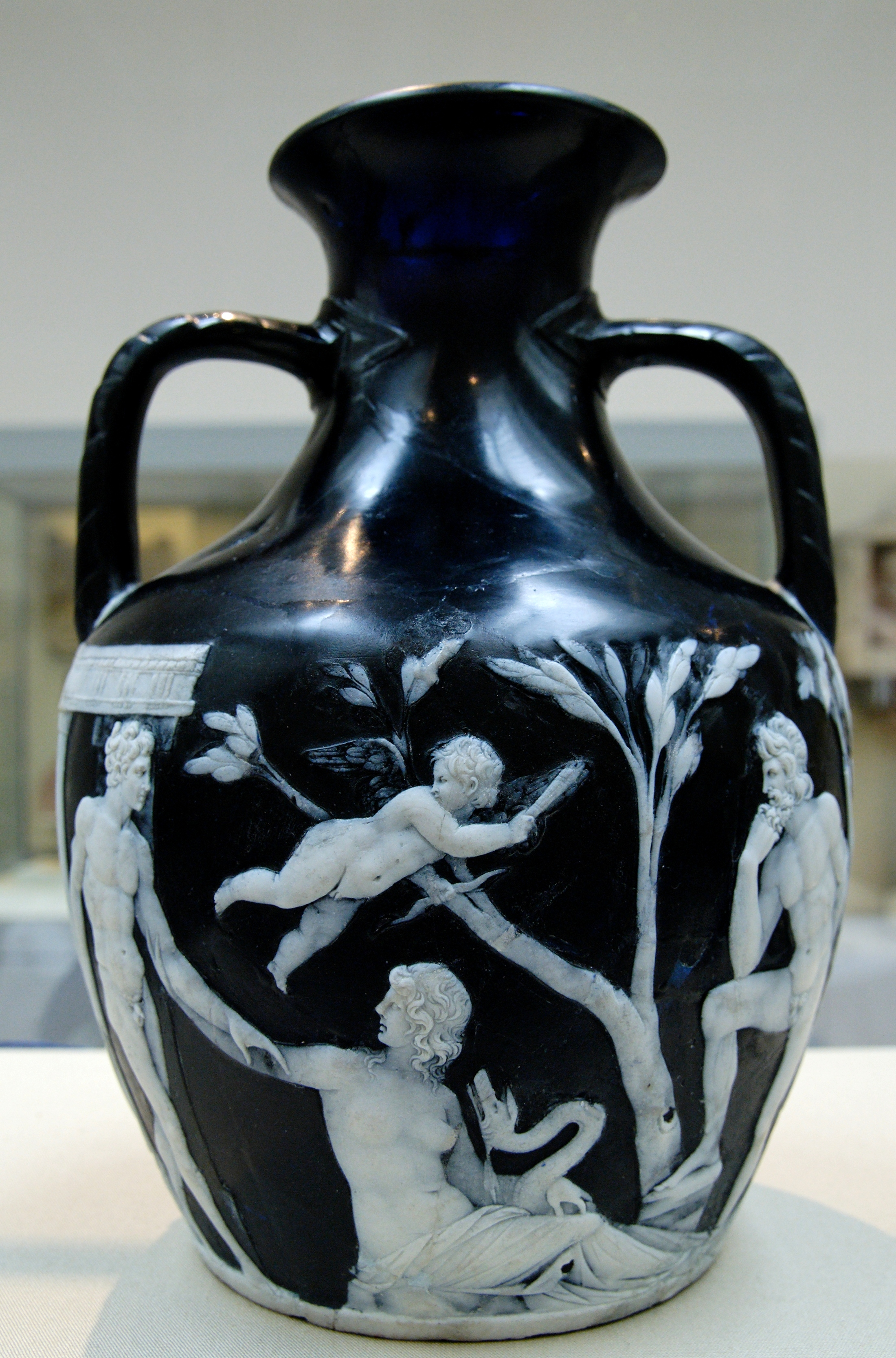
Портлендська ваза; кінець I століття до н.е.; скло; висота: 24 см; Британський музей (Лондон)
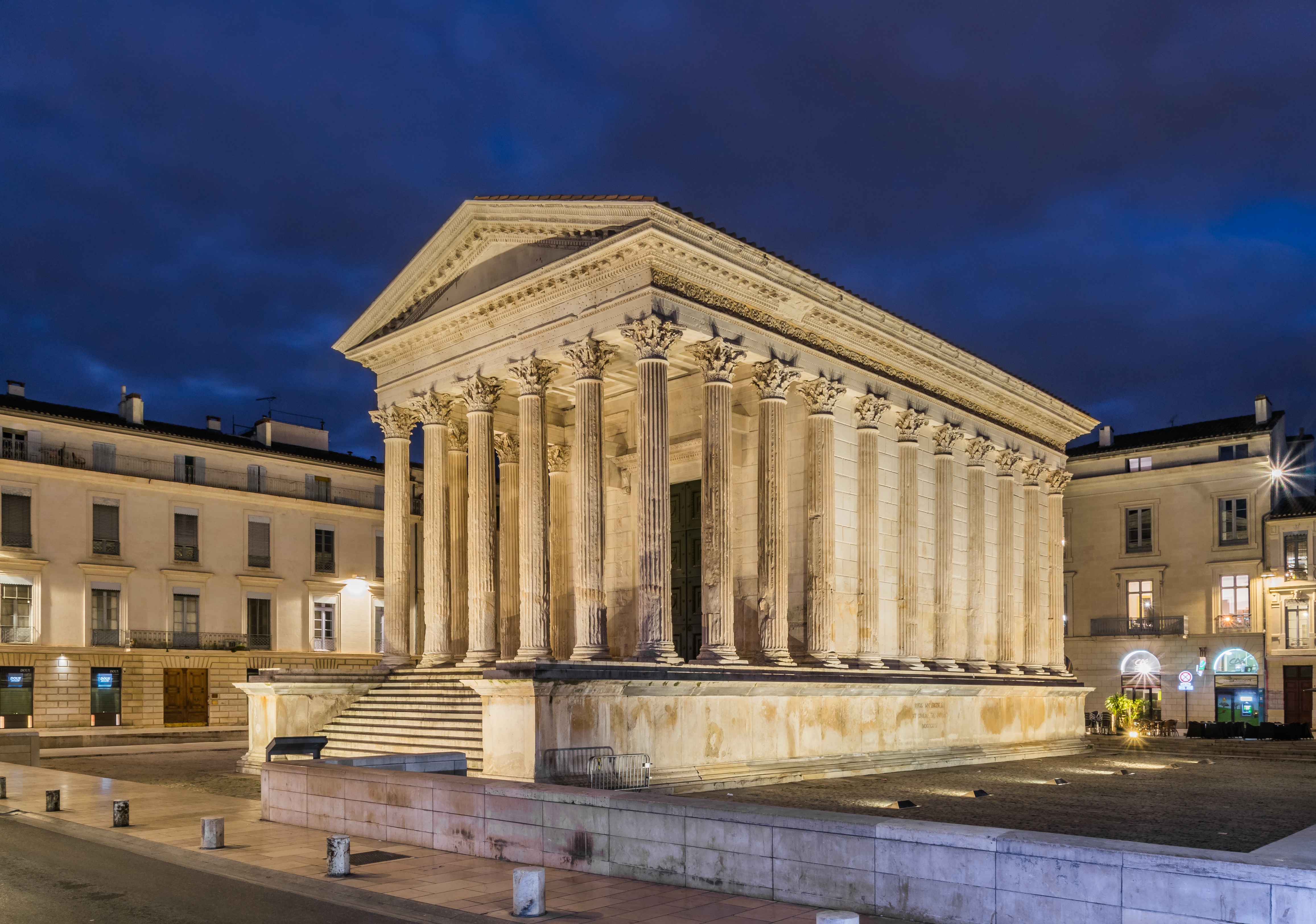
Мезон Карре (Нім, Франція), один із найкраще збережених римських храмів, прибл. II століття н.е.
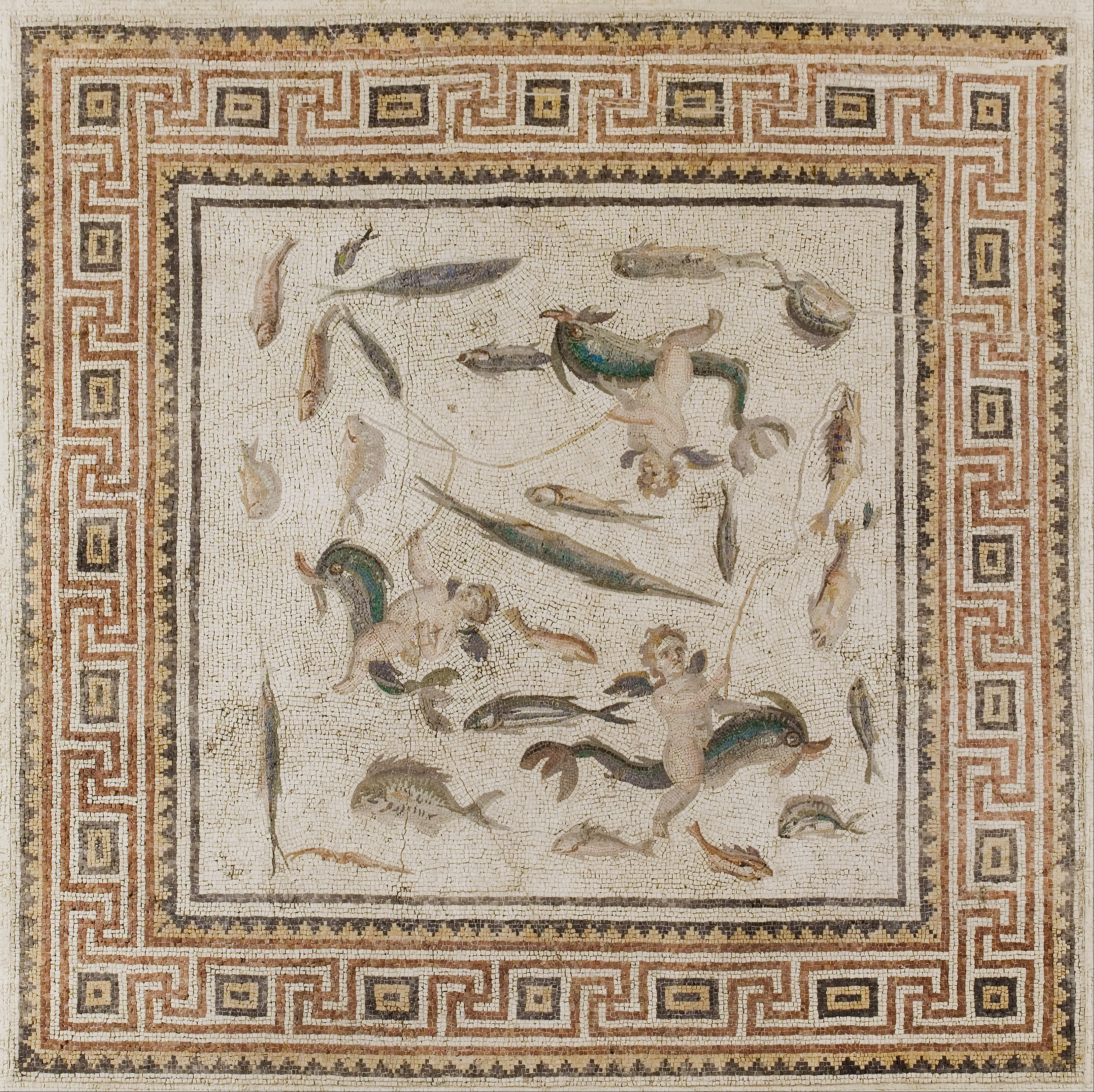
Морська мозаїка (центральне панно з трьох панелей від підлоги); 200–230; мозаїка (кам'яна та скляна тессери); 2915 мм x 2870 мм; Музей витончених мистецтв (Бостон, США)
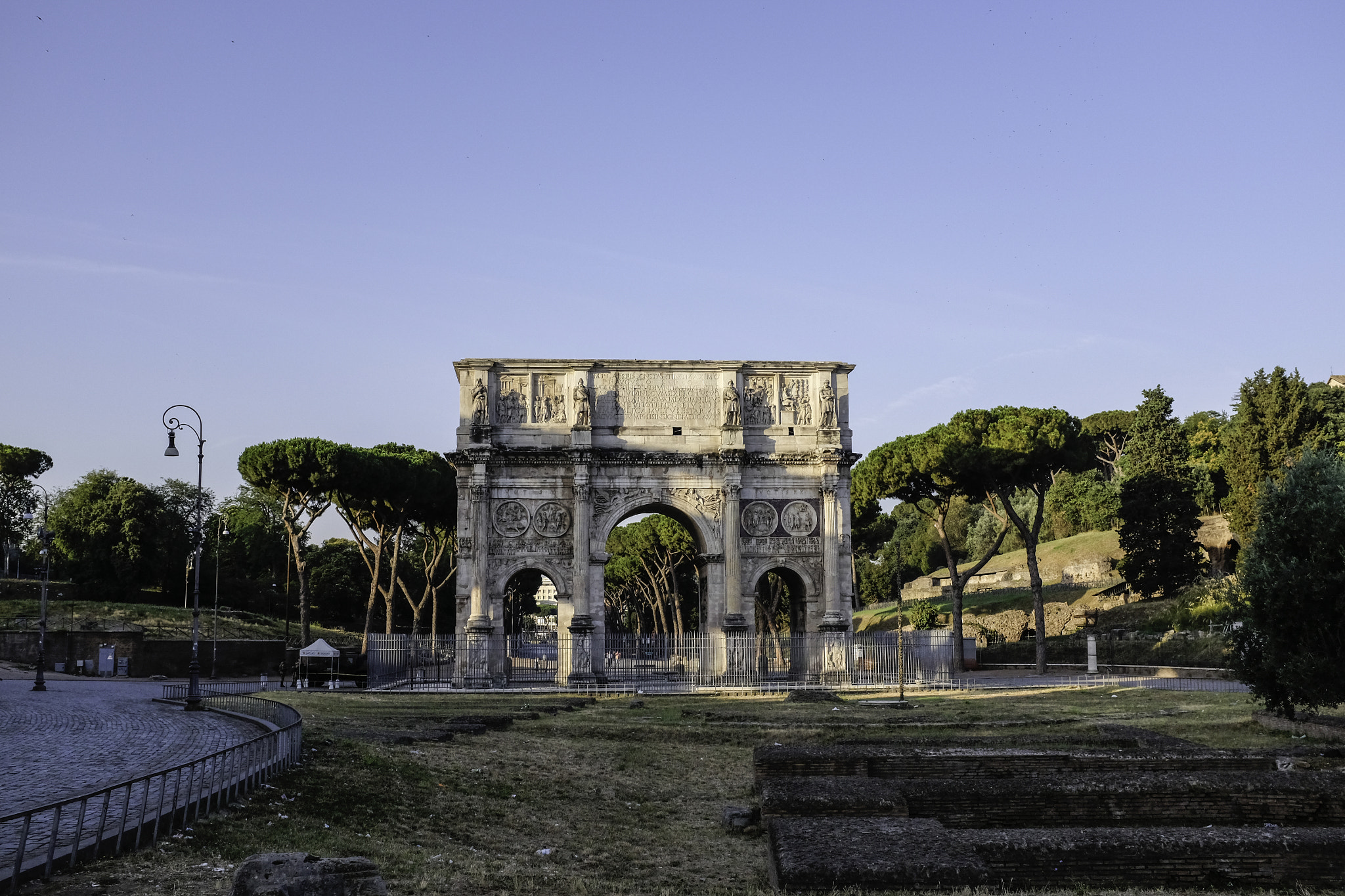
Арка Костянтина (Рим), яка вшановує тріумф Костянтина Великого після його перемоги над Максенцієм у битві біля Мільвійського мосту, 316 р.

### Мистецтво германців
Мистецтво германців на території сучасної Німеччини під час періоду переселення народів (прибл. 300–900 рр. н. е.) відображає культурний і мистецький розвиток германських племен, коли вони мігрували Європою та оселялися в різних регіонах, включаючи територію, яка нині відома як Німеччина. Цей період, який настав після падіння Західної Римської імперії, ознаменувався розвитком художніх традицій германських народів, які були одночасно під впливом римських стилів і відрізнялися від них, тоді як германські королівства були державами, заснованими різними неримськими, переважно германськими, народами в Західній Європі та Північній Африці після розпаду Західної Римської імперії в V столітті. Варварські королівства були основними формами правління в Західній Європі в ранньому середньовіччі. Вважається, що час варварських королівств закінчився з коронацією Карла Великого як імператора у 800 році, хоча кілька малих англосаксонських королівств існували до об'єднання Альфредом Великим у 886 році.
Одним із ключових художніх стилів у ранніх германських землях був звіриний стиль, що виник у Скандинавії та північній Німеччині й поширився по всій Європі. Цей стиль, що характеризується складними й абстрактними зображеннями тварин, був поширений у виробах із металу та особистих прикрасах. У сучасній Німеччині регіони Рейн і Верхній Рейн були важливими центрами створення таких виробів, де зооморфні візерунки використовувалися на предметах, таких як брошки, пряжки та ювелірні прикраси. Відомим прикладом цього стилю є фібула з Бінгербрюка, декоративна брошка, знайдена в Рейнській області, що демонструє характерне переплетення форм тварин, типових для мистецтва германців. Цей стиль також помітний в таких артефактах, як скарб Саттон Гу, де подібні мотиви тварин з'являються в англосаксонському мистецтві, але відображають ширший вплив мистецтва германців в Північній Європі.
Поліхромний стиль, який походить від готів у Чорноморському регіоні, мав значний вплив на мистецтво германців, особливо в південній Німеччині та в деяких частинах Франції та Іспанії. Відомий своїм використанням золота та дорогоцінного каміння, цей стиль був очевидним у таких речах, як інкрустовані гранатом брошки та пряжки для ременів. Такі об'єкти, як вестготська корона Реккесвінта, знайдена в Іспанії, демонструють поширення цього стилю, але подібні зразки поліхромної обробки металу були виявлені в Німеччині, зокрема у Франкському королівстві, де ці предмети часто мали як декоративну, так і символічну роль.
У VI—VII століттях германські народи почали приймати християнство, що призвело до зміни їхніх мистецьких традицій. У мистецтві германців почали з'являтися християнські символи, що знаменували відхід від чисто язичницьких мотивів. Впровадження християнської іконографії в німецьку металообробку та рукописи призвело до розвитку Каролінзького мистецтва та інших регіональних стилів по всій Європі. У Німеччині в цей період спостерігався підйом франкського мистецтва, особливо за часів правління Карла Великого, яке змішало германські традиції з християнськими образами.

## Ісламське мистецтво
Ісламське мистецтво добре відоме з часів середньовіччя завдяки використанню складних геометричних візерунків, кольорових плиток, стилізованих природних мотивів і детальної каліграфії. Рідко коли шрифт мав такий глибокий вплив на прикладне мистецтво та архітектуру. Іслам з'явився в Західній Аравії в VII столітті нашої ери через одкровення, дані пророку Магомету в Мецці. Протягом століття після смерті Магомета ісламські імперії контролювали Близький Схід, Іспанію та частину Азії та Африки. Через це, подібно до мистецтва Давнього Риму, ісламське мистецтво та архітектура мали регіональні версії. Коли ісламський світ поширювався на центри пізньої античної культури, він збагачувався філософськими та інтелектуальними рухами. Ранні халіфати заохочували переклад грецьких творів арабською мовою та прогрес у математиці та науці. Це суперечить сучасному уявленню про те, що ісламське мистецтво є догматичним і незмінним. Нерідкими були зображення людини і тварин. Лише в окремі періоди це обмежувалося (подібно до візантійської іконоборства).

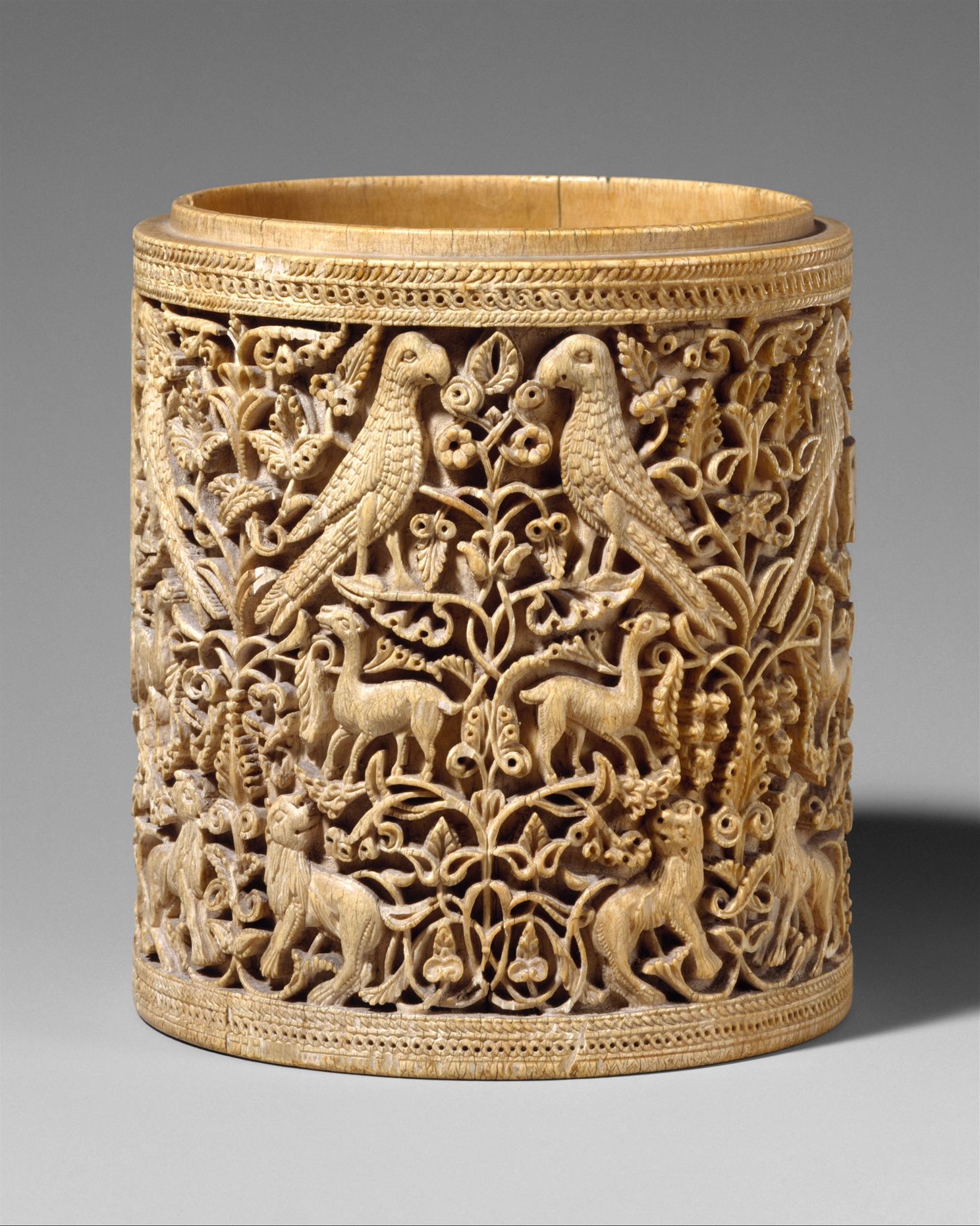
Коробка для духів; 950–975 рр.; слонова кістка; висота: 11,7 см; Музей мистецтва Метрополітен (Нью-Йорк)
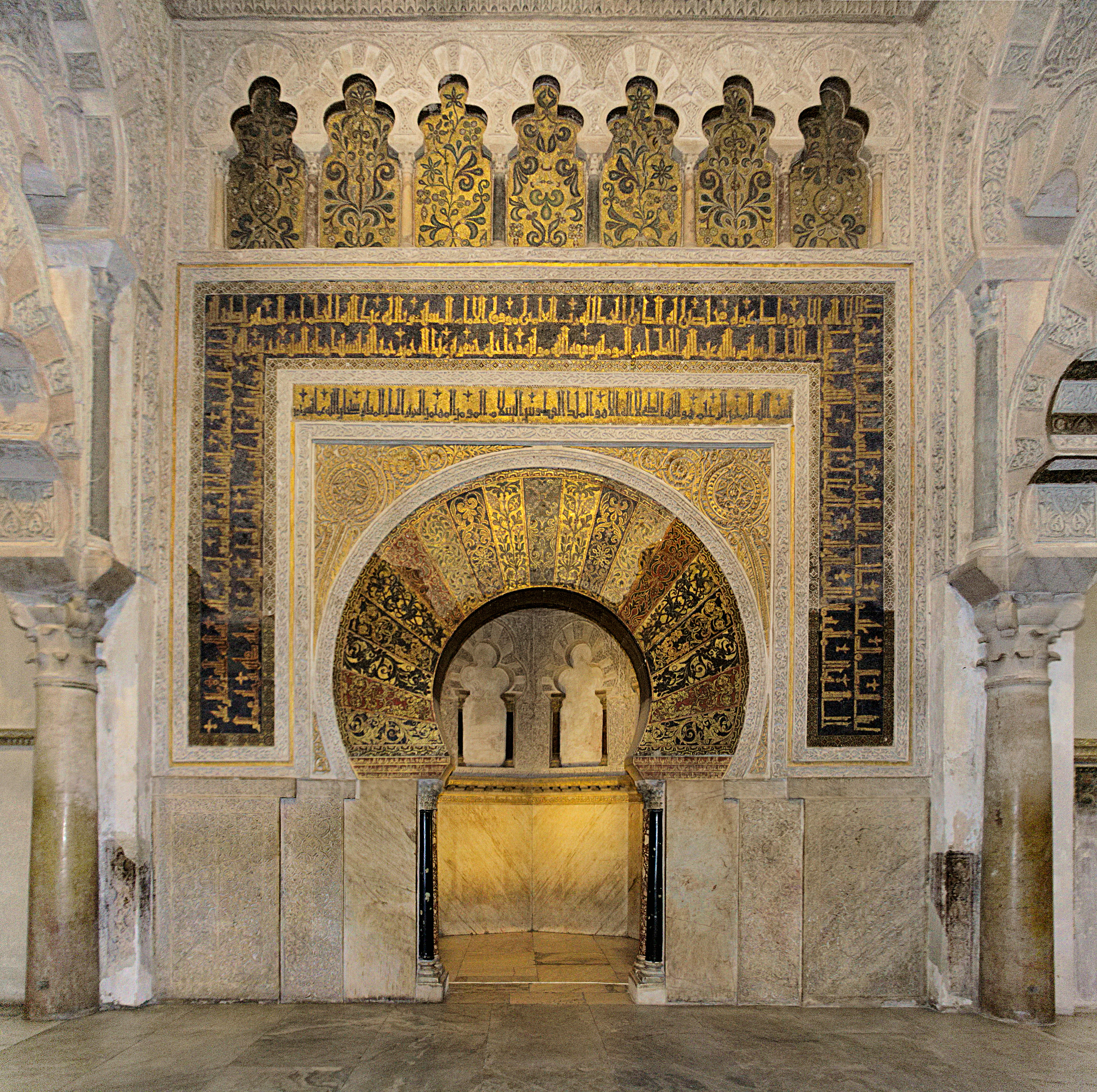
Міхраб; 961–976 рр.; стуко і скляна мозаїка; діаметр (внутрішня арка): прибл. 2,3 м; мечеть-собор Кордови (Кордова, Іспанія)
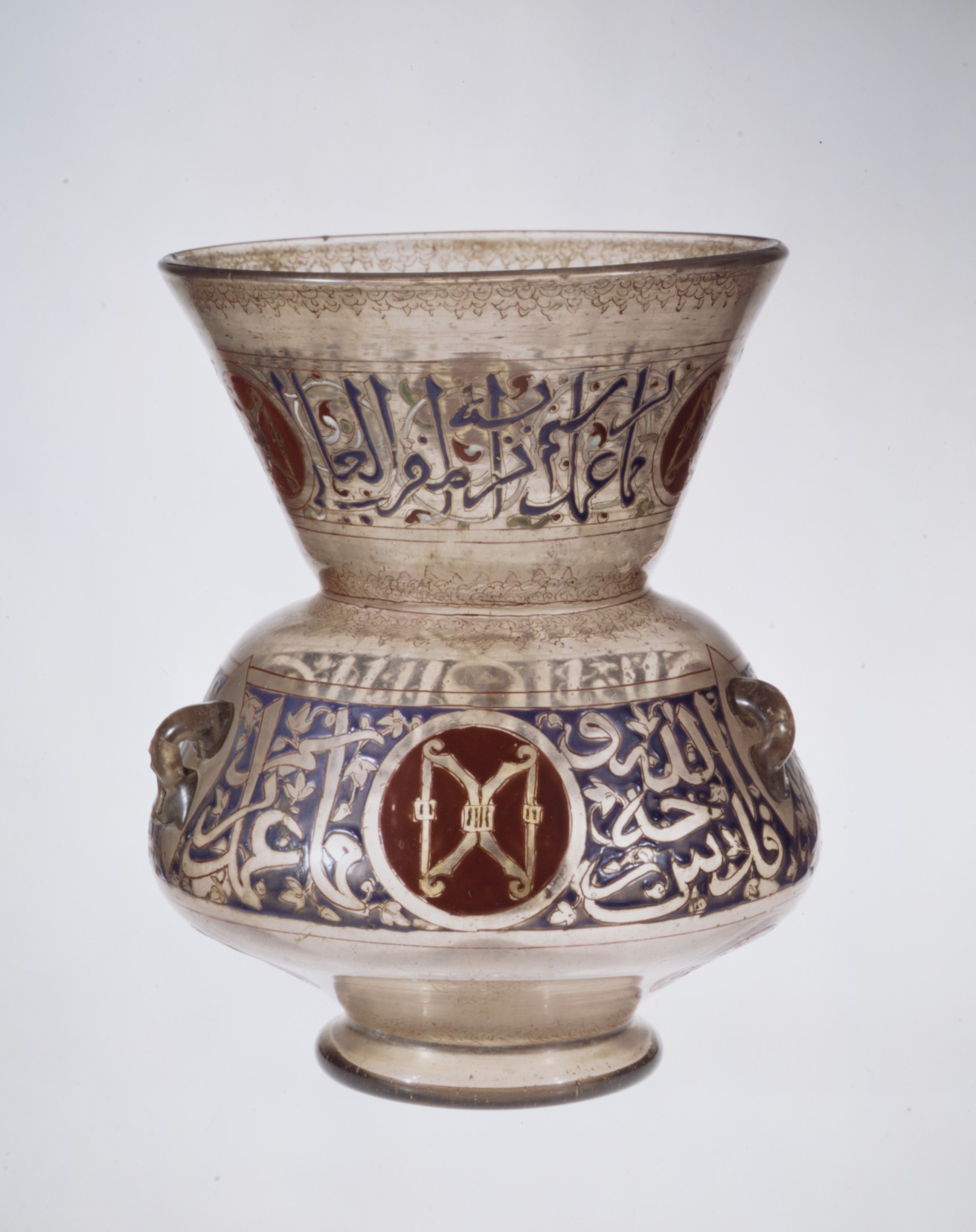
Лампа мечеті; прибл. 1285 р.; скло, емалі та золото; висота: 26,4 см; Музей мистецтва Метрополітен
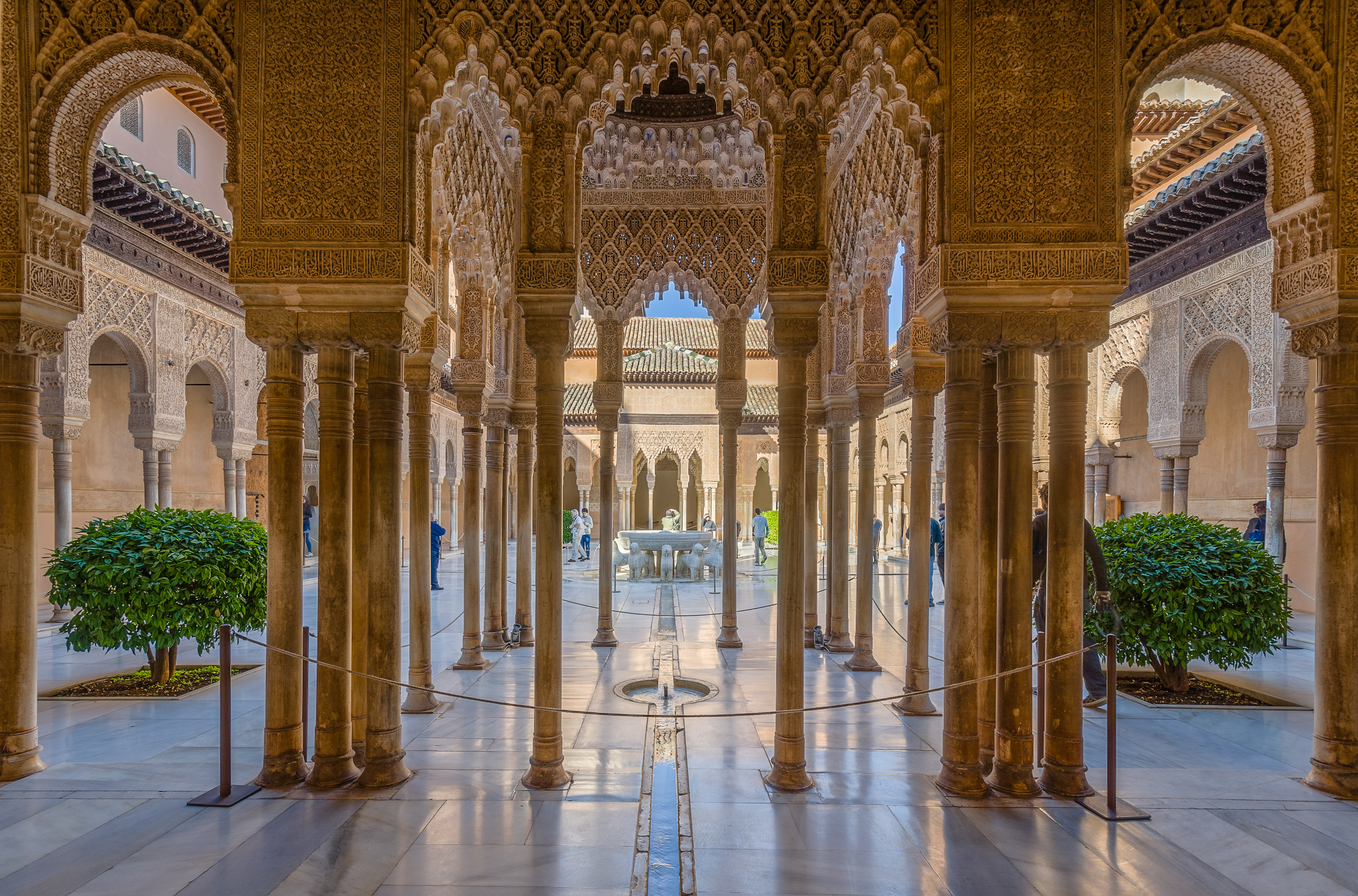
Двір левів[en] (Альгамбра, Гранада, Іспанія), 1362-1391 рр.
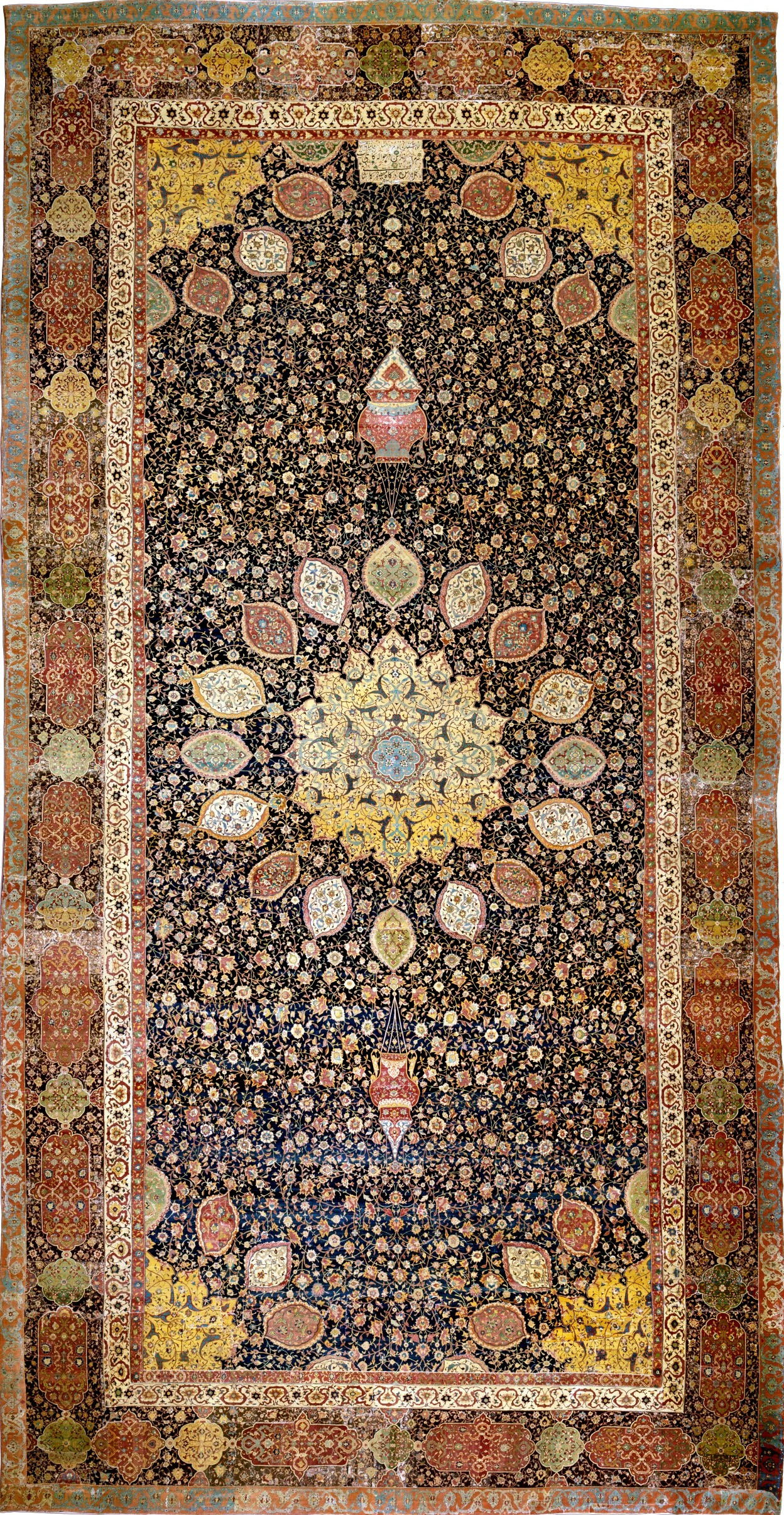
Килим Ардабіль[en]; 1539–1540 рр.; вовняний ворс на шовку; довжина: 10,51 м; Музей Вікторії та Альберта (Лондон)

## Америка

### Месоамерика
Деякі з перших великих цивілізацій в Америці розвинулися в Месоамериці (що означає «серединна Америка»), найвідомішими з яких були майя та ацтеки.
Ольмеки (прибл.1400–400 рр. до н. е.) були першою великою цивілізацією на території сучасної Мексики. Багато елементів месоамериканських цивілізацій, як-от практика будівництва пірамід, складний календар, пантеон богів та ієрогліфічне письмо, походять від культури ольмеків. Вони виготовляли нефритові та керамічні статуетки, гігантські голови та піраміди з храмами на вершині, і все це було створено без використання металевих інструментів. Для них жадеїт був каменем, ціннішим за золото, і символізував божественні сили та родючість. Було виявлено 17 гігантських голів Ольмеків, кожна з яких важила кілька тонн. Кожна голова, з приплюсненим носом і товстими губами, носить шолом, схожий на ті, що використовувалися під час офіційних ігор з м'ячем, і, ймовірно, зображує царів або чиновників.
Цивілізація майя виникла приблизно в 1800 році до нашої ери і розвивалася до прибуття іспанських колонізаторів у 1500-х роках. Вони окупували південно-східну Мексику, Гватемалу, Беліз, а також частину Гондурасу та Сальвадору. Майя торгували з такими містами, як Теотіуакан, а також з багатьма месоамериканськими цивілізаціями, як-от сапотеки та інші групи з центральних або прибережних районів Мексики, а також із народами, що не проживали на територіях Месоамерики, наприклад, із таїно з Карибського басейну. Вони створювали вражаючі портрети царів, поліхромні керамічні посудини, фігури з глини, дерев'яні скульптури, стели, та будували складні міста з пірамідами. Більшість добре збережених поліхромних керамічних посудин було виявлено в гробницях знаті.
Виникнувши зі скромної кочової групи, ацтеки створили найбільшу імперію в історії Месоамерики, яка проіснувала з 1427 по 1521 рік. Вони називали себе не ацтеками, а «мешіка» (Mēxihcah). Термін «ацтеки» був запроваджений істориками. Вони перетворили столицю своєї імперії, Теночтітлан на місце, де митці Мезоамерики створювали вражаючі витвори мистецтва для своїх нових господарів. Сучасне місто Мехіко було збудоване на місці столиці ацтеків — Теночтитлана.

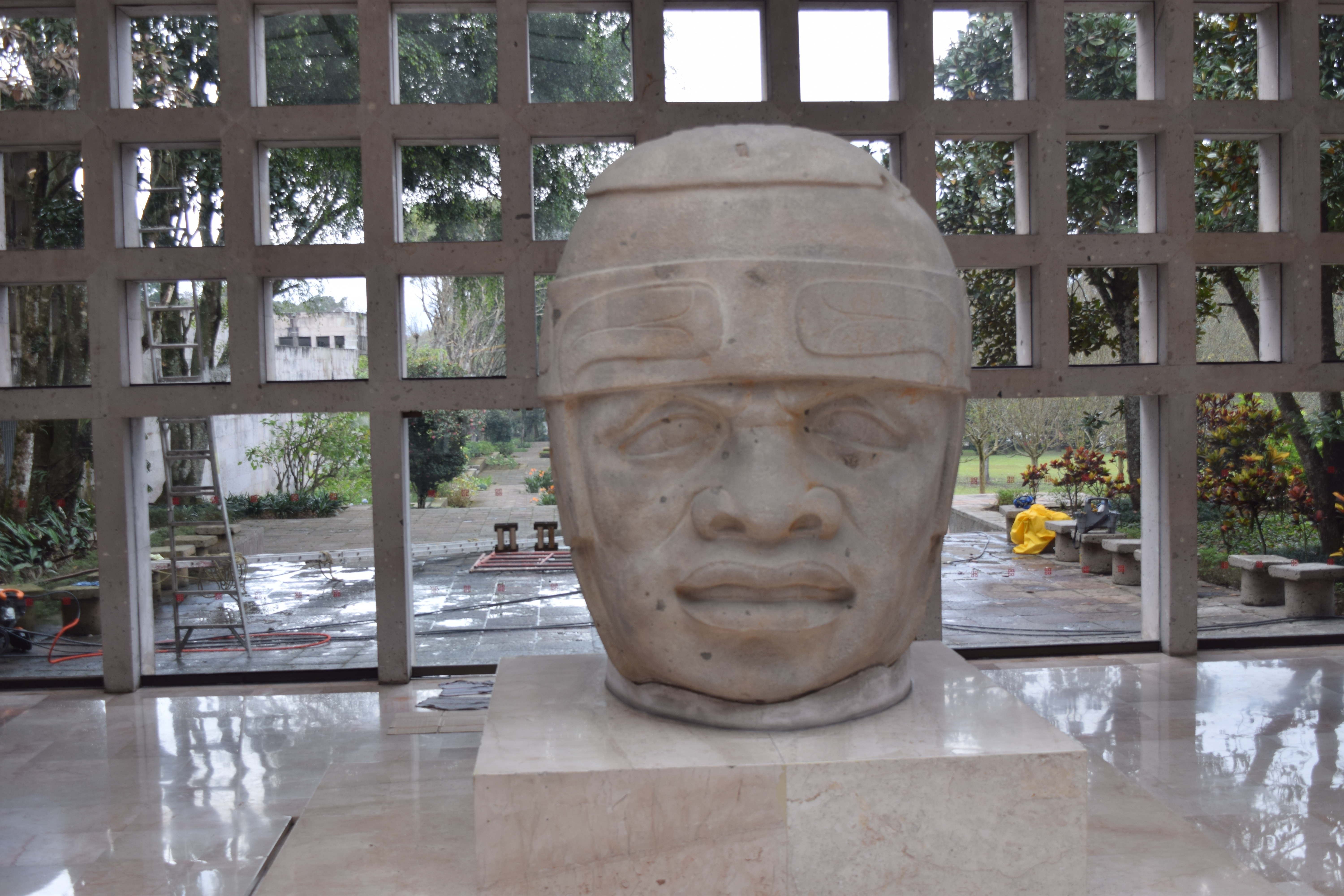
Гігантська голова[en]; прибл.1050 р. до н.е.; стеатит; висота: 2,2 м; Музей антропології Халапи[en] (Халапа, Мексика)
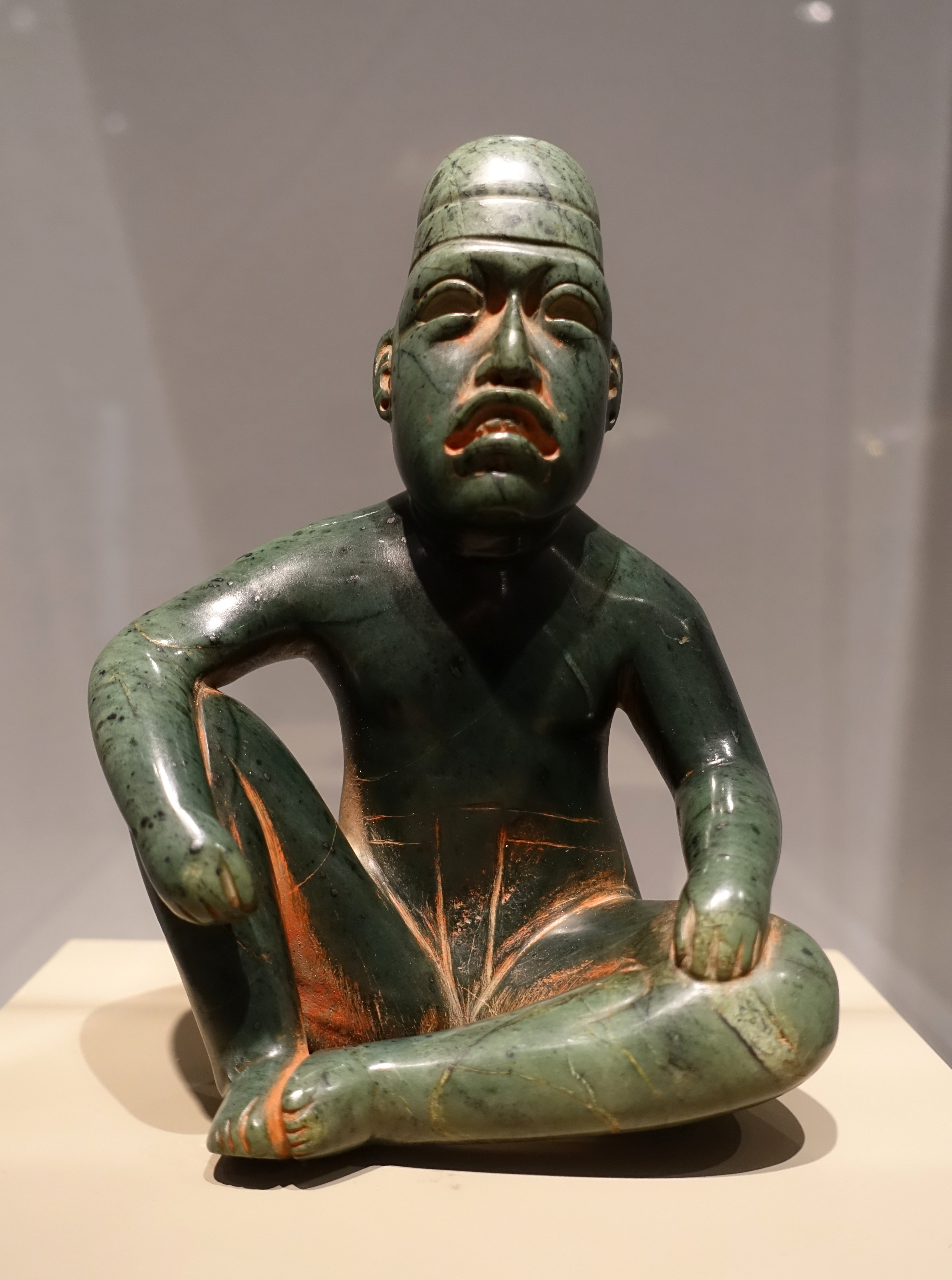
Сидячий шаман у ритуальній позі у формі підвіски (ольмеки); IX–V століття до н. е.; серпентин і кіновар; висота: 18,5 см; Далласький музей мистецтв (Даллас, Техас, США)
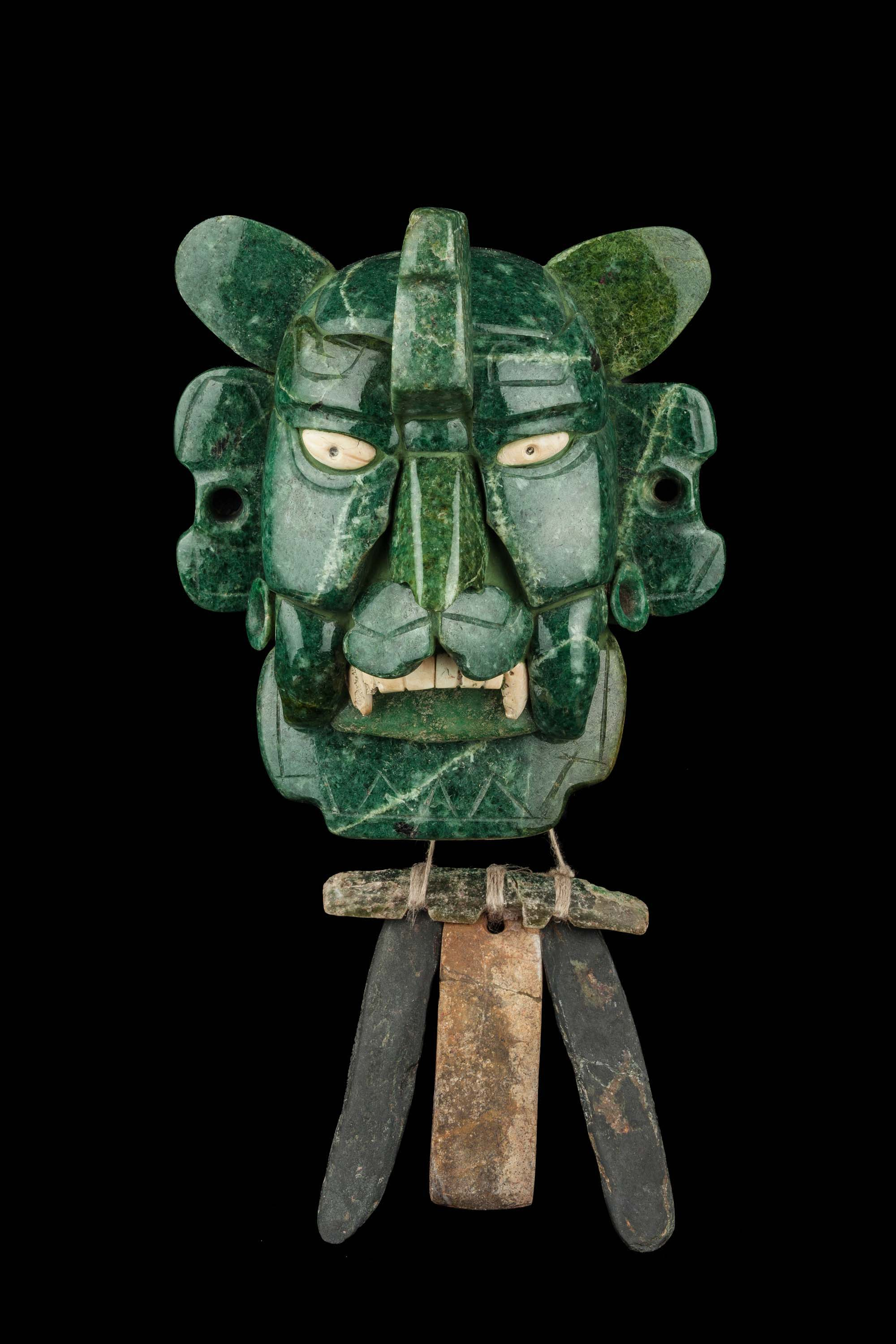
Статуетка кажана (сапотеки); прибл.50 р. до н. е.; жадеїт і мушля; висота: 28 см; Національний музей антропології (Мехіко)
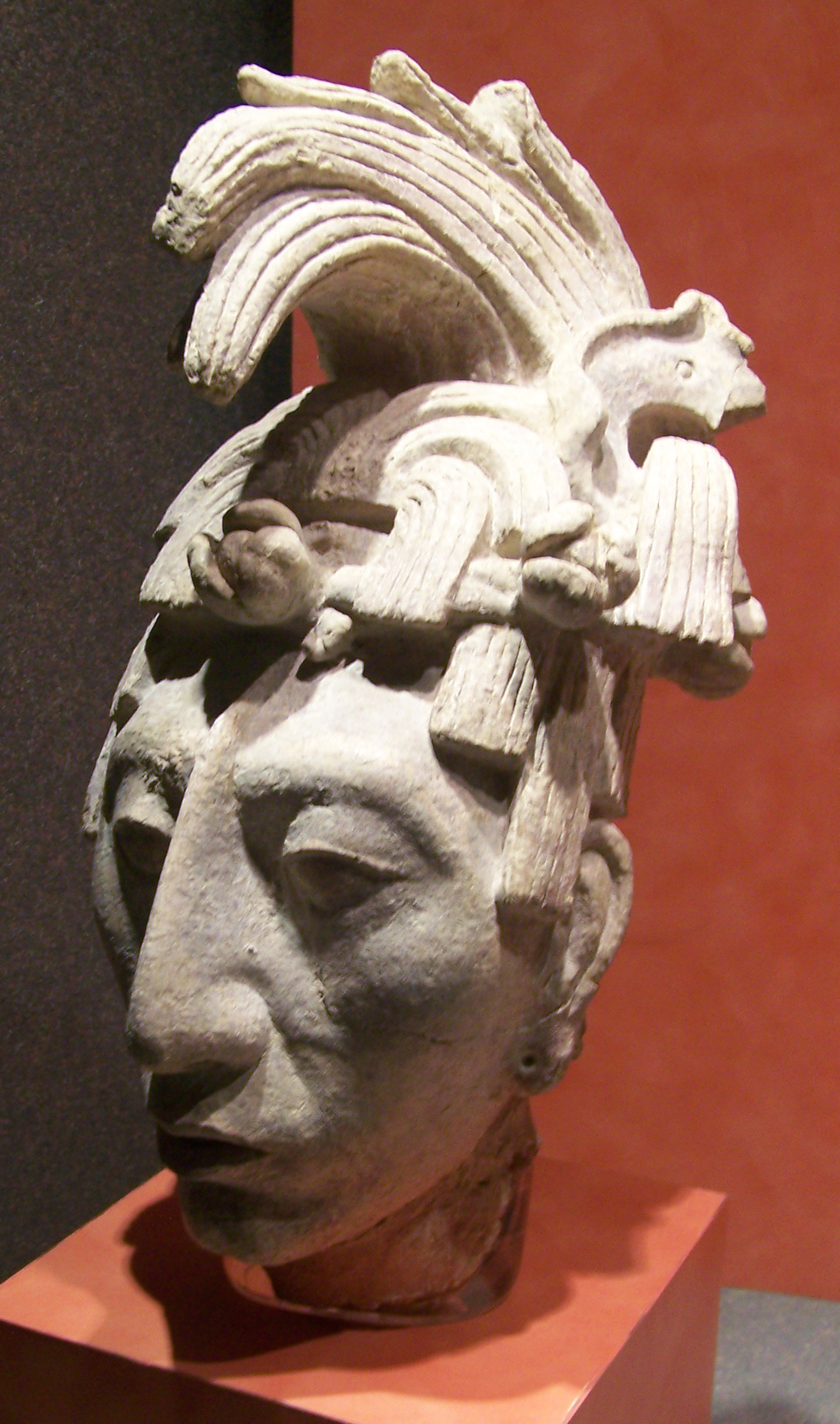
Портрет Кініча Джанаба Пакала I (майя; 615–683 рр.; стуко; висота 43 см; Національний музей антропології
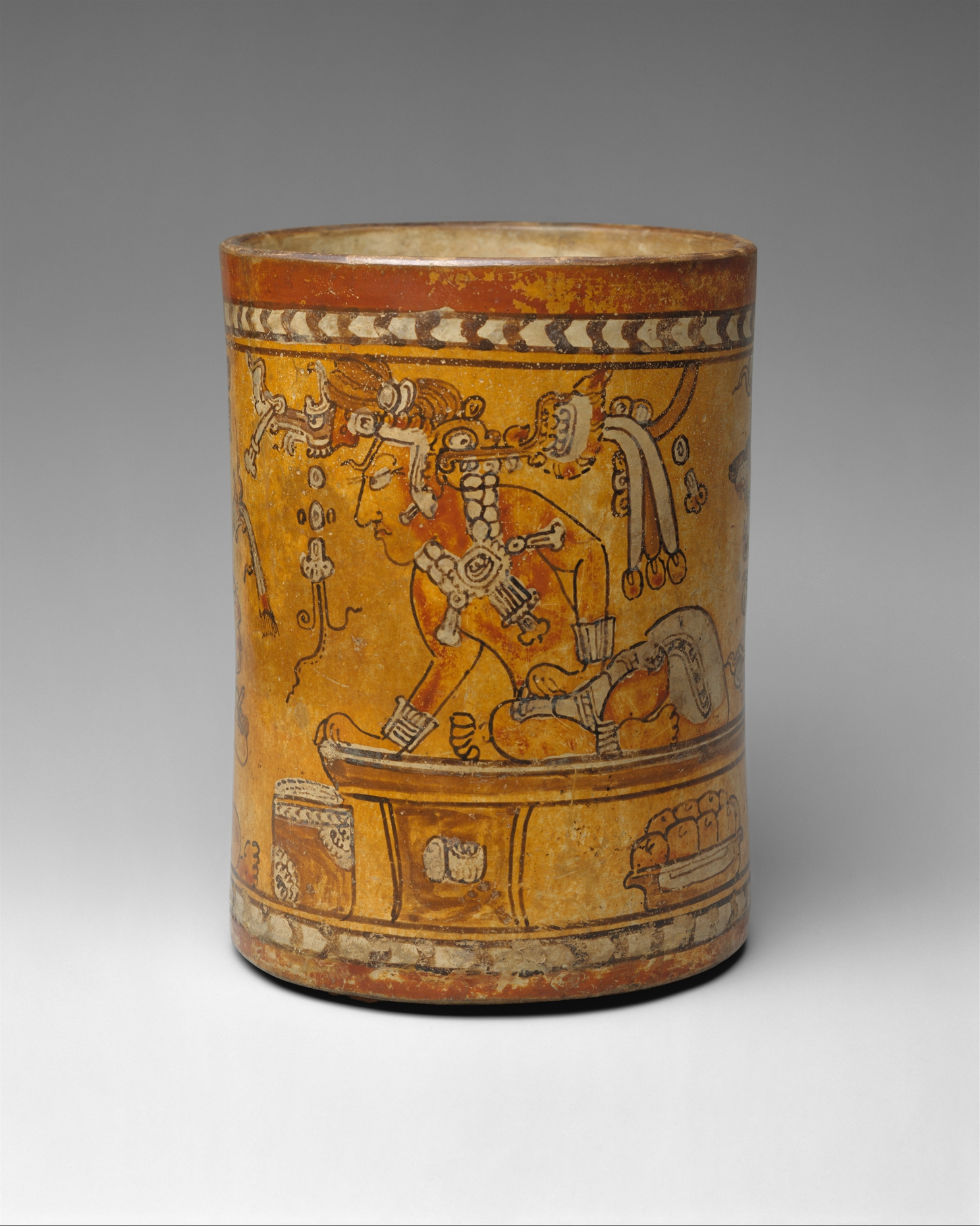
Посудина зі сценою на троні (майя); кінець VII–VIII століття; кераміка; 21,59 см; Музей мистецтва Метрополітен (Нью-Йорк)
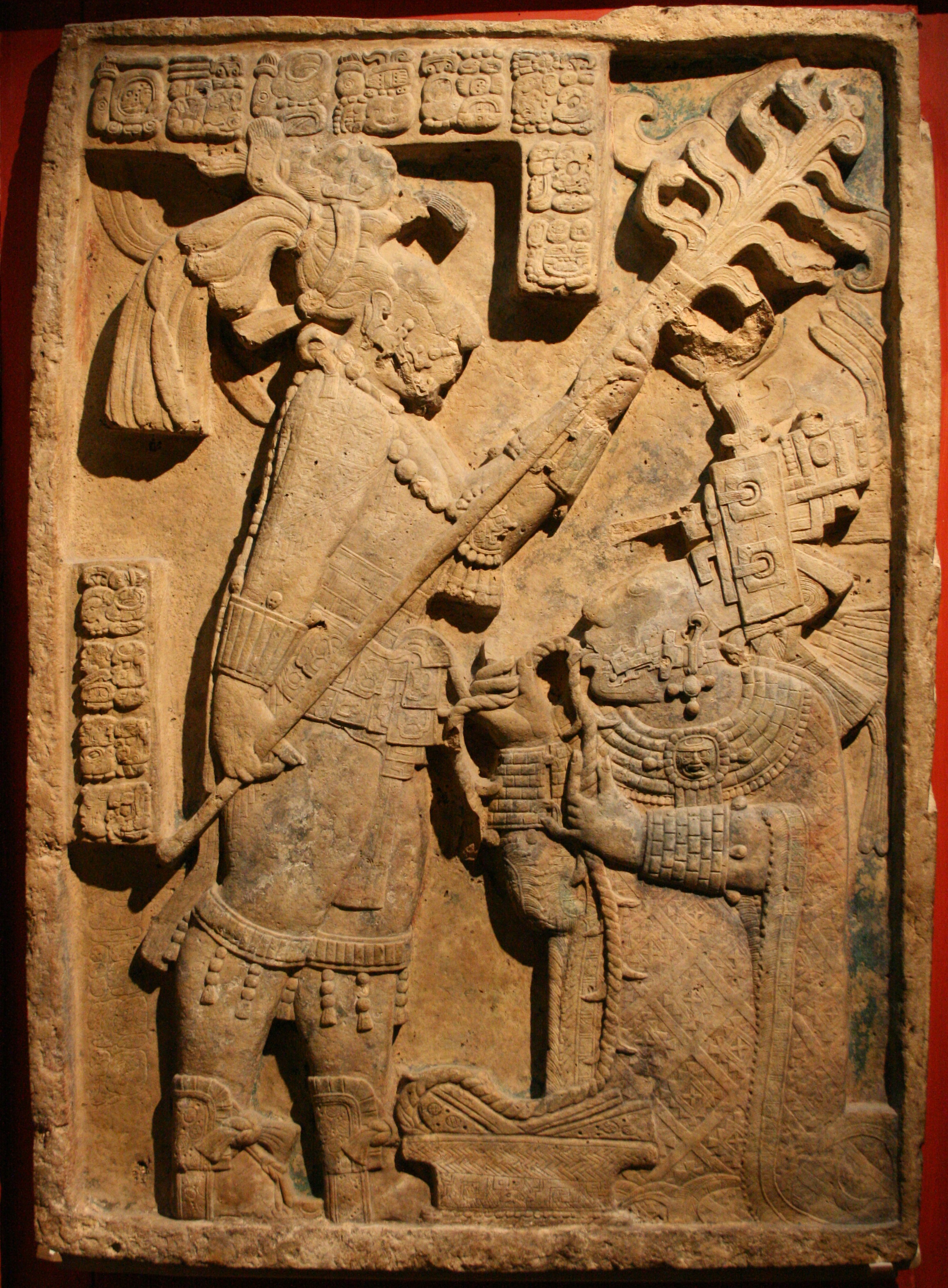
Надпоріжник 24 із споруди 23 у Яшчилані (майя); 702 р.; вапняк; 109 x 74 см; Британський музей (Лондон)
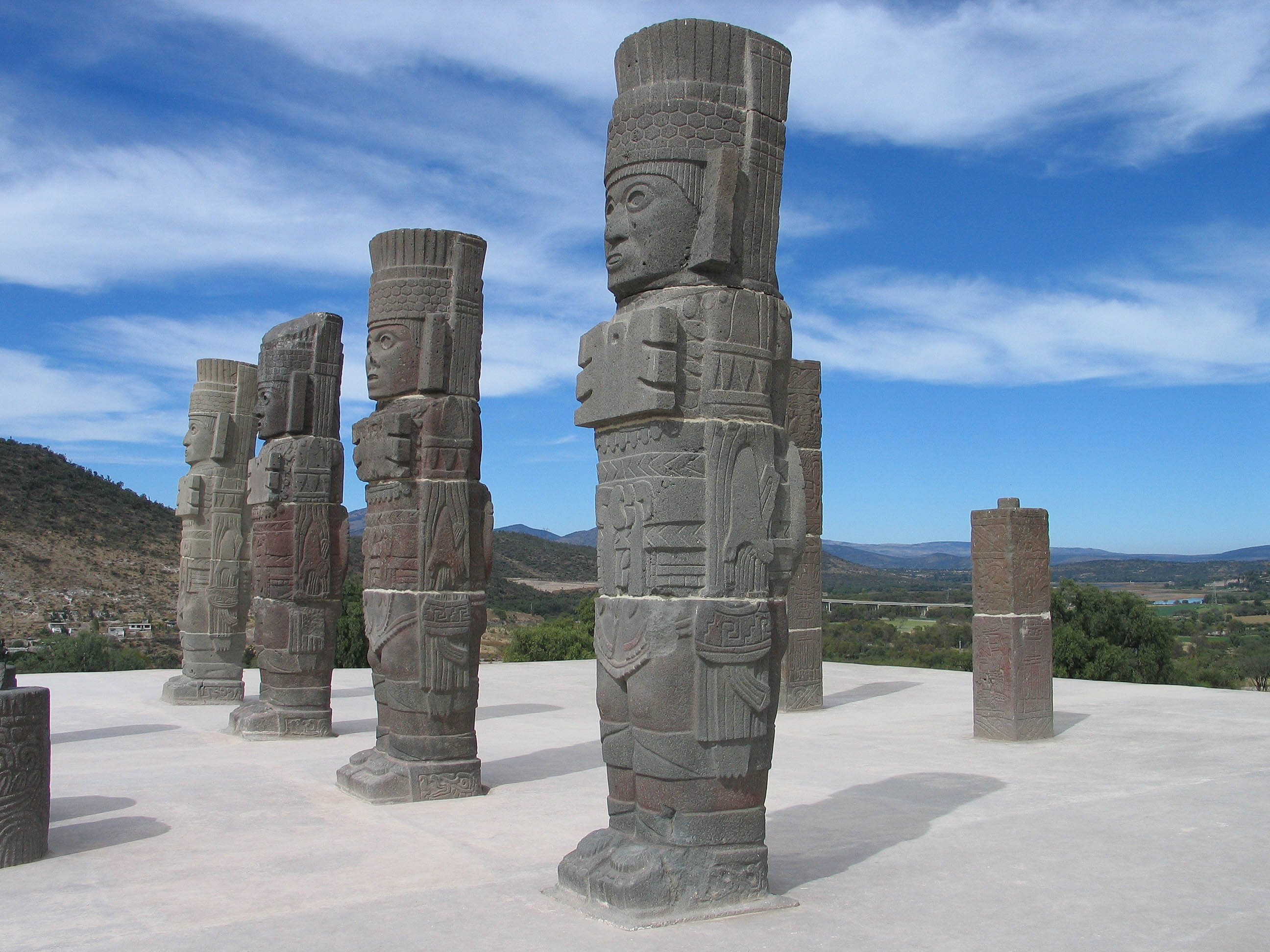
Колони воїнів (тольтеки); прибл.1000 р.; базальт; висота: прибл.460 см; Тула де Альєнде (Мексика)
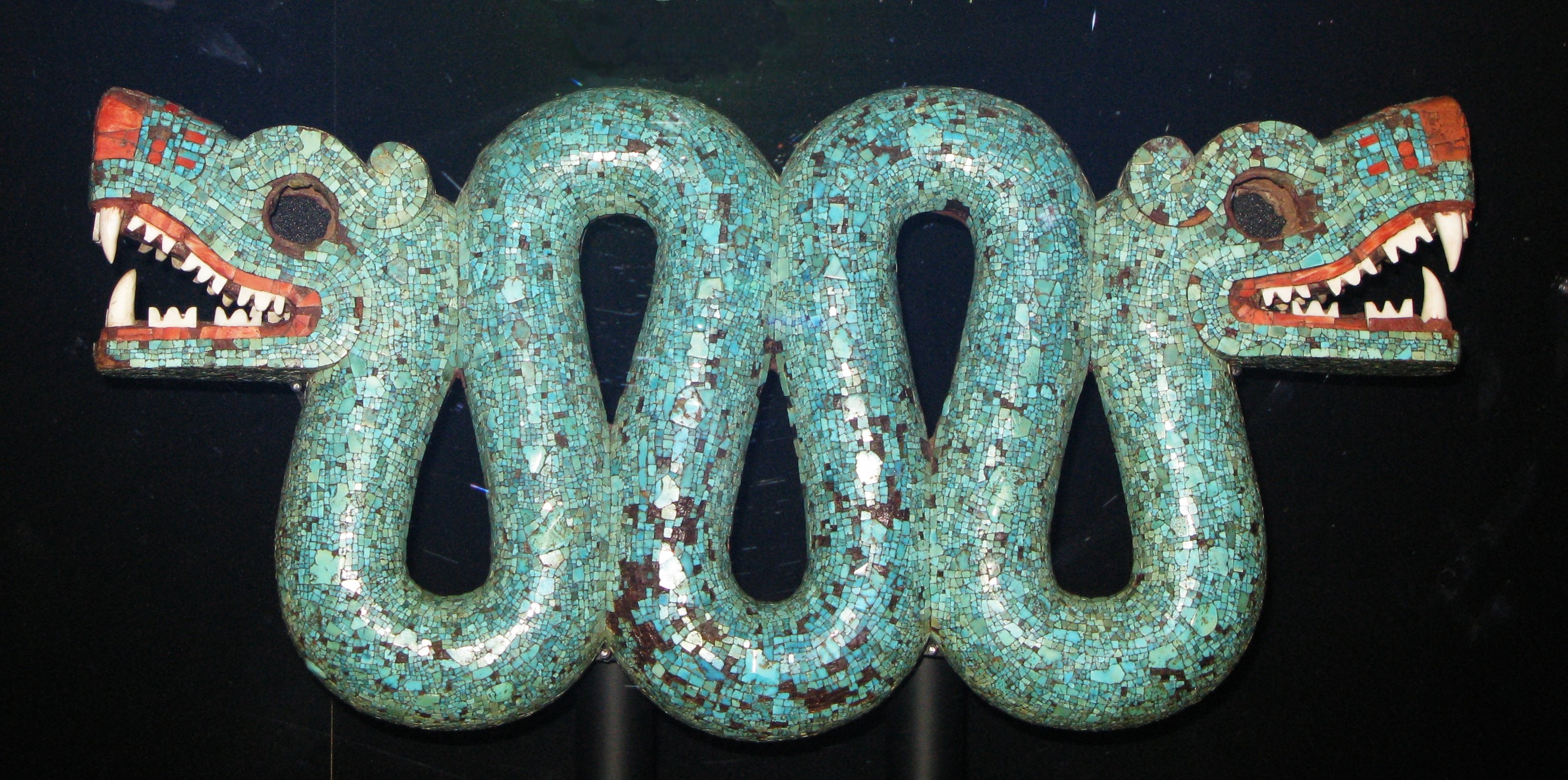
Двоголовий змій[en] (ацтеки); прибл. 1450–1521 рр.; кедр, бірюза, мушля і сліди позолоти; довжина: 43,3 см; Британський музей
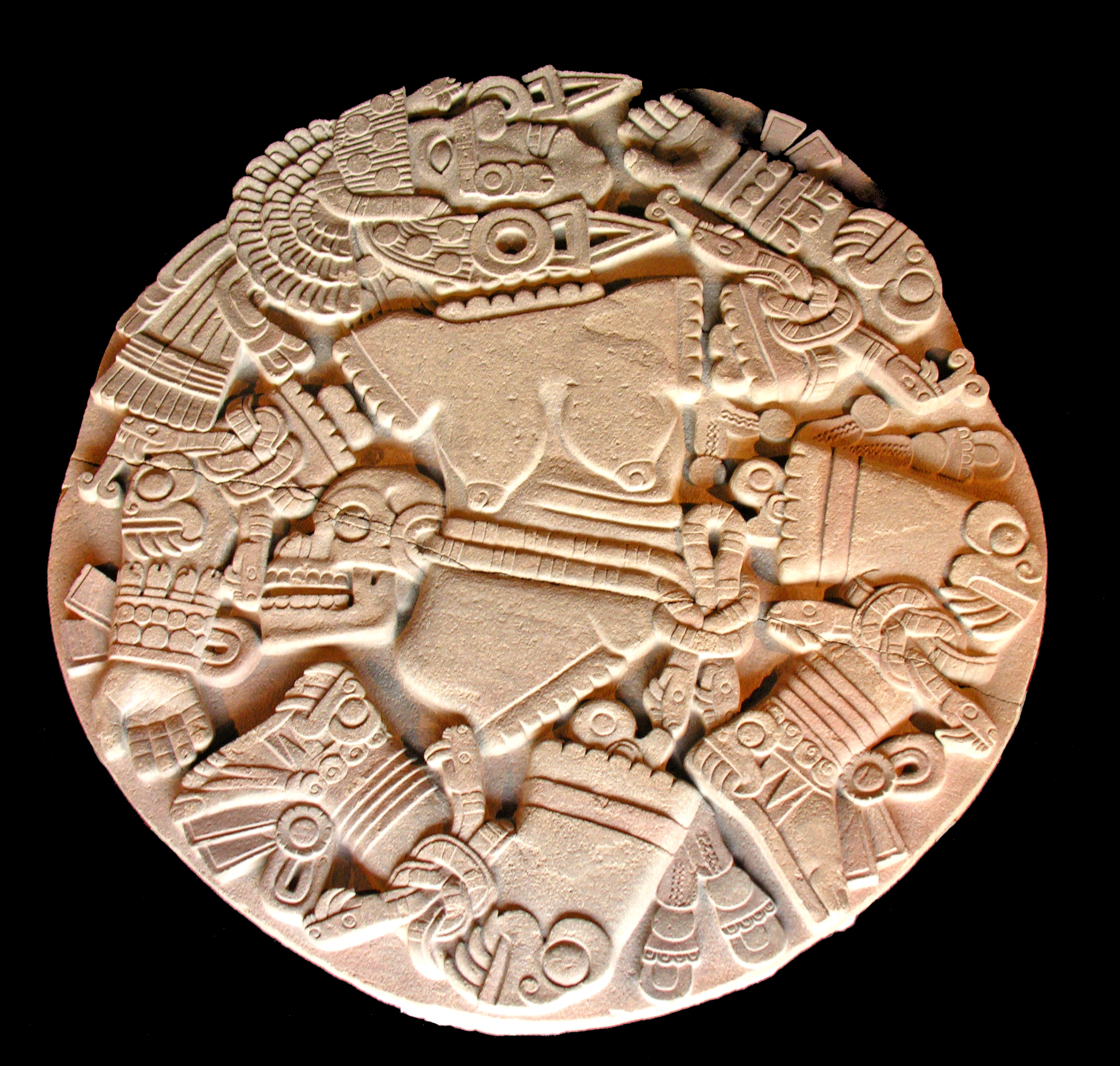
Камінь Койольшаукі[en] (ацтеки); прибл. 1469–1481 рр.; камінь; діаметр: 3 м; музей Темпло майор (Мехіко)
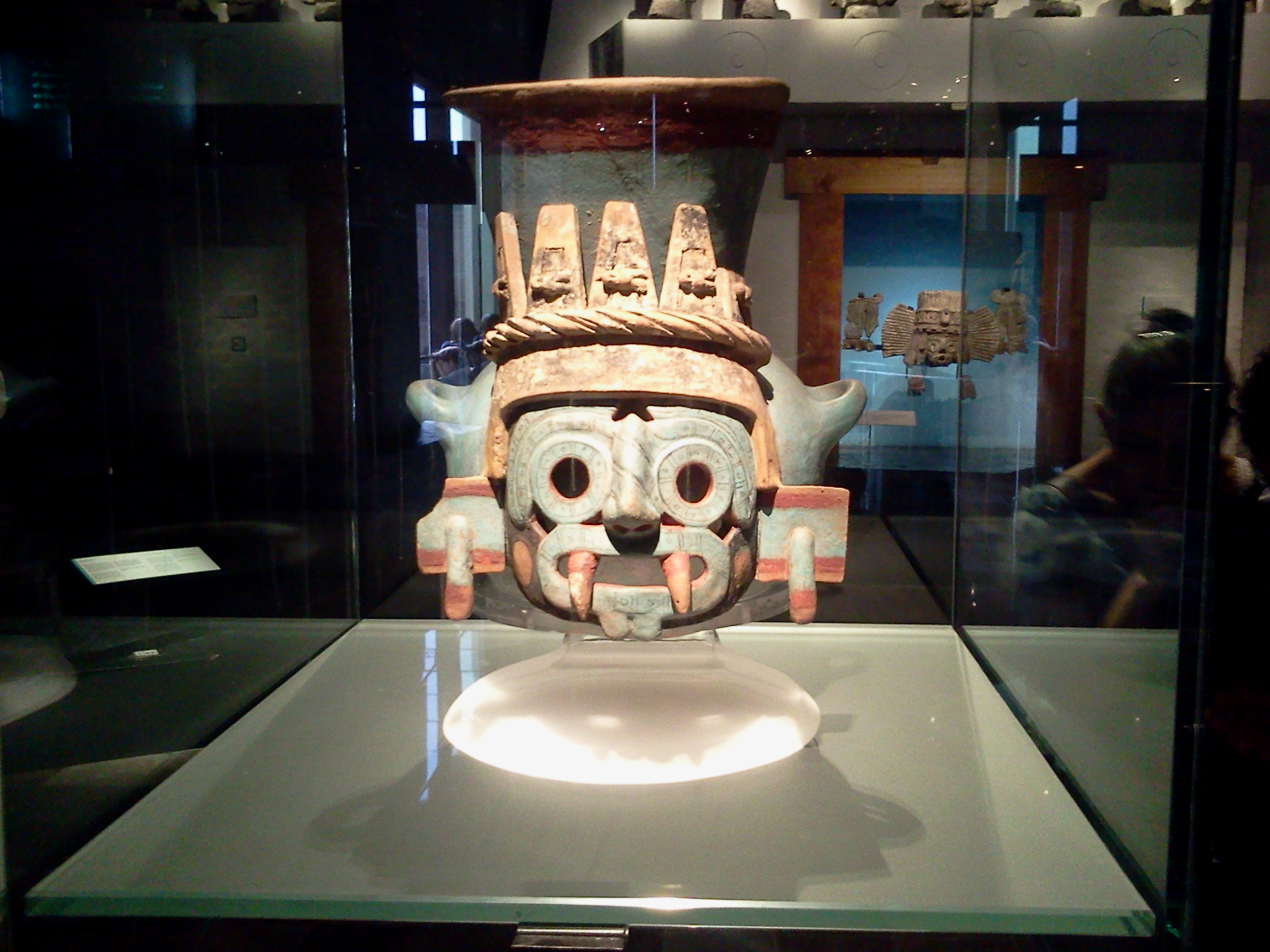
Посудина з зображенням Тлалока (ацтеки); прибл. 1440–1469 рр.; розписний глиняний посуд; висота: 35 см; музей Темпло Майор

### Колумбія
Подібно до Месоамерики, сучасна територія Колумбія є регіоном, де розвивалися численні культури до приходу іспанських колонізаторів. Тут виготовлялися прикраси для тіла, багато з яких були золотими, але також численні інші з тумбаги, загального сплаву золота і міді названого так іспанськими конкістадорами для позначення металів, що містили ці елементи та були широко використовувані в доколумбовій Месоамериці в Північній та Південній Америці.

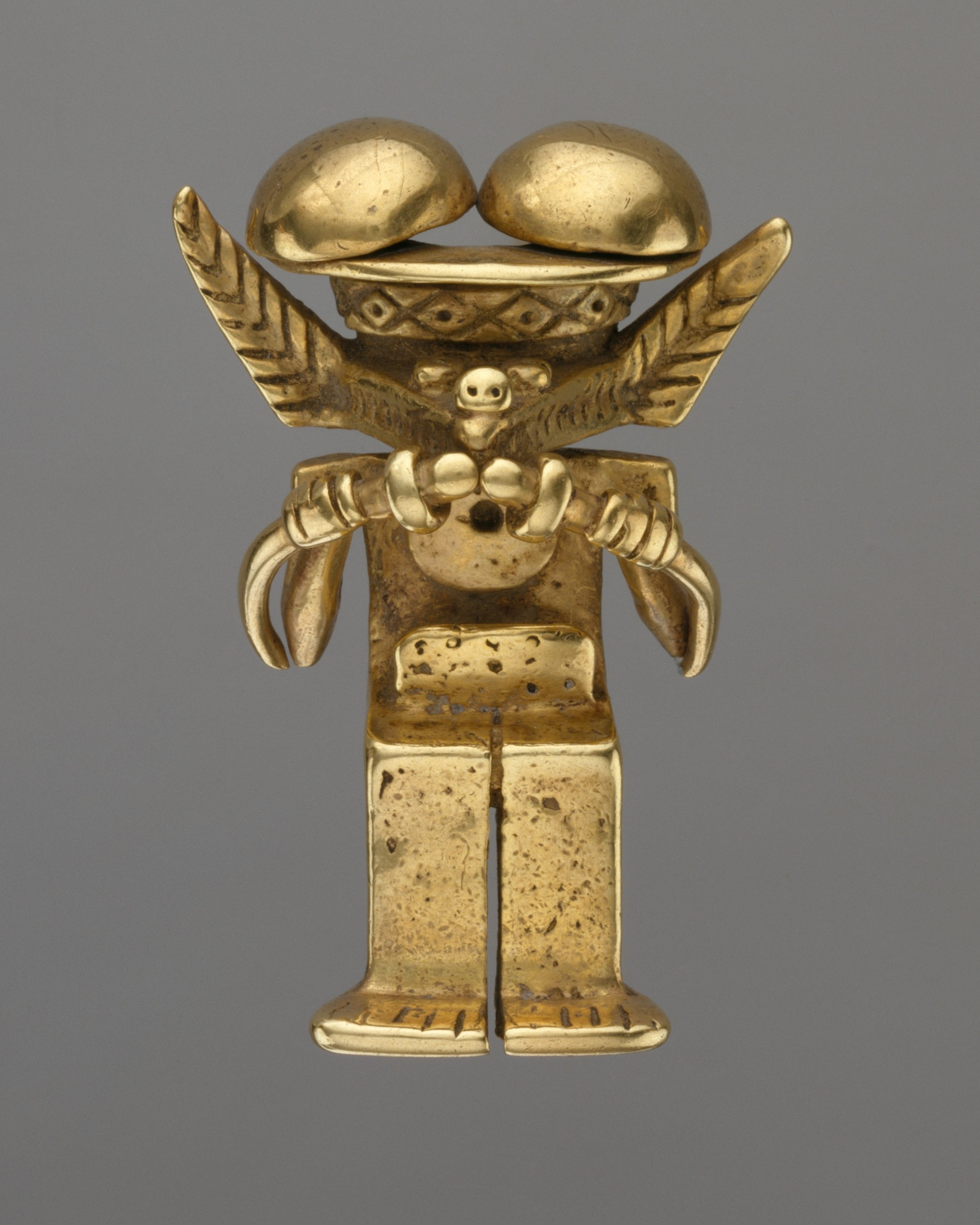
Підвіска у вигляді фігури з головою тварини (Йотоко[en]); I–VII століття; золото; висота: 6,35 см; Музей мистецтва Метрополітен (Нью-Йорк)
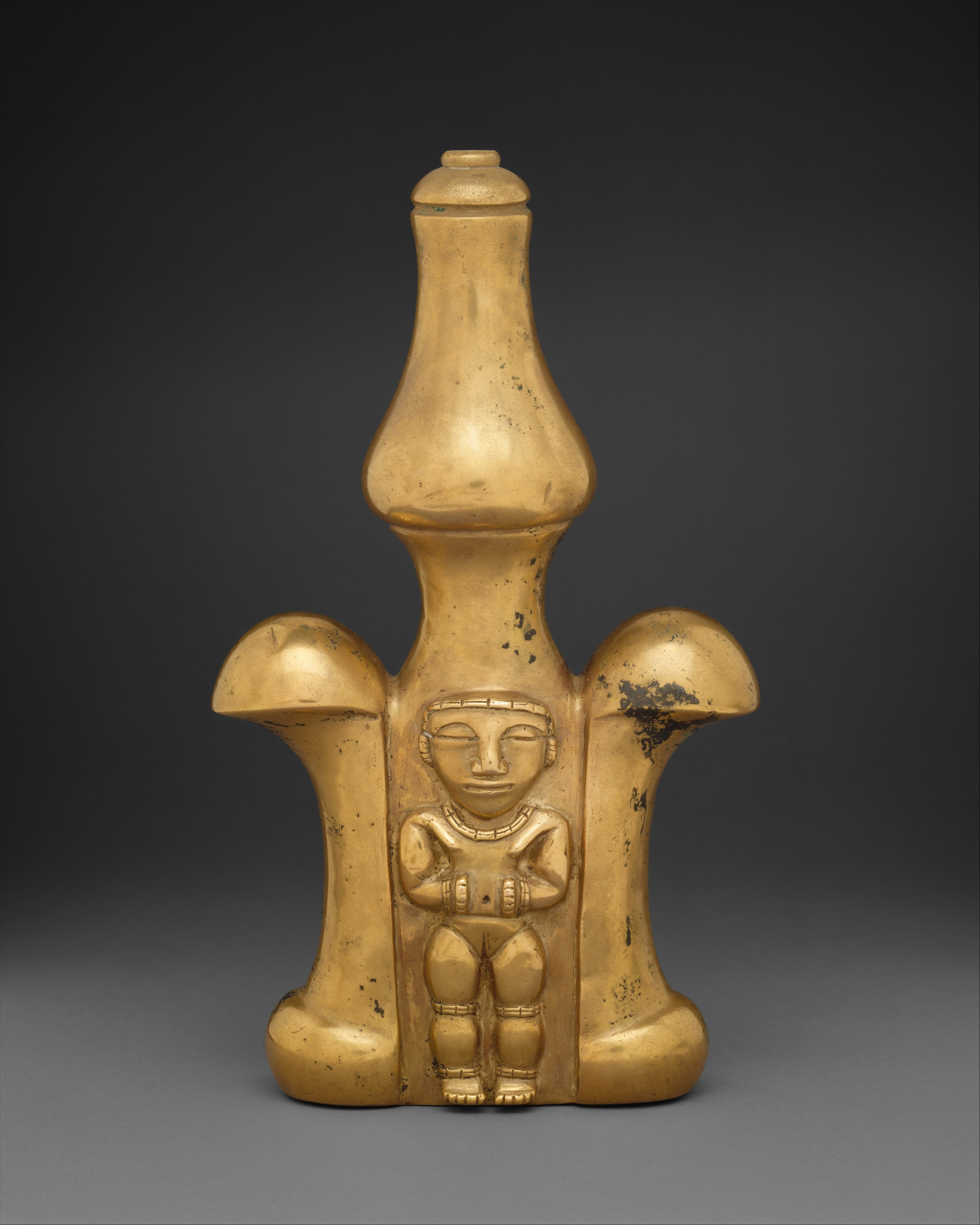
Ємність для вапна (культура Кімбая); V–IX ст.; золото; висота: 23 см; Музей мистецтва Метрополітен
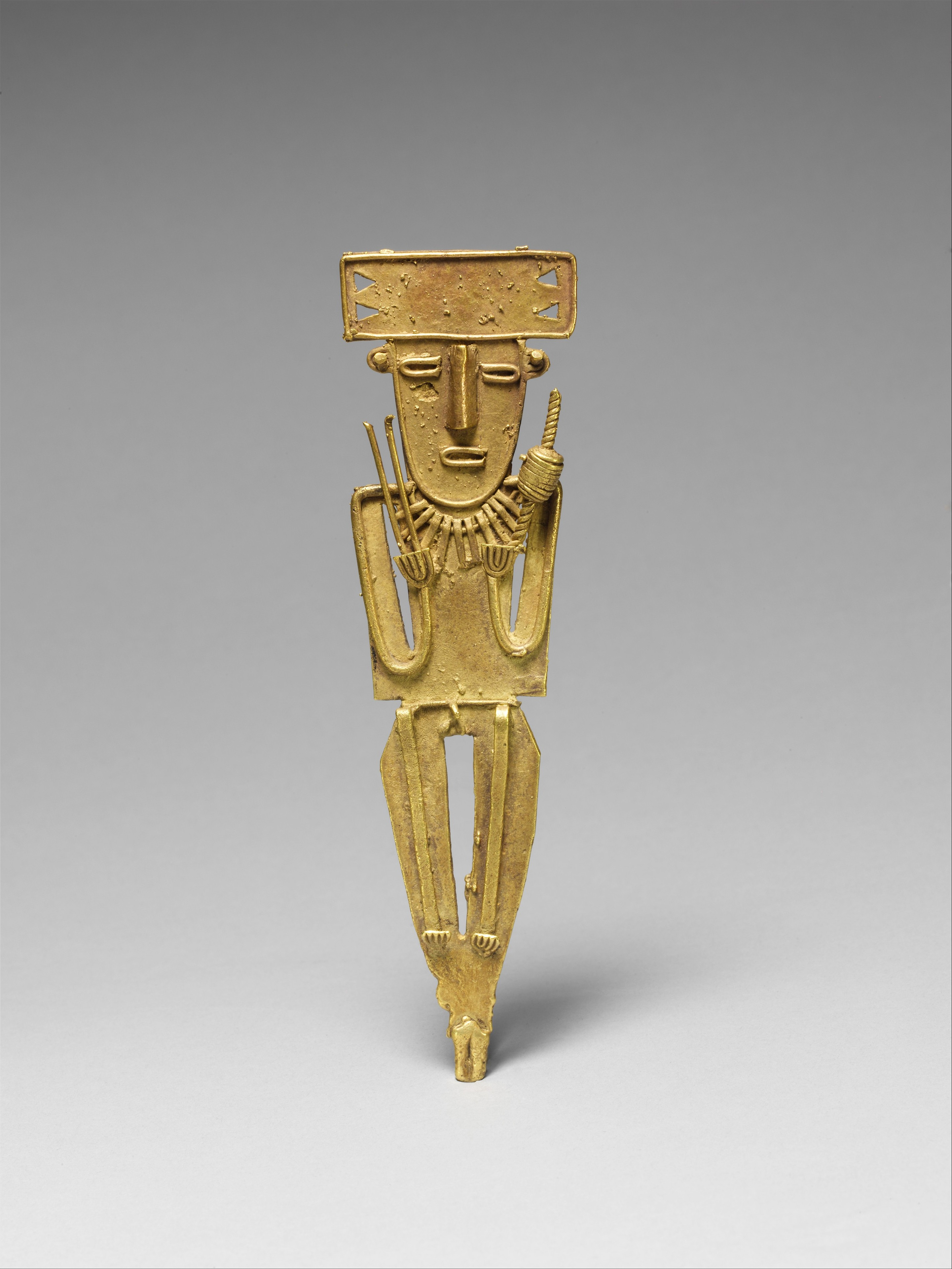
Чоловіча фігурка/тунхо[en] (муїски); Х–середина ХVІ ст.; золото; висота: 14,9 см; Музей мистецтва Метрополітен
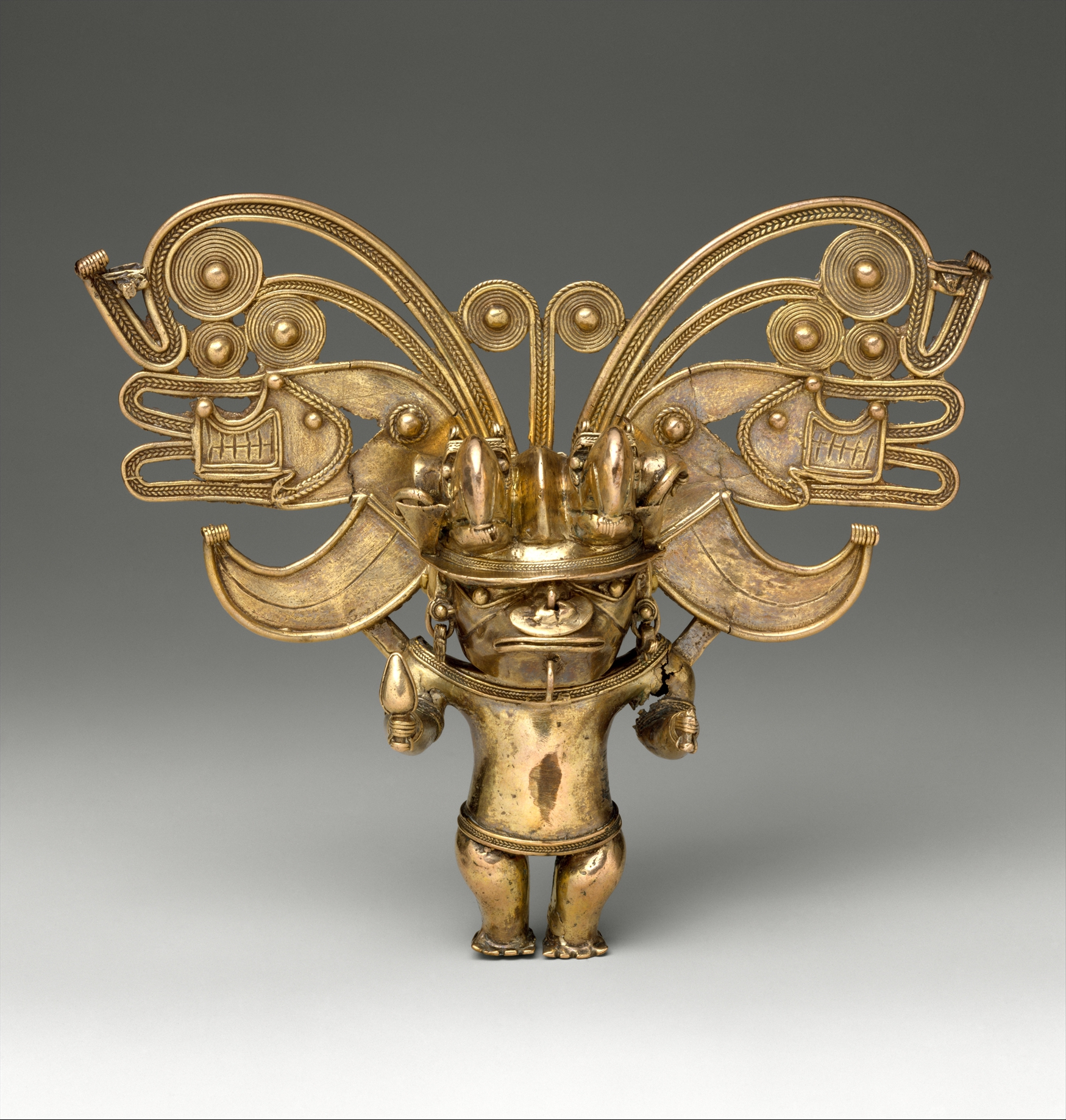
Підвіска (Тайрона); Х–ХVІ ст.; золото; висота: 14 см; Музей мистецтва Метрополітен

### Регіон Анд

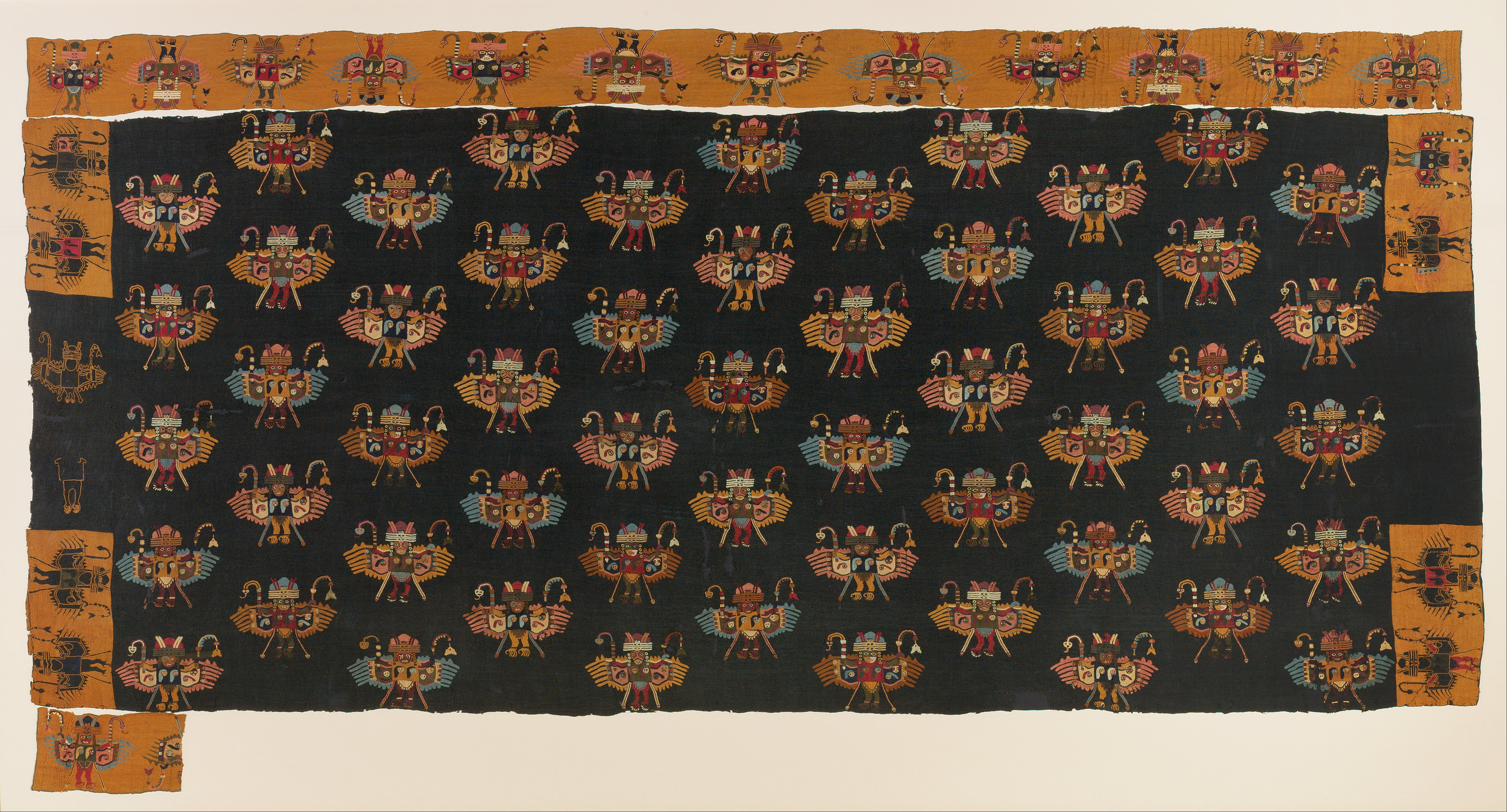
Мантія (культура Паракас); 50–100 рр. н. е.; вишита вовна; висота: 1,01 м; Музей витончених мистецтв (Бостон, США)

Стародавні цивілізації Перу та Болівії плекали унікальні мистецькі традиції, у тому числі одну з найбільш естетично вражаючих у світі традицій волоконного мистецтва. Дві з перших важливих культур цього регіону — культура Чавін і культура Паракас.
Культура Паракас на південному узбережжі Перу найбільш відома своїми складними візерунчастими текстилями, зокрема мантіями. Моче контролювали річкові долини північного узбережжя, тоді як Наска панували на півдні Перу вздовж прибережних пустель і прилеглих гір. Наска найбільш відомі завдяки знаменитим геогліфам Наска, групі геогліфів у пустелі на півдні Перу. Вони також виробляли поліхромну кераміку та текстиль під впливом культури Паракас, а також використовували палітру щонайменше з 10 кольорів для своєї кераміки. Розквіт обох культур припав приблизно на 100—800 роки нашої ери. Кераміка Моче є однією з найрізноманітніших у світі. На півночі імперія Уарі (або Хуарі) відзначається своїми досягненнями в кам'яній архітектурі та скульптурі.
Чиму передував простий керамічний стиль, відомий як Сікан (700—900 роки н. е.). Чіму створювали чудові портрети та декоративні вироби з металу, зокрема із золота, але переважно зі срібла. Пізніше імперія Інків (1100—1533) простягалася через Анди. Вони виготовляли фігурки з дорогоцінних металів і, як і інші цивілізації цього регіону, складні текстильні вироби. Лами були важливими тваринами завдяки своїй вовні та здатності переносити вантажі.

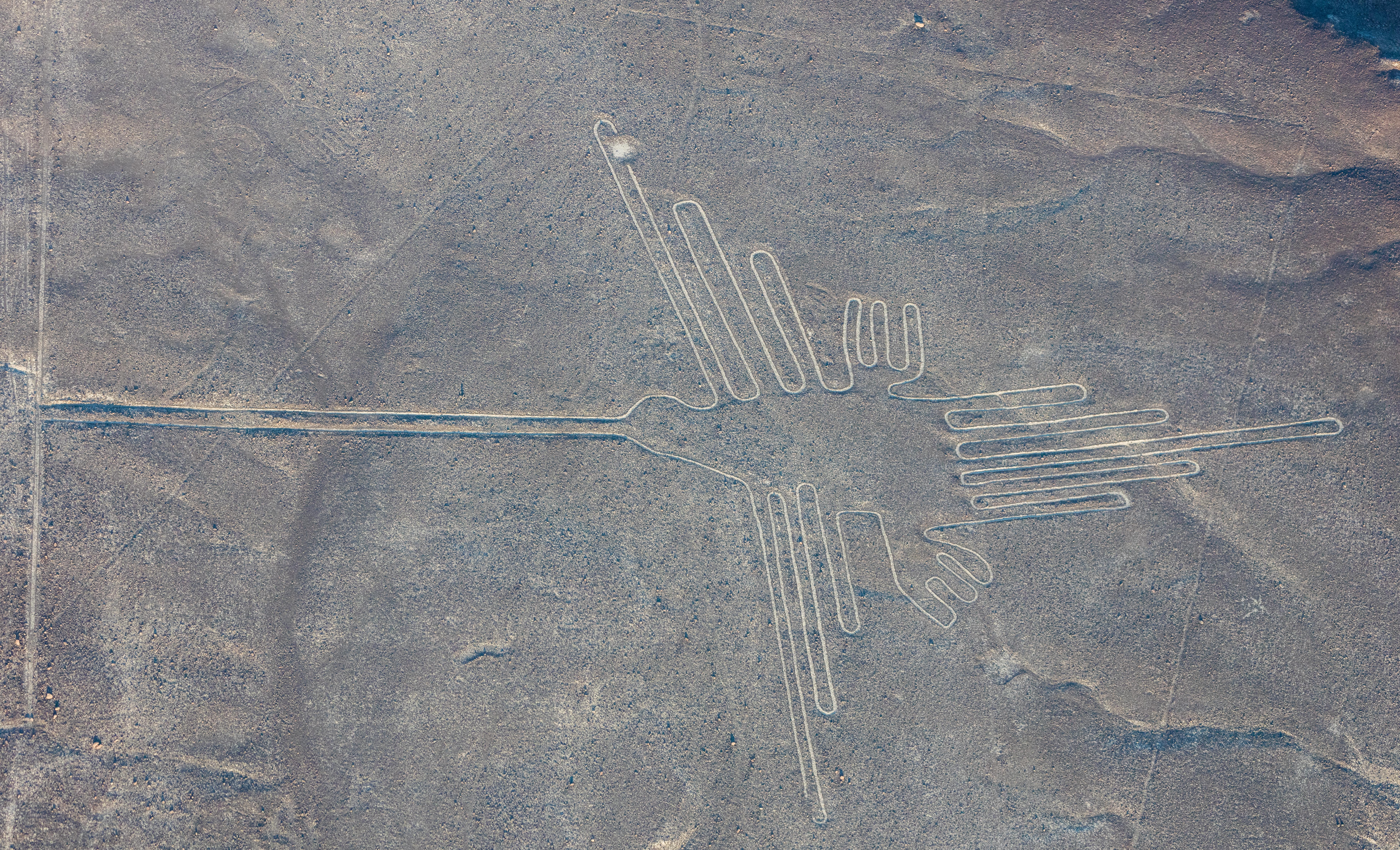
Колібрі, один з геогліфів Наска (культура Наска); прибл. 200 р. до н.е.—600 р. н.е.; камені, гравій і грунт; довжина: 50 м; провінції Наска[en] і Пальпа[en] (Перу)
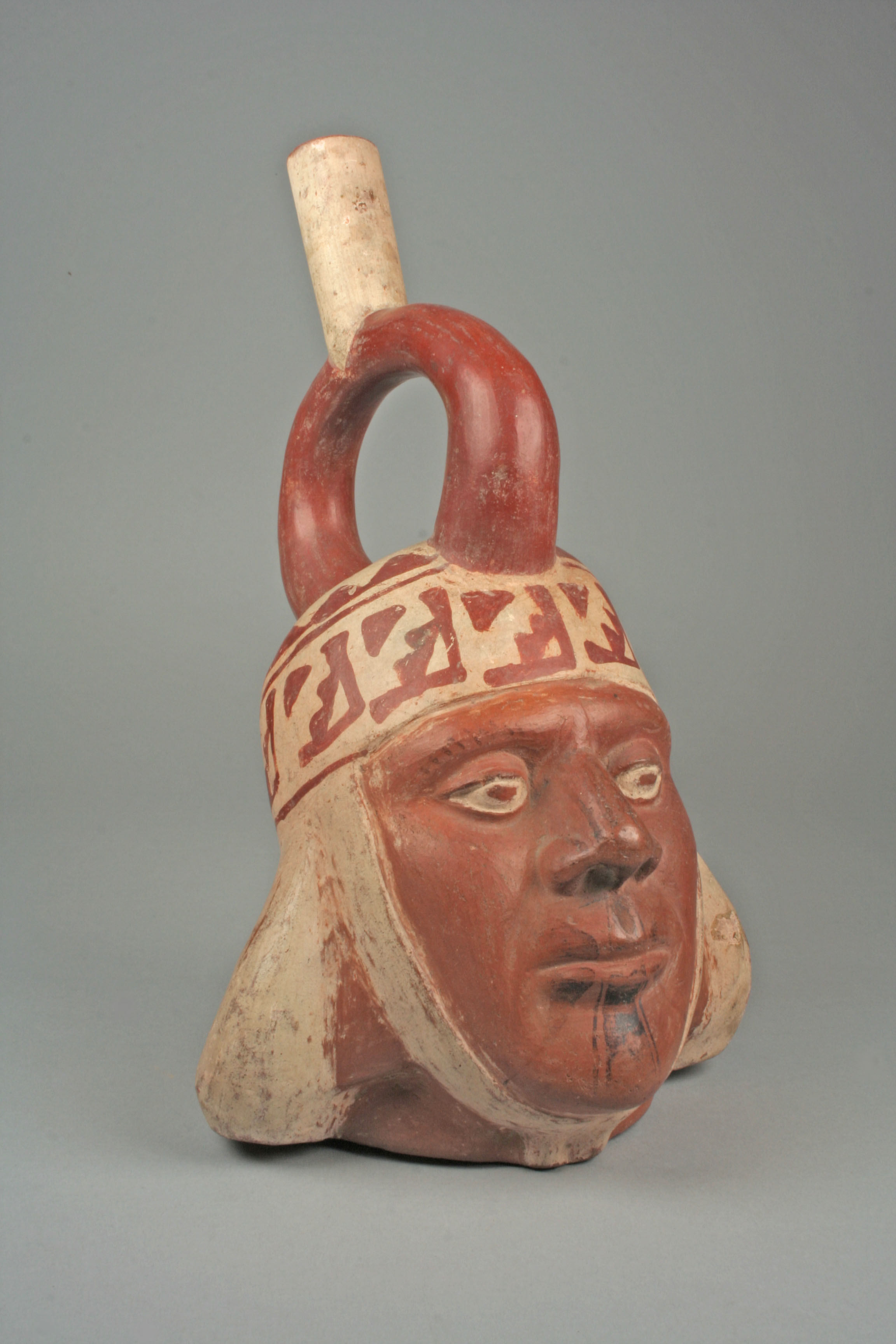
Пляшка з портретом голови[en] (культура Моче); III–VI століття; розписна кераміка; загальні розміри: 26,35 x 16,21 см; Музей мистецтва Метрополітен (Нью-Йорк)
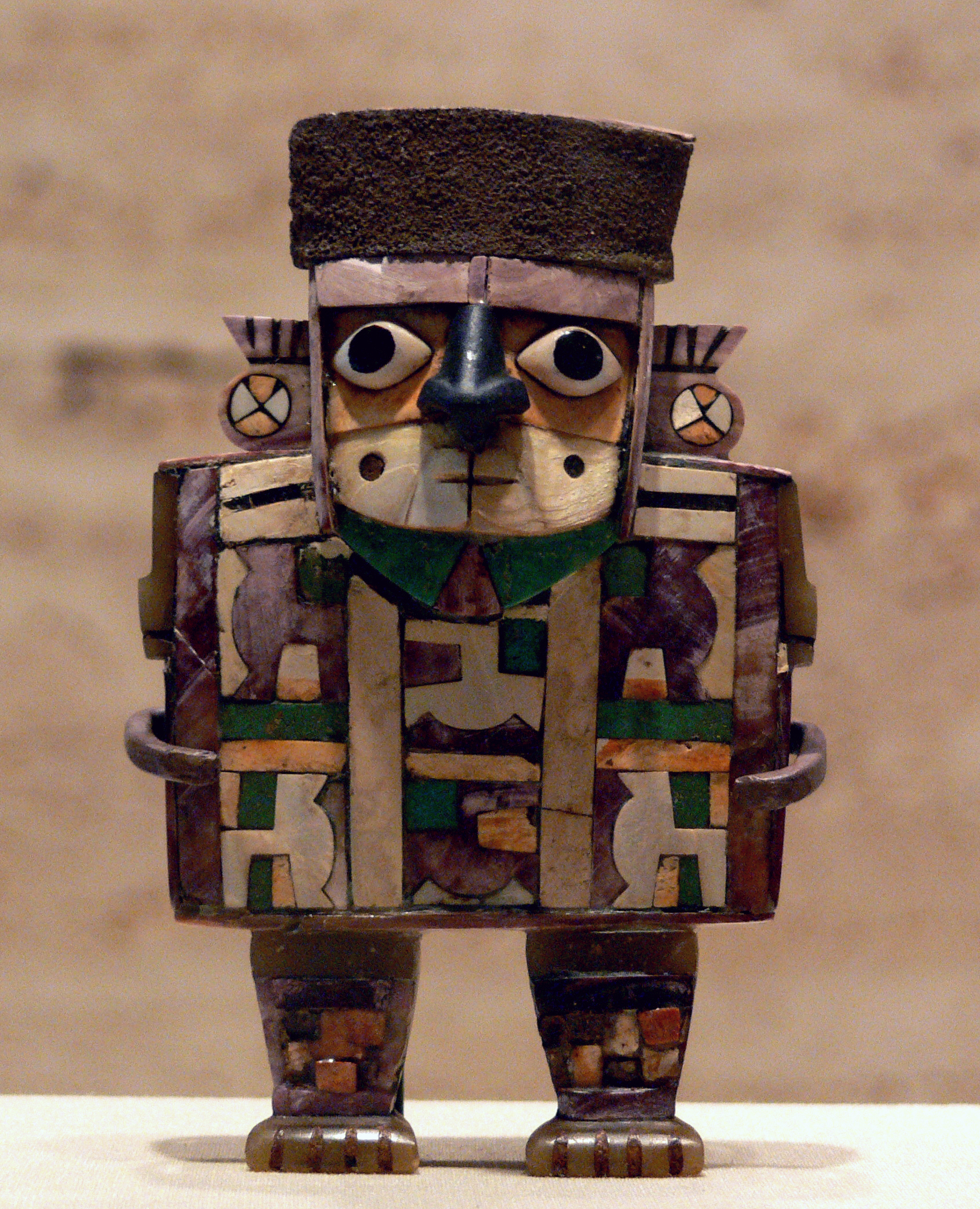
Мозаїчна статуетка знатної людини (Уарі); VII–IX століття; дерево, мушля, камінь і срібло; висота: 10,2 см; Музей мистецтв Кімбелл[en] (Форт-Ворт, Техас, США)
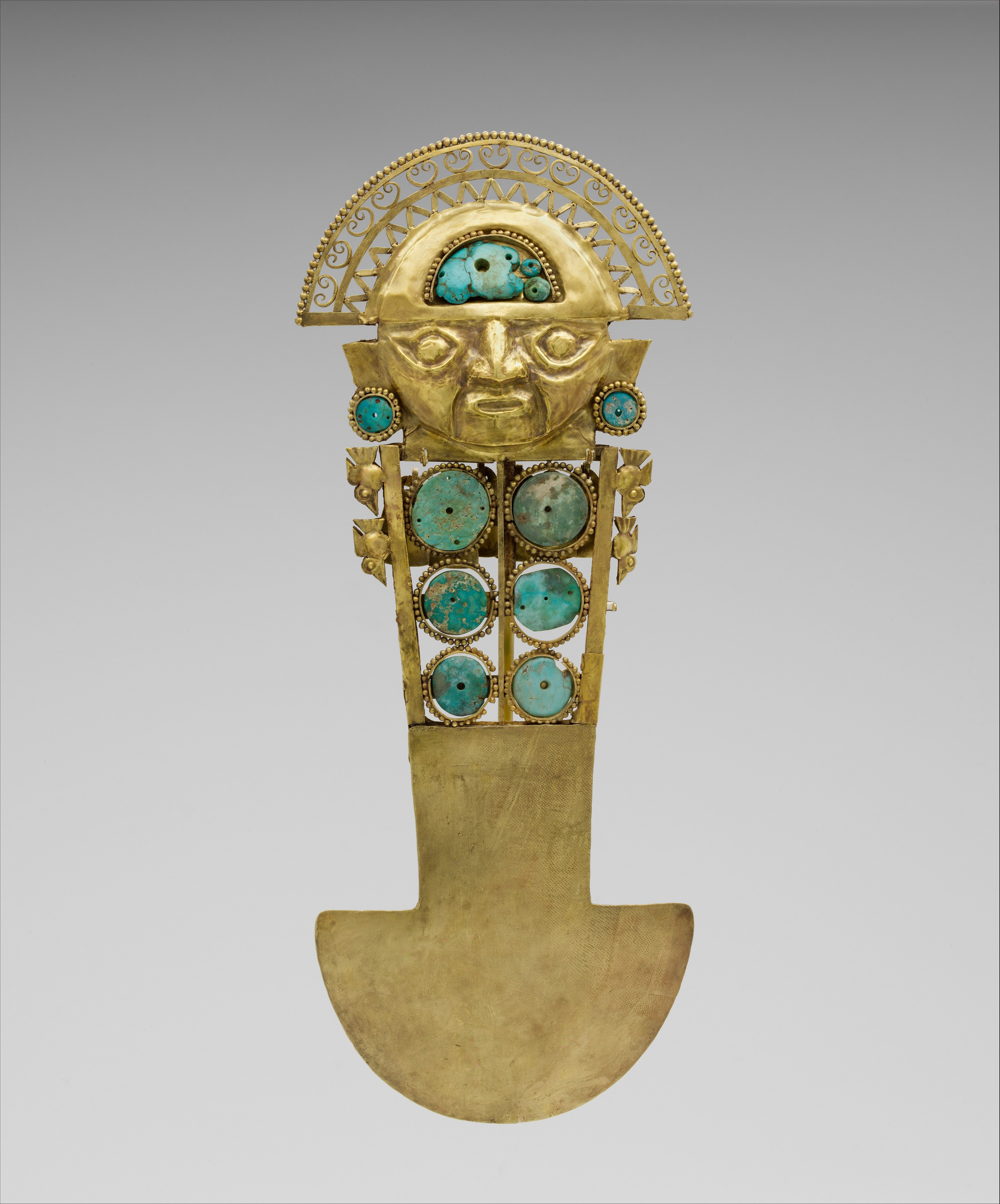
Церемоніальний ніж/тумі[en] (Сікан); X–XIII століття; золото, бірюза, зелений камінь і мушля; висота: 33 см; Музей мистецтва Метрополітен
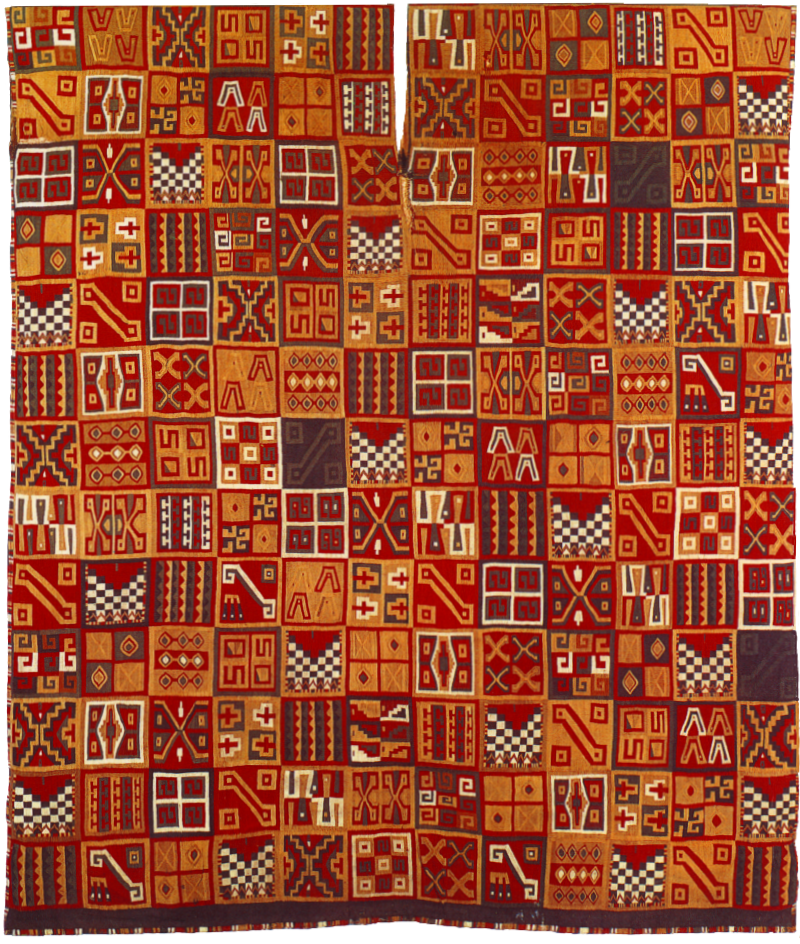
Королівська туніка (Інки); 1476–1534; верблюже волокно і бавовна; висота: 91 см; Дамбартон Оукс[en] (Вашингтон, США)

## Азія
Східна цивілізація загалом охоплює Азію, а також включає складну традицію створення мистецтва. Один із підходів до історії східного мистецтва поділяє цю сферу за країнами, зосереджуючись на індійському, китайському, та японському мистецтві. Завдяки величезному розміру континенту можна чітко побачити різницю між Східною та Південною Азією в контексті мистецтва. У більшій частині Азії кераміка була поширеною формою мистецтва. Вона часто прикрашалася геометричними візерунками або абстрактними зображеннями тварин, людей чи рослин. Іншими дуже поширеними формами мистецтва були й залишаються скульптура та живопис.

### Центральна Азія
Мистецтво Центральної Азії розвивалося в районах Центральної Азії, що відповідають сучасним Киргизстану, Казахстану, Узбекистану, Туркменістану, Азербайджану, Таджикистану, Афганістану, Пакистану та частині сучасних Монголії, Китаю та Росії. Мистецтво стародавньої та середньовічної Центральної Азії відображає багату історію цього обширного регіону, що був домівкою для великої розмаїтості народів, релігій та способів життя. Художні пам'ятки цього регіону демонструють разючу суміш впливів, що яскраво ілюструє мультикультурний характер центральноазійського суспільства. Передача мистецтва Шовковим шляхом, скіфське мистецтво, греко-буддистське мистецтво, серіндійське мистецтво а також пізніше перська культура — усе це є частиною цієї складної історії. Центральна Азія завжди була перехрестям культурного обміну, центром так званого Шовкового шляху — складної системи торговельних шляхів, що простягалися від Китаю до Середземномор'я. Вже під час бронзової доби (III—II тисячоліття до н. е.) зростаючі поселення були частиною розгалуженої торговельної мережі, що пов'язувала Центральну Азію з долиною Інду, Месопотамією та Єгиптом

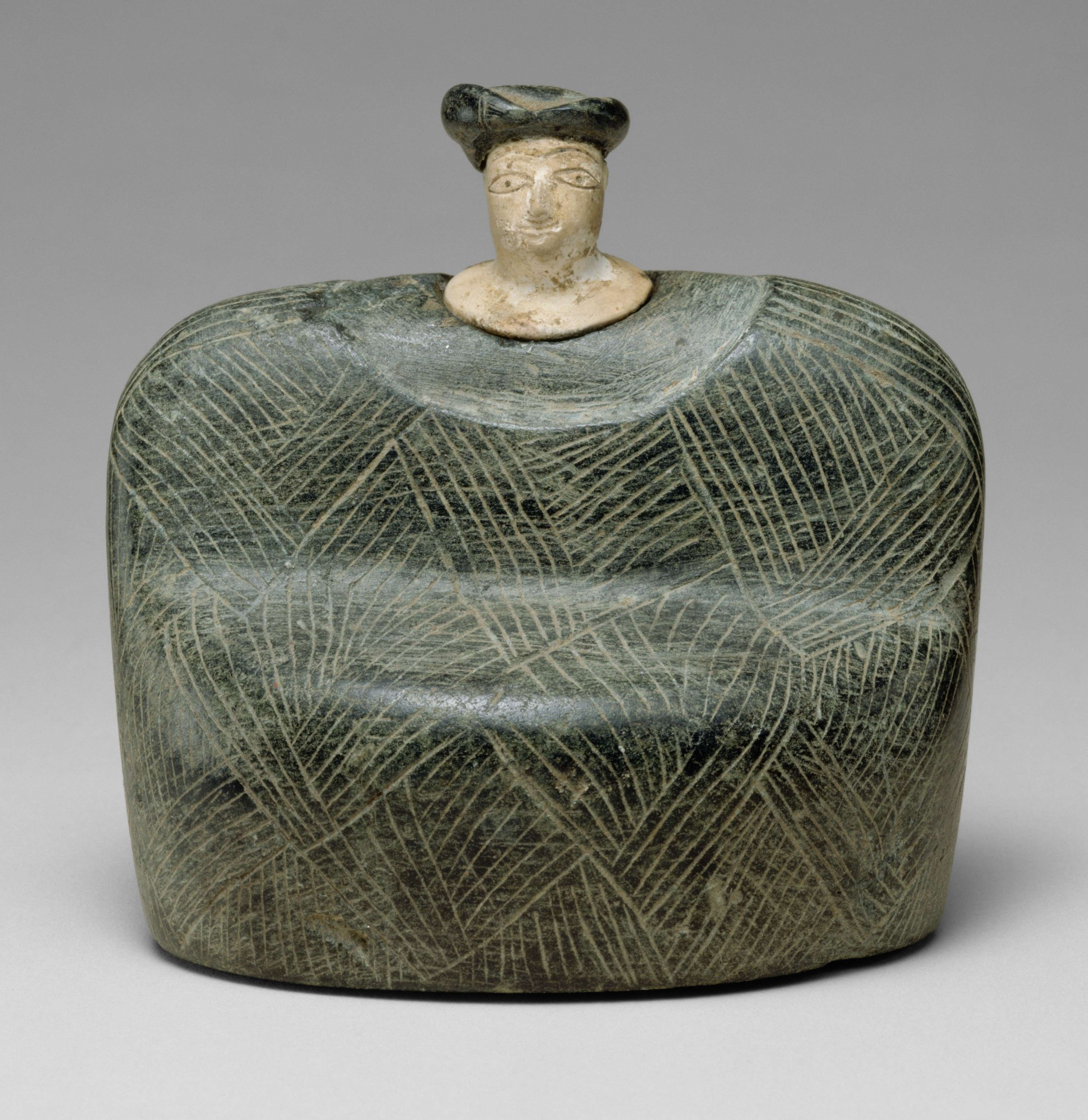
Сидяча фігурка (Бактрія); III–II тис. до н.е.; хлорит і вапняк; висота: 9 см; Музей мистецтва Метрополітен (Нью-Йорк)
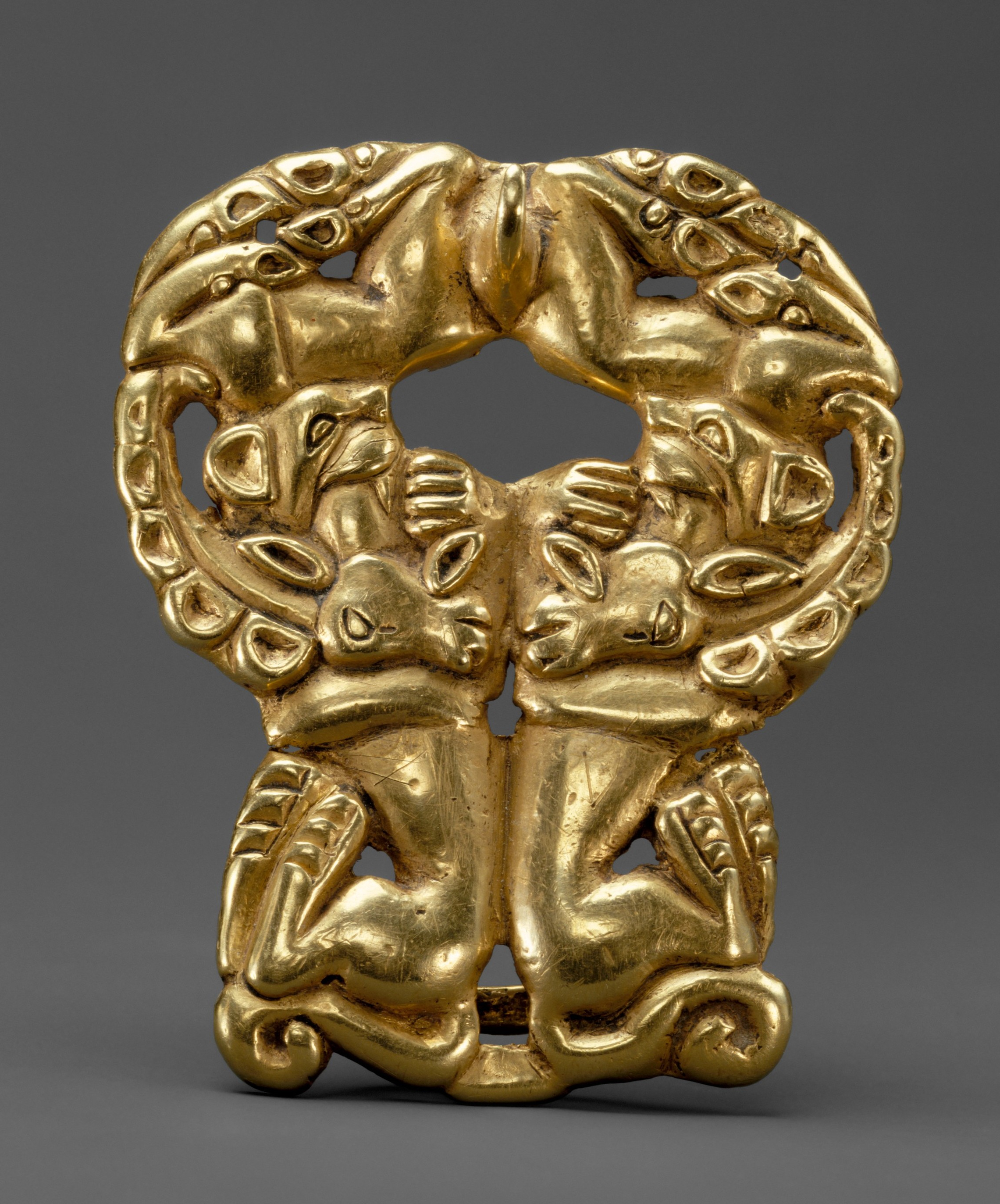
Пряжка ременя; III–I століття до н.е.; золото; висота: 7,9 см; Музей мистецтва Метрополітен
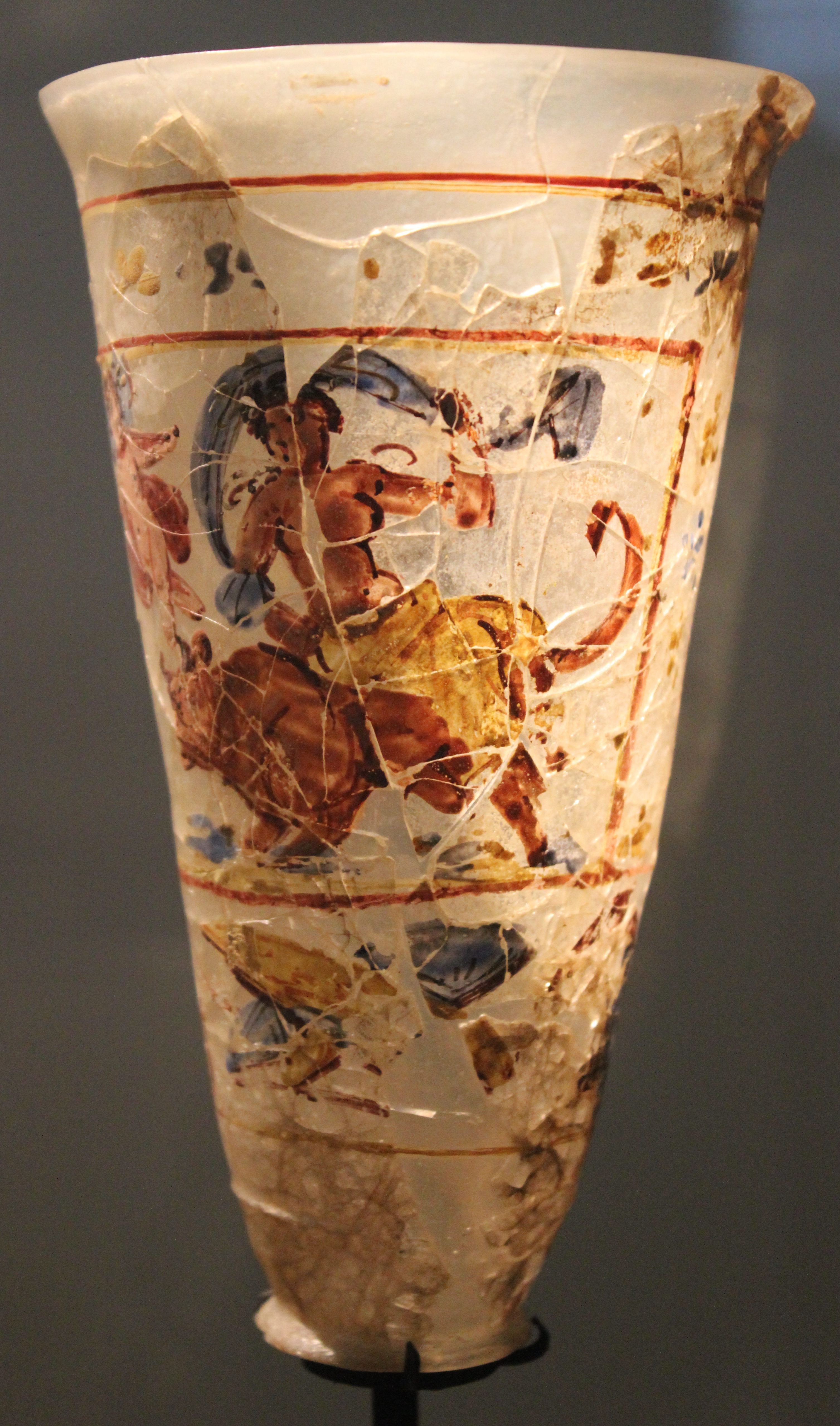
Келих із зображенням викрадення Європи та Ганімеда, частина скарбу з Баграму; І ст. н.е.; розписане скло; висота: 16 см, діаметр: 10 см; Національний музей східних мистецтв Ґіме (Париж)
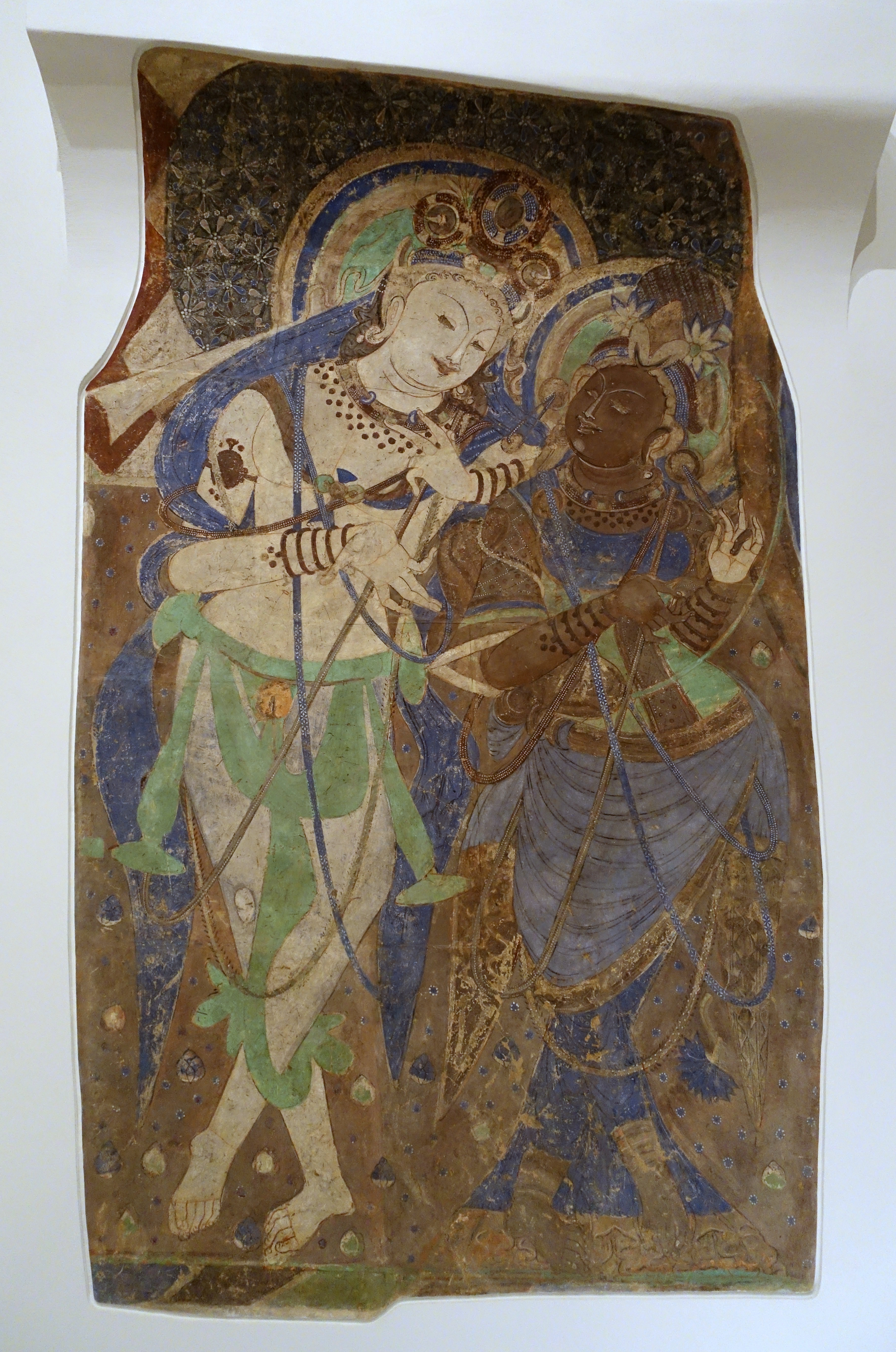
Богиня і небесний музикант (буддійське мистецтво); VII століття; пігменти на штукатурці; висота: 2,03 м; Музей азіатського мистецтва[en] (Берлін, Німеччина)
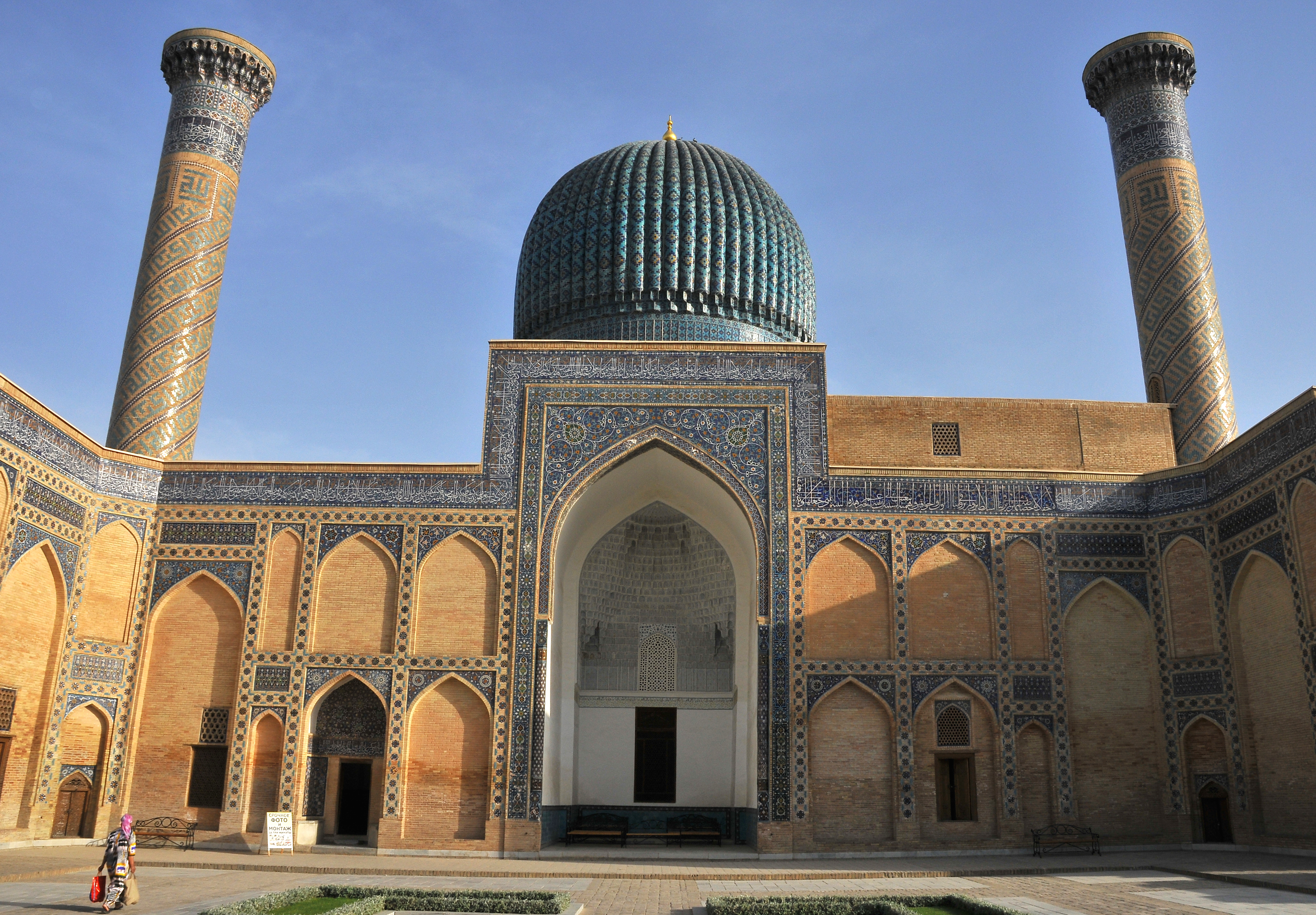
Мавзолей Гур-Емір (Самарканд, Узбекистан), XV ст

### Індія
Ранні буддисти в Індії створили символи, пов'язані з Буддою. Основні збережені зразки буддійського мистецтва належать до періоду після Маур'їв — Кушанське царство Північної Індії, греко-буддистське мистецтво Гандхари а також «класичний» період мистецтва Гуптів. Крім того, існувала школа Андхра, яка з'явилася раніше за школу Гандхари й була розташована в Південній Індії. Збереглася велика кількість скульптур з деяких ключових місць, таких як Санчі, Бхархут та Амараваті, деякі з яких залишаються на місці, а інші зберігаються в музеях Індії чи по всьому світу. Ступи були оточені ритуальними огорожами з чотирма щедро оздобленими торанами або декоративними воротами, що були орієнтовані на сторони світу. Ці споруди виконані з каменю, хоча очевидно наслідують форми, розроблені з дерева. Вони, як і стіни самої ступи, можуть бути щедро прикрашені рельєфами, що здебільшого зображують сцени з життя Будди. Поступово почали створювати фігури у натуральну величину — спочатку у глибокому рельєфі, а згодом як окремі, об'ємні скульптури. Мистецтво Матхури було найважливішим осередком цього розвитку, який стосувався не лише буддійського, а й індуїстського та джайнського мистецтва. Фасади та інтер'єри висічених у скелях молитовних залів чайтья та монастирських вігар збереглися краще, ніж подібні окремо збудовані споруди в інших місцях, які тривалий час переважно виготовлялися з дерева. Печери в Аджанті, Карлі, Бхаджі та в інших місцях містять ранню скульптуру, яка часто поступається за кількістю пізнішим творам, таким як іконографічні зображення Будди та бодгісаттв, які не з'являються принаймні до 100 року нашої ери.

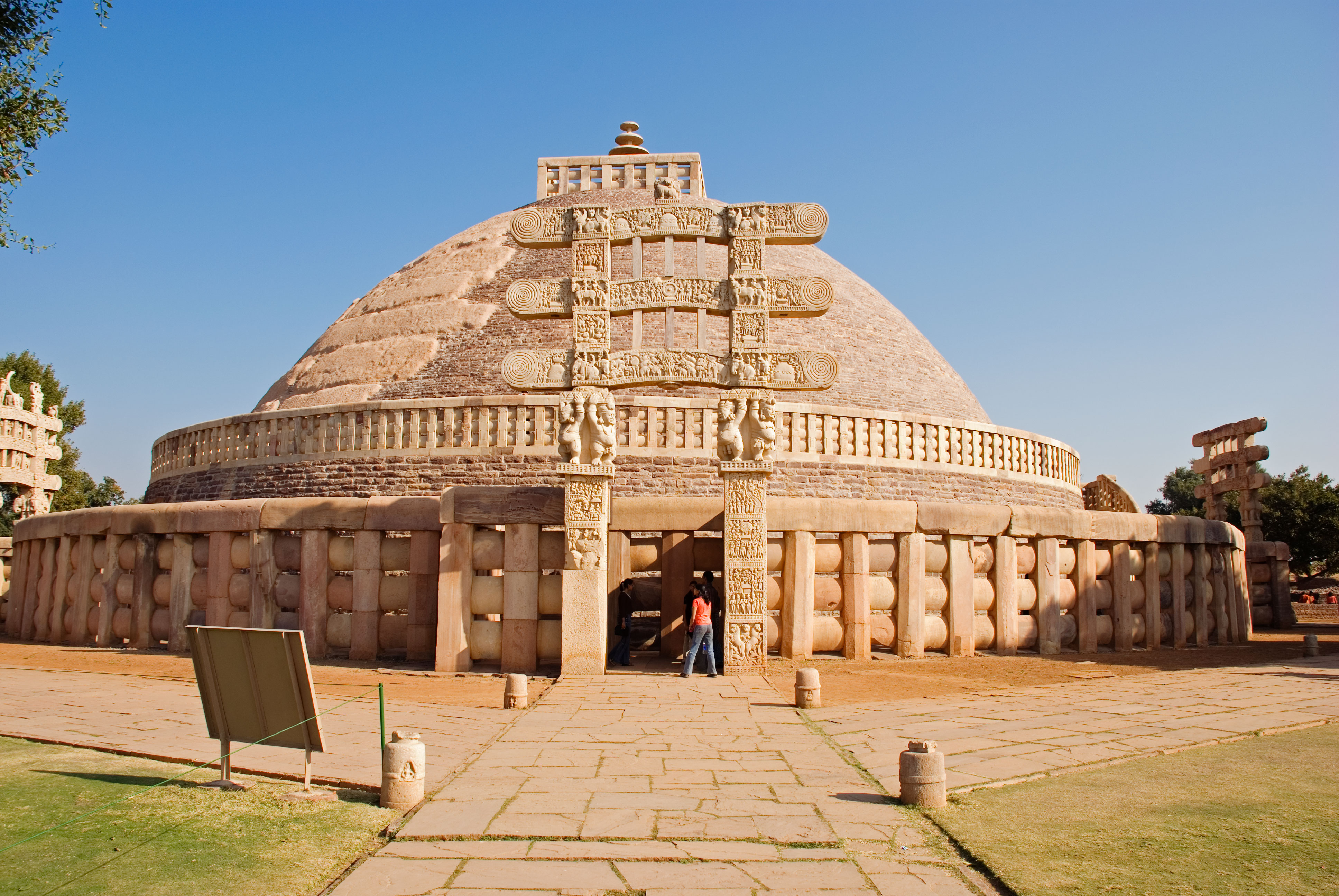
Велика ступа храму Санчі (Мадг'я-Прадеш, Індія), III ст. до н.е.-прибл. 100 р. до н.е.
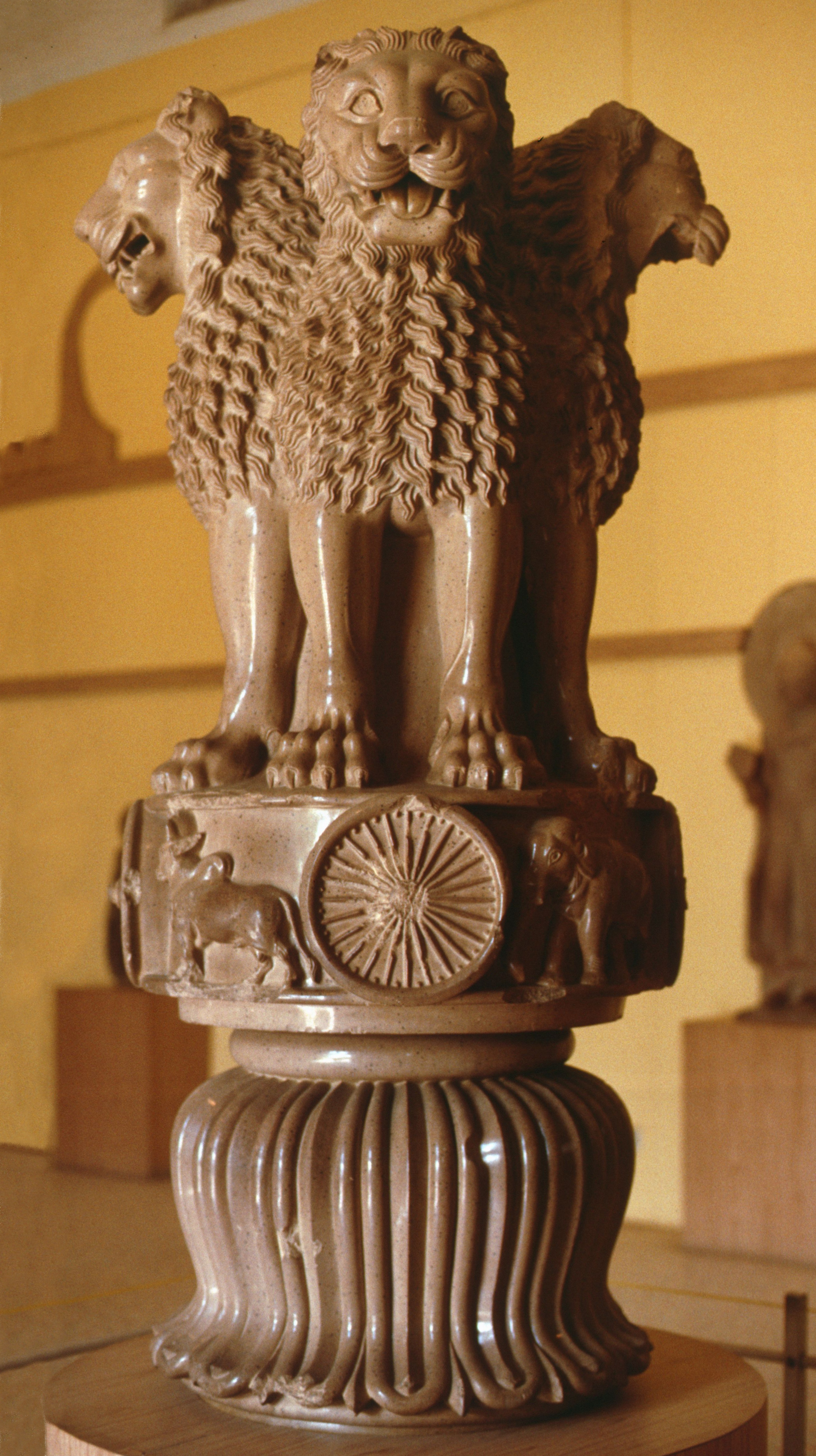
Левова капітель Ашоки; прибл. 250 р. до н.е.; полірований пісковик; висота: 2,2 м; Музей Сарнатха[en] (Індія)
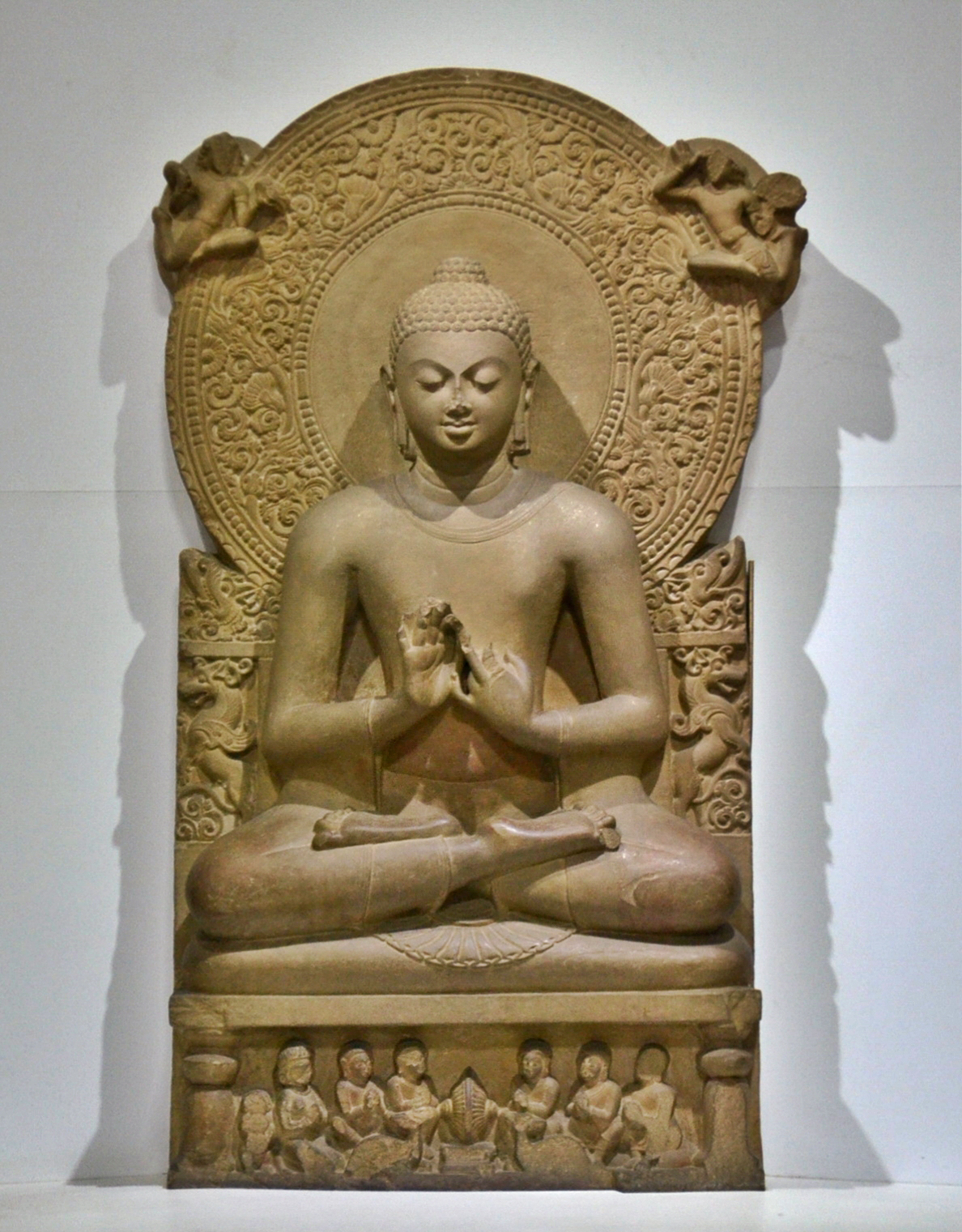
Сидячий Будда[en]; прибл. 475 р.; пісковик; висота: 1,6 м; Музей Сарнатха
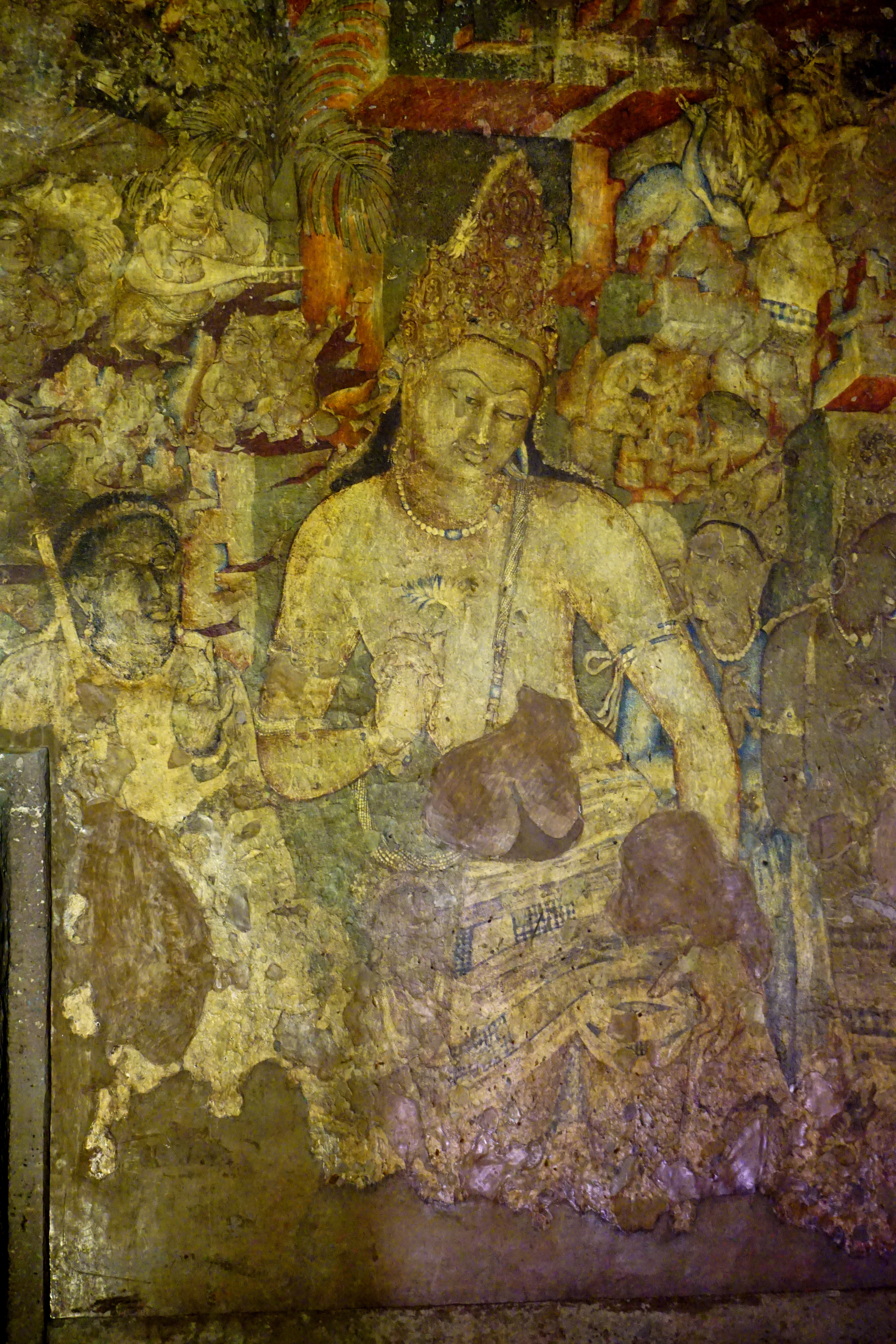
Бодгісаттва Падмапані; прибл. 450–490 рр.; барвник на камені; висота: прибл. 1,2 м; печери Аджанта (Індія)
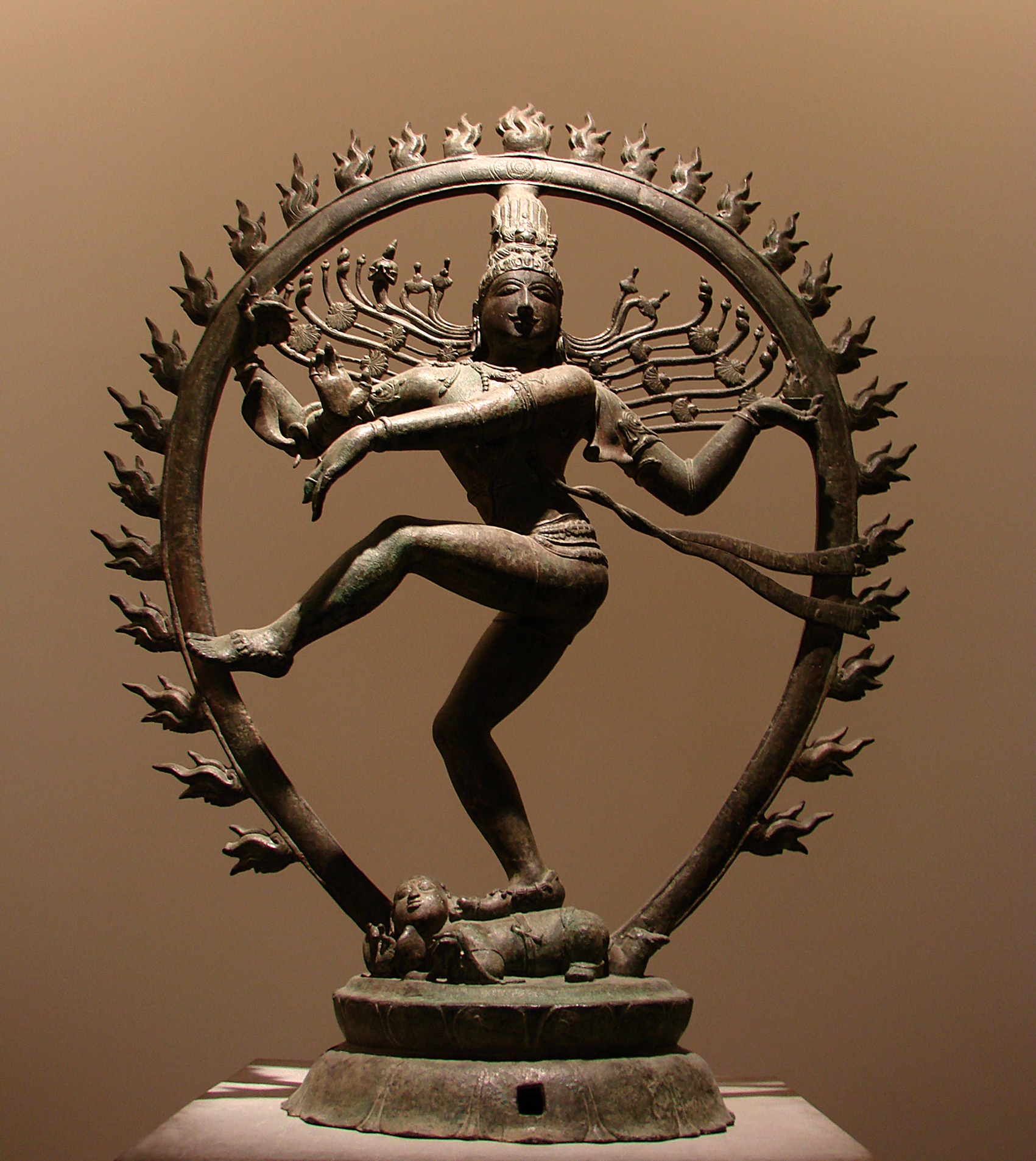
Шива як володар танцю; прибл. XI століття; бронза; висота: 96 см; Музей Ґіме (Париж)
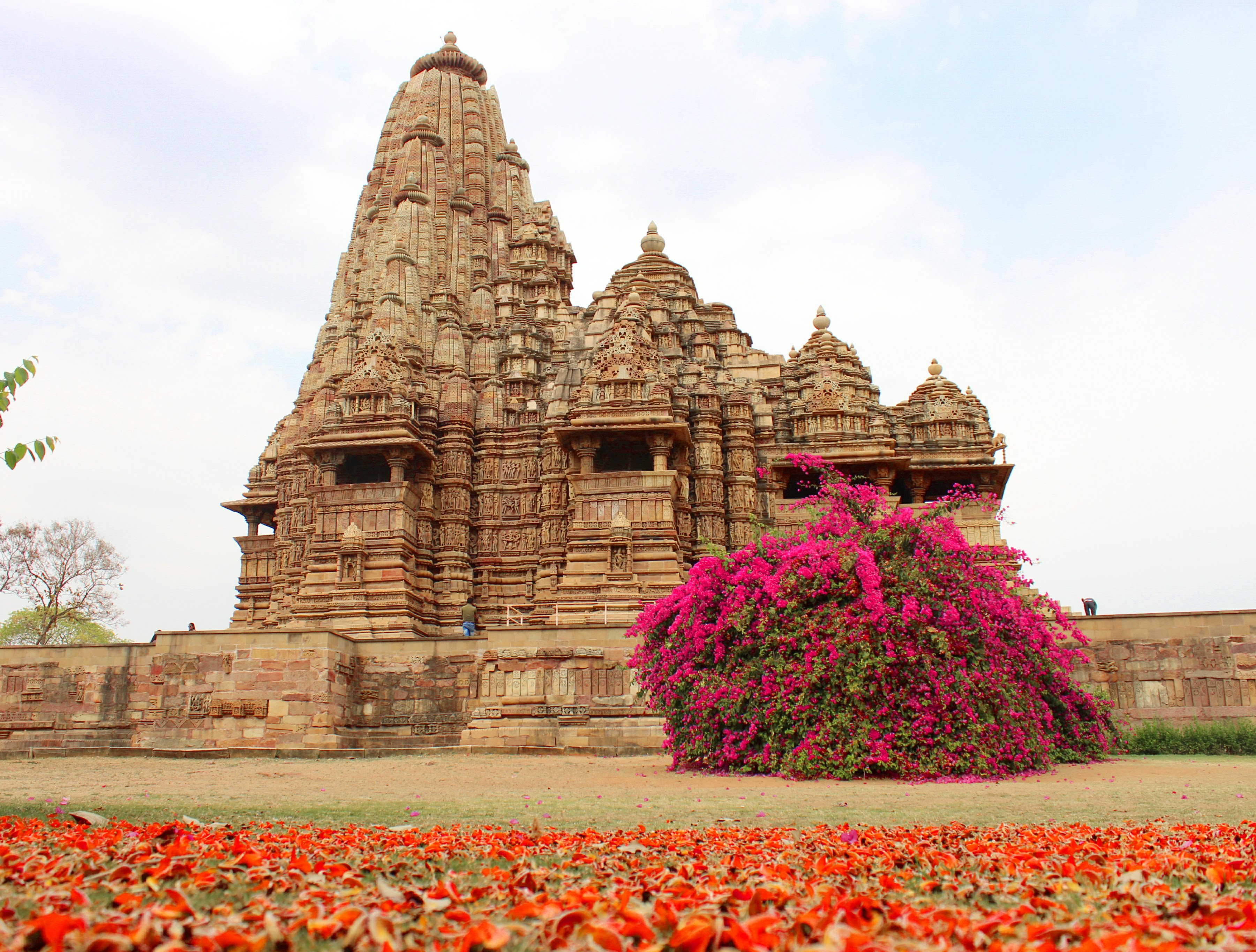
Храм Кандарія Махадева[en] (Кхаджураго, Індія), прибл.1030 р.
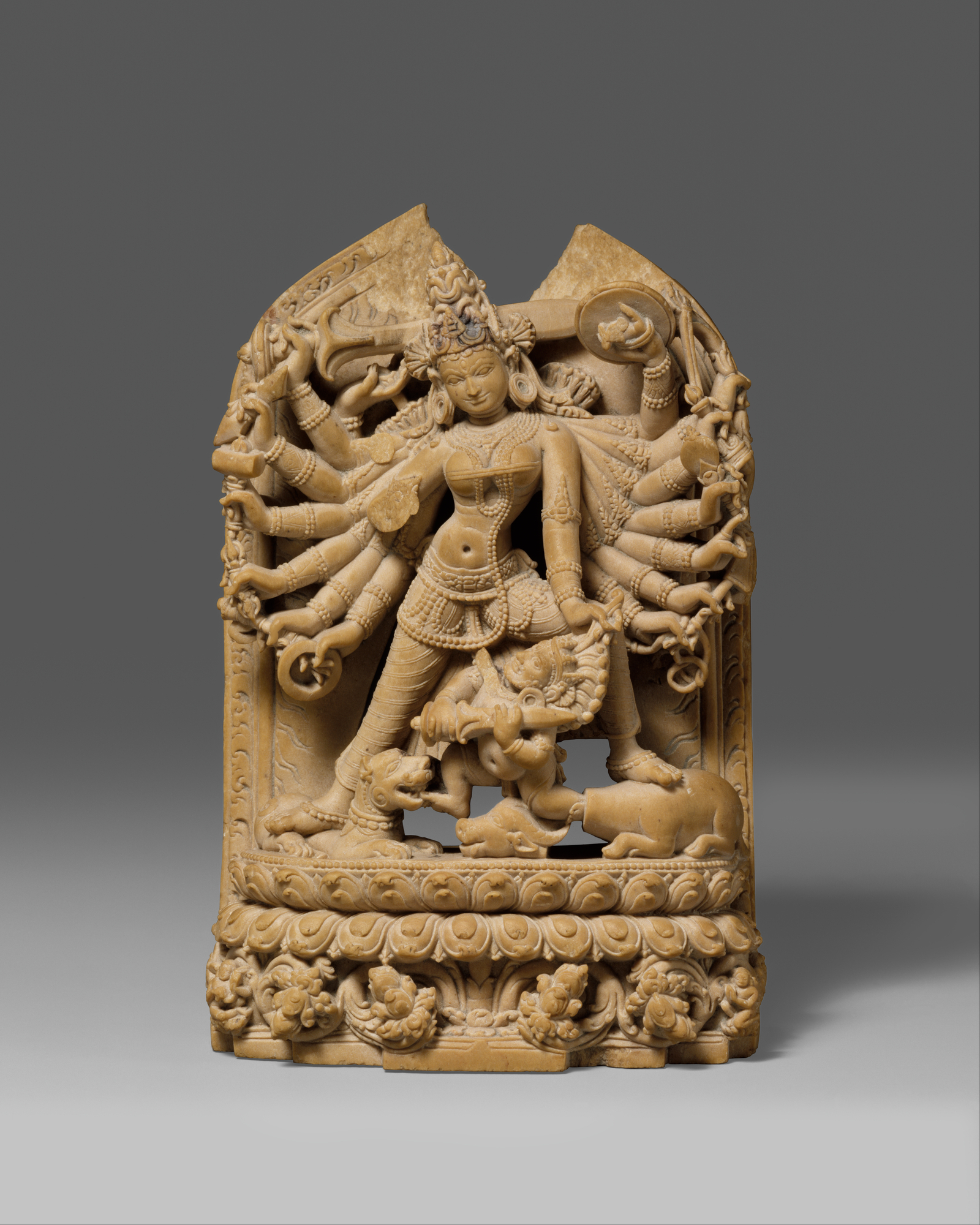
Дурґа, що вбиває буйвола-демона; прибл.1150 р.; аргіліт; висота: 13,5 см; Музей мистецтва Метрополітен (Нью-Йорк)
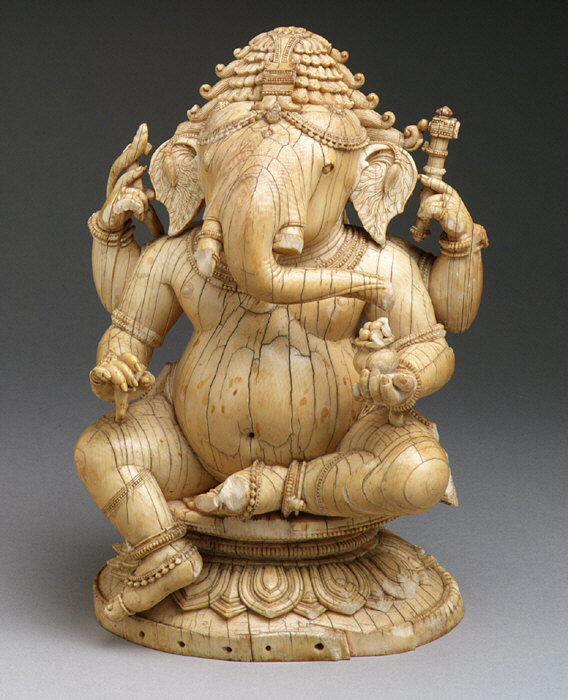
Ґанеша; прибл. XIV-XV століття; слонова кістка; висота: 18,4 см; Музей мистецтва Метрополітен
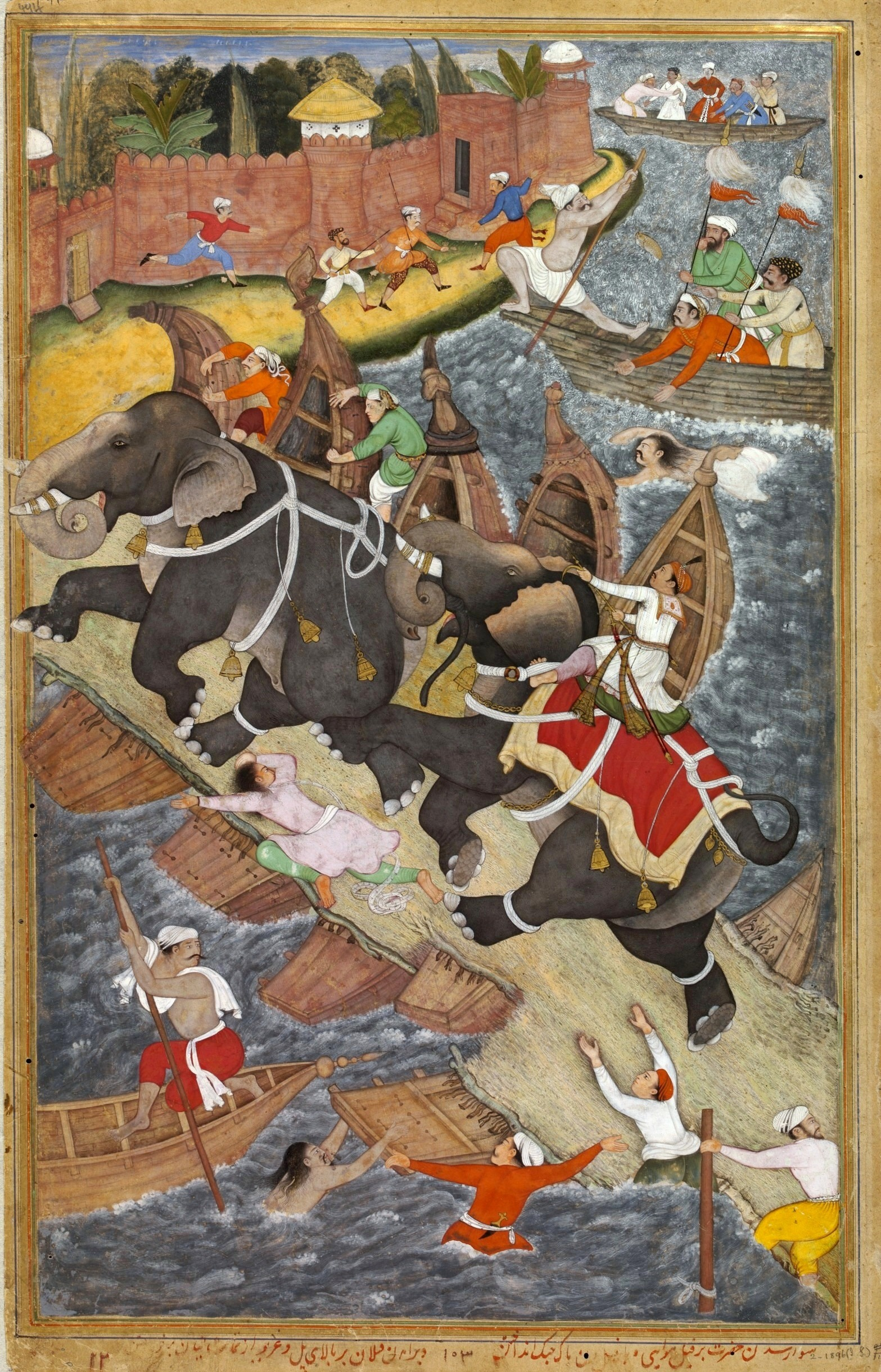
Басаван Акбарнама; прибл. 1590 р.; акварель на папері; 33 x 20 см; Музей Вікторії та Альберта (Лондон)
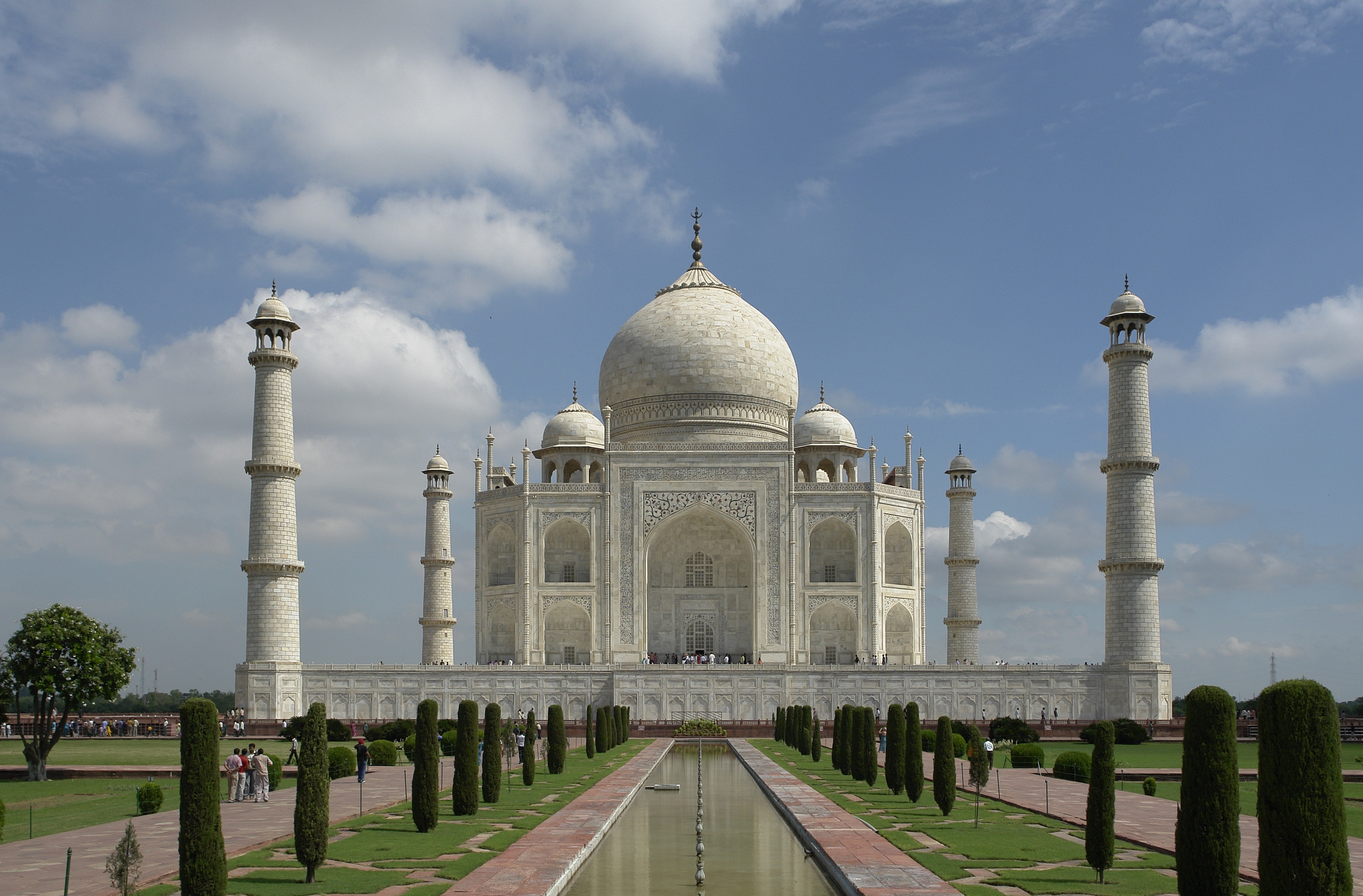
Тадж Махал (Агра, Індія), культовий зразок архітектури Великих Моголів, 1632-1648 рр.

### Китай
У Східній Азії живопис походить від практики каліграфії, і портрети та пейзажі малювали на шовковій тканині. Більшість картин представляють собою пейзажі або портрети. Найбільш вражаючими скульптурами є ритуальні бронзові та бронзові скульптури з Саньсіндуя. Дуже відомим прикладом китайського мистецтва є теракотова армія, що зображує армії Цінь Ши Хуан-ді, першого імператора Китаю. Це форма похоронного мистецтва, похованого разом з імператором у 210—209 рр. до н. е., метою якого було захистити імператора в його загробному житті.
Китайське мистецтво є одним із найдавніших безперервних традиційних мистецтв у світі та вирізняється незвичайною послідовністю в межах традиції та усвідомлення цієї традиції, не маючи еквівалента західного колапсу та поступового відновлення класичних стилів. Засоби вираження, які зазвичай класифікуються на Заході з епохи Відродження як декоративне мистецтво, надзвичайно важливі для китайського мистецтва, і багато найкращих робіт було створено у великих майстернях або на мануфактурах переважно невідомими художниками, особливо в галузі китайської кераміки. Різноманіття та якість предметів, якими прикрашали китайські палаци, домівки та їхніх мешканців, вражає. Матеріали надходили з усієї території Китаю й далеко за його межами: золото і срібло, перламутр, слонова кістка та ріг носорога, деревина і лак, нефрит і стеатит, шовк та папір.

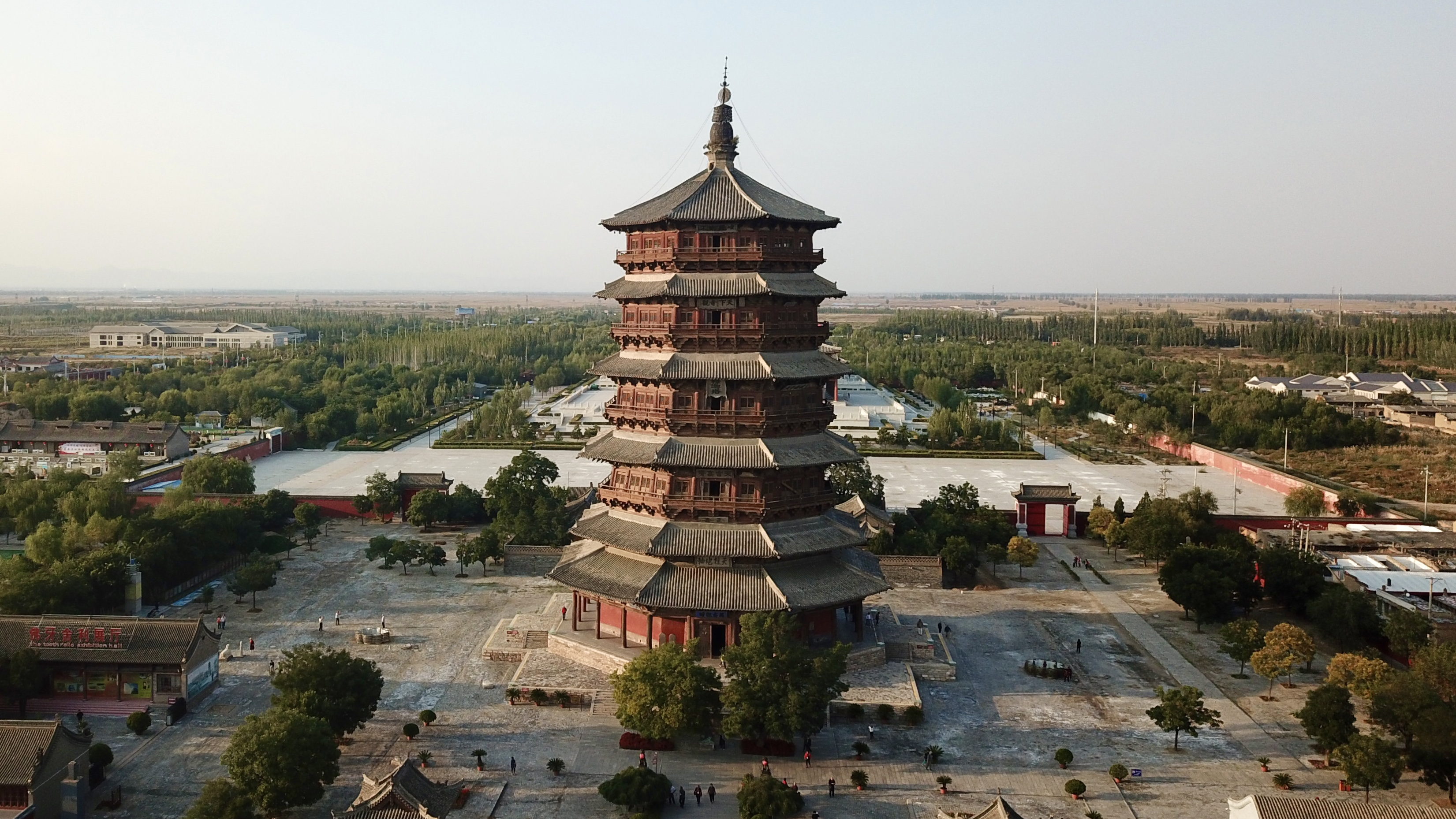
Пагода Будди (монастир Фогун, Їнсянь, Китай), 1056
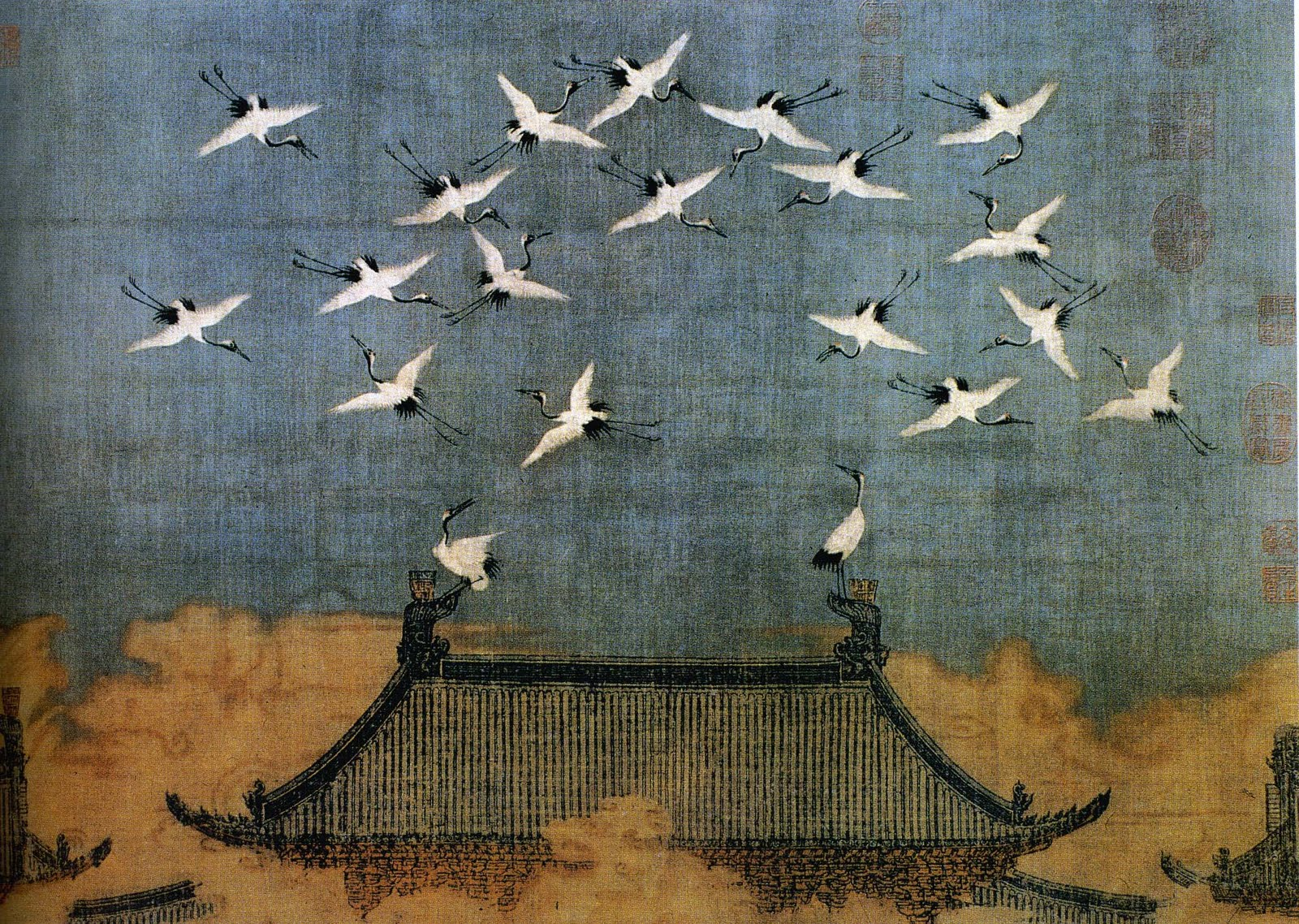
«Журавлі, що віщують добро», намальована імператором Хуейцзуном, зображує рідкісну сцену над міською брамою 16 січня 1112 року.
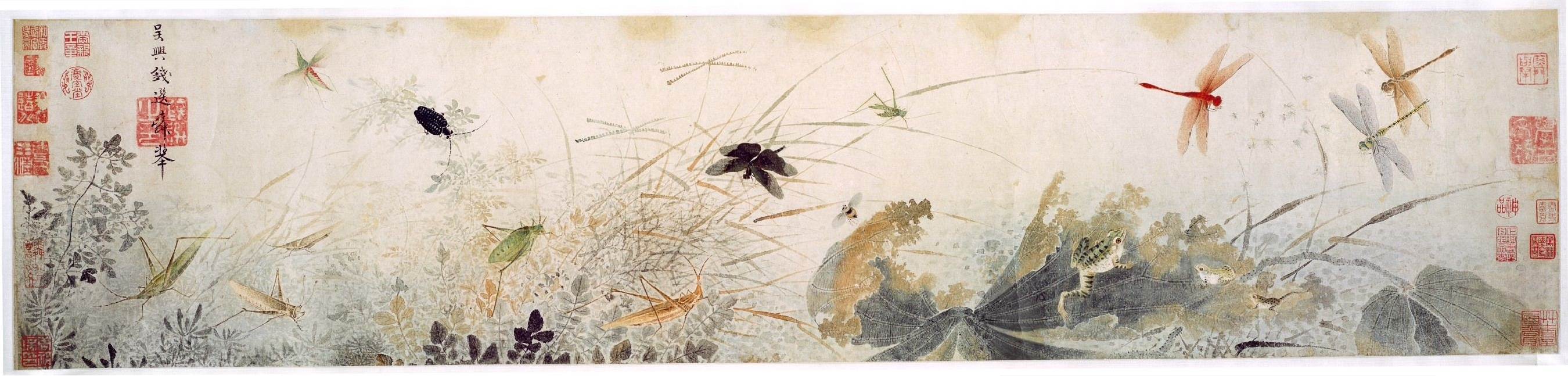
Рання осінь, Цянь Сюань, зразок китайського живопису в жанрі птахи і квіти (XIII століття)
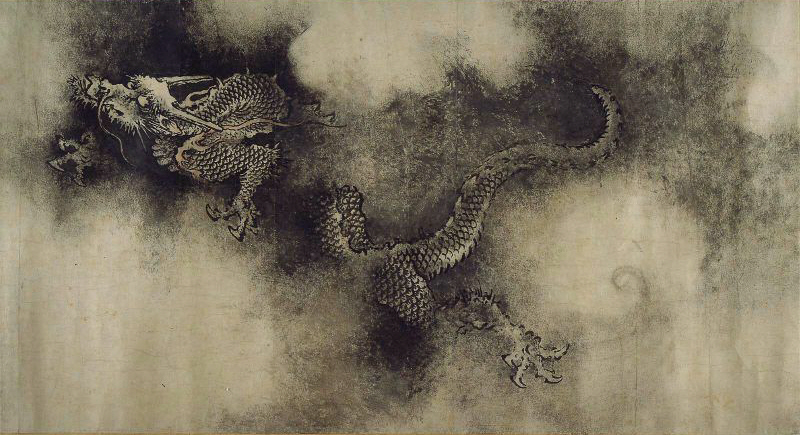
Фрагмент відомого сувою Дев'ять драконів[en], завершеного у 1244 році н.е.
Сніжний пейзаж Ма Юань (прибл.1160–1225 рр.), Тайбей, Національний палац-музей
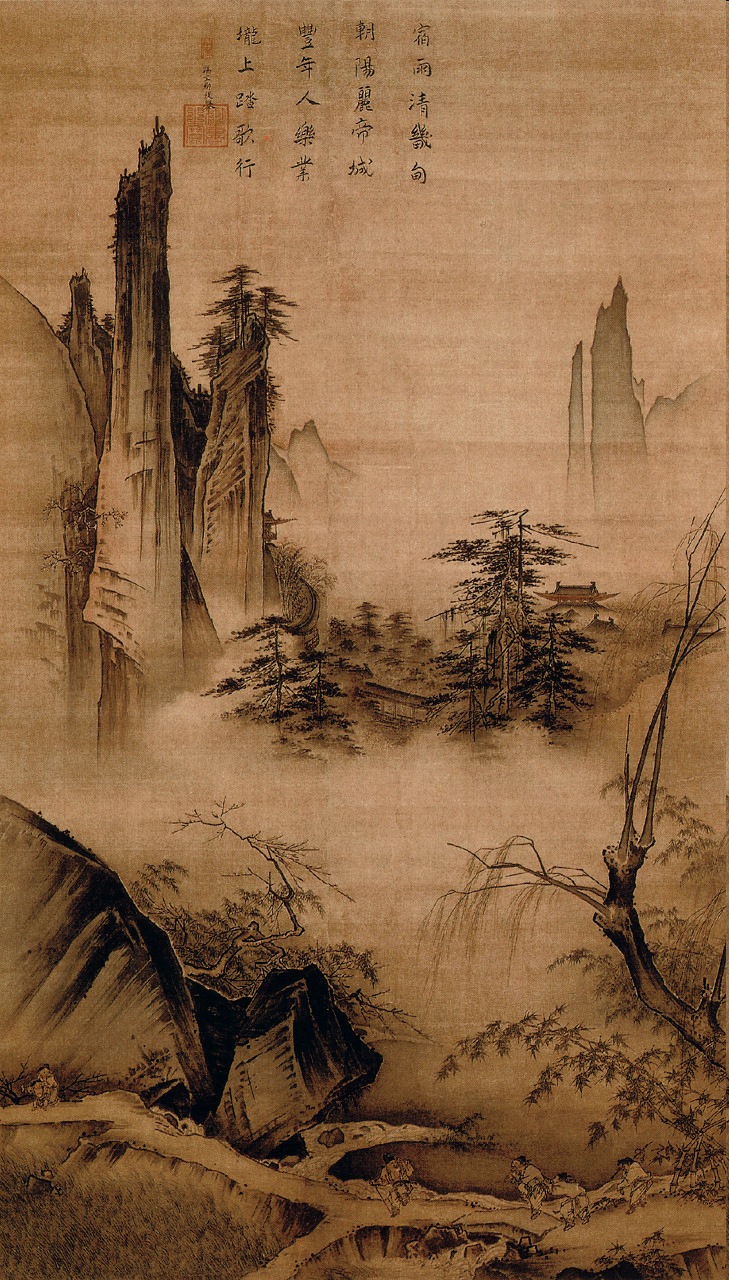
Танці та співи (селяни повертаються з роботи) прибл. 1200 р.
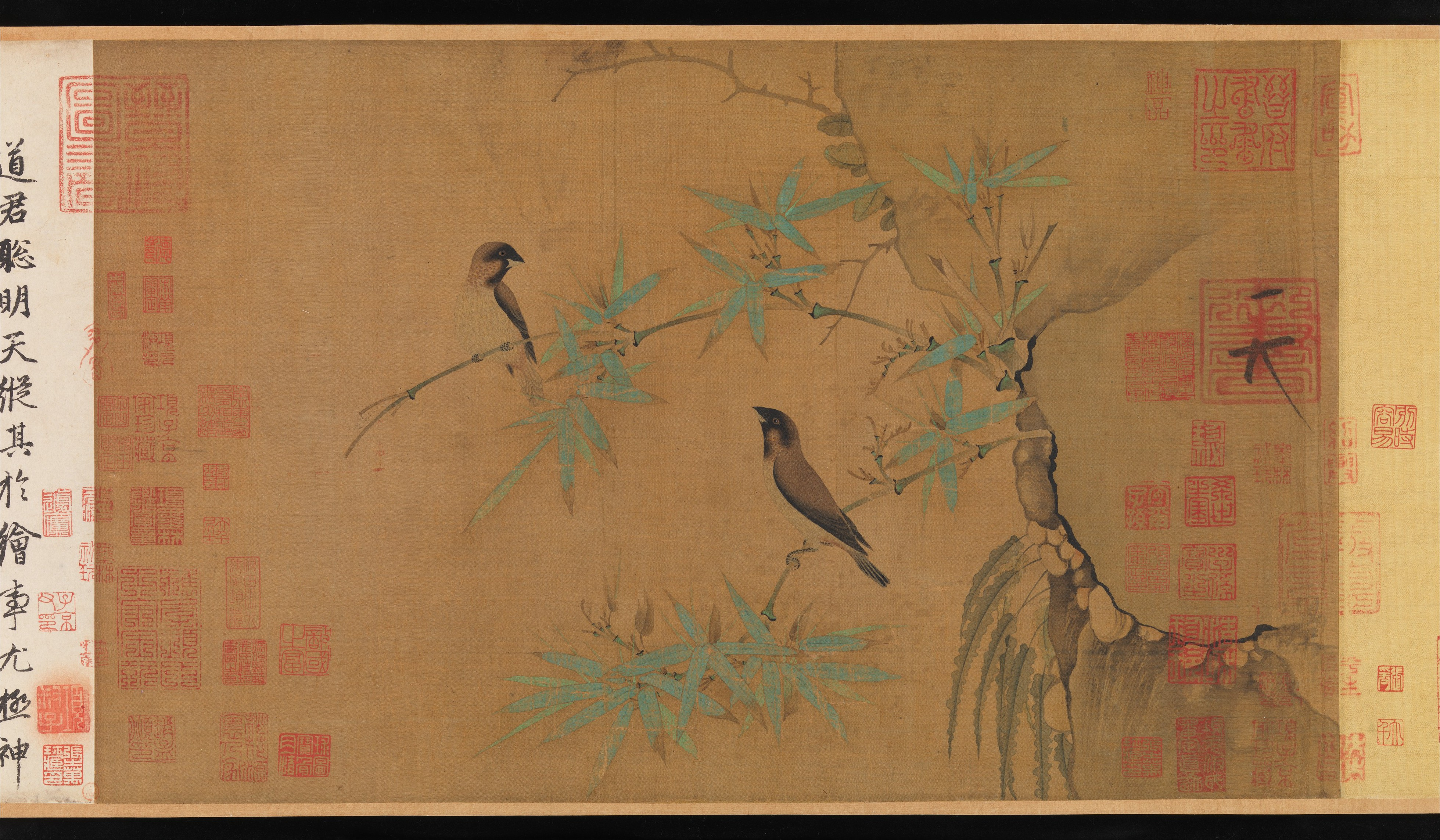
Картина в стилі  ґунбі[en], створена імператором Хуейцзуном
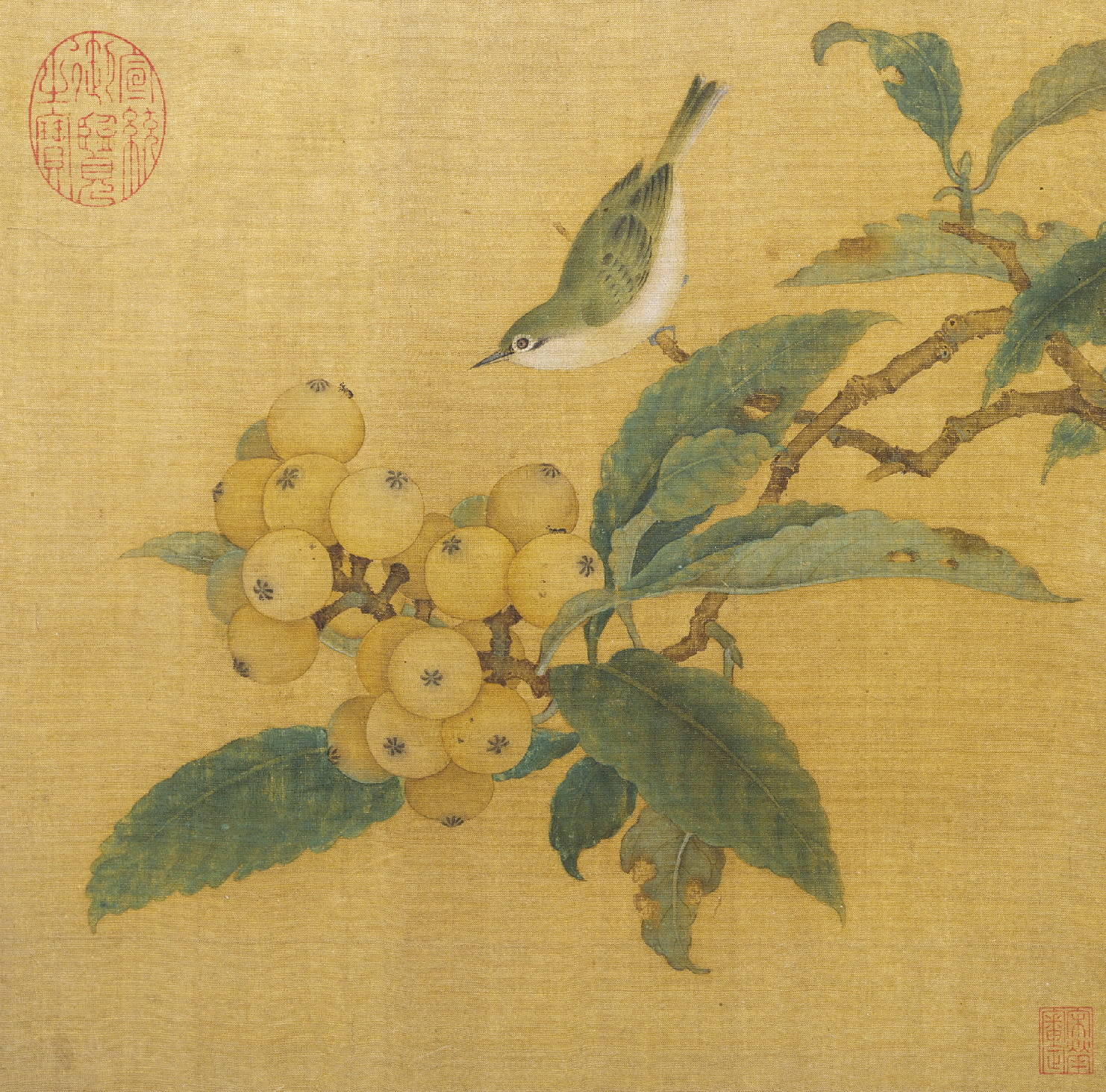
Натюрморт також у стилі ґунбі часів династії Сун
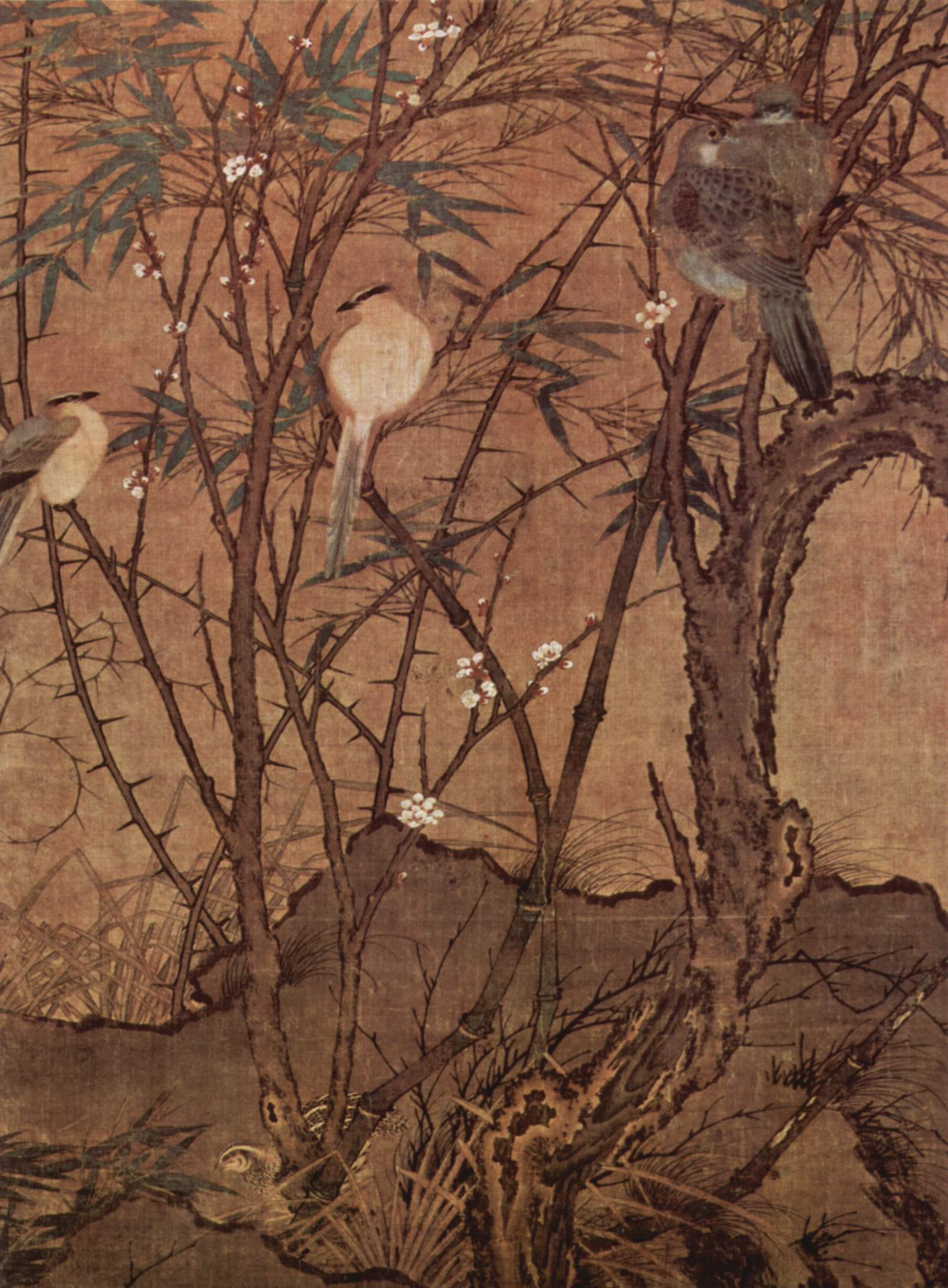
Птахи в заростях бамбука та сливи, XII ст.
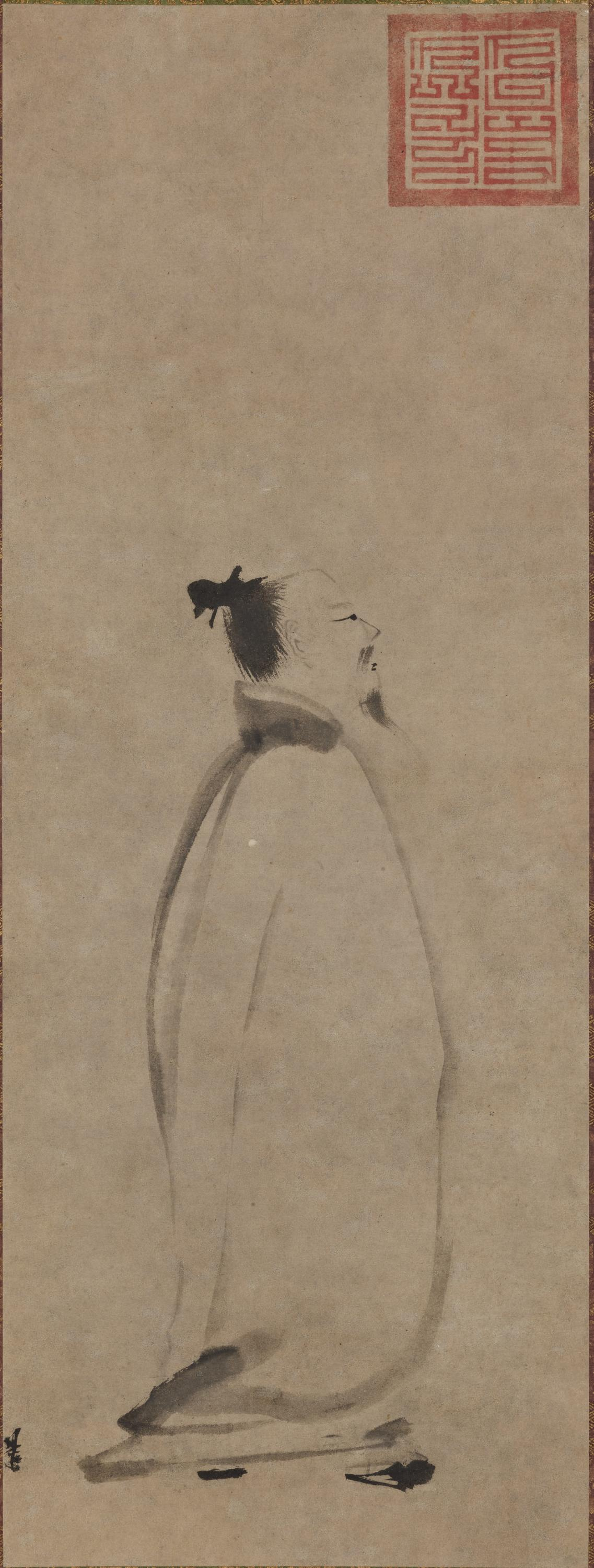
Лі Бо на прогулянці, авторства Лян Кай (прибл. 1140 - прибл. 1210), відомого своїми мінімалістичними творами, що втілюють буддійську чесноту усвідомленості.
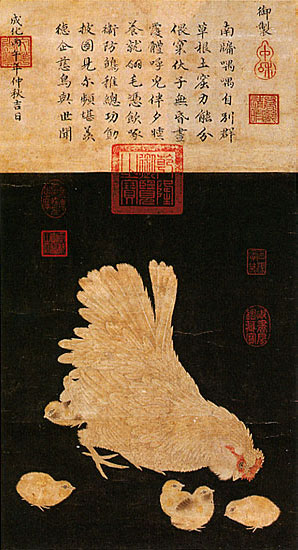
Квочка з курчатами, династія Сун. Високий контраст, спричинений чорним фоном, є дуже рідкісним явищем у китайському живописі.
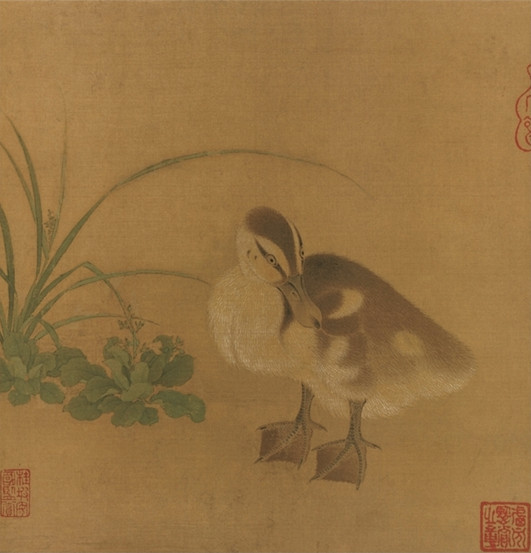
Каченя часів династії Сун у стилі ґунбі
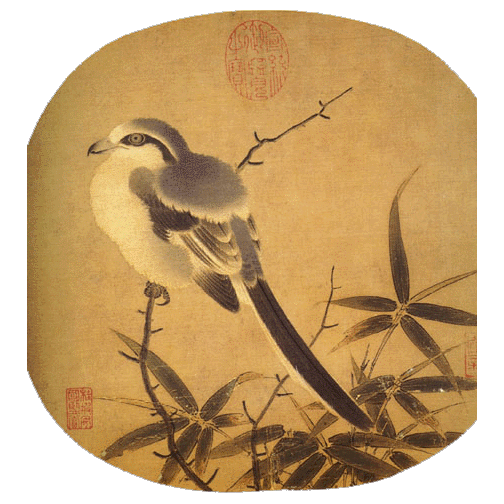
«Птах на гілці» Лі Аньчжуна, пізня Північна Сун, прибл. 1130 р.
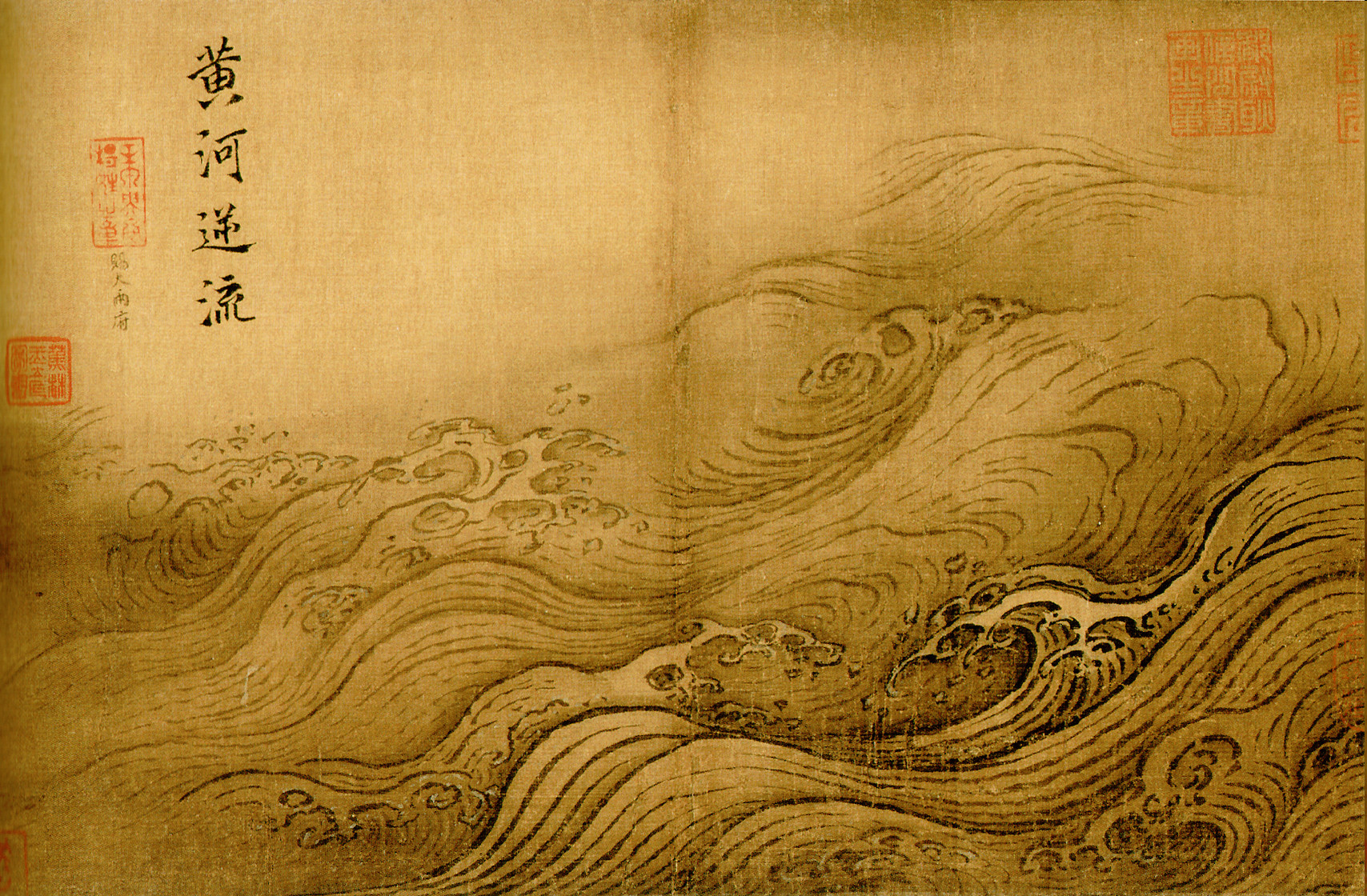
Хуанхе змінює русло, династія Сун
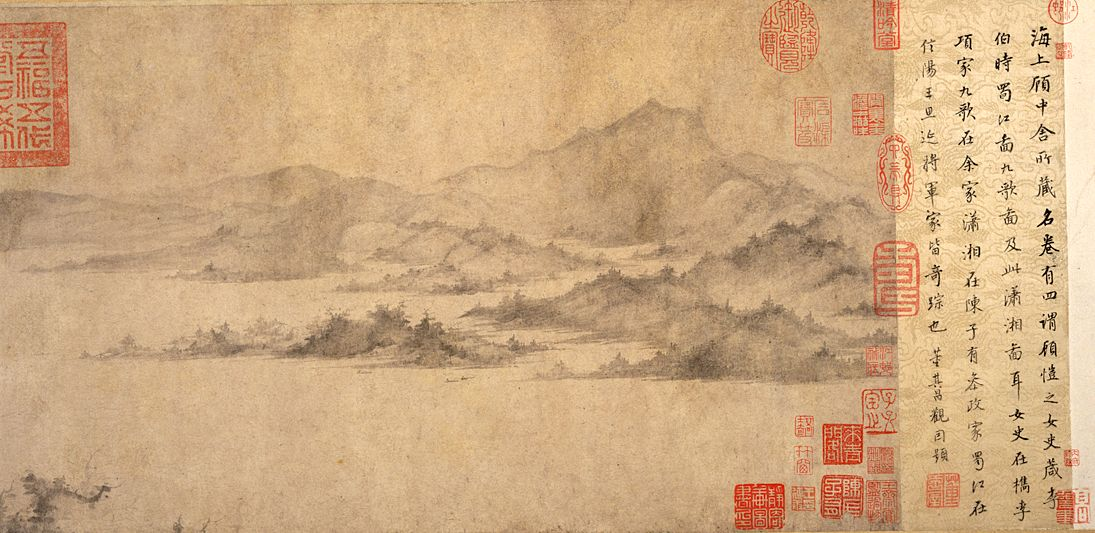
Фрагмент «Восьми краєвидів Сяосян[en]», уявної подорожі Сяосяном[en], автор Лі Ші; XII століття. Токійський національний музей
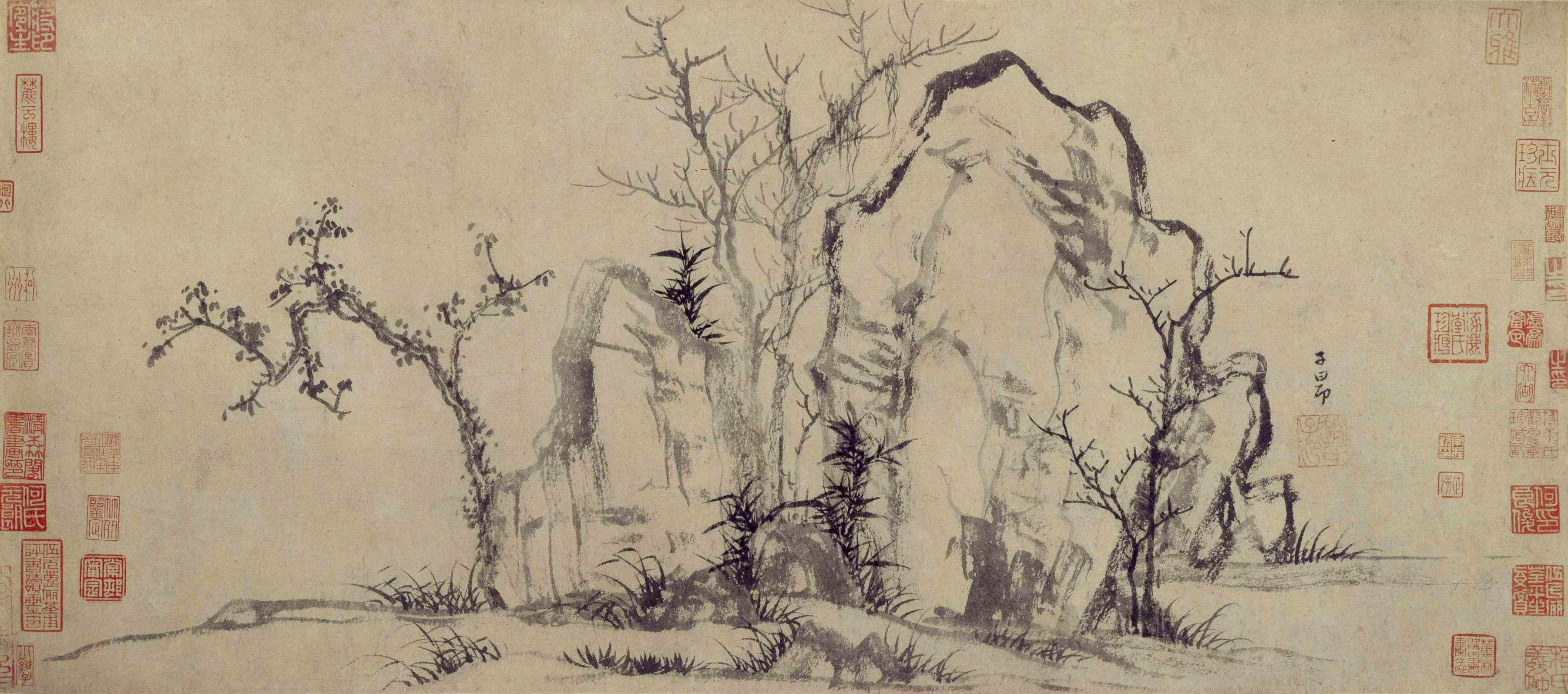
«Витончені скелі й поодинокі дерева», автор Чжао Менфу (1254–1322)
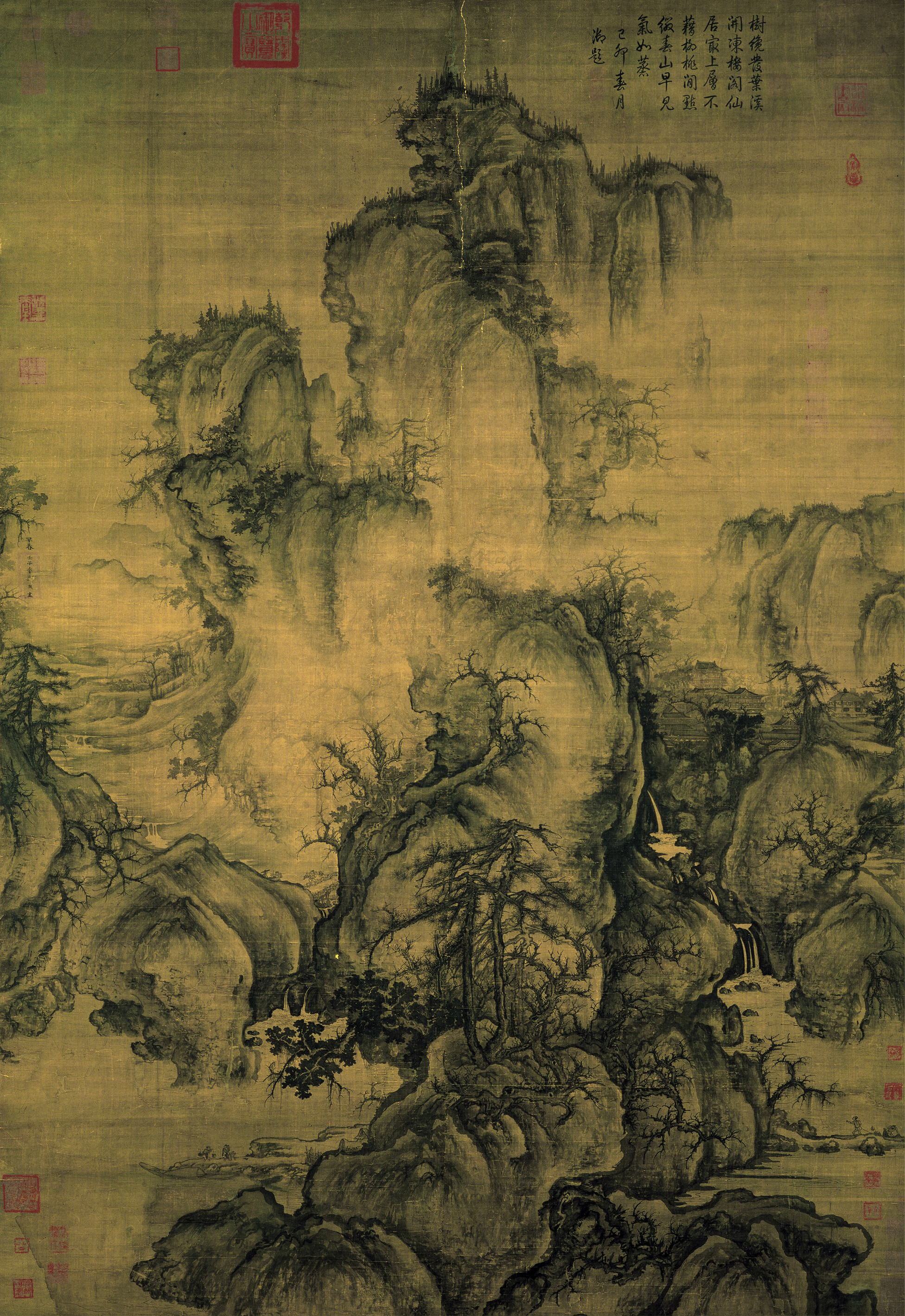
Рання весна[en]; автор Го Сі; 1072 р.; вертикальний сувій, туш на шовку; 1,58 x 1,08 м; Національний палац-музей (Тайбей, Тайвань)
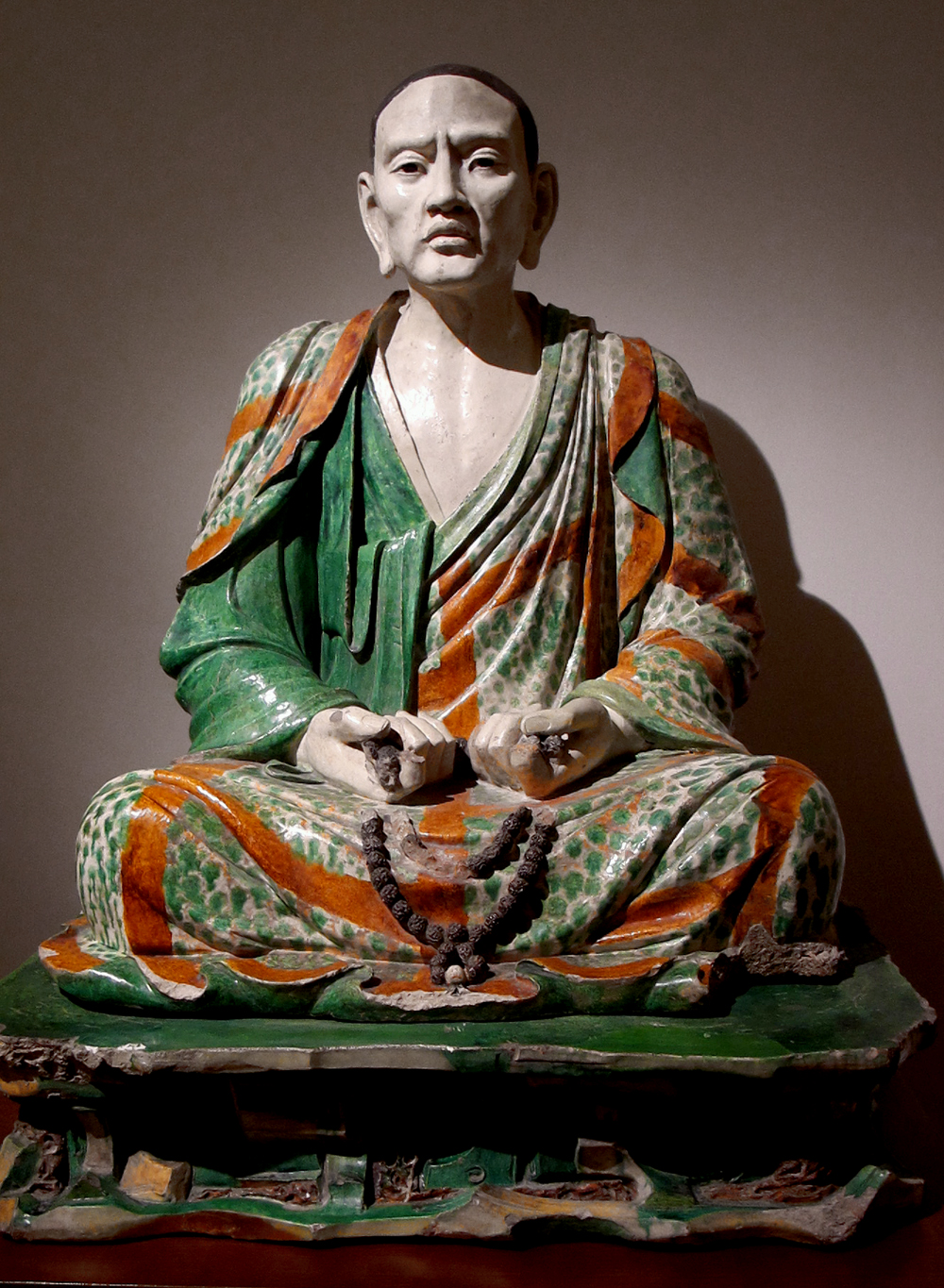
Статуя аргата Тамрабхадри, одного з групи глазурованих керамічних аргатів із Їсяня; X–XIII століття; глазурована теракота; висота: 123 см; Музей Ґіме (Париж).
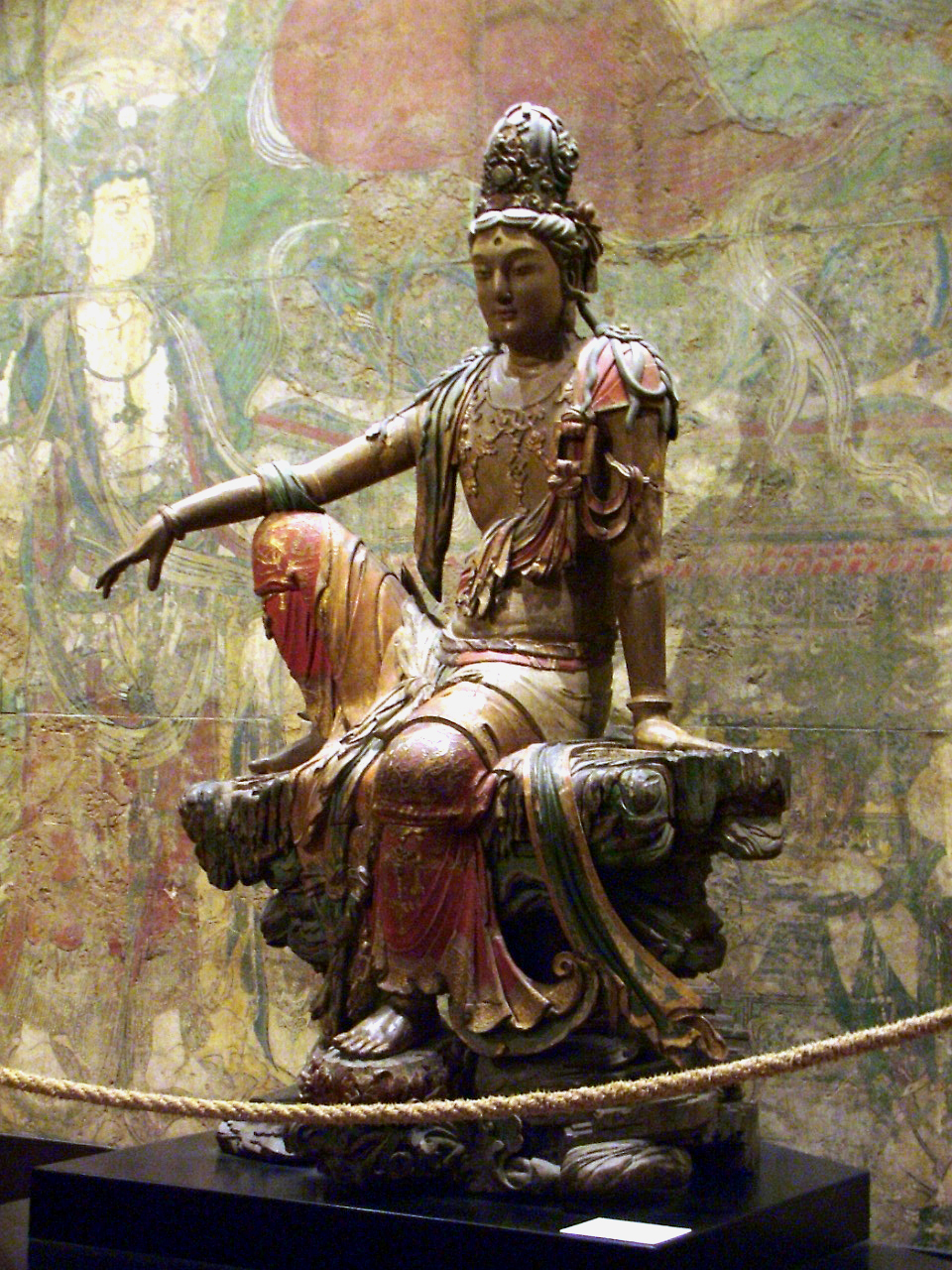
Ґуаньїнь південних морів; XI-XII століття; розписне і позолочене дерево; висота: 2,41 м; музей мистецтв Нельсона-Аткінса[en] (Канзас-Сіті[en], Міссурі, США)
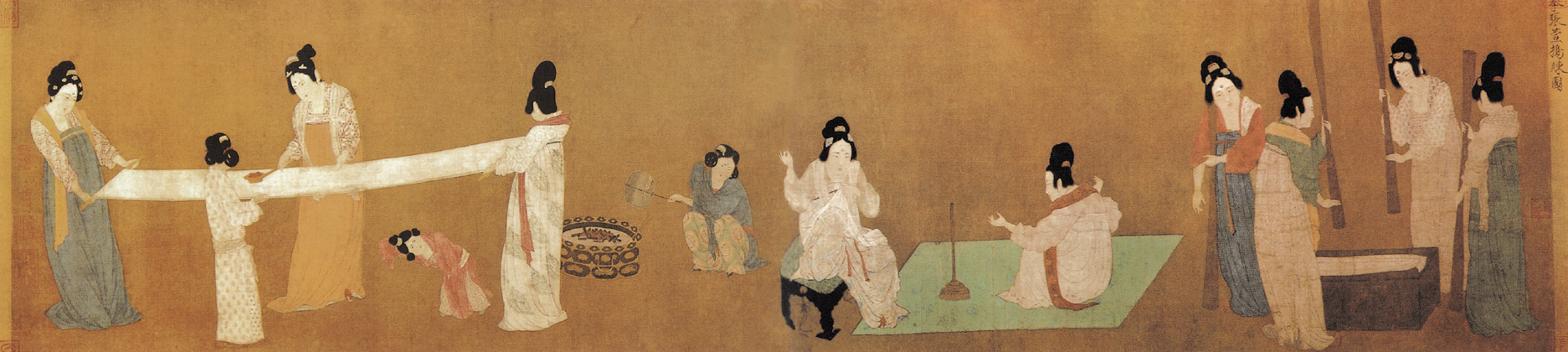
Дами готують шовк; картина династії Тан, автор Чжан Сюань; скопійована та відтворена в династії Сун; туш і фарби на шовку; 0,37 х 1,47 м; Музей витончених мистецтв (Бостон, US)
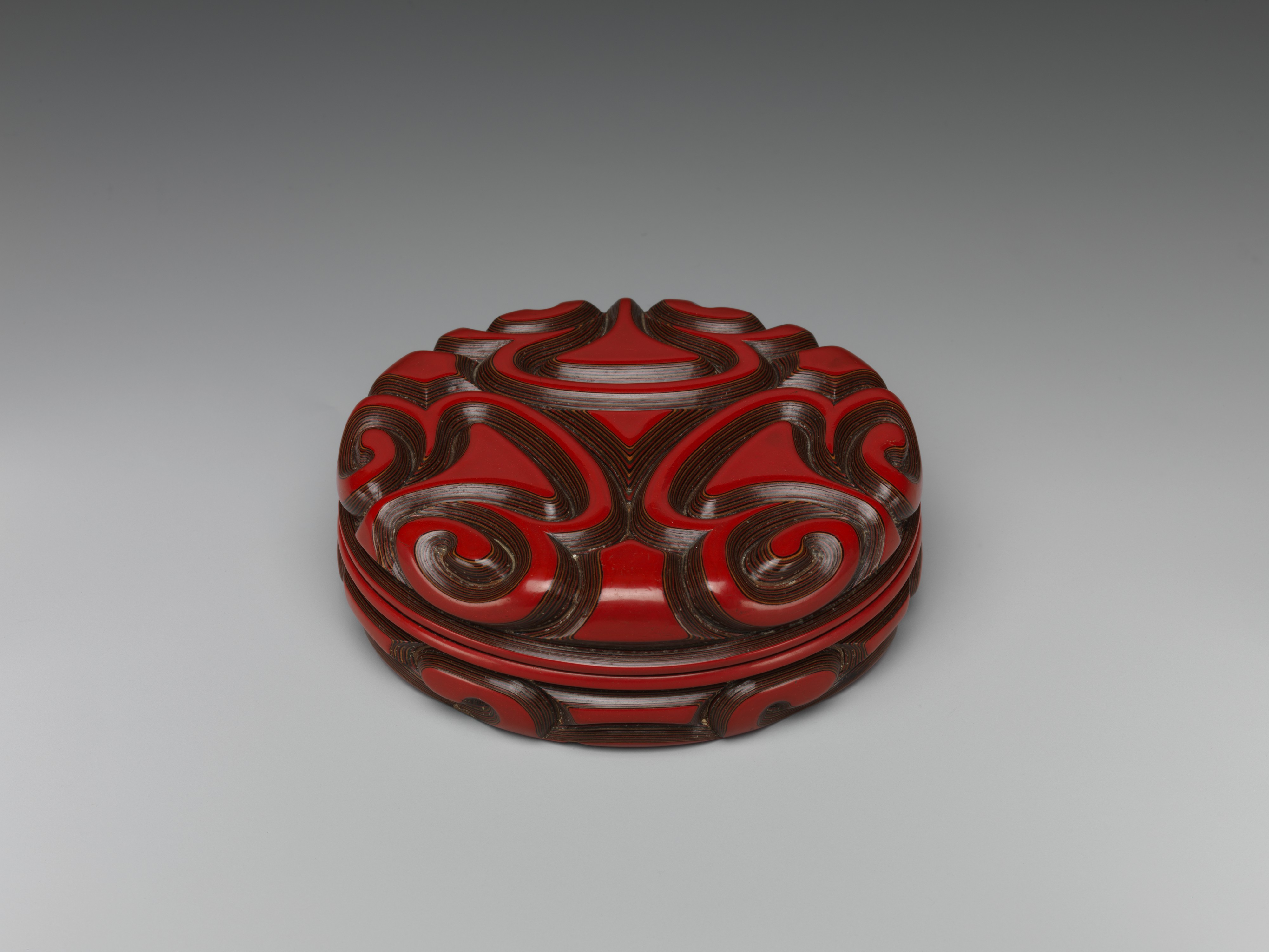
Декоративна коробка з південної династії Сун, прибл. XIII століття
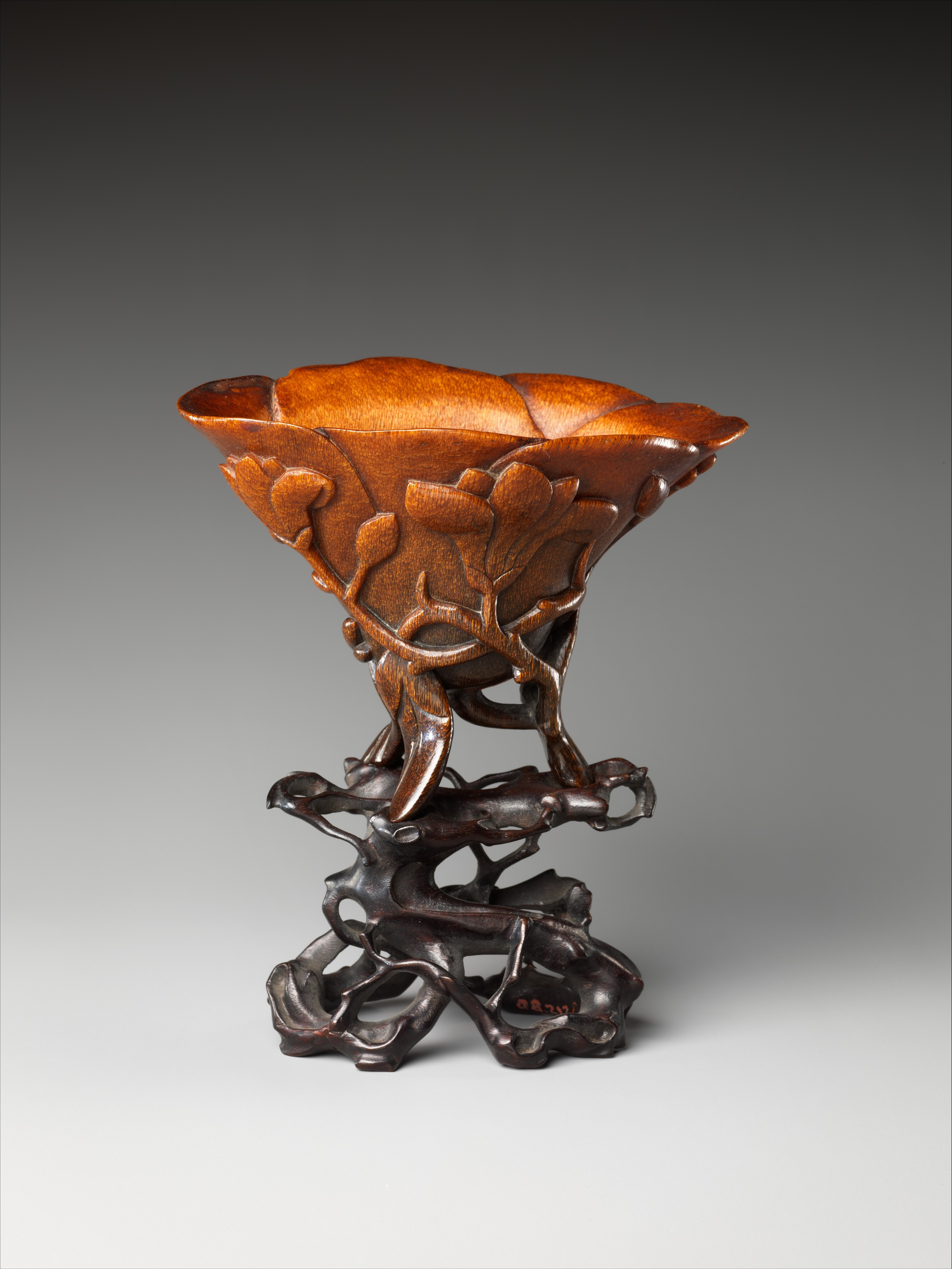
Кубок; початок XVII ст.; ріг носорога; висота: 10,2 см; Музей мистецтва Метрополітен
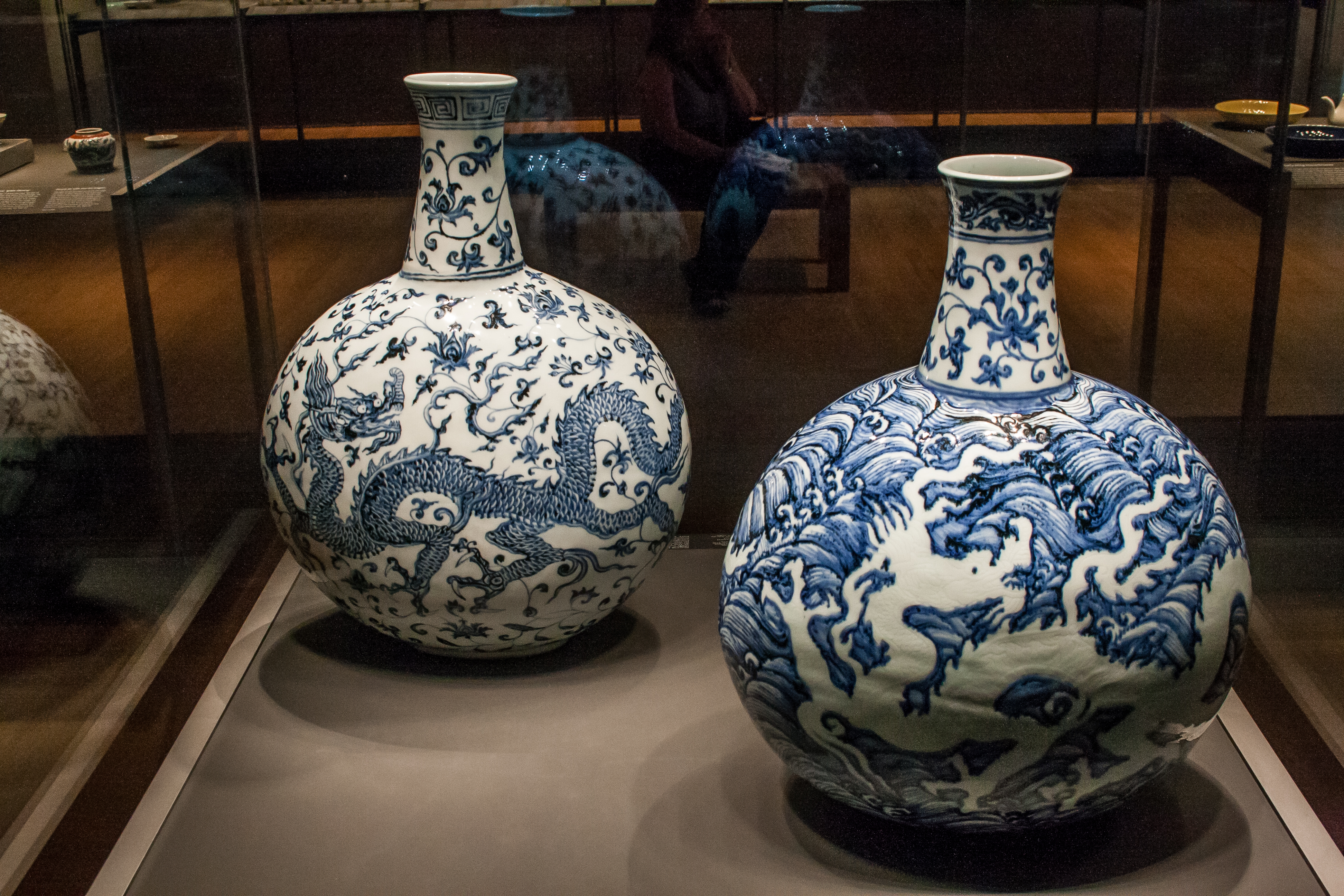
Династія Мін, 1403-24.
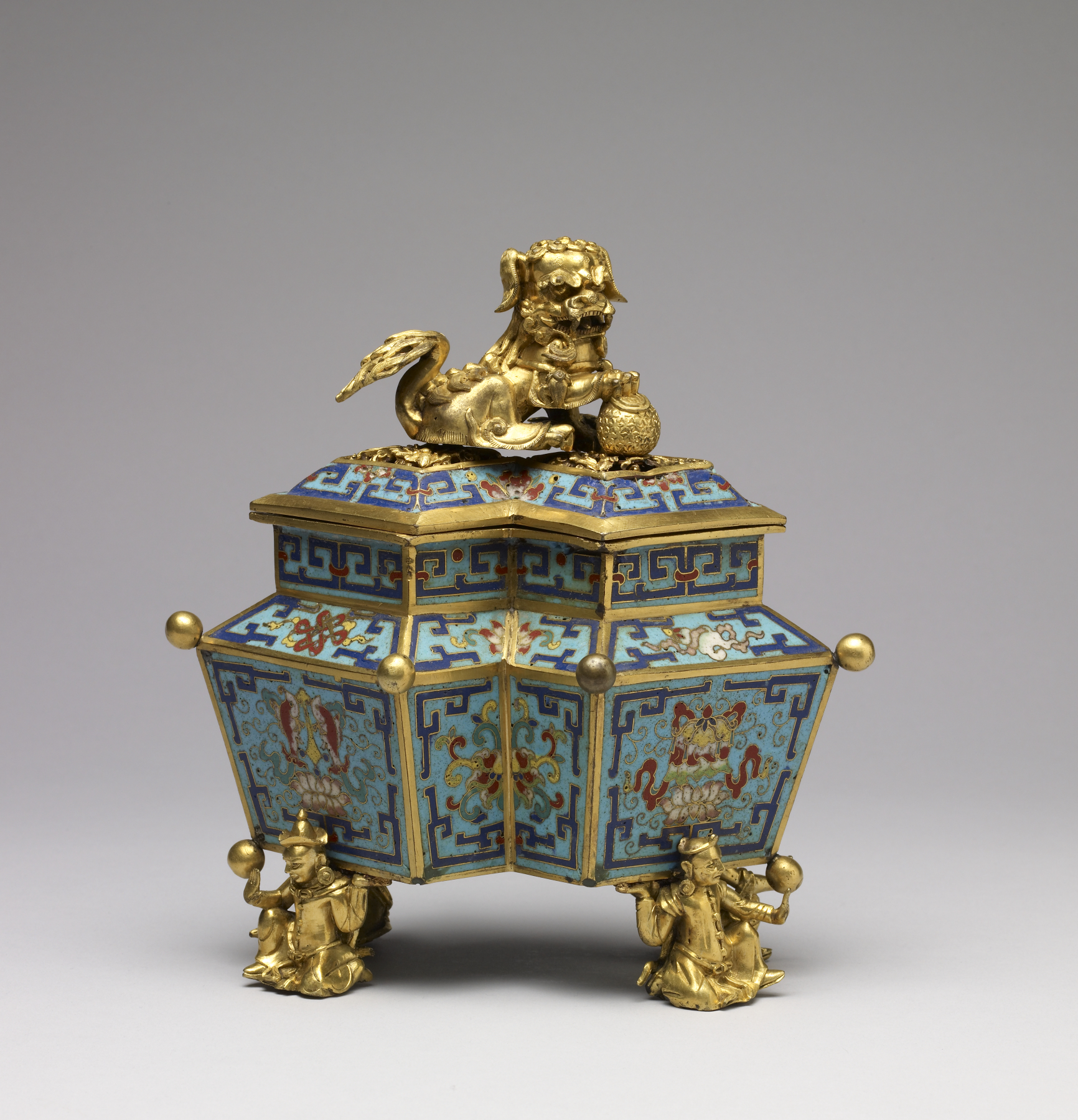
Скринька в техніці клуазонне; XVIII століття; емалі клуазоне на мідному корпусі з позолоченою бронзою; 20,5 × 19,8 см; Художній музей Волтерс (Балтимор, Меріленд, США)

### Японія
Японське мистецтво охоплює широкий спектр стилів і видів, зокрема старовинну кераміку, скульптуру, живопис тушшю та каліграфію на шовку й папері, картини укійо-е та гравюри на дереві, кераміку, оригамі, а також більш сучасне мистецтво манґи — сучасні японські мультиплікація та комікси — разом із безліччю інших форм.
Першими поселенцями Японії були люди періоду Дзьомон (прибл. 11 000–300 до н. е.). Вони виготовляли щедро прикрашені глиняні посудини, глиняні статуетки, які називалися доґу. Японія зазнавала раптових вторгнень нових ідей, за якими слідували тривалі періоди мінімальних контактів із зовнішнім світом. З часом у японців виробилася здатність поглинати, наслідувати і, зрештою, засвоювати ті елементи чужої культури, які доповнювали їхні естетичні уподобання. Найдавніше складне мистецтво в Японії було створене у VII—VIII століттях у зв'язку з буддизмом. У IX столітті, коли японці почали відвертатися від Китаю та розвивати місцеві форми вираження, світське мистецтво ставало все більш важливим; до кінця XV століття процвітало як релігійне, так і світське мистецтво. Після війни Онін (1467—1477), Японія вступила в період політичних, соціальних та економічних потрясінь, який тривав понад століття. У державі, яка виникла під керівництвом сьоґунату Едо, організована релігія відігравала значно меншу роль у житті людей, а збережені мистецькі форми були переважно світського характеру.

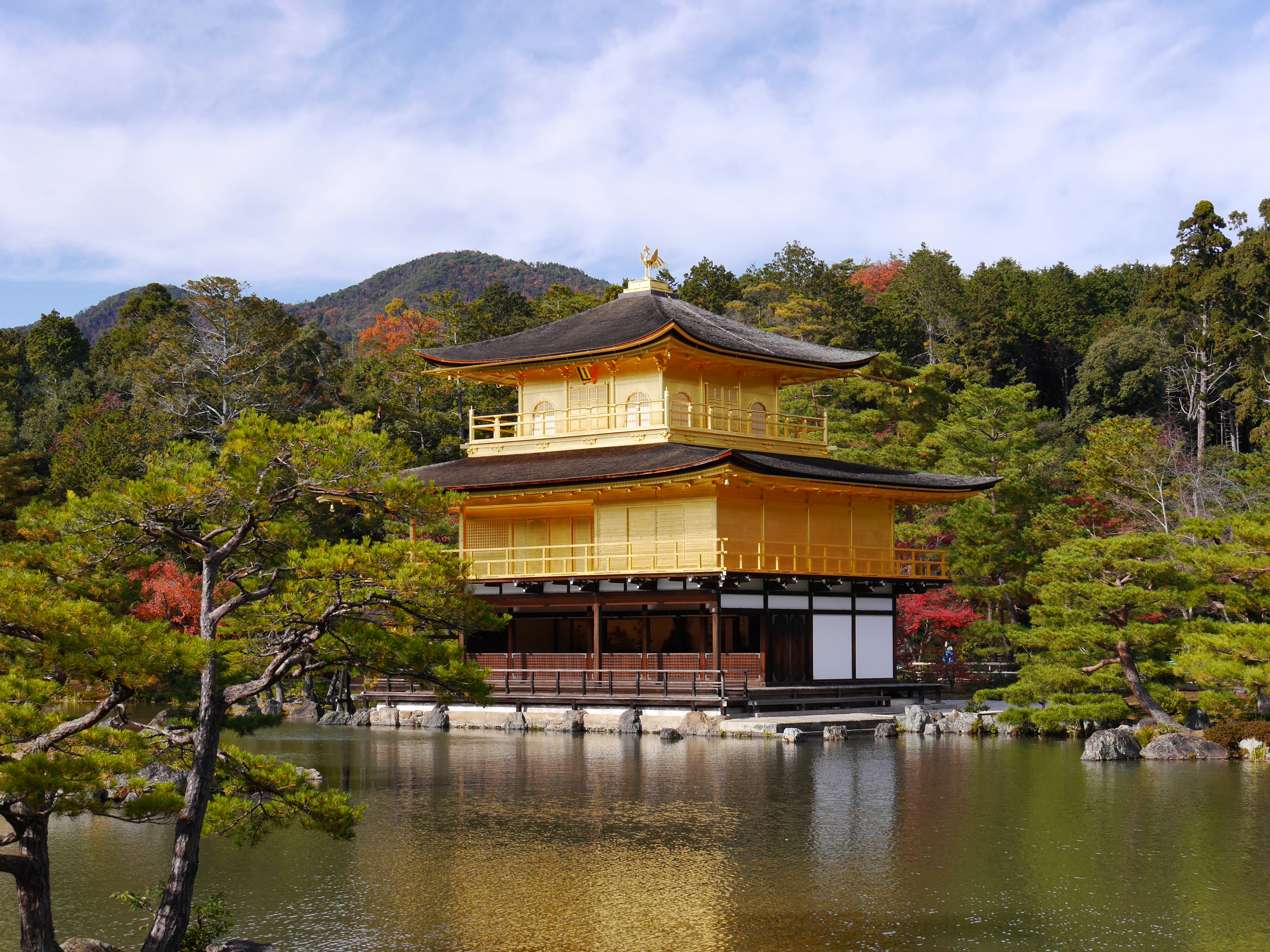
Храм Золотого Павільйону (Кітаяма, Кіото), дзен-буддистський храм у Кіото, 1398 р.
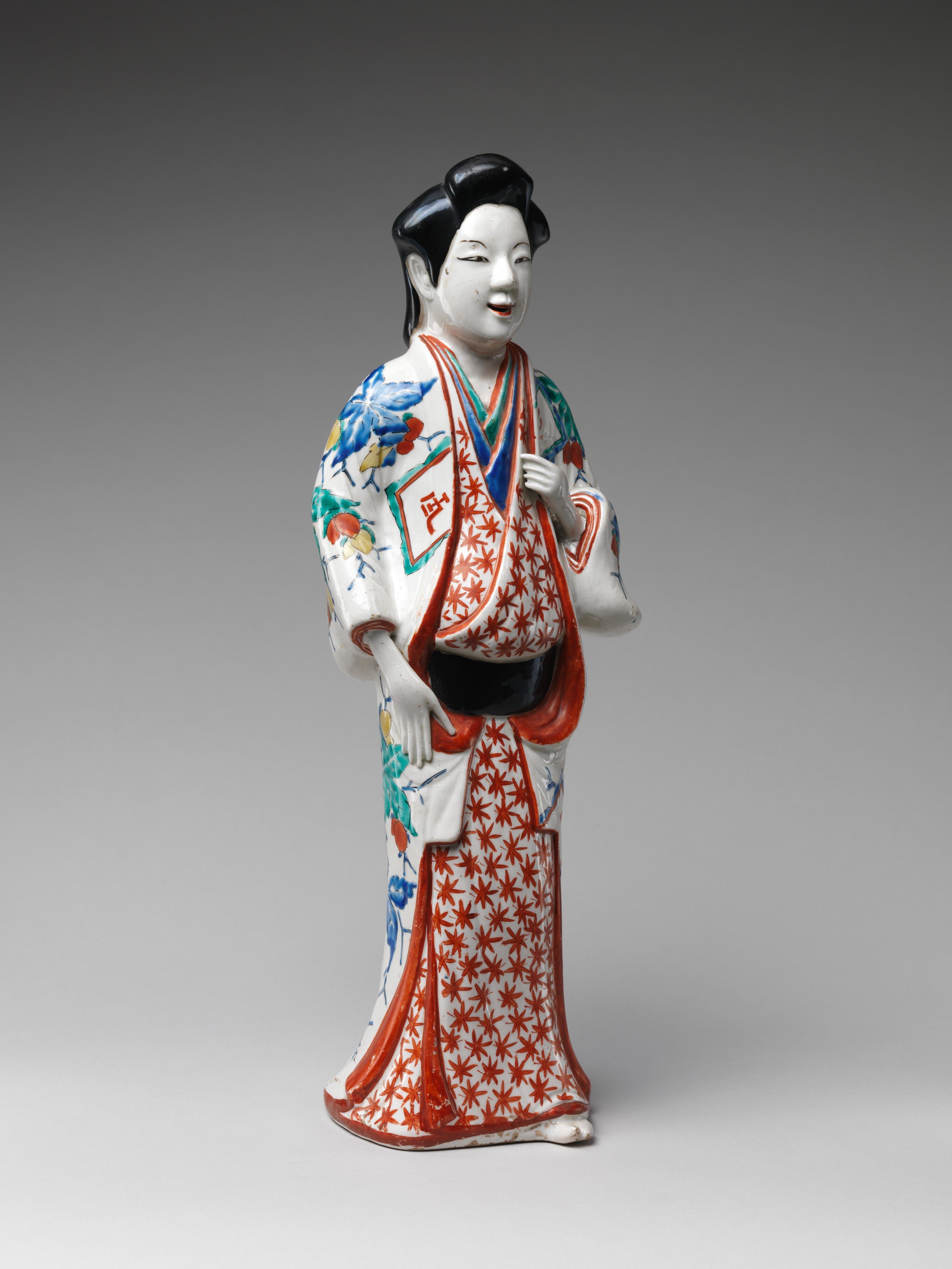
Жіноча фігура; прибл. 1670–1690 рр.; порцеляна з росписом поліхромними емалями по глазурованій поверхні; висота: 39,7 см; Музей мистецтва Метрополітен (Нью-Йорк)
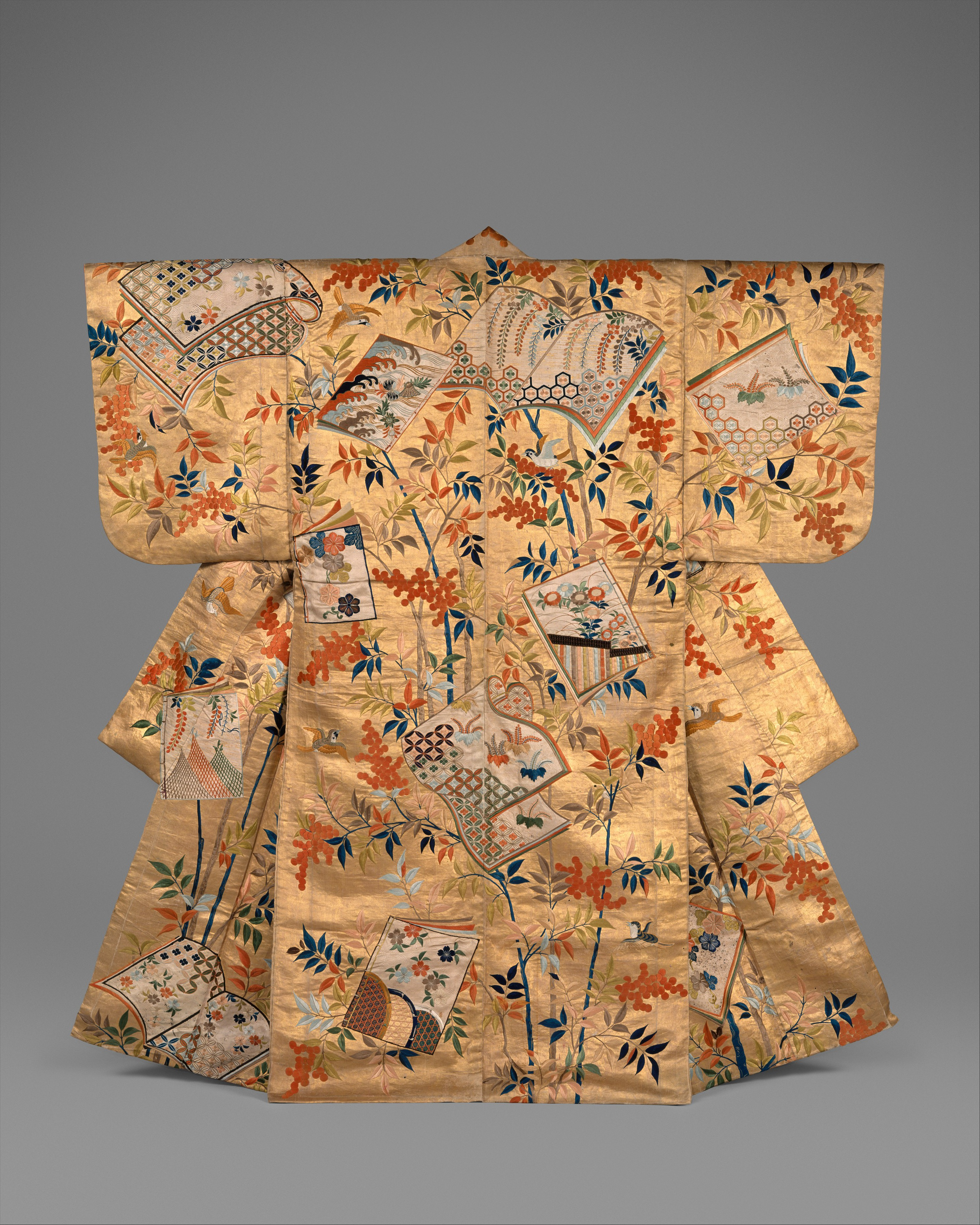
Костюм для театру Но; 1750–1800 рр.; шовкова вишивка та золота фольга на шовковому атласі; довжина: 1,66 м; Музей мистецтва Метрополітен
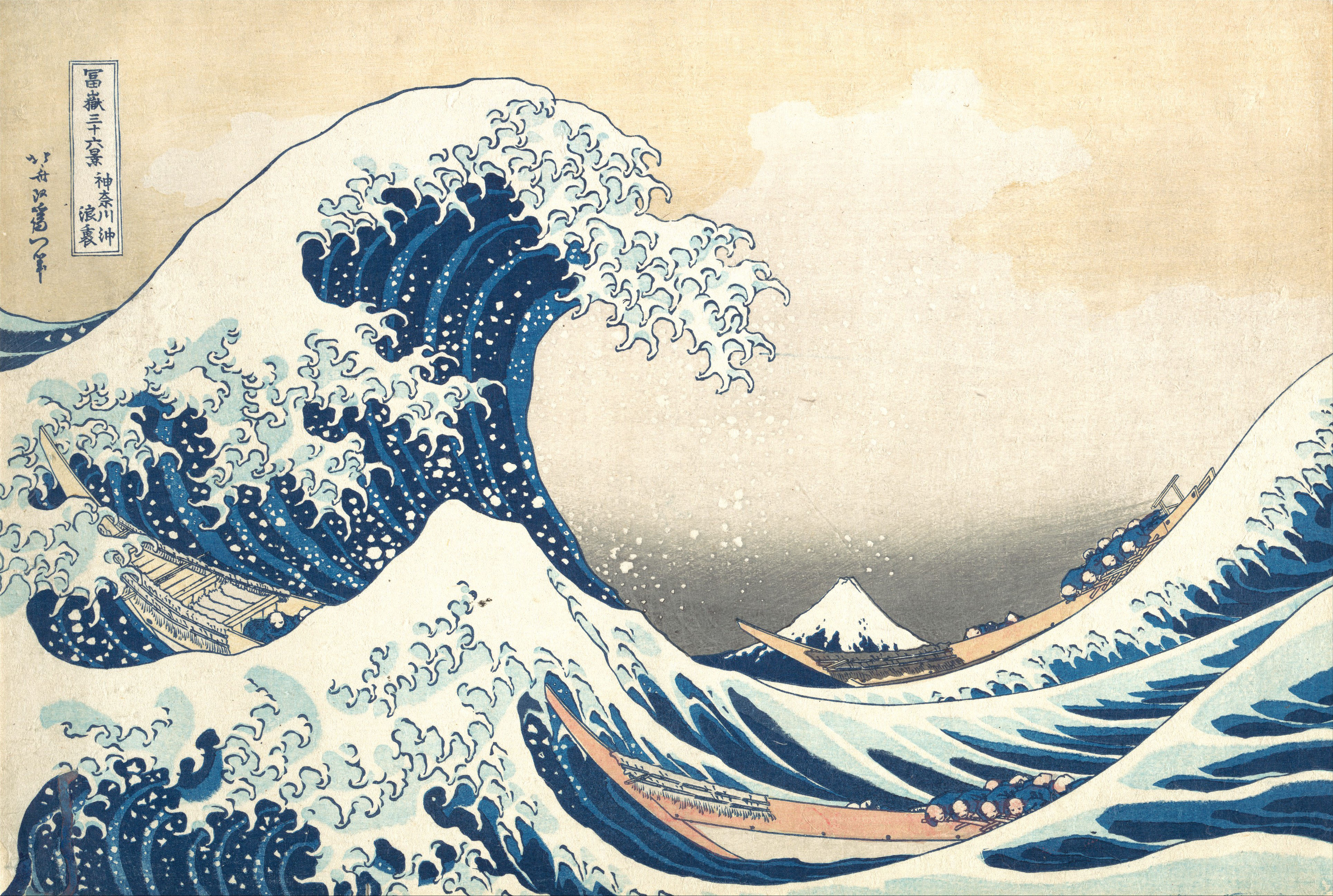
Велика хвиля в Канаґаві, автор Кацусіка Хокусай; прибл. 1830–1832 рр.; повнокольоровий друк на ксилографії; 25,7 x 37,9 см; Музей мистецтва Метрополітен
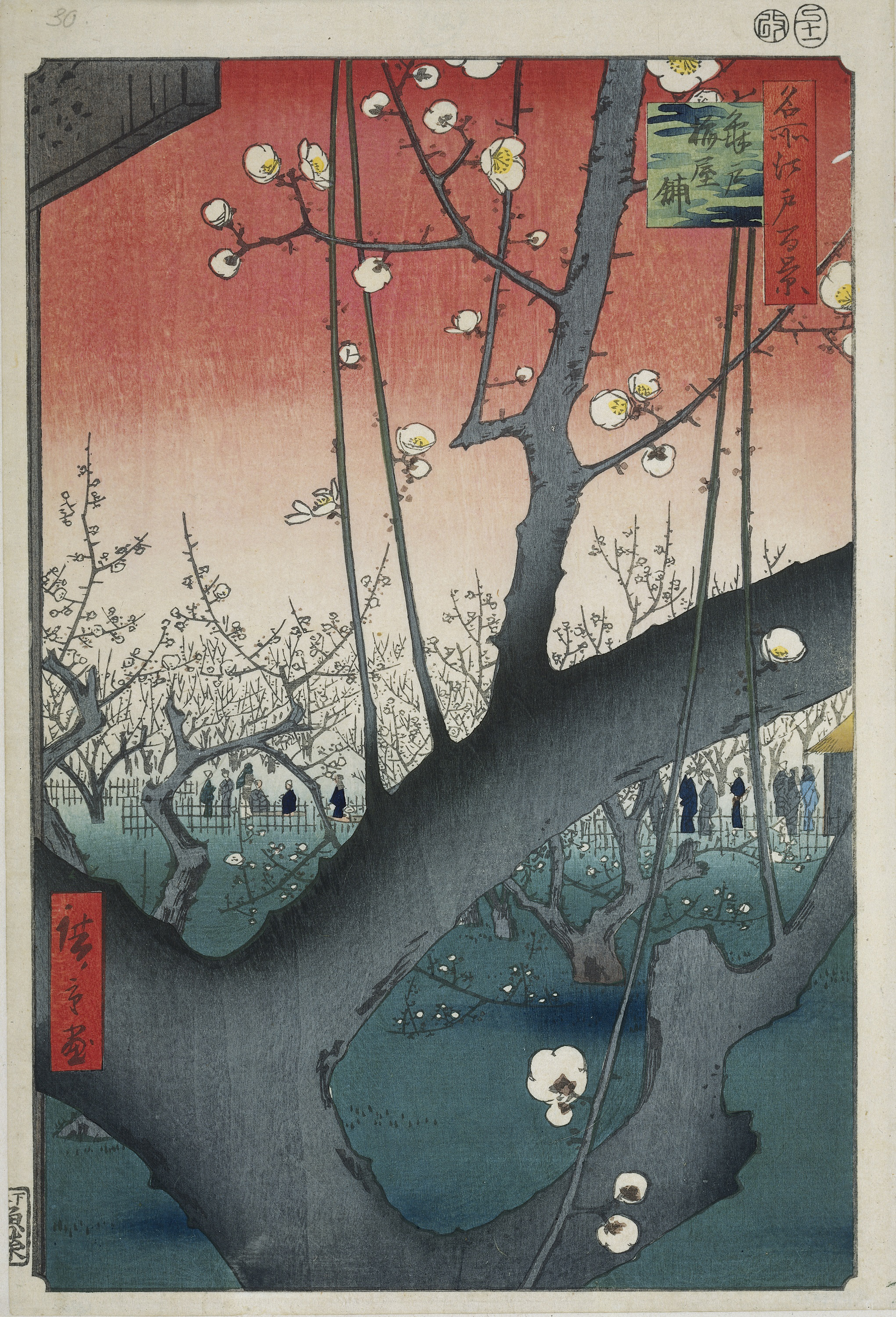
Сливовий парк у Камейдо; автор Утаґава Хіросіґе; 1857 р.; повнокольоровий друк на ксилографії; 36,4 x 24,4 см; Державний музей (Амстердам,  Нідерланди)

## Африка на південь від Сахари
Мистецтво Африки на південь від Сахари включає як скульптуру, характерною рисою якої є латунне лиття народу Беніну, Ігбо-Укву та королівства Іфе, а також теракоти з Дженне-Дженно, Іфе, та давнішої культури Нок, так і народне мистецтво. Одночасно з європейським Середньовіччям в одинадцятому столітті нашої ери у Великому Зімбабве була заснована нація, яка створювала грандіозну архітектуру, золоті скульптури та складні прикраси. У той же час представники народу йоруба відливали з латуні вражаючі скульптури на території сучасної Нігерії. У королівстві Бенін, що також розташовувалося на півдні Нігерії і виникло приблизно в той самий час, створювали витончені жертовні бивні, бронзові голови, бронзові таблички та палацову архітектуру. Королівство Бенін було ліквідовано британцями у 1897 році, і нині в Нігерії збереглося лише незначне надбання мистецтва цієї культури. Сьогодні найважливішим мистецьким майданчиком Африки є Йоганнесбурзьке бієнале.
Африка на південь від Сахари характеризується високою щільністю культур. Серед найвідоміших — народ догони з Малі; народи едо, йоруба, ігбо та культура Нок із Нігерії; народи куба й луба з Центральної Африки; ашанті з Гани; зулуси з Південної Африки; народ фанґ з Екваторіальної Гвінеї (85 % населення), Камеруну та Габону; представники цивілізації Сао з Чаду; а також народ квеле зі східного Габону, Республіки Конго та Камеруну.
Безліч форм африканського мистецтва є складовими одних із найяскравіших і найдинамічніших художніх традицій у світі та невід'ємною частиною життя африканських народів. Створені для конкретних цілей, твори мистецтва можуть свідчити про свою постійну значущість через фізичні трансформації, які підсилюють як їхній зовнішній вигляд, так і силу впливу. Багато традиційних форм африканського мистецтва створюються як посередники зі світом духів і змінюють свій вигляд у міру додавання матеріалів, що підсилюють їхню красу та силу. Чим частіше твір використовується та освячується, тим абстрактнішим він стає через накопичення жертвенного матеріалу та поступове стирання початкових деталей.

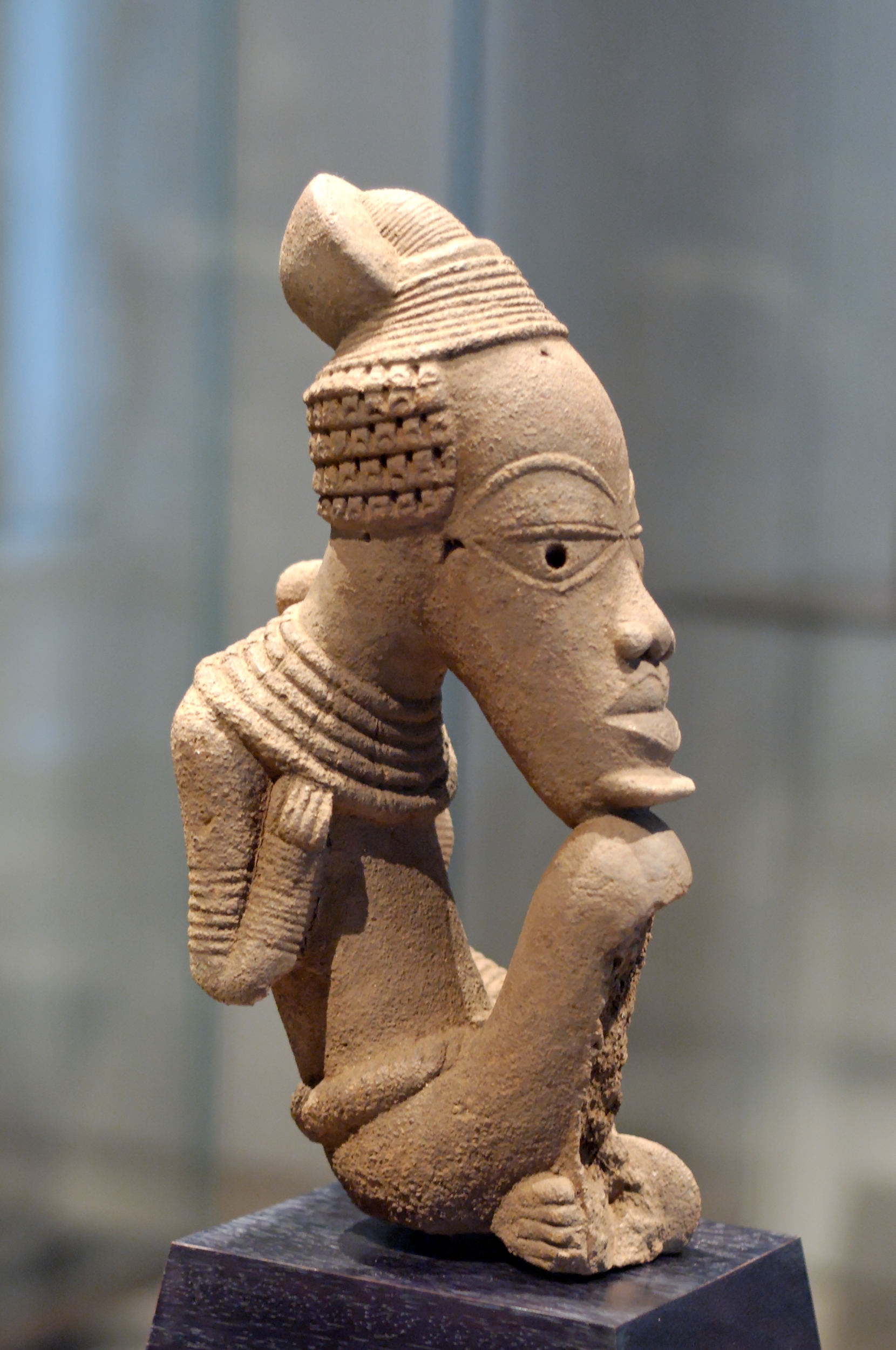
Сидяча фігура; створена митцями культури Нок; V ст. до н.е. — V ст. н.е.; теракота (центральна Нігерія); висота: 38 см; Музей на набережній Бранлі, Париж
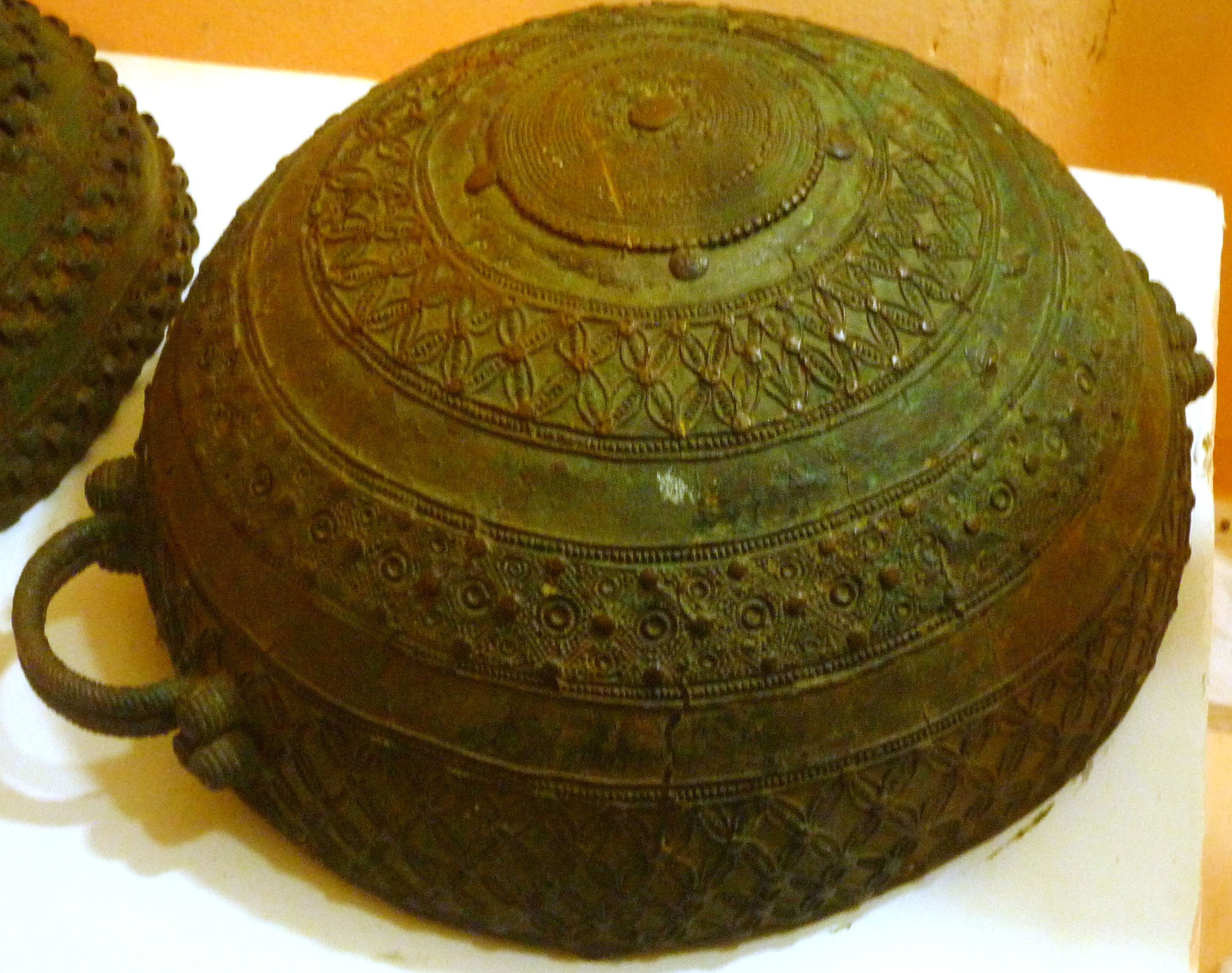
Горщик; з Ігбо-Укву (Нігерія); IX століття; бронза; розміри невідомі; Національний музей Нігерії[en], Лагос
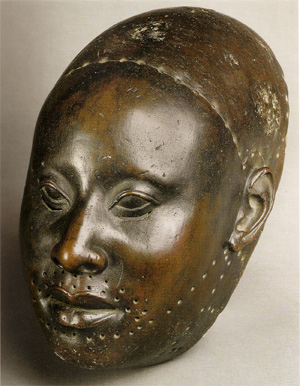
Бронзова скульптура голови Оні Обалуфона[en], прибл. XII століття, виявлена у священному місті йоруба Іле-Іфе; Національний музей Нігерії[en], Лагос
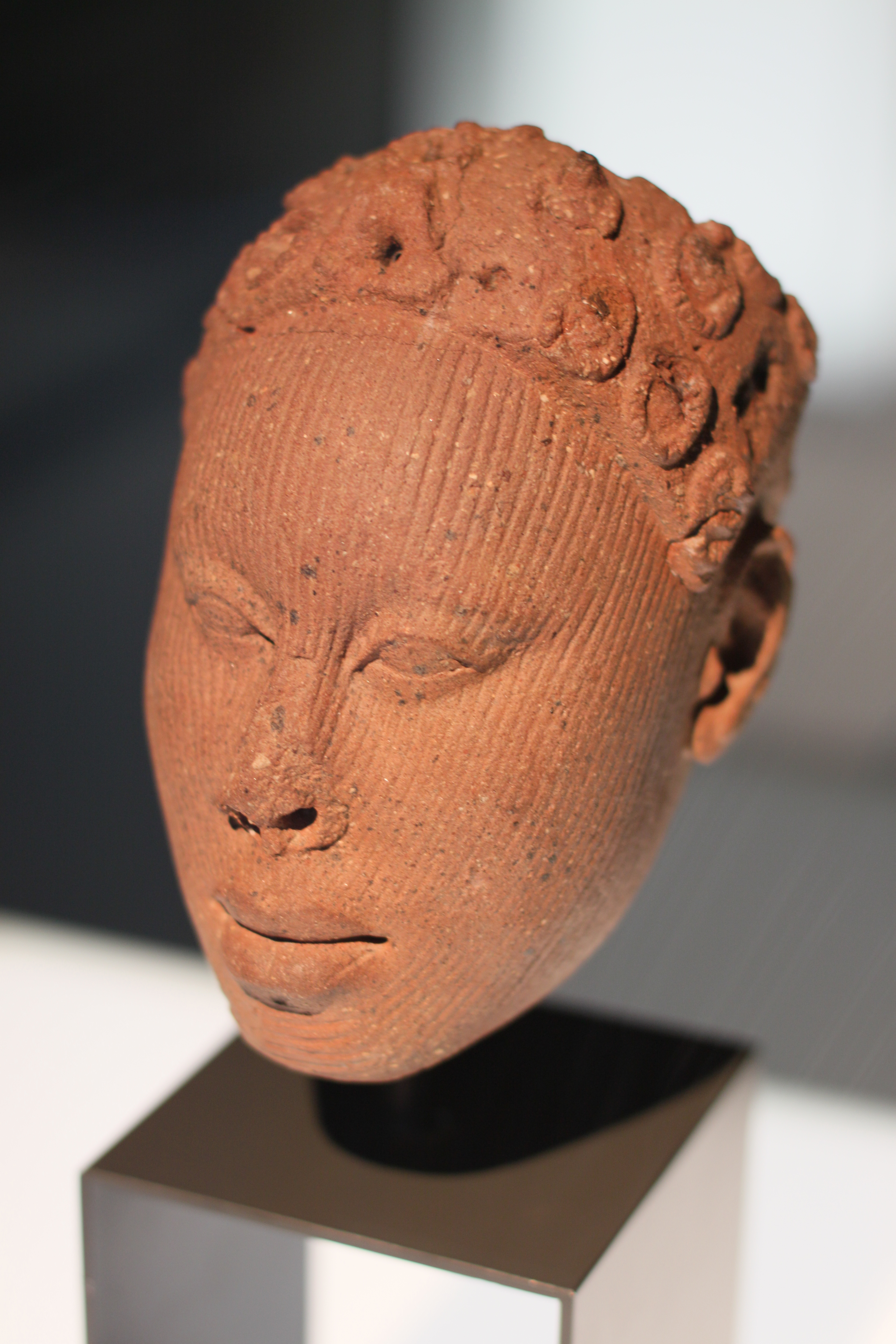
Голова царя або вельможі; створена митцями народу йоруба; XII–XV століття; теракота; 19 см; виявлена в Іфе (Нігерія); Етнологічний музей Берліна[en], Німеччина
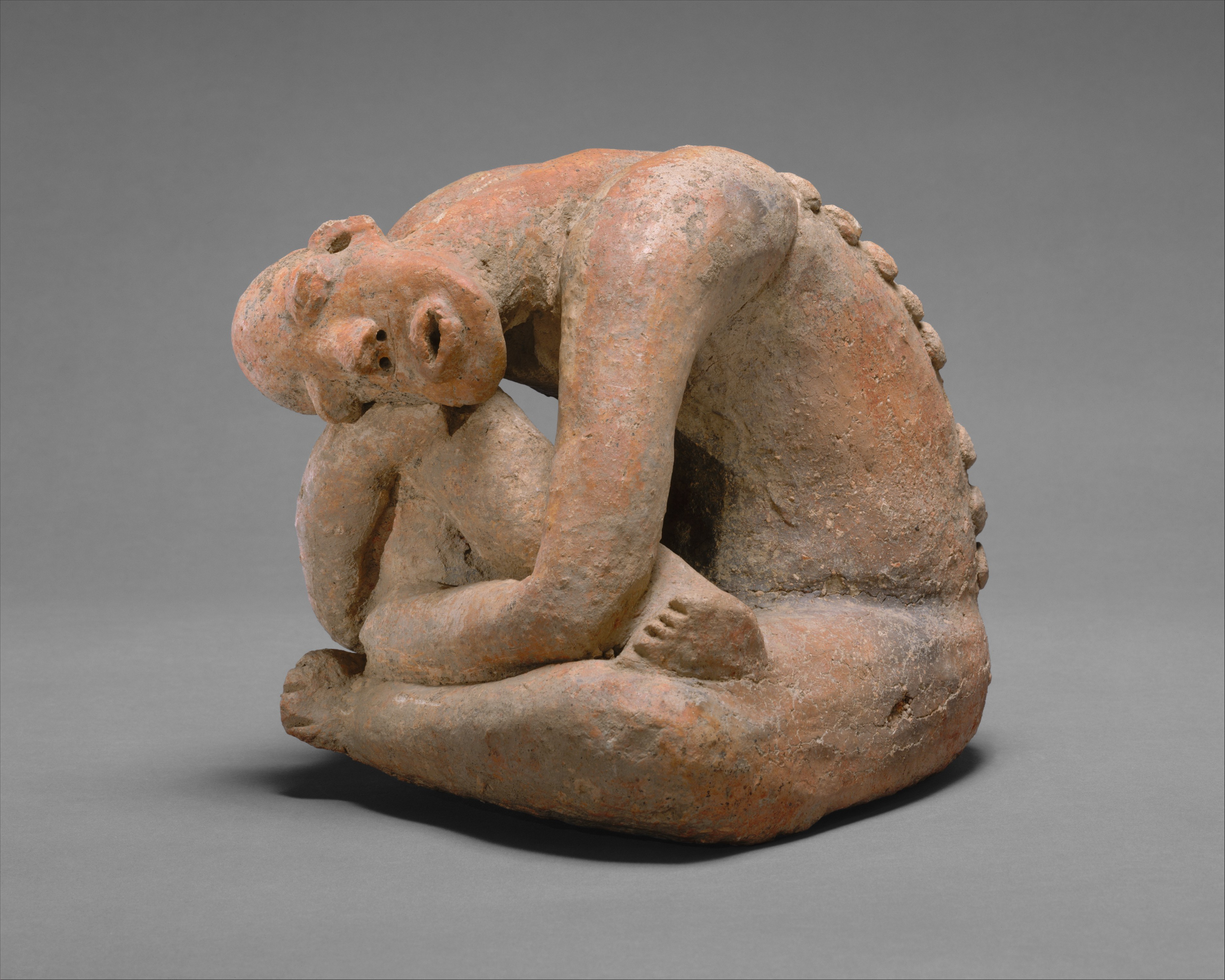
Сидяча фігура; створена митцями культури Дженне-Дженно (Малі); XIII ст.; кераміка; ширина: 29,9 см; Музей мистецтва Метрополітен, Нью-Йорк
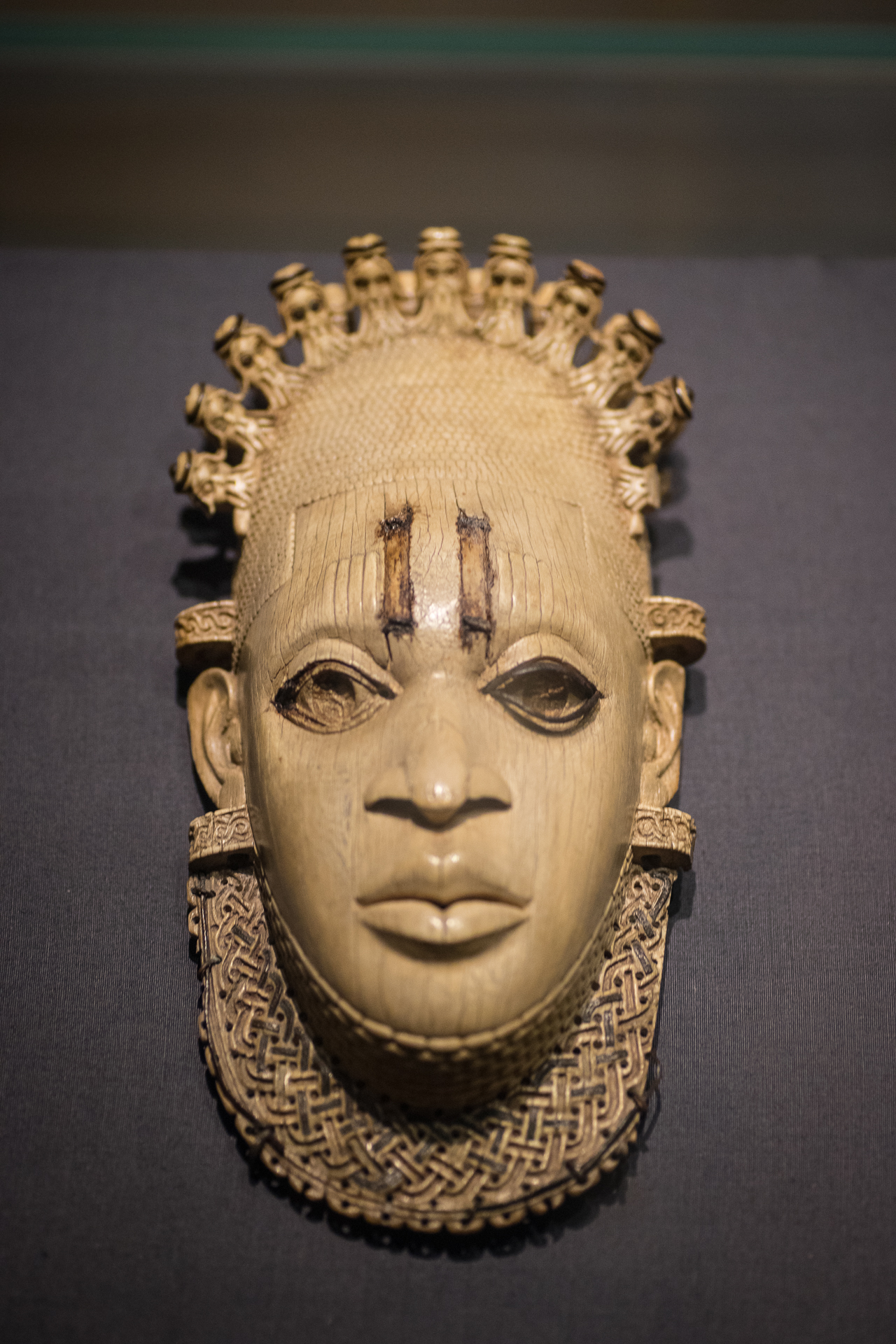
Підвісна маска[en]; створена митцями народу едо (Нігерія); XVI століття (?); слонова кістка та залізо; висота: 24,5 см; Британський музей, Лондон
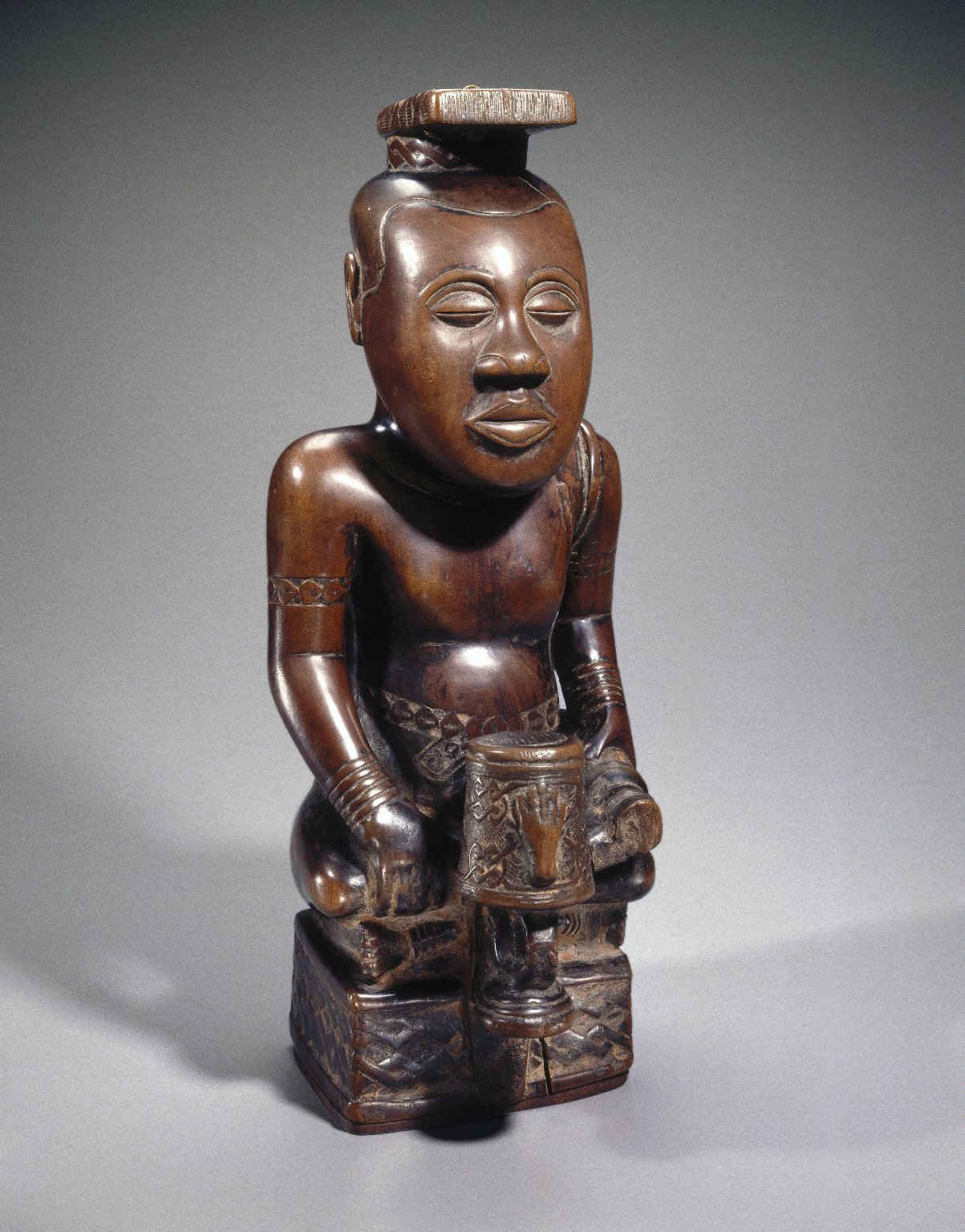
Ндоп[en], король Міше міШяанг маМбул; створено митцями королівства Куба (Демократична Республіка Конго); XVIII століття; дерево; 49,5 см; Бруклінський музей, Нью-Йорк
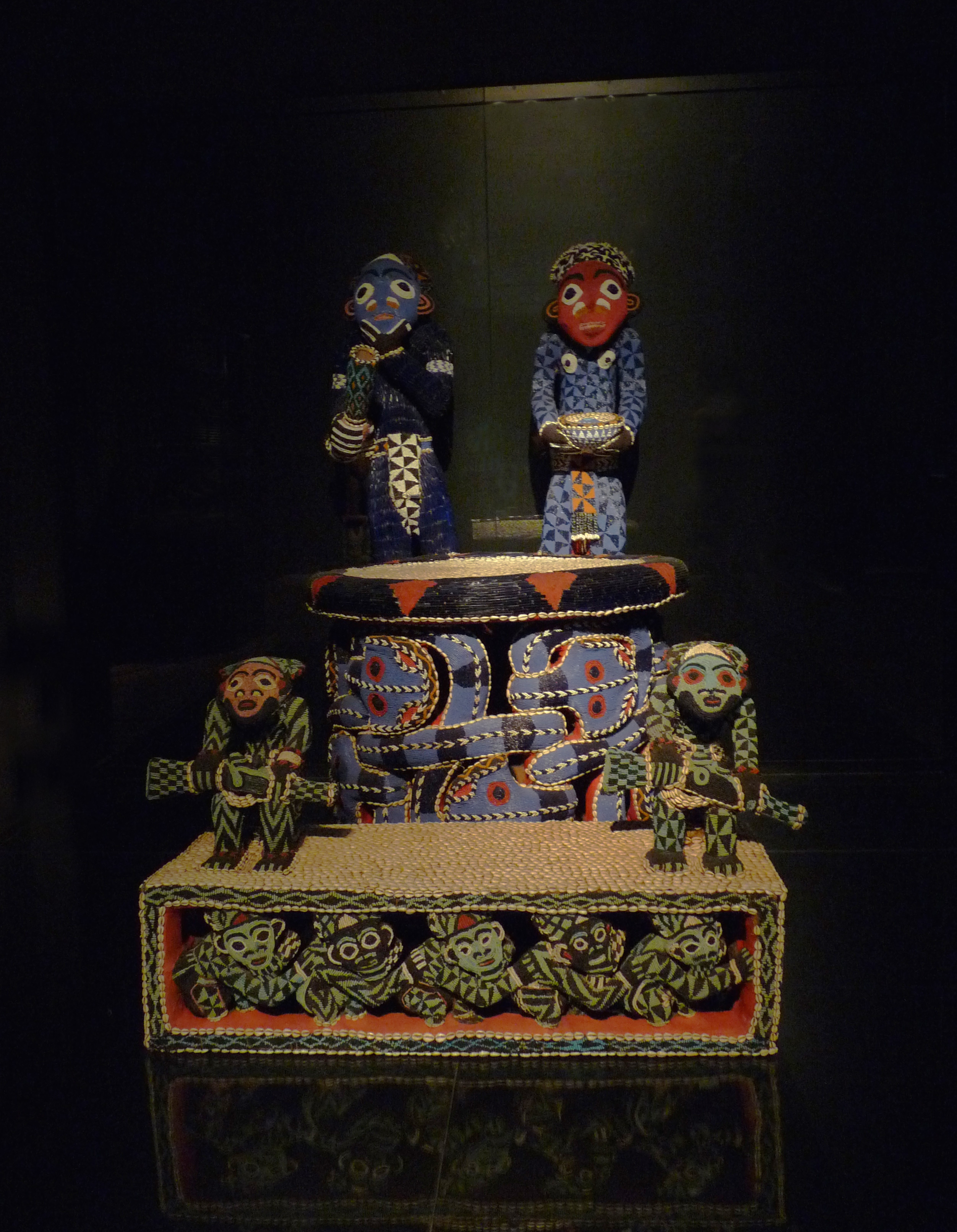
Манду Єну (трон Нсангу); створено митцями королівства Бамун[en]; прибл.1870 р.; дерево, намистини зі скла, порцеляни та мушлі; висота: 1,75 м; Етнологічний музей Берліна
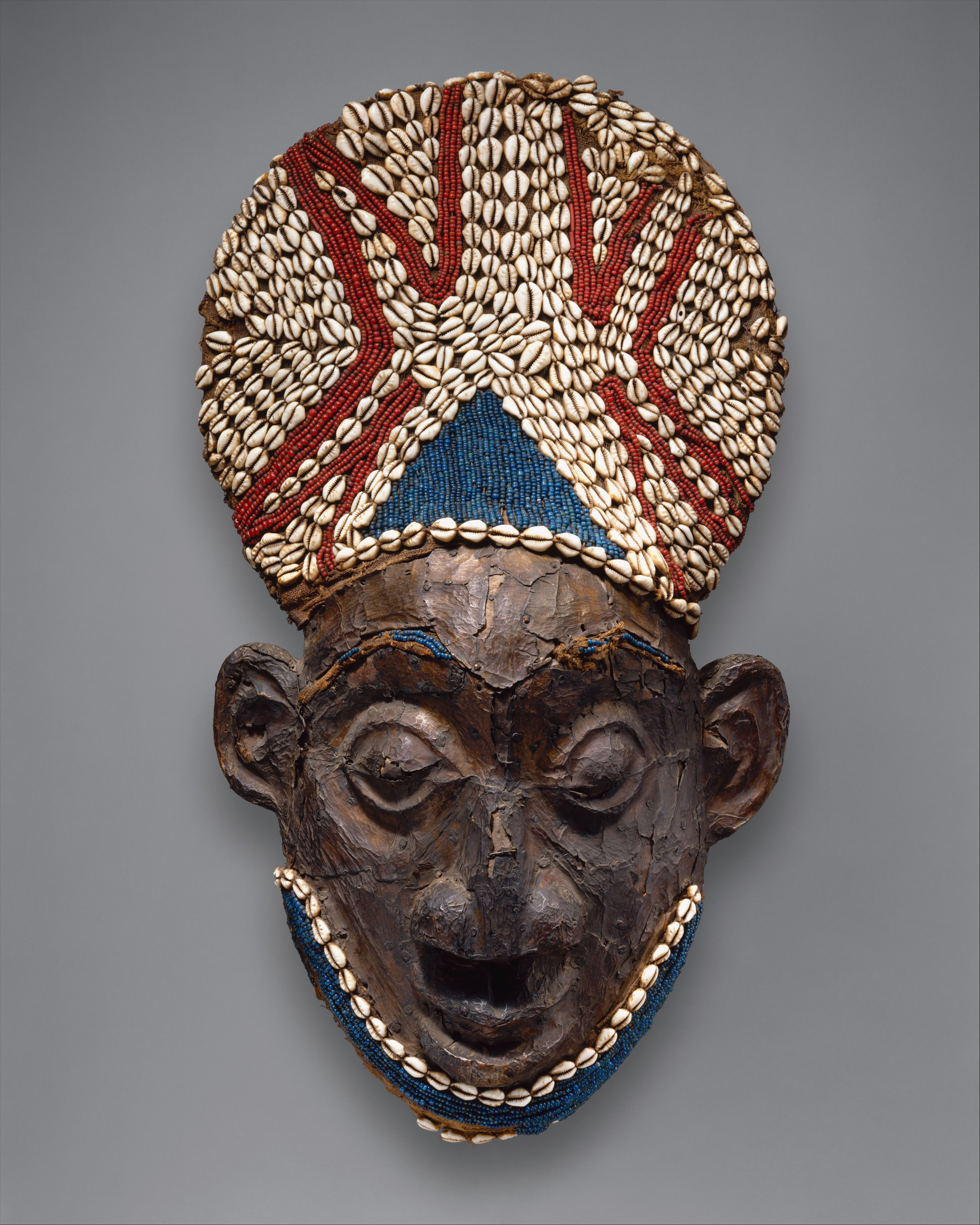
Королівська маска; створено митцями народу Бамум[en] (Камерун); до 1880 р.; дерев'яні, мідні, скляні намистини, рафія та мушлі; висота: 66 см;  Музей мистецтва Метрополітен
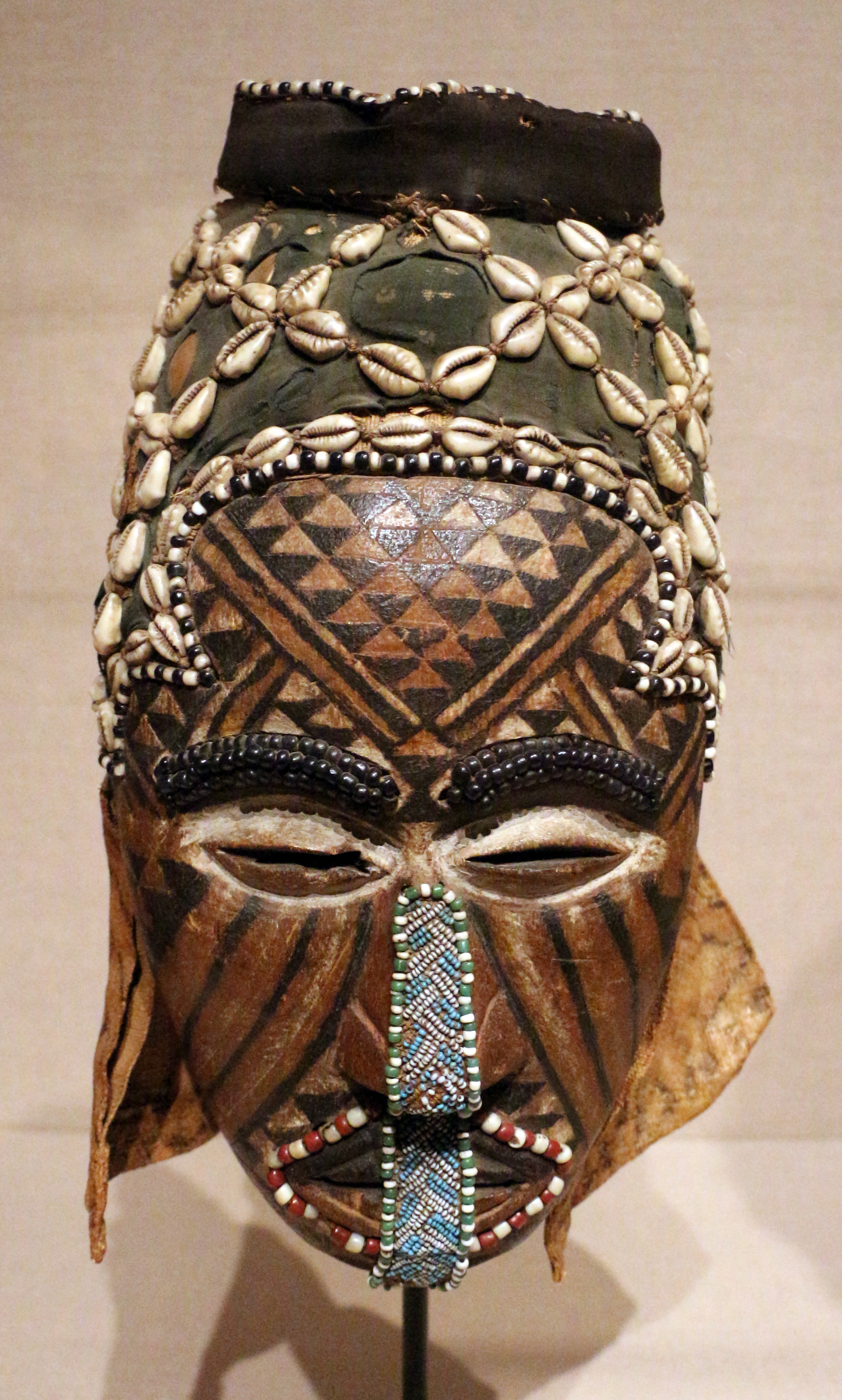
Маска Нгаад-А-Мваш; створена митцями народу Куба; кінець XIX — початок XX століття; дерево, мушлі, скляні намистини, рафія та пігмент; висота: 82 см; Детройтський інститут мистецтв, Детройт, Мічиган, США
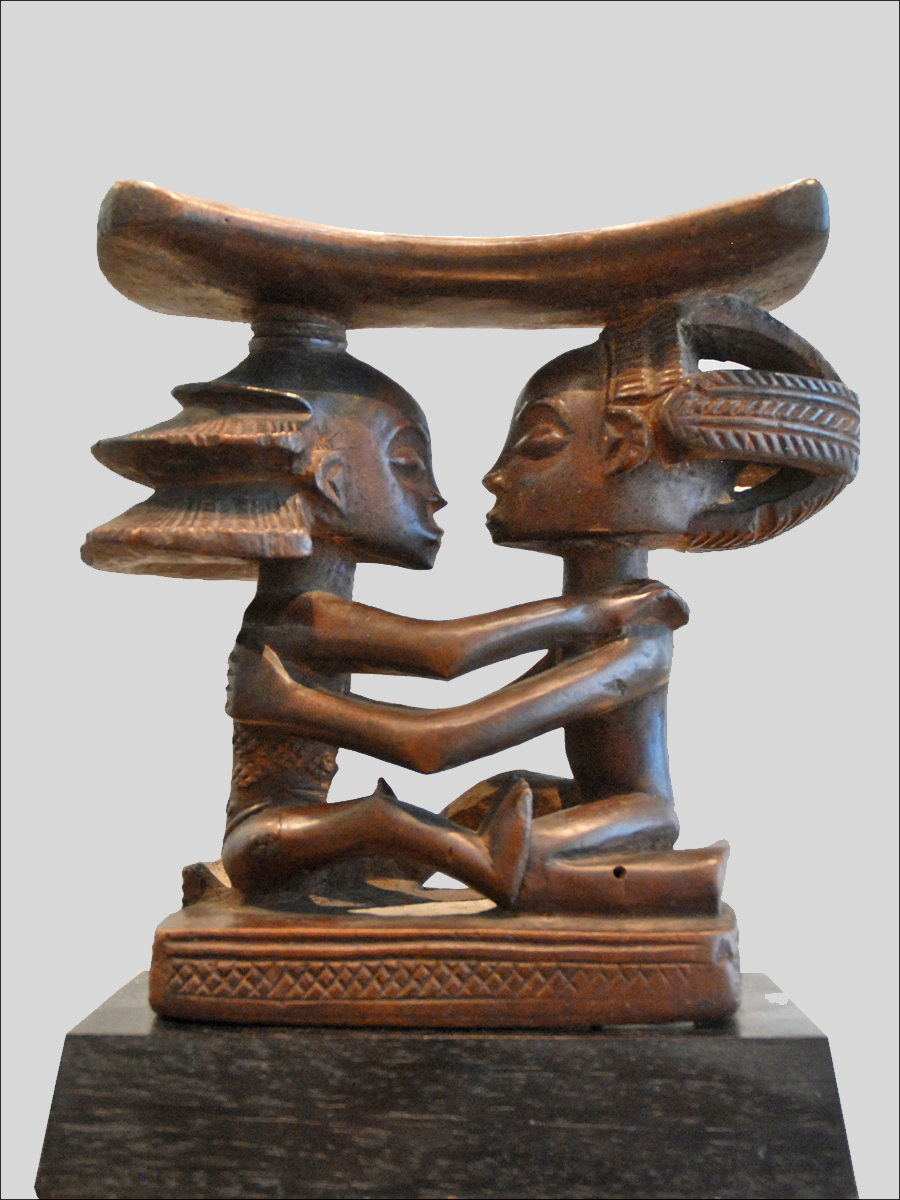
Підголівник; створено митцями народу Луба; XIX ст.; деревина; висота: 18,5 см; Музей на набережній Бранлі (Париж)

## Океанія
Мистецтво Океанії охоплює такі географічні регіони, як Мікронезія, Полінезія, Австралія, Нова Зеландія та Меланезія. Один із підходів розглядає цей регіон тематично, зосереджуючись на таких аспектах, як родовід, бойові дії, тіло, гендер, торгівля, релігія та туризм. На жаль, із давнього мистецтва Океанії збереглося дуже мало. Дослідники вважають, що це, ймовірно, пов'язано з тим, що митці використовували нетривкі матеріали, такі як дерево та пір'я, які не збереглися в тропічному кліматі, а також із відсутністю історичних записів, до яких можна було б звернутися щодо більшості цих матеріалів. Розуміння мистецьких культур Океанії, таким чином, починається з їх документування західними дослідниками, зокрема капітаном Джеймсом Куком, у XVIII столітті. На рубежі XX століття французький художник Поль Гоген провів значну частину часу на Таїті, живучи серед місцевого населення та створюючи модерне мистецтво — факт, який і донині тісно переплетений із візуальною культурою Таїті[джерело?]. Мистецтво корінного населення Австралії часто виглядає як абстрактне сучасне мистецтво, але воно має глибоке коріння в місцевій культурі.
Мистецтво Океанії є останньою великою художньою традицією, яку було визнано світом. Незважаючи на те, що це одна з найдовших безперервних традицій мистецтва у світі, яка нараховує щонайменше п'ятдесят тисячоліть, вона залишалася відносно невідомою до другої половини XX століття.
Часто нетривкі матеріали мистецтва корінного населення Австралії ускладнюють визначення давнини більшості форм мистецтва, які практикуються сьогодні. Найдовговічнішими формами є численні наскельні гравюри та наскельні розписи, які можна знайти по всьому континенту. Свідчення вказують на те, що у районі скельного уступа Арнем-Ленд розписи створювалися п'ятдесят тисяч років тому, тобто раніше за палеолітичні наскельні малюнки в Альтамірі та Ласко в Європі.

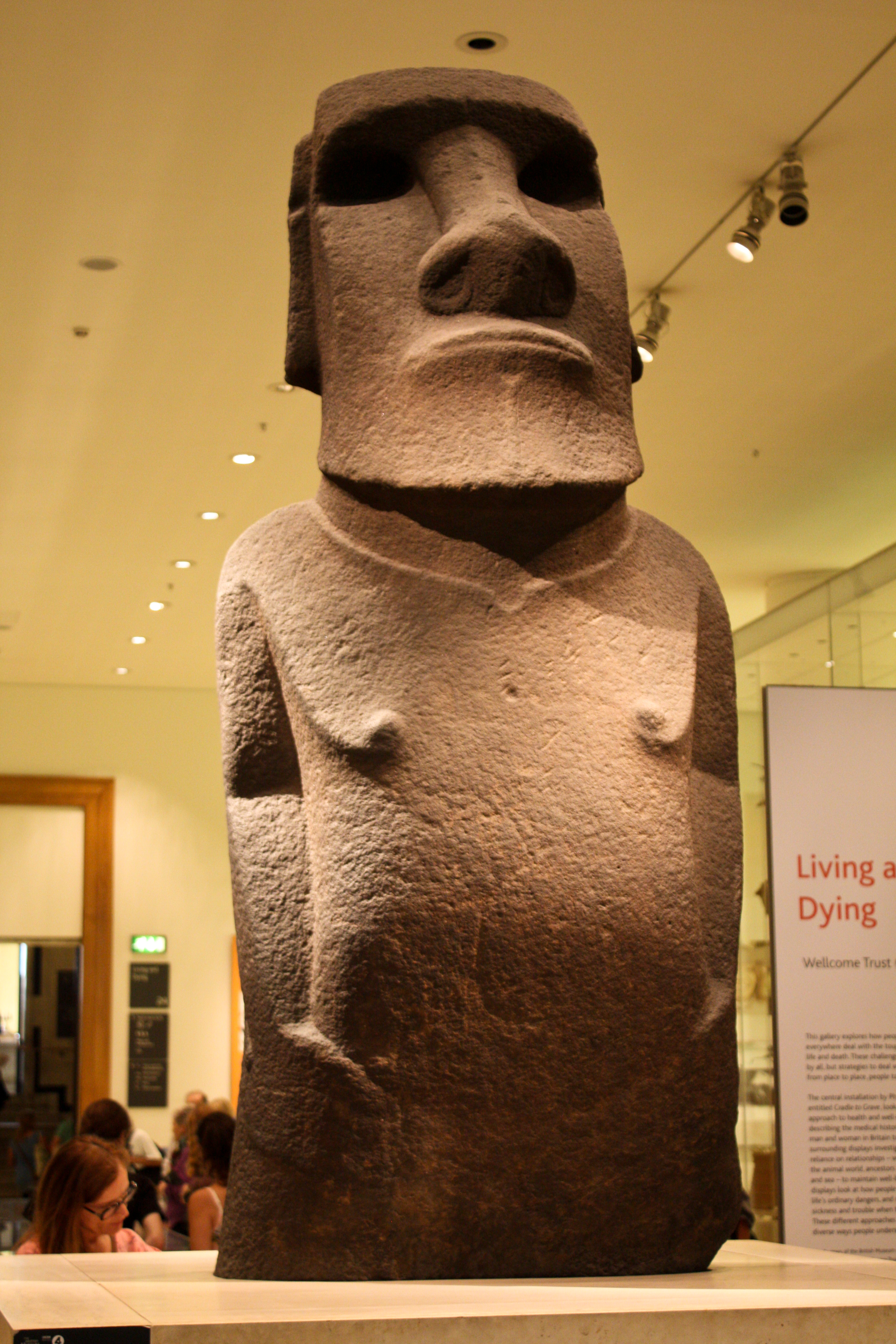
Хоа Хаканана'а[en], зразок моаї; прибл. 1200 р.; застигла лава; висота: 242 см; Британський музей (Лондон)
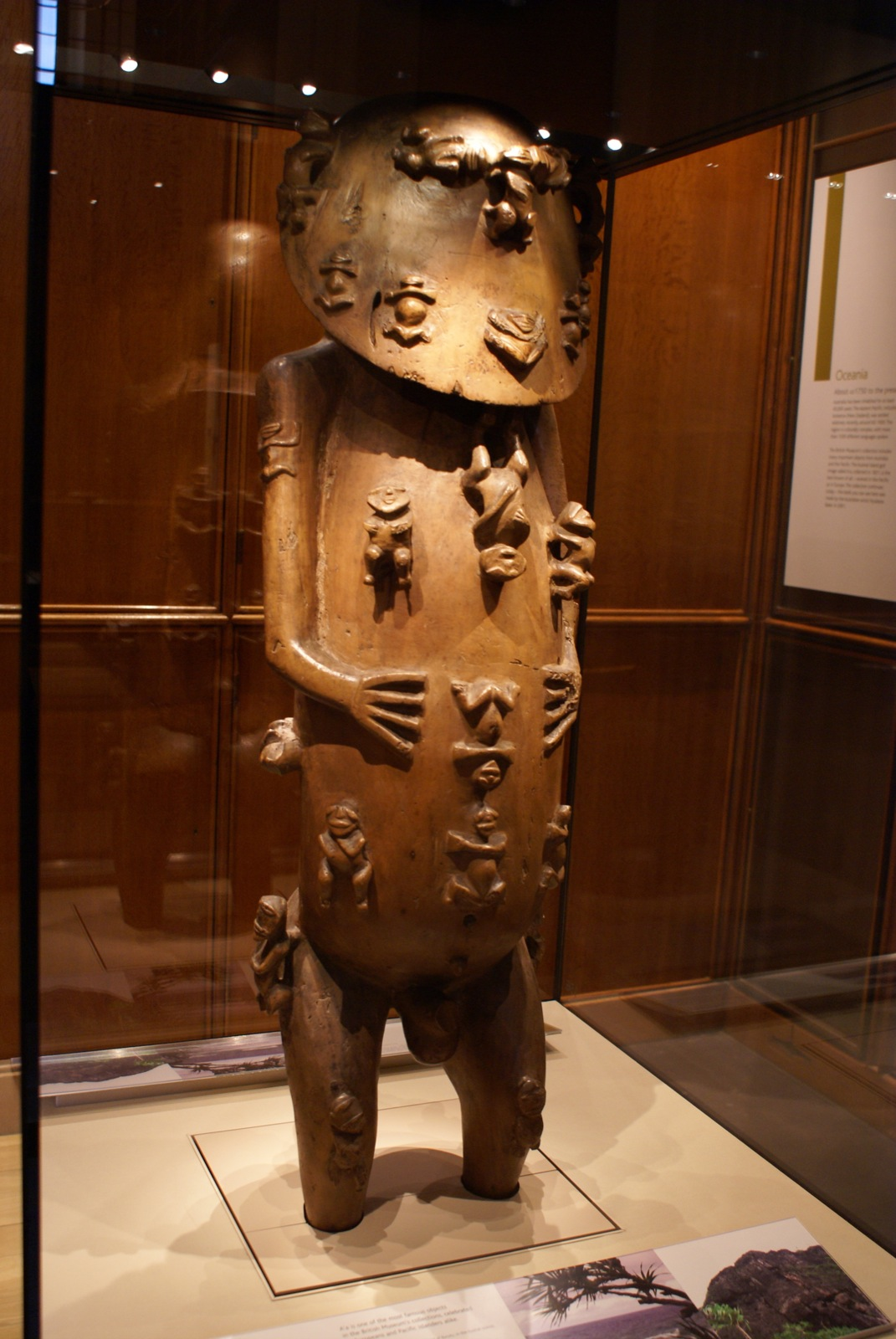
Статуя А'а з Руруту[en]; ймовірно XVIII ст.; деревина; висота: 117 см; Британський музей
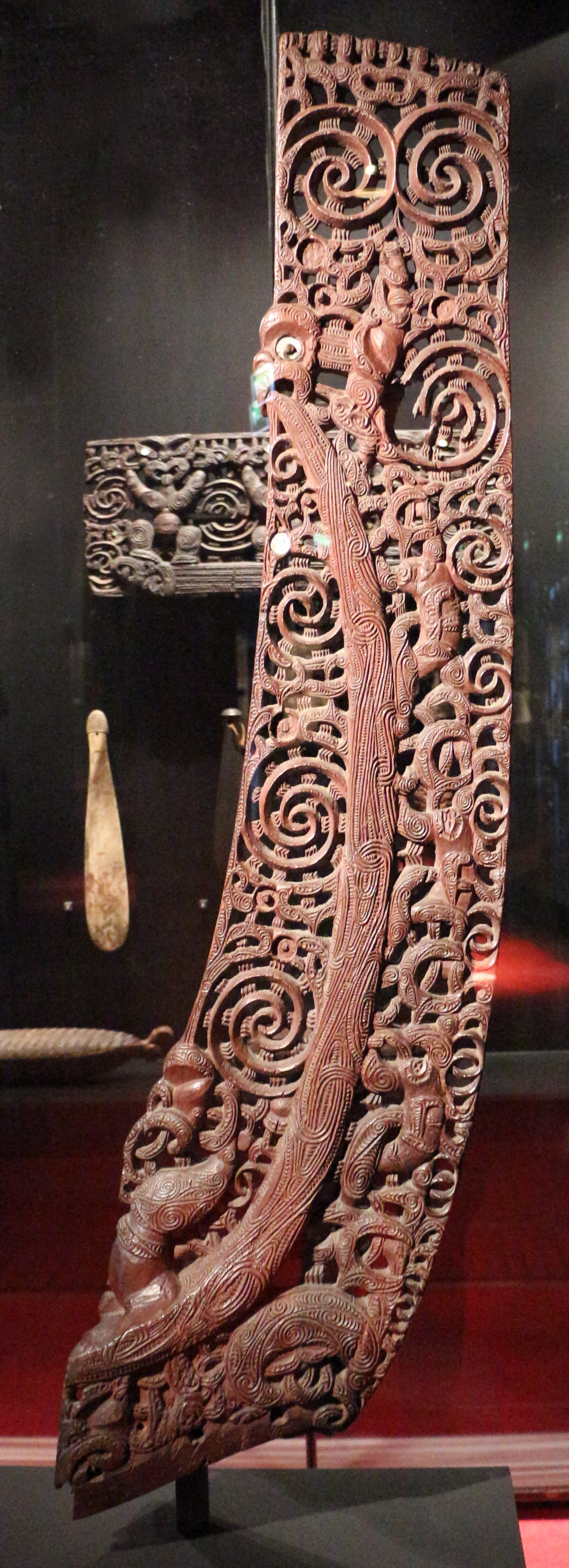
Таурапа (корма каное маорі); кінець XVIII — початок XIX століття; дерево і мушля; висота: 148 см; Музей на набережній Бранлі (Париж)
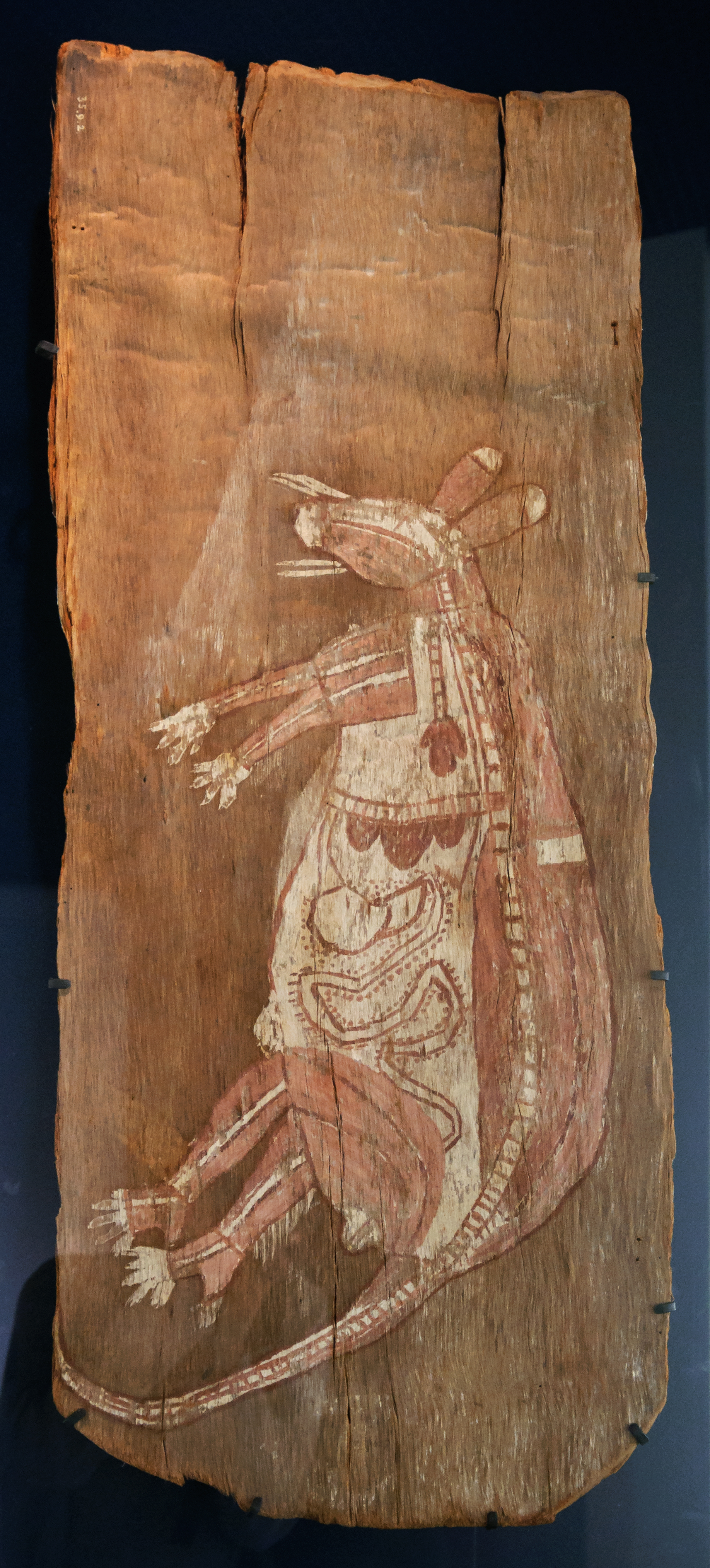
Австралійське зображення тотемного предка кенгуру; прибл. 1915 р.; розпис по корі; 92,5 × 35,5 см; Музей на набережній Бранлі

## Європа

### Середньовіччя
Із занепадом Римської імперії починаючи з прибл.  300 р. н.е., починається епоха, яку пізніше буде визначено як Середньовіччя. Вона тривала близько тисячоліття, до початку епохи Відродження прибл.  1400 р. Ранньохристиянське мистецтво є характерним для початкового етапу цього періоду, за яким послідували візантійське мистецтво, англо-саксонське мистецтво, мистецтво вікінгів, оттонське мистецтво, романське мистецтво та готичне мистецтво, тоді як ісламське мистецтво домінувало у східному Середземномор'ї. Середньовічне мистецтво виросло з художньої спадщини Римської імперії та Візантії, змішаної з «варварською» художньою культурою Північної Європи.
У візантійському та готичному мистецтві Середньовіччя домінування церкви призвело до появи великої кількості релігійного мистецтва. Золото широко використовувалося в живописі, де фігури зображувалися в спрощених формах.

#### Візантія
Візантійське мистецтво складається з сукупності християнських грецьких мистецьких творів Східної Римської (Візантійської) імперії, а також націй і держав, які успадкували культуру цієї імперії. Хоча сама Візантійська імперія виникла після занепаду Риму та проіснувала до падіння Константинополя в 1453 році, дата початку візантійського періоду є більш чіткою в історії мистецтва, ніж в політичній історії, хоча й досі є неточною. Багато держав східної православної традиції у Східній і Центральній Європі, а також певною мірою мусульманські держави східного Середземномор'я, зберігали багато аспектів культури та мистецтва імперії протягом століть.
Візантійське мистецтво, що збереглося, переважно релігійне і, за винятком окремих періодів, є дуже канонічним, дотримується традиційних зразків, які ретельно перетворюють церковну теологію в художні форми. Фресковий живопис, ілюміновані рукописи та дерев'яні панелі, а також (особливо в ранні періоди) мозаїка були основними видами мистецтва, тоді як фігуративна скульптура зустрічалася вкрай рідко, за винятком невеликих різьблених виробів з слонової кістки. Зображення в рукописах зберігали до самого кінця певні елементи класичної реалістичної традиції, які були відсутні в масштабніших творах. Візантійське мистецтво було дуже престижним і затребуваним у Західній Європі, де воно зберігало постійний вплив на середньовічне мистецтво майже до кінця середньовіччя. Особливо це стосувалося Італії, де візантійські стилі зберігалися в зміненій формі до XII століття й стали визначальним впливом на мистецтво італійського Відродження. Однак нечисленні зовнішні впливи позначилися на візантійському стилі. З розширенням східної православної церкви візантійські форми та стилі поширилися по всьому православному світу та за його межами. Вплив візантійської архітектури, особливо в релігійних спорудах, можна знайти в різних регіонах від Єгипту та Аравії до Росії та Румунії.
Візантійська архітектура добре відома використанням куполів. Вона також часто включала мармурові колони, кесонні стелі та розкішне оздоблення, зокрема широке використання мозаїки із золотим фоном. Будівельним матеріалом, який використовували візантійські архітектори, вже був не мармур, який так цінували стародавні греки. Для вікон візантійці використовували переважно камінь і цеглу, а також тонкі алебастрові листи. Мозаїкою покривали цегляні стіни та будь-яку іншу поверхню, де фреска не могла довго зберігатися. Гарними прикладами мозаїк протовізантійської епохи є ті, що збереглися в соборі Святого Дмитрія в Салоніках (Греція), базиліці Сант-Аполлінаре-Нуово та базиліці Сан-Вітале (обидві — в Равенні, Італія), а також у Софійському соборі в Стамбулі. Греко-римські храми і візантійські церкви суттєво відрізняються за своїм зовнішнім і внутрішнім виглядом. У давнину найважливішою частиною храму була його зовнішня сторона, оскільки до внутрішнього приміщення, де містилася культова статуя божества, якому був присвячений храм, мав доступ лише жрець. Храмові церемонії в давнину відбувалися зовні, і віруючі бачили лише фасад храму, який складався з колон, антаблемента та двох фронтонів. На відміну від цього, християнські літургії відбувалися всередині церков, тому зовнішнє оздоблення зазвичай було мінімальним або взагалі відсутнє.

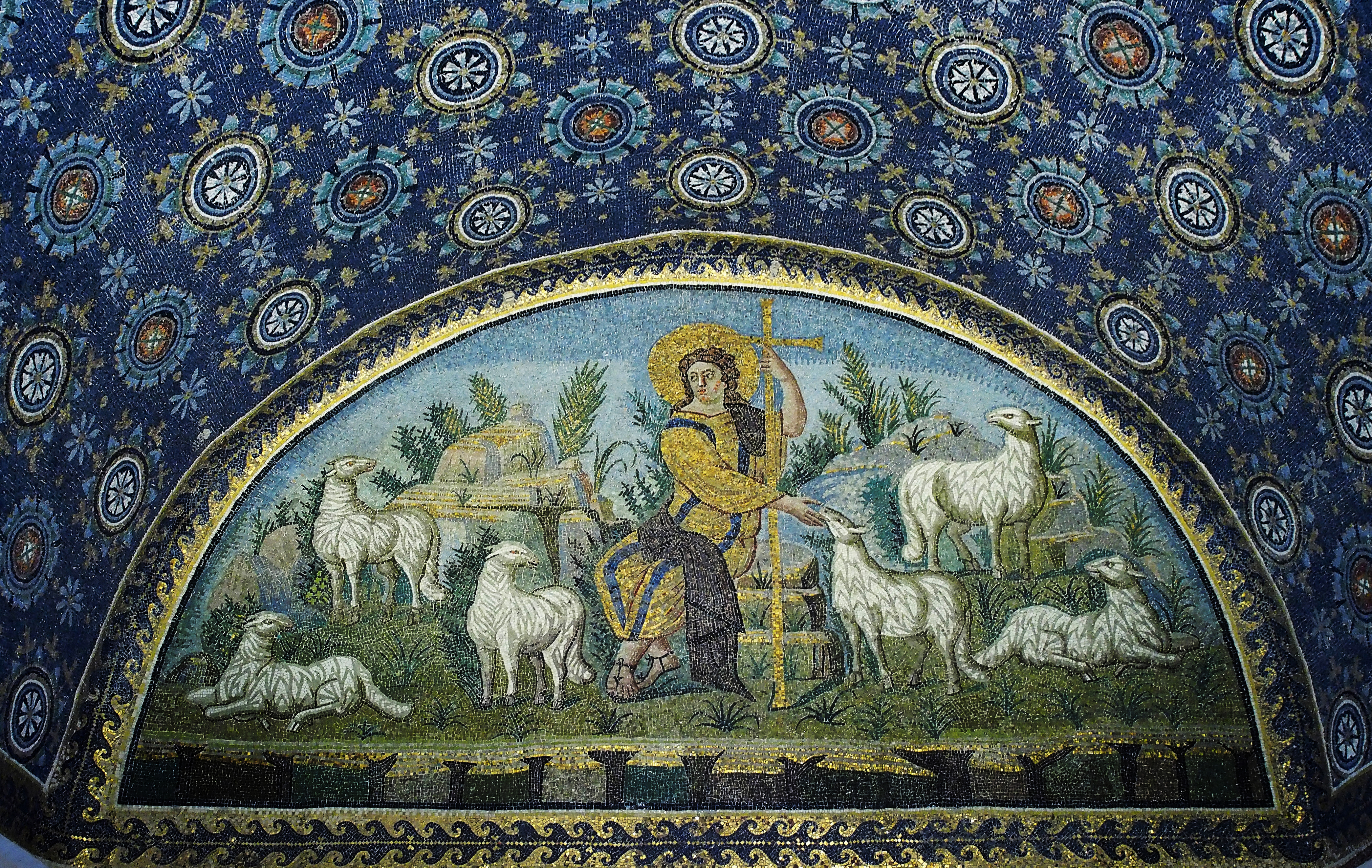
Христос як добрий пастир[en]; прибл. 425–430 рр.; мозаїка; ширина: прибл. 3 м; Мавзолей Галли Плацідії (Равенна, Італія)
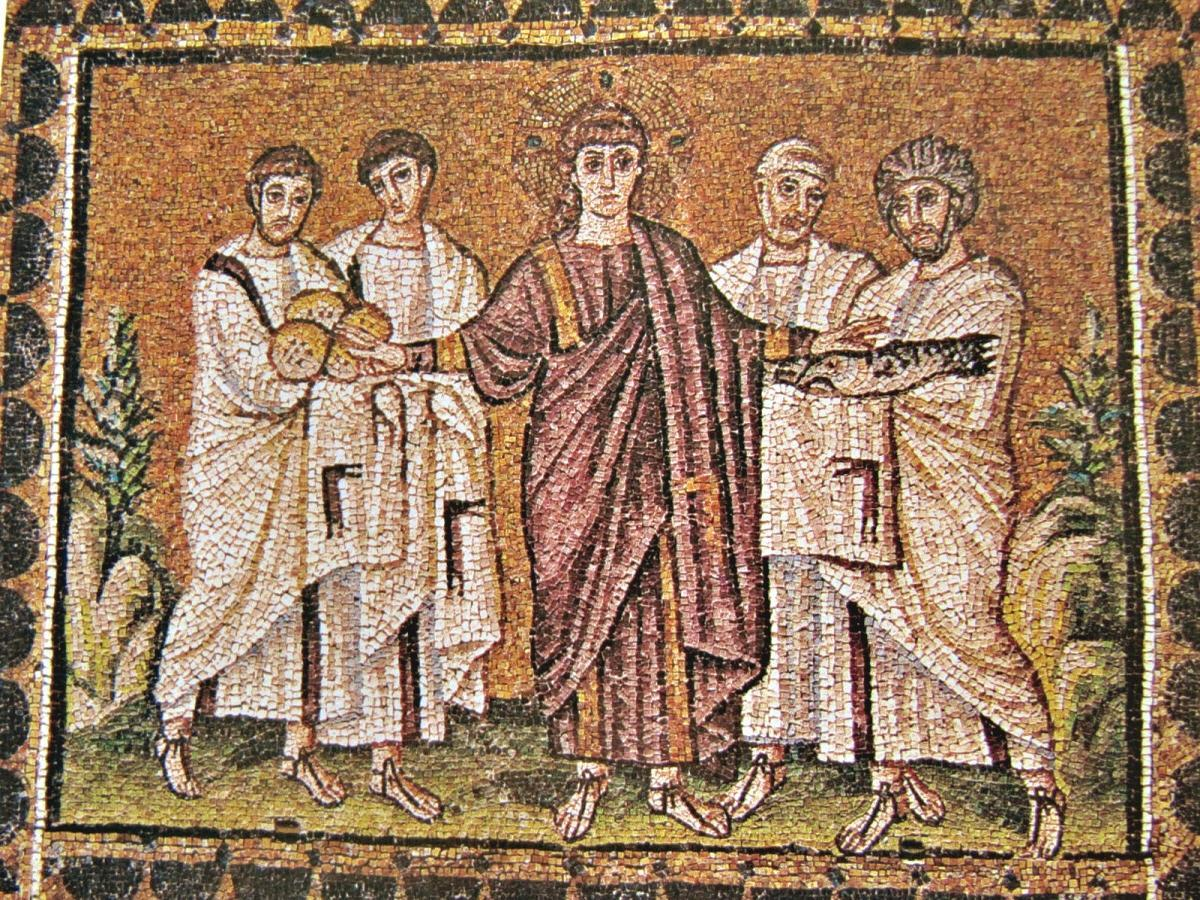
Нагодування п'яти тисяч; прибл.520 р.; мозаїка; розміри невідомі; базиліка Сант-Аполлінаре-Нуово, Равенна, Італія
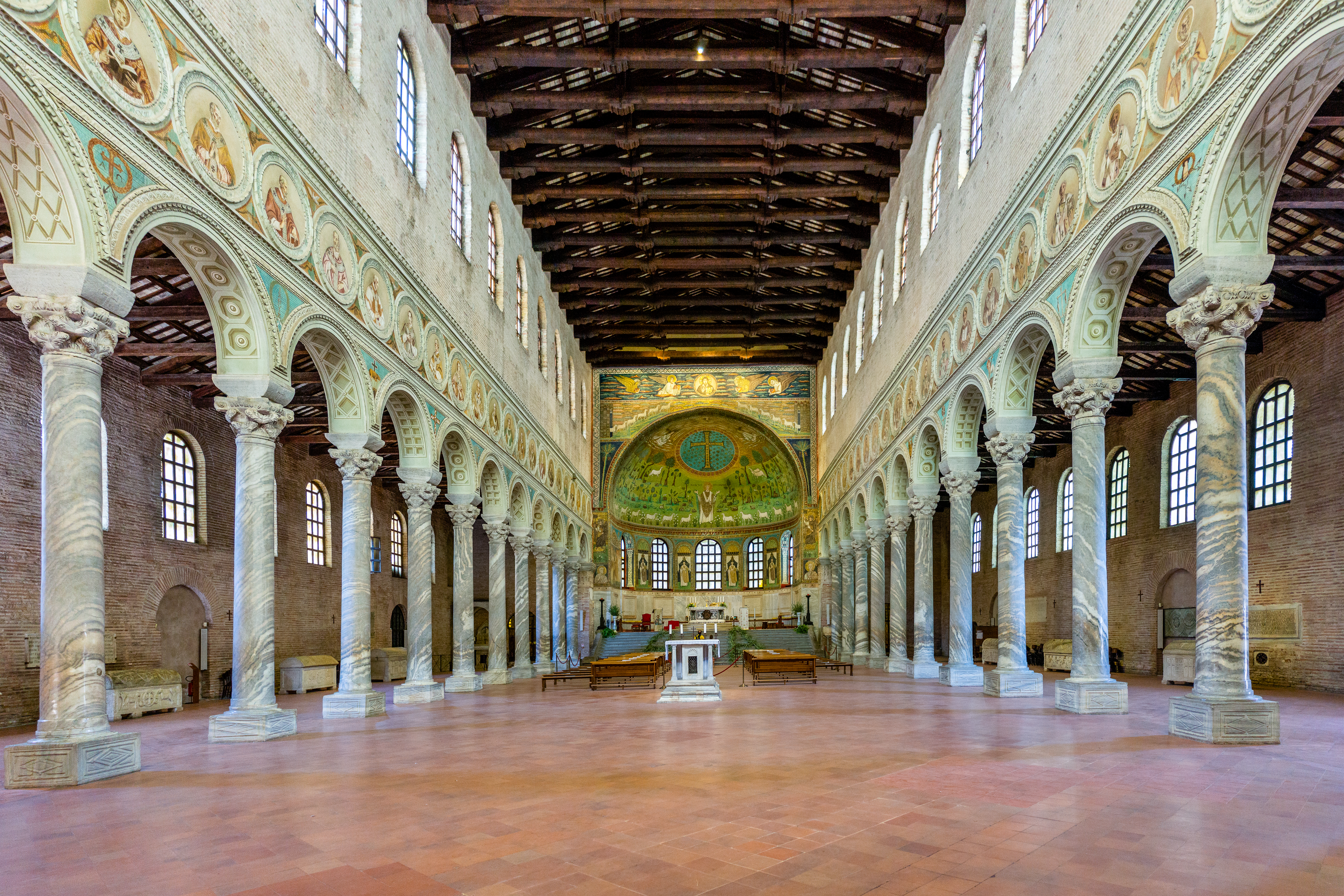
Базиліка Сант-Аполлінаре-ін-Классе[en], Равенна, невідомий архітектор, прибл.530 р.
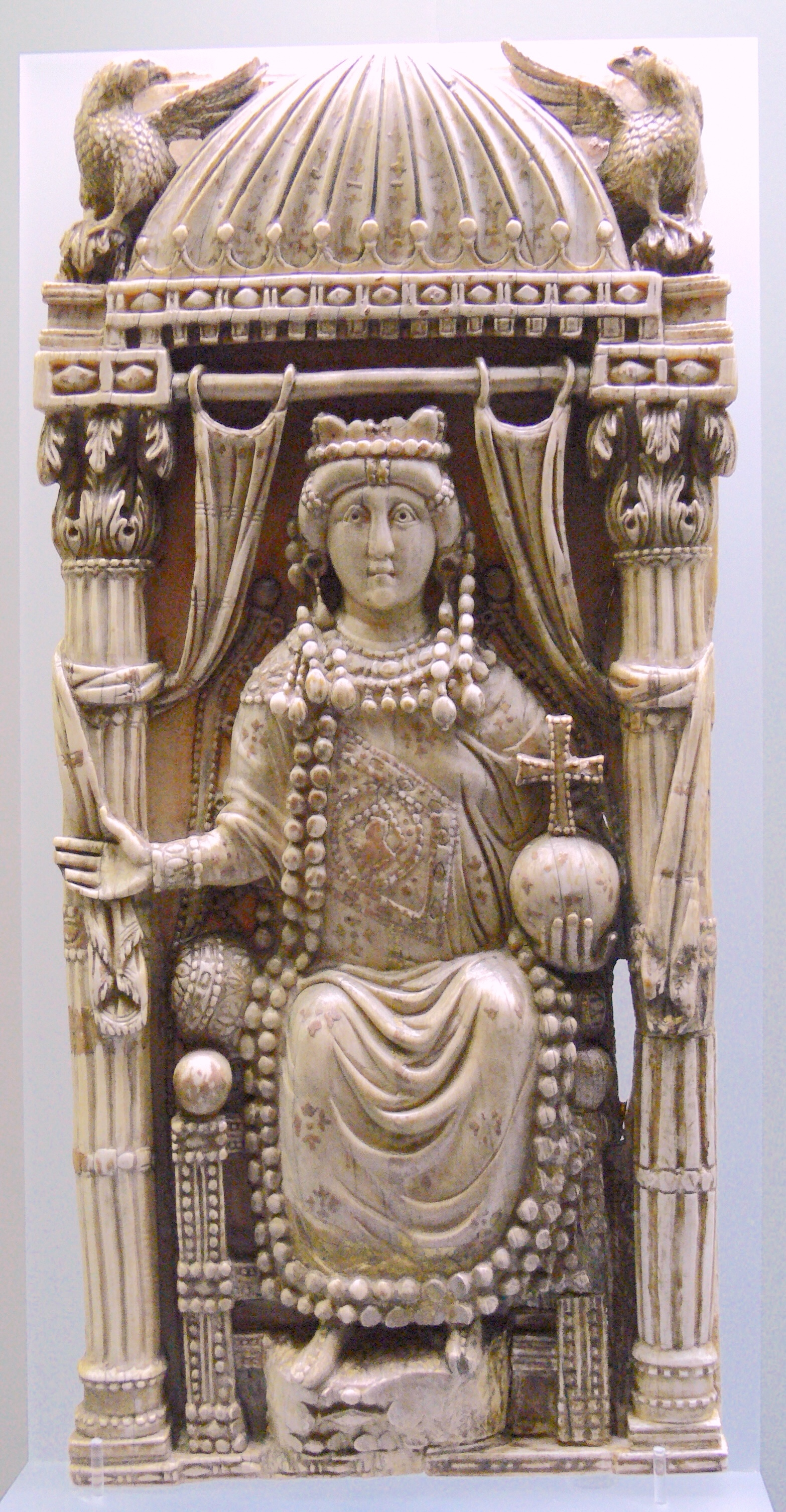
Стулка диптиха із зображенням візантійської імператриці; VI століття; слонова кістка зі слідами позолоти та листя; висота: 26,5 см; Музей історії мистецтв (Відень, Австрія)
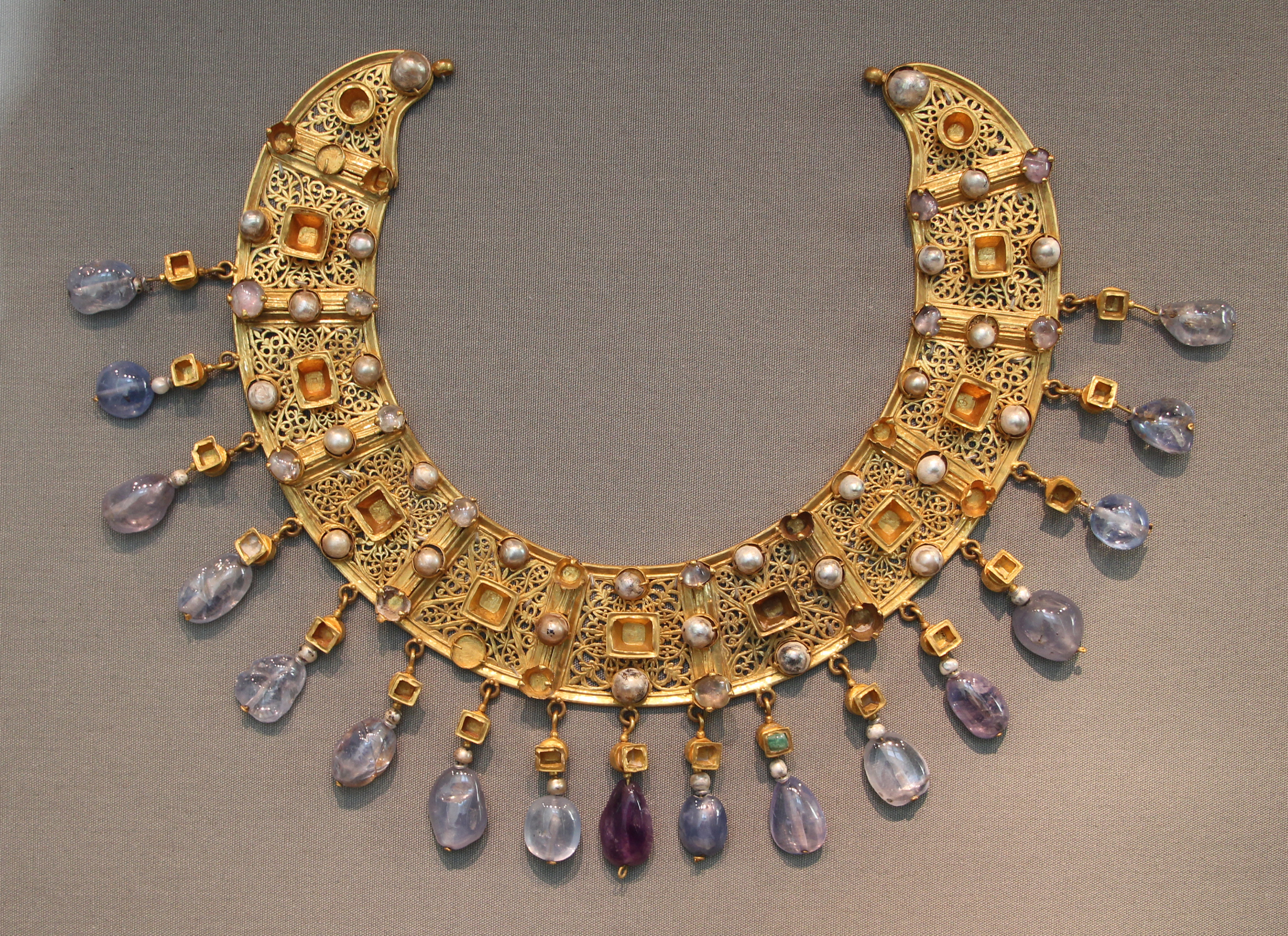
Кольє; кінець VI – VII століття; золото, смарагд, сапфір, аметисти та перлини; діаметр: 23 см; з константинопольської майстерні; Берлінське античне зібрання (Берлін, Німеччина)
Сторінка Євангелія з коментарями: портрет Марка; 1000–1100 рр.; чорнило, темпера, золото, велень і шкіряна палітурка; аркуш: 28 × 23 см; Клівлендський музей мистецтв (Клівленд, Огайо, США)
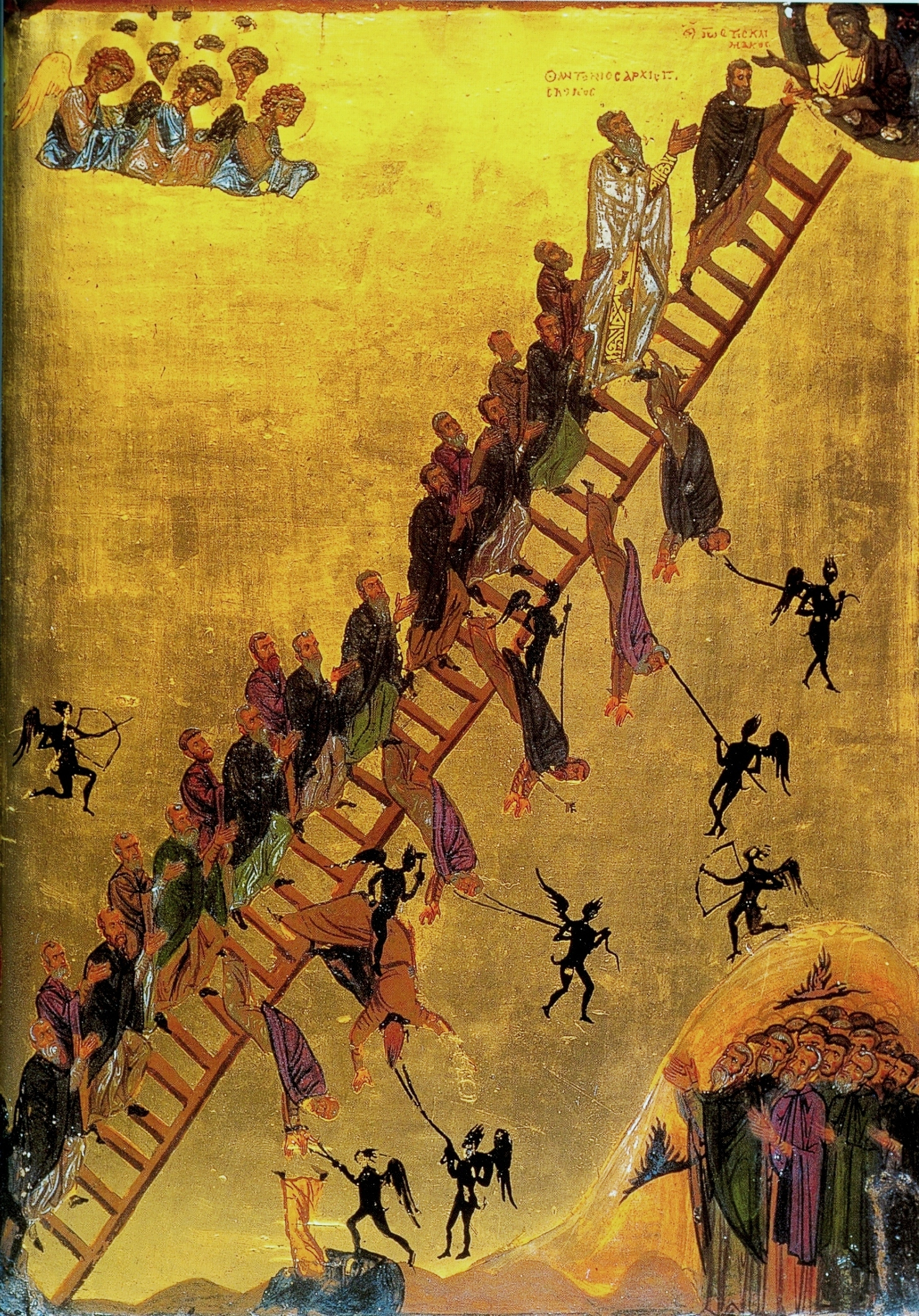
Сходи Божественного Сходження[en]; кінець XII ст.; темпера та сухозлітне золото на панелі; 41 x 29,5 см; Монастир святої Катерини (Синайський півострів, Єгипет)
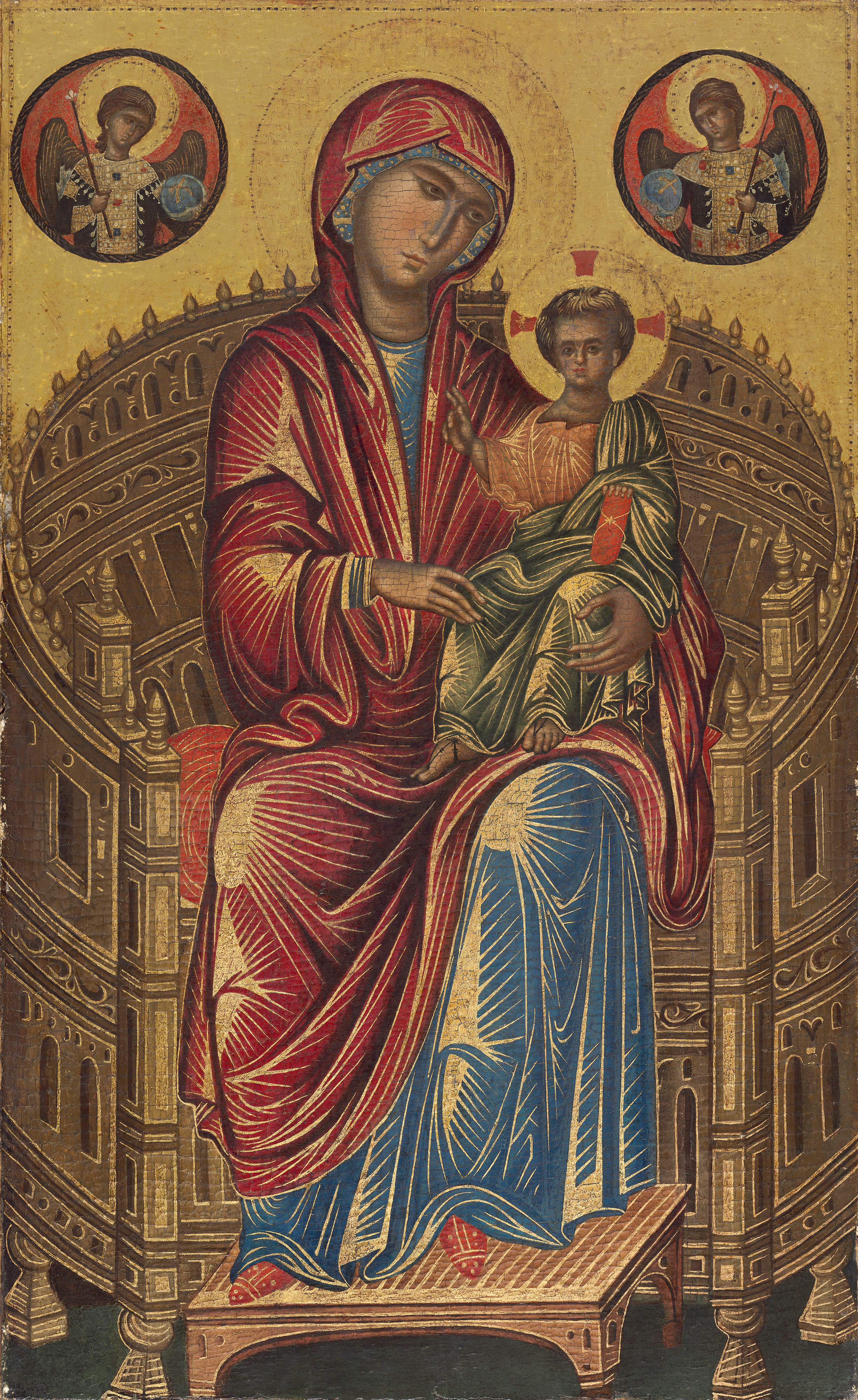
Мадонна з немовлям на вигнутому троні; прибл.1280 р.; темпера на панелі; 81,5 x 49 см; Національна галерея мистецтва, Вашингтон, округ Колумбія

#### Каролінзьке та Оттонське мистецтво
Каролінзьке мистецтво (VIII—IX ст.) виникло за правління Карла Великого, поєднавши римські, ранньохристиянські та германські впливи, створивши особливий стиль. Воно ознаменувало Каролінзьке відродження, зосереджене на відновленні класичних римських художніх традицій із включенням місцевих германських елементів. Ключовими рисами були ілюміновані рукописи, як-от Євангеліє з Аахена, релігійна іконографія, вишукані металеві вироби та архітектура. Серед визначних творів — палацова капела Карла Великого в Аахені. Каролінзьке мистецтво наголошувало на християнській тематиці з детальними зображеннями святих, біблійних сцен і класичних мотивів, заклавши основу для пізнішого середньовічного мистецтва в Західній Європі.
Оттонське мистецтво — це стиль у дороманському мистецтві Німеччини, який також охоплює деякі твори з Нижніх країн, Північної Італії та Східної Франції. Його назвав історик мистецтва Губерт Янічек на честь династії Оттонів, яка правила Німеччиною та північною Італією між 919 і 1024 роками за королів Генріха I, Оттона I, Оттона II, Оттона III та Генріха II. Разом з оттонською архітектурою він є ключовим елементом оттонського відродження (прибл. 951—1024 рр.). Однак початок і кінець стилю не збігаються точно з початком і кінцем правління династії. Він виник через кілька десятиліть після початку їхнього правління і тривав і після Оттонських імператорів — аж до періоду ранньої Салічної династії, яка не має власного художнього «стильового» визначення. В усталеній періодизації історії мистецтва оттонське мистецтво йде за каролінзьким мистецтвом і передує романському, хоча переходи на обох кінцях цього періоду є поступовими, а не раптовими. Подібно до першого і на відміну від останнього, це був стиль, який переважно обмежувався кількома невеликими містами того періоду, важливими монастирями, а також придворними колами імператора та його найвпливовіших васалів.
Після занепаду Каролінзької імперії у IX столітті Священна Римська імперія була відновлена під керівництвом саксонської династії Оттонів. З цього постала оновлена віра в ідею Імперії та реформовану Церкву, що започаткувало період інтенсивного культурного й мистецького розвитку. У цій атмосфері були створені шедеври, які поєднали традиції, з яких черпали натхнення оттонські митці: моделі пізнього античного, каролінзького та візантійського походження. Оттонське мистецтво, що збереглося, є переважно релігійним у формі ілюмінованих рукописів та металевих виробів. Воно створювалося у невеликій кількості центрів для обмеженого кола замовників з імператорського двору, а також для визначних представників церкви. Однак значна частина цього мистецтва була створена для показу ширшій публіці, особливо паломникам.
Стиль загалом вирізняється величністю й масивністю, подекуди — аж до надмірності, і спочатку був менш витонченим, ніж каролінзькі зразки: з менш прямим впливом візантійського мистецтва та меншою обізнаністю з його класичними зразками. Однак близько 1000 року в багатьох творах з'являється разюча інтенсивність і експресивність, коли «урочиста монументальність поєднується з живою внутрішністю, іншим, видінням сповненим характером — з пильною увагою до реальності, візерунковими лініями та яскравими барвами — з пристрасною емоційністю».

#### Романське мистецтво
Романський стиль, перший загальноєвропейський стиль, що виник після Римської імперії, охоплював період від середини X до XIII століття. Цей час ознаменувався відродженням монументальних кам'яних споруд зі складними архітектурними програмами.
Романські церкви вирізняються чіткою структурою та геометричною ясністю, поєднаними в єдиний об'ємний ансамбль. Архітектура стримана, але оживлена декоративною різьбою капітелей і порталів, а також розписаними фресками інтер'єрами. Геометричні та рослинні орнаменти поступово поступаються місцем усе більш об'ємній фігуративній скульптурі.
Церкву святого Михаїла в Гільдесгаймі, Німеччина, 1001—1030 рр., іноді розглядають як пророманську церкву[джерело?].
Від середини XI до початку XIII століття романські розписи були двовимірними, вирізнялися сміливими лінійними контурами та геометричністю, особливо в обробці драпірувань; художники надавали перевагу симетрії та фронтальності. Практично всі західні церкви були розписані, але, ймовірно, лише деякі художники були ченцями; натомість більшу частину цієї роботи виконували мандрівні художники. Первинне нанесення основних форм зображення виконували по вологій штукатурці земляними фарбами. Обмежена палітра, в якій переважали білий, червоний, жовті охри та лазуровий, використовувалася для досягнення максимального візуального ефекту; насичене забарвлення створювало тло у вигляді смуг — прийом, що походить із пізньої класичної доби як спроба розмежувати землю й небо.
У другій половині XI та у XII століттях — у період розквіту західного монашества — Європа зазнала безпрецедентних економічних, соціальних і політичних змін, що призвело до зростання добробуту землевласників, зокрема монастирів. Збільшувався попит на книги, а економічне піднесення сприяло створенню вишуканих ілюмінованих рукописів.
Одним із видатних артефактів епохи є 70-метровий гобелен з Байо. Він зображує події, що привели до норманського завоювання Англії з головними дійовими особами — Вільгельмом, герцогом Нормандії, і Гарольдом, графом Вессекським, який згодом став королем Англії, кульмінацією яких стала битва при Гастінгсі 1066 року. Вважається, що він датується XI століттям. Він розповідає історію з точки зору завойовників-норманів, але нині загальновизнано, що його було створено в Англії — найімовірніше, жінками, хоча автор дизайну залишається невідомим. Він зберігається у Франції.

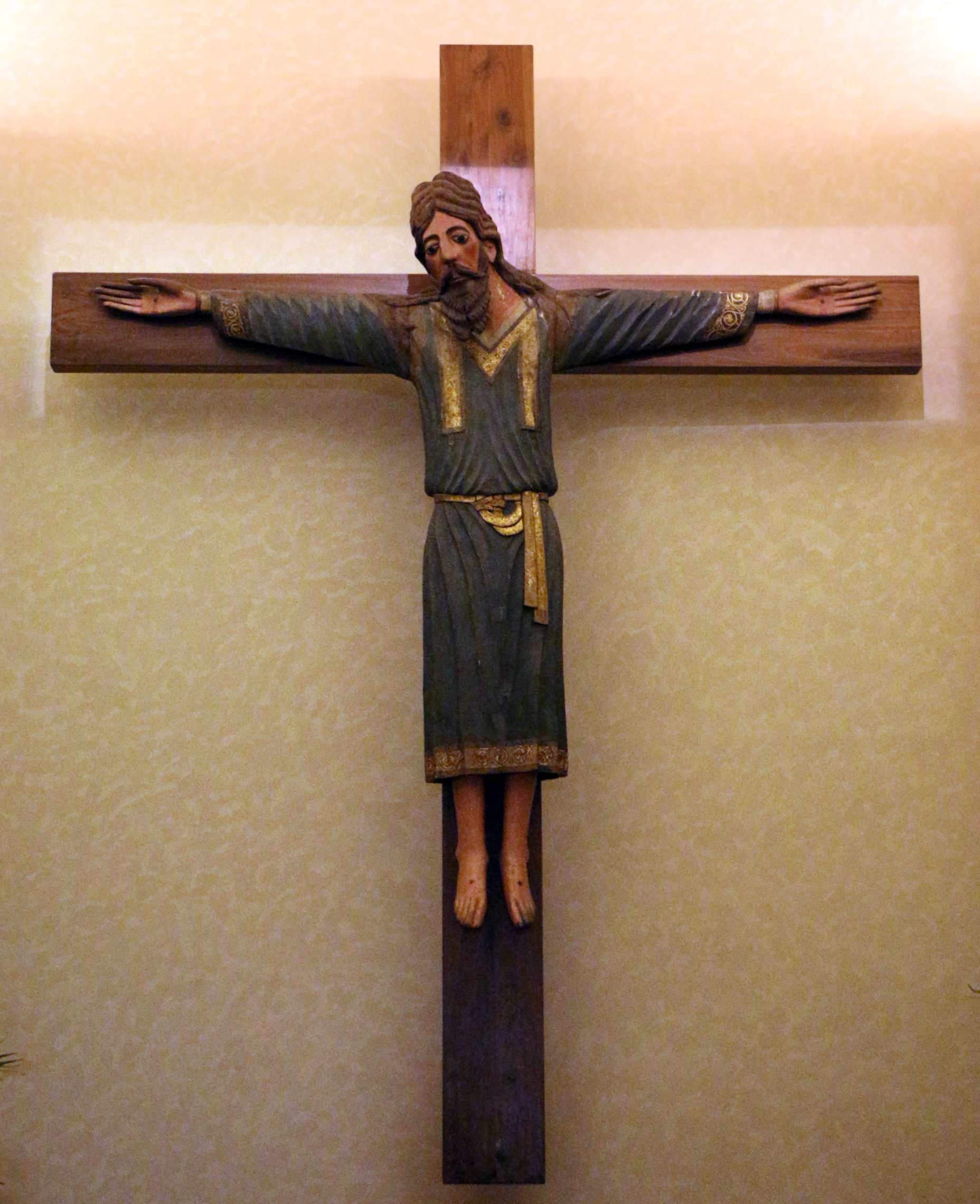
'Святе Обличчя'; 904–1018 рр.; дерево з поліхромією; висота: 2,9 м; кафедральний собор Сансеполькро[en] (Сансеполькро, Італія)
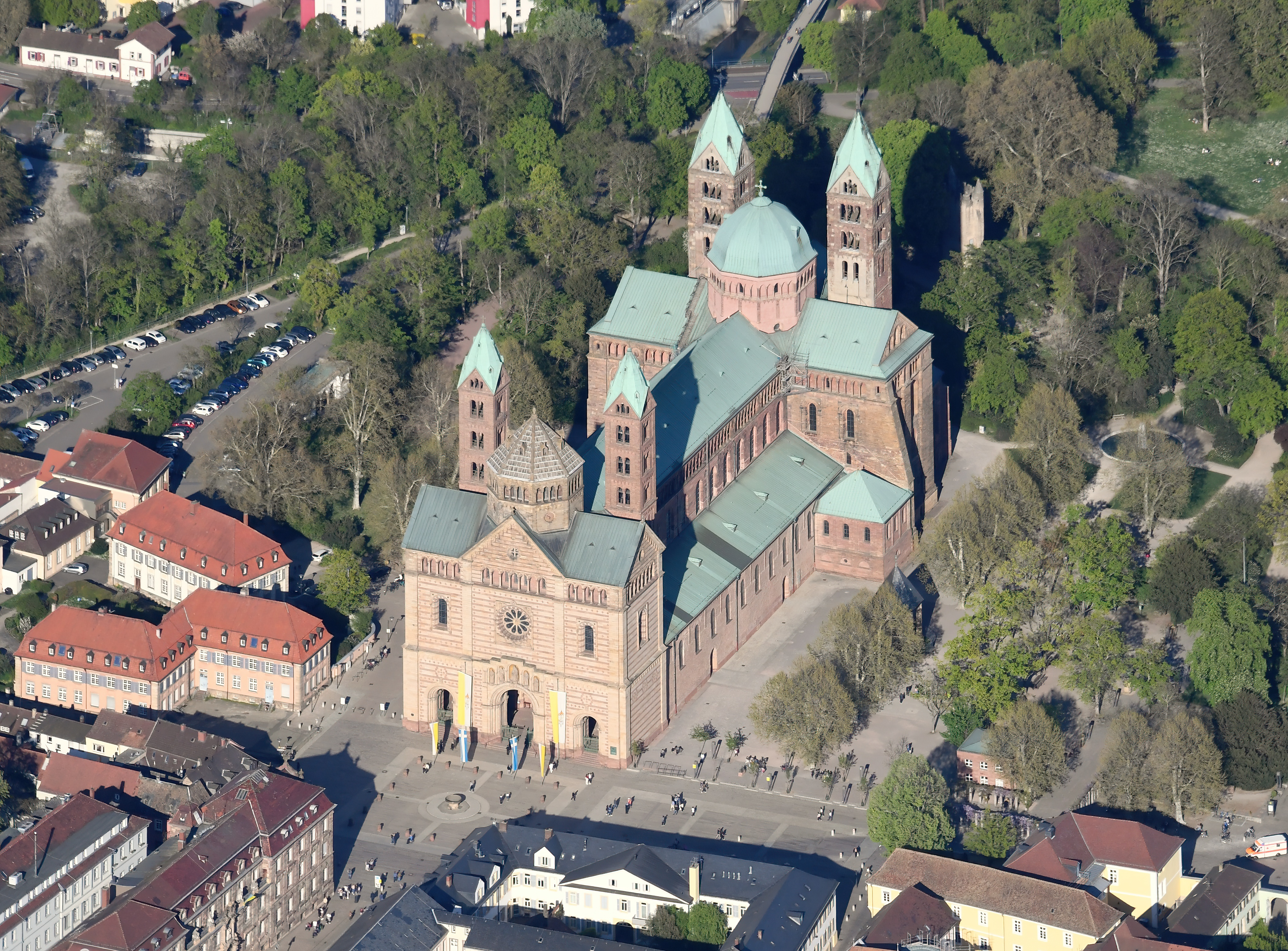
Шпаєрський собор (Шпаєр, Німеччина), 1030-1106 рр.
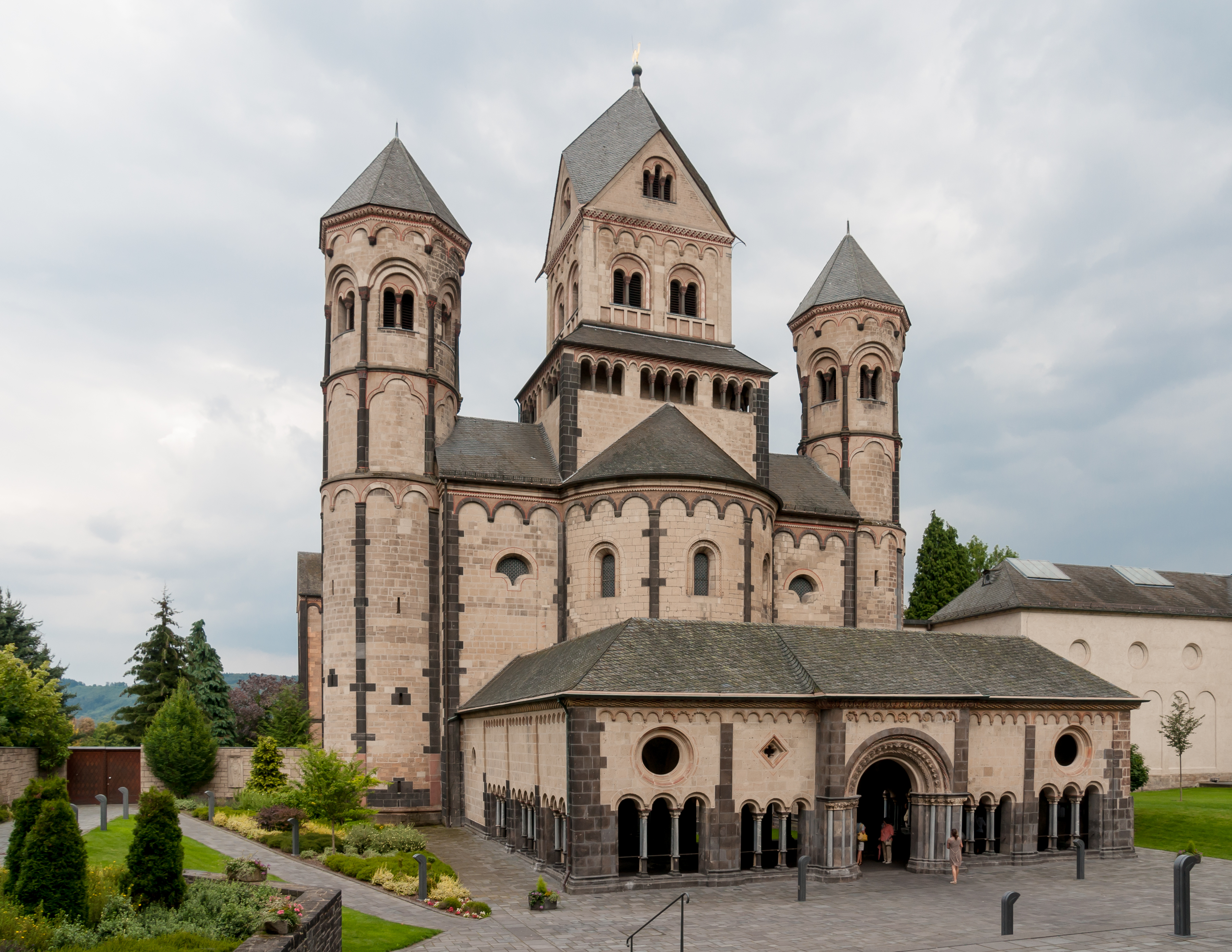
Абатство Марії Лаах (Рейнланд-Пфальц, Німеччина), 1093-1230 рр.
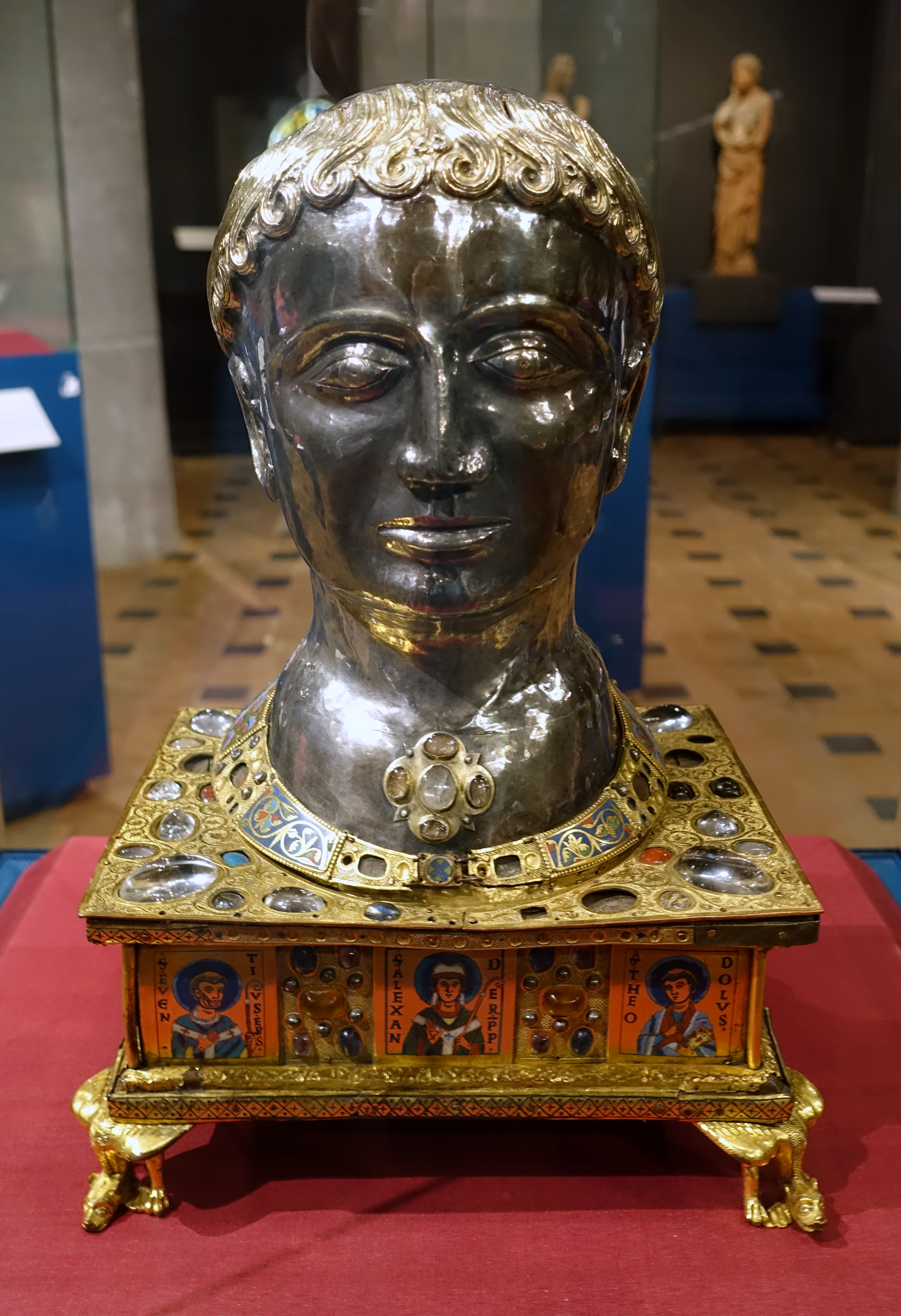
Голова папи Олександра; 1145 р.; дерево, срібло, позолочена бронза, коштовне каміння, перлини та емаль шамплеве; висота: прибл. 45 см; Музей мистецтва та історії[en] (Брюссельський столичний регіон, Бельгія)
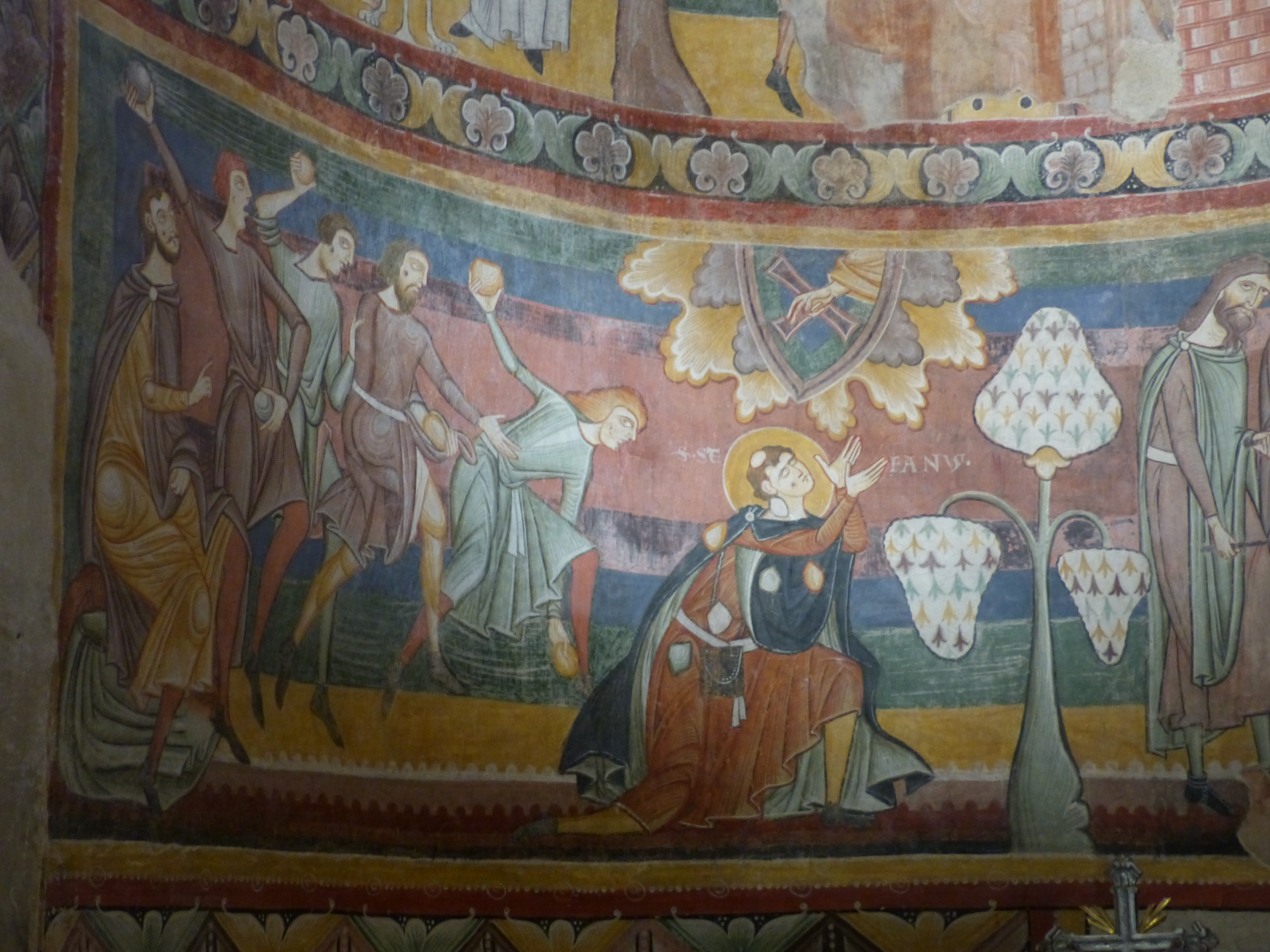
Побиття камінням святого Стефана; 1160-ті роки; фреска; висота: 1,3 м; Монастир Святого Іоанна (Валь-Мюштайр, Граубюнден, Швейцарія)

### Готичне мистецтво
Готичне мистецтво виникло в Північній Франції з романського в XII столітті н. е. під впливом одночасного розвитку готичної архітектури. Воно поширилося на всю Західну Європу, а також значну частину Південної та Центральної Європи, хоча й ніколи повністю не витіснило більш класичні стилі в Італії. Наприкінці XIV століття сформувався витончений придворний стиль міжнародної готики, який продовжував розвиватися до кінця XV століття.
Цегляна готика була особливим стилем готичної архітектури, поширеним у Північно-Східній і Центральній Європі, особливо в регіонах навколо Балтійського моря, де відсутні поклади природного каменю. Будівлі зводилися переважно з цегли.
Величні готичні собори з їхніми скульптурними програмами та вітражами є втіленням готичного стилю. Він відрізняється від романського стилю своїми склепіннями у формі ребер і використанням стрілчастих арок. Замість масивних романських стін готичні будівлі тонкі й високі. Гвинтові сходи в баштах є характерною особливістю готичної архітектури.
Готичний живопис, більша частина якого виконана темперою і, пізніше, олією на панелі, а також фреска, і з дедалі ширшою палітрою вторинних кольорів, зазвичай розглядається як більш «натуралістичний», ніж романський. Підкреслювалася гуманність релігійної оповіді, індивідуалізувався емоційний стан героїв. Зростання урбанізованості середньовічної економіки та піднесення духовного й світського меценатства спричинили зміну характеру ринку мистецтва, що простежується в розвитку готичного мистецтва книжкової мініатюри. У майстернях працювали спеціалісти, відповідальні за різні елементи сторінки, наприклад, за фігури або орнаменти з виноградної лози на полях.

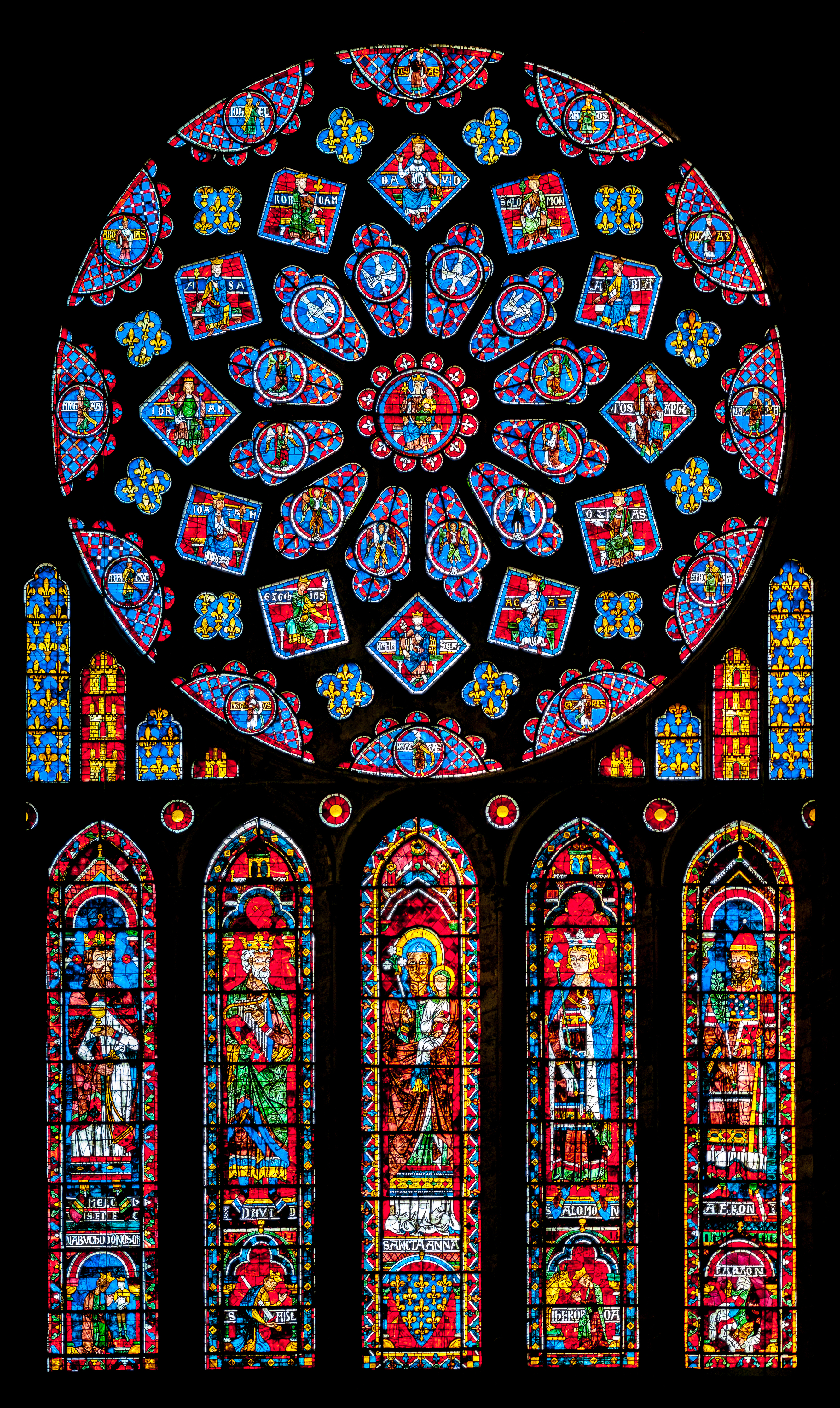
Вікна північного трансепту; прибл. 1230–1235 рр.; вітраж; діаметр (вікно-троянда): 10,2 м; Шартрський собор (Шартр, Франція)
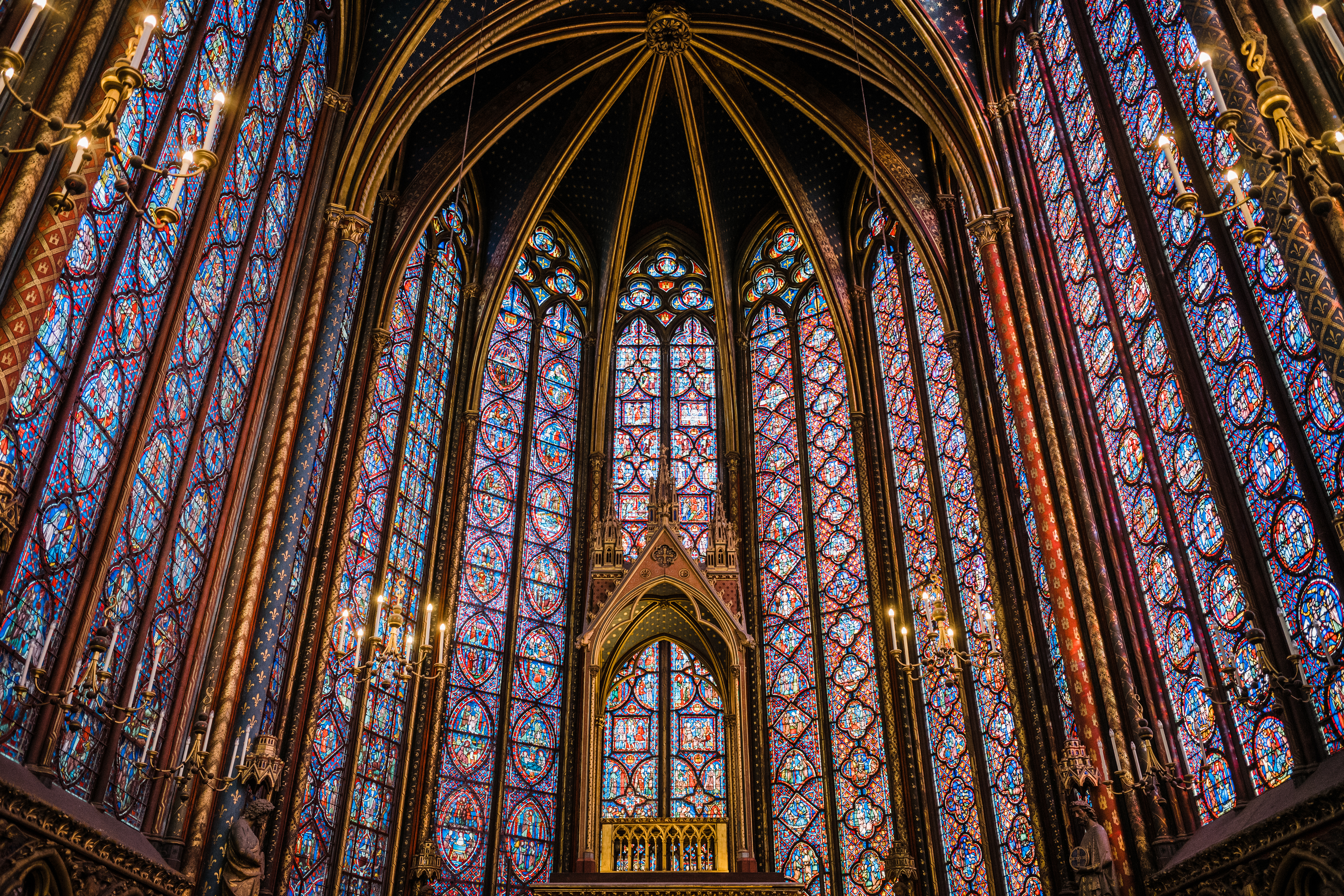
Сент-Шапель (Париж), 1243–1248 рр., автор — П'єр де Монтрей[en]
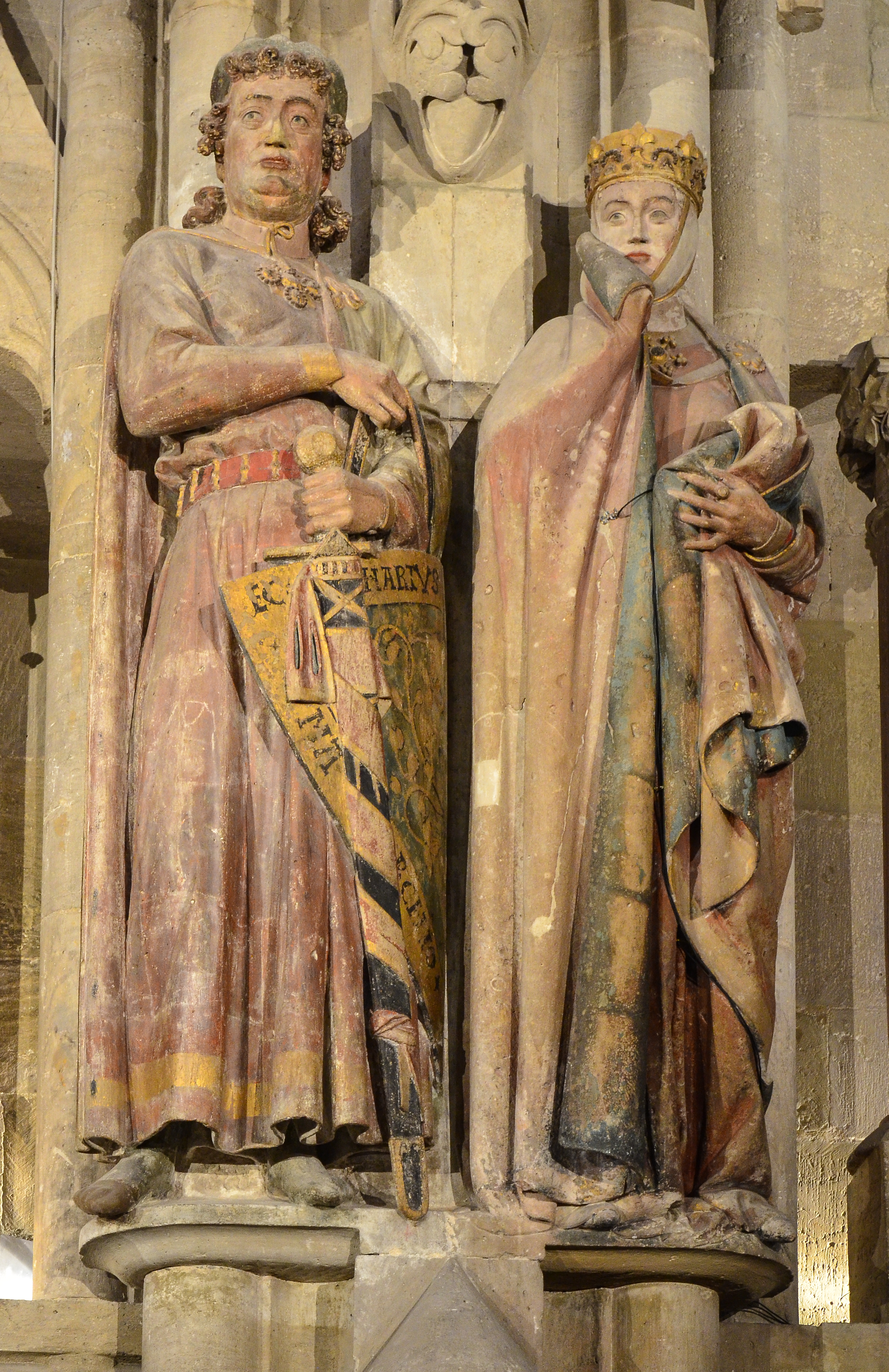
Еккегард і Ута; приписується Майстрові з Наумбурга; 1245–1260 рр.; вапняк і  поліхромія; висота: прибл. 1,9 м; Наумбурзький собор (Наумбург, Німеччина)
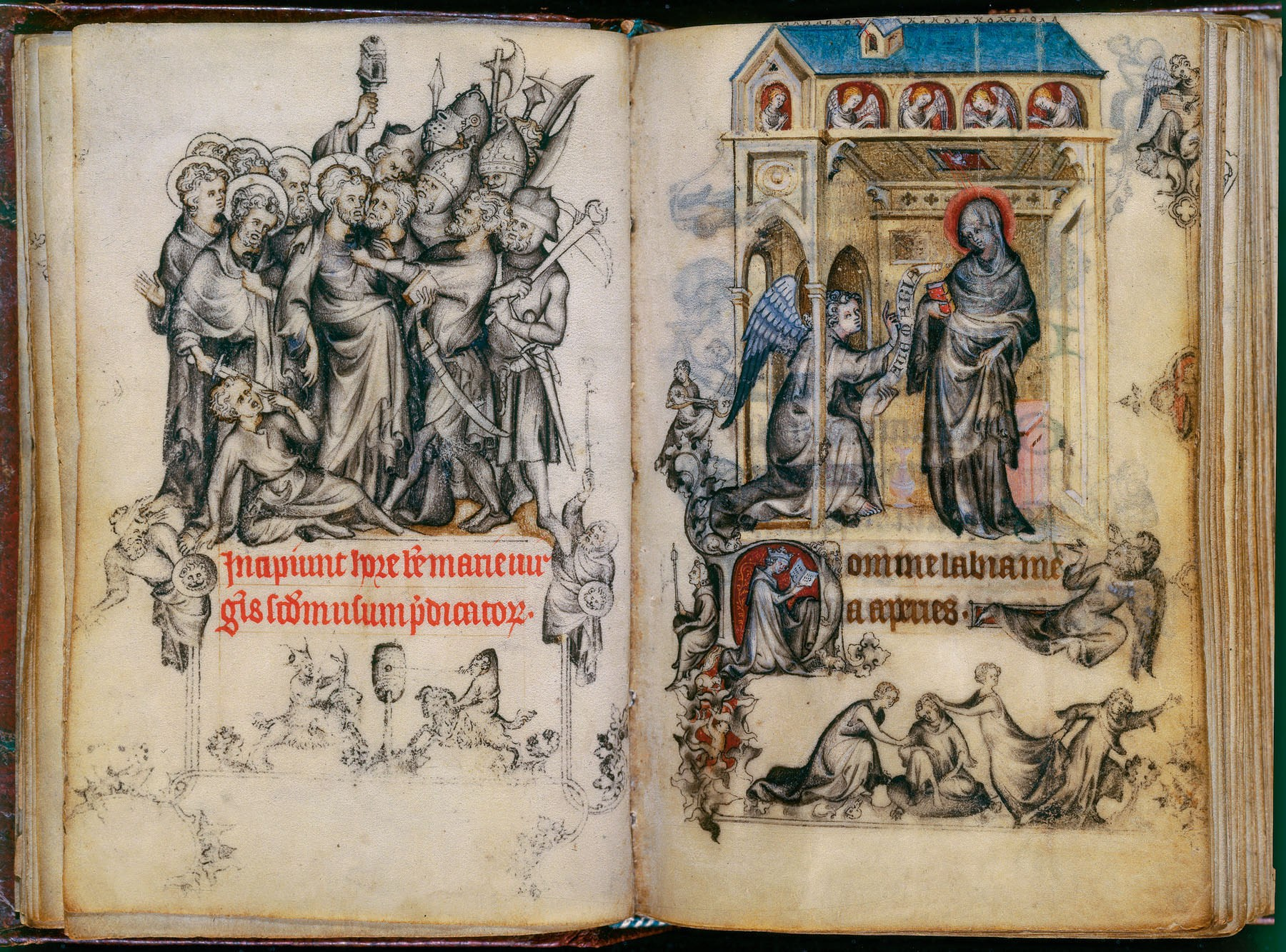
Арешт Христа і Благовіщення Діві; автор — Жан Пюсель; 1324–1328 рр.; гризайль і темпера на пергаменті; 8,9 × 12,4 см; Музей мистецтва Метрополітен (Нью-Йорк)
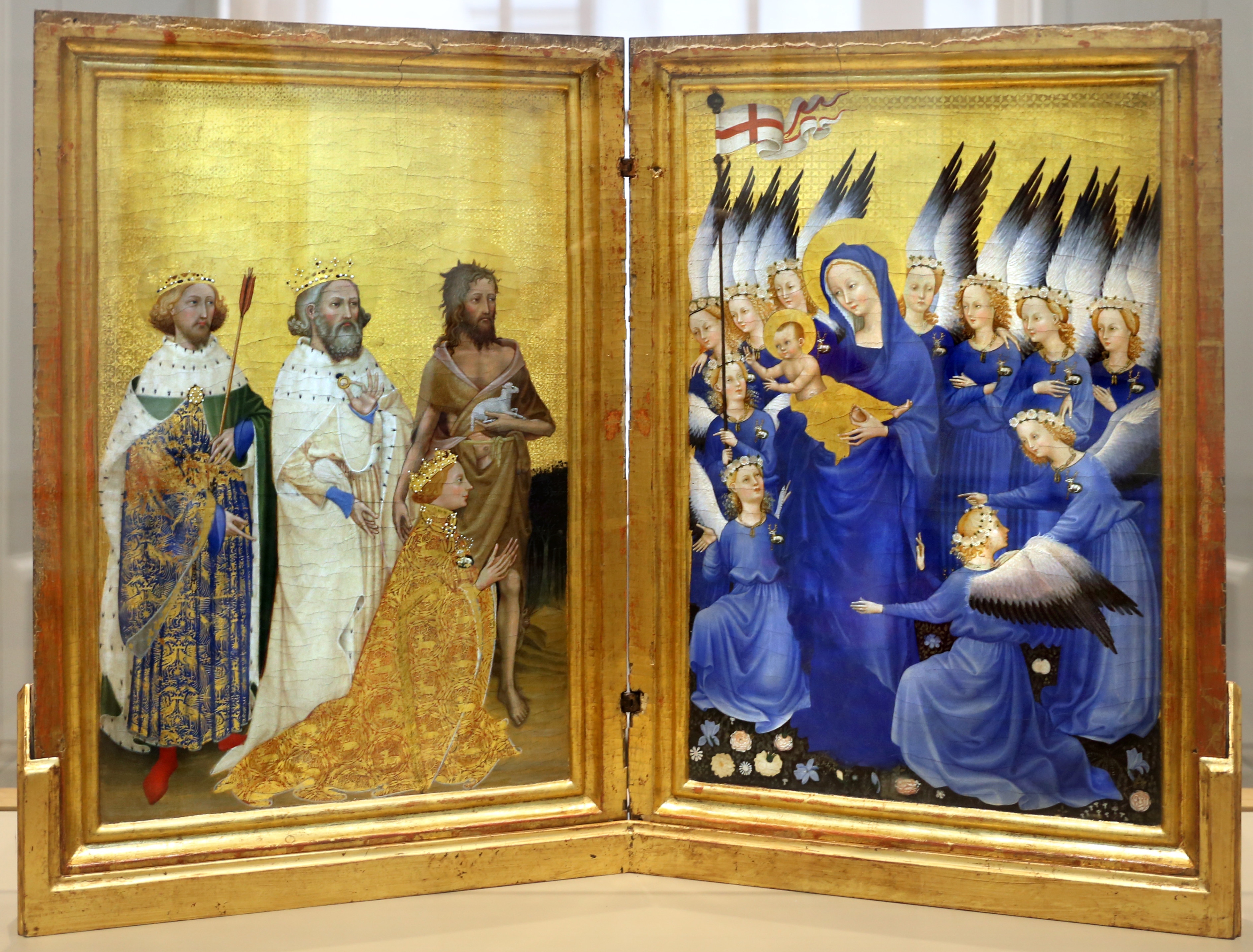
The Уілтонський диптих[en]; прибл. 1395–1459 рр.; темпера і золото на дерев'яній панелі; 53 × 37 см; Національна галерея (Лондон)
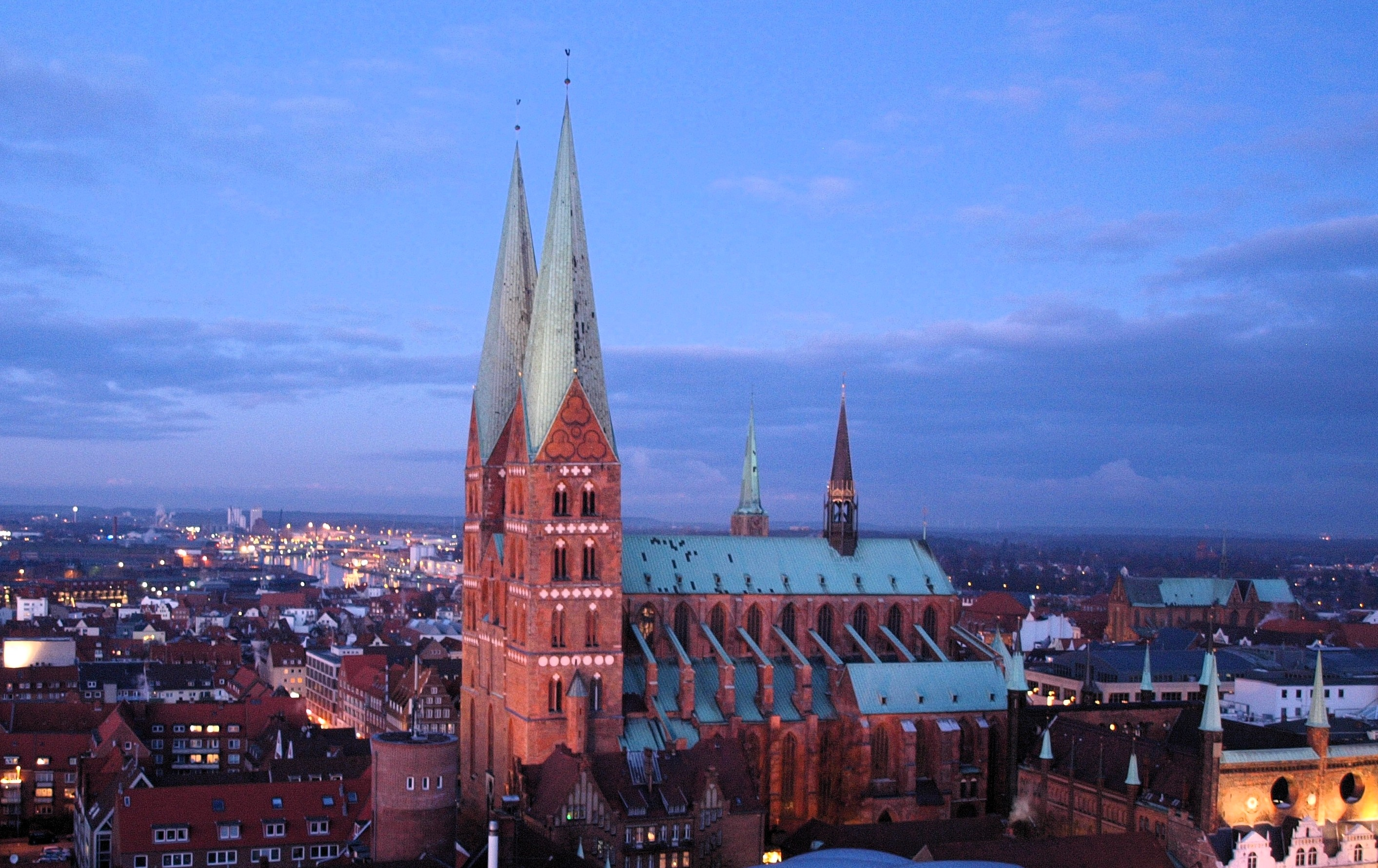
Церква Святої Марії, 1265-1352 рр., Любек, Німеччина
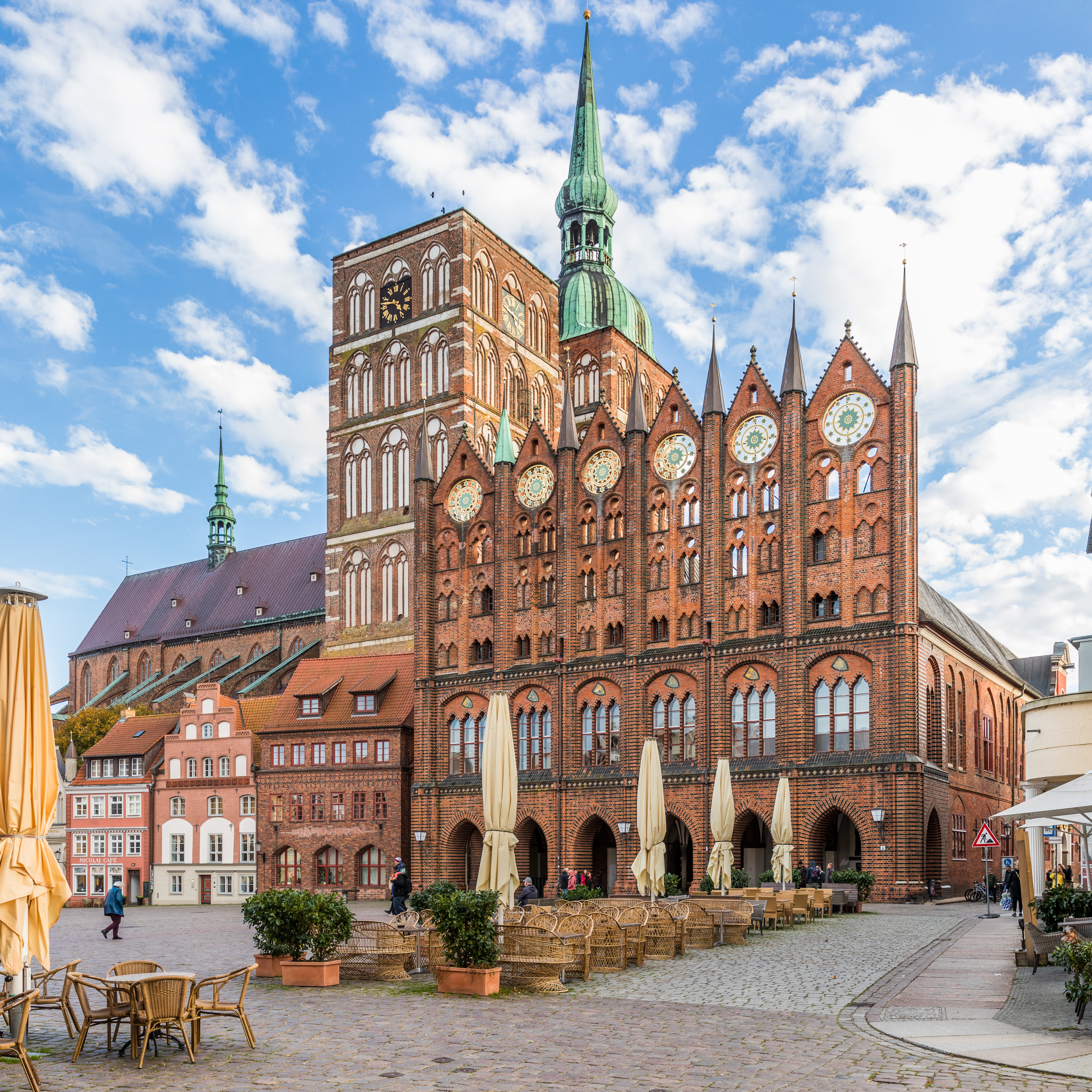
Ратуша та церква святого Миколая[en] в Штральзунді, приблизно 1250–1400 рр., Німеччина
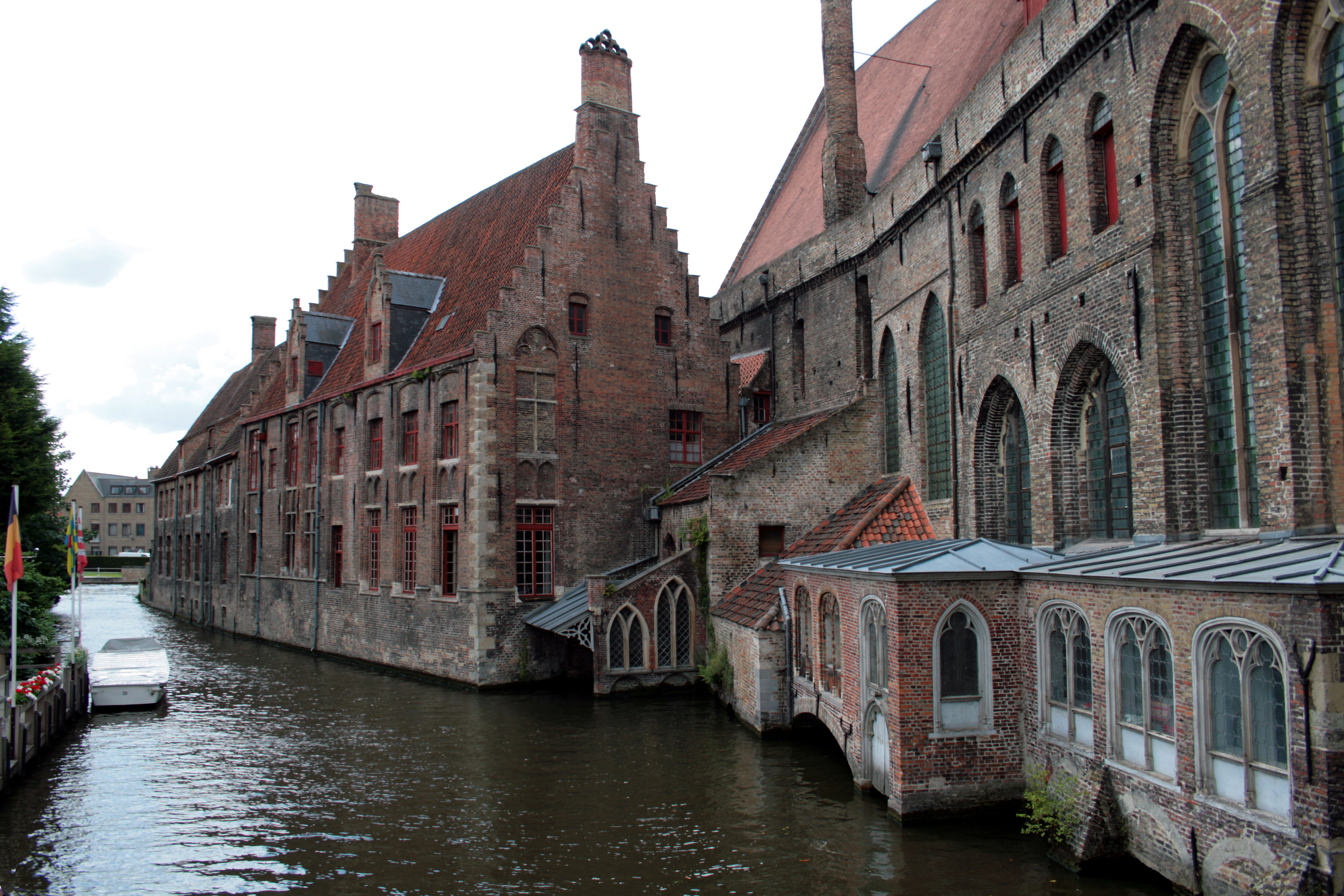
Цегляний готичний стиль з деяким оздобленням каменем, Старий госпіталь святого Іоанна[en], XIII-XV ст., Брюгге, Бельгія

### Мистецтво Відродження
Охоплюючи Раннє, Північне та Високе Відродження, термін Відродження описує «відродження» інтересу в Європі до класичної античності. Вперше з часів античності мистецтво стало переконливо життєвим. Окрім античного минулого, митці Відродження також вивчали природу, пізнаючи будову людського тіла, тварин, рослин, простору, перспективи та властивості світла. Найпоширенішими були релігійні сюжети, проте створювалися також зображення міфологічних історій. Крім того, не існувало єдиного стилю Відродження — кожен митець розробляв власну візуальну мову, зазнаючи впливу попередників і сучасників.
Раннє Відродження було періодом великої творчої та інтелектуальної активності, коли митці повністю відійшли від рамок візантійського мистецтва. Загальновизнано, що Відродження почалося у Флоренції на території сучасної Італії на початку XV століття. Йому властивий сплеск інтересу до класичної літератури, філософії та мистецтва, розвиток торгівлі, відкриття нових континентів і нові винаходи. Відродився інтерес до мистецтва та літератури Стародавнього Риму, а вивчення давньогрецьких і латинських текстів породило концепції індивідуалізму та розуму, які стали відомі під назвою гуманізм. Гуманісти зосереджувалися на житті в теперішньому й наголошували на важливості індивідуального мислення, що вплинуло на підходи митців.
Попри тісний зв'язок із Італією, особливо з Флоренцією, Римом та Венецією, інші регіони Західної Європи також брали участь у Відродженні. Північне Відродження відбувалося в Європі на північ від Альп з початку XV століття, після періоду художнього взаємозбагачення між північчю і півднем, відомого як «інтернаціональна готика». Між Північним та Італійським Відродженням була велика різниця. Північні митці не прагнули відродити цінності Давньої Греції та Риму, як це робили італійці, тоді як на півдні італійські художники та меценати були вражені емпіричним вивченням природи й людського суспільства, а також глибиною кольорів, якої північні митці досягали завдяки новоствореній техніці олійного живопису. Реформація посилила інтерес півночі до світського живопису, наприклад портретів чи пейзажів. Двома ключовими митцями Півночі є Ієронім Босх, відомий своїми сюрреалістичними картинами, наповненими гібридними істотами, як-от Сад земних насолод, та Альбрехт Дюрер, який підніс нове мистецтво гравюри на новий рівень.
Високе Відродження відбулося наприкінці XV — на початку XVI століть і було зумовлене, зокрема, стабілізацією папської влади в Римі: кілька пап замовляли витвори мистецтва та архітектури, прагнучи відновити колишню велич міста. Рафаель і Мікеланджело створювали масштабні й грандіозні проєкти для пап. Найвідомішим твором цього періоду Відродження, ймовірно, є стеля Сікстинської капели.
Маньєризм відійшов від ідеалів гармонії та раціонального підходу до мистецтва, притаманних Високому Відродженню, на користь перебільшених форм, видовжених пропорцій і яскравіших кольорів. Він виник в Італії між 1510 і 1520 роками серед митців, які понад усе цінували оригінальність. Назва цього напряму походить від італійського слова maniera, що означає «стиль» або «манера». Спочатку ця назва описувала рівень досконалості, досягнутий у період Високого Відродження, якому надалі мало б відповідати все мистецтво. Проте на практиці це призвело до стилізації й створення мистецтва «заради мистецтва», що іноді мало великий успіх — прикладом може слугувати учень Рафаеля Джуліо Романо. Термін «маньєризм» також уживається у ширшому сенсі для позначення періоду між Відродженням і бароко.

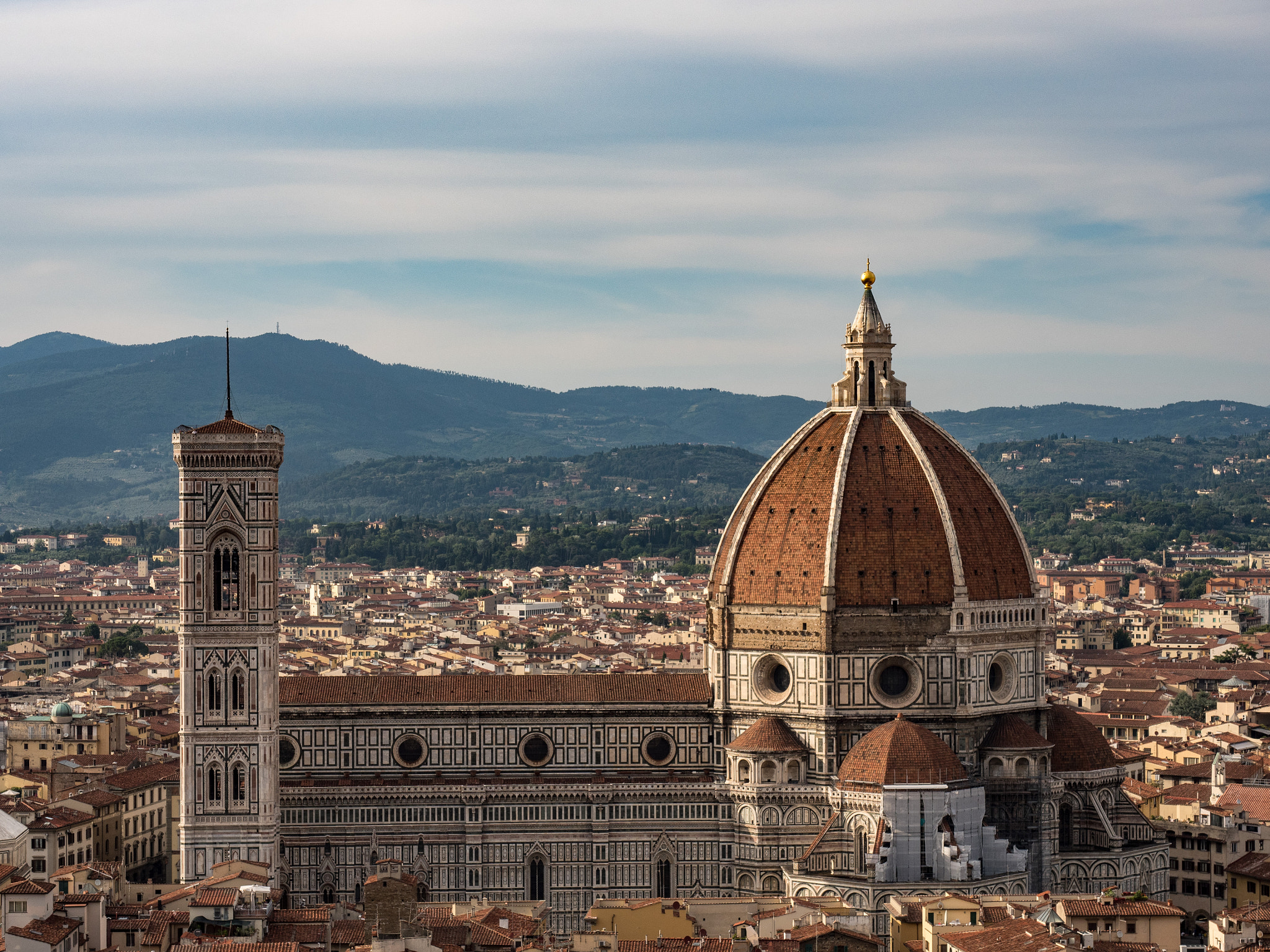
Флорентійський собор (Флоренція, Італія), 1294–1436 рр., Арнольфо ді Камбіо, Філіппо Брунеллескі та Еміліо Де Фабріс[en]
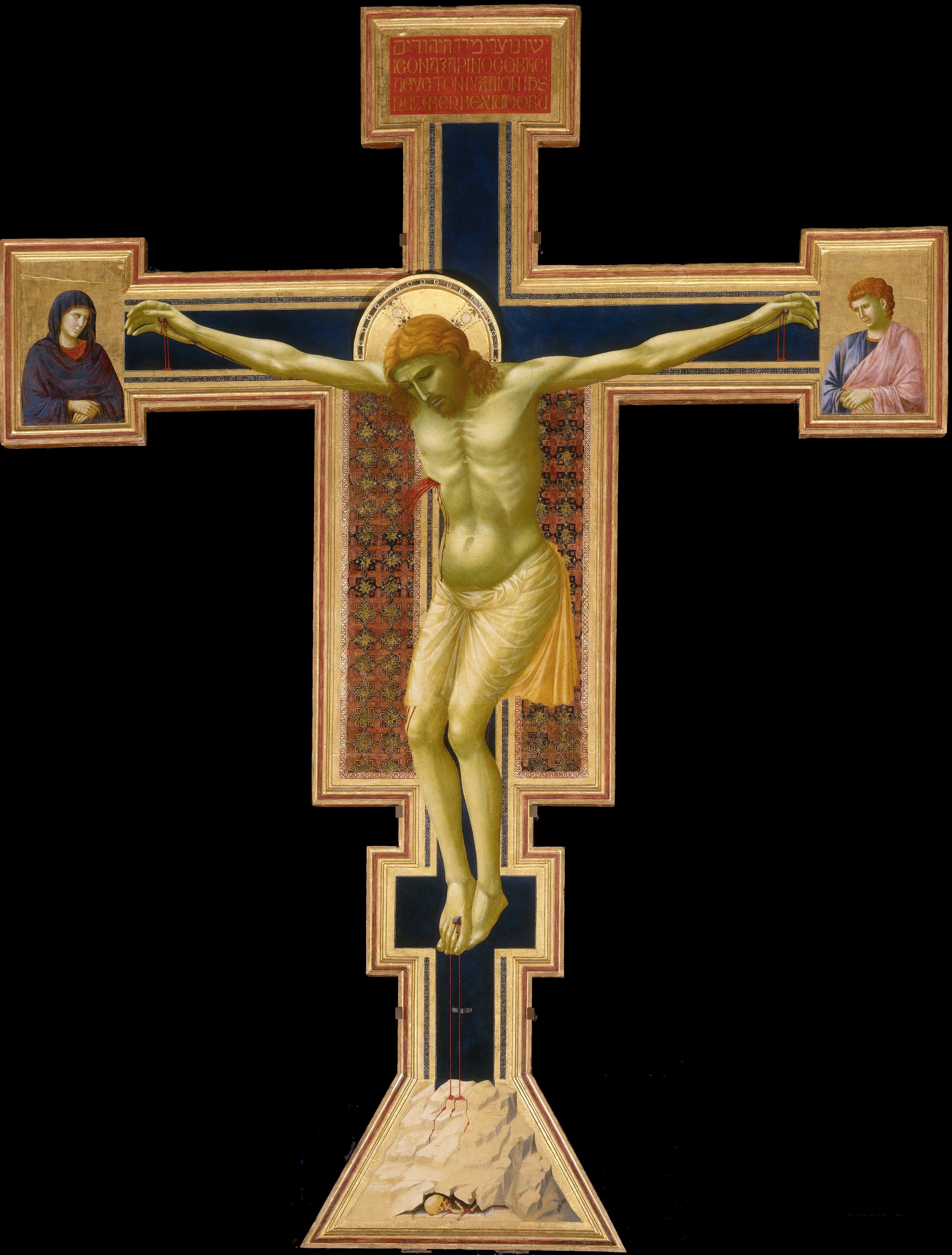
Розп'яття; Джотто ді Бондоне; прибл. 1300 р.; темпера на панелі; 5,78 х 4,06 м; Собор Санта-Марія Новелла (Флоренція, Італія)
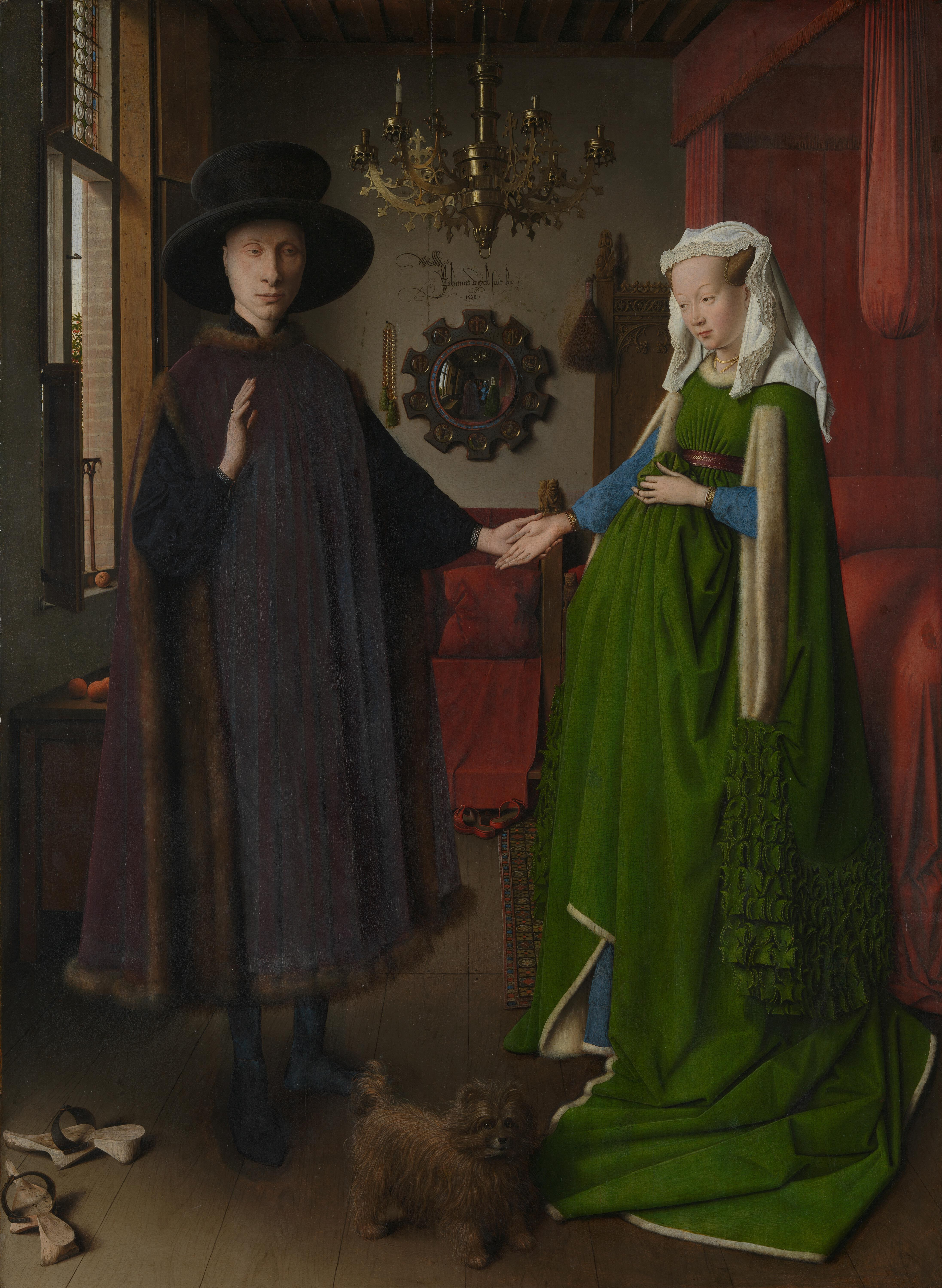
Портрет подружжя Арнольфіні; Ян ван Ейк; 1434 р.; олія на панелі; 82,2 × 60 см; Національна галерея (Лондон)
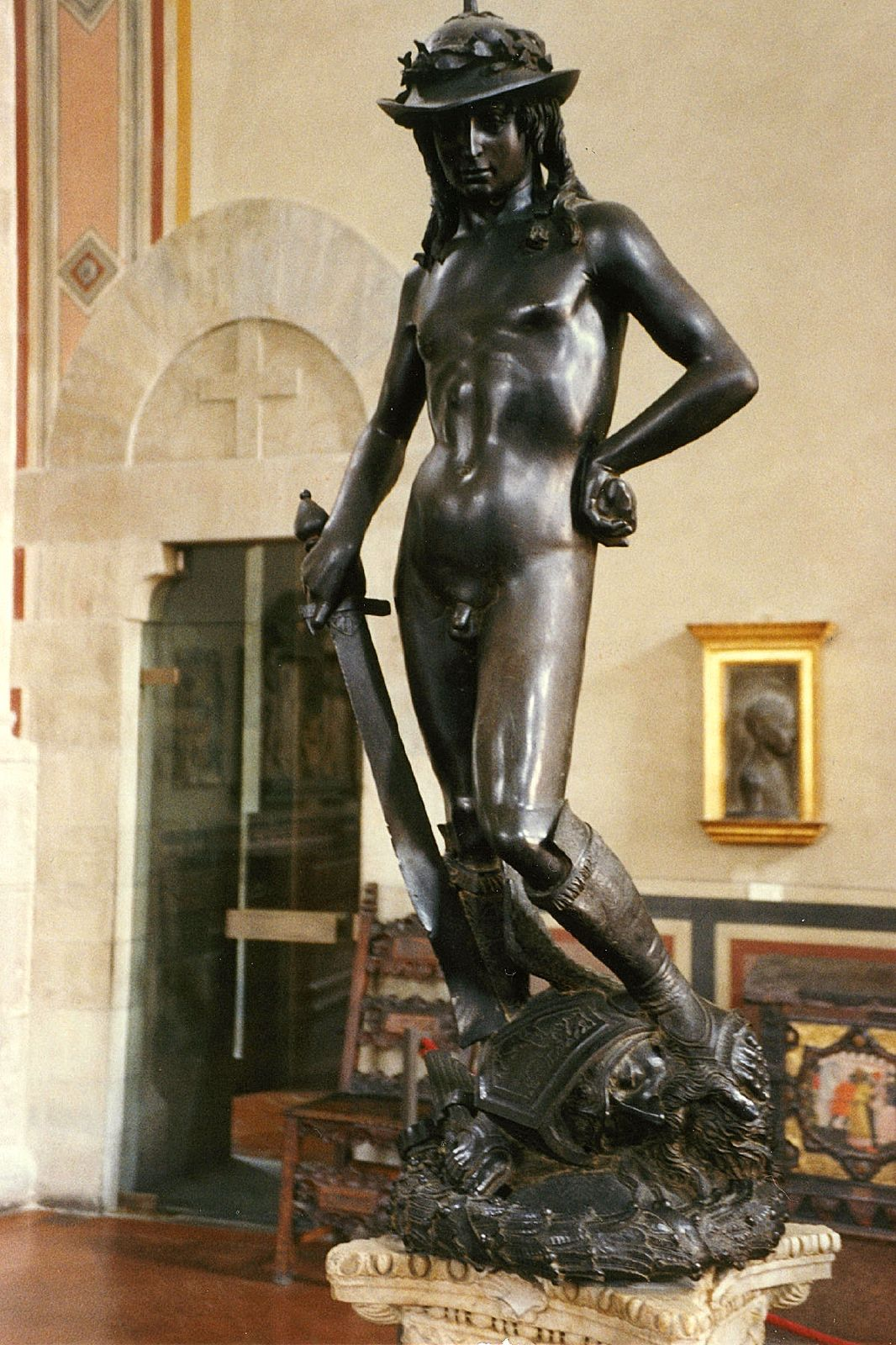
Давид[en]; Донателло; прибл. 1460-ті роки; бронза; висота: 1,6 м; Барджелло (Флоренція)
Святий Георгій і Дракон[en]; Паоло Учелло; прибл. 1470 р.; олія на полотні; 55,6 х 74,2 см; Національна галерея (Лондон)[154]
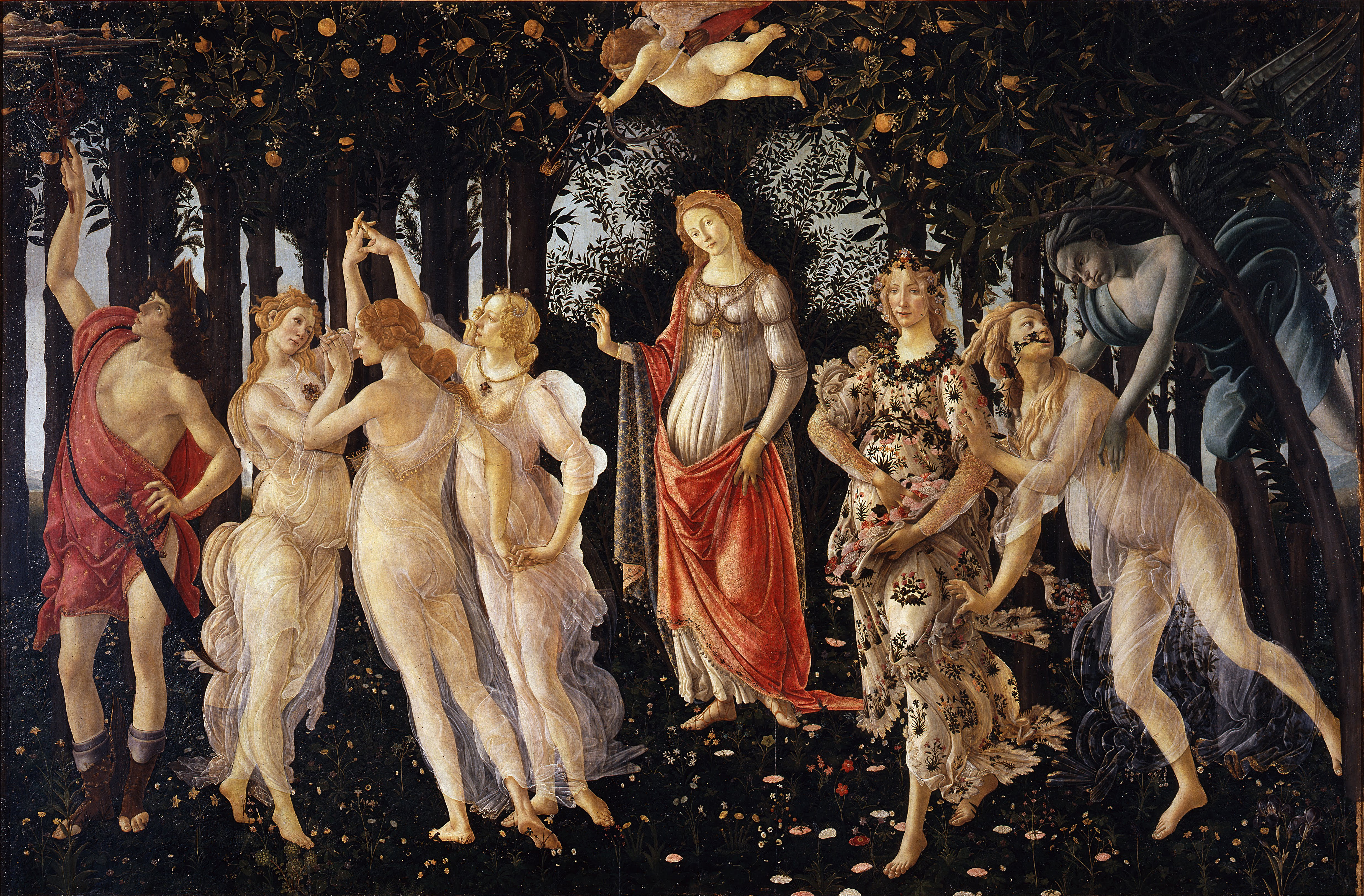
Весна; Сандро Боттічеллі; прибл. 1478 р.; темпера на панелі; 2 х 3,1 м; Галерея Уффіці (Флоренція)
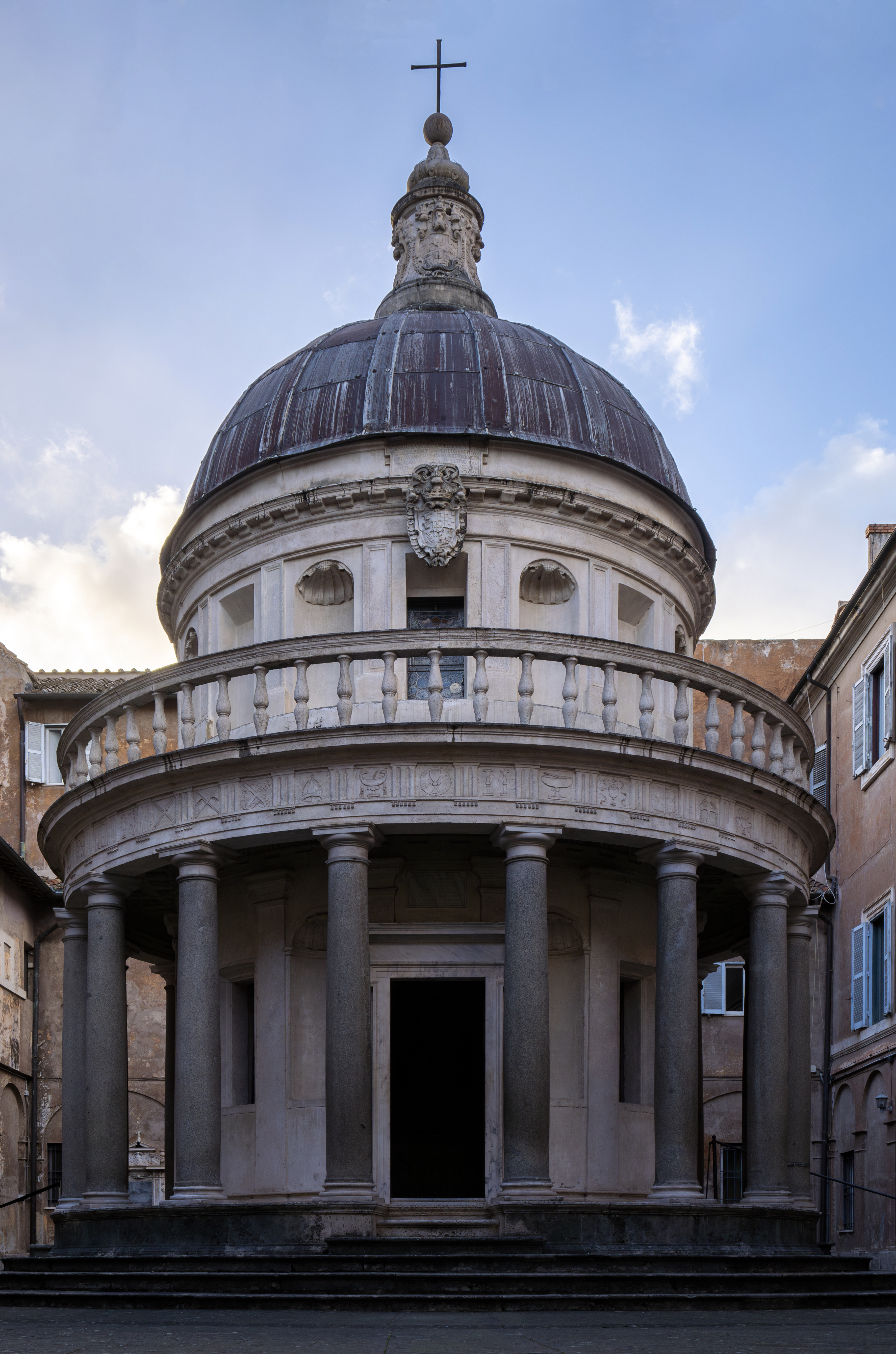
Темп'єтто (Сан-П'єтро-ін-Монторіо, Рим), 1502 р., Донато Браманте
Мона Ліза; Леонардо да Вінчі; прибл.1503-1519 рр.; олія на тополевій панелі; 77 × 53 см; Лувр[157]
Сад земних насолод; Ієронім Босх; прибл. 1504 р.; олія на панелі; 2,2 х 1,95 м; Національний музей Прадо (Мадрид, Іспанія)[158]
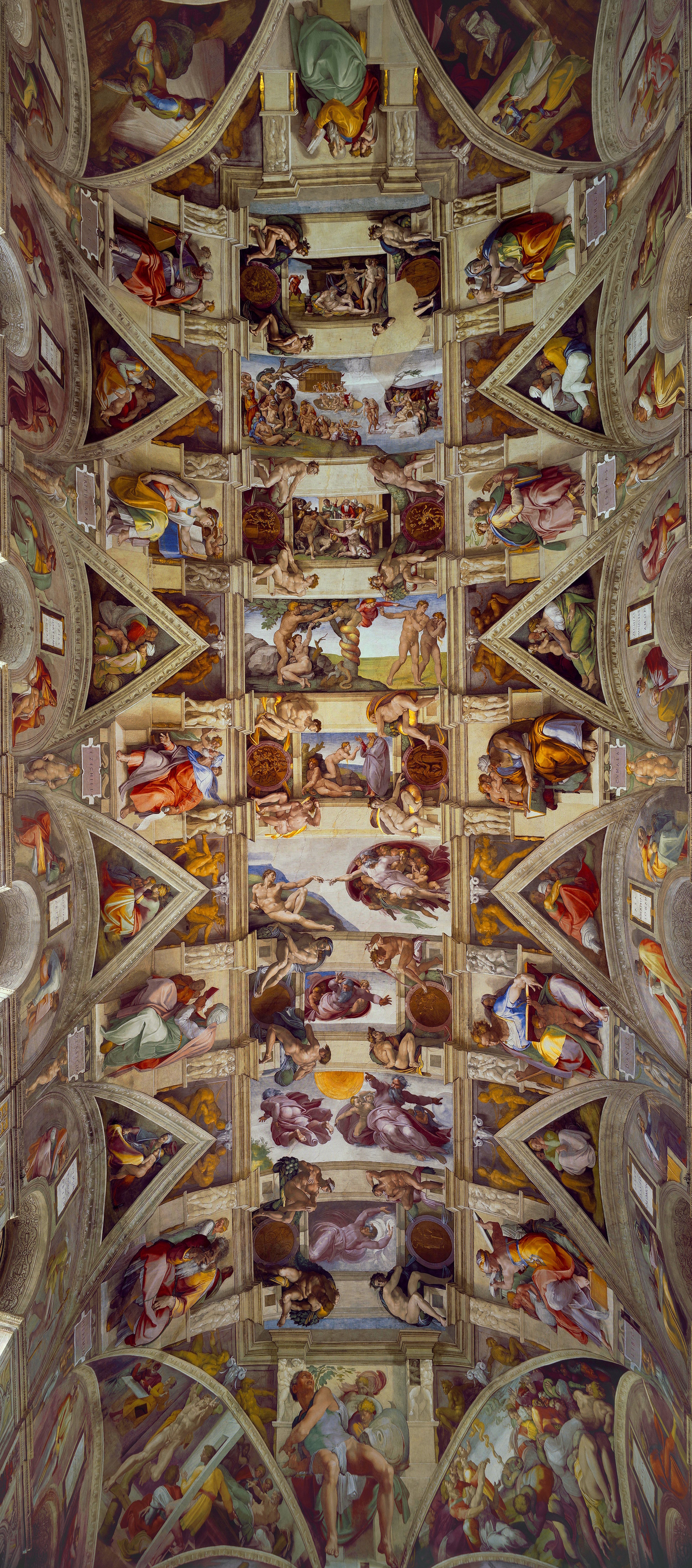
Стеля Сікстинської капели; Мікеланджело; 1508–1512 рр.; фреска; 13,7 х 39 м; Сікстинська капела (Ватикан)
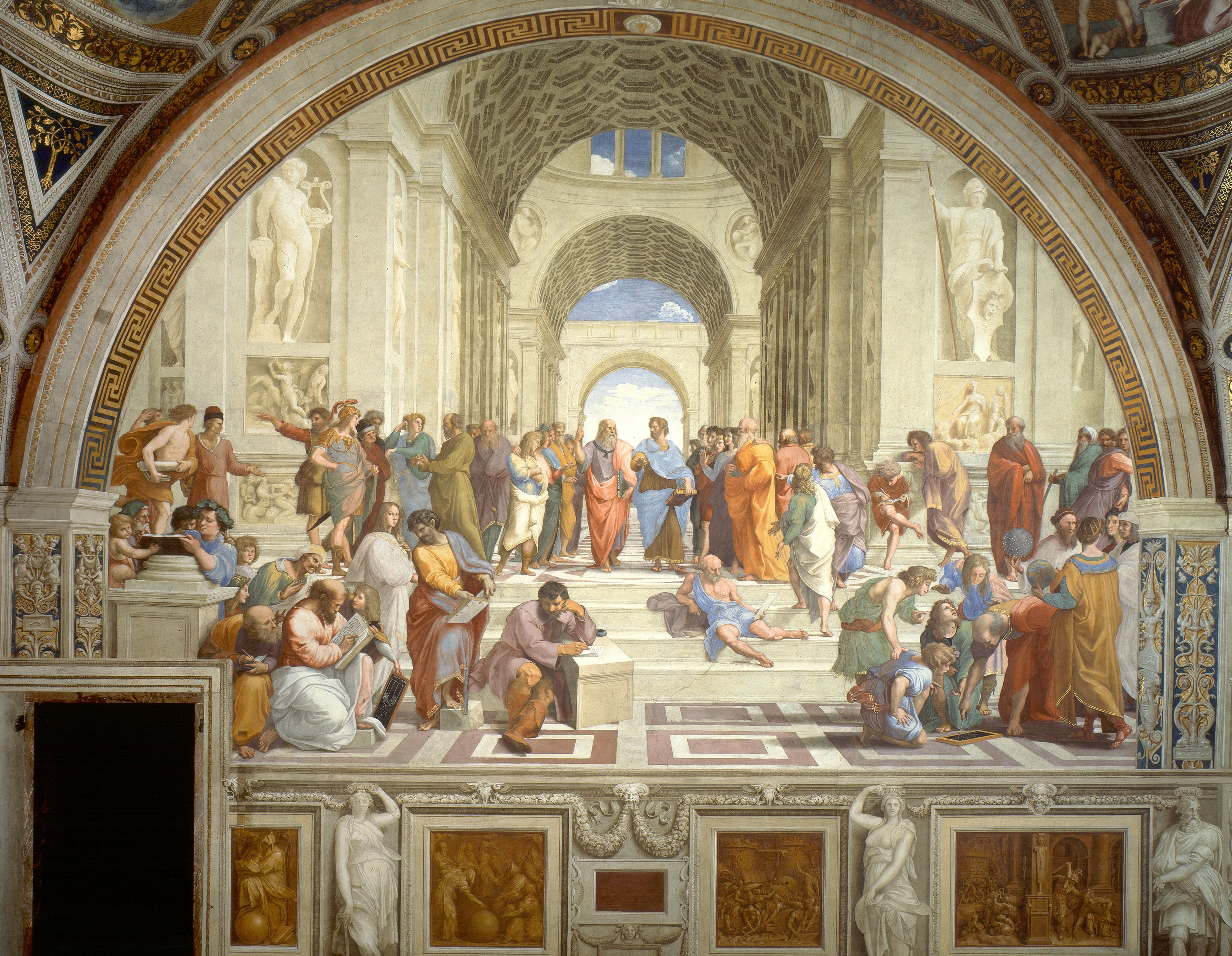
Афінська школа;  Рафаель; 1509–1510 рр.; фреска; 5,8 х 8,2 м; Апостольський палац (Ватикан)
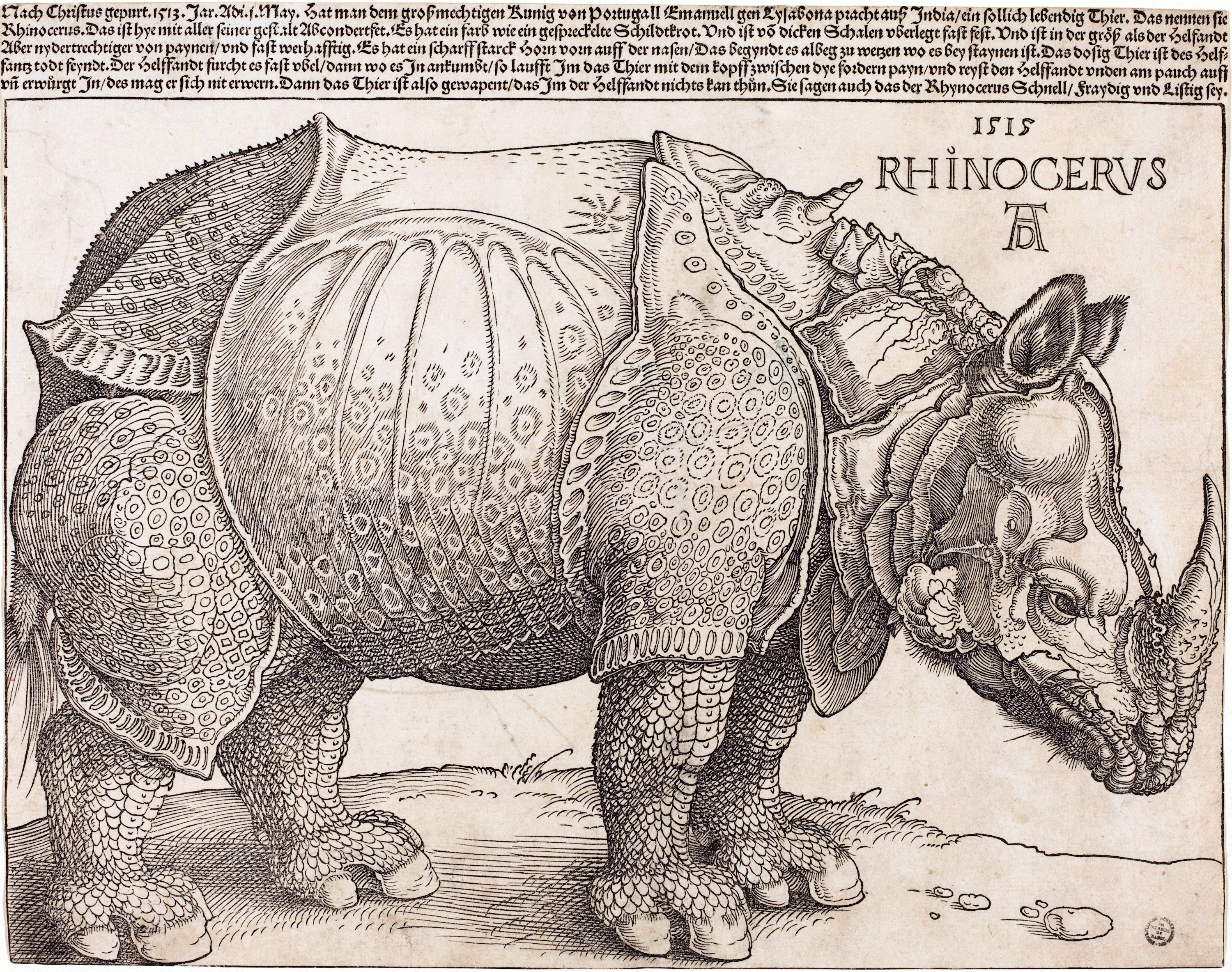
Носоріг; Альбрехт Дюрер; 1515 р.; ксилографія; 23,5 × 29,8 см; Національна галерея мистецтва (Вашингтон, США)
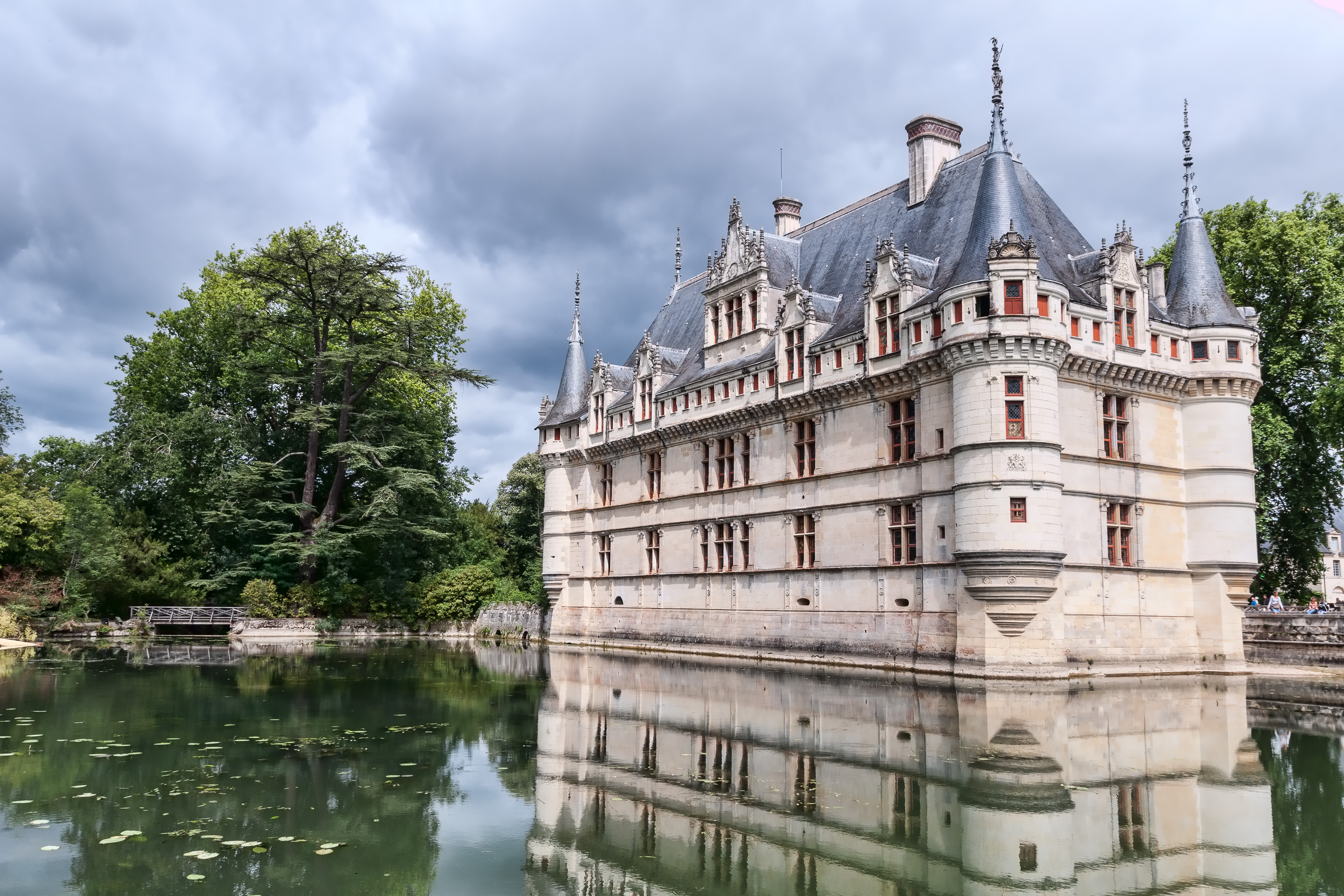
Замок Азе-ле-Ридо (Луара, Франція), 1518-1527 рр.
Вавілонська вежа; Пітер Брейгель Старший; 1563 р.; олія на панелі; 1,14 x 1,55 м; Музей історії мистецтв (Відень, Австрія)[162]
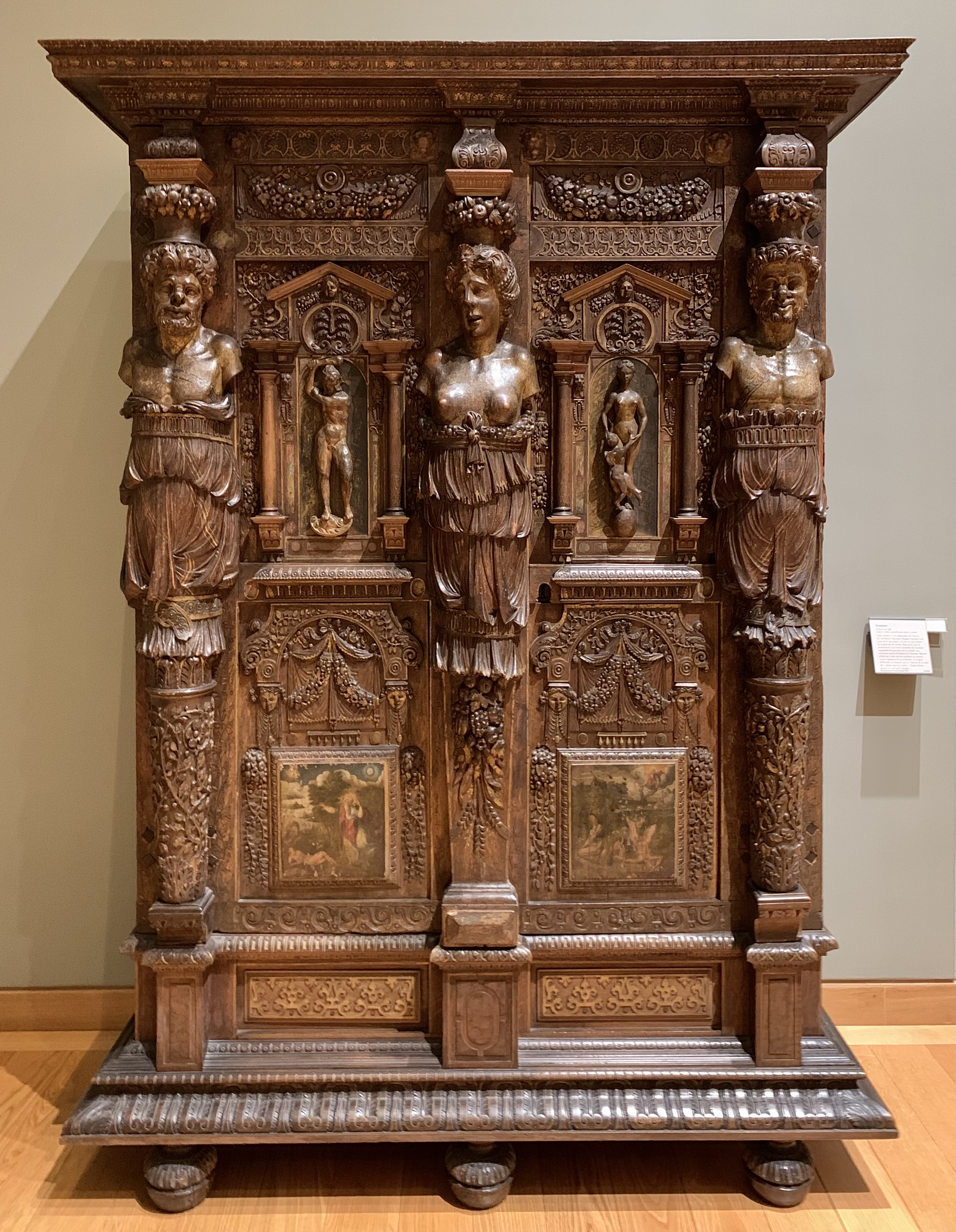
Шафа; прибл. 1580 р.; горіх і дуб, частково позолочена та розписана; висота: 2,06 м, ширина: 1,50 м; Лувр
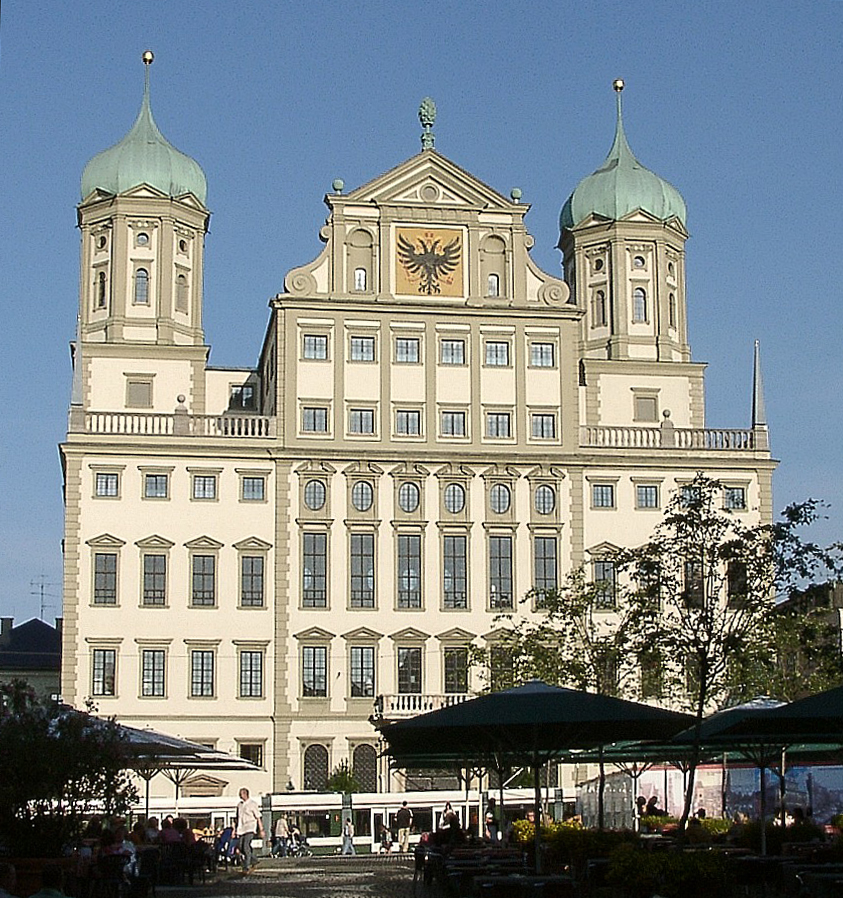
Аугсбурзька ратуша[en] (Аугсбург, Німеччина), 1615–1624 рр., Еліас Холл[en]

### Бароко
XVII століття було періодом стрімких змін — як у науці, завдяки винаходам і відкриттям, таким як телескоп і мікроскоп, так і в релігії, оскільки Католицька Контрреформація протистояла зростаючій популярності протестантської віри. Католицька церква відповіла на протестантську Реформацію Контрреформацією, постановивши, що мистецтво повинно надихати глядачів пристрасними релігійними темами.
Бароко, яке прийшло на зміну маньєризму, виникло наприкінці XVI століття внаслідок релігійної напруги в Європі. Назва, ймовірно, походить від португальського слова «barocco», що означає «деформована перлина», і характеризує мистецтво, яке поєднувало емоційність, динамізм і драматизм із потужним колоритом, реалізмом і сильними тональними контрастами. Між 1545 і 1563 роками на Тридентському соборі, було вирішено, що релігійне мистецтво повинно надихати на побожність, бути реалістичним і точним, а також — завдяки залученню уваги й співпереживання глядача — прославляти Католицьку Церкву та зміцнювати образ католицизму. У наступному столітті радикально нові стилі бароко як наслідували, так і розвивали моделі Високого Відродження, і водночас прокладали нові шляхи як у релігійному мистецтві, так і в нових видах світського мистецтва — насамперед у пейзажі. Бароко та його пізній різновид рококо стали першими справді глобальними стилями в мистецтві, домінуючи впродовж більш ніж двох століть у сфері мистецтва та архітектури в Європі, Латинській Америці та за її межами — приблизно з 1580 по 1750 рік. Бароко зародилося в живописних майстернях Болоньї та Риму в 1580–1590-х роках, а також у римських скульптурних і архітектурних майстернях у другому й третьому десятиліттях XVII століття, після чого стрімко поширилося по всій Італії, Іспанії та Португалії, Фландрії, Франції, Нідерландах, Англії, Скандинавії та Росії, а також у центральних і східноєвропейських центрах — від Мюнхена (Німеччина) до Вільнюса (Литва). Португальська, іспанська та французька імперії, а також голландська торгова мережа відіграли провідну роль у поширенні обох стилів до Америки, колоніальної Африки та Азії, зокрема в такі місця, як Ліма, Мозамбік, Гоа та Філіппіни.
Так само, як і живопис та скульптура, собори бароко й палаци також вирізняються використанням ілюзії та драми. Вони часто застосовують драматичні ефекти світла й тіні та мають розкішні, надзвичайно декоровані інтер'єри, які розмивають межі між архітектурою, живописом і скульптурою. Ще однією важливою рисою архітектури бароко є динамізм, втілений за допомогою кривих ліній, соломонових колон і овальних форм. У Франції бароко асоціюється з правлінням Людовіка XIV (1643—1715), оскільки саме в цей час у Парижі, Версалі та інших частинах країни було зведено багато монументальних споруд, зокрема Версальський палац, палац Мезон-Лафіт, Шато де Во-ле-Віконт, колонаду Лувру та купол Інвалідів. Важливу роль відігравала не лише сама будівля, а й простір, у якому вона розташовувалася. Споруди бароко прагнули привернути увагу глядачів і домінувати над оточенням — як у невеликому масштабі, наприклад, церква Сан-Карло-алле-Кваттро-Фонтане в Римі, так і в грандіозному — як новий фасад собору Сантьяго-де-Компостела, спроєктований так, аби підноситися над містом. У цей період також процвітало прикладне мистецтво. Меблі бароко могли бути такими ж помпезними, як і приміщення, які вони мали прикрашати, а їхні мотиви та техніки ретельно узгоджувалися із загальним декоративним задумом архітектора. Одним із найвідоміших майстрів меблів був Андре-Шарль Буль, відомий своєю технікою маркетрі, створенням візерунків шляхом наклеювання пластин черепахового панцира й латуні, які вирізали у формі певного дизайну. Його вироби також прикрашалися позолоченими бронзовими накладками. Складні гобелени зображали сцени, натхнені античністю, а мануфактура Савоннері виробляла великі, дуже деталізовані килими для Лувру. Ці килими, як правило, мали чорне або жовте тло з центральним мотивом або медальйоном. Китайська та делфтська порцеляна і дзеркала, виготовлені в Сен-Гобені (Франція), швидко поширилися в усіх княжих палацах і аристократичних резиденціях Франції. За часів правління Людовика XIV над камінними полицями розміщували великі дзеркала, і ця тенденція зберігалася ще довго після завершення епохи бароко.

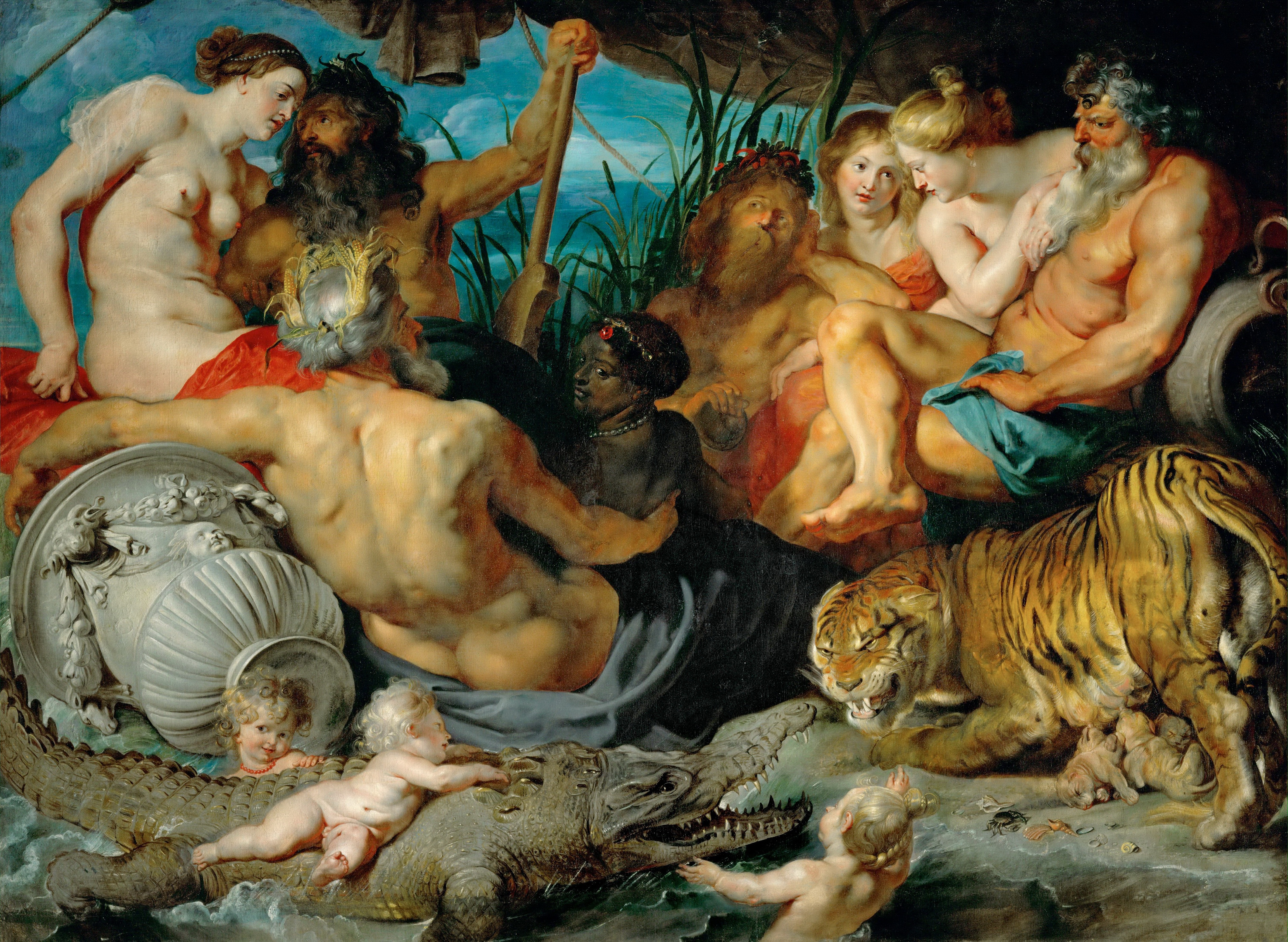
Чотири континенти[en]; Пітер Пауль Рубенс; прибл.1615 р.; олія на полотні; 209 x 284 см; Музей історії мистецтв (Відень, Австрія)
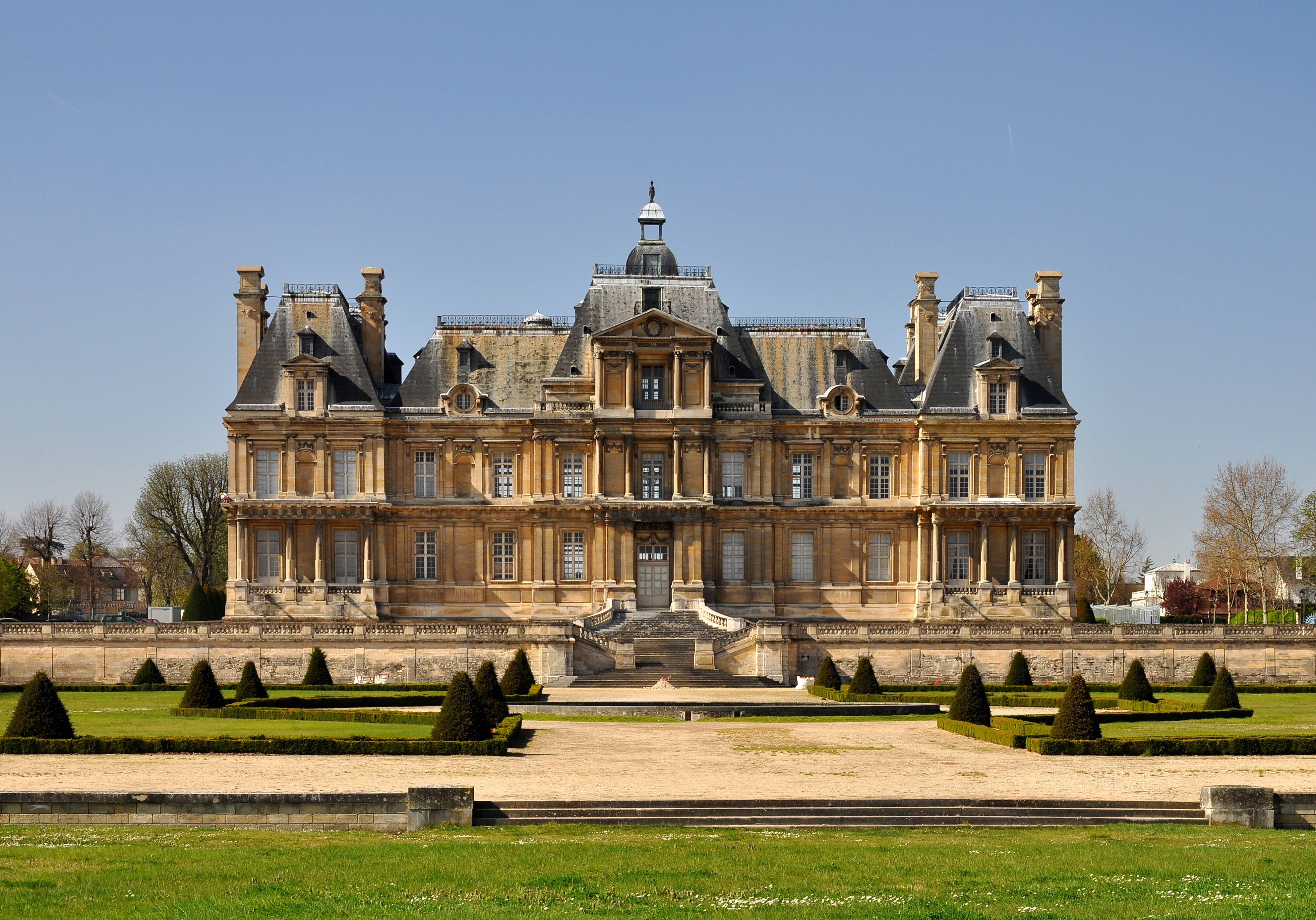
Палац Мезон-Лафіт (Франція), Франсуа Мансар, 1630-1651 рр.
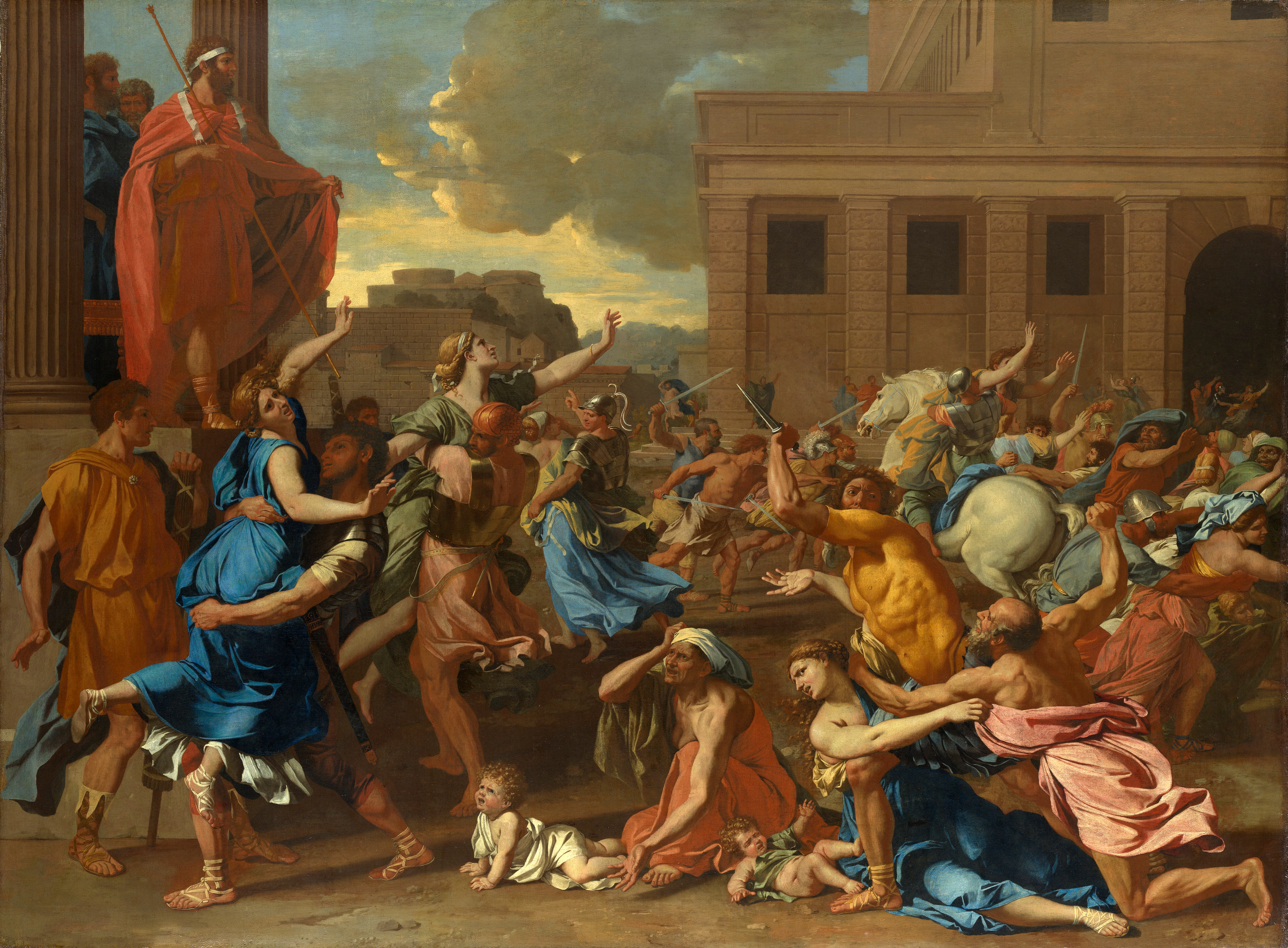
Викрадення сабінянок; Нікола Пуссен; 1634–1635 рр.; олія на полотні; 1,55 × 2,1 м; Музей мистецтва Метрополітен (Нью-Йорк)
Нічна варта; Рембрандт ван Рейн; 1642 р.; олія на полотні; 3,63 × 4,37 м; Державний музей (Амстердам, the Нідерланди)[167]
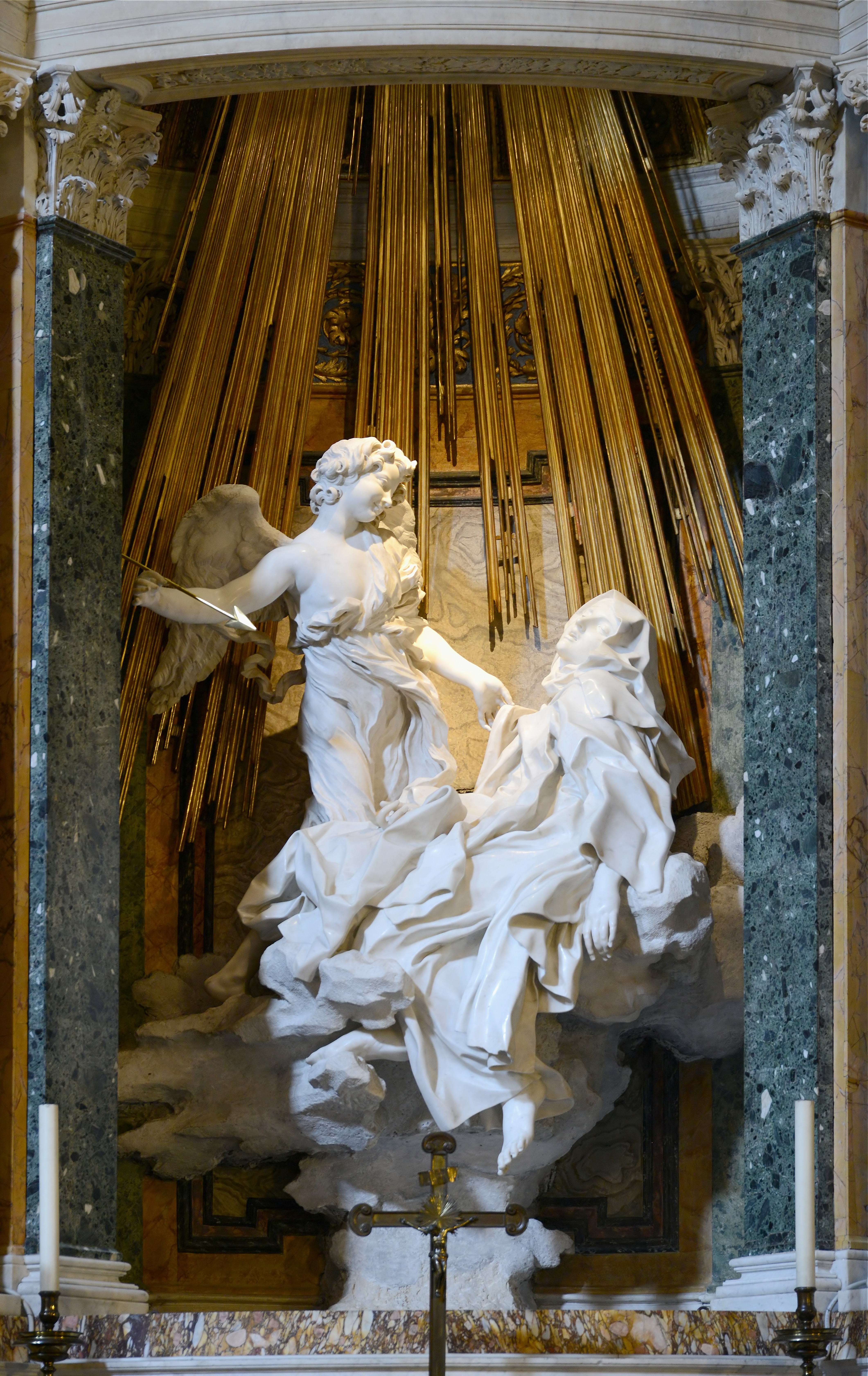
Екстаз святої Терези; Лоренцо Берніні; 1647–1652 рр.; мармур; висота: 3,5 м; Санта-Марія-делла-Вітторіа (Рим)
Фрейліни; Дієго Веласкес; 1656 р.; олія на полотні; 318 см × 2,76 м; Національний музей Прадо (Мадрид, Іспанія)[169]
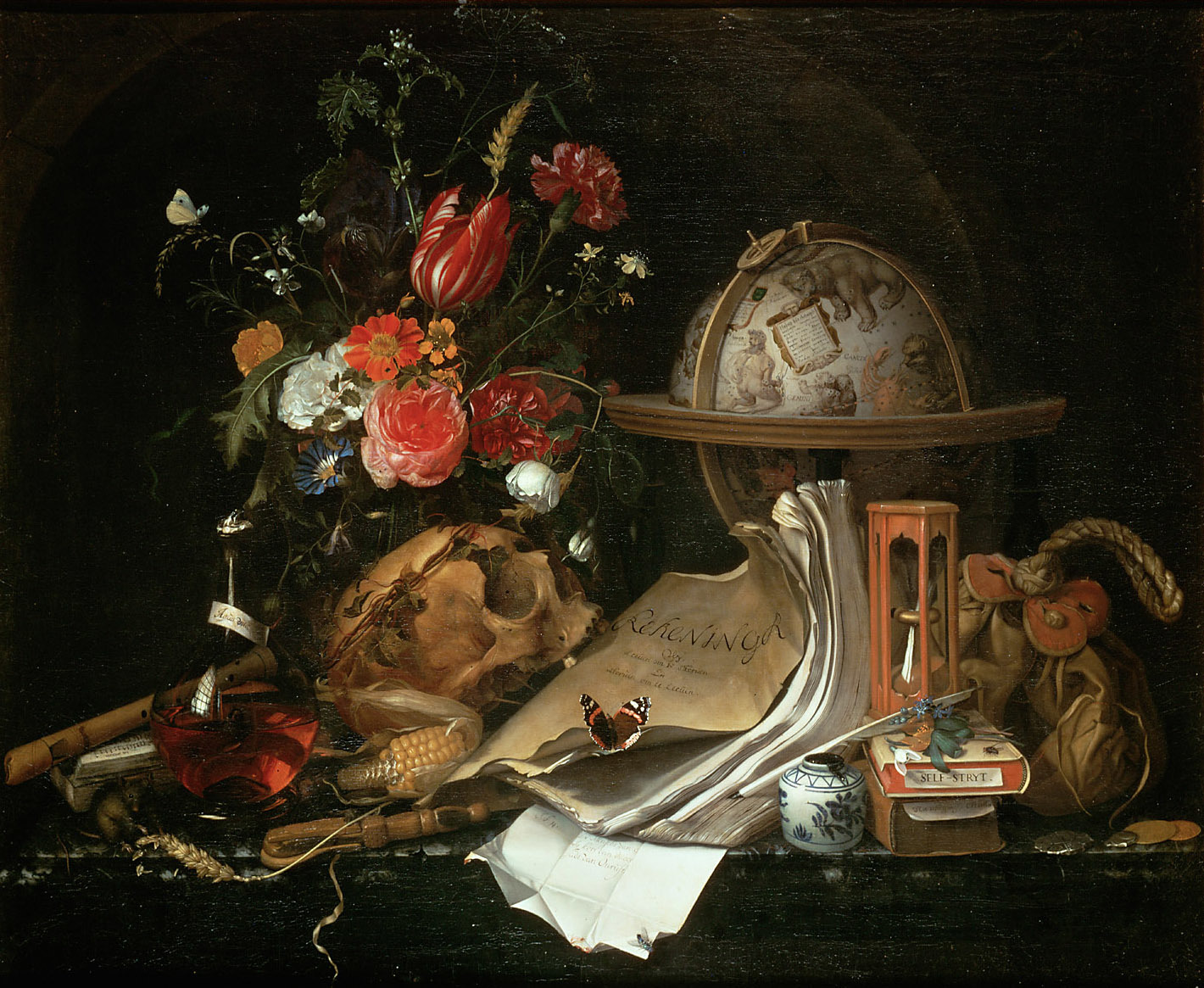
Натюрморт у стилі ванітас; Марія ван Остервейк[en]; 1668 р.; олія на полотні; 73 x 88,5 см; Музей історії мистецтв
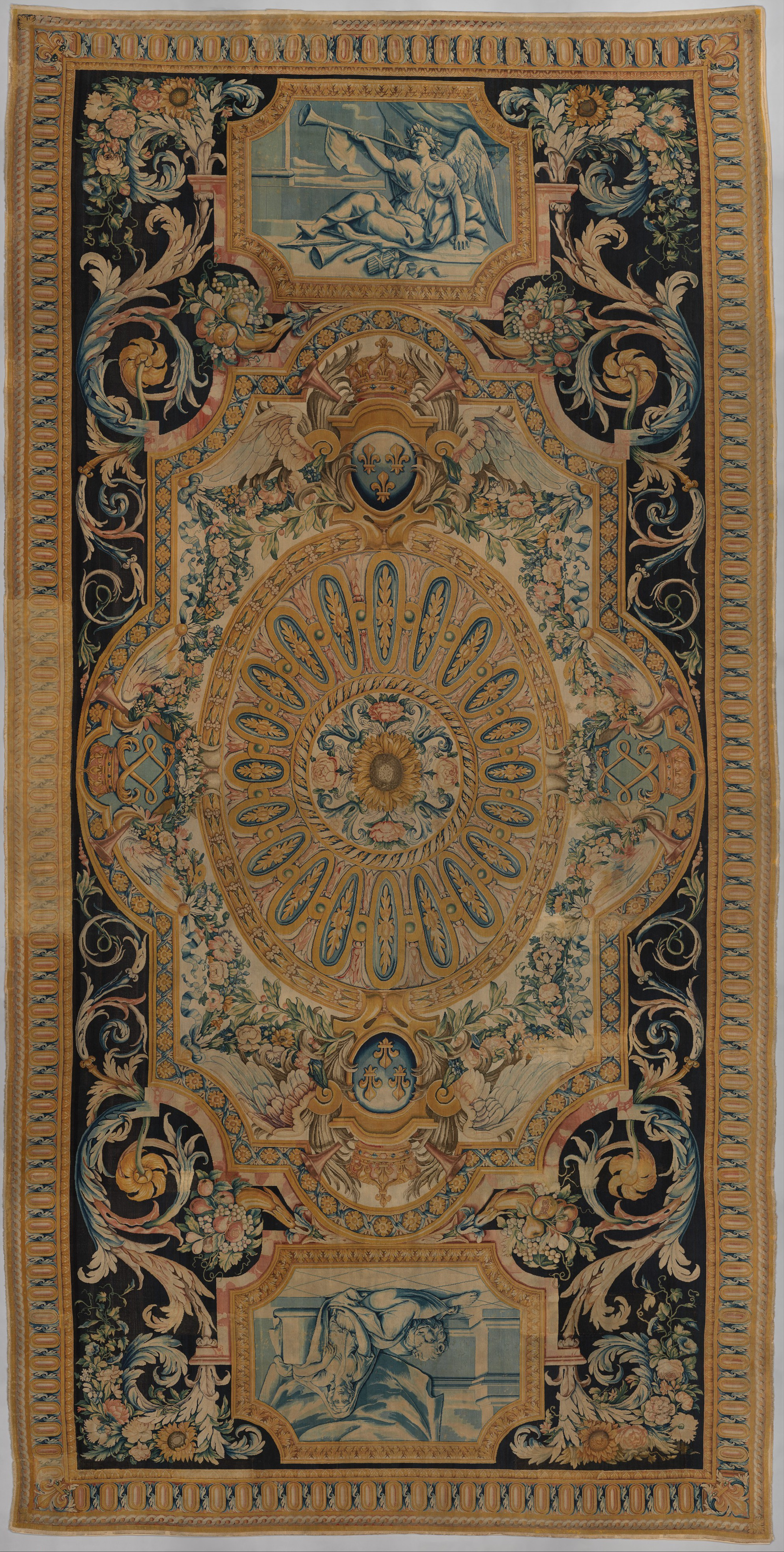
Килим слави та стійкості; виробництво мануфактури Савоннері[en]; 1668–1685 рр.; вовняний ворс, зав'язаний та стрижений, з щільністю близько 90 вузлів на квадратний дюйм; 909,3 x 459,7 см; Музей мистецтва Метрополітен
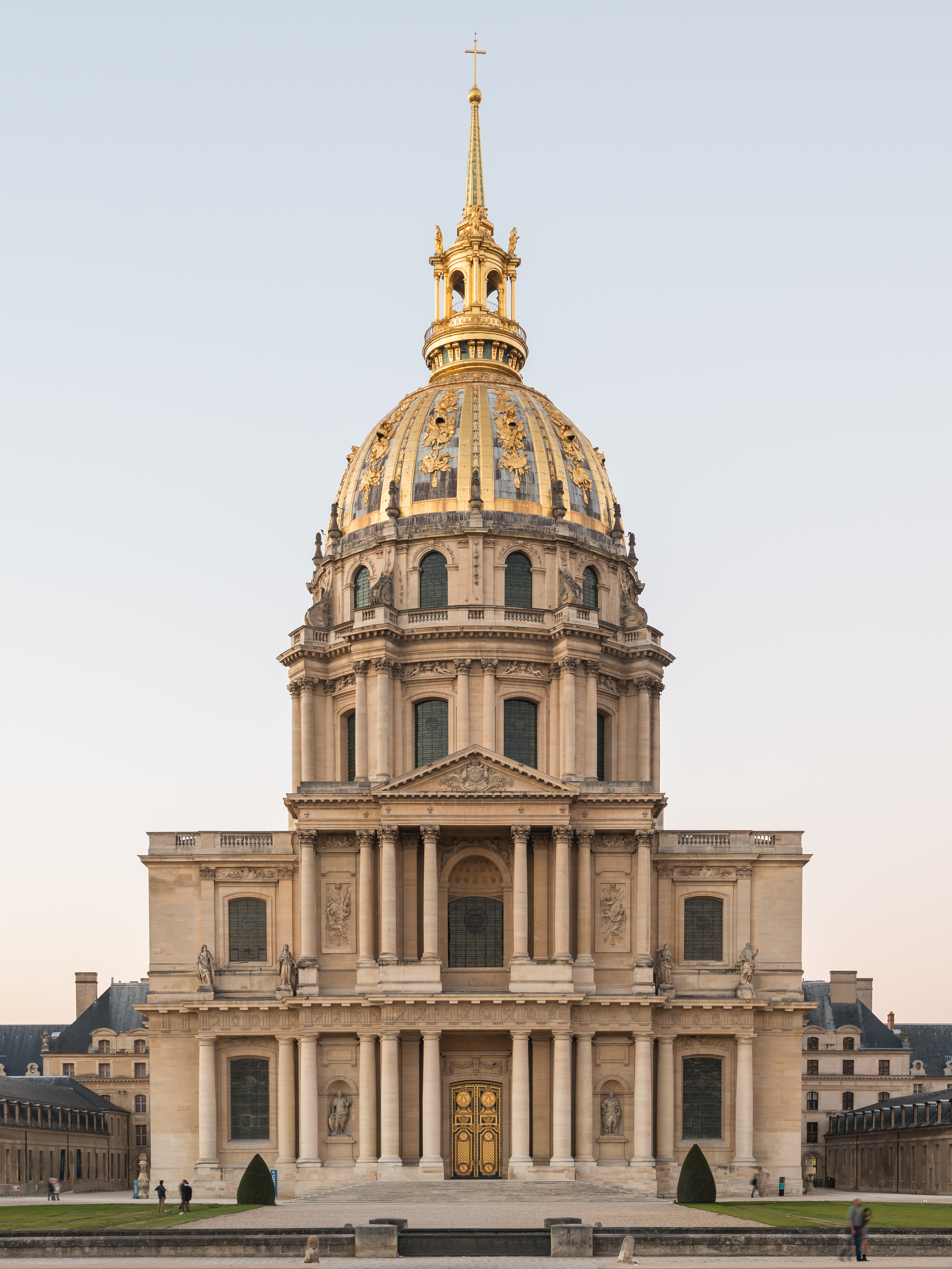
Купол Інвалідів (Париж), 1677–1706 рр., Жуль Ардуен-Мансар
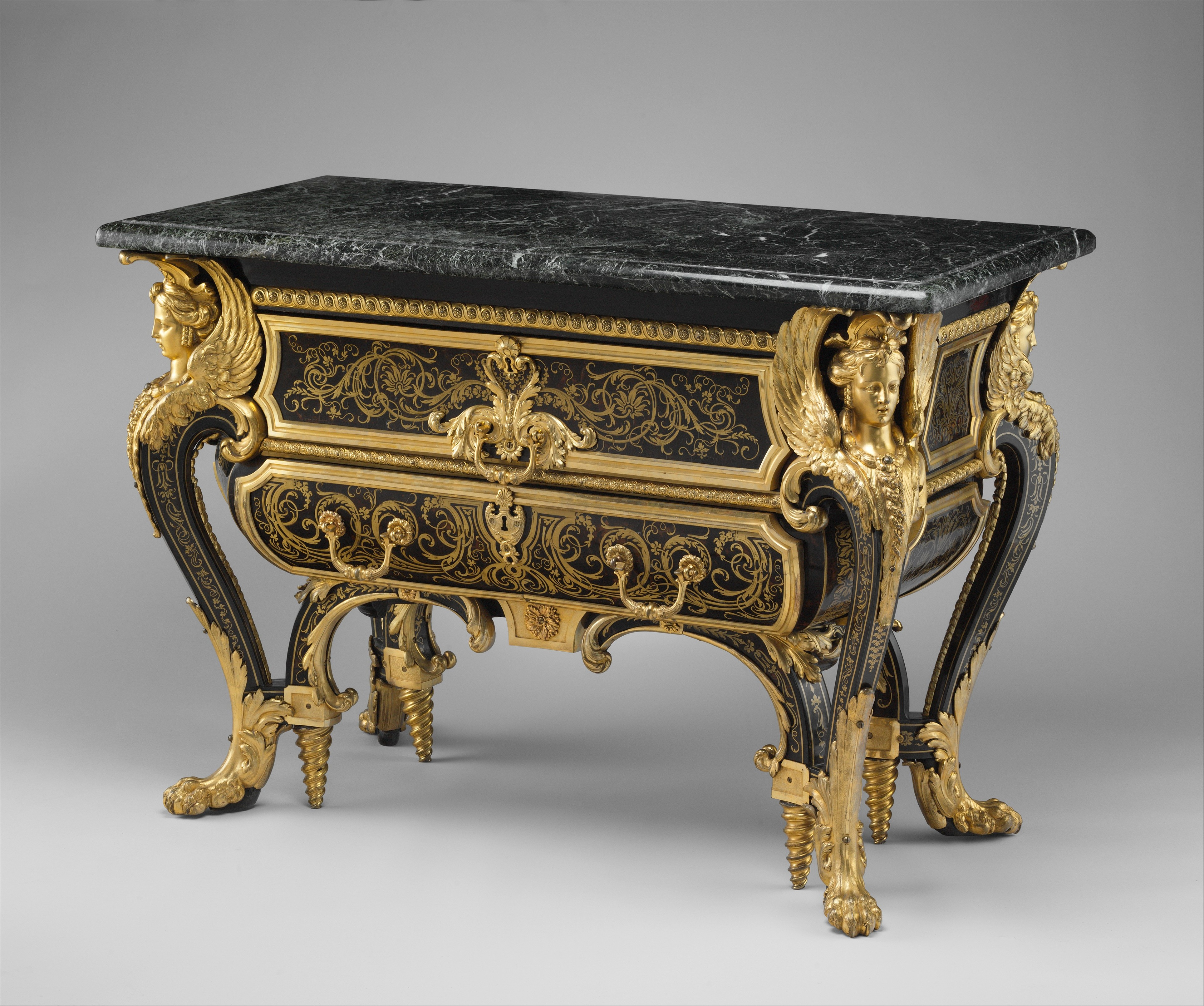
Комод; Андре-Шарль Буль; прибл. 1710–1732 рр.; горіхове дерево, фанероване чорним деревом і маркетрі з гравованої латуні та панцира черепахи, позолочені бронзові кріплення, верх із античного мармуру; 87,6 x 128,3 x 62,9 см; Музей мистецтва Метрополітен
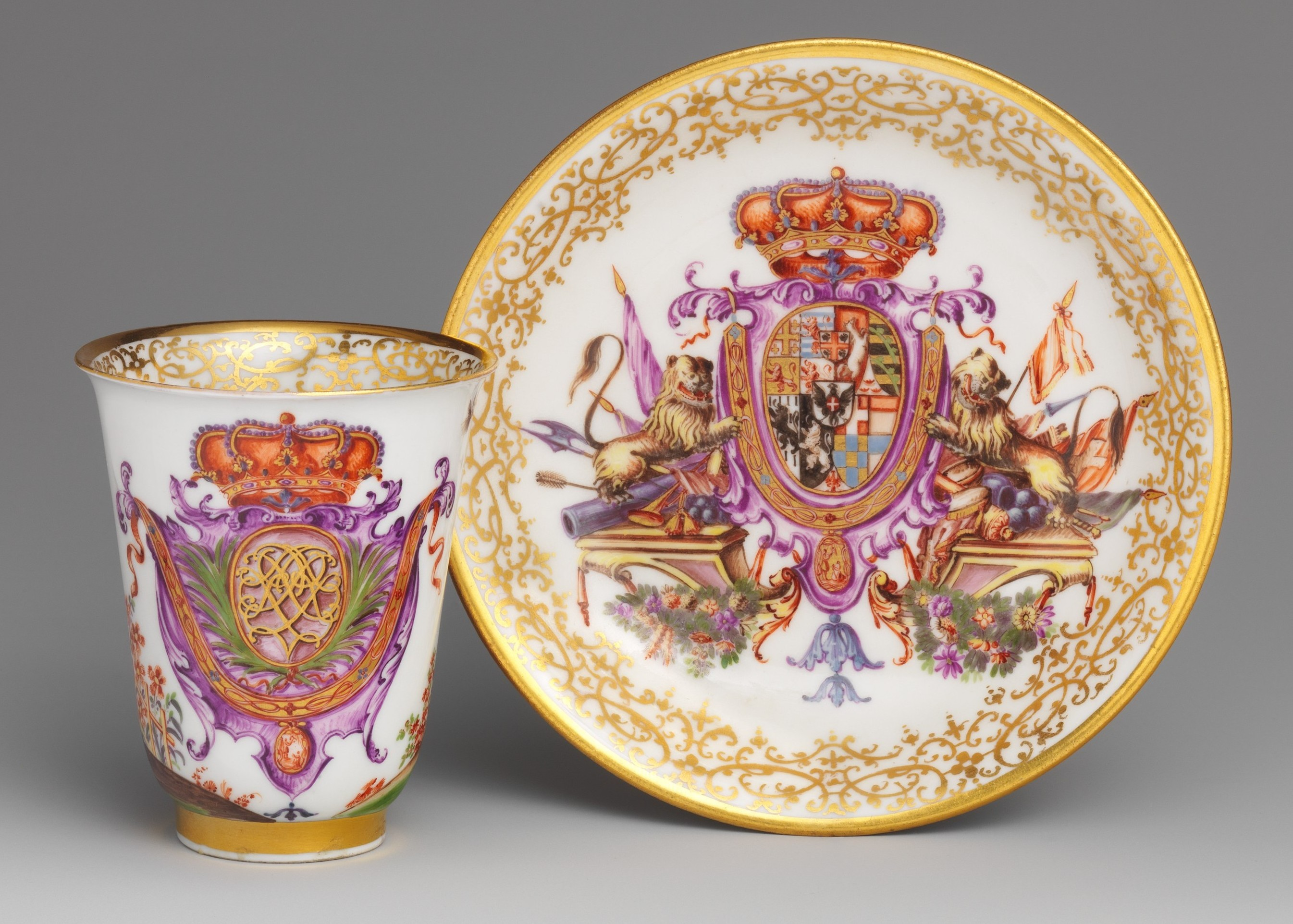
Частина чайно-шоколадного сервізу з майсенської порцеляни, прибл. 1725 р., подарованого Віктору Амадею II, королю Сардинії (1666–1732) Августом Сильним, власником Майсенської мануфактури
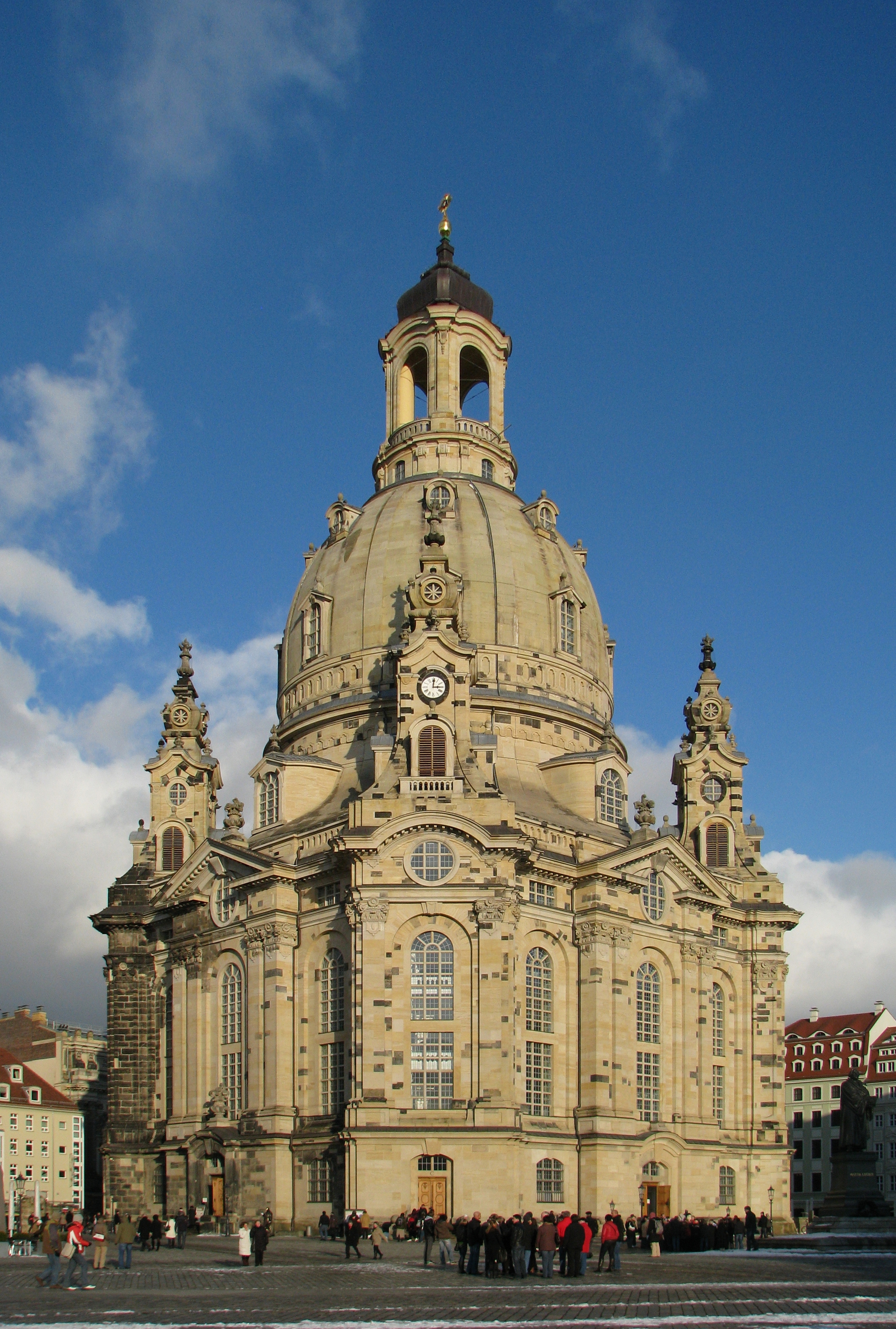
Фрауенкірхе, Дрезден, 1726-1743 рр., Джордж Бер[en]

### Рококо

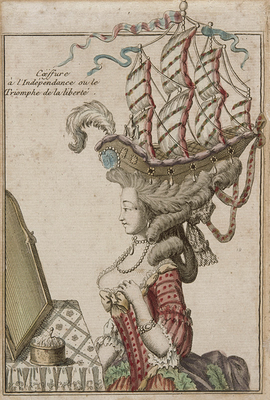
Coiffure à l'Indépendance ou Le Triomphe de la Liberté (зачіска «До Незалежності» або «Тріумф Свободи»), 1778 р., зображує модну аристократку, яка завершує свої туалетні приготування

Стиль рококо, що виник прибл. 1720 року в Парижі, характеризується природними мотивами, м'якими кольорами, вигнутими лініями, асиметрією та темами, такими як кохання, природа і безтурботні розваги. Його ідеалами були витонченість, життєрадісність, юність і чуттєвість.
Зародившись у Франції як реакція на важку барокову пишність двору Людовика XIV у Версальському палаці, рух рококо став асоціюватися, зокрема, з впливовою маркізою де Помпадур (1721—1764), фавориткою нового короля Людовіка XV (1710—1774). Через це стиль також отримав назву «помпадур». Назва руху походить від французького слова 'rocaille' («галька») і стосується камінців та мушель, якими прикрашали інтер'єри печер, адже подібні форми мушель стали типовими елементами в дизайні рококо. Спершу рококо виникло як стиль дизайну та декоративного мистецтва вирізняючись витонченими плавними формами. Згодом стиль поширився на архітектуру, а потім — на живопис і скульптуру. Французький художник, з яким найчастіше асоціюється термін рококо — Антуан Ватто, чиї пасторальні сцени, або fêtes galantes, домінують на початку XVIII століття.
Хоча деякі важливі баварські церкви виконані в цьому стилі, зокрема паломницька церква у Вісі, рококо найчастіше асоціюється зі світськими будівлями, головним чином великими палацами та салонами, де освічена еліта зустрічалася для обговорення літературних та філософських ідей. У Парижі його популярність збіглася з появою салонів як нового типу світських зібрань, приміщення для яких часто оформлювали в стилі рококо. Серед найхарактерніших прикладів витонченості та елегантності є Овальний салон принцеси в особняку Субіз, одного із найкрасивіших особняків XVIII століття в Парижі. Рококо також спричинило радикальні зміни в меблях еліти: перевага надавалася компактним виробам із вузькими, гнучкими каркасами та витонченим, часто асиметричним декором, який нерідко містив елементи шинуазрі. Захоплення предметами мистецтва Далекого Сходу (переважно Китаю) призвело до використання китайських розписаних і лакованих панелей у меблевому виробництві.
Рух швидко поширився по всій Європі, а також дістався Османської Туреччини та Китаю завдяки орнаментальним альбомам із зображеннями картушів, арабесок, мушельних мотивів, а також проєктами настінних панелей і камінів. Найпопулярнішими були роботи Жюста-Ореля Мессоньє (1695—1750), Жака-Франсуа Блонделя (1705—1774), П'єра-Едме Бабеля (1720—1775) та Франсуа де Кювільє (1695—1768).

Відплиття на острів Кіферу; Антуан Ватто; 1718 р.; олія на полотні; 1,29 x 1,94 м; Палац Шарлоттенбург[175]
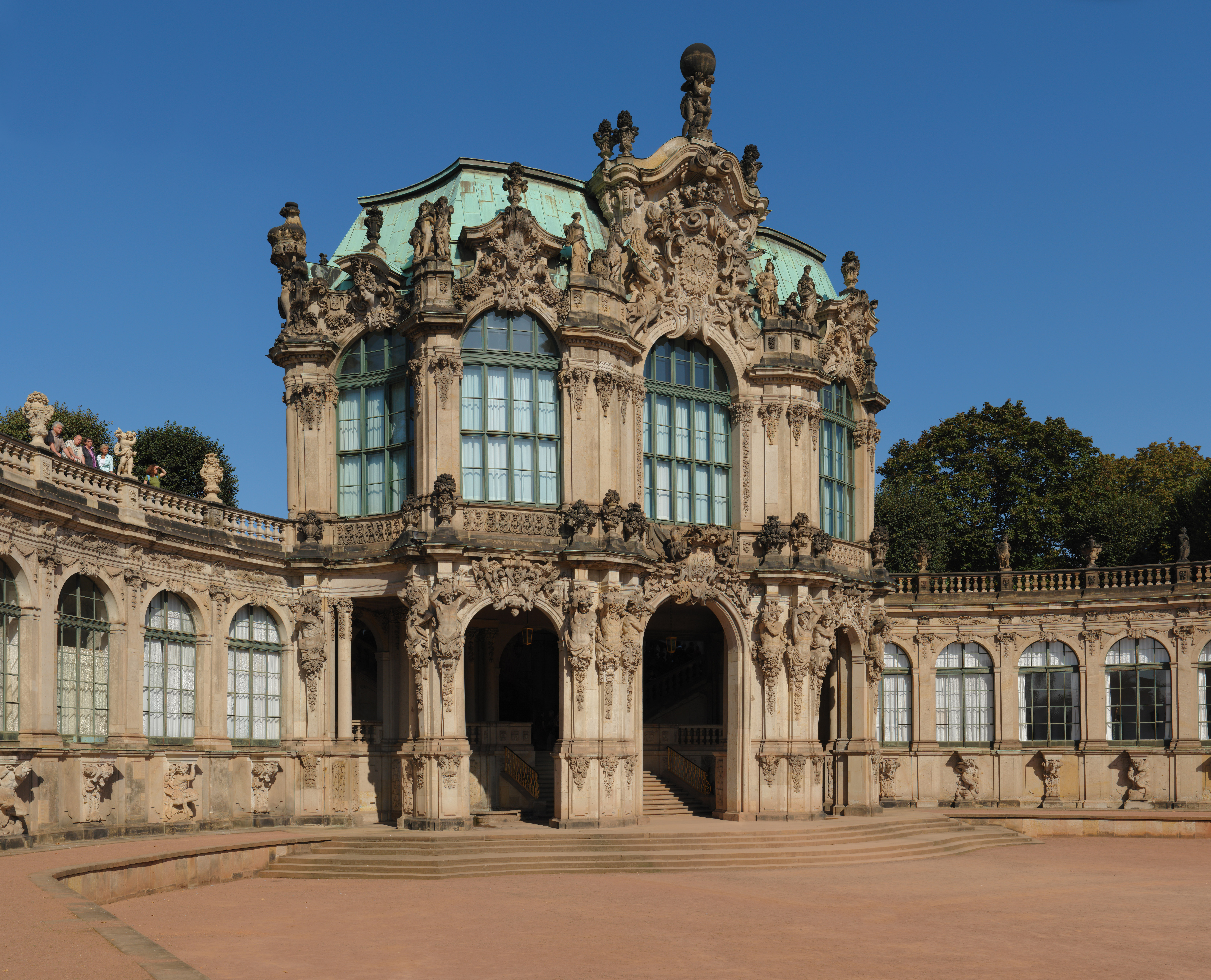
Цвінгер, Дрезден, Німеччина, Маттеус Пеппельманн, 1719 р.
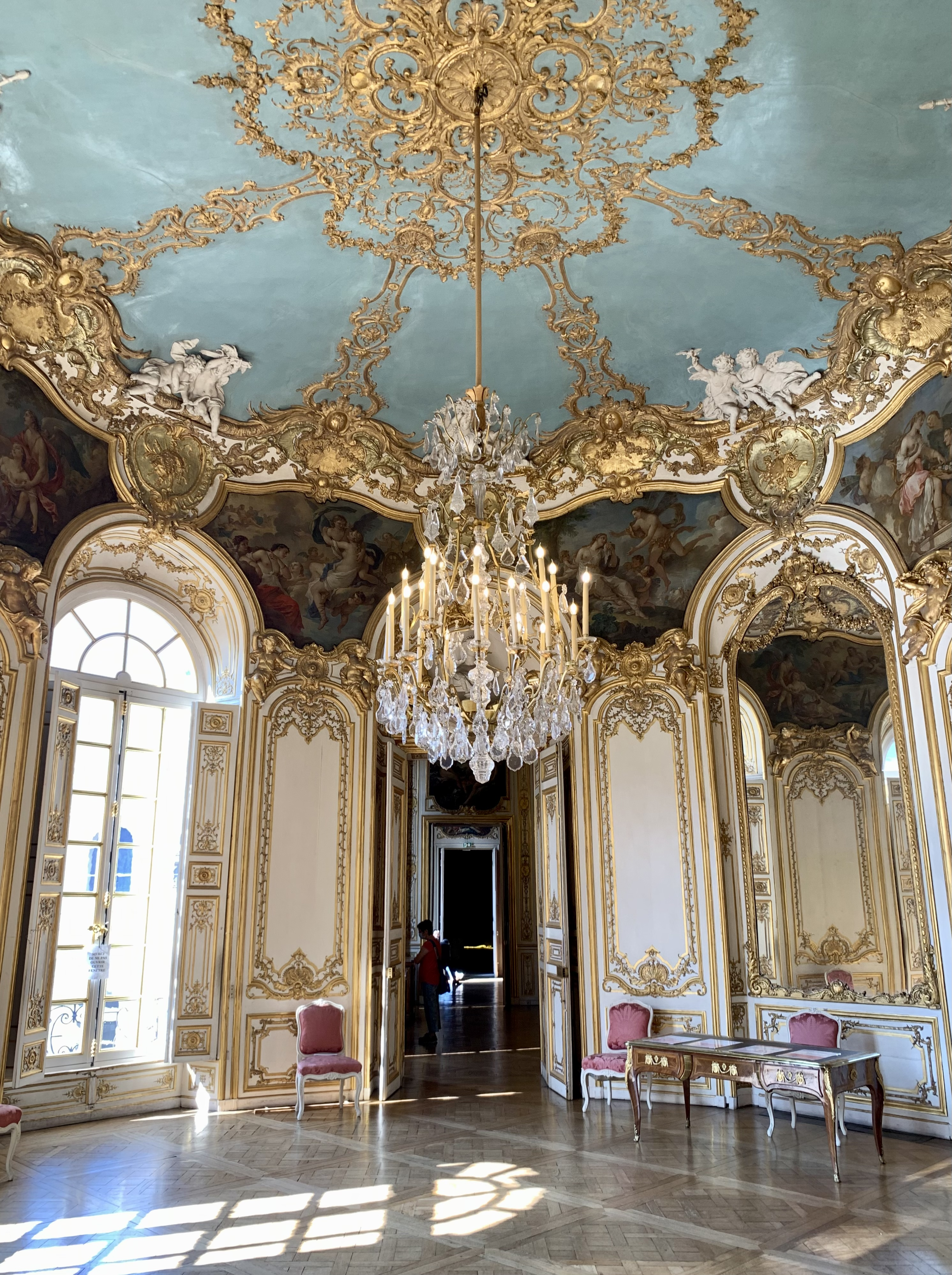
Овальний салон принцеси в особняку Субіз (Париж), 1737–1739 рр., Жермен Бофран, Шарль-Жозеф Натоар[en] і Жан-Батист Лемуан
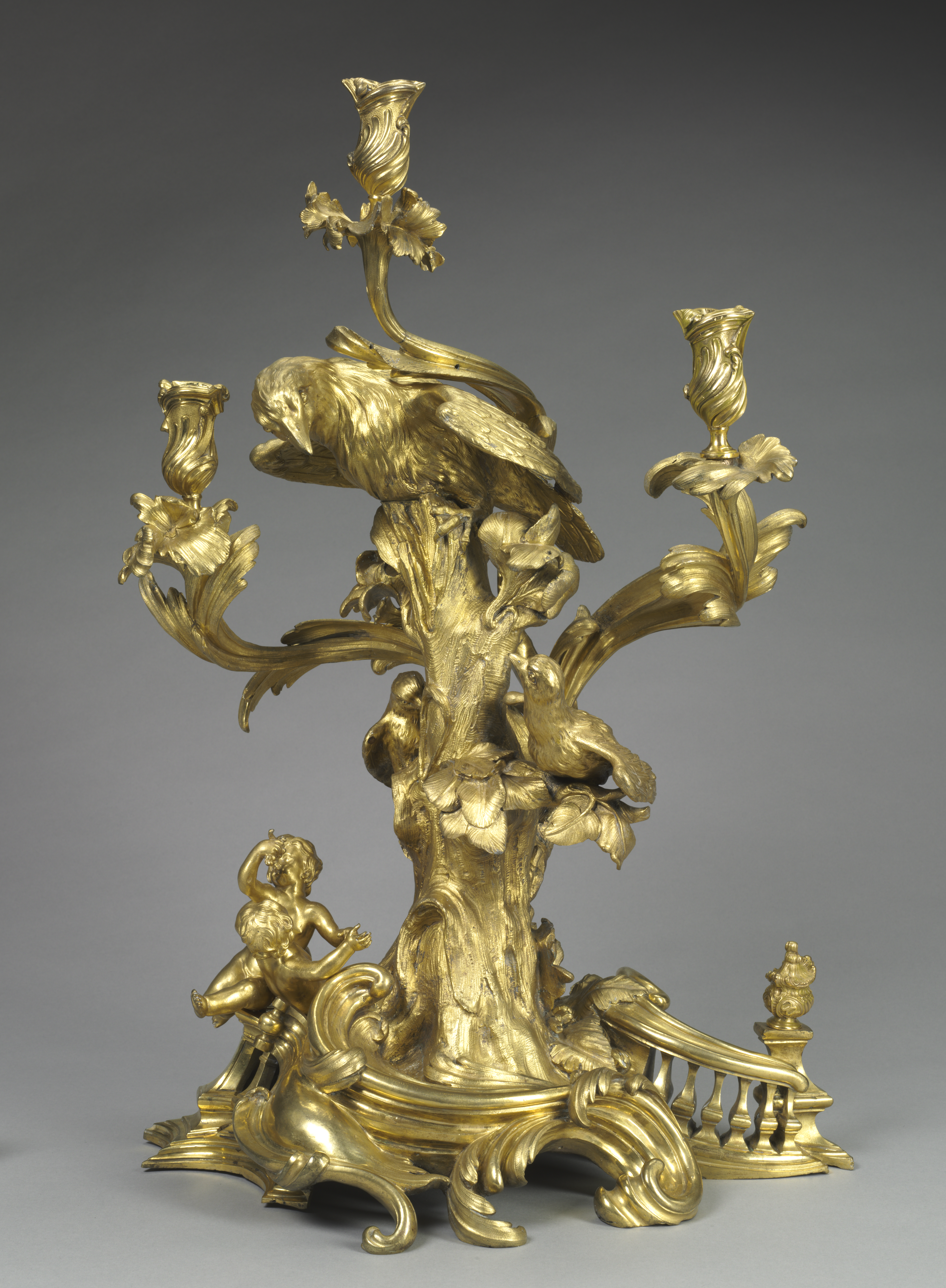
Канделябр; Жан Жозеф де Сен-Жермен; прибл.1750 р.; позолочена бронза; загальні розміри: 72,4 x 49,3 x 39,7 см; Клівлендський музей мистецтв (Клівленд, Огайо, США)
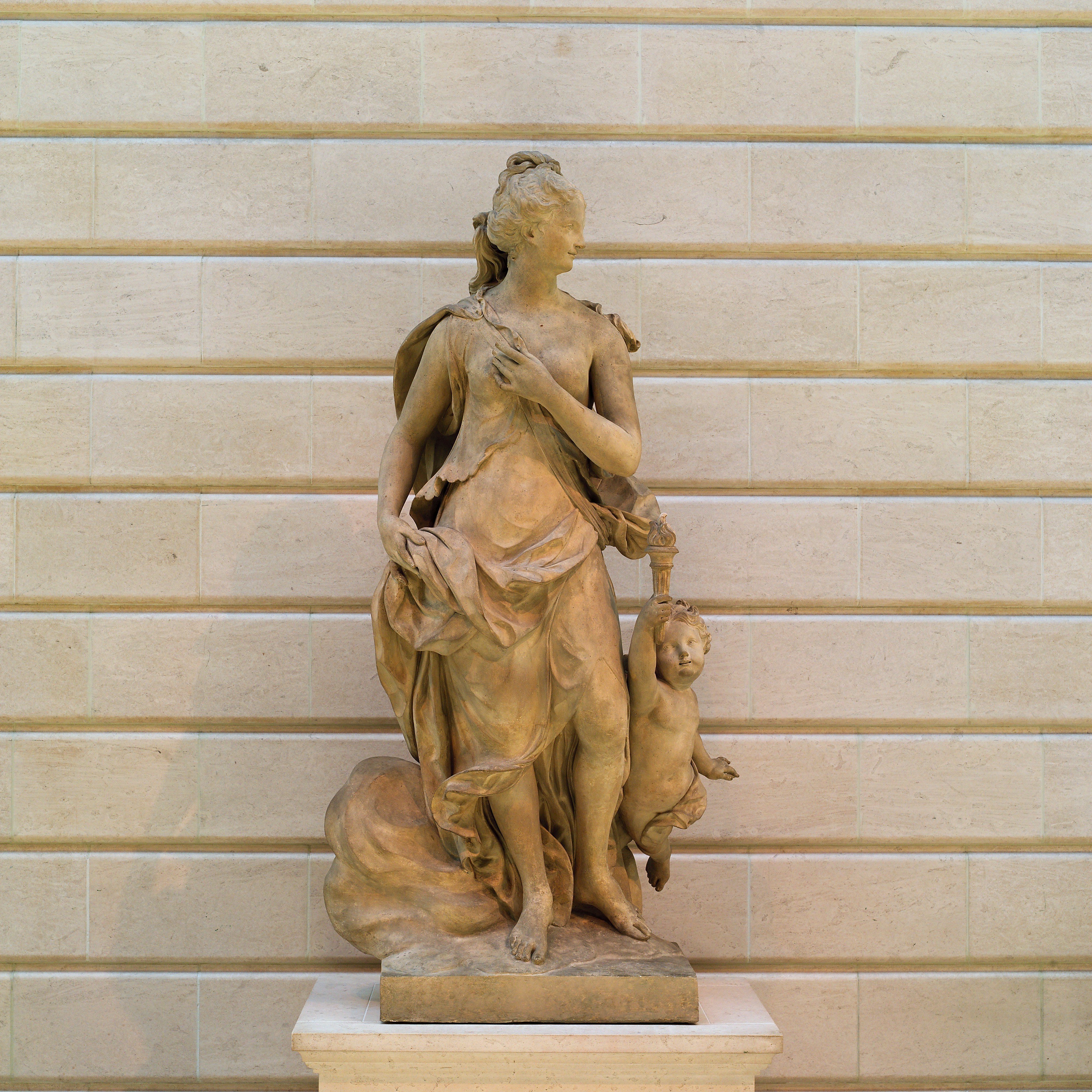
Вогонь; Жан-П'єр Дефранс[fr]; прибл.1750-1760 рр.; вапняк; висота: 223 см; Музей мистецтва Метрополітен (Нью-Йорк)
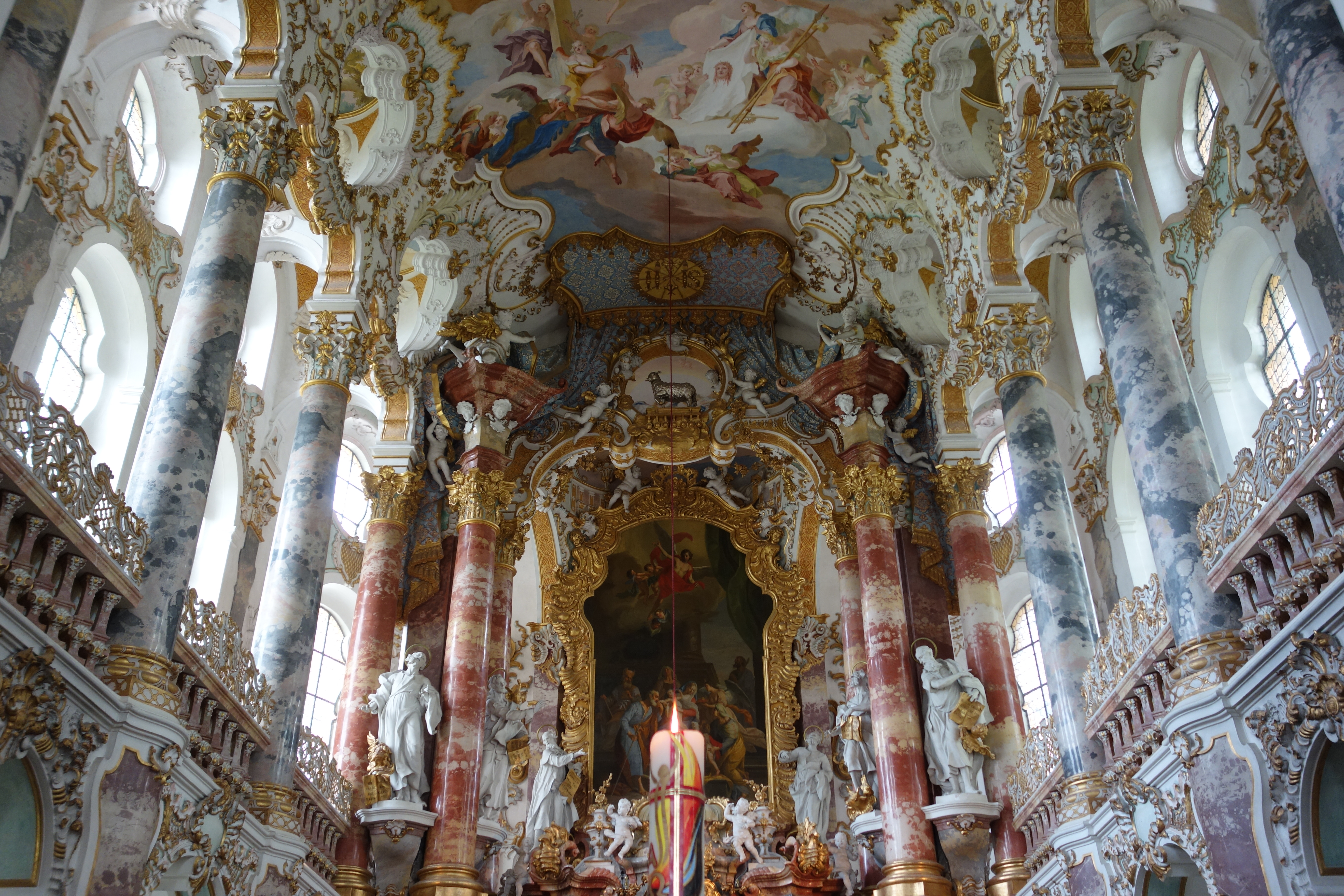
Паломницька церква у Вісі, Штайнгаден, Germany, by Домінікус[en] та Йоганн Баптіст Циммерманн, 1754 р.
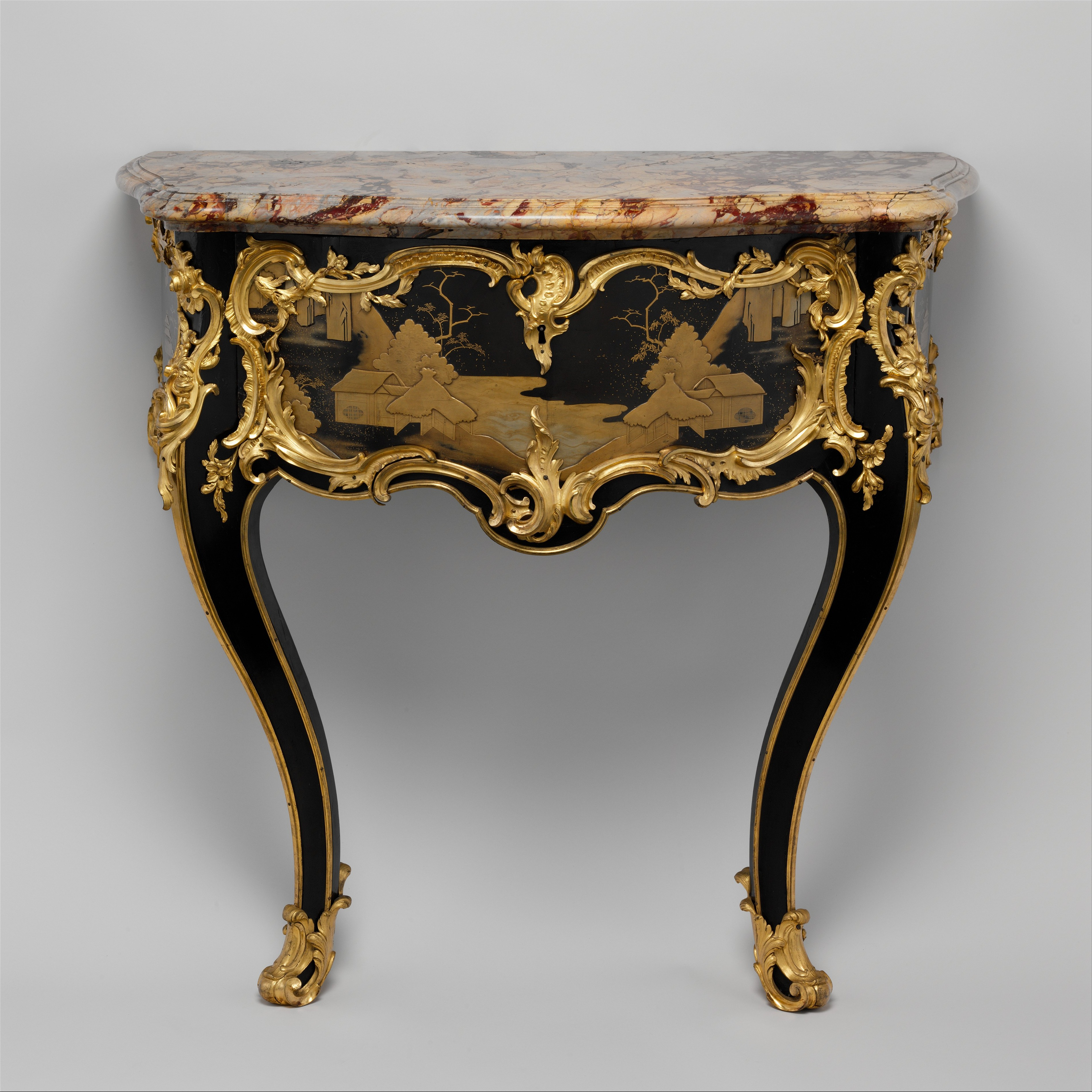
Журнальний столик (commode en console); Бернард II ван Рісамбург[en]; прибл.1755-1760 рр.; японський лак, бронзові позолочені накладки та стільниця з сарранколінського мармуру; висота: 90,2 см; Музей мистецтва Метрополітен
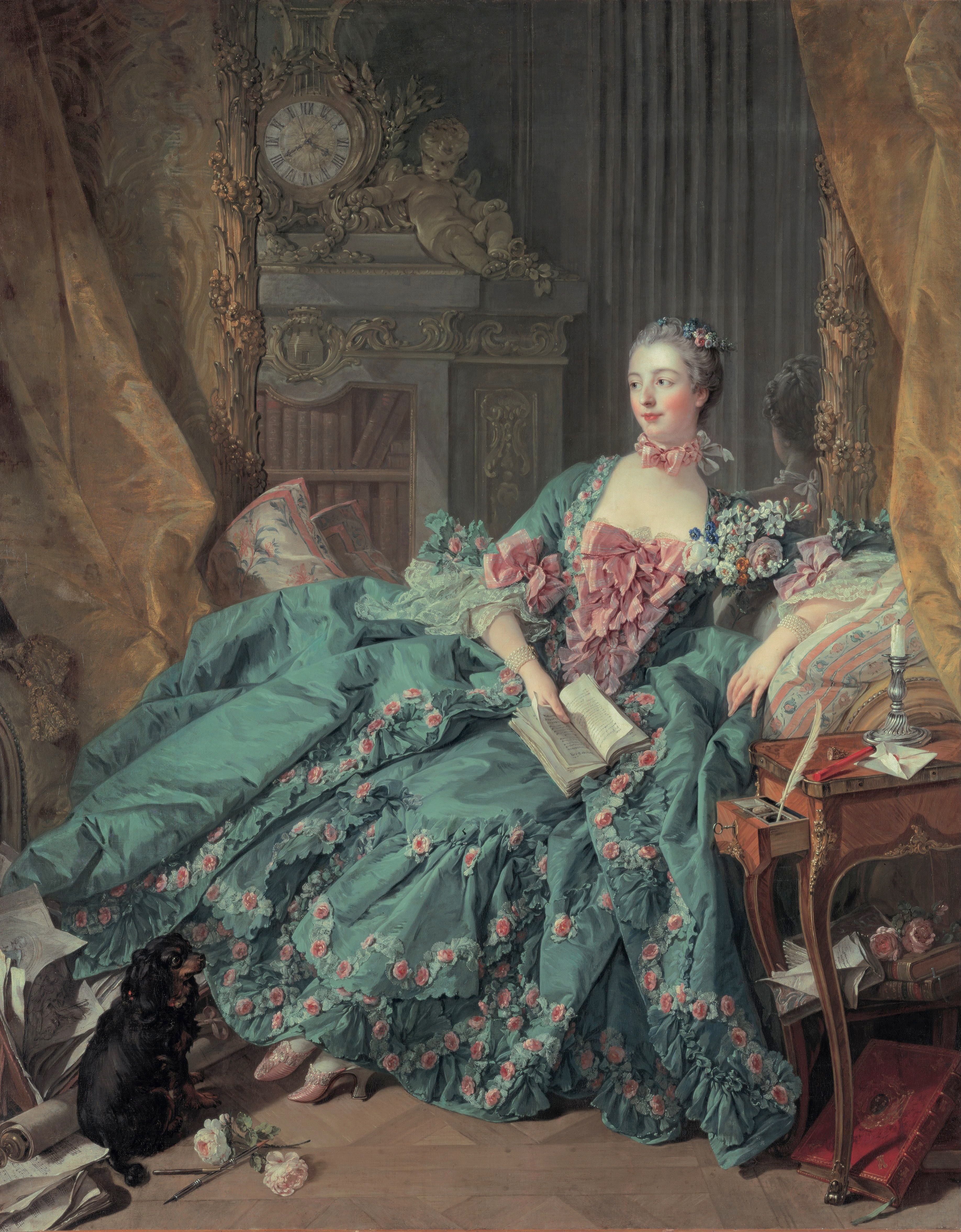
Маркіза де Помпадур; автор — Франсуа Буше; 1756 р.; олія на полотні; 2,01 x 1,57 м; Стара пінакотека (Мюнхен, Німеччина)
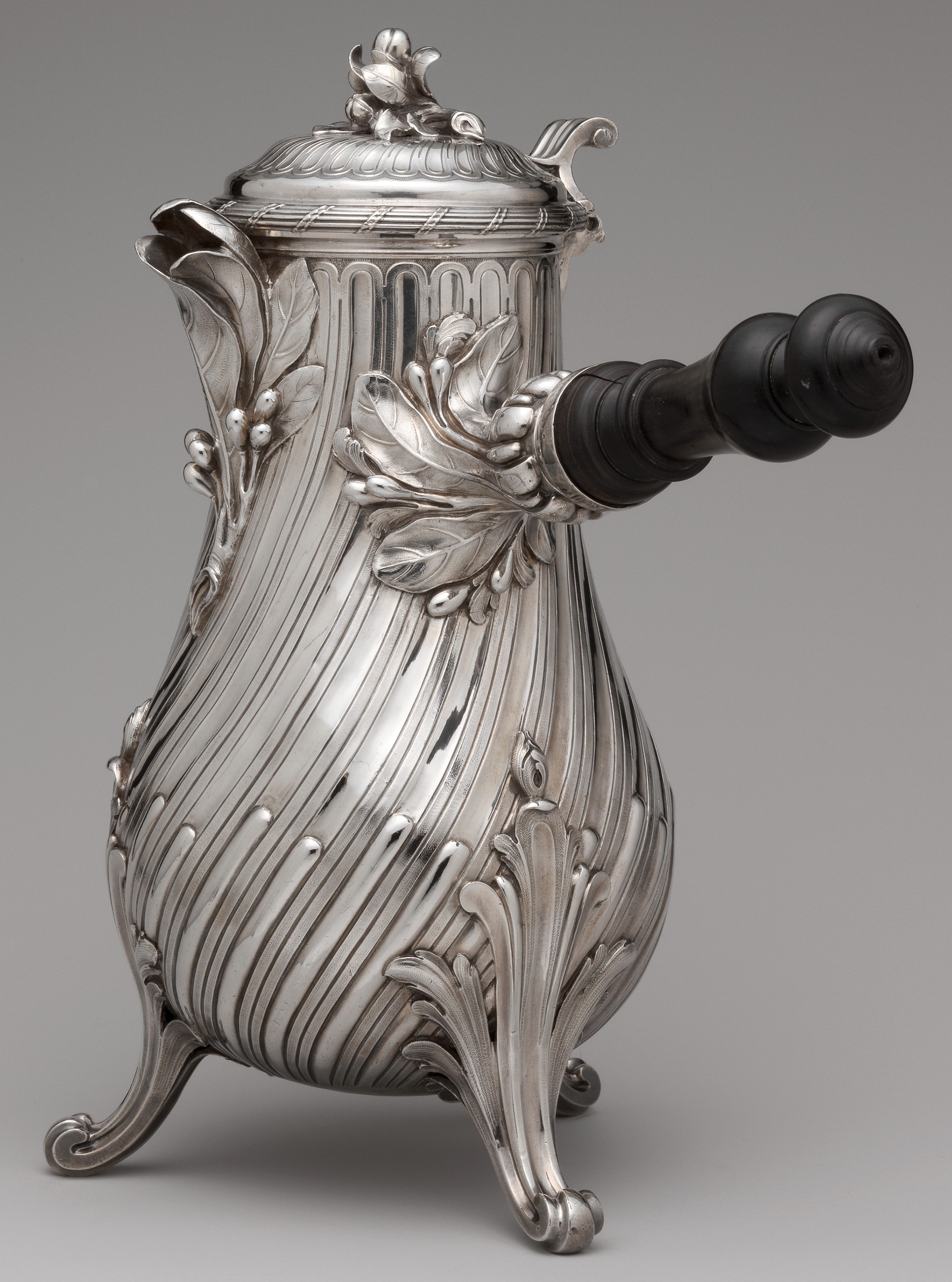
Кавник; 1757 рік; срібло; висота: 29,5 см; Музей мистецтва Метрополітен
Терина з кришкою (terrine du roi); Севрська порцелянова мануфактура, 1756 р.; м’яка порцеляна з емалевим і позолоченим декором; загальні розміри: 24,2 см; Клівлендський музей мистецтв
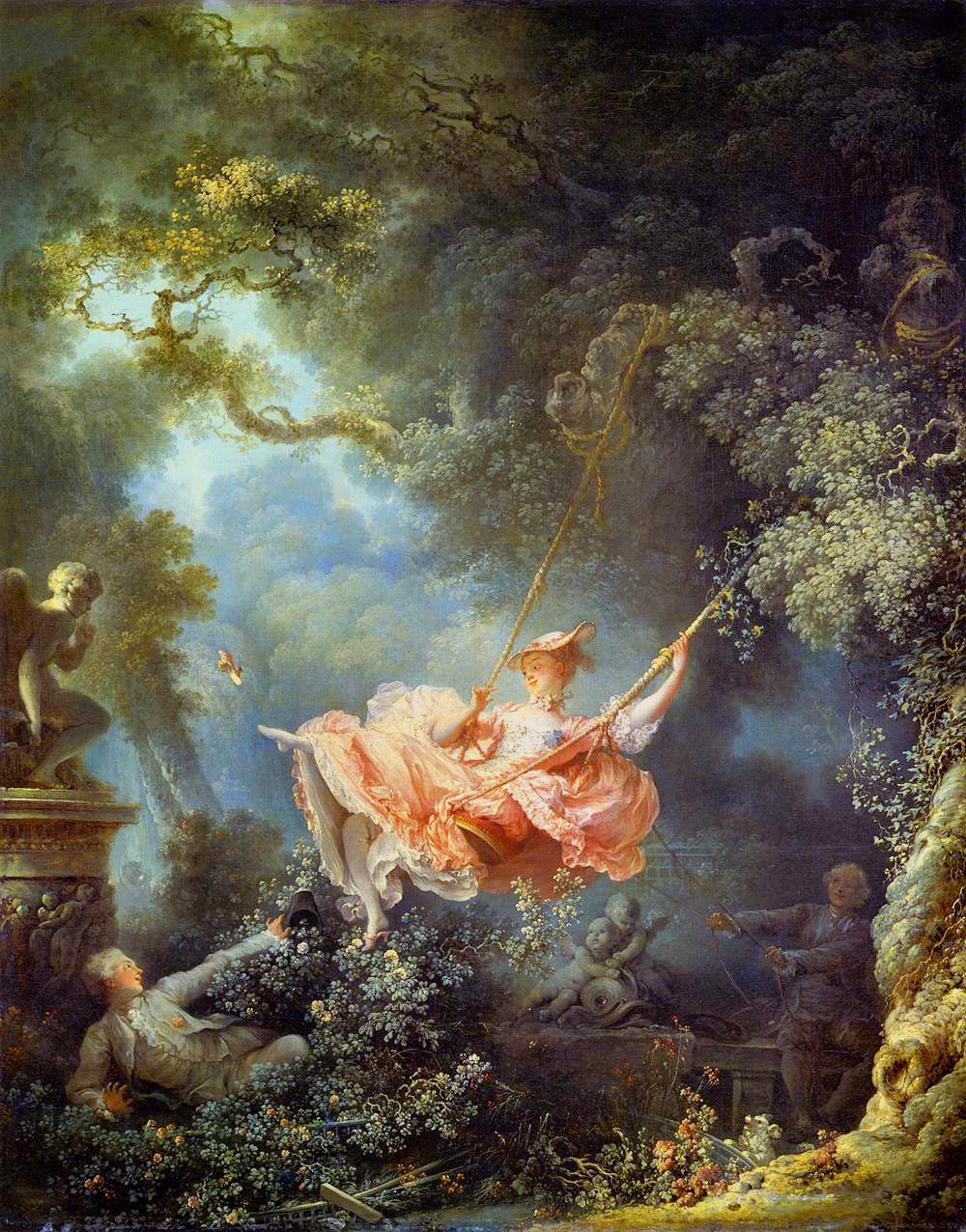
Гойдалка; Жан-Оноре Фраґонар; 1767 р.; олія на полотні; 81 x 64 си; Зібрання Воллеса (Лондон)
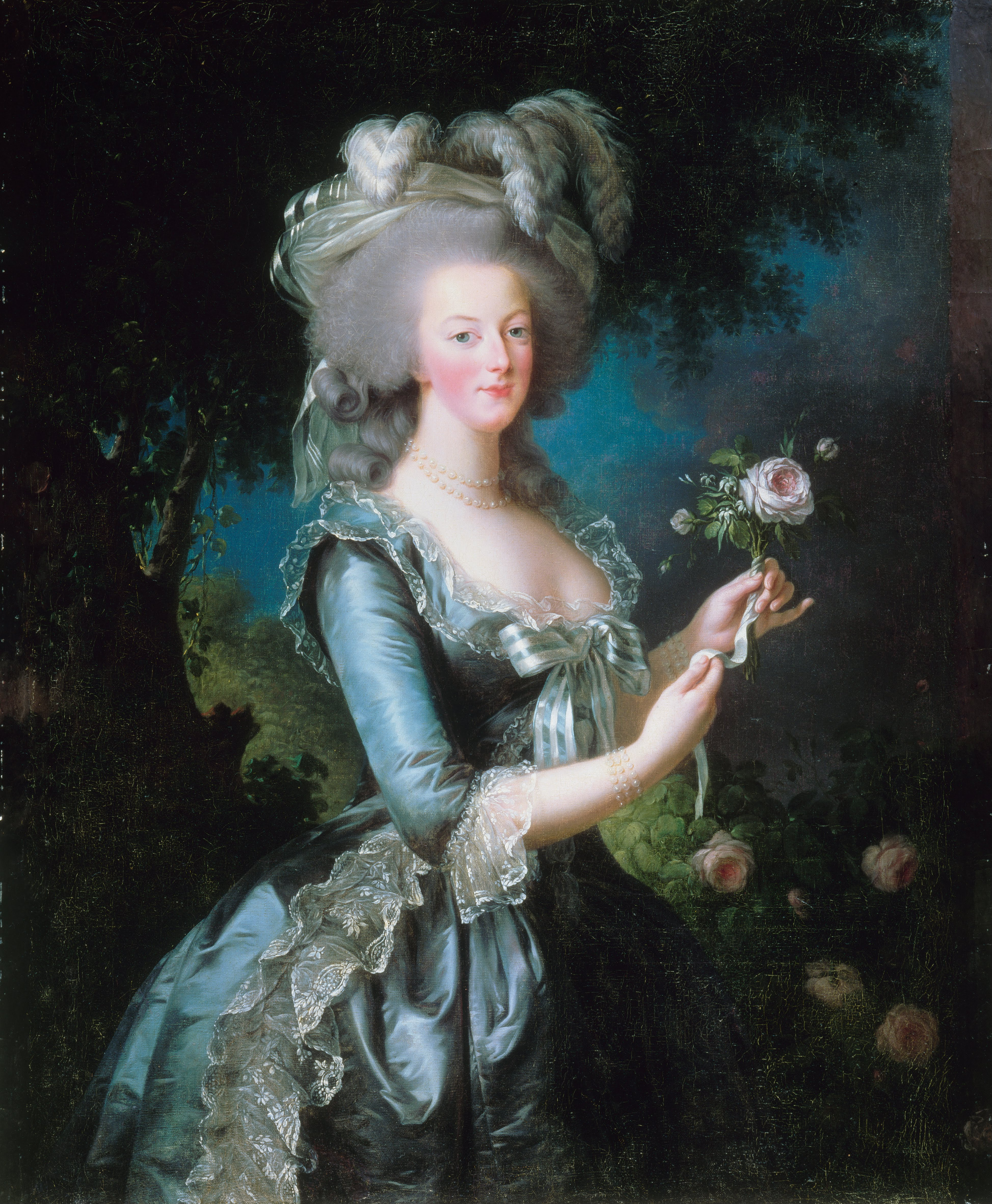
Марія-Антуанетта з трояндою; Елізабет Віже-Лебрен; 1783; олія на полотні; 130 x 87 см; Версальський палац (Версаль, Франція)

### Неокласицизм

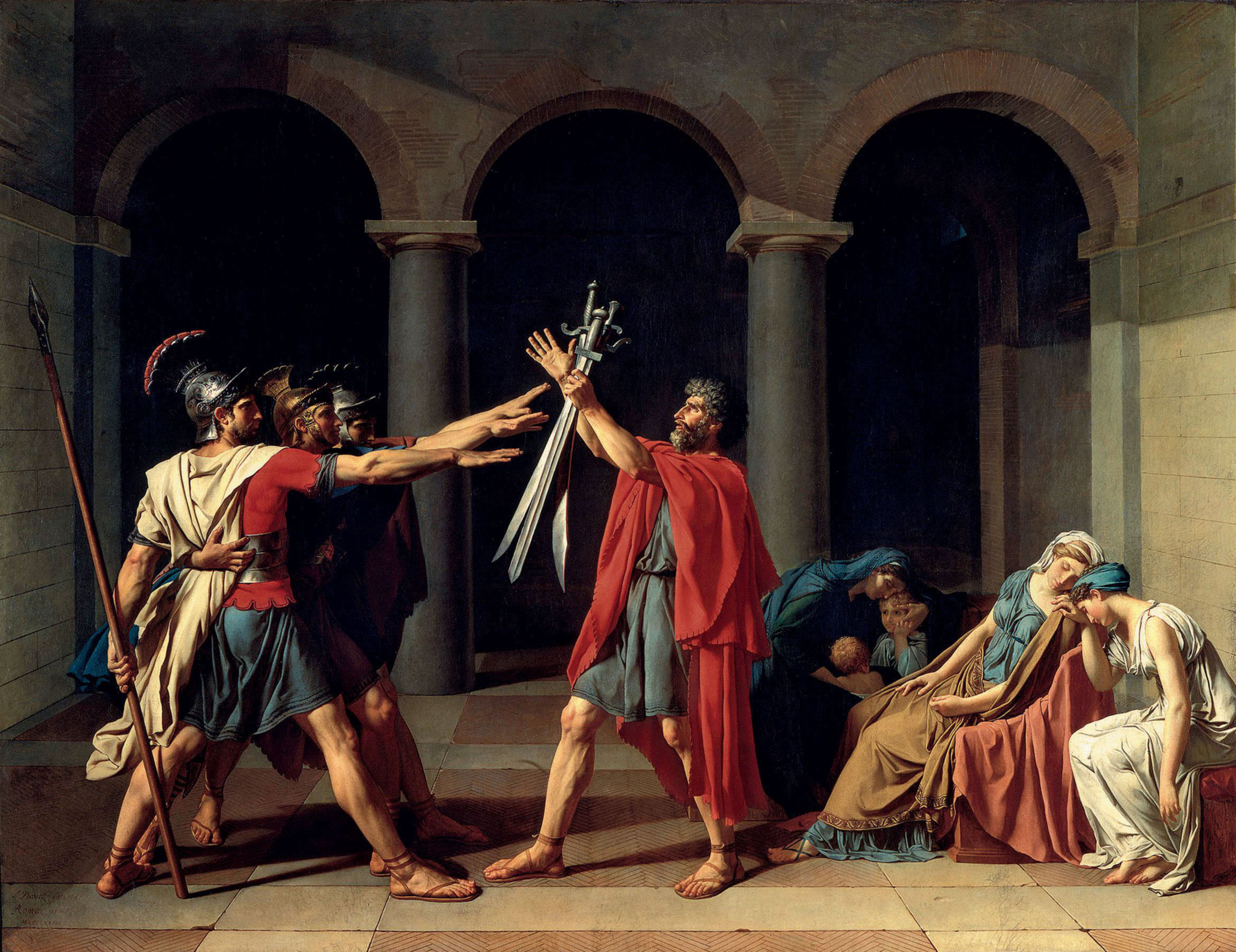
Присяга Гораціїв, Жак-Луї Давід, 1784 р., олія на полотні, Лувр

Натхненний розкопками давньоримських міст Помпеї та Геркуланума починаючи з 1748 року, відродився інтерес до мистецтва античності. Неокласицизм домінував у західному мистецтві починаючи з другої половини XVIII століття до 1830-х років. Утілюючи прагнення до порядку та стриманості, він розвинувся як реакція на сприйману легковажність, гедонізм і декаданс рококо, ставши втіленням раціонального мислення епохи Просвітництва (також відомої як «Епоха розуму»). Спочатку цей рух розвивали не художники, а філософи епохи Просвітництва. Вони закликали замінити рококо мистецтвом, яке було б раціональним, моральним і присвяченим душі. Це добре відповідало уявленню про античне мистецтво як втілення реалізму, стриманості й порядку. Натхненний давньогрецьким і давньоримським мистецтвом, класичними історичними полотнами французького художника Ніколя Пуссена (1594—1665), ідеями німецького письменника Антона Рафаеля Менгса (1728—1779) та німецького археолога й історика мистецтва Йоганна Йоахіма Вінкельмана (1717—1768), неокласицизм зародився в Римі, але незабаром поширився по всій Європі. До середини XVIII століття Рим став головною метою Гранд-туру і аристократичні мандрівники вирушали туди у пошуках класичних вражень, які вони прагнули відтворити у своїх заміських маєтках, таким чином поширюючи стиль по Європі, особливо в Англії та Франції. Гранд-тур також давав можливість колекціонувати античні старожитності. Неокласичні живописні твори зазвичай містили фігури, що позували як античні статуї або рельєфи, на тлі пейзажів із великою кількістю археологічних деталей. Стиль надавав перевагу грецькому мистецтву над римським, вважаючи його чистішим і більш автентичним у своїх естетичних прагненнях.
У 1789 році Франція опинилася на порозі своєї першої революції, і неокласицизм прагнув виразити патріотичні настрої того часу. У цей період політика й мистецтво були тісно переплетені. Представники напрямку вважали, що мистецтво має бути серйозним, надаючи перевагу рисунку перед живописом; ідеалом були чіткі контури та гладке письмо без помітних мазків пензля. І живопис, і скульптура випромінювали спокій і стриманість, зосереджуючись на героїчних темах і втілюючи шляхетні ідеї, такі як самопожертва та націоналізм.
Цей рух проклав шлях до романтизму, що виник, коли революційний ідеалізм почав згасати, а наполеонівський період завершився на початку XIX століття. Проте не слід сприймати неокласицизм як протилежність романтизму — в певному сенсі він став його раннім проявом.

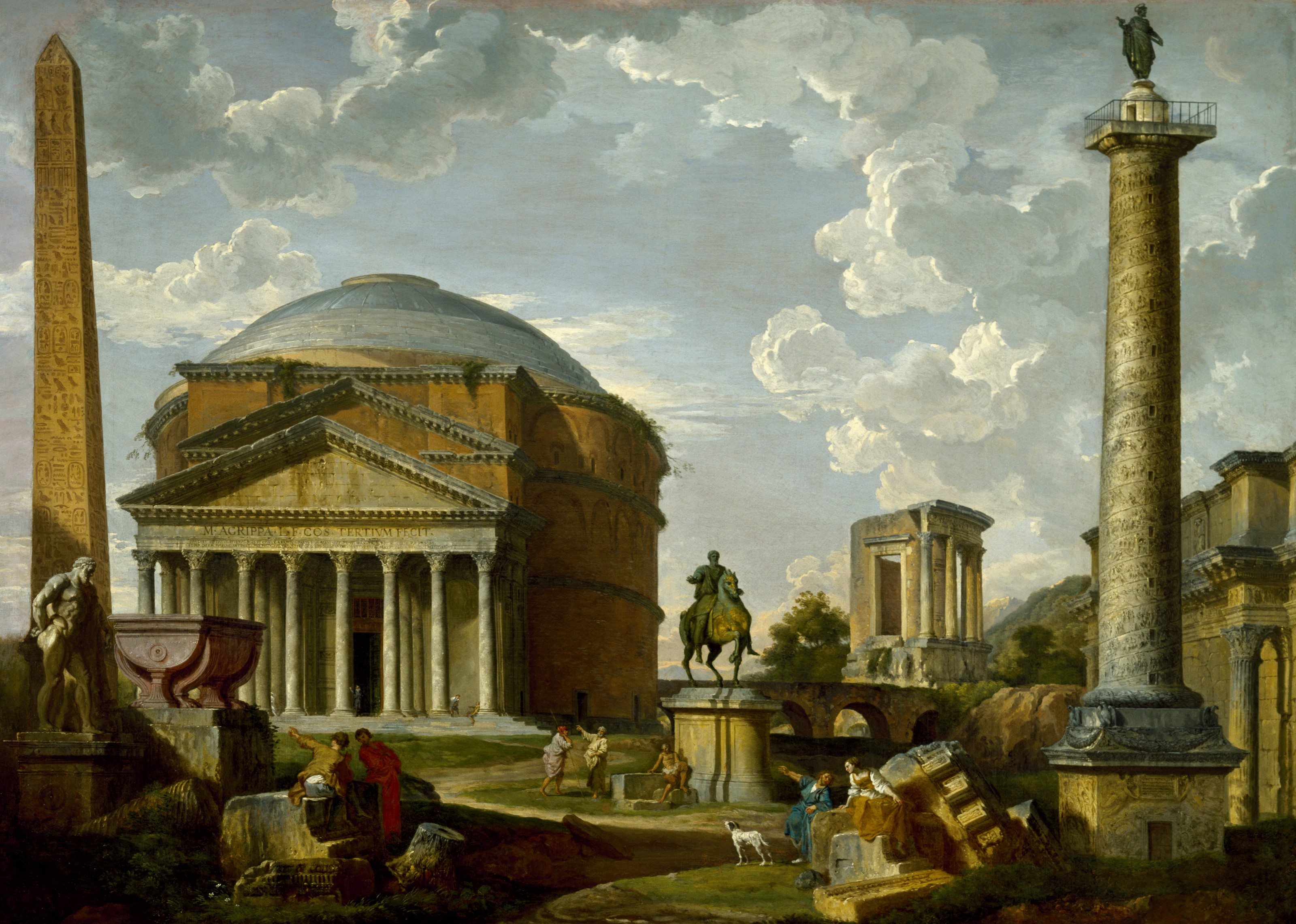
Уявний краєвид із Пантеоном та іншими пам’ятками Стародавнього Риму, Джованні Паоло Паніні, 1737, олія на полотні, Музей витончених мистецтв, Хʼюстон, США
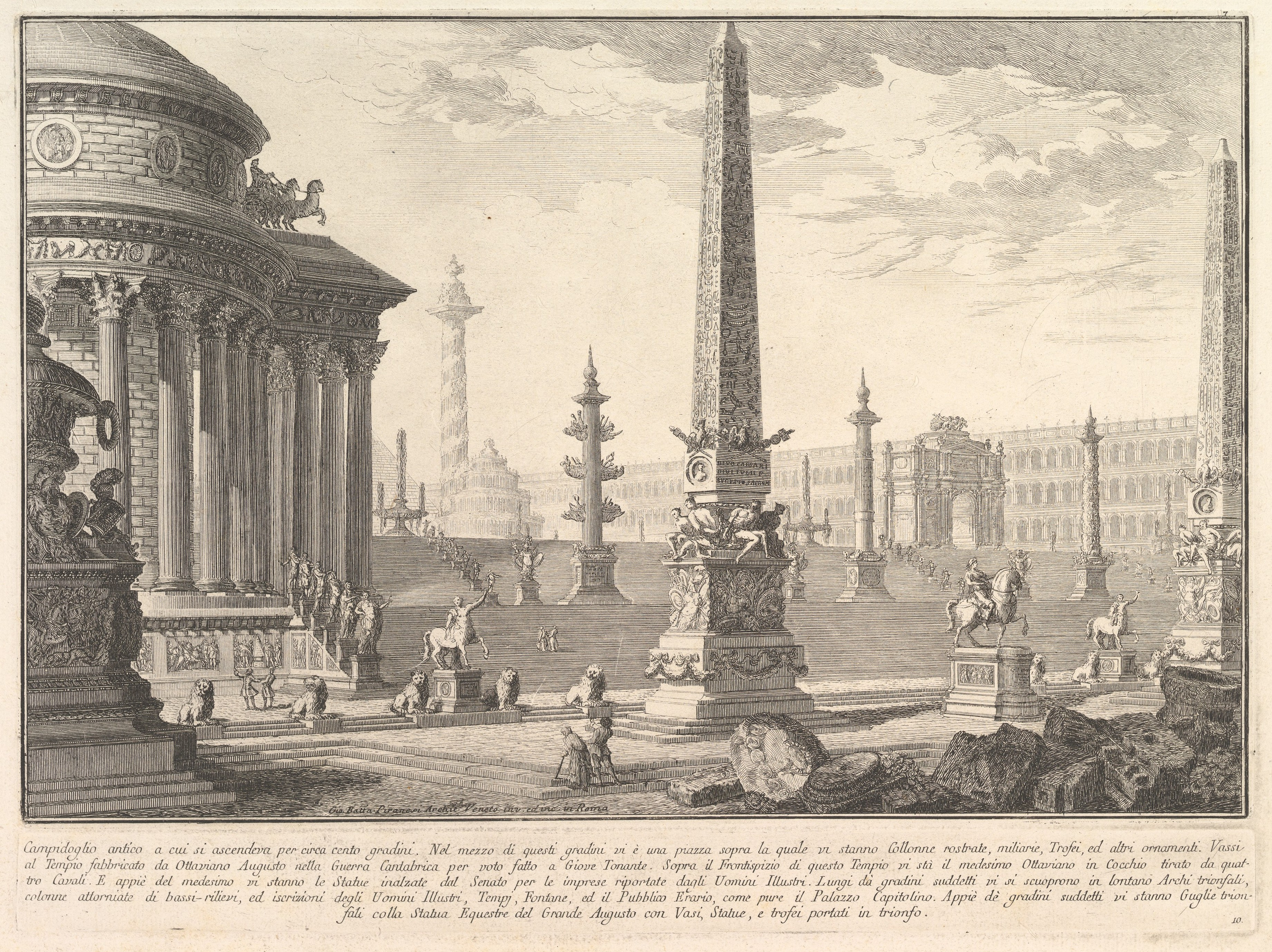
Стародавній Капітолій, до якого ведуть приблизно сто сходинок . . .,  Джованні Баттіста Піранезі, прибл.1750 р., офорт, Музей мистецтва Метрополітен, Нью-Йорк
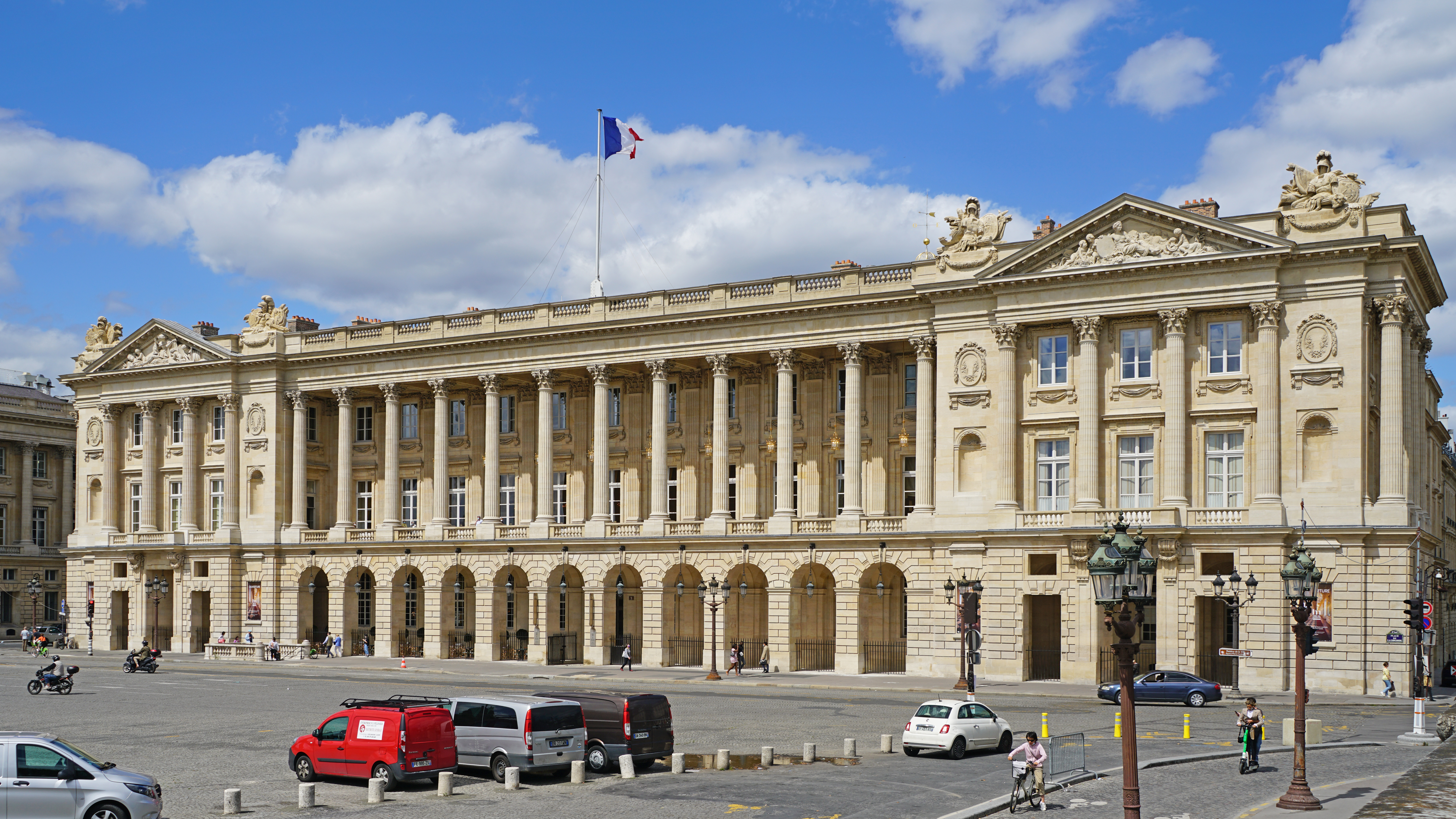
Палац Марін[en], Париж, Анж Жак Ґабріель, 1761–1770 рр.
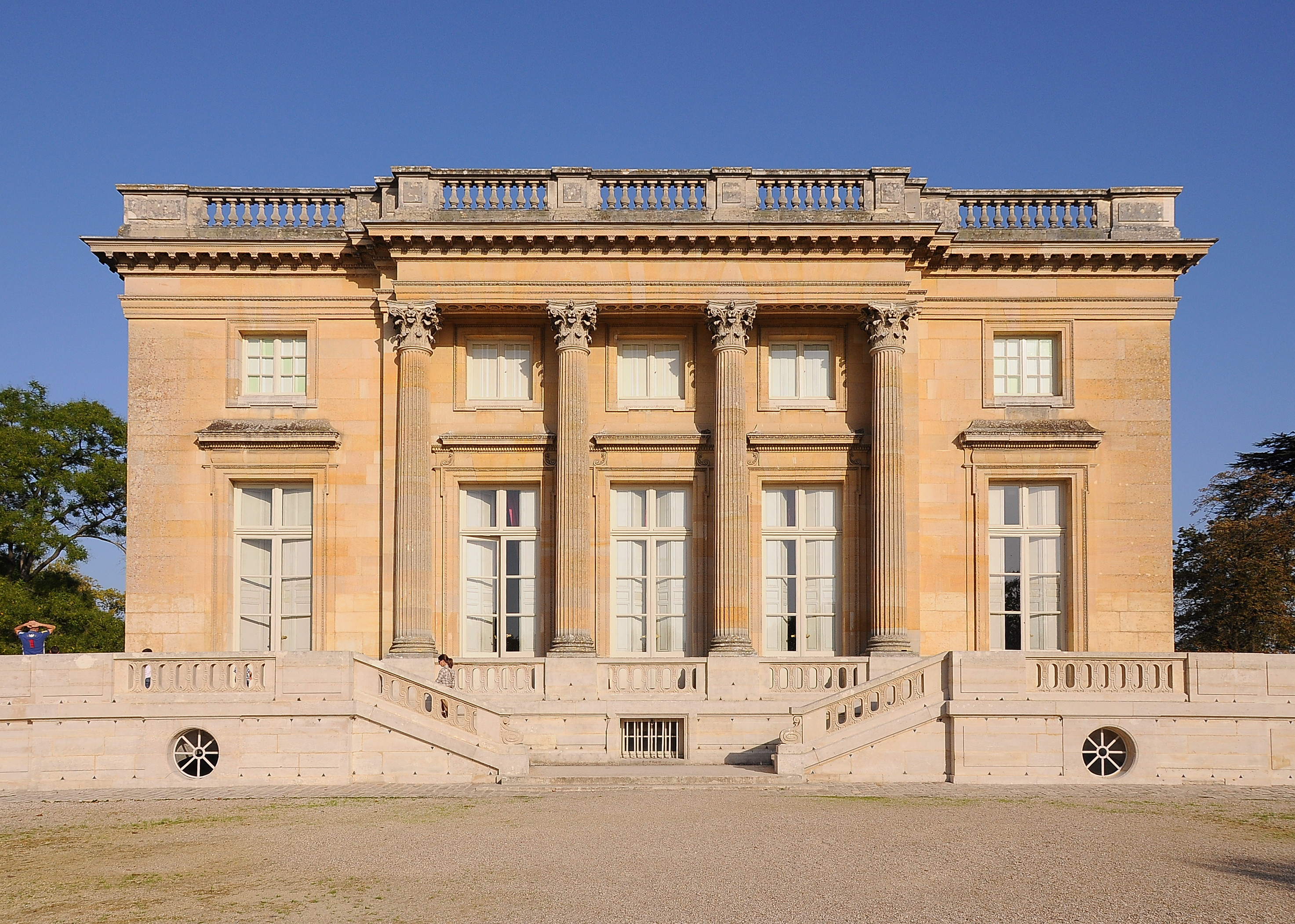
Малий Тріанон, Версальський палац, Франція, Анж Жак Ґабріель, 1764 р.
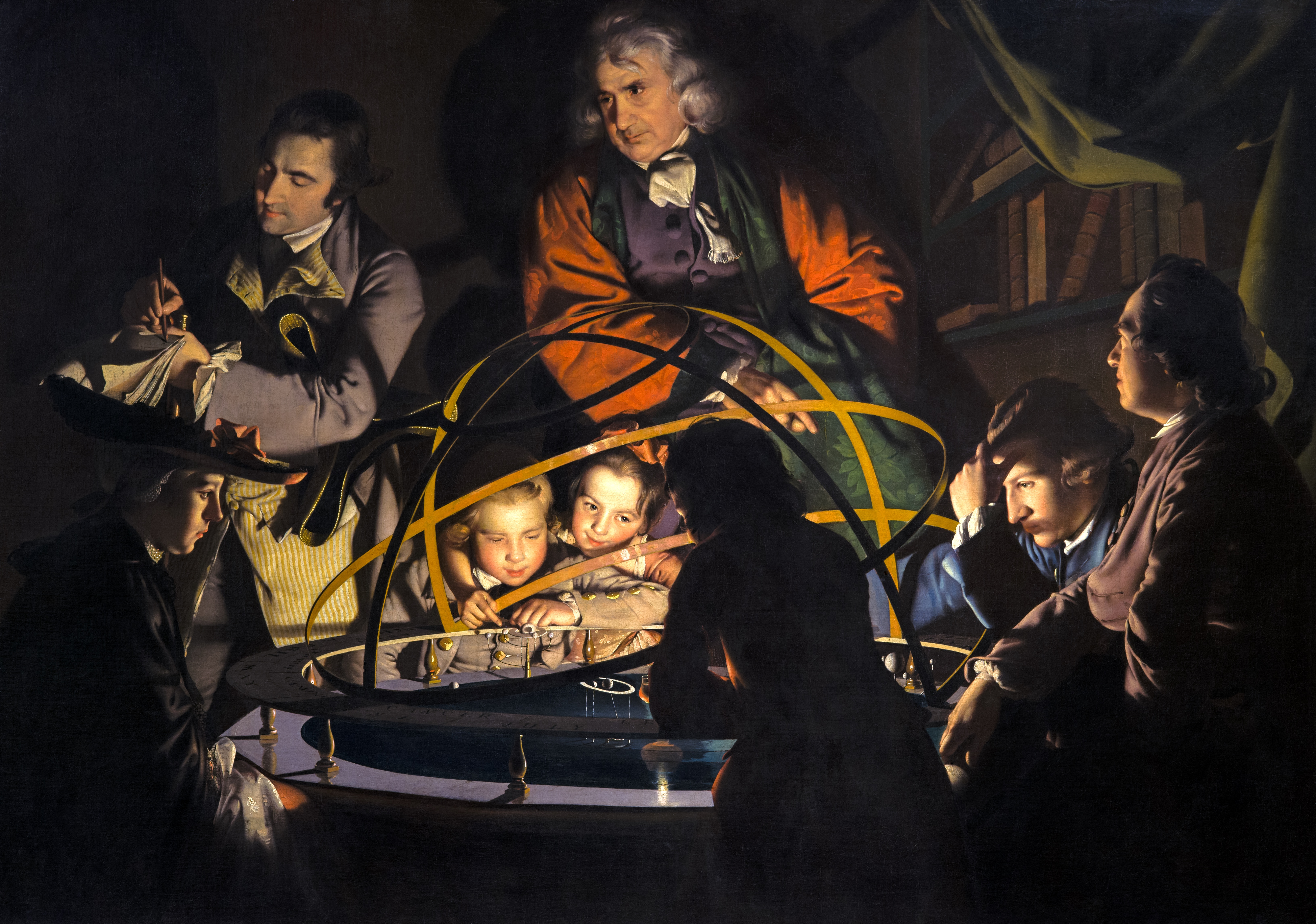
Філософ, що читає лекцію про планетарій[en], Джозеф Райт, прибл.1766 р., олія на полотні, Музей і художня галерея Дербі, Дербі, Англія
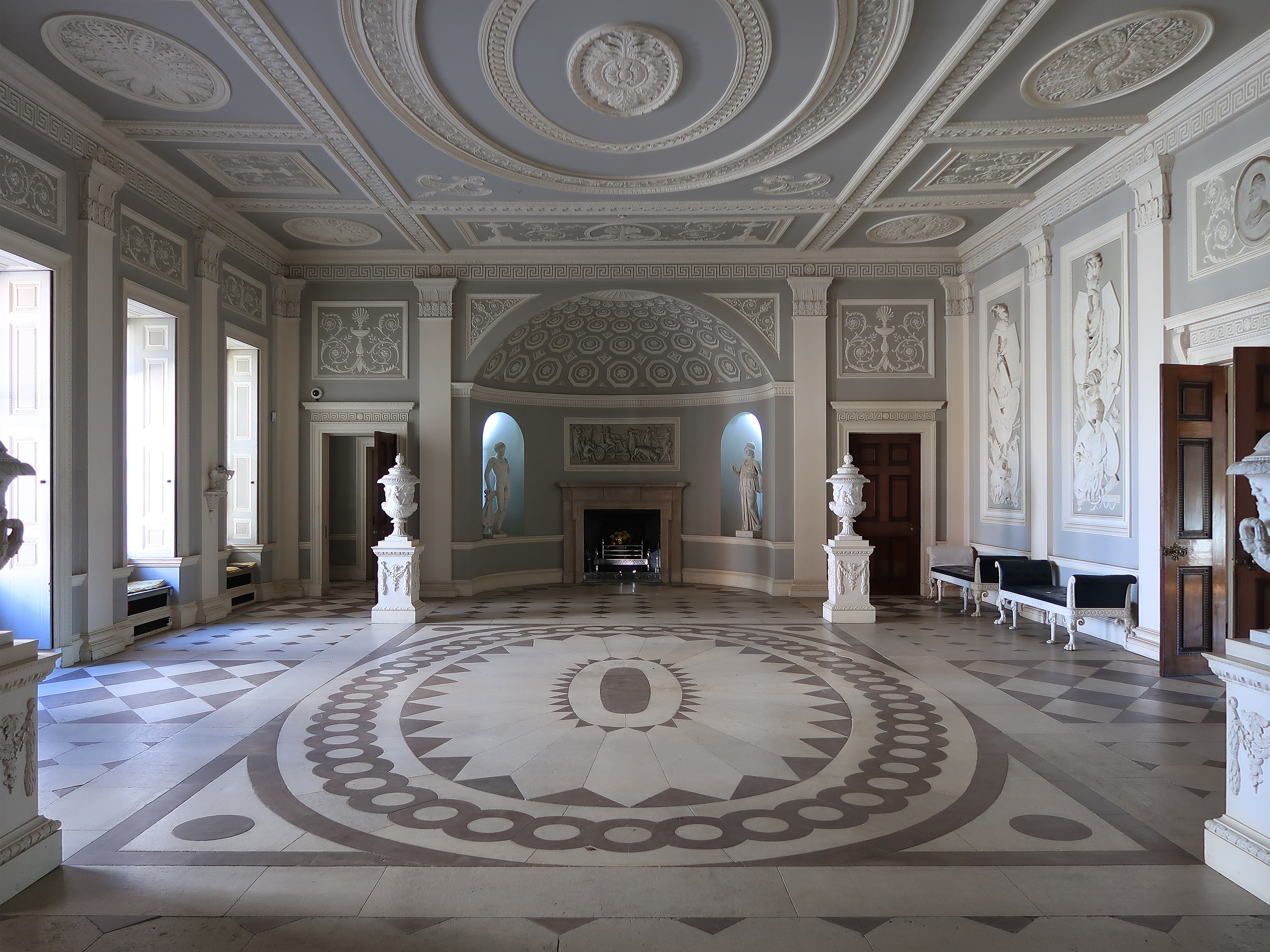
Зала, Остерлі-Парк[en], Лондон, Роберт Адам, 1767 р.
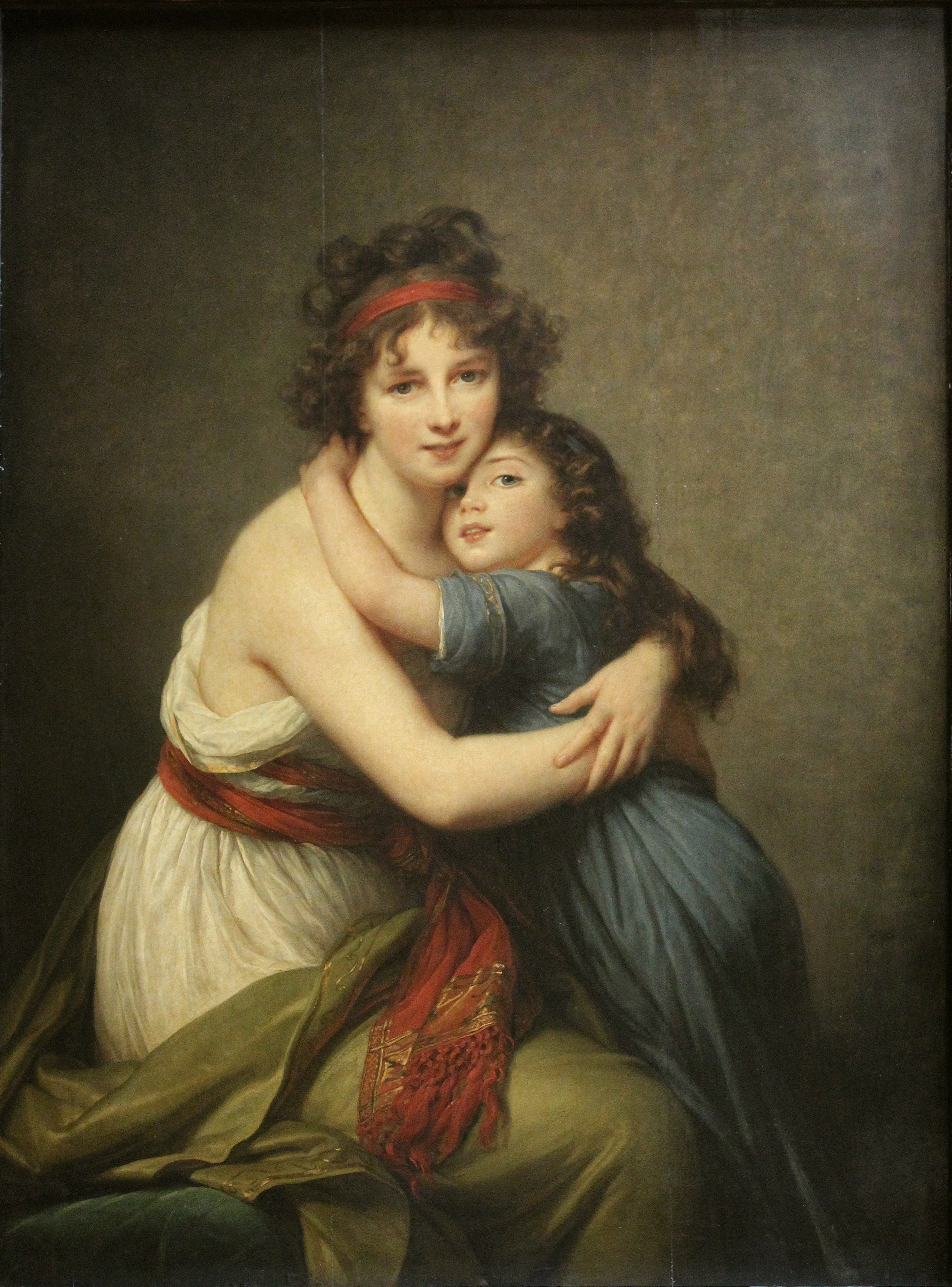
Художниця зі своєю донькою, Елізабет Віже-Лебрен, прибл.1785 р., олія на полотні, Лувр
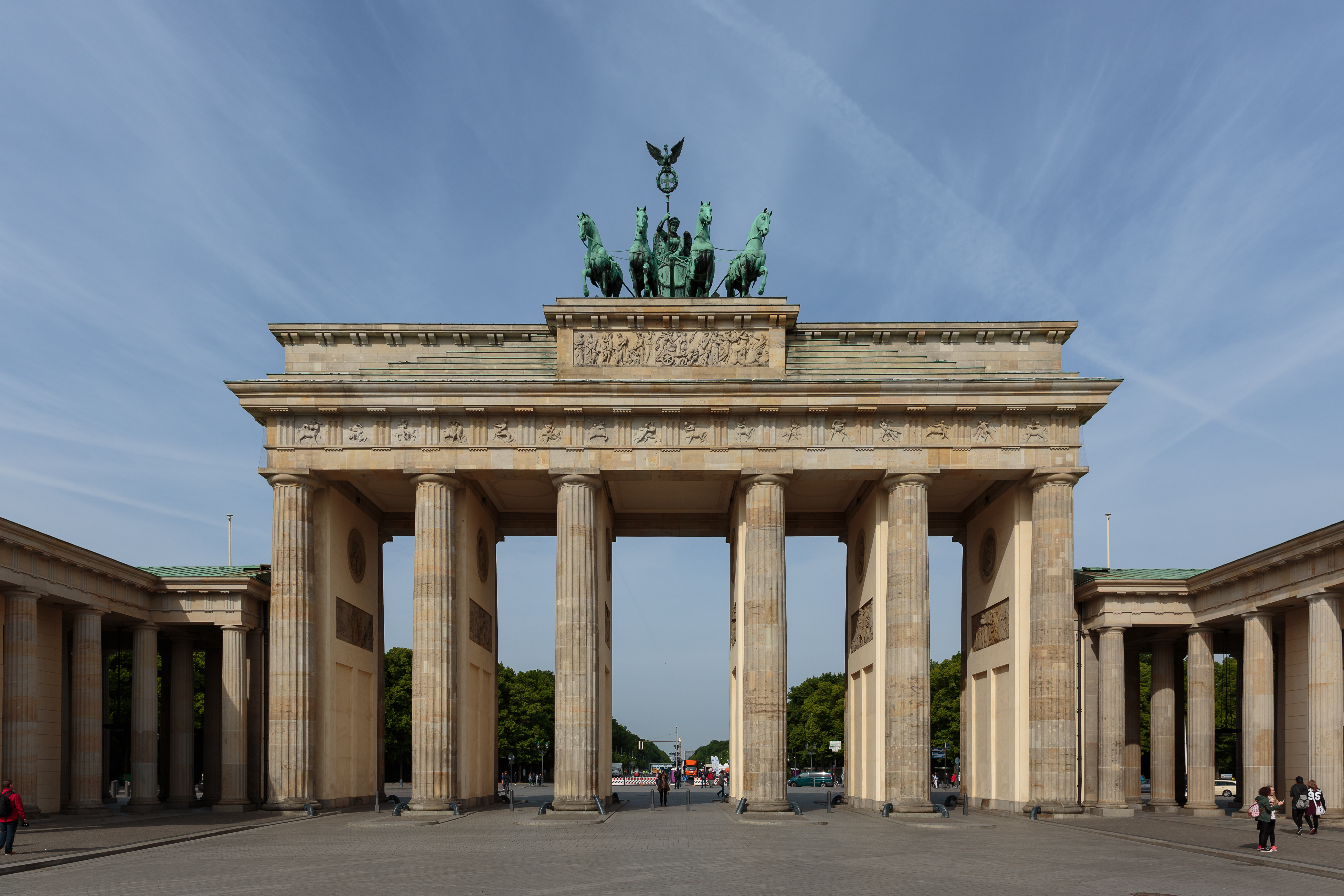
Бранденбурзькі ворота в Берліні (1788–1791 рр.), Карл Готтард Ланґганс
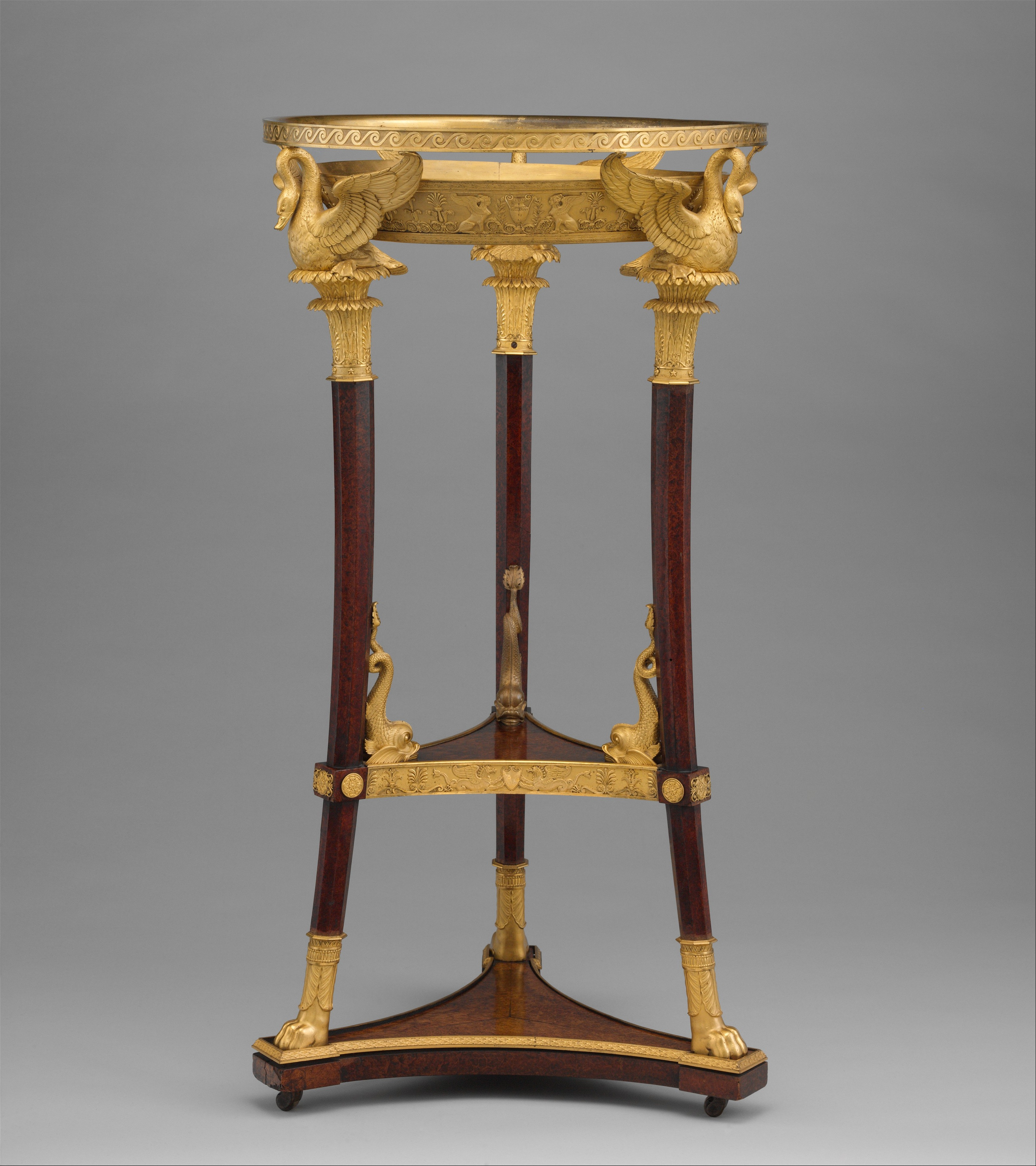
Умивальник (athénienne або lavabo), 1800–1814 рр., ніжки, основа й полиця з тисового дерева, позолочені бронзові кріплення, залізна пластина під полицею, Музей мистецтва Метрополітен
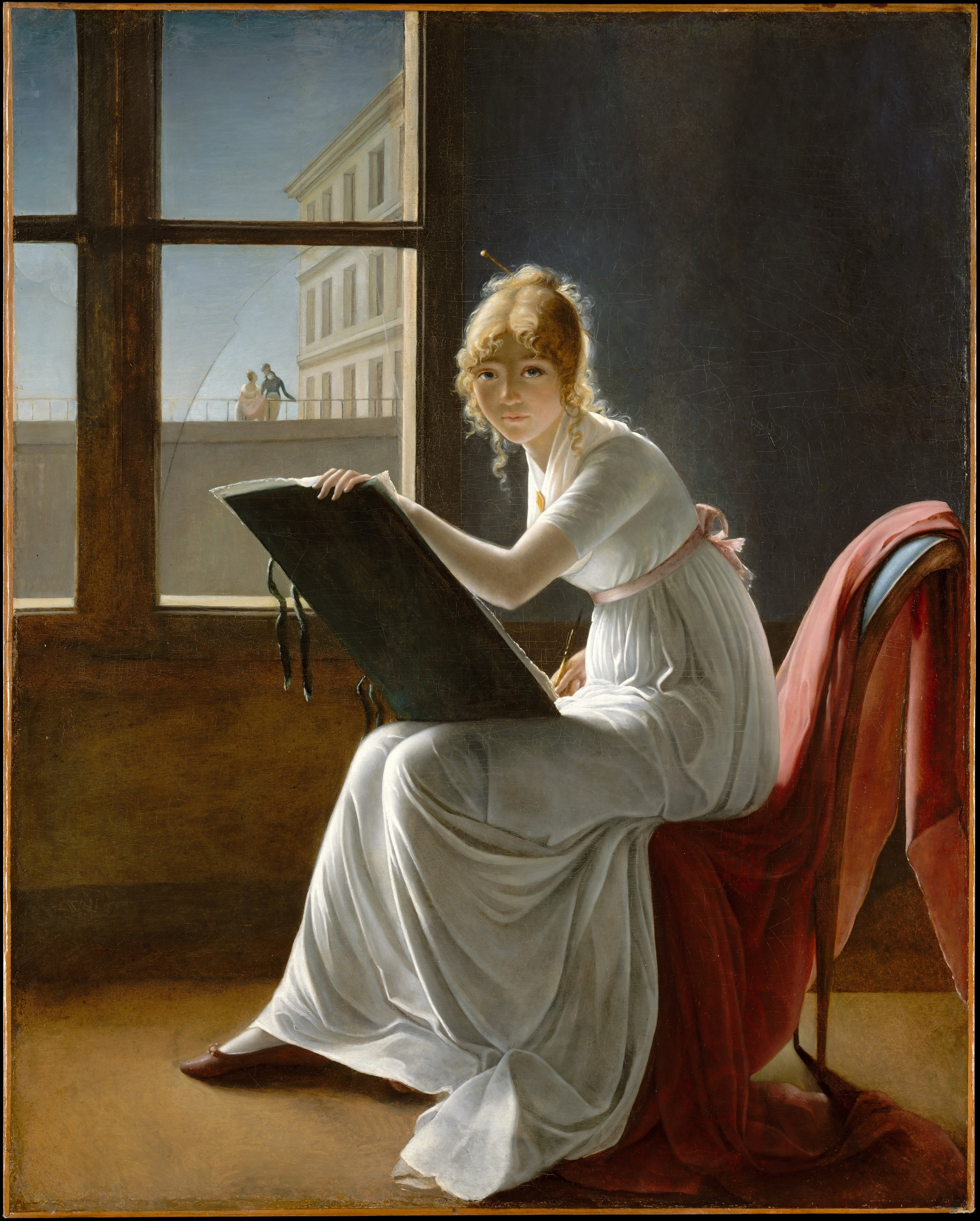
Портрет Шарлотти дю Валь д'Онь[en], Марі-Деніз Вільє, 1801 р., олія на полотні, Музей мистецтва Метрополітен
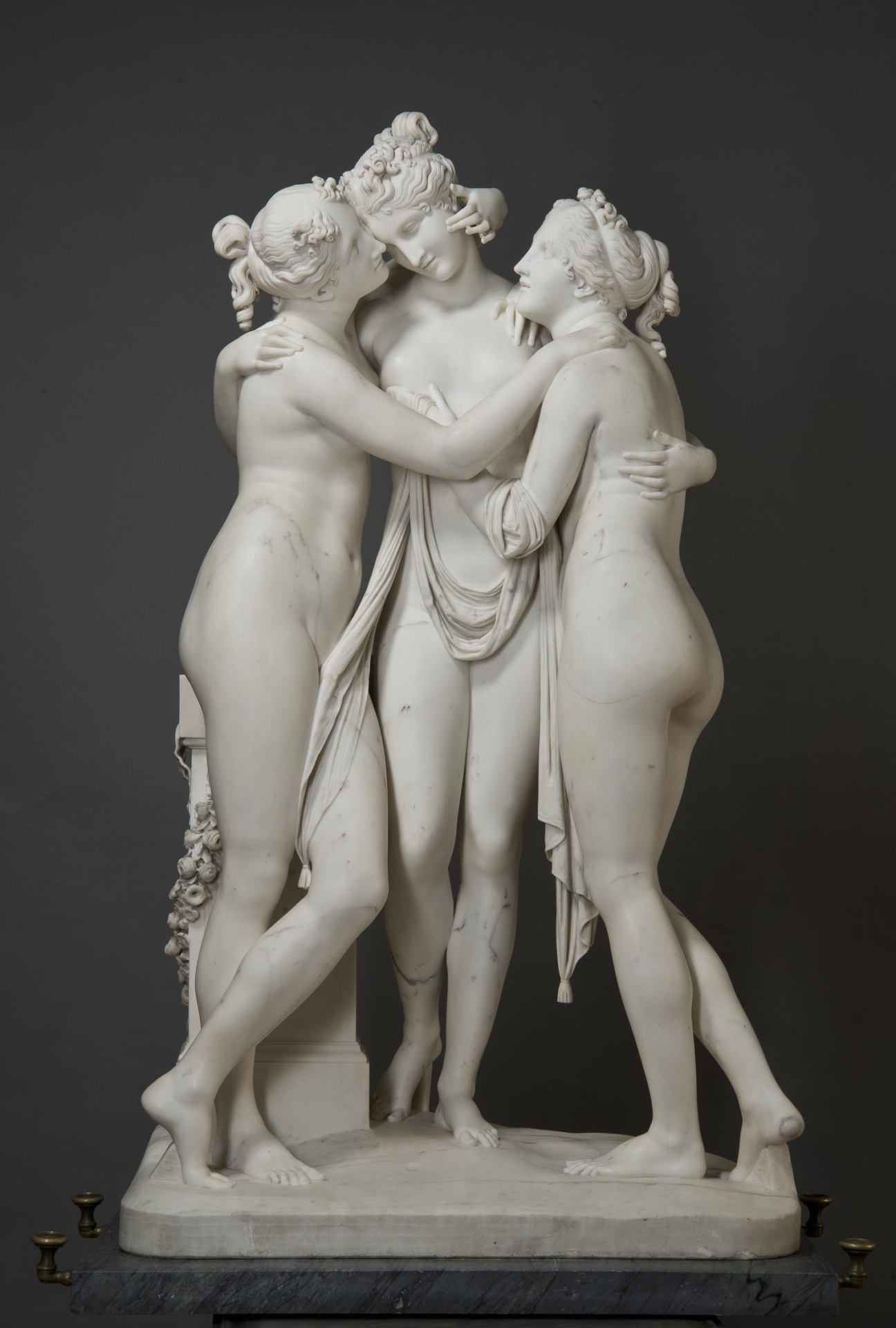
Три грації[en], Антоніо Канова, 1813–1816 рр., мармур, Ермітаж, Санкт-Петербург, Росія
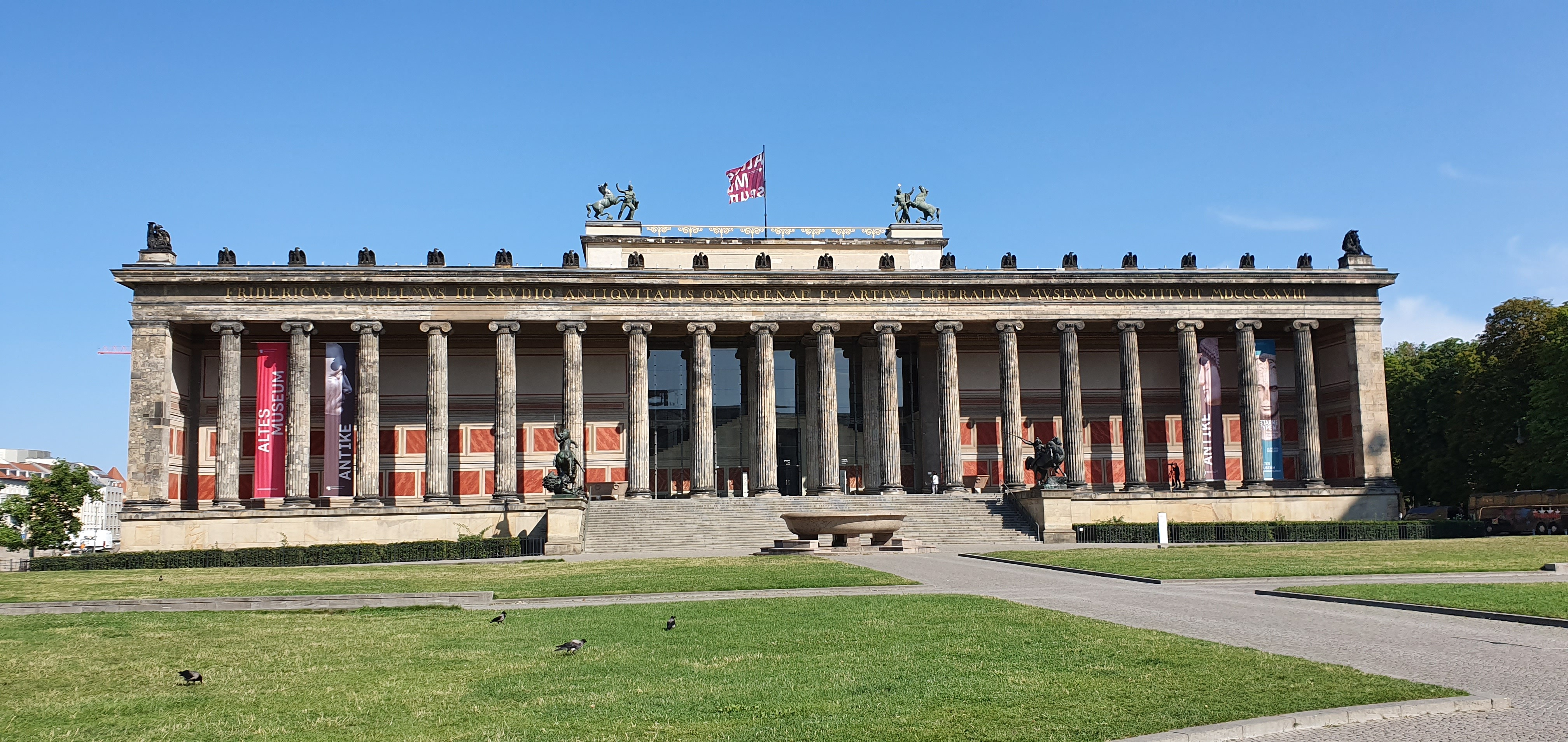
Старий музей у Берліні (1825–1830 рр.), Карл Фрідріх Шинкель

## Західне мистецтво після 1770 року

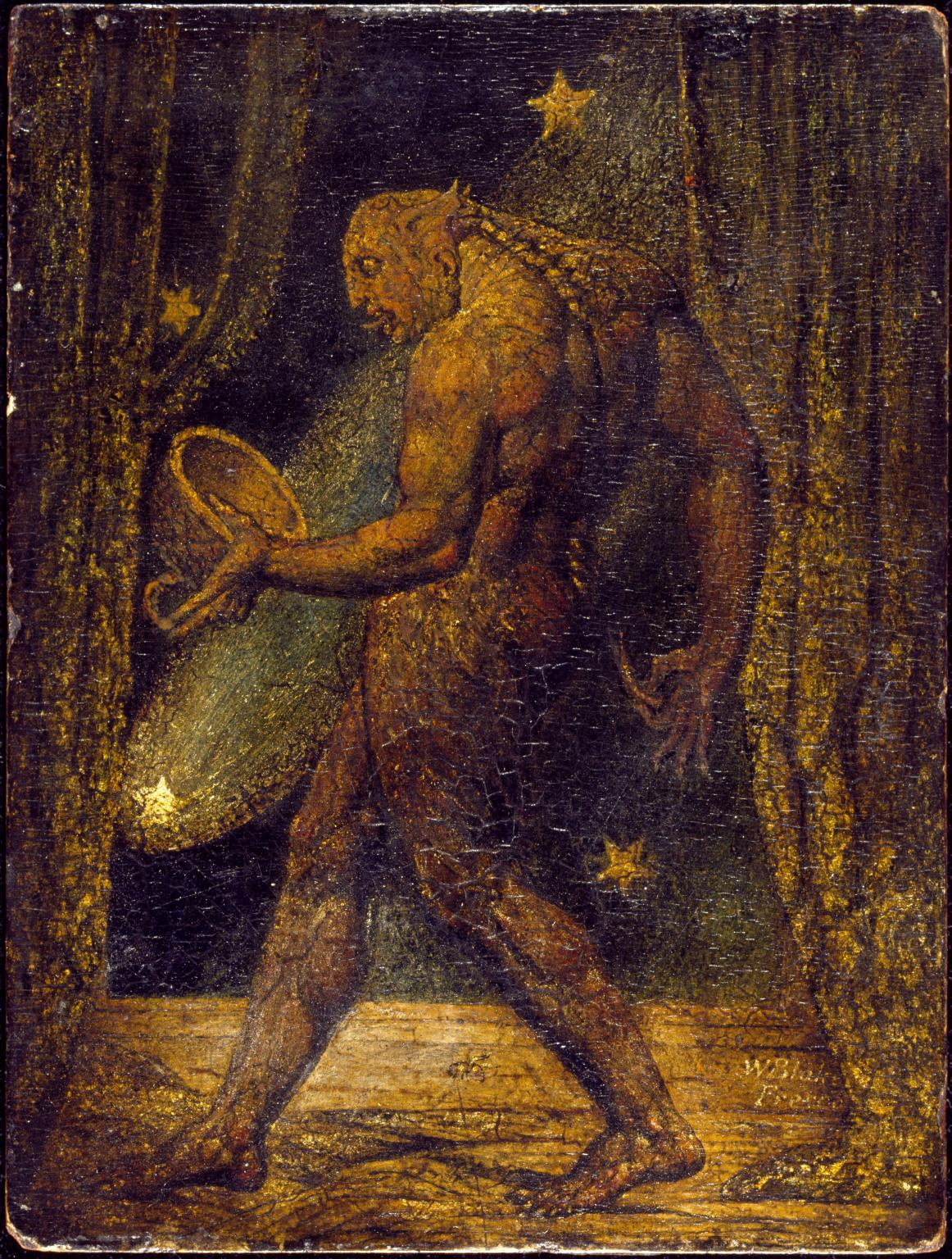
Привид блохи; Вільям Блейк; 1819 р.; темпера із золотом на панелі (21,4 × 16,2 см); Тейт Брітен, Лондон

Багато істориків мистецтва відносять витоки сучасного мистецтва до кінця XVIII століття, інші — до середини XIX. Історик мистецтва Х. Гарвард Арнасон зазначив: «протягом ста років відбувалося поступове перетворення». Такі події, як доба Просвітництва, революції й утвердження демократії в Америці та Франції, а також Промислова революція, мали далекосяжний вплив на західну культуру. Люди, товари, ідеї й інформація почали пересуватися між країнами та континентами з небаченою раніше швидкістю і ці зміни відобразилися у мистецтві. Винахід фотографії у 1830-х роках ще більше змінив окремі аспекти мистецтва, зокрема живопис. На початку XIX століття завершився тривалий і поступовий зсув парадигми: від готики, коли художників сприймали як ремісників на службі в церкви та монархій, до ідеї мистецтва заради мистецтва, коли ідеї й бачення окремого митця почали цінуватися надзвичайно високо. Меценатами ставали дедалі грамотніші, заможніші й урбанізовані середні та вищі класи, що формувалися впродовж двох століть (особливо в Парижі й Лондоні). Із кінця XVIII століття виникає дихотомія між неокласицизмом і романтизмом, яка надалі пронизує майже всі нові течії сучасного мистецтва: «Поширюючись, наче хвилі, ці „изми“ не знають національних, етнічних чи хронологічних меж; вони ніколи не домінують надовго, змагаючись або поєднуючись один з одним у безперервно мінливих візерунках».
Сучасне мистецтво послідовно рухалося в напрямку міжнародних впливів і обмінів, від екзотичної зацікавленості орієнталізмом, глибшого впливу японізму, до мистецтва Океанії, Африки та Америк. Водночас сучасне мистецтво дедалі більше виходило за межі Західної Європи. Наприкінці XIX століття мистецтво в Російській імперії та Сполучених Штатах розвинулося до рівня, який міг зрівнятися з рівнем провідних європейських країн. Багато ключових мистецьких напрямів з'явилися також у Латинській Америці, Австралії та Азії, а географія й національність з кожним десятиліттям ставали дедалі менш значущими. До XX століття по всьому світу з'являлися важливі та впливові митці, зокрема: Цуґухару Фудзіта (Японія), Аршиль Горкі (Вірменія), Дієго Рівера і Фріда Кало (Мексика), Віфредо Лам (Куба), Едвард Мунк (Норвегія), Роберто Матта (Чилі), Марк Ротко (американський художник родом з Латвії), Фернандо Ботеро (Колумбія), Константін Бранкузі та Віктор Браунер (Румунія).

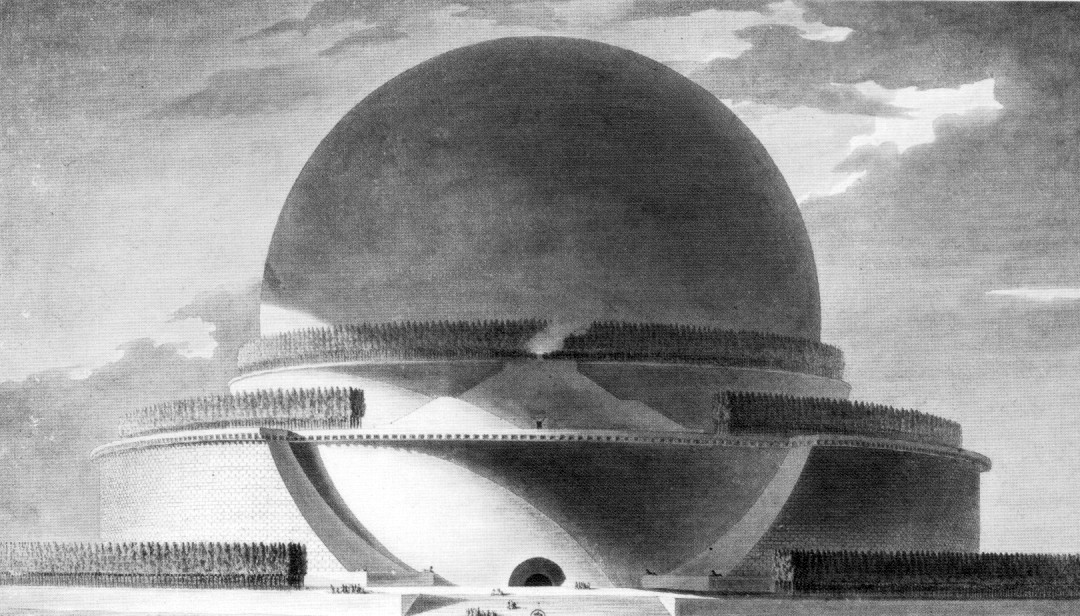
Кенотаф Ньютона, зовнішній вигляд уночі; Етьєн Луї Булле; 1784 р.; iтуш і акварель, 40,2 × 63,3 см; Національна бібліотека Франції
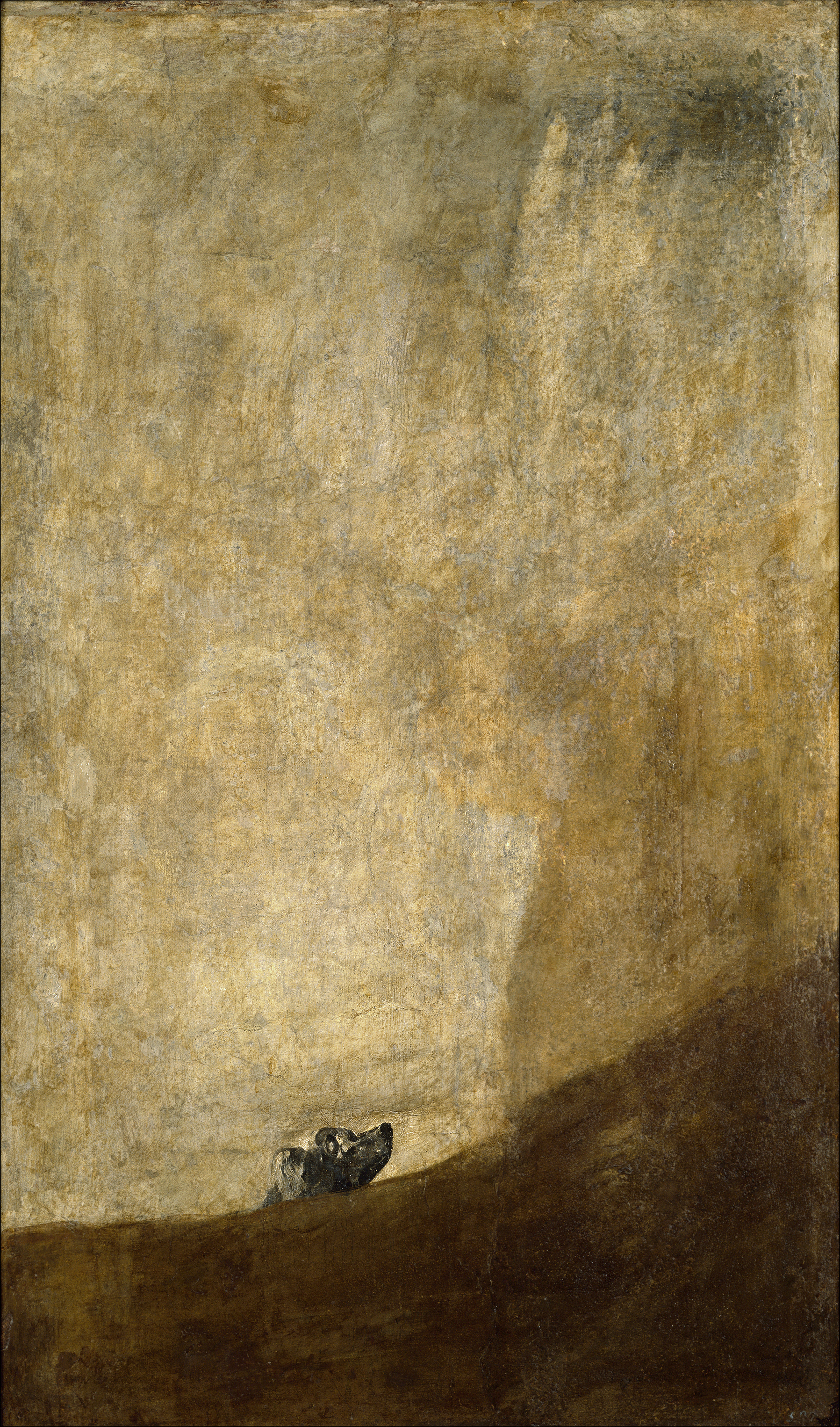
Собака[en]; Франсіско де Гойя; прибл. 1819–1823 рр.; олійний настінний розпис, перенесений на полотно, 131,5 × 79,3 см; Національний музей Прадо
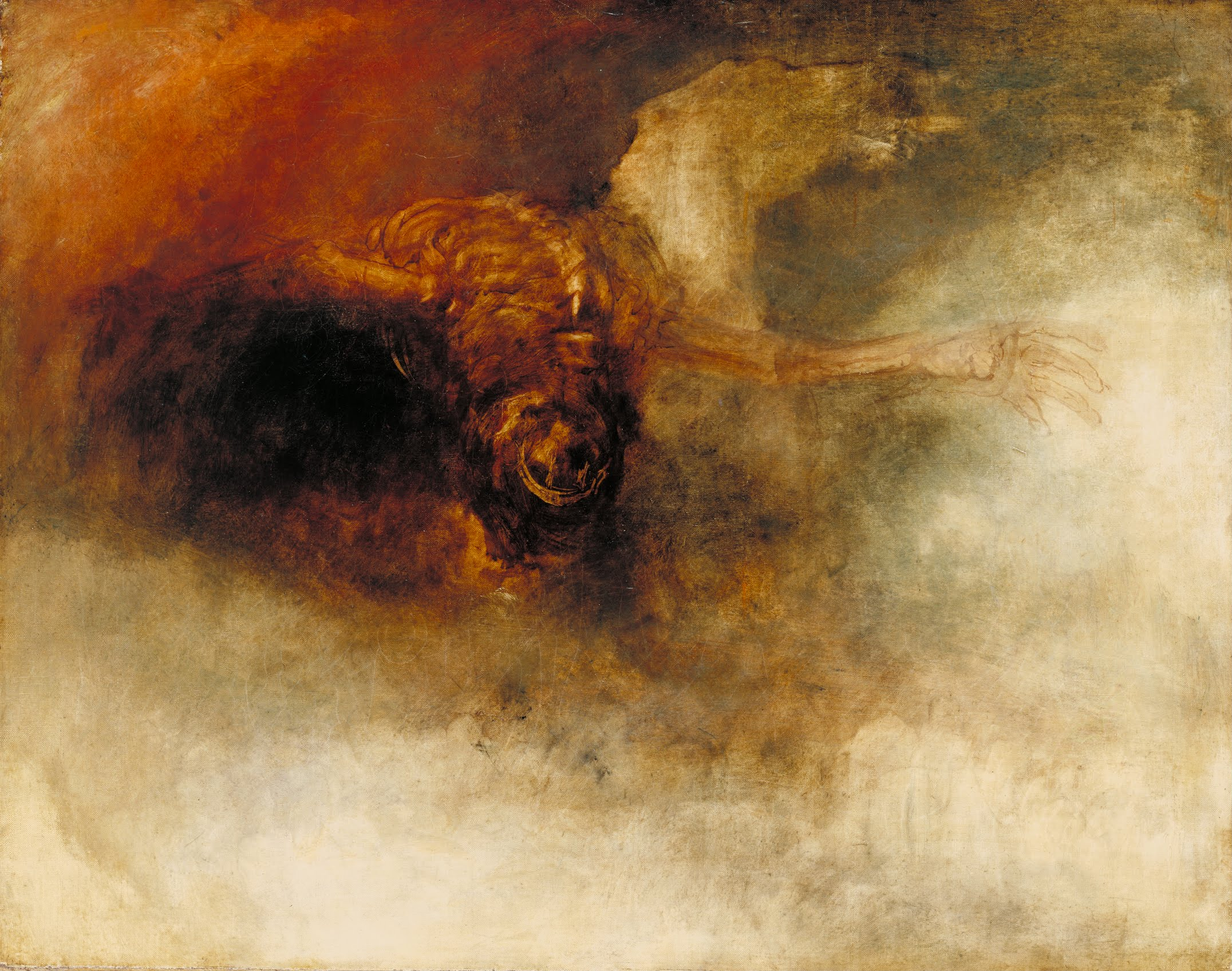
Смерть на блідому коні; Вільям Тернер; прибл. 1830 р.; олія на полотні, 60 × 76 см; Тейт-Британія
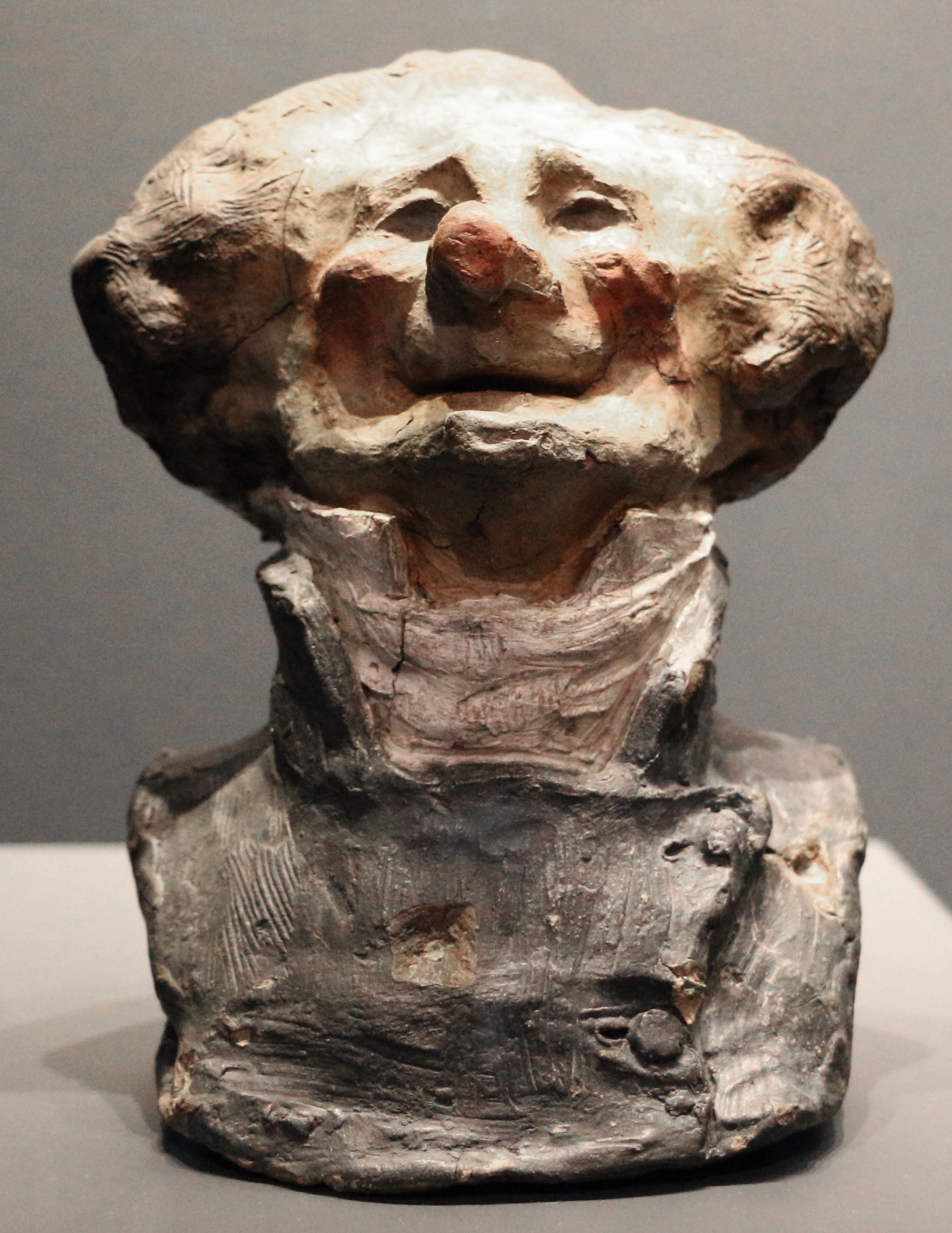
Беззубий чоловік, що сміється, Шарль Філіпон із серії Célébrités du Juste milieu; Оноре Дом'є; 1832–33 рр.; розфарбована глина, 16,4 x 13 x 10,6 см; Музей д'Орсе
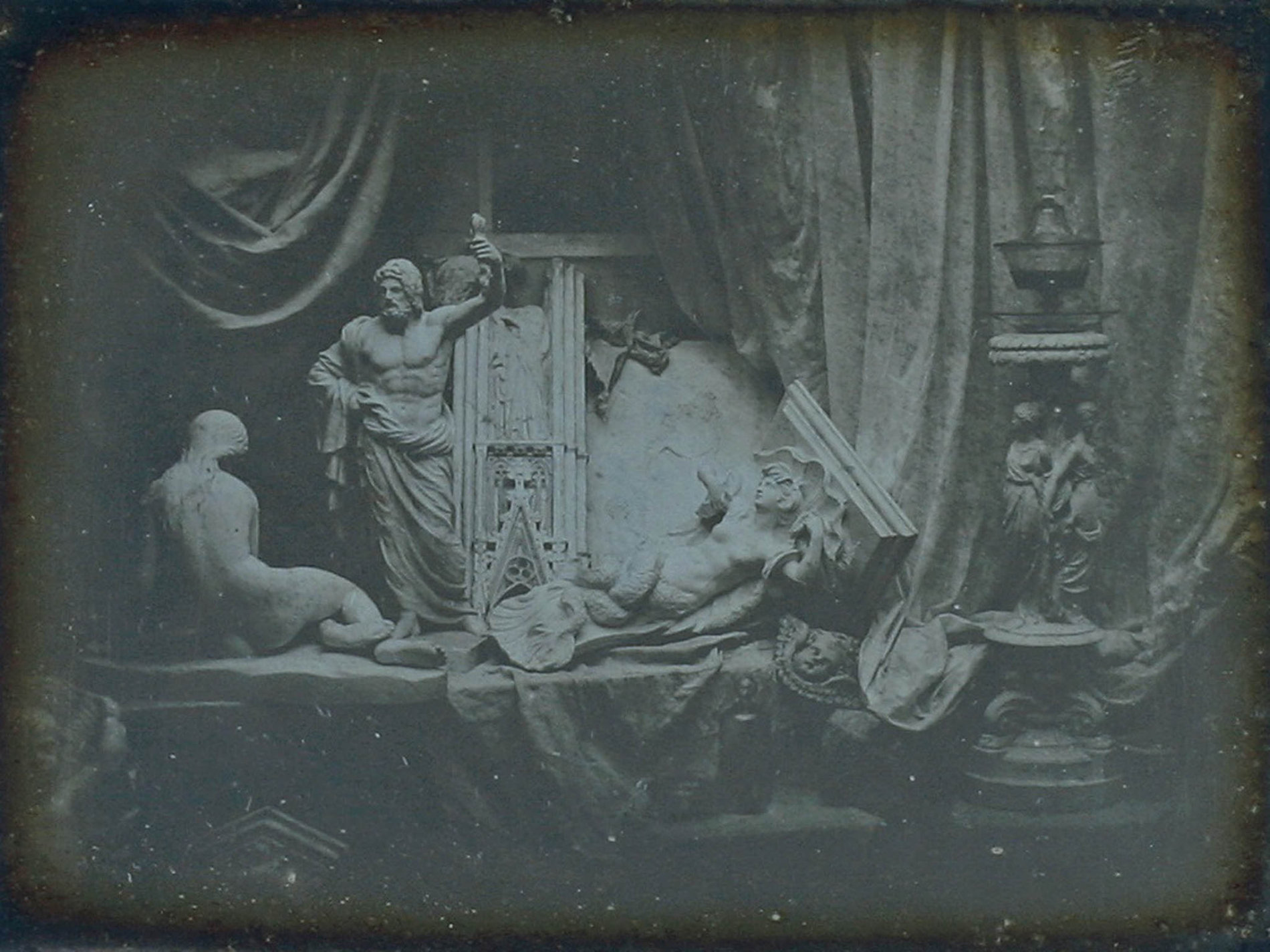
Натюрморт із статуєю Юпітера Громовержця[en]; Луї Дагер; прибл. 1839 р.; дагеротип

### XIX століття

#### Романтизм (прибл.1790—1880)

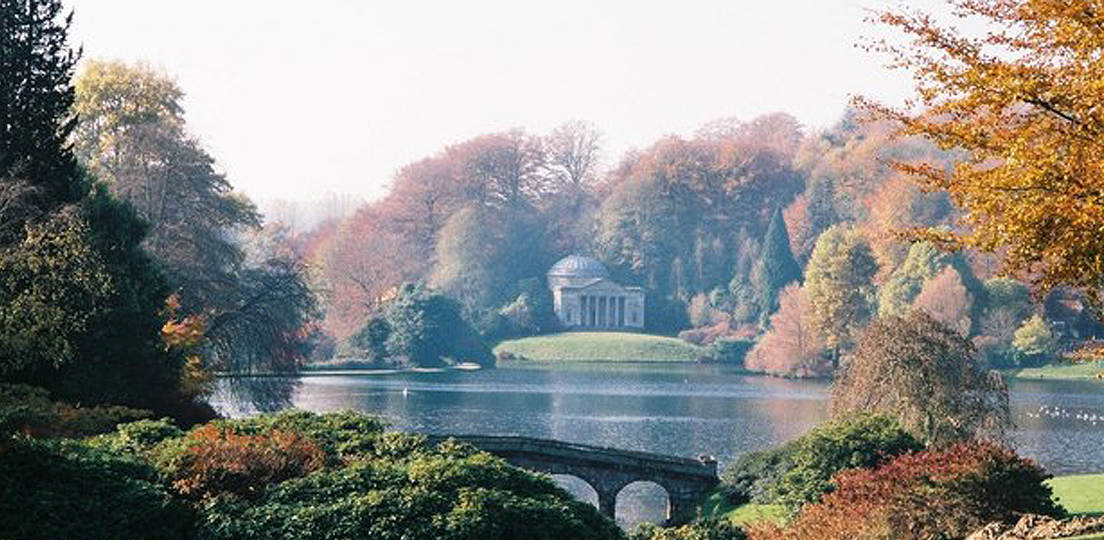
Англійський ландшафтний сад у Стаургед (Велика Британія), 1740-і роки, автор Генрі Гоар

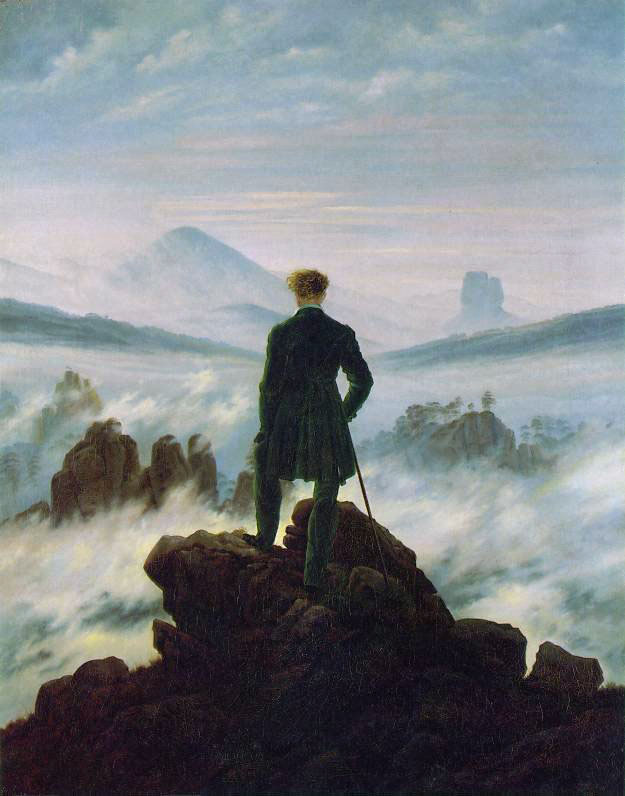
Мандрівник над морем туману, 1818 р., автор Каспар Давид Фрідріх

Романтизм виник наприкінці XVIII століття з німецького руху Буря і натиск і процвітав у першій половині XIX століття, здобувши помітну міжнародну присутність у музиці, літературі, архітектурі, а також у візуальному мистецтві. Він виріс із розчарування в раціоналізмі Просвітництва XVIII століття. Попри те, що його часто розглядають як протилежність неокласицизму, обидва напрями мали певну стилістичну спільність, і багато художників-романтиків захоплювалися класицизмом. Романтизм зосереджувався на сильних емоціях, уяві та вражаючій силі природи, більшій та могутнішій, ніж людська, спроможної спричинити руйнівні події. «Неокласицизм — це нове відродження античності… тоді як романтизм стосується не конкретного стилю, а способу мислення, що може виявлятися у найрізноманітніших формах».
Одним із перших проявів романтизму був англійський пейзажний сад, ретельно спланований, щоб виглядати природно, і який різко контрастував із формальними садами того часу. Концепцію «природного» англійського саду було прийнято по всій Європі та Америці протягом наступних десятиліть. В архітектурі представники романтизму часто зверталися до альтернативних джерел, відмінних від грецьких і римських зразків, якими захоплювалися представники неокласицизму. Романтична архітектура часто відроджувала готичні форми та інші стилі, зокрема екзотичні східні моделі. Прикладом романтичної архітектури, що також називається неоготикою, є Вестмінстерський палац (будинок парламенту) в Лондоні. У живописі романтизм втілюють картини Франсіско Гойї в Іспанії, Ежена Делакруа та Теодора Жеріко у Франції, Вільяма Блейка, Генрі Фюзелі, Семюеля Палмера та Вільяма Тернера в Англії, Каспара Давида Фрідріха та Філіпа Отто Рунге в Німеччині, Франческо Айєца в Італії, Югана Крістіана Клауссена Даля в Норвегії та Томаса Коула в Америці. Серед скульпторів романтичної доби варто згадати Антуана-Луї Барі, Жана-Батиста Карпо, Антуана-Огюстена Прео і Франсуа Рюда. Із завершенням епохи романтизму деякі його риси еволюціонували у символізм.

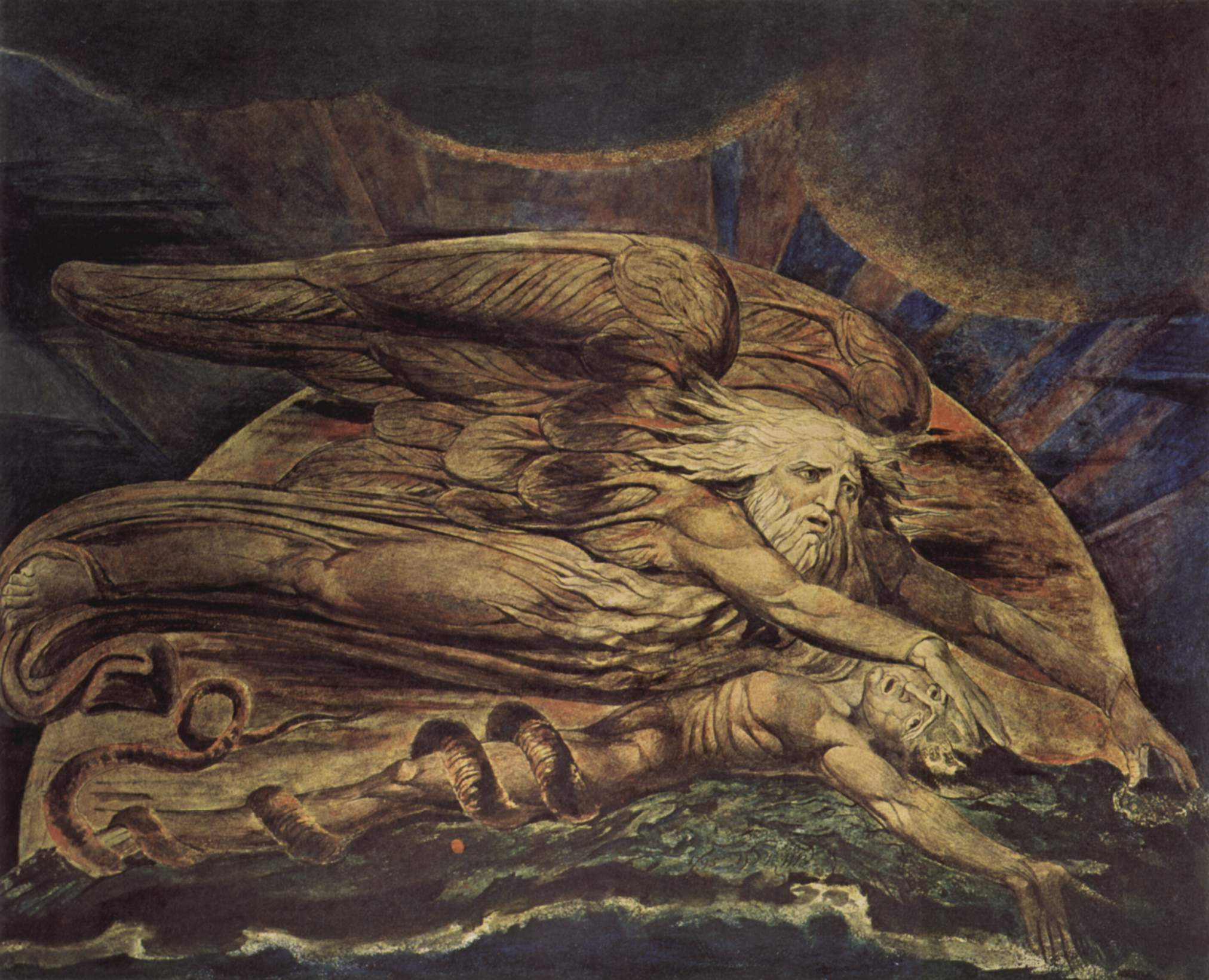
Елогім створює Адама; Вільям Блейк; 1795 р.; кольоровий друк, доопрацьований чорнилом і аквареллю на папері; 43,1 × 53,6 см; Тейт-Британія (Лондон)
Ранок, Філіпп Отто Рунге, 1808 р.
Третє травня 1808 в Мадриді; Франсіско-Хосе де Гоя; 1814 р.; олія на полотні; 2,68 × 3,47 м; Національний музей Прадо (Мадрид, Іспанія)[204]
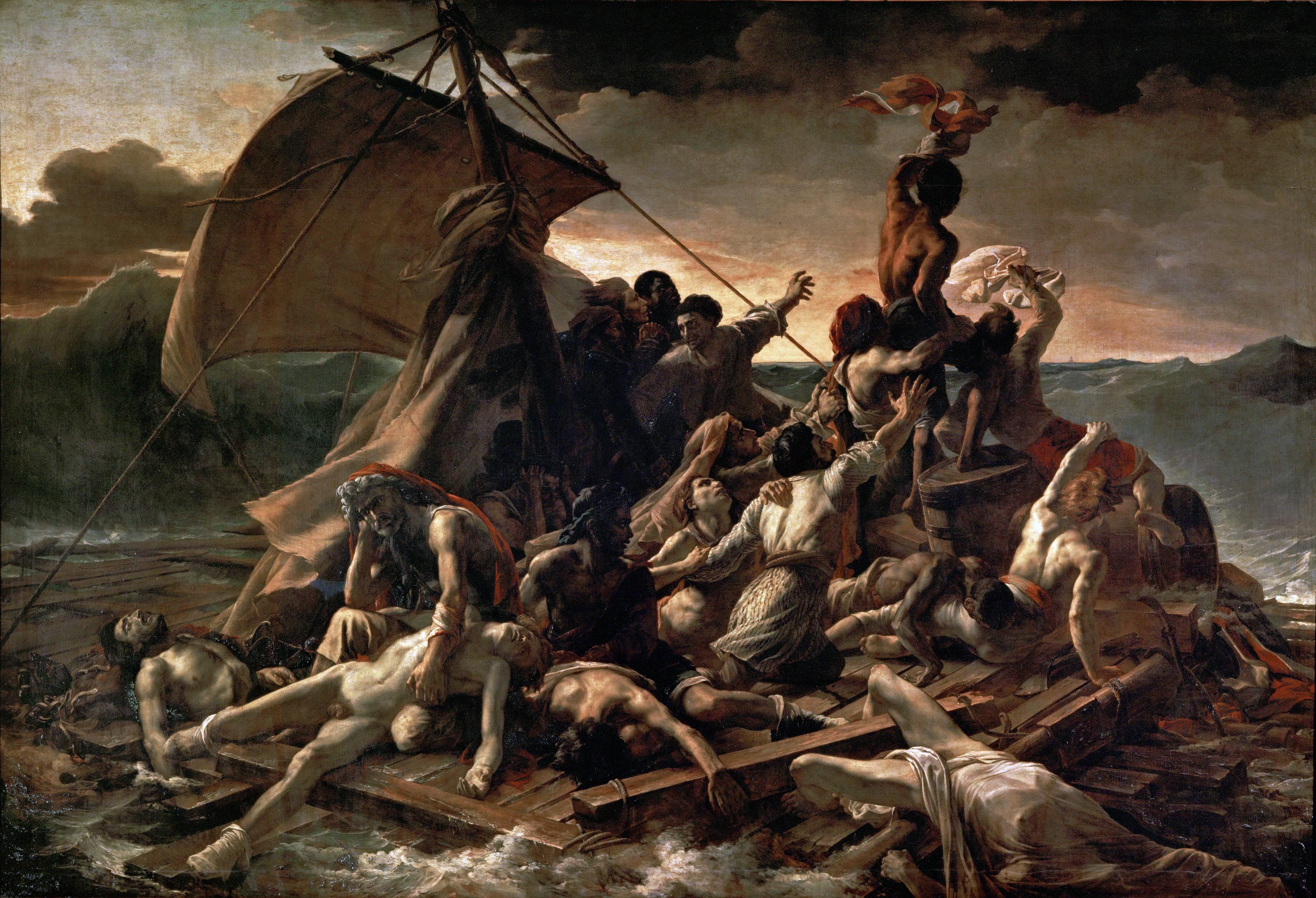
Пліт Медузи; Теодор Жеріко; 1819 р.; олія на полотні; 4,91 × 7,16 м; Лувр
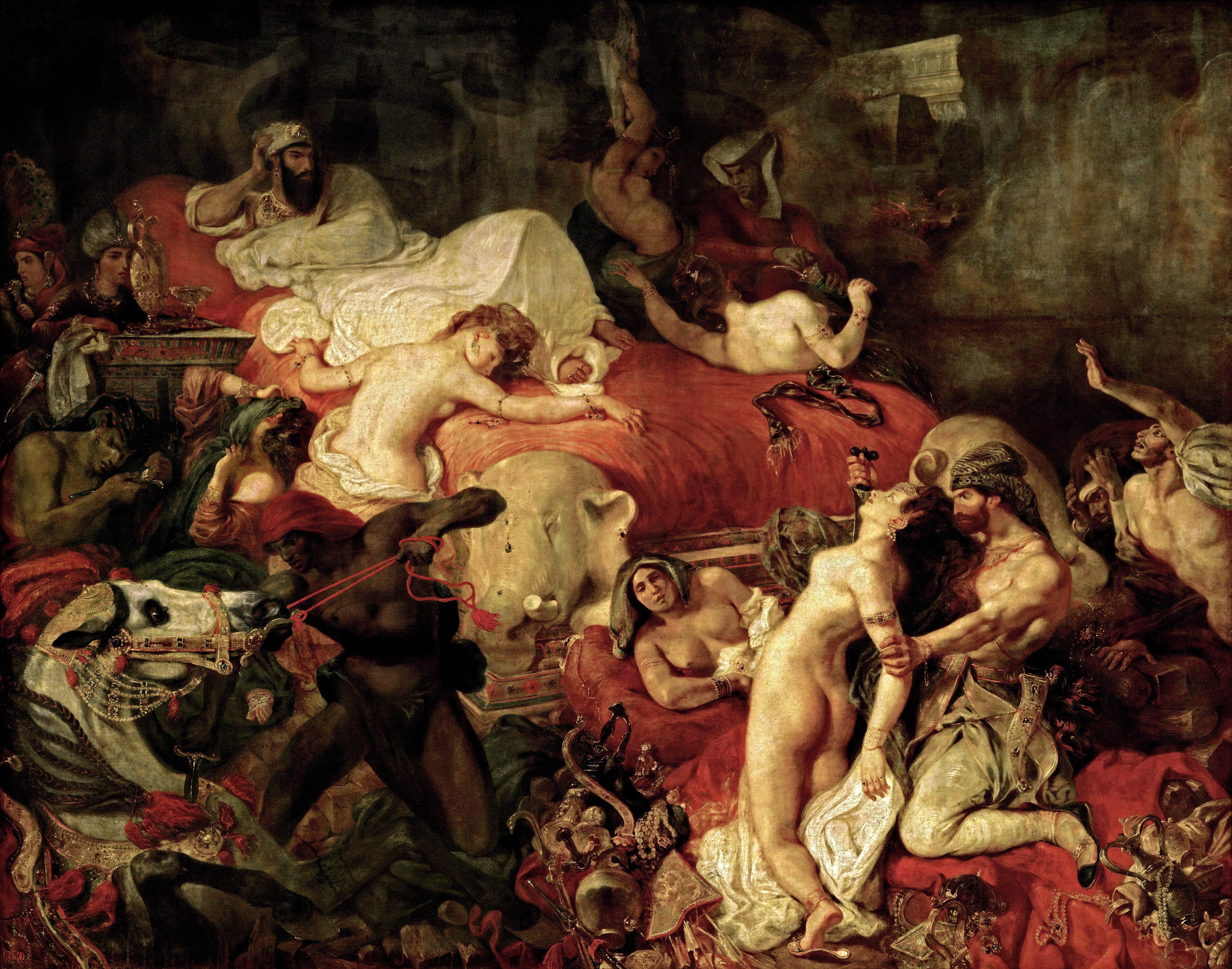
Смерть Сарданапала; Ежен Делакруа; 1827 р.; олія на полотні; 3,92 × 4,96 м; Лувр
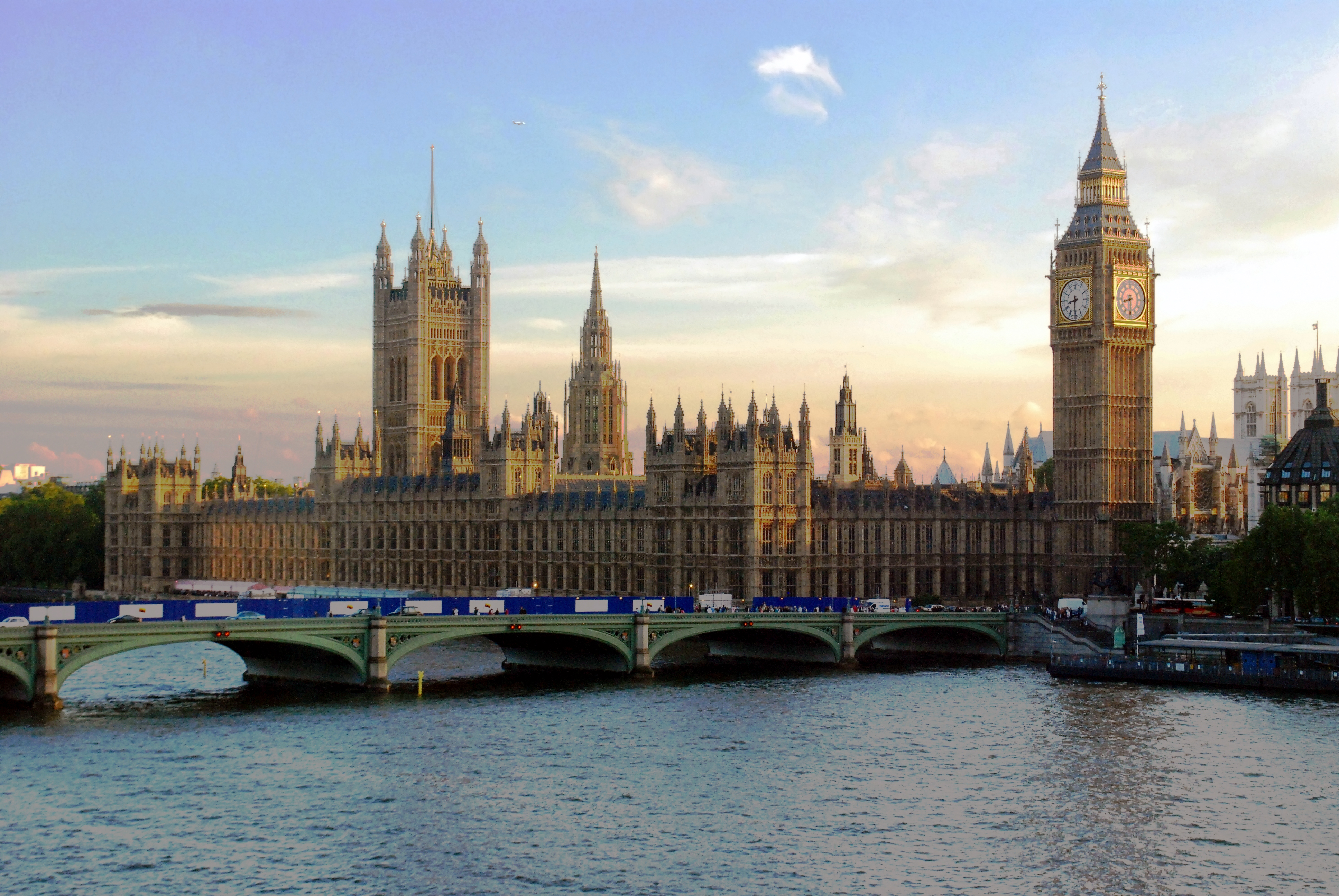
Вестмінстерський палац (Лондон), 1840–1870 рр., Чарльз Баррі[en] та Огастес П'юджин
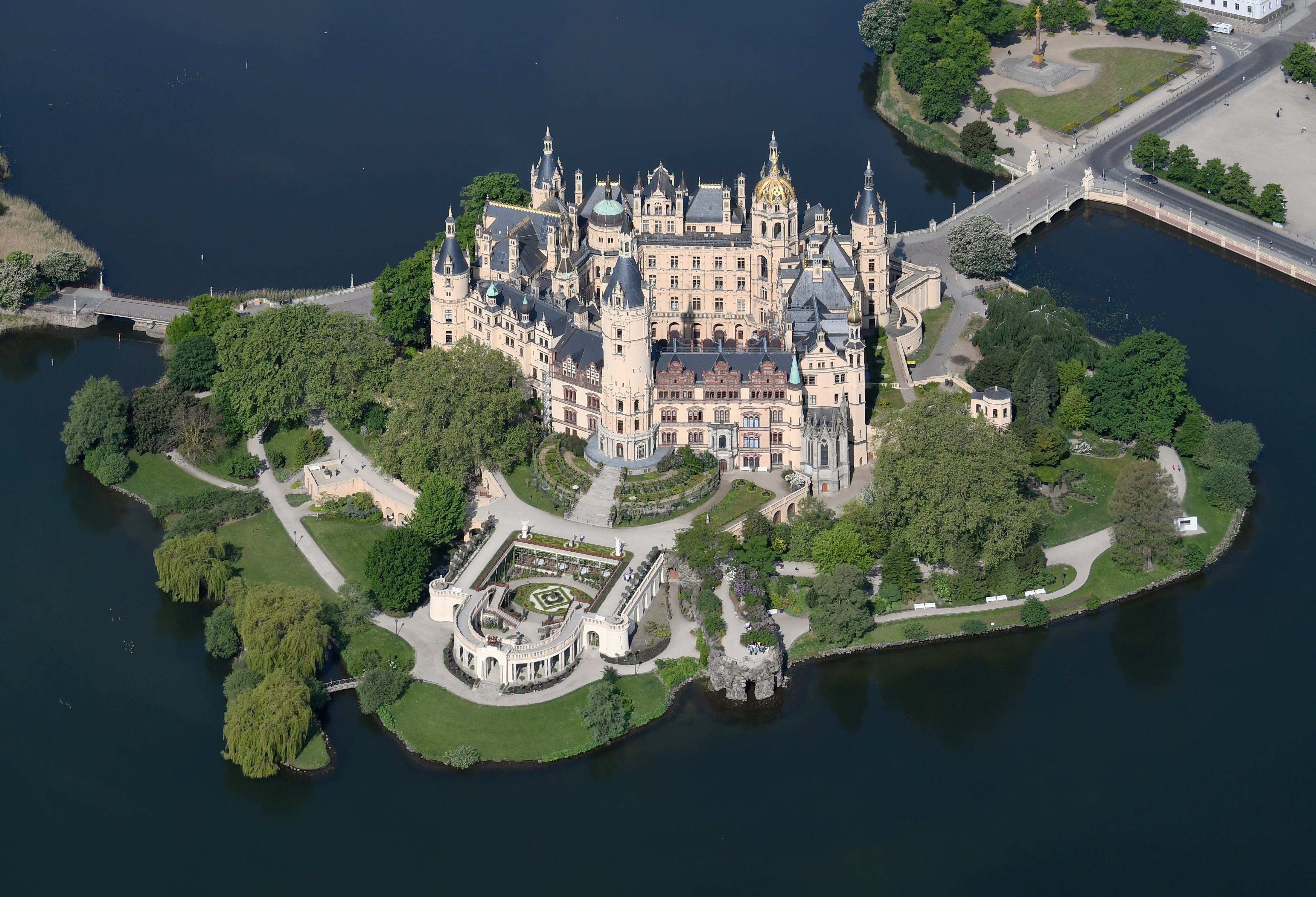
Шверінський замок, Шверін, Мекленбург — Передня Померанія, Німеччина, 1845-1857 рр., Готфрід Земпер, Фрідріх Август Штюлер, Георг Адольф Деммлер та Ернст Фрідріх Цвірнер

#### Академізм
Академізм — це кодифікація мистецтва у вигляді правил, яких можна навчитися в художніх академіях. Він пропагує класичні ідеали краси й художньої досконалості. Існувала також дуже сувора ієрархія сюжетів. На вершині ієрархії були картини, що зображували історичні події, включно з біблійними та античними, далі йшли портрет і пейзаж. На нижчому щаблі ієрархії знаходилися натюрморт і жанрове малярство. Найвизначнішу роль у розвитку академізму відіграли твори та теорії Нікола Пуссена. Цінності академізму були в центрі просвітницького проєкту відкриття базових принципів та ідеалів мистецтва.
Упродовж XVIII століття по всій Європі було засновано багато академій, які згодом домінуватимуть у мистецтві XIX століття. Щоб навчатися в художній академії, молоді митці мали скласти вступний іспит, а після зарахування навчалися там протягом кількох років. Більшість французьких мистецьких напрямів XIX століття були зовнішніми щодо академізму або навіть протистояли його цінностям.
Деякі з найважливіших художників французької академії — Вільям-Адольф Бугро (1825—1905), Жан-Леон Жером (1824—1904), Александр Кабанель (1823—1889) і Тома Кутюр (1815—1879). Академічне мистецтво тісно пов'язане з архітектурою у стилі боз-ар, яка виникла в тому ж середовищі й дотримується подібного ідеалу, що відсилає до класики. Стиль «боз-ар» отримав свою назву від Паризької школи витончених мистецтв де він сформувався і де навчалися багато його провідних представників.

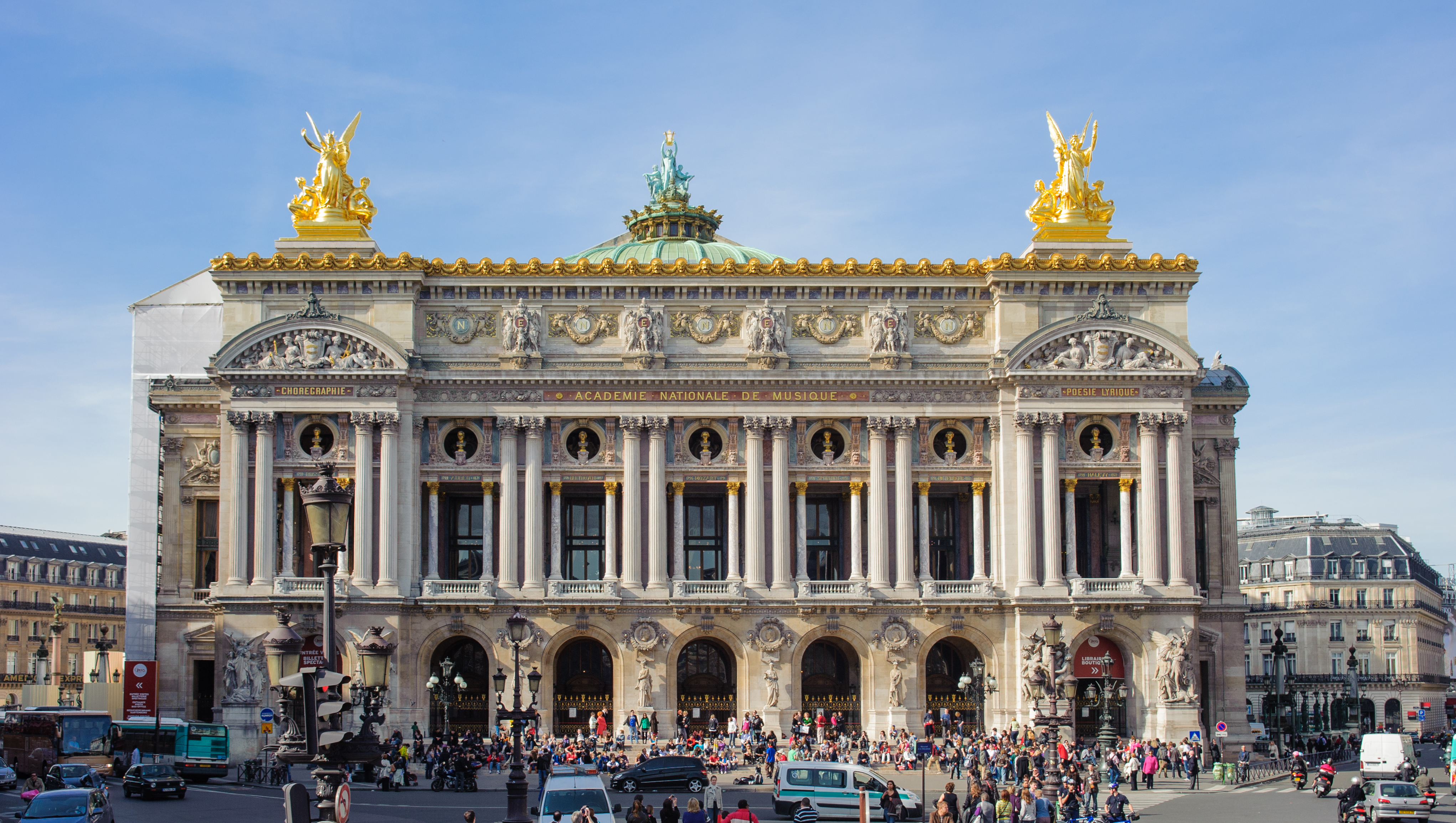
Опера Гарньє (Париж), 1860–1875 рр., Шарль Гарньє
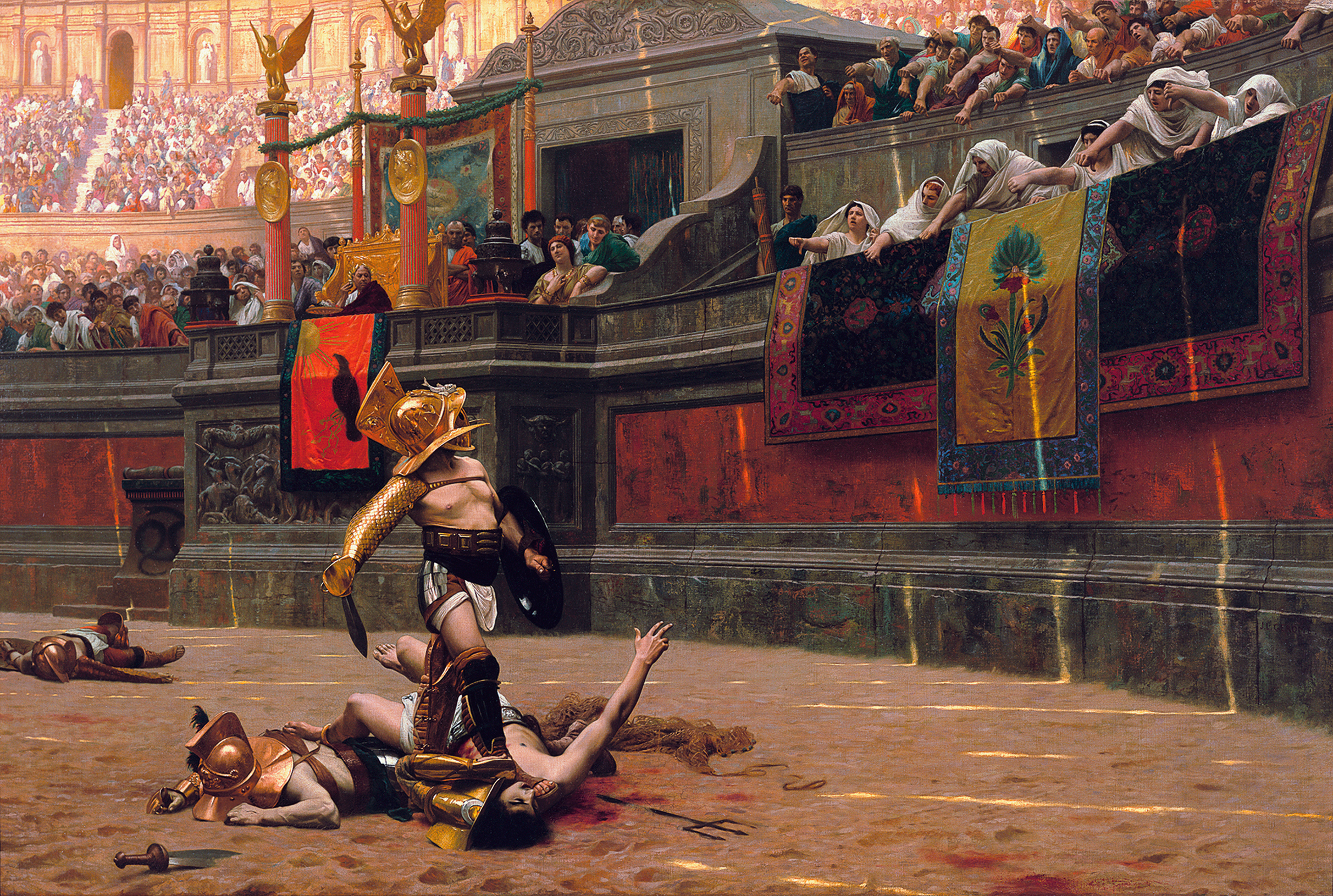
Pollice Verso (Палець донизу); Жан-Леон Жером; 1872 р.; олія на полотні; висота: 96,5 см; Художній музей Фінікса (Фінікс, Арізона, США)
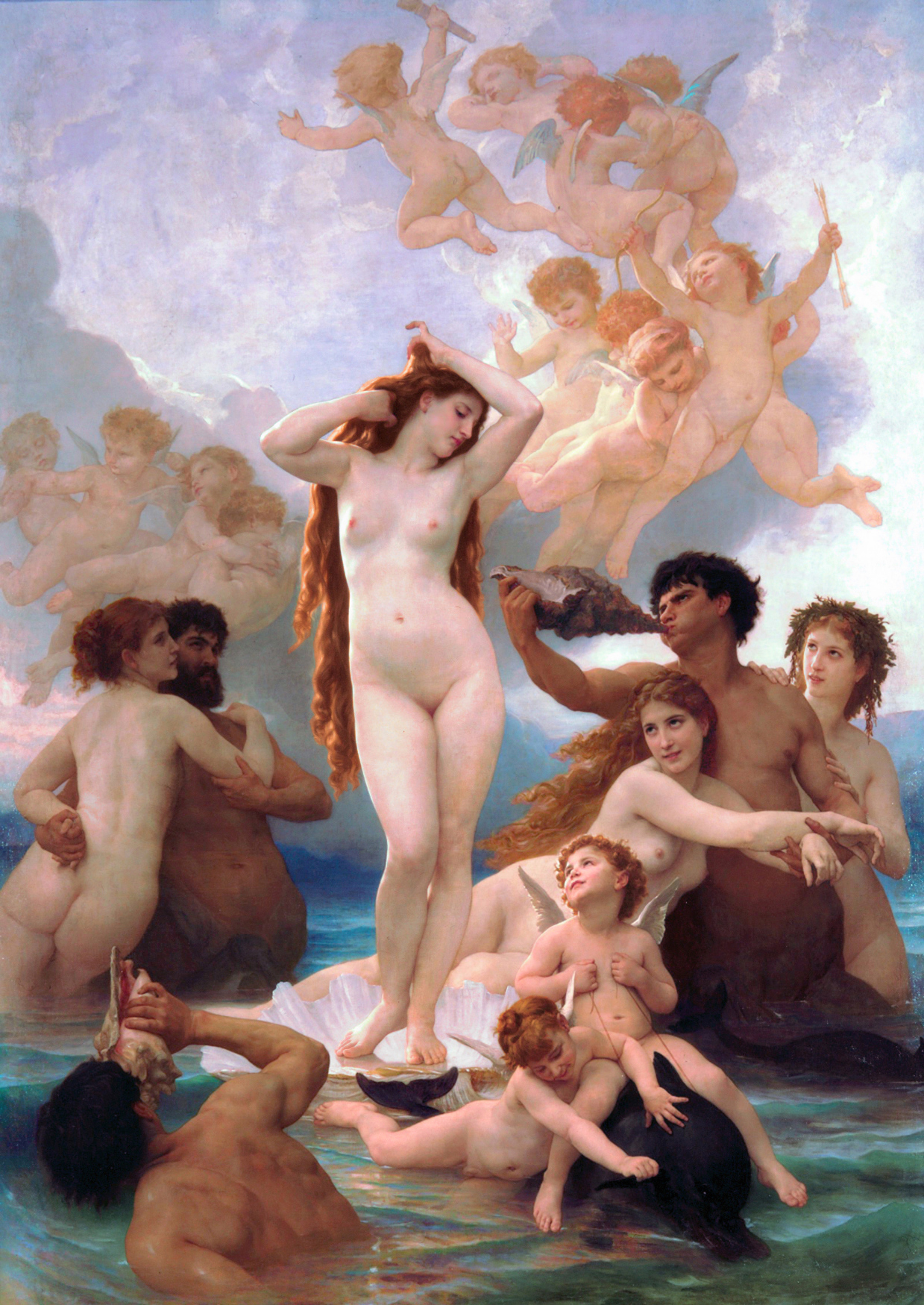
Народження Венери; Вільям-Адольф Бугро; 1879 р.; олія на полотні; 300 x 215 см; Музей д'Орсе (Париж)
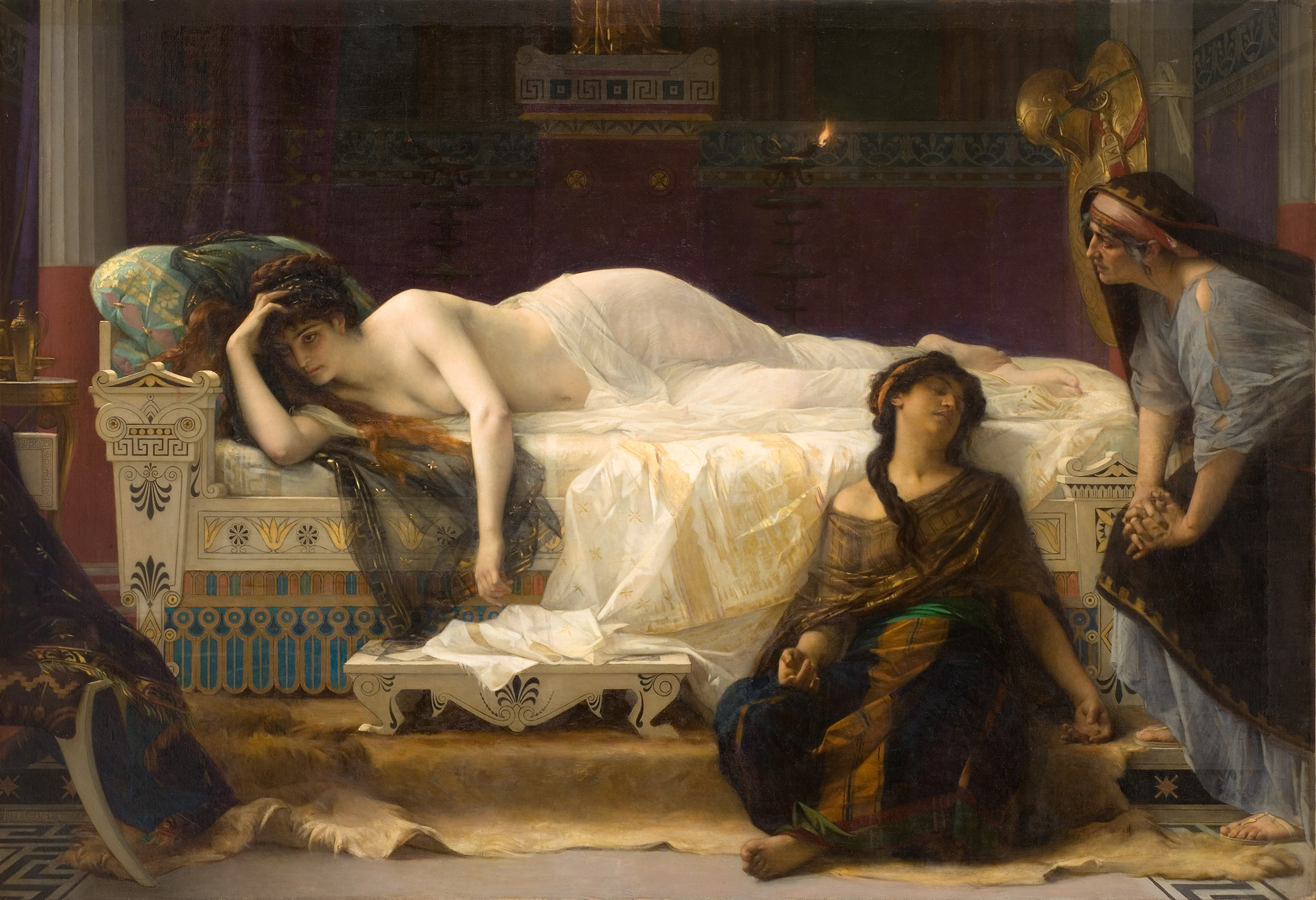
Федра; Александр Кабанель; 1880 р.; олія на полотні; 194 × 286 см; Музей Фабра (Монпельє, Франція)
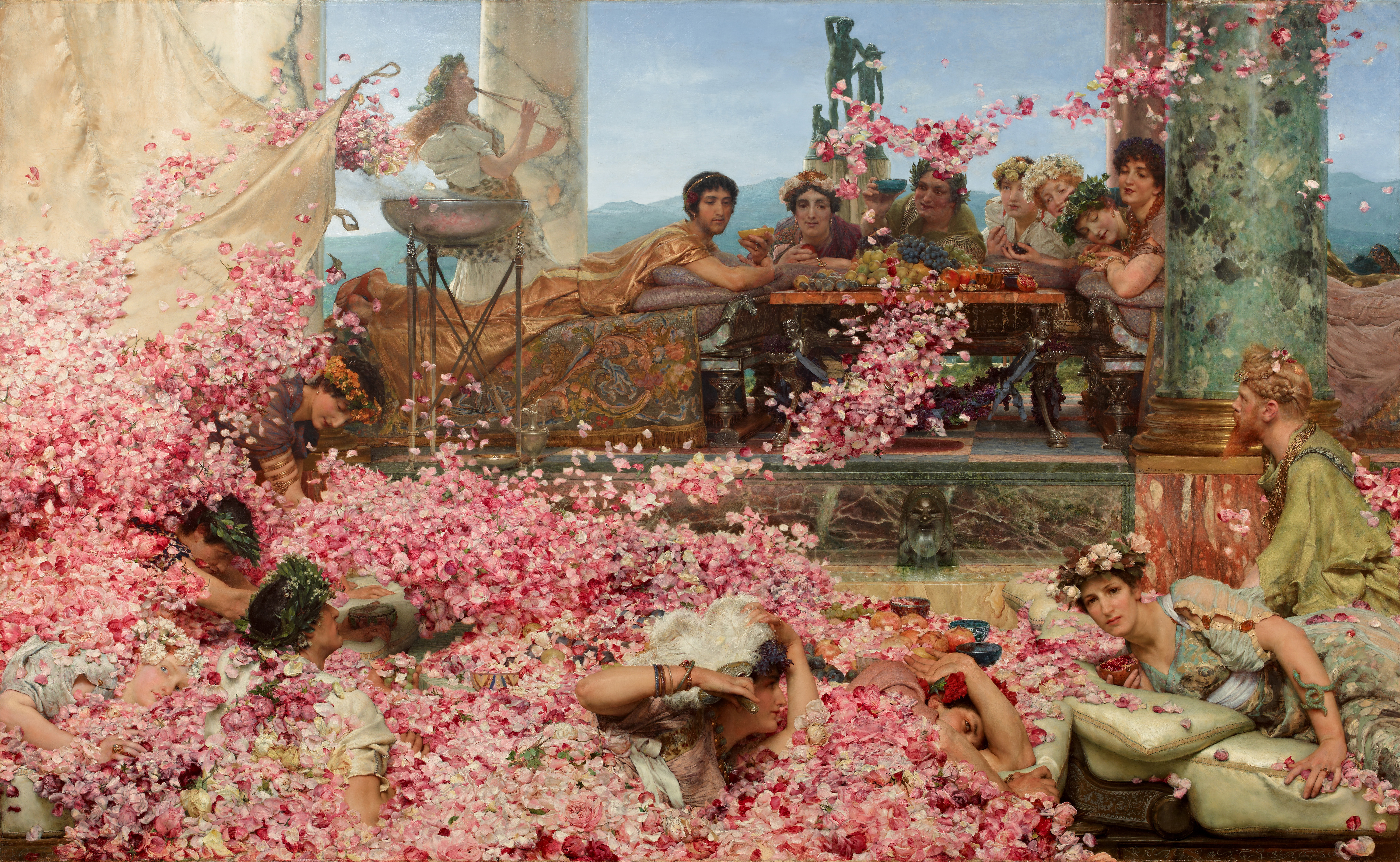
Троянди Геліогабала; Лоуренс Альма-Тадема; 1888 р.; олія на полотні; 1,3 x 2,1 м; приватна колекція Хуана Антоніо Переса Сімона[en]

##### Ревівалізм і еклектизм
Коли йдеться про архітектуру та прикладне мистецтво, XIX століття найбільш відоме як століття ревівалізму. Одним із найвідоміших стилів ревівалізму є неоготика або готичне відродження, який з'явився вперше в середині XVIII століття в кількох будинках в Англії, зокрема у Strawberry Hill House у Лондоні. Однак ці будівлі були поодинокими випадками, адже початок XIX століття переважно перебував під впливом неокласицизму. Пізніше, між 1830 і 1840 роками, під впливом романтизму виник смак до ностальгії та повторного відкриття стилів минулого — від середньовіччя до XVIII століття. Приблизно до Першої світової війни у світі архітектури та прикладного мистецтва домінували переосмислення минулого. З'явилися асоціації між стилями та типами будівель, наприклад: єгипетський стиль для в'язниць, готичний — для церков, неоренесанс — для банків і бірж. Цей вибір був результатом інших асоціацій: фараони — зі смертю та вічністю, середньовіччя — з християнством, а родина Медічі — з розвитком банківської справи та сучасної торгівлі. Іноді ці стилі також розглядалися в націоналістичному ключі, виходячи з ідеї, що архітектура може уособлювати славу нації. Деякі з них вважалися «національними стилями», як-от неоготика у Великій Британії та німецьких державах, або румунське відродження в Румунії. Огастес П'юджин називав готичний стиль «абсолютним обов'язком» англійського архітектора, попри те, що сам стиль має французьке походження. Таким чином, архітектура та прикладне мистецтво використовувалися для надання аури високо ідеалізованого славного минулого. Деякі архітектори та дизайнери пов'язували історичні стилі, особливо середньовічні, з ідеалізованим фантастичним органічним життям, яке вони порівнювали з реальністю свого часу.
Попри те, що ревівалізм був надзвичайно поширеним, це не означає, що в цих творах не було оригінальності. Архітектори, столяри (фр. ébénistes) та інші майстри, особливо в другій половині XIX століття, створювали поєднання стилів, виокремлюючи та інтерпретуючи елементи, характерні для певних епох і регіонів. Така практика відома як еклектизм. Цей стилістичний розвиток відбувався в період, коли конкуренція Всесвітніх виставок спонукала багато країн винаходити нові промислові методи творчості.

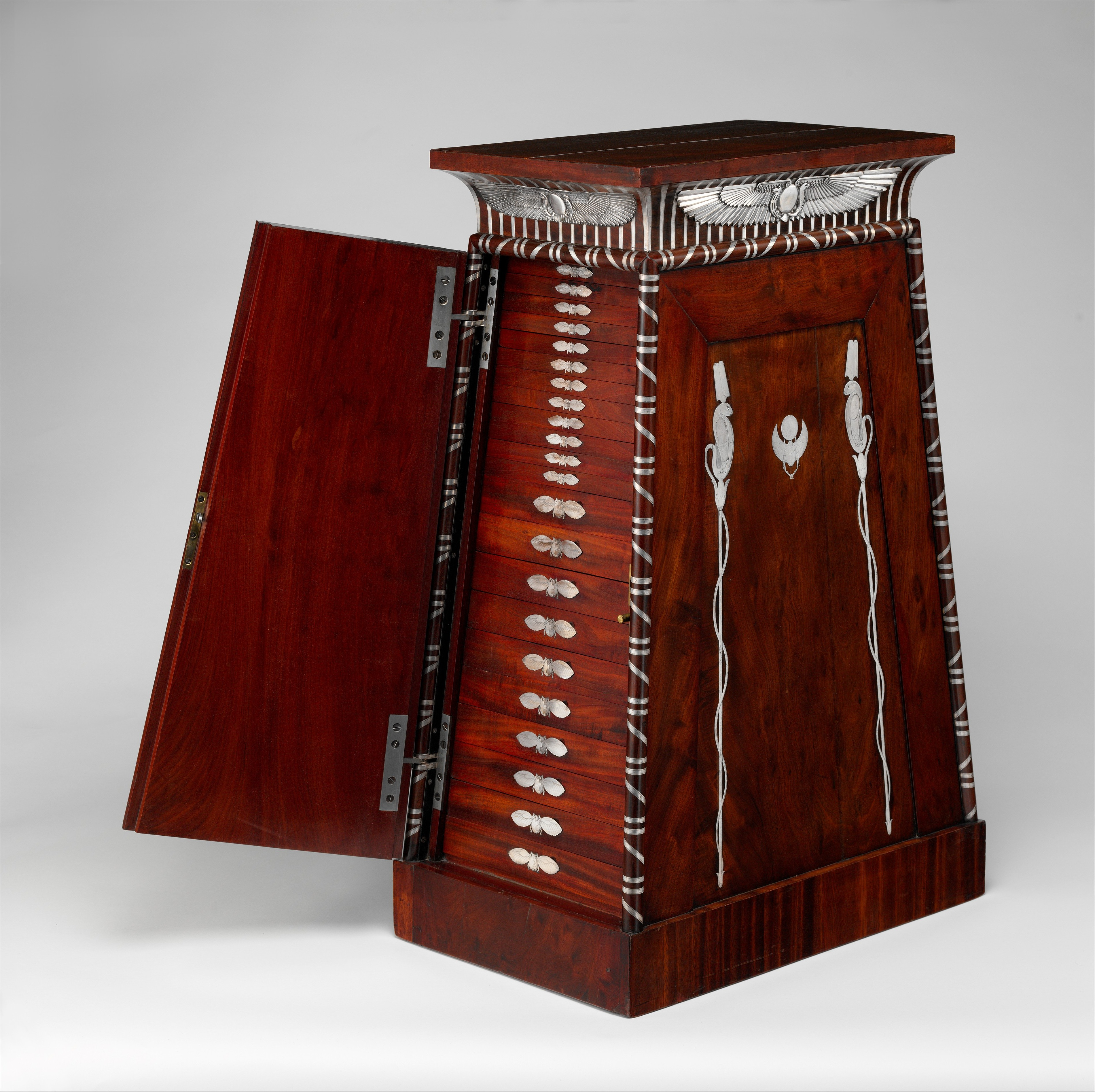
Єгипетське відродження[en] - шафа для монет; 1809–1819 рр.; махагоні (ймовірно Swietenia mahagoni[en]), з накладним і інкрустованим сріблом; 90,2 x 50,2 x 37,5 см; Музей мистецтва Метрополітен
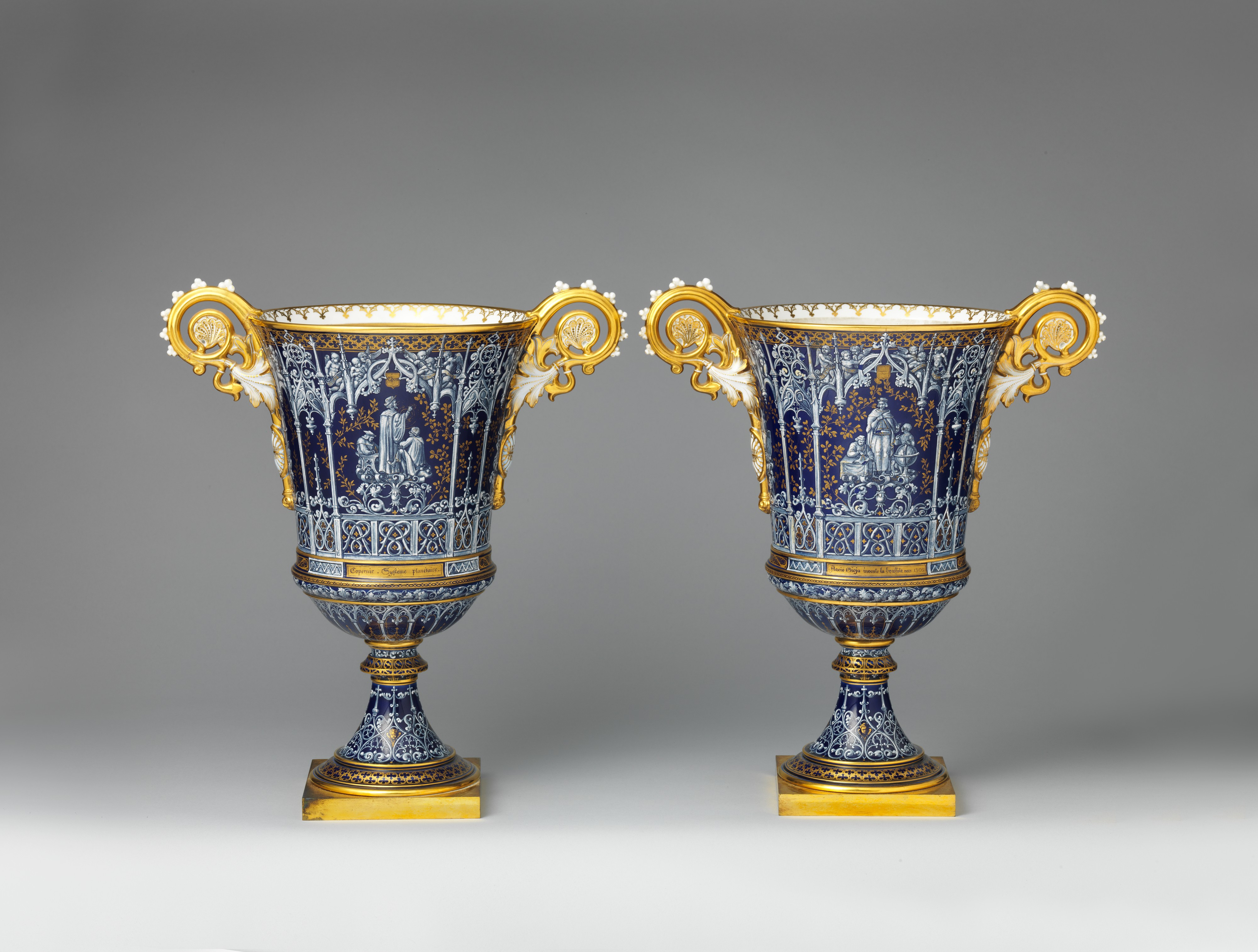
Неоготика - пара ваз; виготовлені у 1832 році, декоровані у 1844 році; тверда порцеляна; 36,4 x 32,7 x 20 см; Музей мистецтва Метрополітен
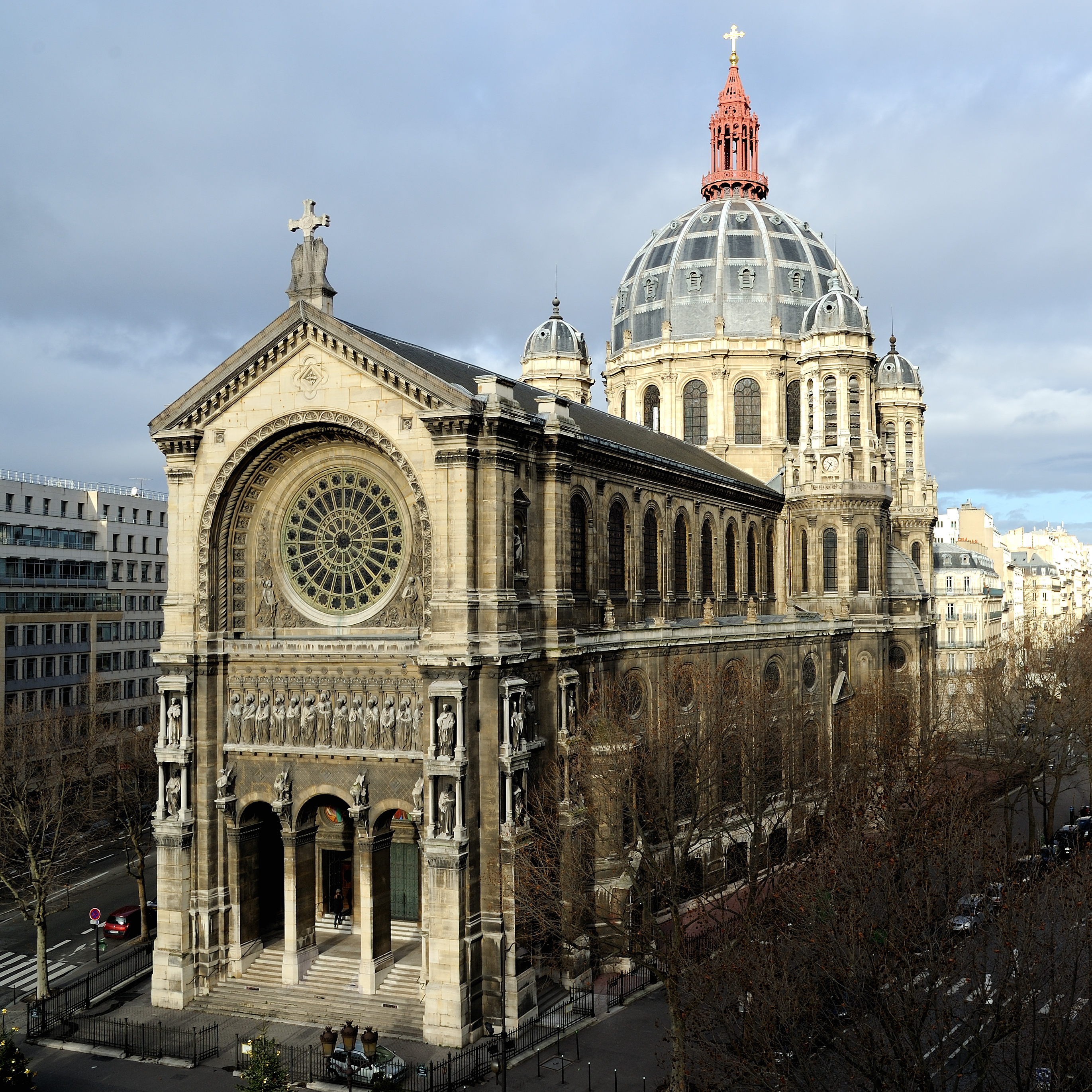
Еклектика - церква Сент-Огюстен, 1860–1868 рр., Віктор Бальтар[en]
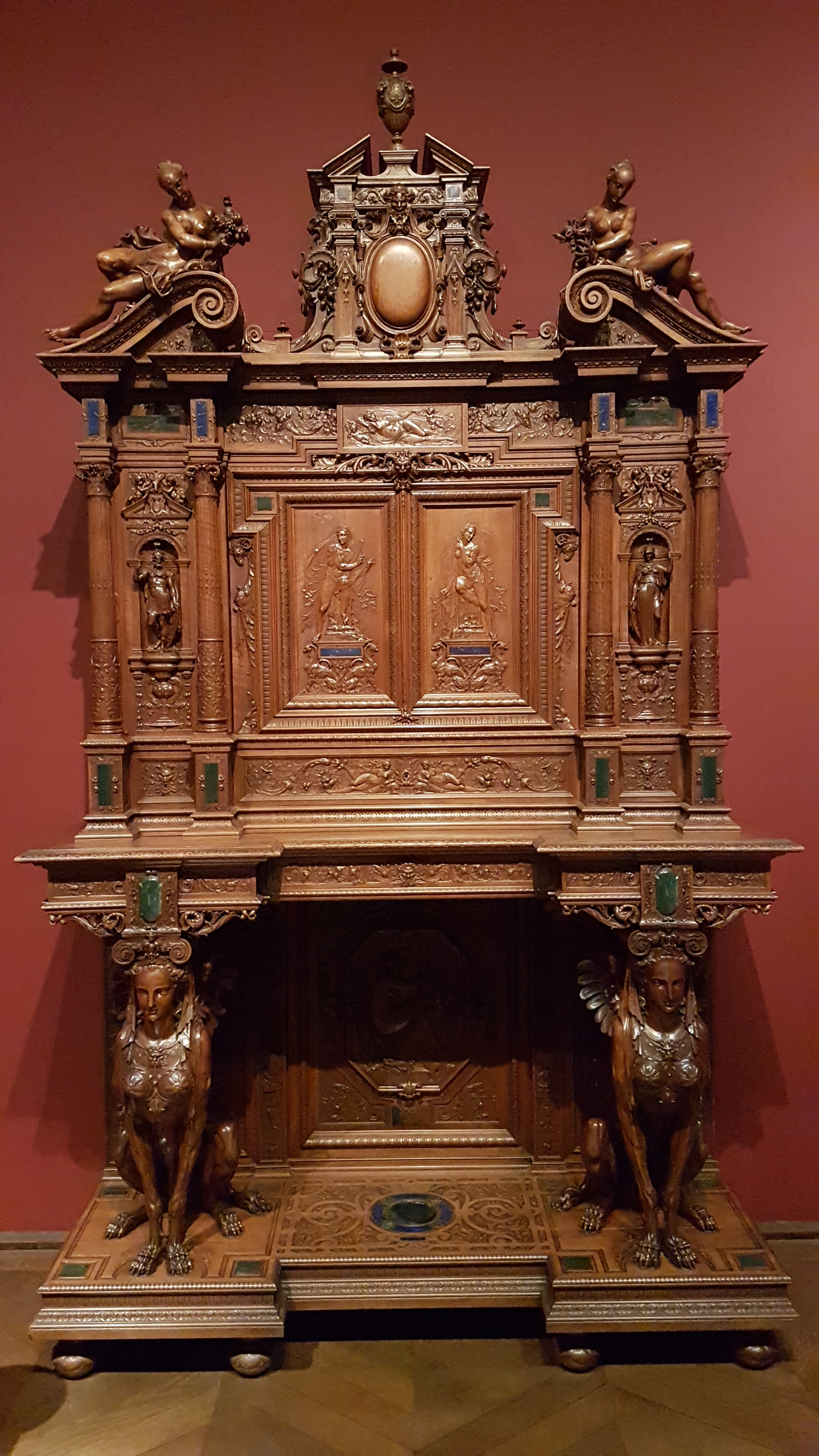
Неоренесанс - буфет; автори — Анрі-Оґюст Фурдінуа, Нівільє, Парі, Гюґ Прота, Прімо та Меґре́; 1867 р.; горіх, маркетрі з яшми та лазуриту, інтер'єр інкрустований слоновою кісткою та сріблом; розміри невідомі; Музей декоративного мистецтва[en] (Париж)
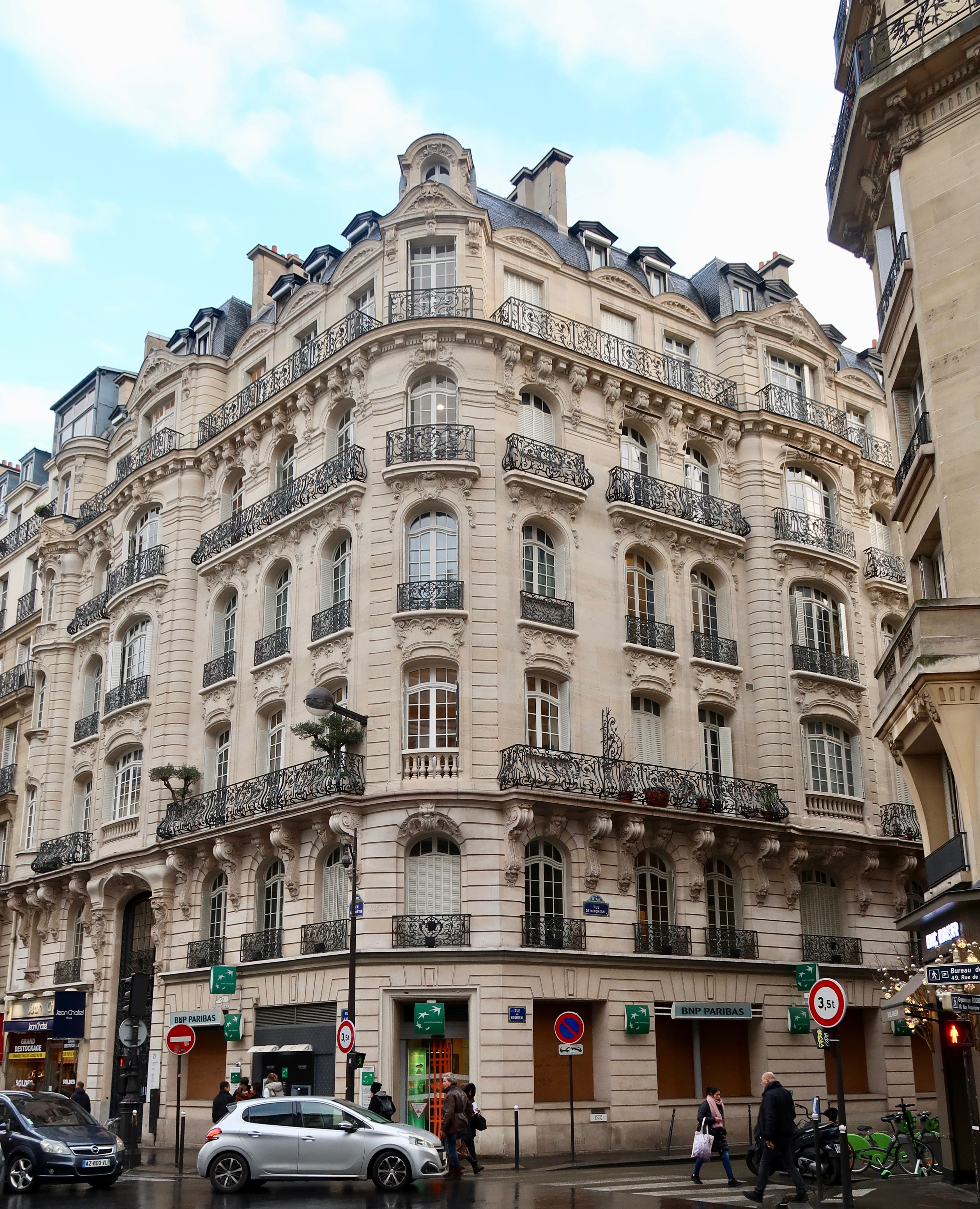
Неорококо - будинок № 8 на вулиці Міромесніль[en] (Париж), 1900 р., П. Лоброт

#### Реалізм (прибл.1830—1890)
Реалізм виник у середині XIX століття, близько 1840 року, і мав аналоги у скульптурі, літературі та драматургії, які в літературі часто називають натуралізмом. У живописі XIX століття термін «реалізм» більше стосується тематики зображуваного, ніж стилю чи техніки. Реалістичні картини зазвичай зображують звичайні місця та людей, зайнятих повсякденними справами, на відміну від величних, ідеалізованих пейзажів, міфологічних богів, біблійних сюжетів і історичних постатей та подій, які часто домінували у західному живописі. Курбе казав: «Я не можу намалювати ангела, бо ніколи його не бачив».
Реалізм частково був реакцією на часто драматичні, екзотичні та емоційно насичені твори романтизму. Термін «реалізм» застосовується відносно до ідеалізованих зображень неокласицизму та романтизованих образів романтизму. Такі художники, як Жан-Батіст-Каміль Коро та Оноре Дом'є, мали слабкий зв'язок із реалізмом, як і представники Барбізонської школи, зокрема Жан-Франсуа Мілле, однак, можливо, саме Гюстав Курбе був центральною постаттю цього напряму — він ототожнював себе з реалізмом, виступав його прихильником і вплинув на молодших художників, таких як Едуар Мане. Важливим аспектом реалізму була практика малювання пейзажів на пленері та її подальший вплив на імпресіонізм.
Окрім Франції, реалізм представлений такими художниками, як Вільгельм Лейбл у Німеччині, Форд Медокс Браун в Англії та Вінслоу Гомер у Сполучених Штатах. Історик мистецтва Х. Г. Арнасон писав: «Хронологічна послідовність неокласицизму, романтизму і реалізму, звичайно, є лише зручним поділом на шари рухів або тенденцій, настільки невід'ємно пов'язаних між собою та з попередніми течіями, що неможливо сказати, де закінчується один і починається інший», і це стає ще актуальнішим і складнішим, якщо простежити всі мистецькі рухи та «ізми» аж до кінця XIX і початку XX століть.

Майстерня художника[en];  Гюстав Курбе; 1854–1855 рр.; олія на полотні; 3,59 x 5,98 м; Музей д'Орсе (Париж)[221]
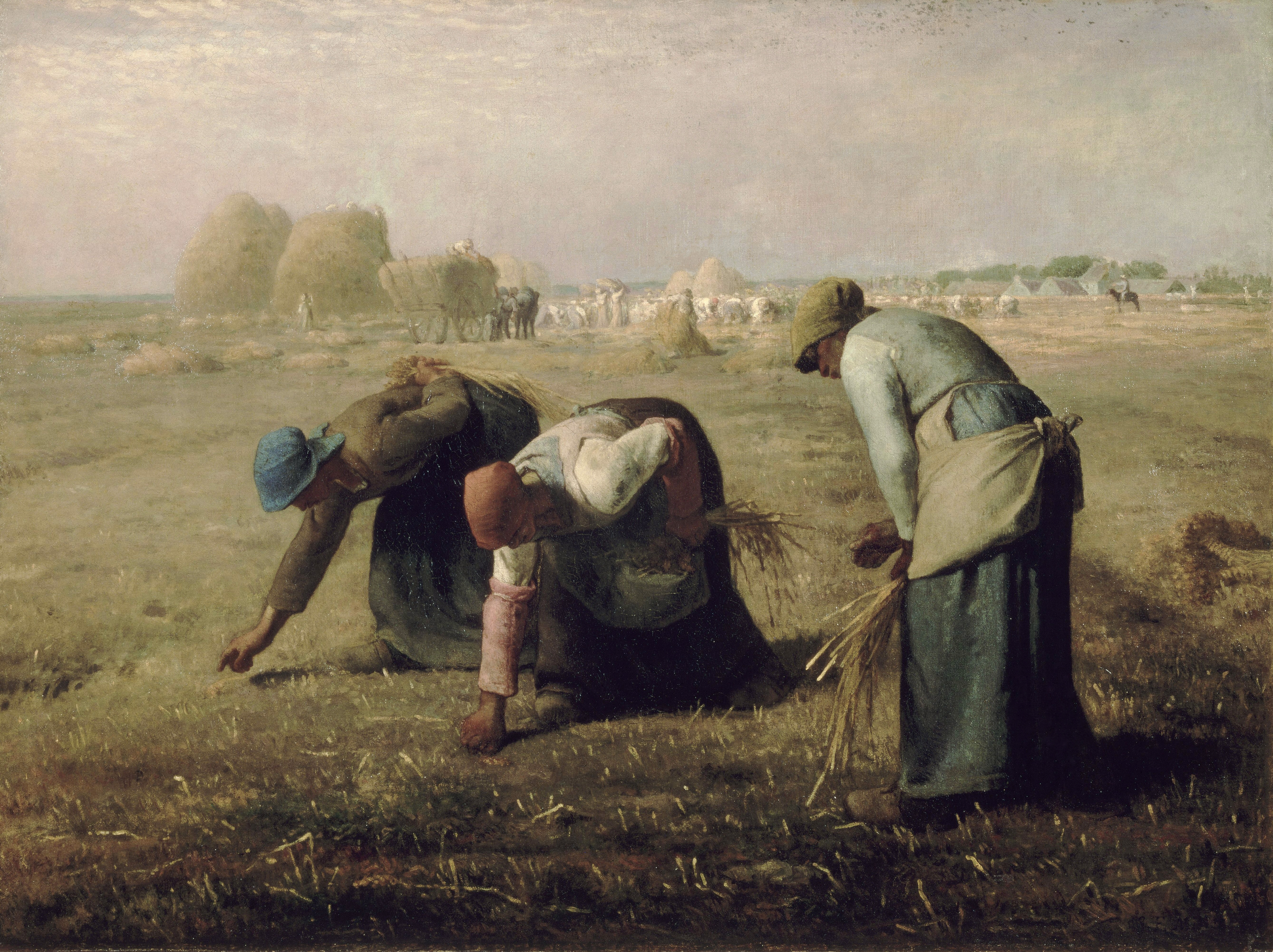
Збирачки колосків[en]; Жан-Франсуа Мілле; 1857 р.; олія на полотні; 0,84 x 1,12 м; Музей д'Орсе
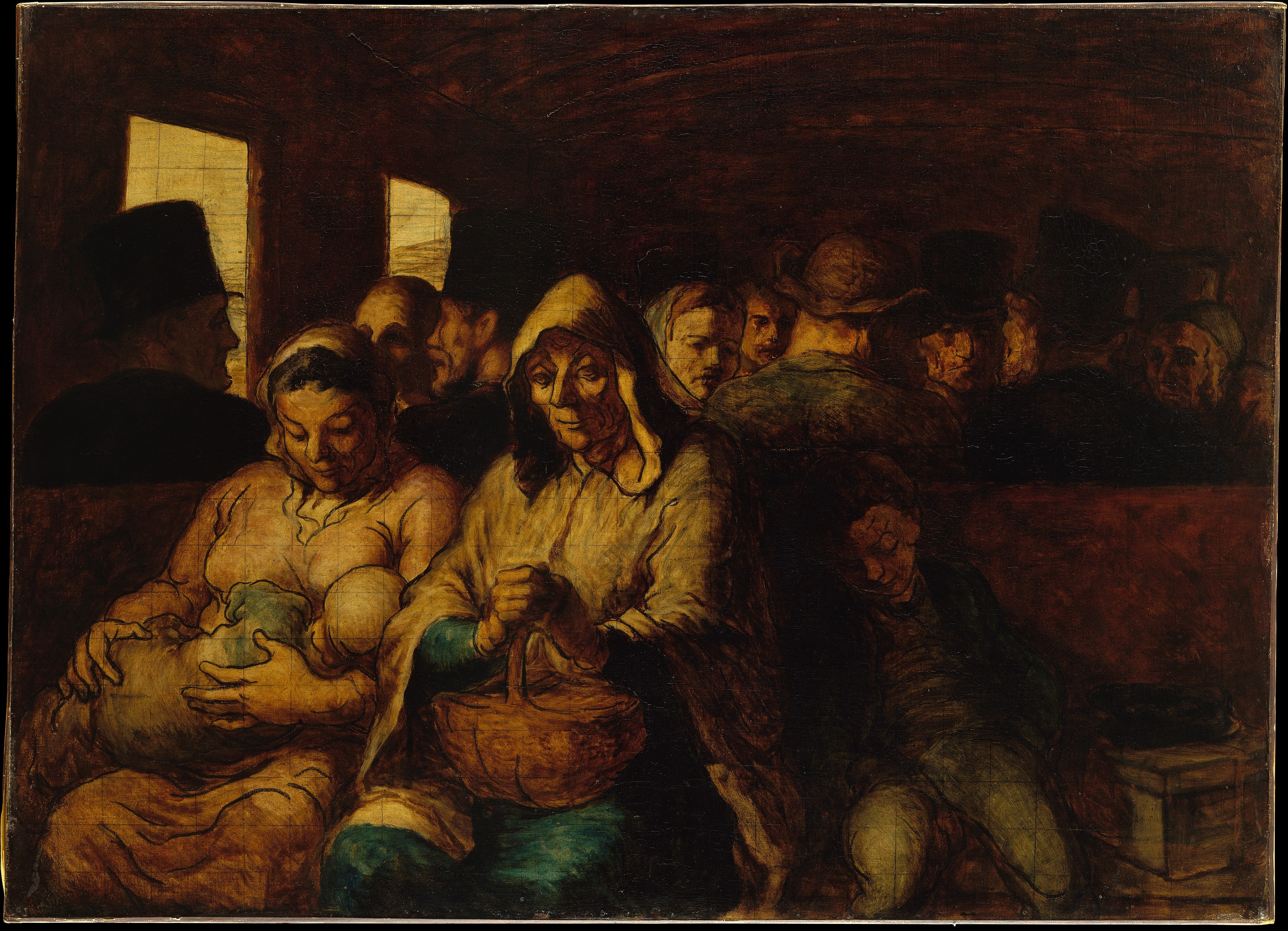
Вагон третього класу[en]; Оноре Дом'є; прибл.1862–1864 рр.; олія на полотні; 65,4 x 90,2 см; Музей мистецтва Метрополітен (Нью-Йорк)
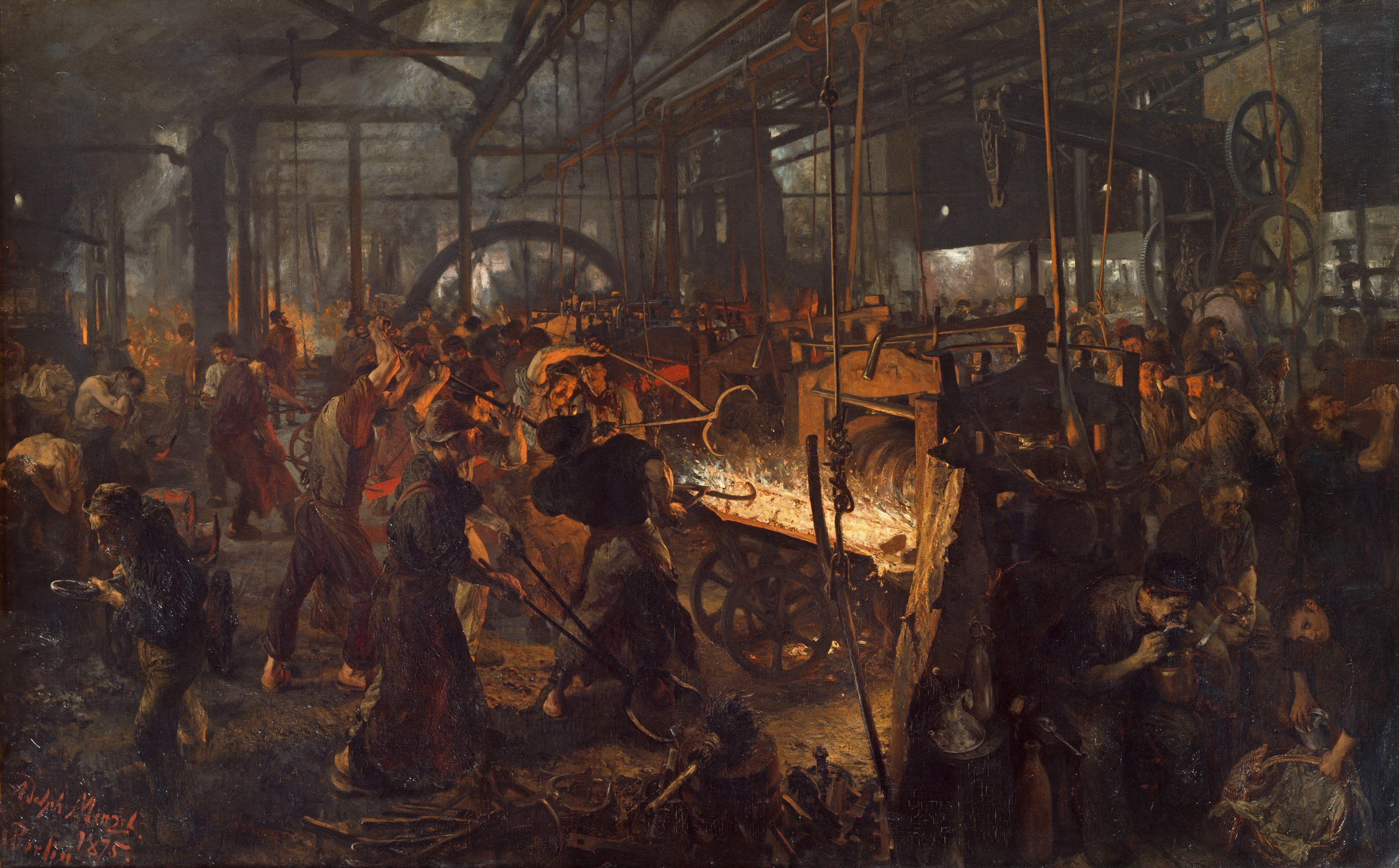
Прокатний цех; Адольф фон Менцель; 1875 р.; олія на полотні; 153 x 253 см; Стара національна галерея (Берлін, Німеччина)
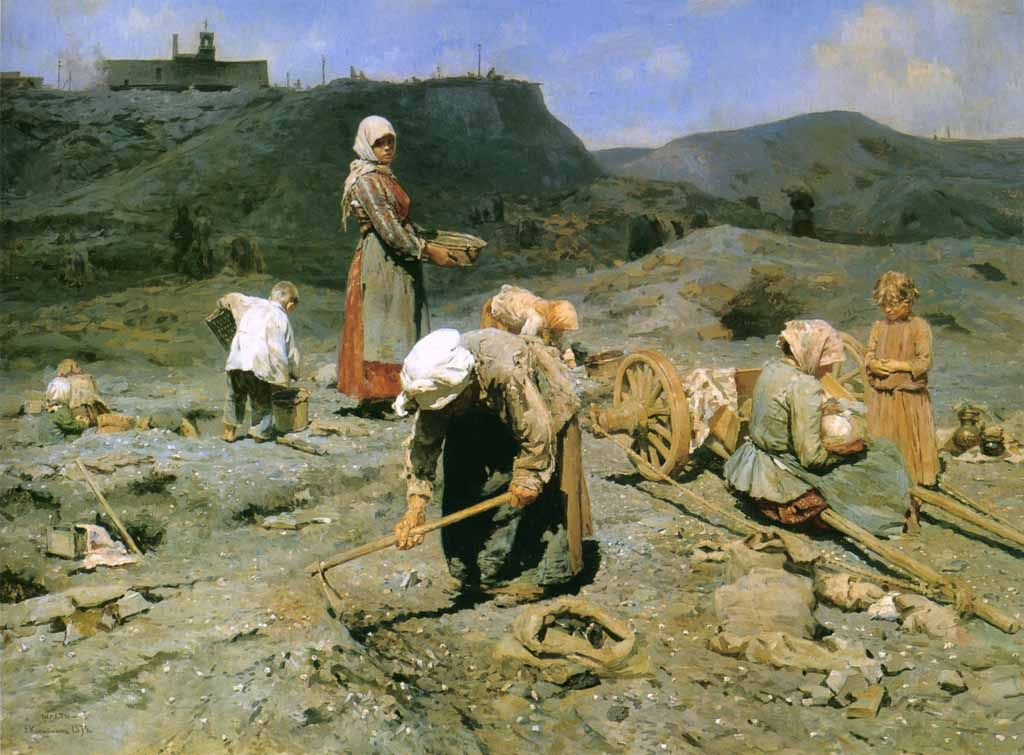
Бідняки, які збирають шматки вугілля; Микола Касаткін; 1894 р.; олія на полотні; 80 x 107 см; Державний Російський музей (Санкт-Петербург, Росія)

#### Імпресіонізм (прибл.1865—1885)

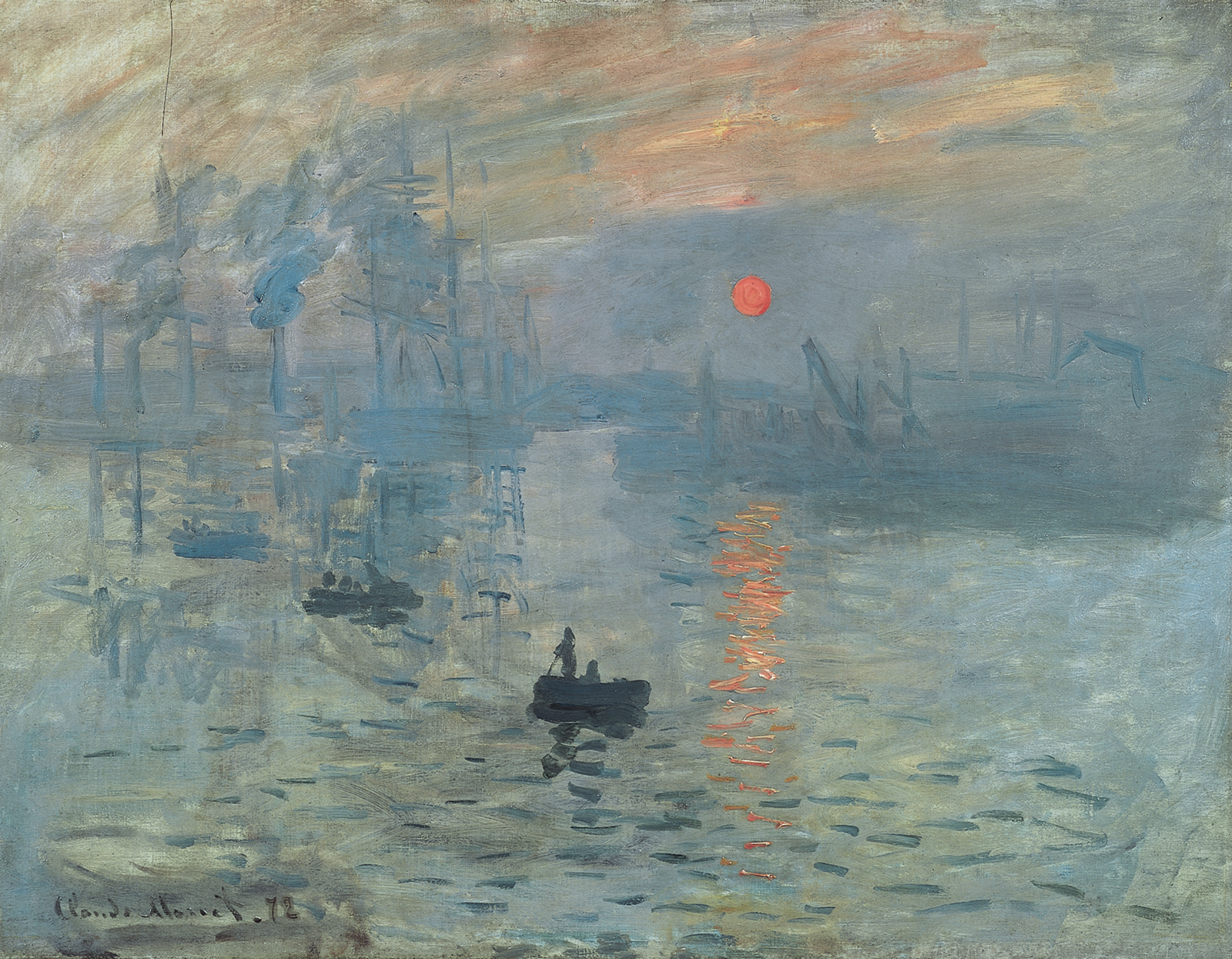
Враження. Схід сонця; Клод Моне; 1872 р.; олія на полотні; 48,1 x 62,8 см; Музей Мармоттан-Моне (Париж)

Імпресіонізм виник у Франції під впливом реалізму, барбізонської школи та художників-пленерів, таких як Ежен Буден, Жан-Батіст-Каміль Коро, Шарль Франсуа Добіньї та Йоган Бартольд Йонкінд. Починаючи з кінця 1850-х років, кілька імпресіоністів зав'язали знайомства та дружбу ще студентами в Парижі, зокрема в Академії Сюїсс і студії Шарля Глейра. Їхні прогресивні роботи часто відхилялися консервативними журі престижних салонів Академії вишуканих мистецтв, форуму, куди зверталися багато художників щоб здобути визнання, і чимало молодих художників були представлені у широко висвітлюваному, але глузливо сприйнятому Салон відхилених у 1863 році. У 1874 році вони створили незалежне від академії «Анонімне кооперативне товариство художників-живописців, скульпторів, граверів» і організували першу з кількох виставок імпресіоністів у Парижі, які тривали до 1886 року, коли відбулася восьма й остання виставка. Важливими постатями руху були Жан Фредерік Базиль, Гюстав Кайботт, Мері Кассат, Поль Сезанн, Едґар Деґа, Арман Гійомен, Едуар Мане, Клод Моне, Берта Морізо, Каміль Піссарро, П'єр-Огюст Ренуар та Альфред Сіслей. Хоча імпресіонізм був переважно рухом живописців, Деґа й Ренуар також створювали скульптури, а такі митці, як Огюст Роден і Медардо Россо, іноді також асоціюються з імпресіонізмом. До 1885 року імпресіонізм досяг певного визнання, однак уже нове покоління митців почало виходити за його межі. Художники з Росії, Австралії, Америки та Латинської Америки швидко перейняли імпресіоністичні стилі. Деякі з перших імпресіоністів продовжували створювати значущі твори аж до 1910–1920-х років.
Хоча це й не було безпрецедентним, багато використовуваних технік контрастували з традиційними методами. Картини часто створювалися за години або дні, причому фарба наносилася по вологій фарбі (на відміну від методу «мокрим по сухому», коли робота тривала тижнями чи місяцями). Замість того, щоб наносити глазурі та змішані кольори, чисті кольори часто накладалися поруч товстими, непрозорими мазками (імпасто); вони зливалися в очах глядача на певній відстані. Чорний колір застосовували дуже рідко або взагалі не використовували, а контури визначалися тонкими переходами кольору, які формували предмети, обриси й форми. Історик мистецтва Г. В. Янсон зазначив: «Замість того, щоб посилювати ілюзію реального простору, це зміцнює єдність фактично намальованої поверхні». Імпресіоністичні картини зазвичай зображують пейзажі, портрети, натюрморти, побутові сцени, повсякденне дозвілля та нічне життя, і все це передається в реалістичній манері. Композиції часто ґрунтувалися на незвичних ракурсах, що створювали ефект спонтанності та невимушеності. У живописі майже не було дидактичного, символічного чи метафоричного змісту, і рідко порушувалися біблійні, міфологічні чи історичні теми, яким надавали великої ваги в академічному мистецтві, або похмурі й психологічні мотиви, як у символістів. Вивчалися нюанси світла, тіні, атмосфери й відбиття кольору з поверхонь, іноді з акцентом на зміну цих елементів у часі. Сам живопис ставав темою живопису. Це було «мистецтво для мистецтва», ідея, що вже кілька десятиліть витала в повітрі, але, ймовірно, саме в імпресіонізмі досягла нового рівня й послідовності.

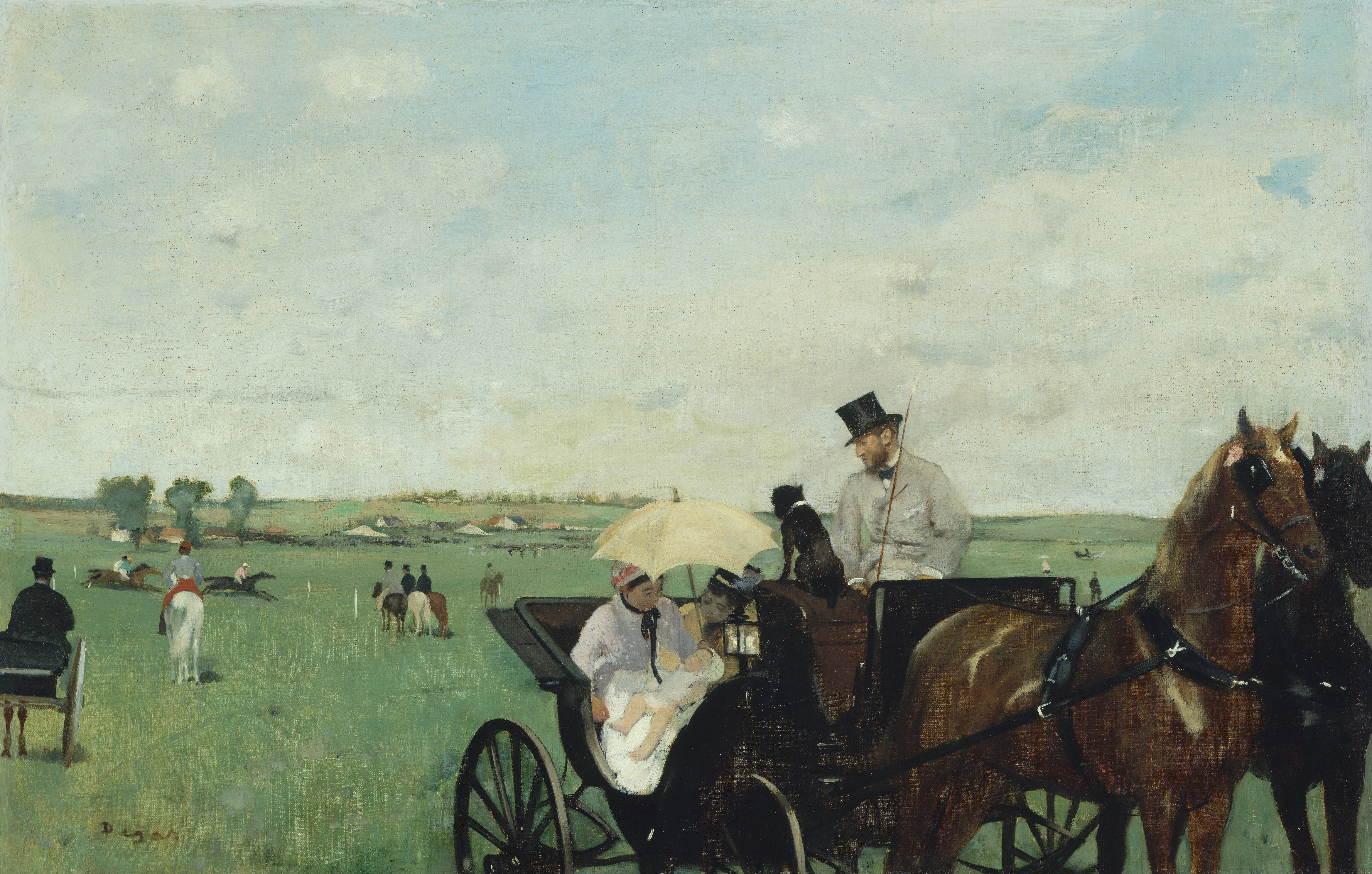
На перегонах у сільській місцевості[en]; Едґар Деґа; 1869 р.; олія на полотні; 36,5 x 56 см; Музей витончених мистецтв (Бостон, США)
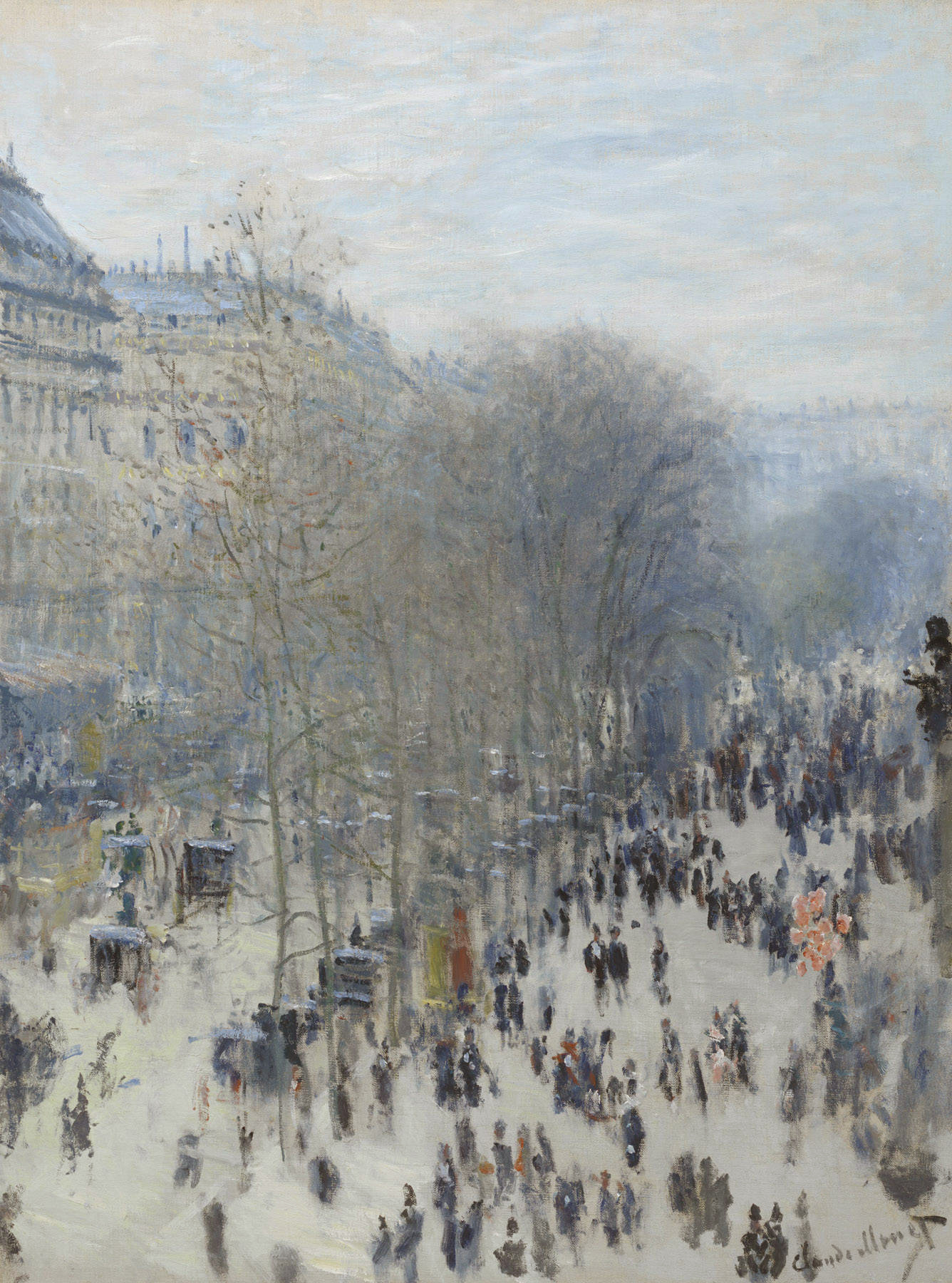
Бульвар Капуцинів[en]; Клод Моне; 1873 р.; олія на полотні; 80,5 x 60,2 см; Музей мистецтв Нельсона-Аткінса[en] (Канзас-Сіті, Міссурі, США)
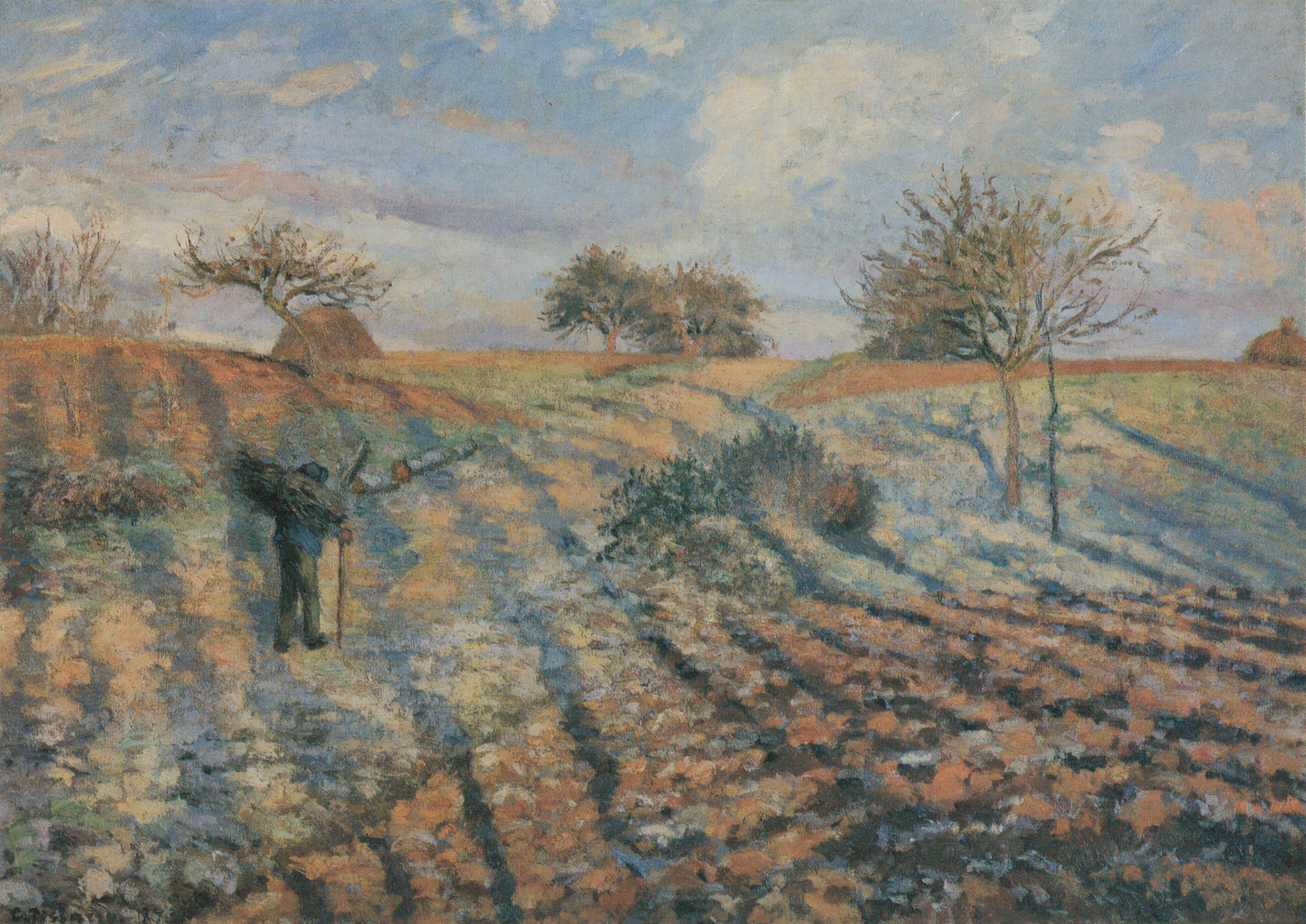
Іній: Стара дорога на Еннері, Понтуаз; Каміль Піссарро; 1873 р.; олія на полотні; 64,7 x 92,6 см; Музей д'Орсе (Париж)
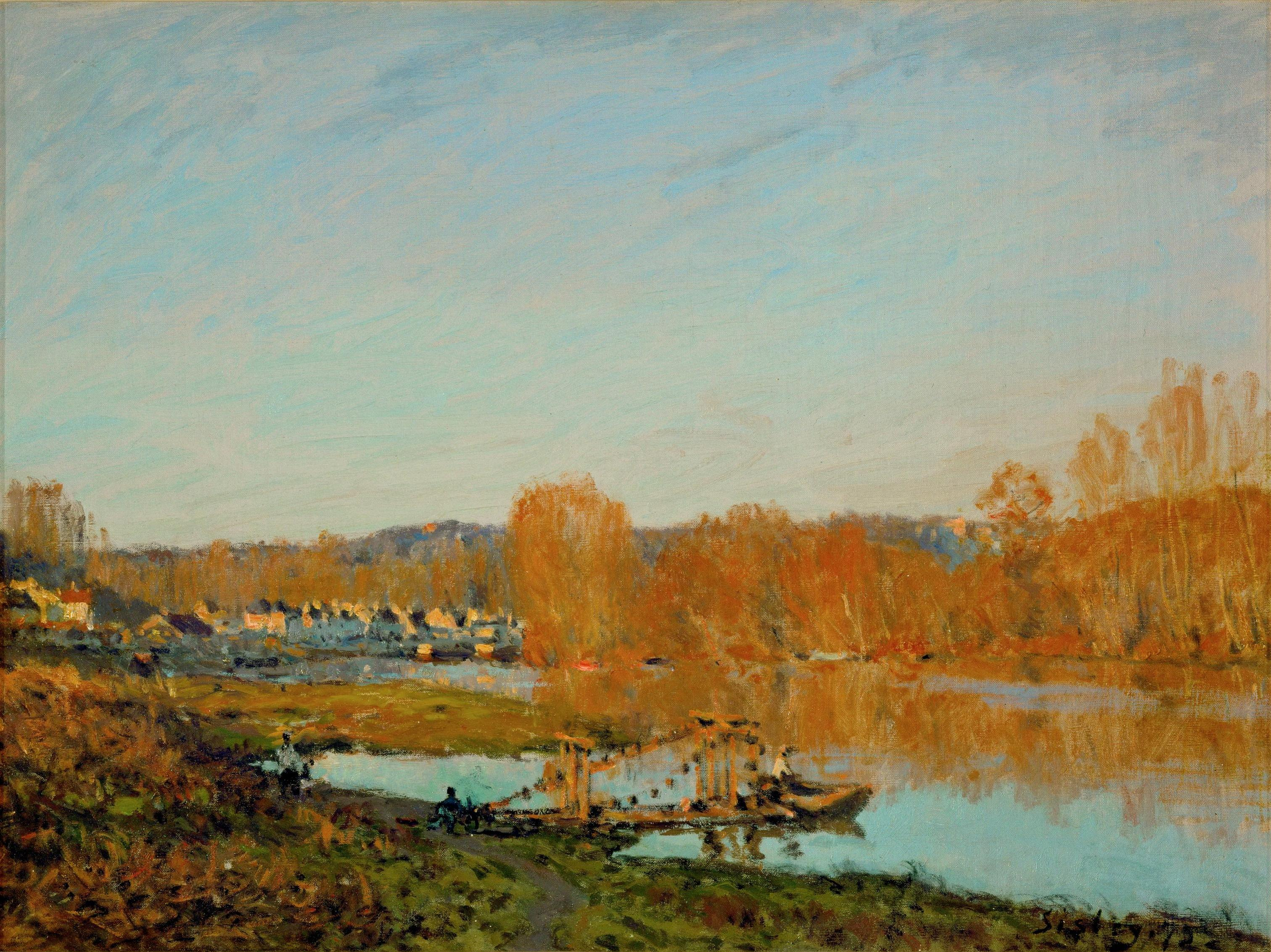
Береги Сени поблизу Буживаля; Альфред Сіслей; 1873 р.; олія на полотні; 46,2 x 62,1 см; Монреальський музей красних мистецтв (Монреаль, Канада)
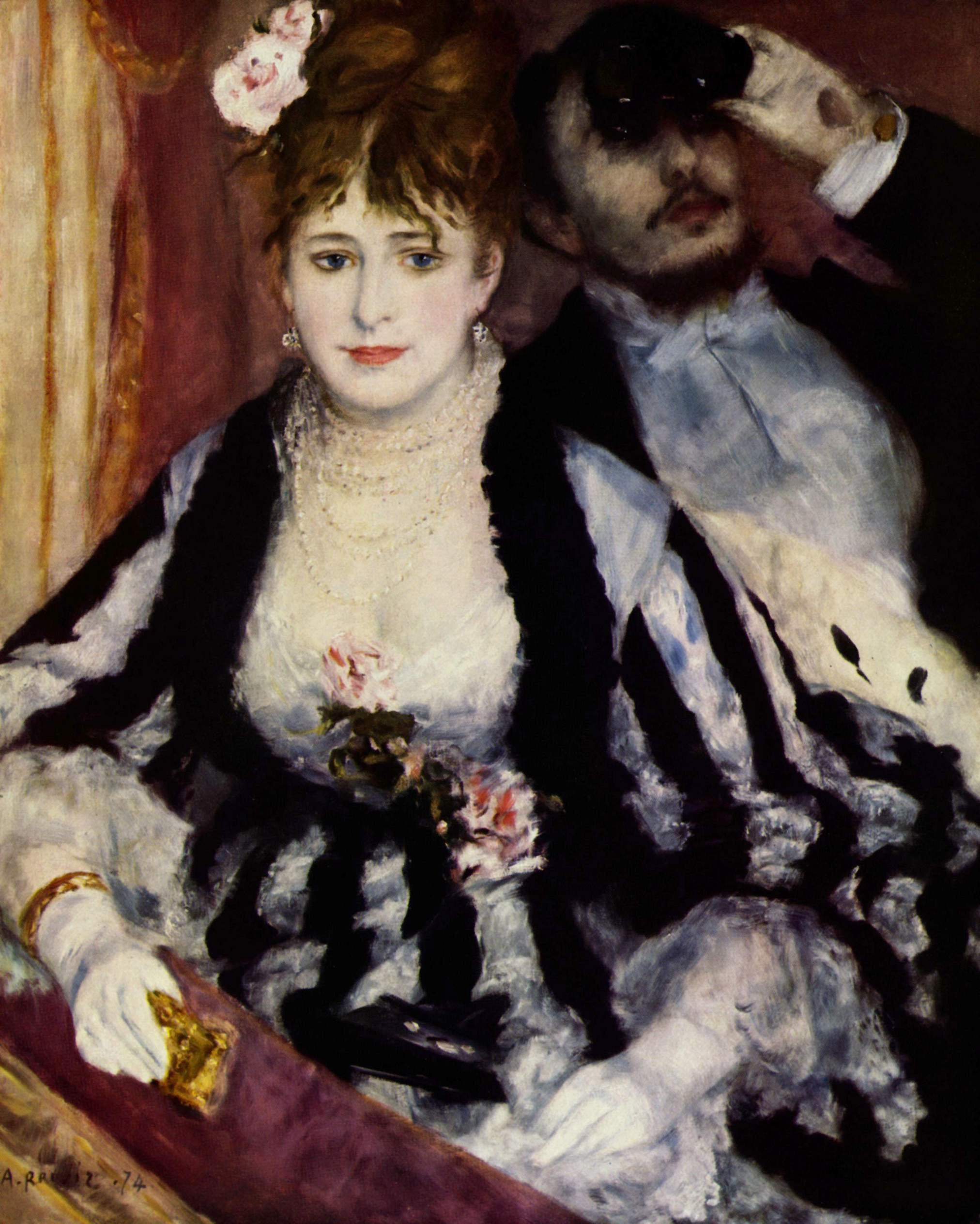
Ложа[en]; П'єр-Огюст Ренуар; 1874 р.; олія на полотні; 80 x 63,4 см; Галерея Курто[en] (Лондон)
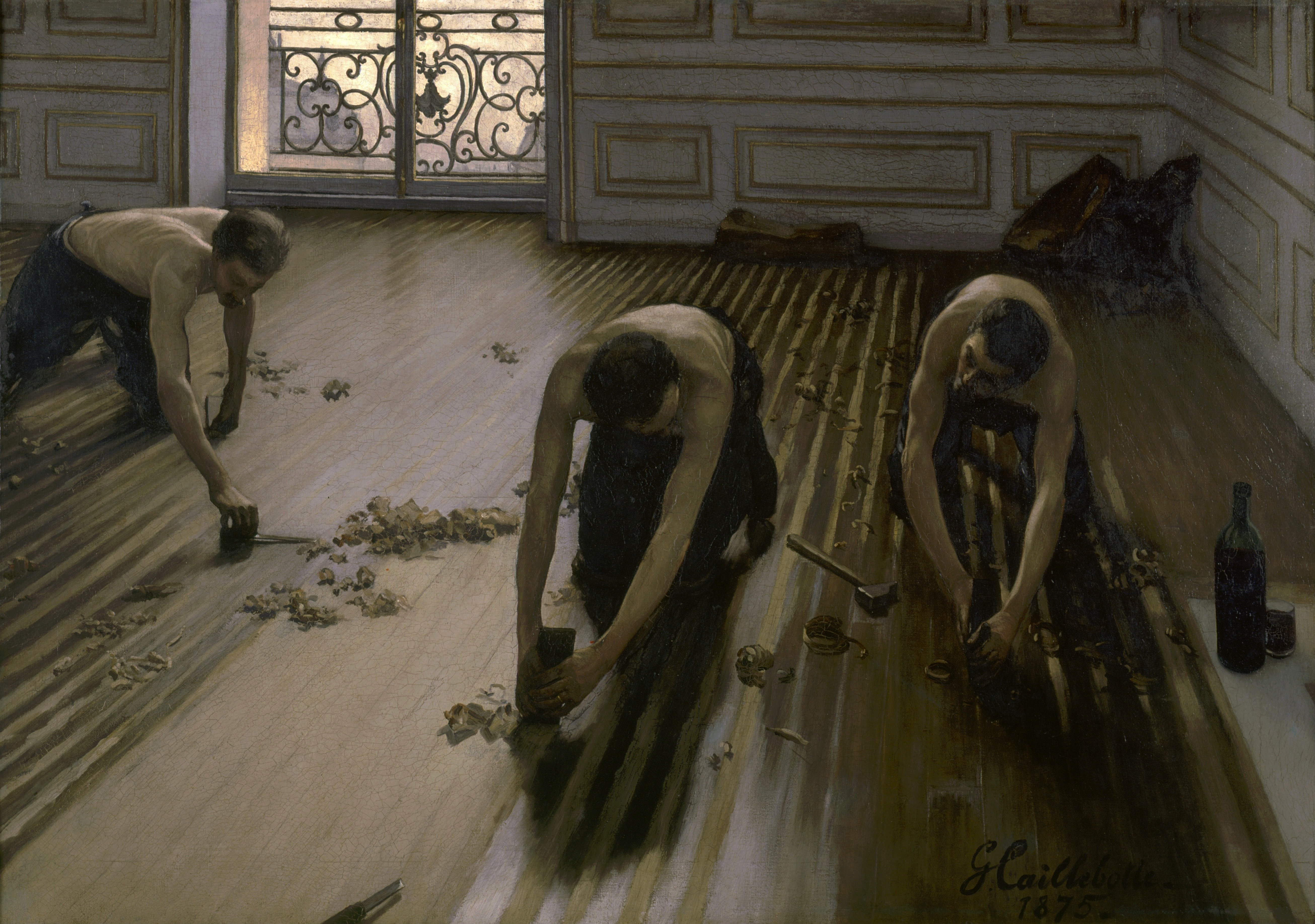
Паркетчики[en]; Гюстав Кайботт; 1875 р.; олія на полотні; 1 x 1,54 м; Музей д'Орсе
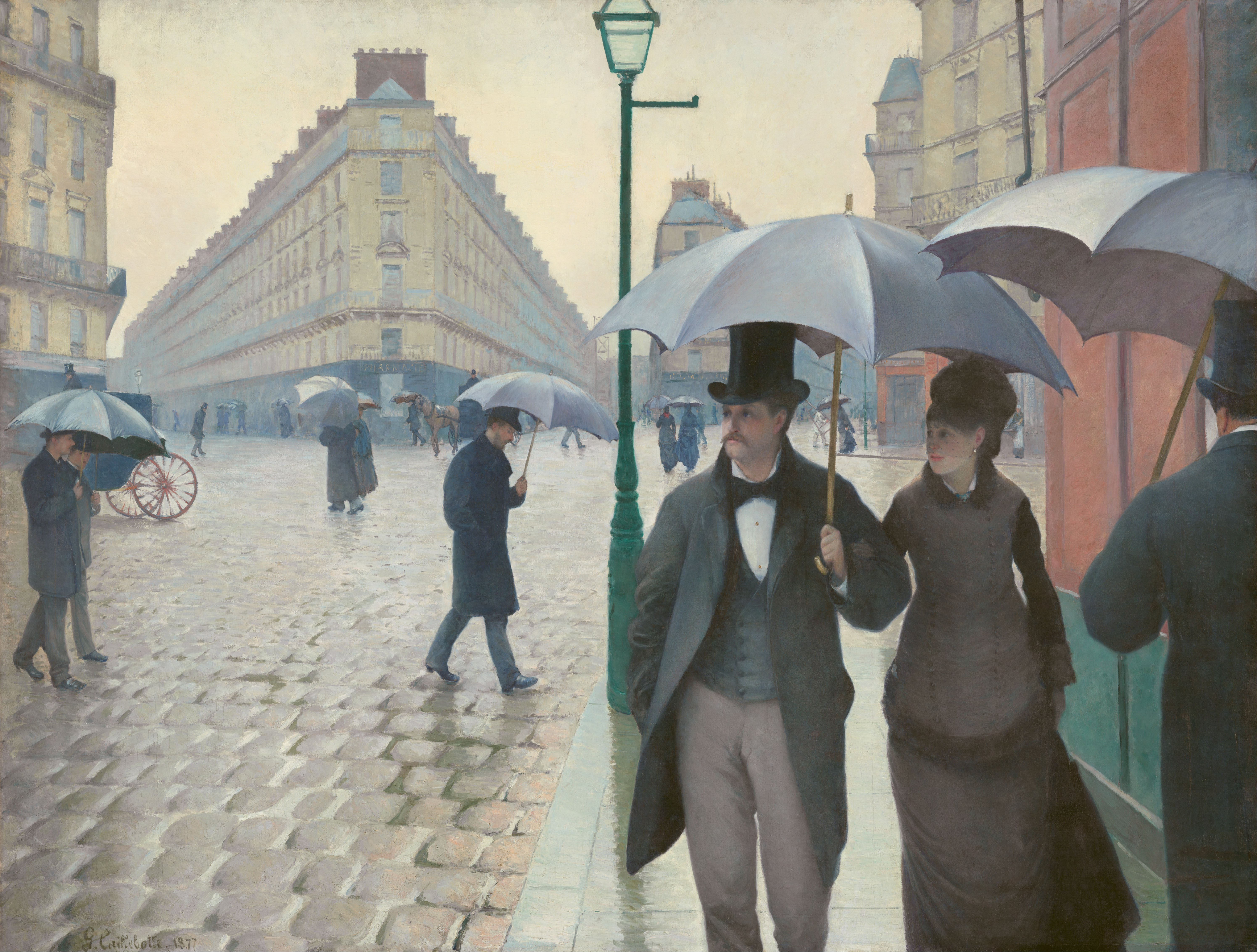
Вулиця Парижа в дощову погоду[en]; Гюстав Кайботт; 1877 р.; олія на полотні; 212,2 × 276,2 см; Чиказький художній інститут
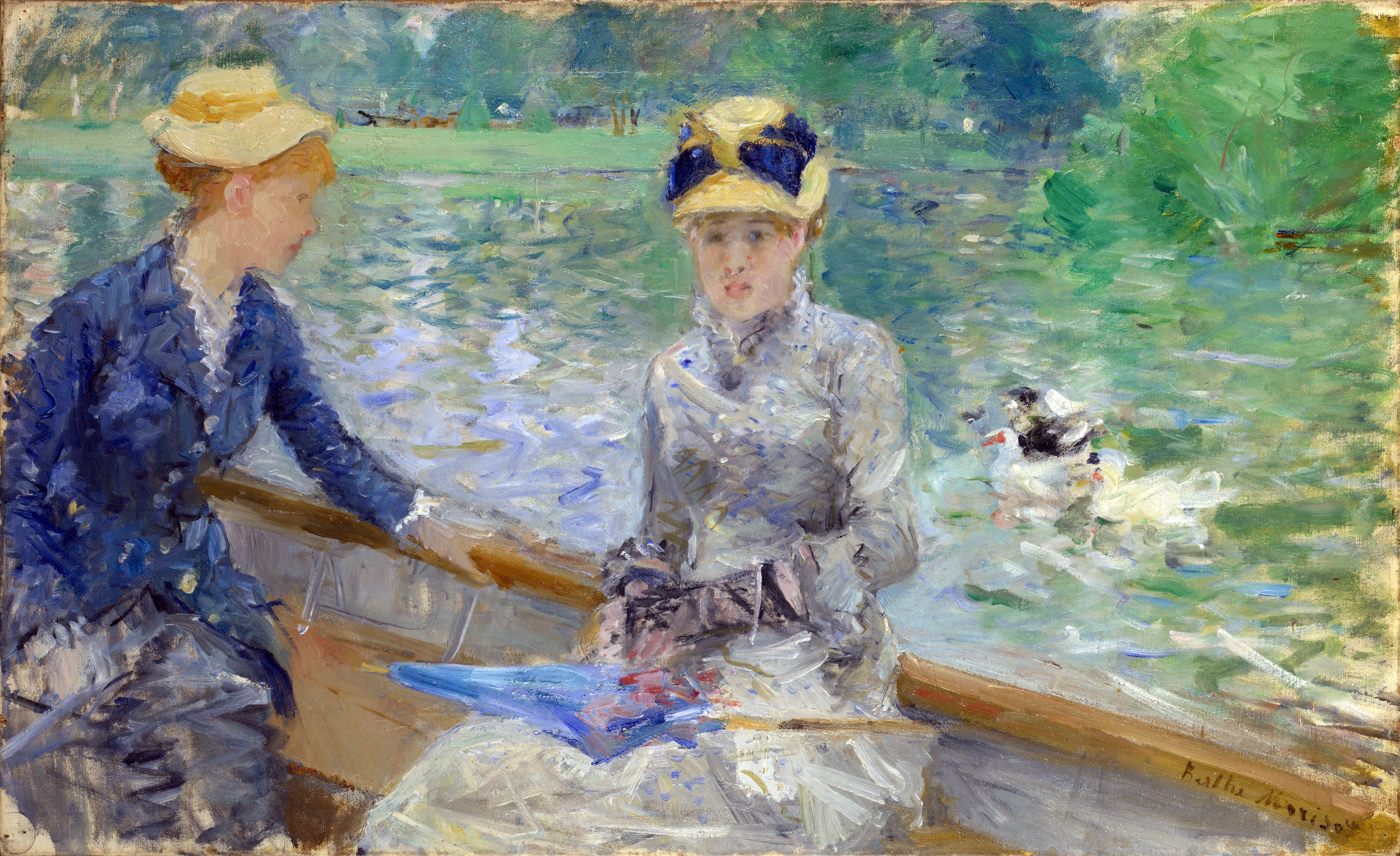
Літній день[en]; Берта Морізо; 1879 р.; олія на полотні; 45,7 см × 75,2 см; Національна портретна галерея (Лондон)
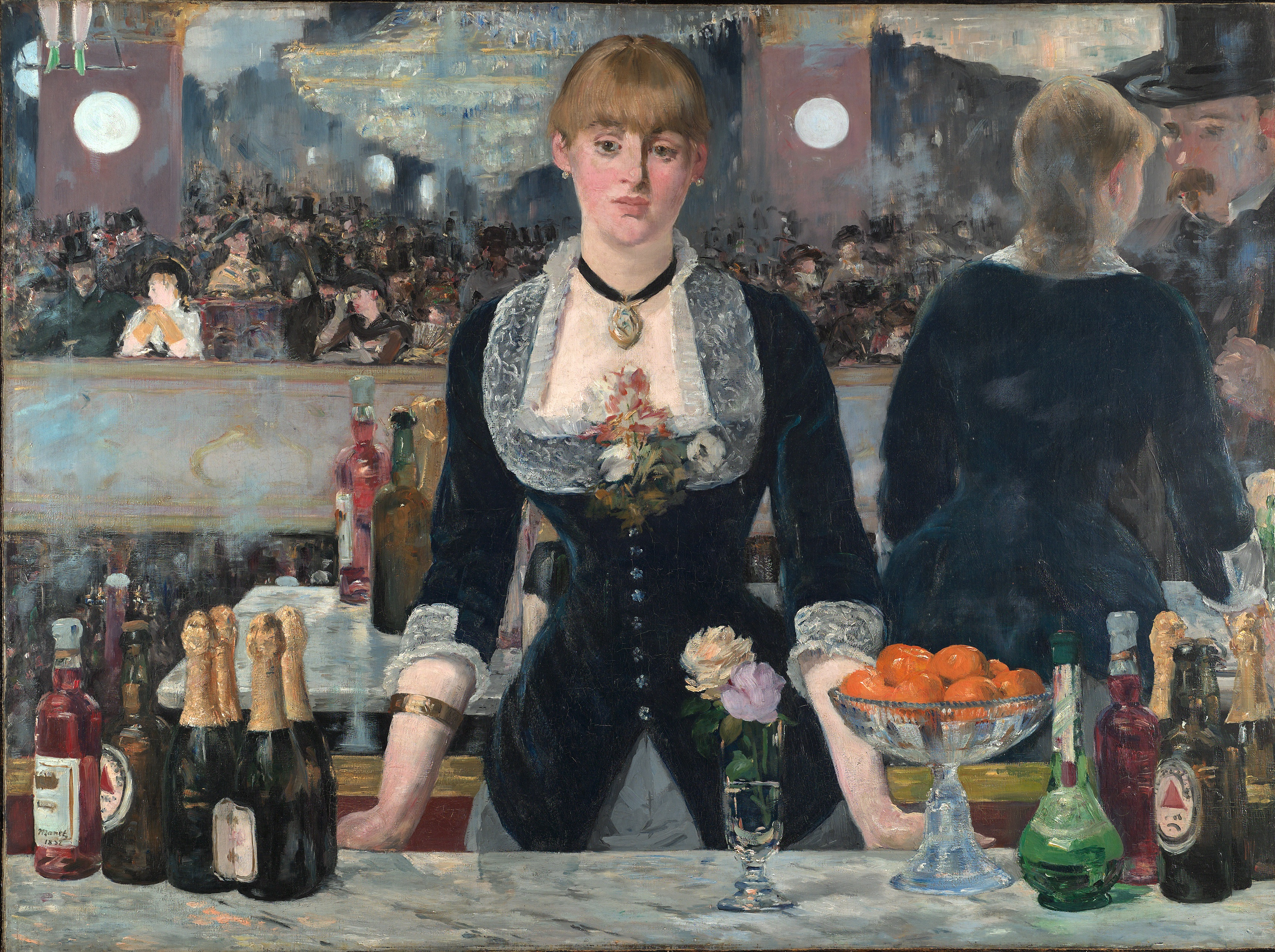
Бар «Фолі-Бержер»; Едуар Мане; 1881–1882 рр.; олія на полотні; 96 см × 130 см; Інститут Курто (Лондон)
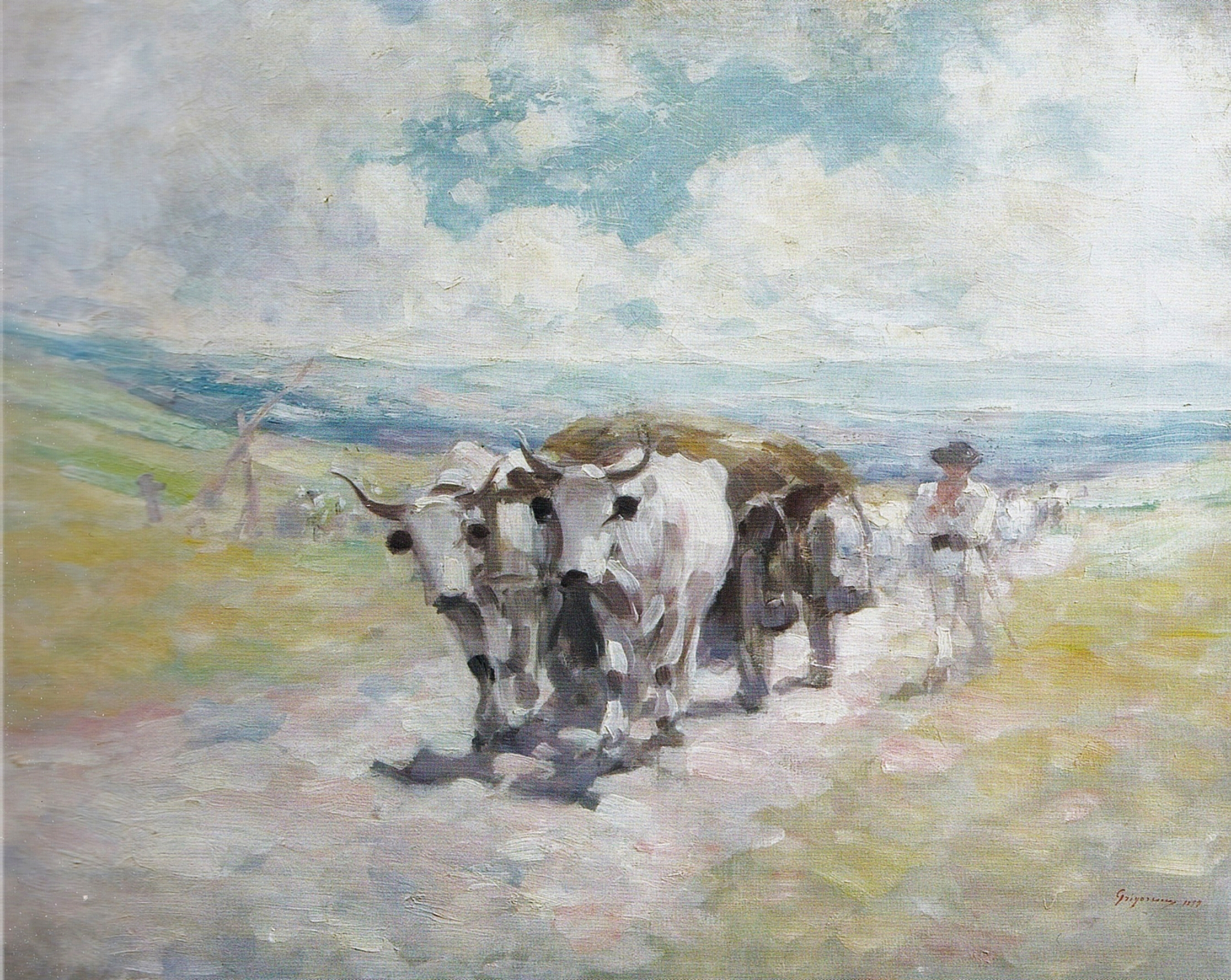
Віз, запряжений волами; Ніколає Григореску; 1899 р.; олія на полотні; 66 x 81 см; Національний музей мистецтв Румунії (Бухарест, Румунія)

#### Символізм (прибл.1860—1915)
Символізм виник у Франції та Бельгії в третій чверті XIX століття й поширився по всій Європі у 1870-х роках, а згодом, меншою мірою, і в Америці. Він розвинувся з романтизму без чіткої чи визначальної точки розмежування, хоча поезія, література й, зокрема, публікація збірки Шарля Бодлера Квіти зла (Les Fleurs du mal) у 1857 році відіграли важливу роль у становленні символізму. Цей напрям набув міжнародного вираження в поезії, літературі, драмі та музиці. В архітектурі, прикладному й декоративному мистецтві символізм тісно переплітався зі стилем модерн. Символізм часто нерозривно пов'язаний з іншими сучасними мистецькими напрямками, проявляючись та знаходячи вираз у стилях, таких як постімпресіонізм, набі, декадентство, fin de siècle, модерн, мюнхенська сецесія, віденська сецесія, експресіонізм і навіть прерафаеліти, які виникли раніше та також вплинули на розвиток символізму. Такі різноманітні митці, як Джеймс Вістлер, Ежен Кар'єр, Фердинанд Годлер, Фернан Кнопфф, Джованні Сегантіні, Люсьєн Леві-Дюрмер, Жан Дельвіль і Джеймс Енсор у тій чи іншій мірі були пов'язані із символізмом. Історик мистецтва Робер Л. Делевуа писав: «Символізм був радше атмосферою епохи, аніж школою». Цей напрям швидко почав занепадати з появою фовізму, кубізму та футуризму й значною мірою зник із початком Першої світової війни. Втім, він знайшов певний подальший розвиток і актуальність у школі метафізичного живопису, яка, своєю чергою, глибоко вплинула на сюрреалізм.
Сюжети, теми та значення символістського мистецтва часто завуальовані й неясні, однак у своїх найкращих виявах воно все ж здатне глибоко відгукуватися на психологічному чи емоційному рівні. Сюжети часто представлені як метафори або алегорії з метою викликати у глядача глибоко суб'єктивні, особисті, інтроспективні емоції та думки, без чіткого окреслення чи прямого означення предмета. Поет Стефан Малларме писав: «Зображуйте не предмет, а а враження, яке він справляє» і «Назвати предмет означає позбавити поезію трьох чвертей її чарівності, бо вона покликана розкриватися поступово». Англійський художник Джордж Фредерік Воттс зазначав: «Я малюю ідеї, а не речі».

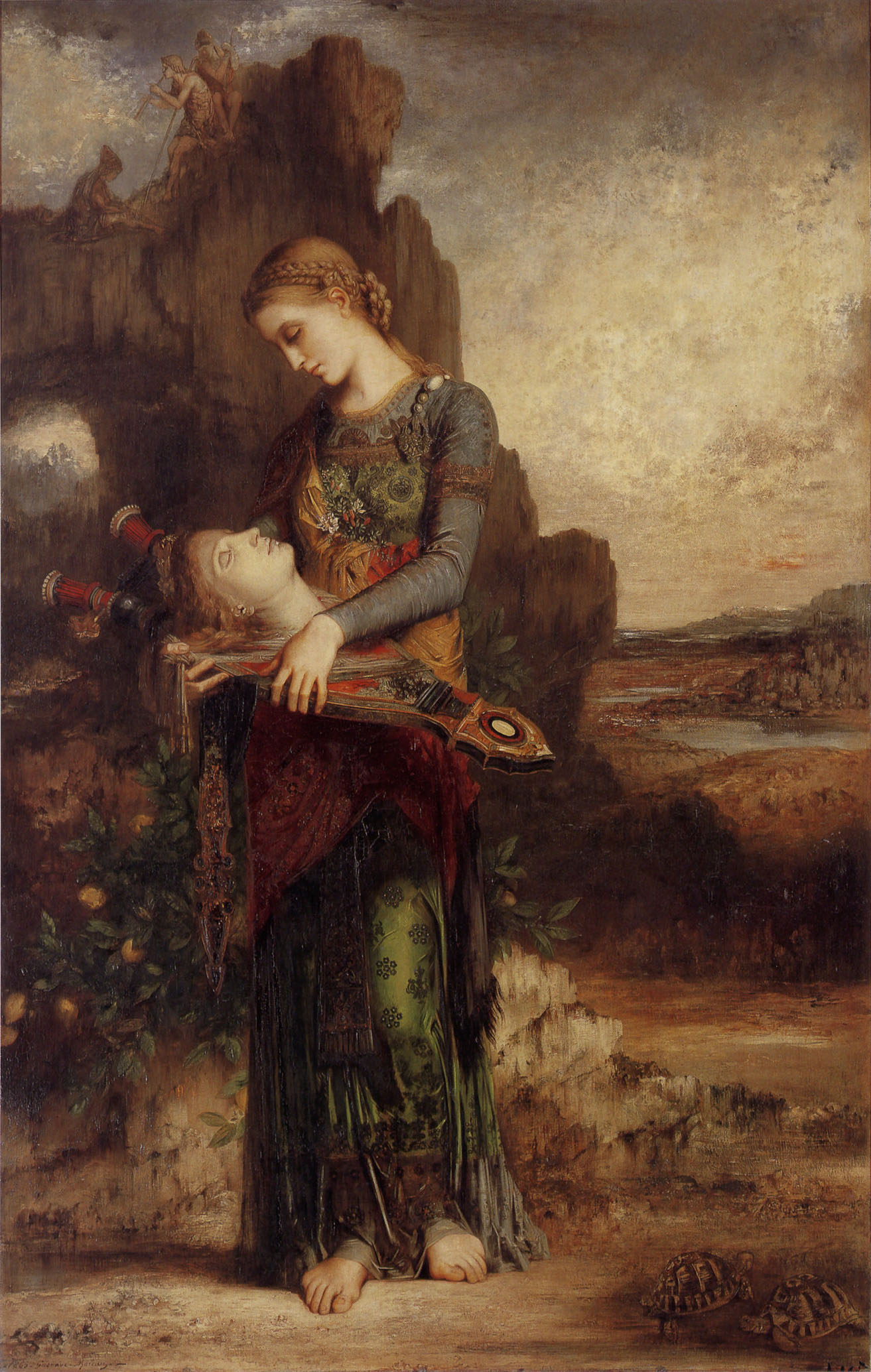
Фракійська дівчина з головою Орфея на його лірі;; Гюстав Моро; 1865 р.; олія; 154 × 99,5 см; Музей д'Орсе (Париж)
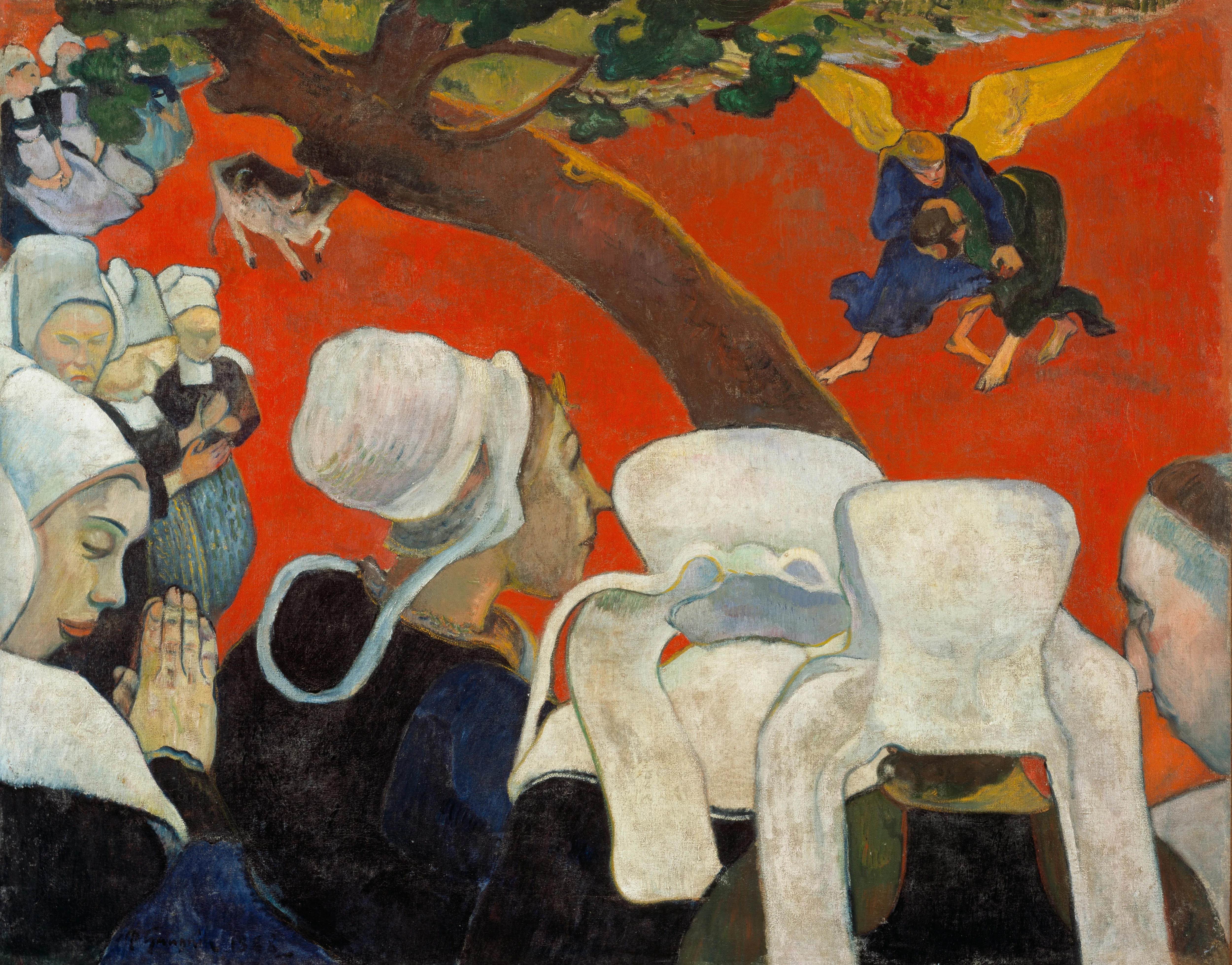
Видіння після проповіді[en] (Яків бореться з ангелом); 1888 р.; олія на полотні; 73 x 92 см; Національна галерея Шотландії (Единбург, Шотландія)
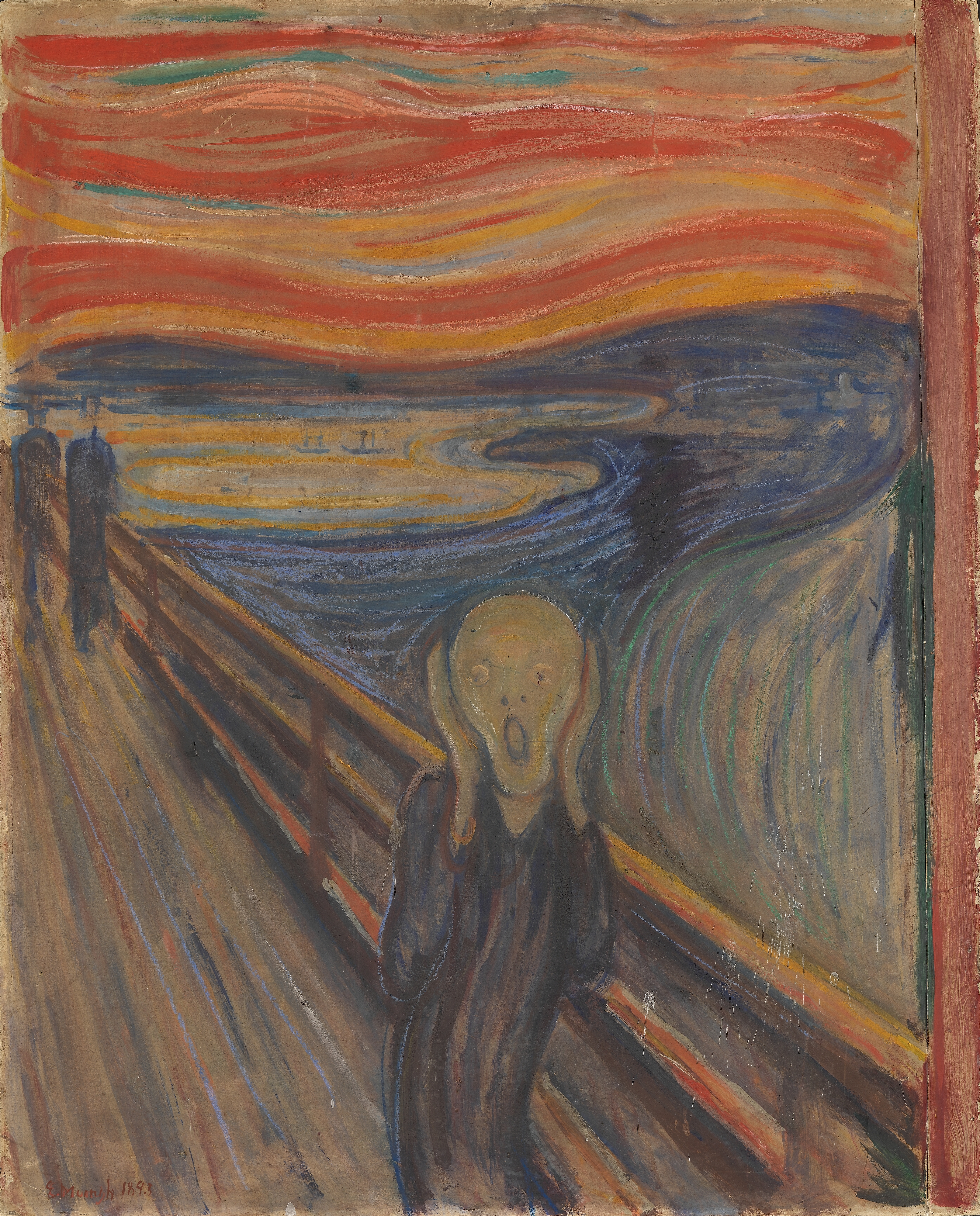
Крик; Едвард Мунк; 1893 р.; темпера та крейда на картоні; 91 x 73,5 см; Національна галерея Норвегії (Осло, Норвегія)
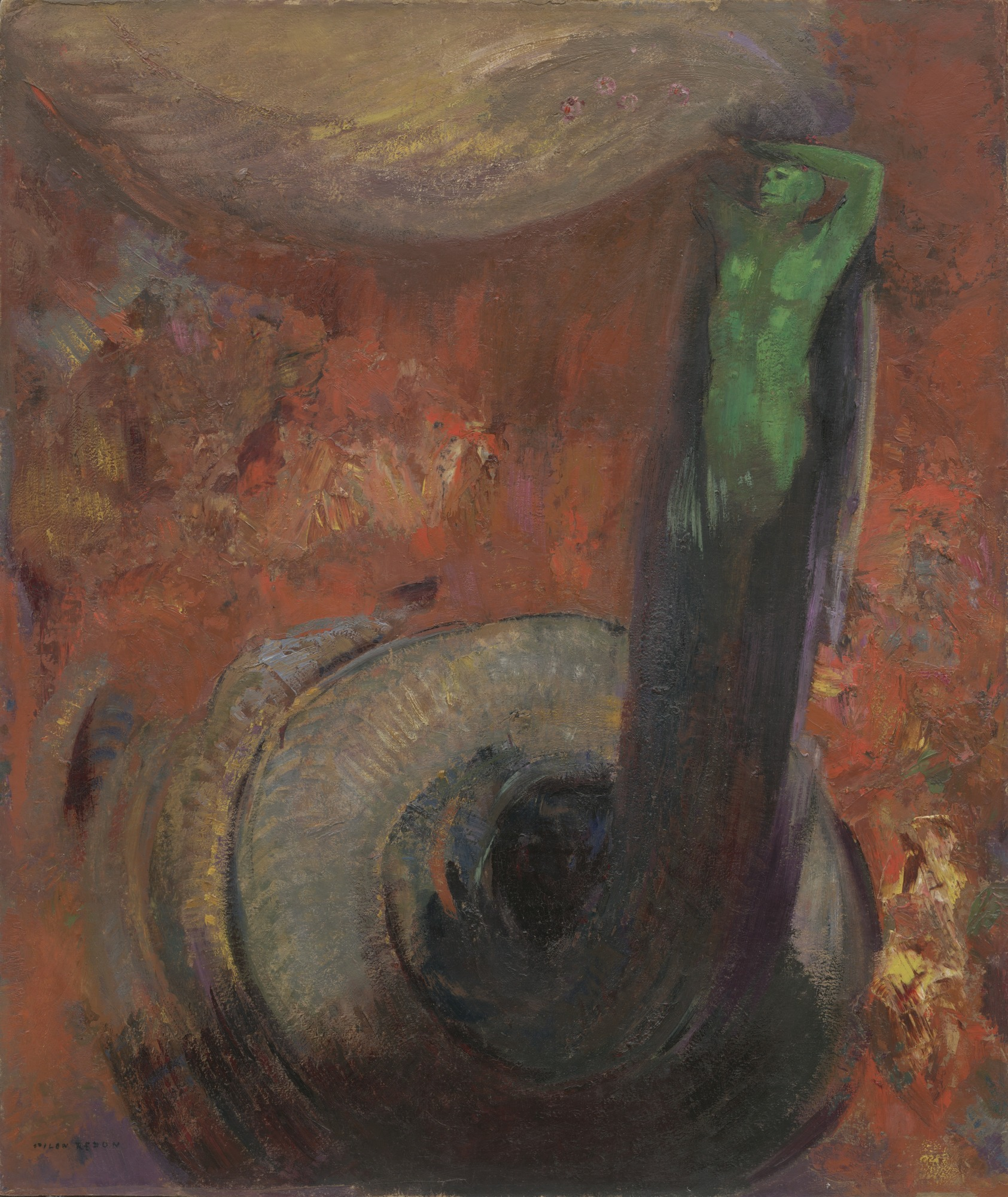
Зелена смерть; Оділон Редон; прибл.1905 р.; олія на полотні; 54,9 x 46,3 см; Музей сучасного мистецтва
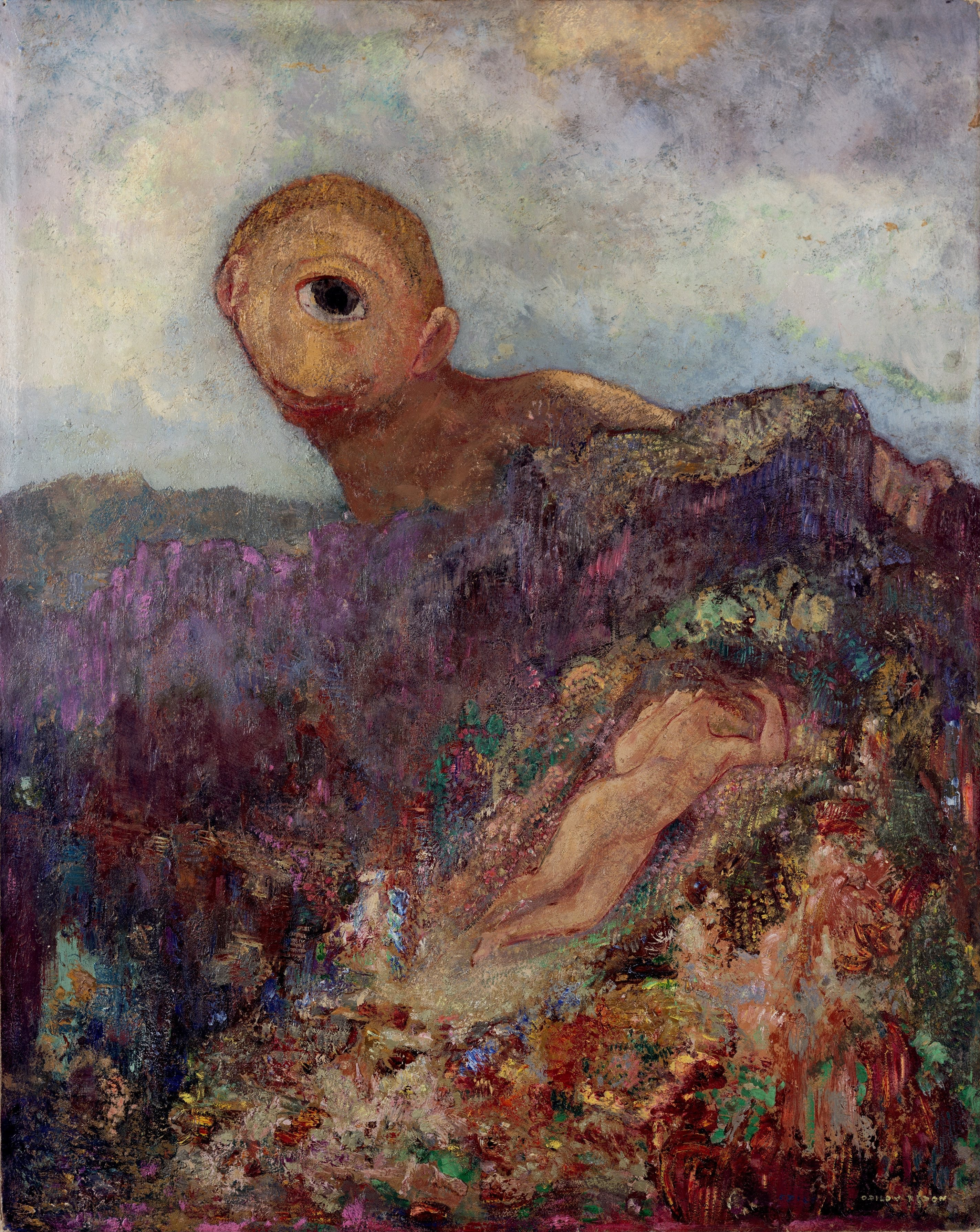
Циклопи[en]; Оділон Редон; прибл.1914 р.; олія на картоні на панелі; 64 x 51 см; Музей Креллер-Мюллер (Оттерло, Нідерланди)

#### Постімпресіонізм (прибл.1885—1910)

Недільний день на острові Гранд‑Жатт; Жорж Сера; 1884—1886 рр.; олія на полотні; 2,08×3,08 м; Чиказький художній інститут

Постімпресіонізм — це досить неточний термін, що застосовується до різнорідного покоління художників. У найточнішому розумінні він стосується чотирьох надзвичайно впливових митців: Поля Сезанна, Поля Гогена, Жоржа Сера та Вінсента ван Гога. Кожен із них пройшов через етап імпресіонізму, проте зрештою сформував свій власний, оригінальний, хоча й відмінний від інших стиль. Разом їхня творчість передбачила та часто безпосередньо вплинула на більшість авангардного мистецтва, що з'явилося перед Першою світовою війною, включно з фовізмом, кубізмом, експресіонізмом та ранньою абстракцією. Сезанн (який особливо вплинув на кубізм) і Ван Гог працювали у відносній ізоляції, далеко від Парижа у вирішальні моменти своєї кар'єри, тоді як Сера й Гоген працювали в групах, більш колективно, на ключових етапах свого становлення. Ще одним важливим художником цього періоду є Тулуз-Лотрек, впливовий живописець і художник-графік. У ширшому сенсі постімпресіонізм включає покоління переважно французьких і бельгійських митців, які працювали в різних стилях та групах. Більшість із них певною мірою зазнала впливу імпресіонізму, однак ще з середини 1880-х років вони почали розвивати своє мистецтво поза його межами, іноді як логічний розвиток імпресіонізму, а іноді як реакцію проти нього. Постімпресіоністи зазвичай зображали теми, притаманні імпресіонізму, але їхні твори, зокрема в напрямі синтетизму, часто містили символізм, спіритуалізм та похмуру атмосферу, що рідко зустрічалися в імпресіонізмі. Неприродні кольори, візерунки, пласкі площини, незвичні ракурси та доведені до крайнощів точки зору — усе це зрушило фокус модернізму на крок ближче до абстракції, задаючи новий стандарт експериментування.
Неоімпресіонізм (дивізіонізм або пуантилізм, прибл. 1884—1894 рр.) досліджував світло і колір на основі наукових теорій кольору, створюючи мозаїки мазків чистих кольорів, іноді викладених у ритмічних візерунках із лініями під впливом стилю модерн. Провідними художниками були Жорж Сера та Поль Сіньяк, серед інших — Анрі-Едмон Крос, Максимільєн Люс, Альбер Дюбуа-Пілле, а певний час також Піссарро і Ван Гог. Неоімпресіонізм вплинув на фовізм, а елементи цього стилю з'явилися в експресіонізмі, кубізмі та ранній абстракції. Синтетизм (Клуазонізм прибл. 1888—1903 рр.) був задуманий Емілем Бернаром і майже одразу підхоплений та розвинений Полем Гогеном та іншими художниками в колонії митців у Понт-Авені (Бретань, Франція). Стиль нагадував клуазонне або вітражі, з плоскими, яскравими кольорами, окресленими чорним або темним контуром. Синтетизм, прикладом якого є роботи Гогена та Поля Серюзьє, є дещо ширшим терміном з меншим акцентом на темних контурах і властивостях, схожих на клуазонне. Серед інших художників — Куно Аміє, Луї Анкетен, Шарль Філіже, Якоб Мейєр де Хаан, Шарль Лаваль і Арман Сеген. Їхня творчість суттєво вплинула на фовізм і експресіонізм. Набі (прибл. 1890—1905 рр.: з івриту — «пророки» або «просвітлені») — ширший рух у Франції та Бельгії, що еклектично поєднував прогресивні елементи синтетизму, неоімпресіонізму, символізму та модерну. Ймовірно, ще більший вплив, ніж саме мистецтво, мали численні теорії, маніфести та захоплюючий ентузіазм щодо авангарду, які задали тон подальшому поширенню мистецьких течій та «-ізмів» у першій чверті XX століття. Журнал Ревю Бланш часто публікував твори в стилі Набі і символістські матеріали. Роботи Едуара Вюйяра та П'єра Боннара, (прибл. 1890—1910 рр.) є прикладами стиля Набі, хоча обидва згодом змінили стиль і створювали вагомі твори аж до 1940-х років. Серед інших художників — Моріс Дені, Максим Детомас, Мейєр де Хаан, Анрі-Габрієль Ібельс, Жорж Лакомб, Арістид Майоль, Поль Рансон, Кер-Ксав'є Руссель, Арман Сеген, Поль Серюзьє, Фелікс Валлотон, Ян Веркаде та інші.

Зоряна ніч; Вінсент ван Гог; 1889 р.; олія на полотні; висота: 73,7 см; Музей сучасного мистецтва (Нью-Йорк)
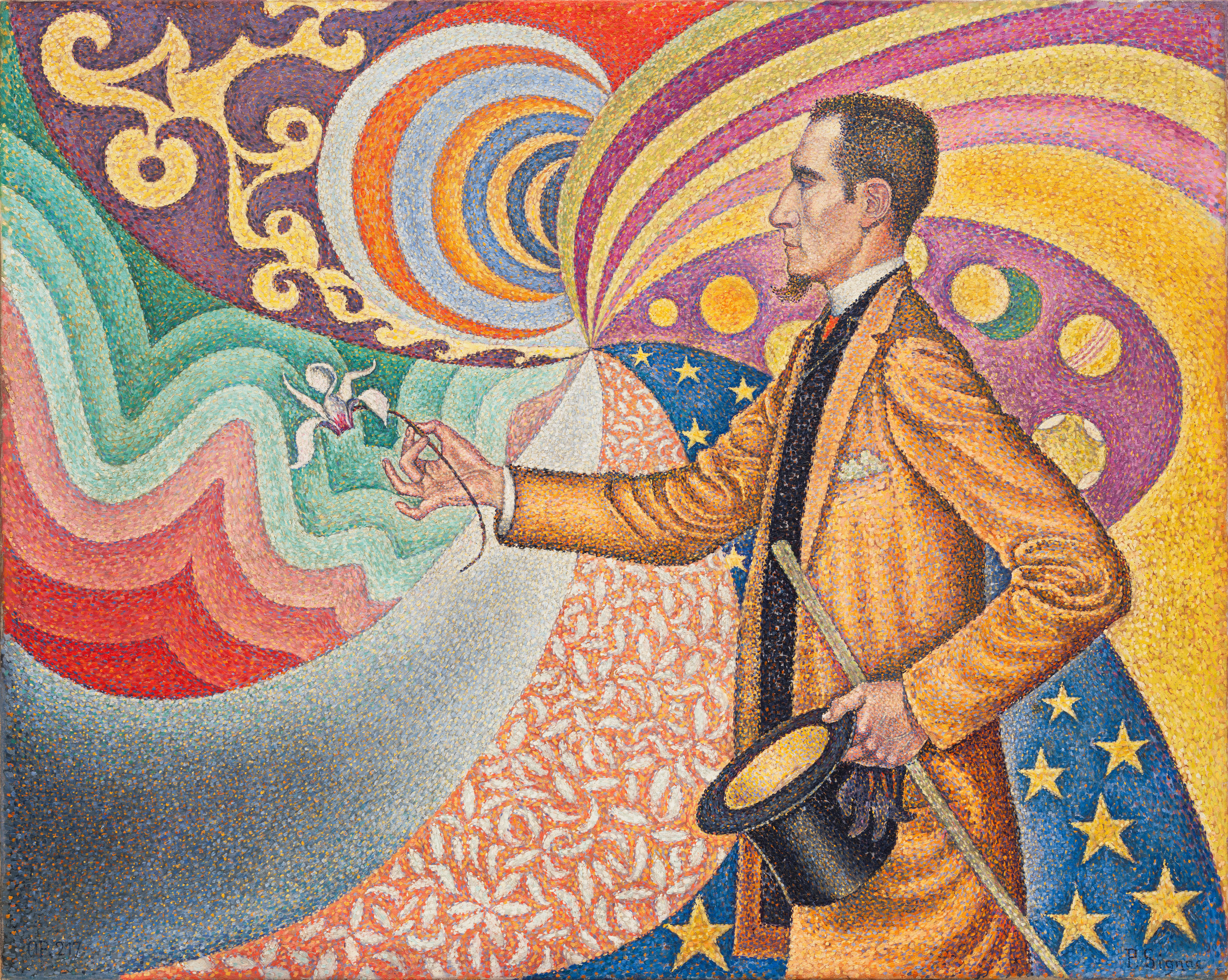
Фелікс Фенеон[en]; Поль Сіньяк; 1890 р.; олія на полотні; 73,5 x 92,5 см; Музей сучасного мистецтва (Нью-Йорк)
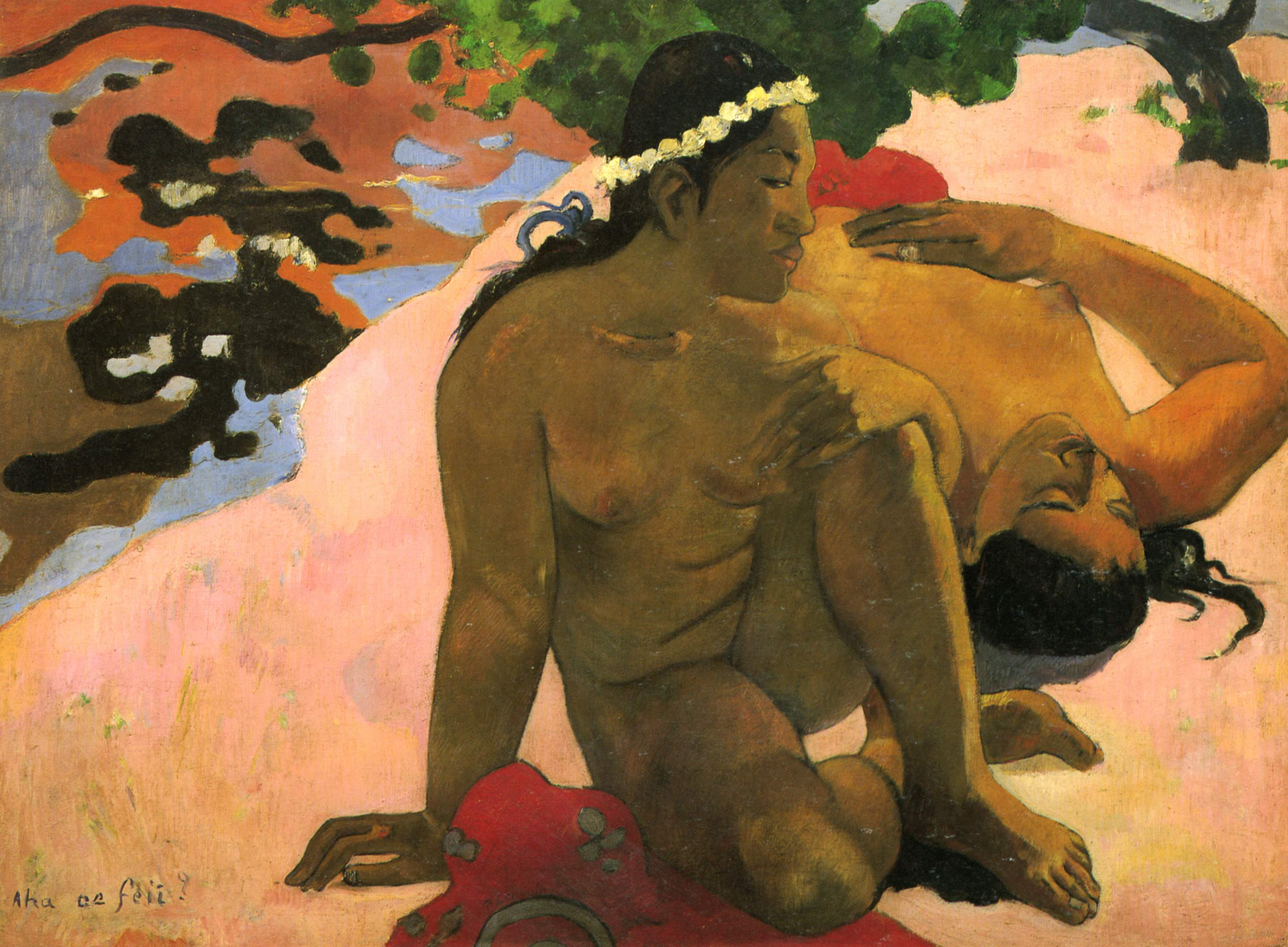
О, в тебе ревнощі? (Aha Oe Feii?); Поль Гоген; 1892 р.; олія на полотні; 68 x 92 см; Державний музей образотворчих мистецтв імені О. С. Пушкіна (Москва, Росія)
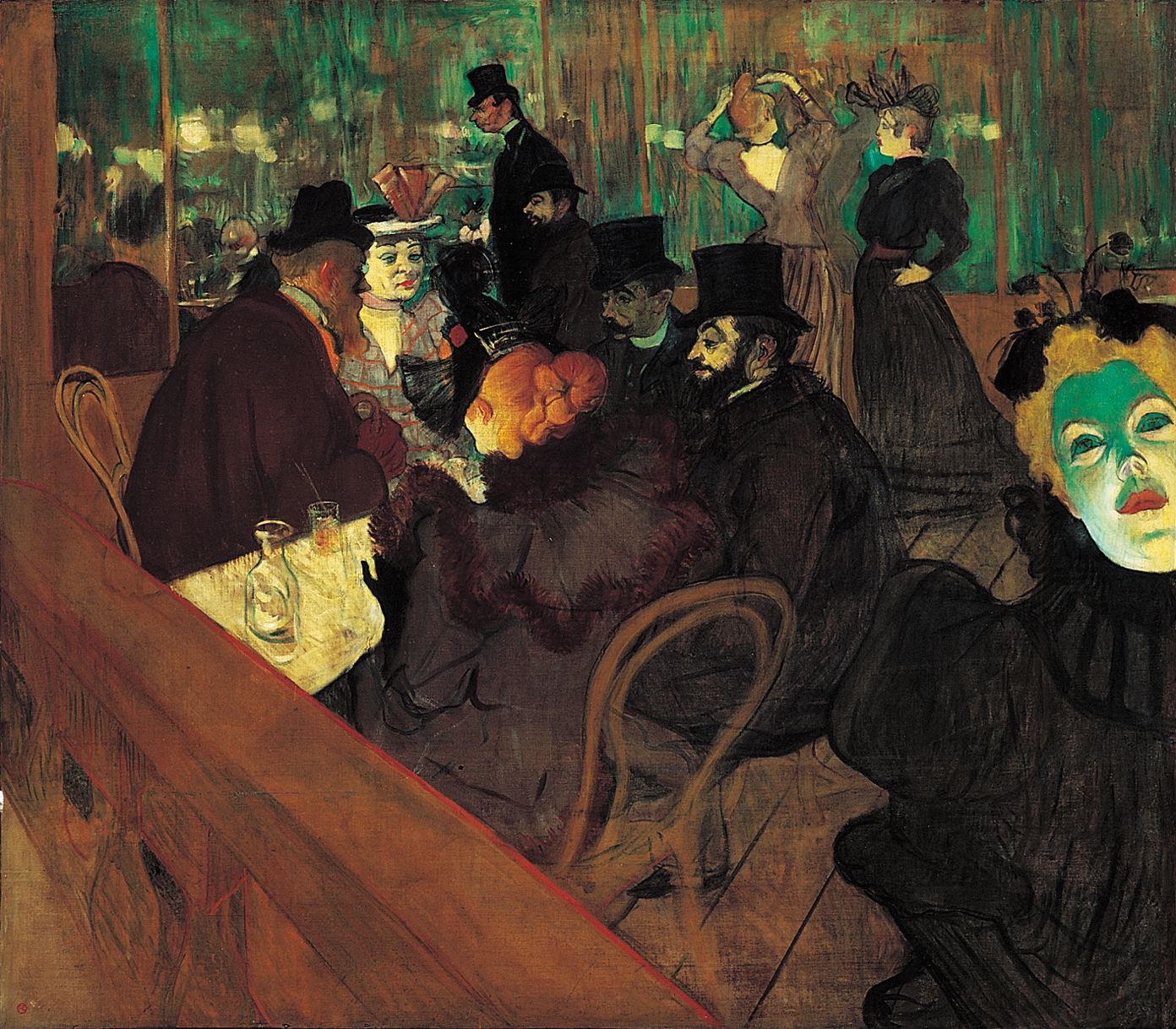
У Мулен Руж[en]; Анрі Тулуз-Лотрек; 1892/1895 рр.; олія на полотні, 1,23 × 1,41 м; Чиказький художній інститут
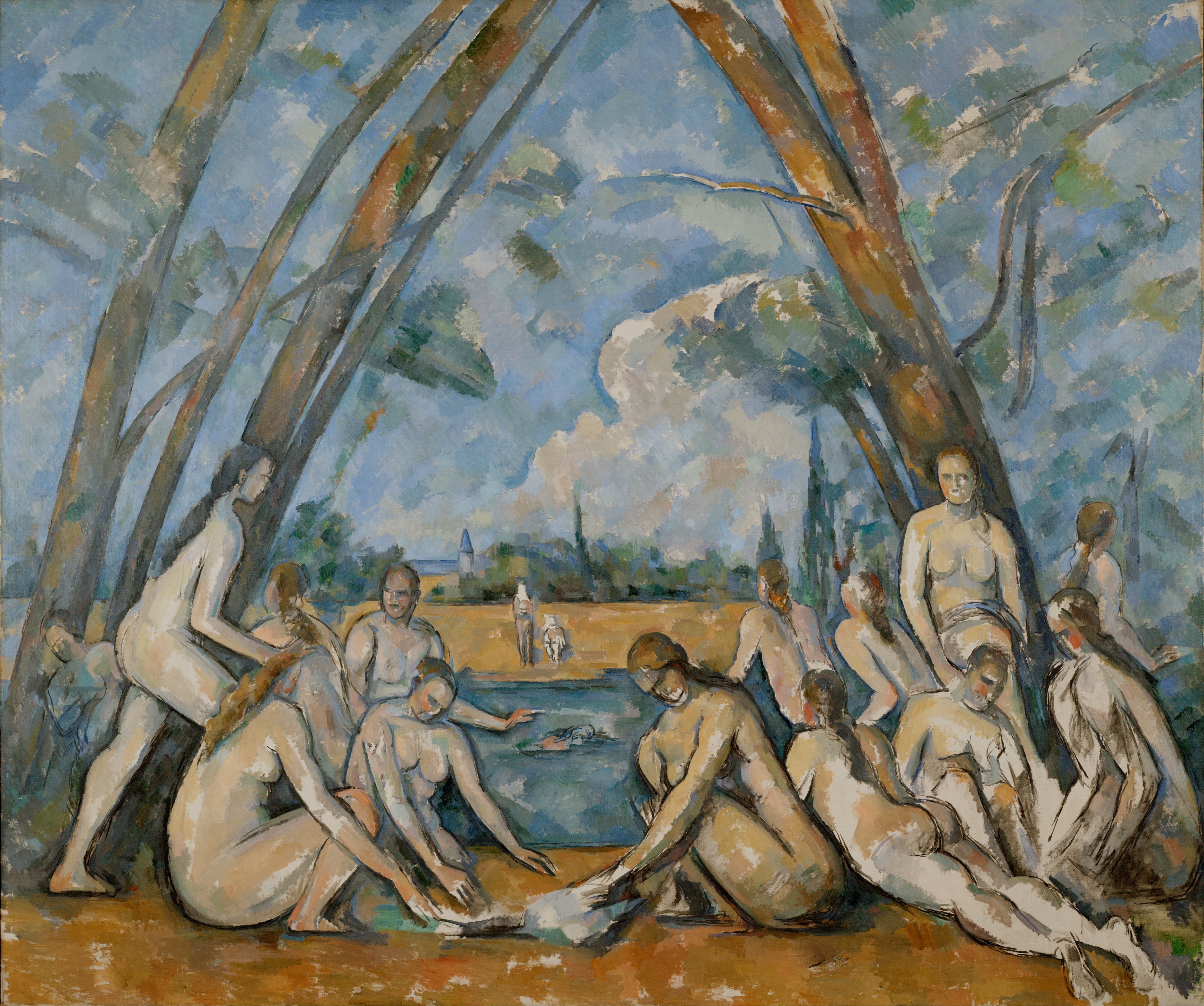
Купальниці[en]; Поль Сезанн; 1898–1905 рр.; олія на полотні; 210,5 см × 250,8 см; Музей мистецтв Філадельфії (Філадельфія, США)

### Початок XX століття
Історія мистецтва XX століття — це розповідь про нескінченні можливості та пошуки нових стандартів, кожен із яких послідовно руйнувався наступним. Мистецькі напрями — фовізм, експресіонізм, кубізм, абстракціонізм, дадаїзм і сюрреалізм — сприяли подальшим пошукам нових творчих стилів і способів вираження. Зростання глобальної взаємодії в цей період призвело до аналогічного впливу інших культур на західне мистецтво, наприклад Пабло Пікассо зазнав впливу іберійської і африканської скульптури та примітивізму. Японізм і японські гравюри на дереві (які, своєю чергою, зазнали впливу західного живопису епохи Відродження) мали величезний вплив на імпресіонізм і подальший розвиток мистецтва. Впливовий приклад зацікавлення Поля Гогена океанічним мистецтвом та раптова популярність серед знавців мистецтва початку ХХ століття в Парижі нещодавно відкритих африканських фетишних скульптур та інших творів неєвропейських культур були підхоплені Пікассо, Анрі Матіссом та багатьма їхніми колегами. Пізніше у ХХ столітті набули популярності попарт і абстрактний експресіонізм.

#### Модерн (прибл.1890—1914)

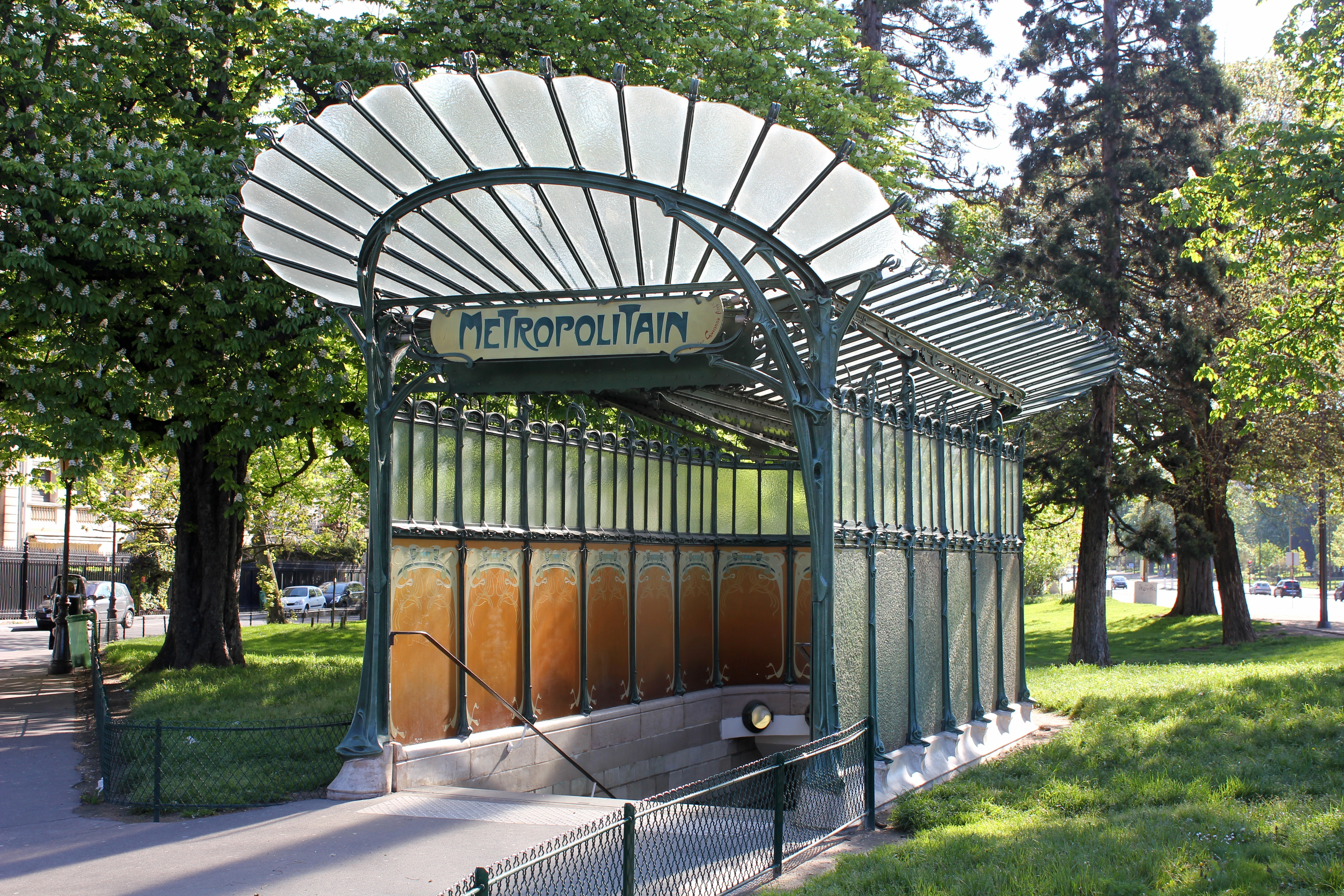
Станція Порт-Дофін (Париж), Ектор Ґімар, 1900 р.

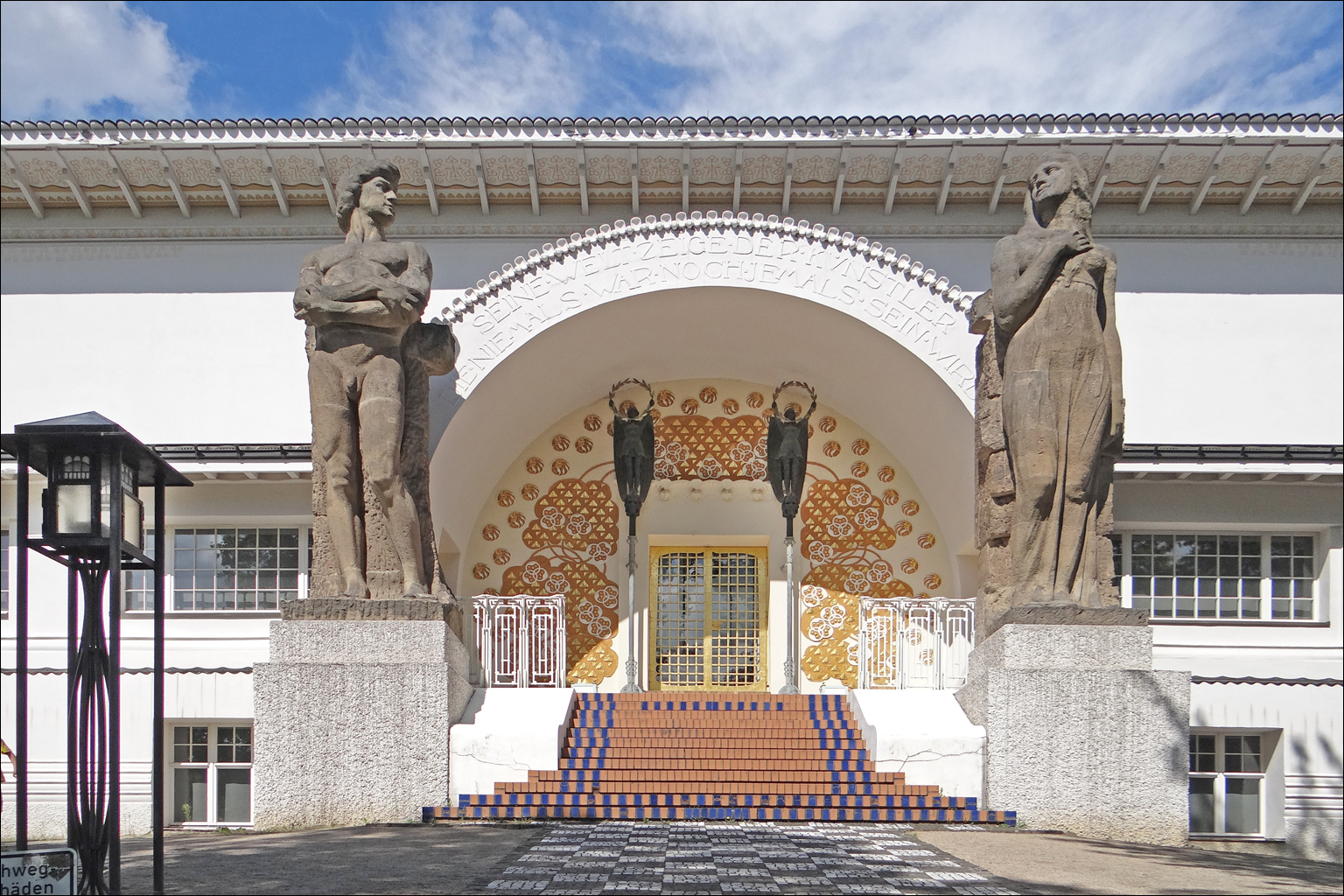
Будинок Ернста Людвіга в колонії митців в Дармштадті, Німеччина, Йозеф Ольбріх (1900 р.)

Модерн (фр. new art) був міжнародним і широко поширеним напрямом у мистецтві та дизайні, який виник у останніх десятиліттях XIX століття й тривав до Першої світової війни 1914 року. Міжнародну популярність йому принесла Всесвітня виставка 1900 року в Парижі. Розвиваючись майже одночасно в деяких регіонах Європи та США, модерн був спробою створити унікальну та сучасну форму вираження, що відображала дух нового століття. Він знаходив своє відображення у живописі, ілюстрації, скульптурі, ювелірних виробах, металообробці, склі, кераміці, текстилі, графічному дизайні, меблях, архітектурі, дизайні костюмів та моді. Художники стилю модерн прагнули підняти статус ремесла та дизайну до рівня образотворчого мистецтва.
Цей мистецький напрям тісно асоціюється з звивистими органічними формами, такими як квіти, виноградна лоза та листя, а також із зображенням комах і тварин у творчості таких митців, як Альфонс Муха, Віктор Орта, Ектор Ґімар, Антоніо Гауді, Рене Лалік, Отто Екманн та Еміль Галле. Дизайн й архітектура в стилі модерн часто можуть бути асиметричними. Попри наявність характерних ознак, цей стиль також демонструє багато регіональних і національних варіацій.
Попри те, що стиль модерн проіснував недовго як модна течія, він проклав шлях до модерної архітектури та дизайну XX століття. Це був перший архітектурний стиль без історичних прецедентів, тоді як XIX століття відзначалося практикою, відомою як історицизм — використанням візуальних стилів, що свідомо відтворювали естетику попередніх художніх епох. Приблизно між 1870 та 1900 роками сталась криза історицизму, під час якої культура, що ґрунтувалася на історичних стилях, зазнала критики; однією з таких критичних постатей був Фрідріх Ніцше, який у 1874 році назвав «злоякісне історичне захоплення» одним із руйнівних симптомів сучасної культури, обтяженої археологічними дослідженнями та вірою в закони історичного прогресу. Водночас на модерн значно вплинули стилі минулого, зокрема кельтське, готичне мистецтво, рококо, а також рух мистецтв і ремесел, естетизм, символізм і, особливо японське мистецтво.

#### Фовізм (прибл.1898—1909)
Фовізм виник на основі постімпресіонізму, поступово перетворившись на перший великий художній напрям XX століття. Його зародження датується 1895 роком, коли Анрі Матісс, найстарший і центральний представник руху, вступив до майстерні Густава Моро в школі красних мистецтв. Там він познайомився з Жоржем Руо, Шарлем Камуаном, Анрі Мангеном та Альбером Марке. Марке згадував: «Ще у 1898 році ми з Матіссом працювали в стилі, який згодом назвуть фовістською манерою. Перші виставки в Салоні незалежних, де ми, здається, були єдиними, хто писав чистими тонами, відносяться до 1901 року». До 1902—1903 років коло митців-однодумців розширилося — до нього долучилися Жорж Брак, Андре Дерен, Рауль Дюфі, Отон Фріз, Жан Метсенже, Жан Пюї, Луї Вальта, Кес ван Донген, та Моріс де Вламінк. У цей період у Парижі відбулися кілька знакових ретроспективних виставок: Сера (1900, 1905), Ван Гога (1901, 1905), Тулуз-Лотрека (1902), Гогена (1906), Сезанна (1907), усі вони були відносно невідомі публіці на той час. Матісс і Дерен колекціонували африканські різьблені скульптури, що на той час стало новою, але зростаючою зацікавленістю. Улітку 1904 року Матісс провів час у Сен-Тропе, пишучи картини разом із неоімпресіоністами Полем Сіньяком і Анрі-Едмоном Кросом; у 1905 році до них приєдналися Камуан, Манген і Марке. Роботи митців регулярно виставлялися у Товаристві незалежних художників та Осінньому салоні між 1903 і 1908 роками, а у 1905 році їхні роботи викликали сенсацію та скандал. Матісс згадував: «Наші роботи виставлялися в Осінньому салоні, роботи Дерена, Мангена, Марке, Пюї та кількох інших демонструвалися разом у великій галереї. У центрі залу скульптор Марк виставив бюст дитини, дуже схожий на італійський стиль. Восель [критик періодичного видання Gil Blas] зайшов до зали й вигукнув: „О! Донателло серед диких звірів!“ [Donatello chez les fauves]». Хоча громадськість ще не сприймала це як окремий рух, після публікації назва закріпилася. На відміну від імпресіоністів і їхньої тривалої боротьби за визнання, авангард на початку ХХ століття вже мав зацікавлену аудиторію до 1906—1907 років, а фовісти почали привертати увагу колекціонерів від Америки до Росії. Однак уже в 1908 році фовізм значною мірою розпався з появою кубізму — більшість митців почали шукати інші художні напрямки. Лише Матісс і Дюфі продовжували розвивати фовізм аж до 1950-х років.
Фовісти малювали пейзажі на пленері, інтер'єри, фігури та натюрморти, наслідуючи приклади реалізму, імпресіонізму та постімпресіонізму. Вони наносили фарбу вільними мазками, товстим шаром, використовуючи неприродні, часто контрастні, яскраві кольори, іноді просто з тюбика. Вплив Гогена — з його дослідженням виразних властивостей і просторових аспектів орнаментальності за допомогою пласких, чистих кольорів, а також його інтерес до примітивізму — був значним, як і неоімпресіонізм. Матісс пояснював: протягом тривалого часу колір слугував доповненням до композиції, художники епохи Відродження будували картину за допомогою лінії, а потім додавали локальний колір. Він писав: «Від Делакруа до Ван Гога і насамперед до Гогена, через імпресіоністів, які створили підґрунття, і Сезанна, який дав останній поштовх і запровадив кольорові об'єми, ми можемо простежити цю реабілітацію ролі кольору, відновлення його емоційної сили». Фовізм став кульмінацією зсуву в живописі — від малюнка і лінії як фундаментальних основ композиції до кольору, і фовісти зображували свої сюжети на межі абстракції

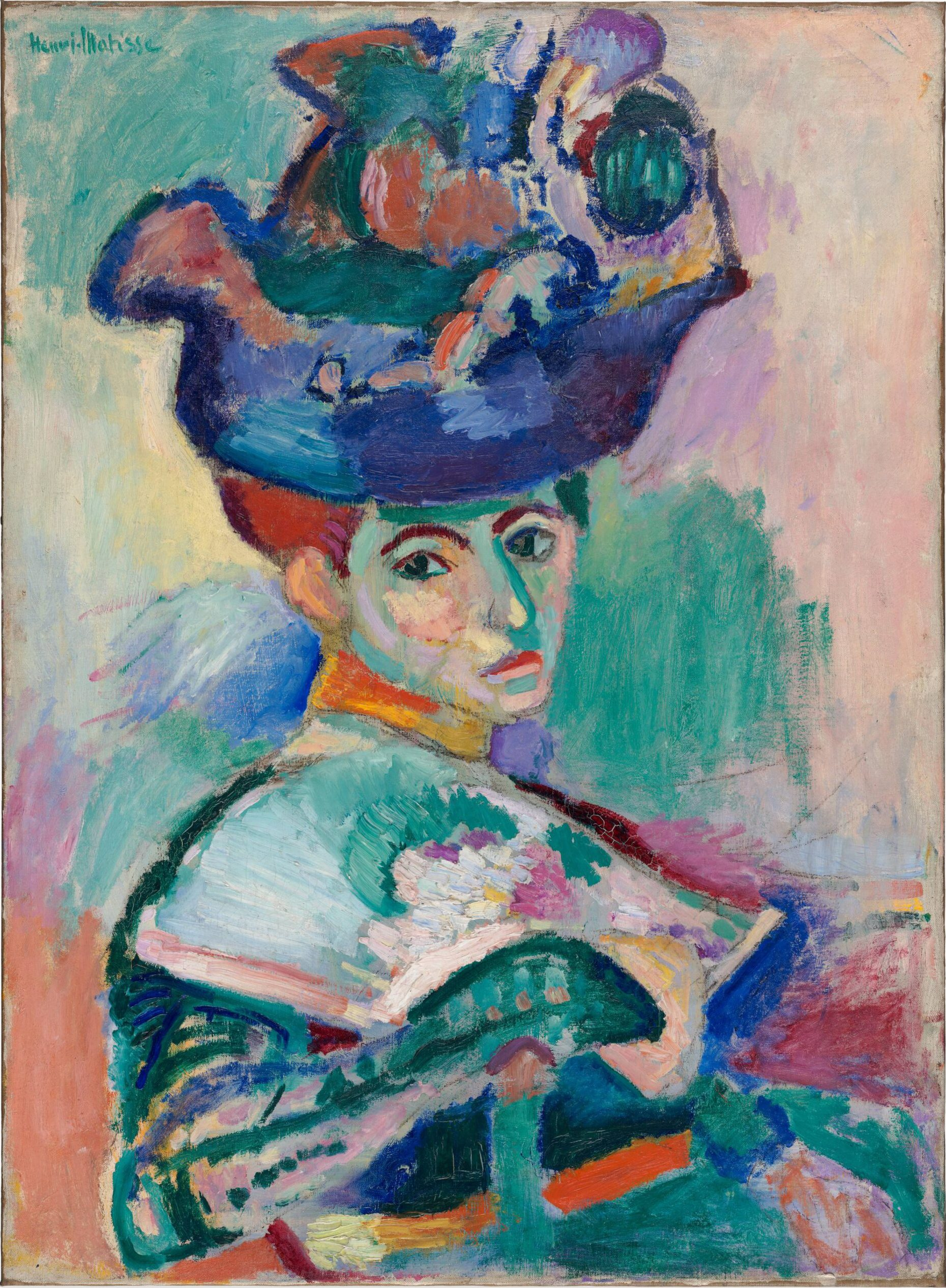
Жінка в капелюсі[en]; Анрі Матісс; 1905 р.; олія на полотні; 80,7 x 59,7 см; Музей сучасного мистецтва (Сан-Франциско, США)
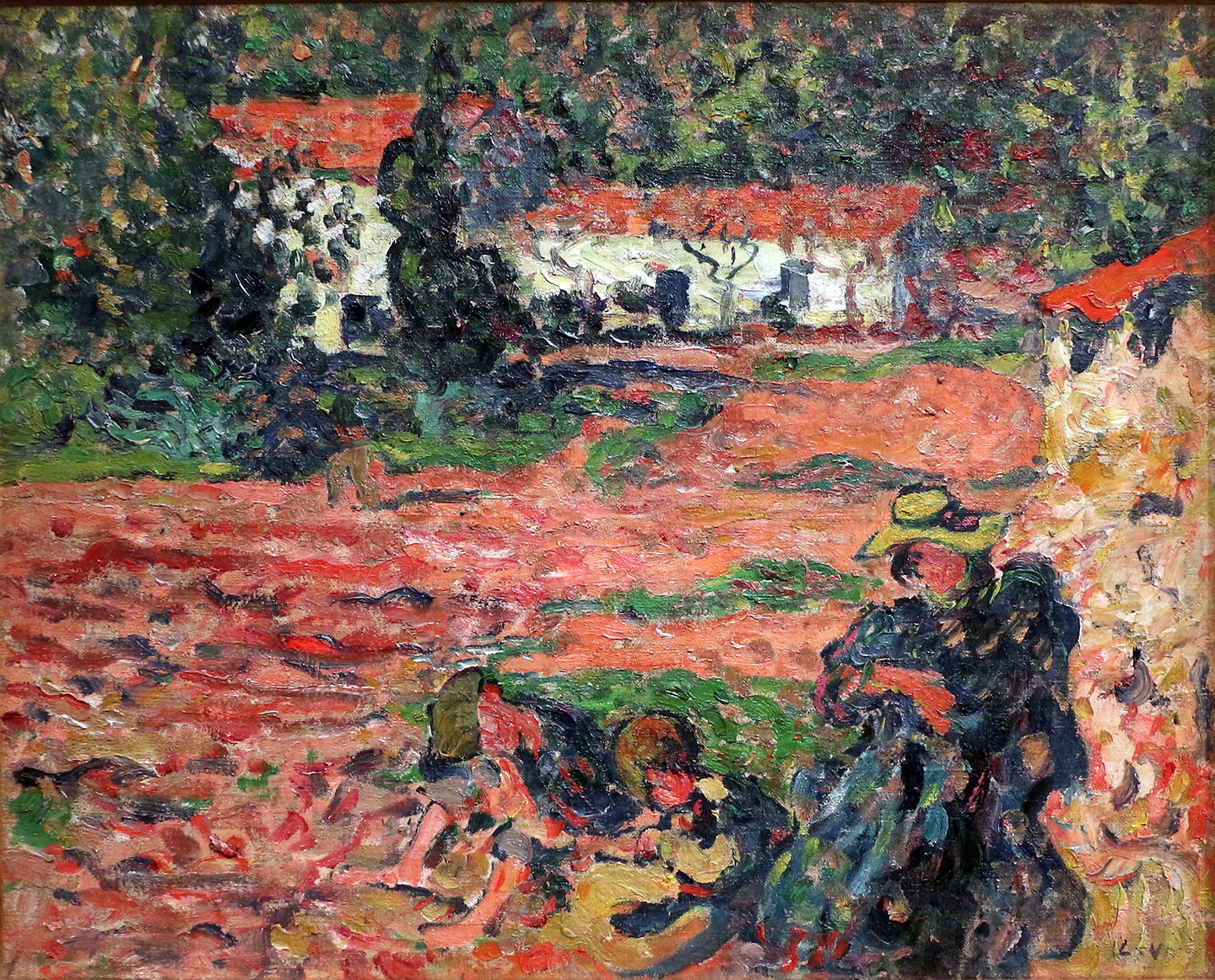
Фовистський пейзаж; Луї Вальта[en]; 1905–1906 рр.; олія на полотні; Художній музей Спіда[en] (Луївілл, Кентаккі, США)
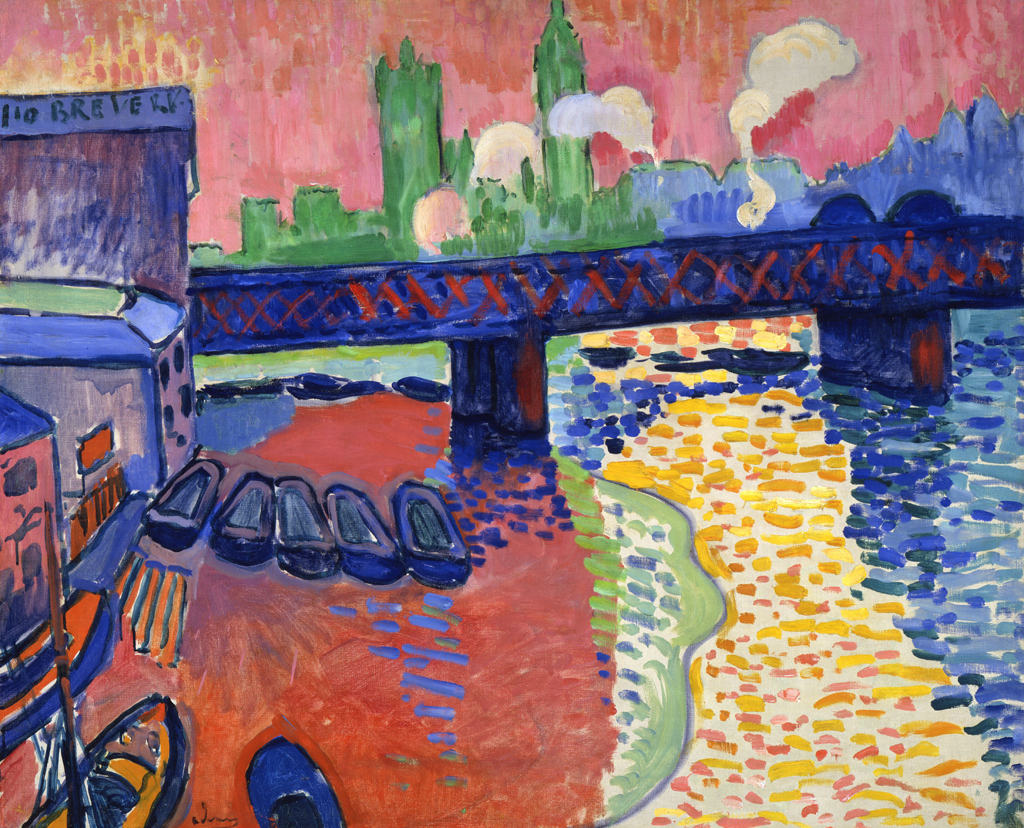
Міст Чаринг-Крос, Лондон; Андре Дерен; 1906 р.; олія на полотні, 80,3 × 100,3 см; Національна галерея мистецтва (Вашингтон, округ Колумбія, США)
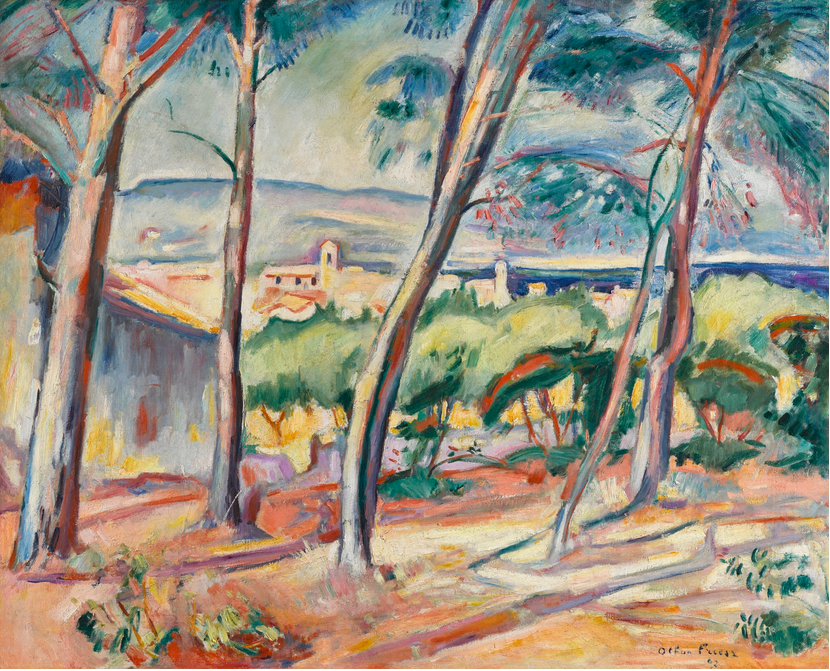
Ла-Сьйота; Отон Фріз[en]; 1907 р.; олія на полотні, 65,7 × 81 см; колекція невідома

#### Експресіонізм (прибл.1905—1930)

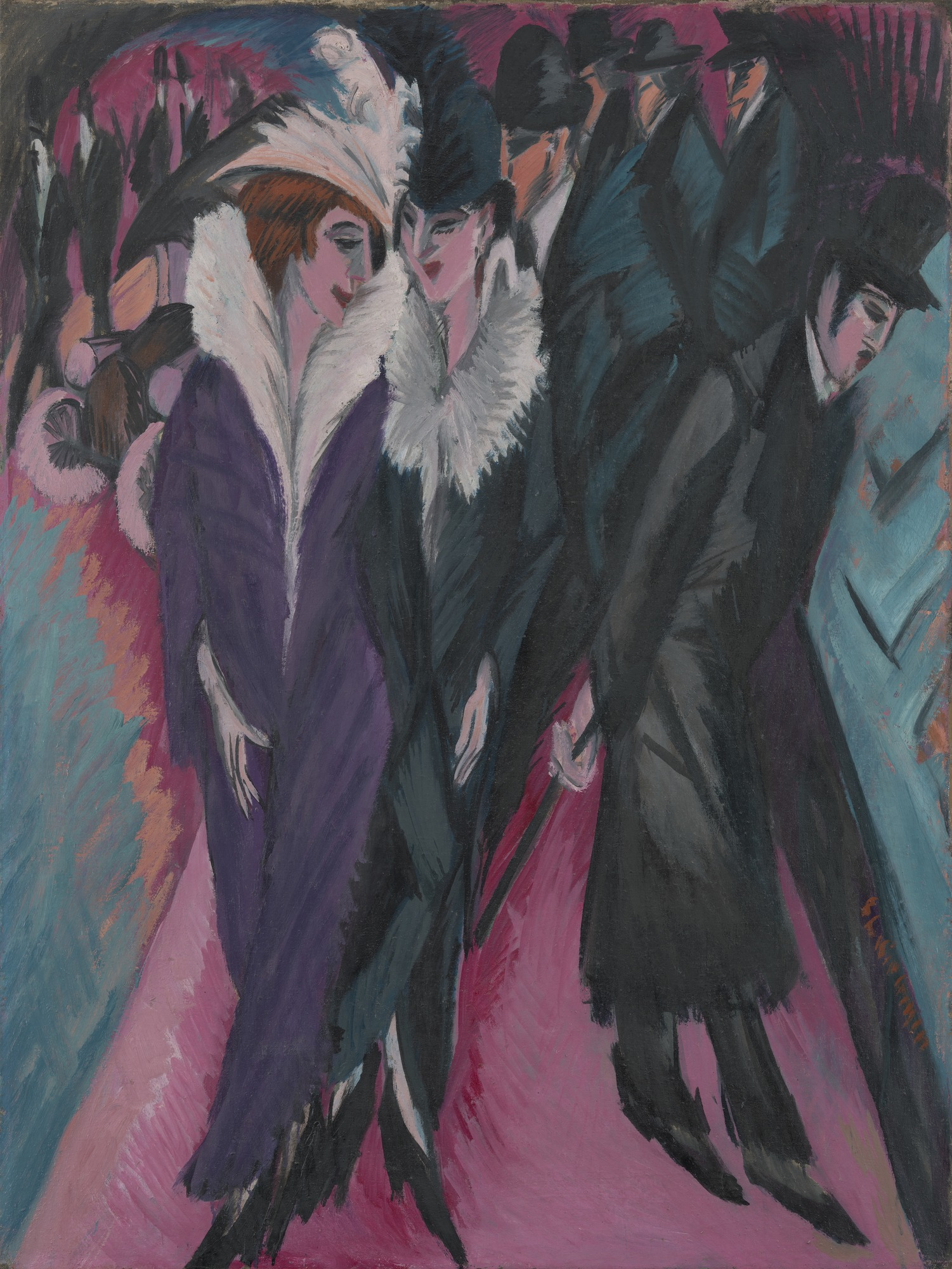
Вулиця, Берлін; Ернст Людвіг Кірхнер; 1913 р.; олія на полотні; 1,21×0,91 м; Музей сучасного мистецтва (Нью-Йорк)

Експресіонізм був міжнародним рухом у живописі, скульптурі, графічному мистецтві, поезії, літературі, театрі, кіно та архітектурі. Дехто пов'язує з експресіонізмом також Другу віденську школу та іншу музику цього періоду. Більшість істориків датують початок експресіонізму 1905 роком, коли в Дрездені (Німеччина) було засновано гурт Міст (нім. Die Brücke). Однак приблизно у 1885—1905 роках низка митців створювали впливові твори в дусі експресіонізму, зокрема Ловіс Корінт, Джеймс Енсор, Кете Колльвіц, Паула Модерзон-Беккер, Едвард Мунк, Еміль Нольде та Крістіан Рольфс. Багато з цих митців пізніше виставлялися та співпрацювали з різними експресіоністськими групами. Живопис експресіоністів характеризується вільною, спонтанною, часто густою технікою нанесення фарби імпасто. Він зазвичай виражає не зовнішню схожість із об'єктом, а відчуття самого художника, ставлячи інтуїцію, емоції та внутрішній стан вище за реалізм чи мистецькі теорії. Експресіонізм часто пронизаний тривогою або радістю, тісно пов'язаний із сучасним життям і соціальними питаннями, чого зазвичай не вистачало фовізму, орієнтованому на дизайн і колір у нейтральних темах. Особливе значення в експресіонізмі мала ксилографія (гравюра на дереві). Експресіонізм іноді може перетинатися та інтегруватися з іншими стилями та рухами, такими як символізм, фовізм, кубізм, футуризм, абстракція та дадаїзм. У різний час і в різних місцях з'являлися численні групи та фракції експресіоністів.
Артгурт Міст (нім. Die Brücke: 1905—1913 рр.) прагнув об'єднати «всі революційні та збурені елементи». Його заснували четверо студентів-архітекторів — Ернст Людвіг Кірхнер, Еріх Геккель, Карл Шмідт-Ротлуф, та Фріц Блейль. Працюючи разом у студії в Дрездені, вони створювали картини, гравюри, скульптури та організовували виставки, а влітку роз'їжджалися, щоб працювати самостійно. Їхня перша виставка відбулася в 1905 році, пізніше до них приєдналися Еміль Нольде та Макс Пехштейн у 1906 році, а також Отто Мюллер у 1910 році та інші. На художників гурту вплинули готичне мистецтво, примітивізм, модерн та розвиток мистецтва в Парижі, зокрема Вінсент ван Гог і фовізм. У 1911 році гурт переїхав до Берліна, а в 1913-му розпався. Об'єднання Синій вершник (Der Blaue Reiter: 1911—1914 рр.), засноване Василем Кандинським і Францем Марком, було відносно неформальною групою, що організовувала виставки мистецтва з Парижа, Європи, а поряд з ними — і власне мистецтво. Це була одна із ряду дедалі прогресивніших груп, що відокремилися від Мюнхенської художньої академії: Мюнхенська сецесія у 1892 році (реалісти та імпресіоністи), Фалангс у 1901 році (постімпресіоністи), Нове об'єднання художників у 1909 році та «Синій вершник» у 1911 році. До останніх двох груп належали брати Бурлюки, Генріх Кампендонк, Олексій фон Явленський, Пауль Клее, Август Маке, Габріель Мюнтер та Маріанна Верьовкіна. У 1912 році було опубліковано милозвучний альманах «Синій вершник», збірку впливових есеїв, а також працю Кандинського «Про духовне в мистецтві» з його ідеями про безпредметне мистецтво. Діяльність «Синього вершника» припинилася з початком Першої світової війни, в якій загинули Маке і Марк.
Інші художники, такі як Оскар Кокошка, Еґон Шіле та Ріхард Герстль з'явилися в Австрії. Французькі митці Жорж Руо та Хайм Сутін мали спільні риси з цим рухом. Серед скульпторів — Ернст Барлах, Вільгельм Лембрук, Ґергард Маркс і Вільгельм Вауер. Архітекторами, пов'язаними з експресіонізмом, були Макс Берґ, Герман Фінстерлін, Йоганн Фрідріх Хьоґер, Мішель де Клерк, Еріх Мендельсон, Ганс Пельціг, Ганс Шарун, Рудольф Штайнер і Бруно Таут. Штурм (нім. Der Sturm: 1910—1932) — журнал з переважно експресіоністським змістом, заснований Гервартом Вальденом, з пов'язаною галереєю в Берліні (відкрита 1912 року) та театральною трупою та школою (відкриті 1918 року). До експресіоністських фільмів, деякі з яких вважаються класикою, належать Кабінет доктора Калігарі (Роберт Віне, 1920), Носферату. Симфонія жаху (Фрідріх Вільгельм Мурнау, 1922) та Метрополіс (Фріц Ланг, 1927).
Після Першої світової війни багато митців почали відходити від авангарду, що можна побачити у творчості перших фовістів у 1920-х роках, неокласичних періодах Пікассо та Стравінського, а також у пізніх роботах де Кіріко. Ця тенденція отримала назву Нова об'єктивність (прибл. 1919—1933) у Німеччині, і на відміну від ностальгічного характеру подібної творчості в інших країнах, вона відзначалася розчаруванням і безкомпромісною соціальною критикою. Художники Нової об'єктивності переважно вийшли з експресіоністських і дадаїстських кіл, серед них — Отто Дікс, Крістіан Шад, Рудольф Шліхтер, Георг Шольц і Жанна Маммен. Макс Бекманн і Ґеорґ Ґросс теж певний час були пов'язані з Новою об'єктивністю. Хоча школа Баугауз (нім. Staatliches Bauhaus — «Державна будівельна школа»: 1919—1933) не була за своєю суттю експресіоністською, вона стала впливовим німецьким навчальним закладом, який поєднував ремесла, декоративне та образотворче мистецтво. Переїжджаючи з Веймара до Дессау, а потім до Берліна, школа змінювала і розвивала свій напрям. Її директорами були архітектори Вальтер Ґропіус (1919—1928), Ганнес Маєр (1928—1930) і Людвіг Міс ван дер Рое (1930—1933). У різні періоди серед викладачів були Йозеф Альберс, Тео ван Дусбург, Лайонел Файнінґер, Йоганнес Іттен, Пауль Клее, Василь Кандинський, Лазар Лисицький, Ґергард Маркс, Ласло Могой-Надь, Оскар Шлеммер. Архітектори Баугаузу справили значний вплив на формування Інтернаціонального стилю, який вирізнявся спрощеними формами, відсутністю оздоблення, поєднанням дизайну та функціональності, а також ідеєю, що масове виробництво може бути сумісним з особистим художнім баченням. Із приходом до влади нацистської партії модерне мистецтво було оголошене «Дегенеративне мистецтво», і Баугауз було закрито у 1933 році, що на кілька років загальмувало розвиток модернізму в Німеччині.

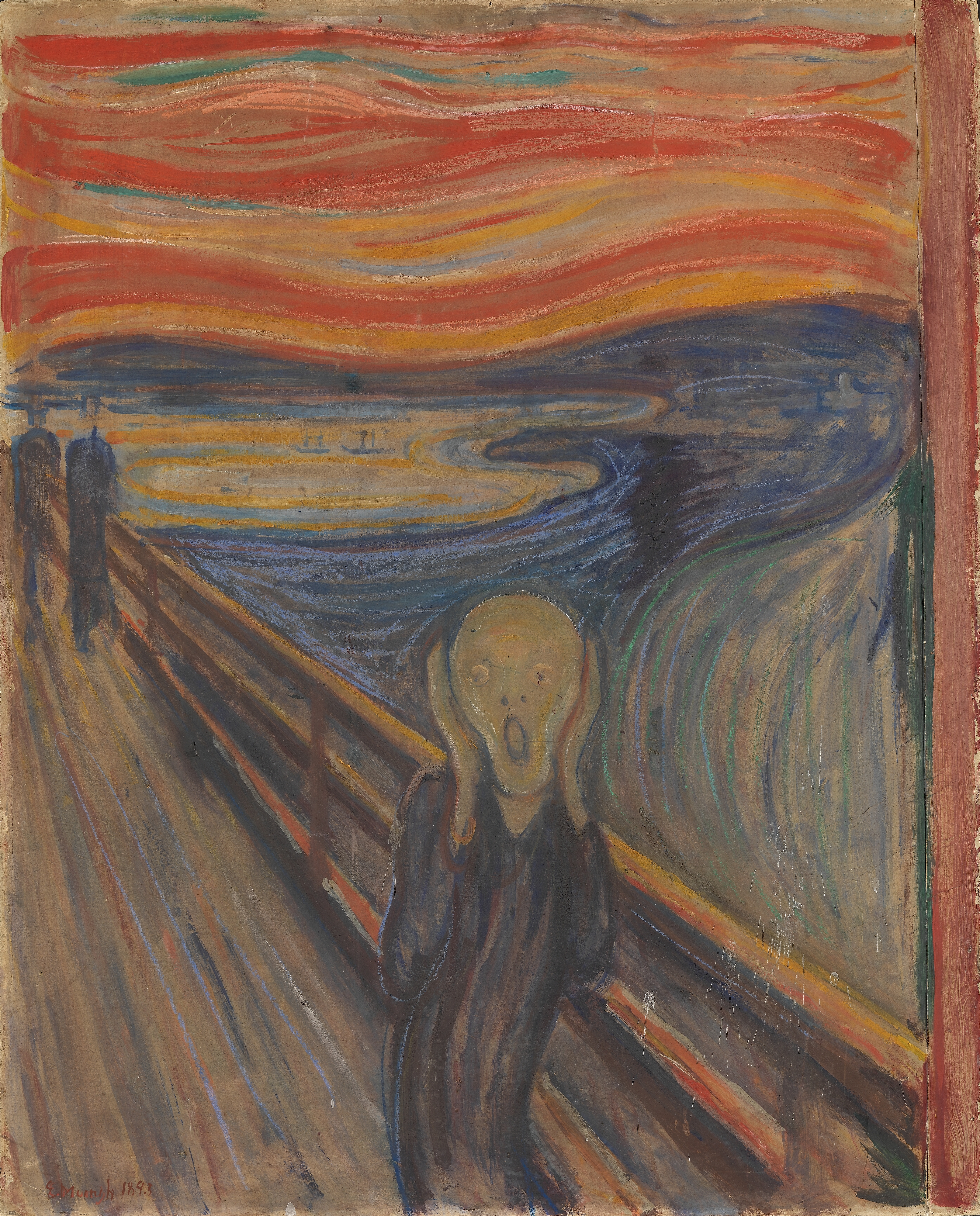
Крик; Едвард Мунк; 1893 р.; темпера та крейда на картоні; 91 x 73,5 см; Національна галерея Норвегії (Осло)
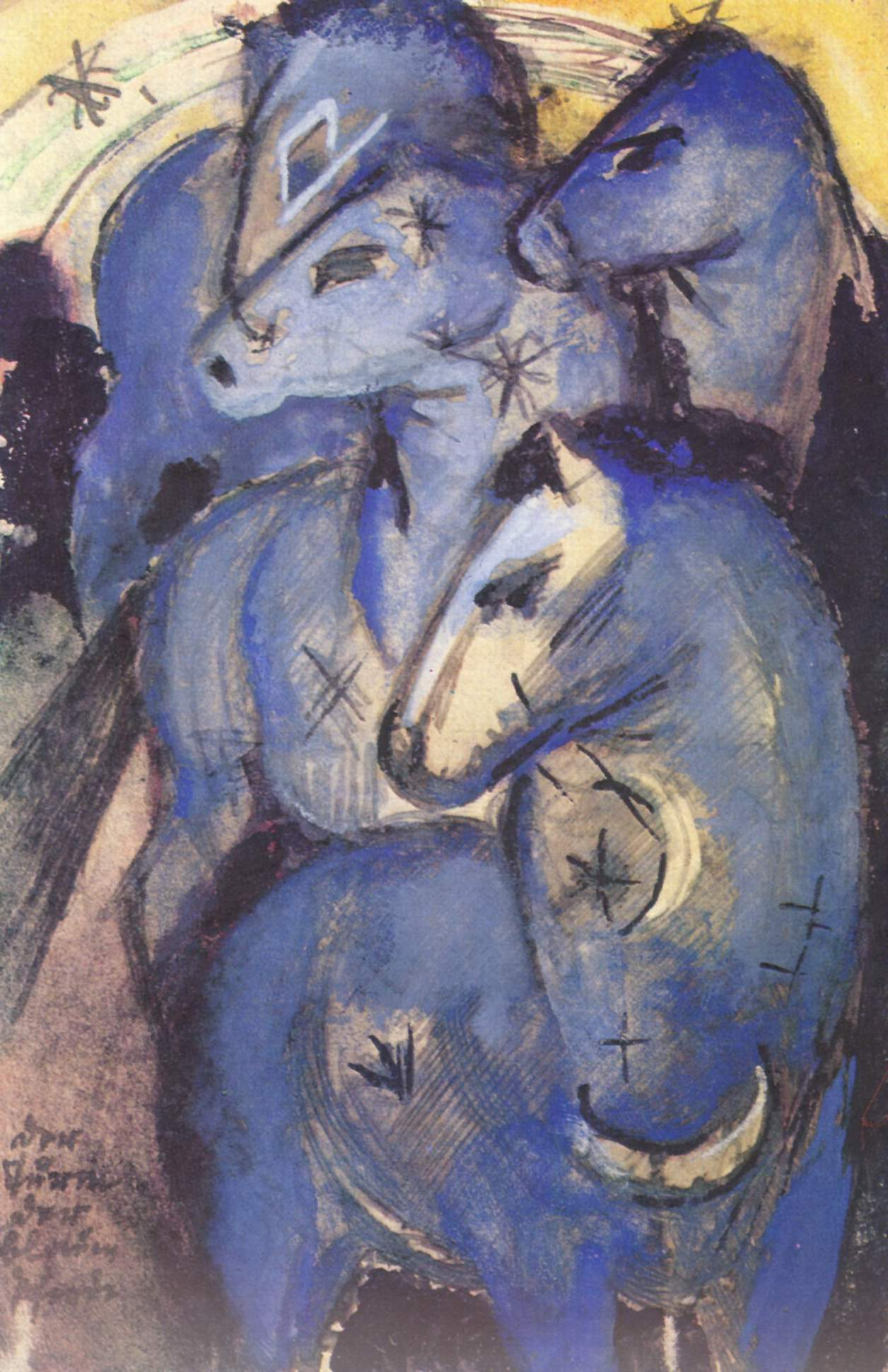
Вежа синіх коней; Франц Марк; 1912 р.; туш і гуаш на картоні; 14,3 x 9,4 см; Баварські державні колекції картин (Мюнхен, Німеччина)
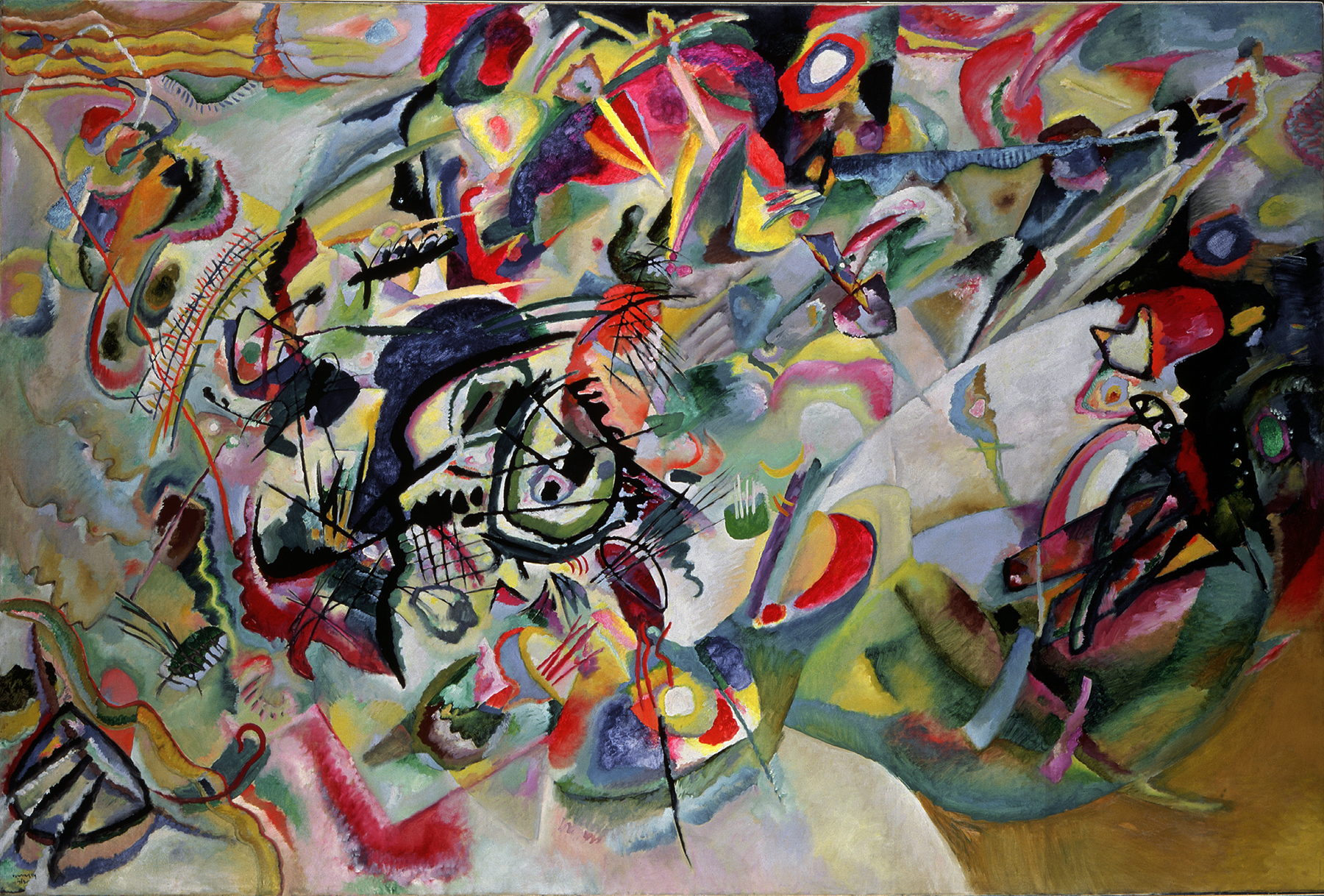
Композиція VII[en]; Василь Кандинський; 1913 р.; олія на полотні; 2 x 3 м; Третьяковська галерея (Москва, Росія)
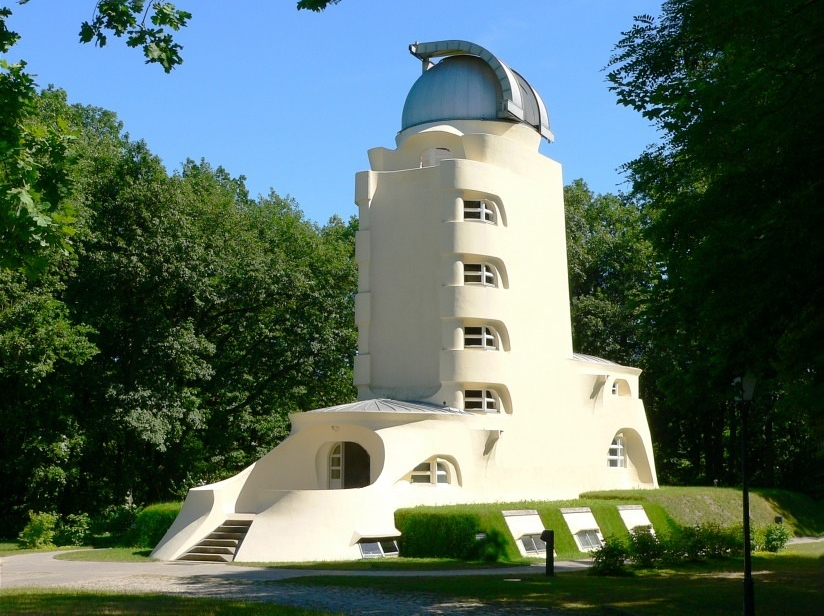
Вежа Ейнштейна (Потсдам, поблизу Берліна, Німеччина), 1920–1924 рр., Еріх Мендельсон
Маска актора; Пауль Клее; 1924 р.; олія на полотні, наклеєному на картон; 36,7 x 33,8 см; Музей сучасного мистецтва (Нью-Йорк)[267]

#### Кубізм (прибл.1907—1914)
Кубізм полягав у відмові від перспективи, що призвело до нової організації простору, де точки зору множаться, спричиняючи фрагментацію об'єкта, що виразно демонструє перевагу форми над змістом зображення. Пабло Пікассо, Жорж Брак та інші художники-кубісти надихалися скульптурами з Іберії, Африки та Океанії, які експонувалися в Луврі та етнографічному музеї в Трокадеро, а також продавалися на блошиних ринках і на аукціонах.
«Пікассо вивчає об'єкт так, як хірург розтинає труп», — писав критик і поет Гійом Аполлінер у 1913 році. П'ятьма роками раніше Пабло Пікассо та Жорж Брак — друзі, колеги й суперники — почали відмовлятися від перспективного реалізму на користь своєрідного художнього розтину: абсолютно революційного стилю живопису, який зазирає всередину й охоплює об'єкти з усіх боків, подаючи їх аналітично, об'єктивно та абсолютно безособово.

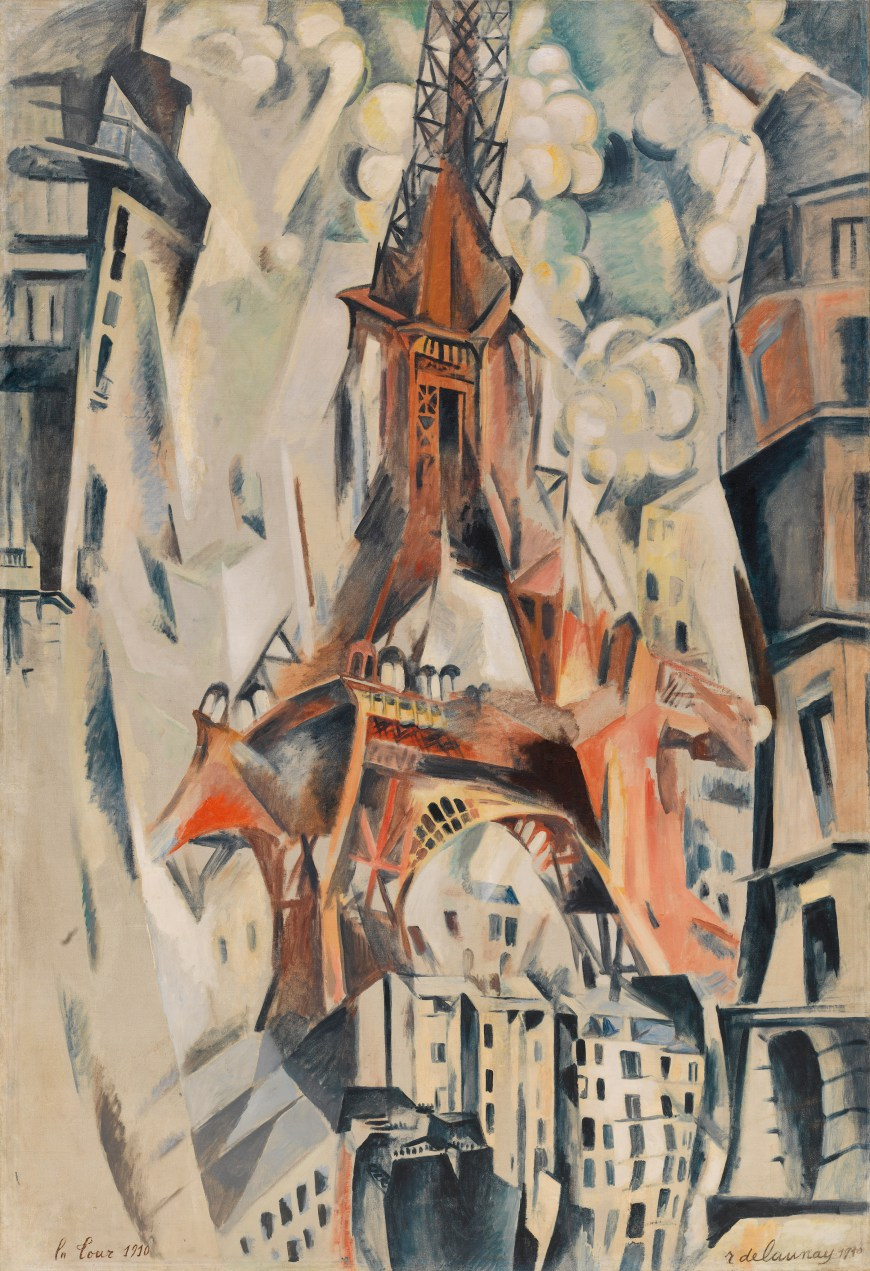
Ейфелева вежа[en]; Робер Делоне; 1911 р.; олія на полотні; 2,02 x 1,38 м; Музей Соломона Ґуґґенгайма (Нью-Йорк)
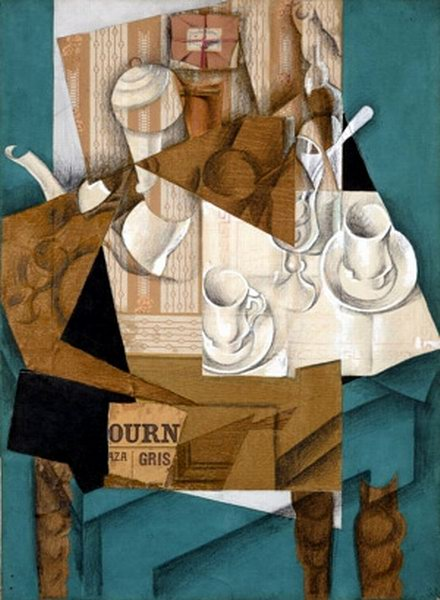
Сніданок; Хуан Ґріс; 1914 р.; гуаш, олія та воскова крейда на наклеєному друкованому папері на полотні; 80,9 x 59,7 см; Музей сучасного мистецтва (Нью-Йорк)

#### Ар-деко (прибл.1920—1940)
Арт деко з'явився у Франції як стиль розкоші та модерності. Незабаром він стрімко поширився по всьому світу, особливо яскраво — в Америці, набуваючи форм стримлайну протягом 1930-х років. Стиль отримав свою назву від Міжнародної виставки сучасного декоративного та промислового мистецтва, що відбулася в Парижі у 1925 році. Його розкіш і фантазійність втілювали дух «шалених двадцятих» і слугували втечею від реалій Великої депресії 1930-х років. На арт деко вплинули давньогрецьке, римське, африканське, ацтекське та японське мистецтво, а також футуризм, кубізм і Баугауз. Іноді стиль поєднувався з «єгипетським відродженням» через відкриття в 1922 році гробниці Тутанхамона та викликану ним єгиптоманію. Двома прикладами цього є кінотеатр «Le Louxor» у Парижі (1919—1921), архітектор Анрі Зіпсі, та Єгипетський театр у місті Де-Калб (Іллінойс, США), 1929—1930, архітектор Елмер Ф. Бернс. У декоративному мистецтві, зокрема в архітектурі, використовували рельєфні орнаменти низького профілю та кутасті візерунки й форми. Серед основних матеріалів — хром, латунь, полірована сталь і алюміній, інкрустоване дерево, камінь та вітражі.
Серед найвизначніших митців арт деко — польська художниця Тамара Лемпицька, французький художник плакатів українського походження Адольф Жан-Марі Мурон, відомий під псевдонімом Касандр, а також французький дизайнер меблів та інтер'єрів Еміль-Жак Рюльман.

#### Сюрреалізм (прибл.1924—1966)
Сюрреалізм виник як відгалуження дадаїзму, офіційно заявивши про себе у 1924 році з публікацією Маніфесту сюрреалізму Андре Бретона. Спочатку це була літературна група поетів і письменників у Парижі, яка згодом перетворилася на міжнародний рух, що охопив також живописців, скульпторів, фотографів і кінематографістів. У 1929 році був опублікований Другий маніфест сюрреалізму. Сюрреалізм не знайшов значного вираження в прикладному чи декоративному мистецтві, архітектурі або музиці, хоча можна виділити кілька окремих прикладів (наприклад, шахові набори, меблі та Лас-Посас). Невелика й короткочасна школа метафізичного живопису (прибл. 1910—1921), центральною фігурою якої був Джорджо де Кіріко, мала великий вплив на сюрреалізм. Сюрреалісти досліджували безліч новаторських технік, частина з них була розроблена раніше в кубізмі та дадаїзмі, інші були зовсім новими. Серед них: колаж, використання знайдених предметів, асамбляж, випадковість, райограми (фотограми), живопис по піску, розбризкування й накапування фарби, декалькоманія, фротаж, фюмаж, та раклаж. У сюрреалістичному мистецтві переважають два головні підходи. У перші роки переважав автоматизм — його можна побачити у творах таких художників, як Андре Массон і Жуан Міро. Інші митці, натхненні творчістю Джорджо де Кіріко, використовували більш традиційні методи й техніки для зображення нефільтрованих думок і абсурдних поєднань, зокрема Сальвадор Далі та Рене Магрітт. Серед визначних митців сюрреалізму: Ганс Арп, Ганс Беллмер, Віктор Браунер, Луїс Бунюель, Джозеф Корнелл, Оскар Домінгес, Макс Ернст, Віфредо Лам, Ів Тангі, Ман Рей, Альберто Джакометті, Мерет Оппенгейм та Роберто Матта. До інших важливих художників, що неформально асоціювалися із сюрреалізмом, належать Марсель Дюшан, Пабло Пікассо і Фріда Кало. Сюрреалістичні ідеї та теорії обговорювалися в послідовній серії журналів: La Révolution Surréaliste (1924—1929), Le Surrealisme au service de la revolution (1930—1933), Minotaure (1933—1939), VVV (1942—1944). Живопис, виконаний у техніці сюррелистичного автоматизму Андре Массона і Жоана Міро, а також пізні представники сюрреалізму, як-от Роберто Матта й Аршиль Горкі мали значний вплив на абстрактний експресіонізм у другій половині 1940-х років.
З певною мірою дадаїстської зневаги та презирства до традиційних політичних, релігійних та буржуазних цінностей західної культури, які, на їхню думку, призвели світ до Першої світової війни (Бретон та інші засновники руху були її ветеранами), сюрреалісти звернулися до можливостей, відкритих Зигмундом Фройдом щодо підсвідомості: «Чистий психічний автоматизм, за допомогою якого людина має намір виразити усно, письмово чи будь-яким іншим методом — реальне функціонування розуму. Диктування думки за відсутності будь-якого контролю з боку розуму, поза естетичними чи моральними міркуваннями». Сюрреалізм прагнув виражати чисту думку — нефільтровану й нецензуровану жодними політичними, релігійними, моральними чи раціональними принципами.

### Середина та кінець XX століття
У той час, як Європа намагалася оговтатися від Другої світової війни, Сполучені Штати зайняли провідні позиції в політичній, економічній та культурній сферах. У 1940-х і 1950-х роках з'явився абстрактний експресіонізм — перший суто американський художній рух, який мав міжнародний вплив. Унаслідок цього центр уваги мистецького світу змістився з Європи до Нью-Йорка. Абстрактні експресіоністи були невеликою групою художників, які не були тісно пов'язані між собою, поділяли схожі погляди, але мали різні підходи до творчості. Вони перебували під впливом сюрреалізму та вірили в спонтанність, свободу вираження і відмову від тем американського повсякдення, які домінували в національному мистецтві попередніх десятиліть. Одним із найвідоміших представників цього напрямку був Джексон Поллок, відомий своїми картинами, створеними шляхом наливання, розбризкування й капання фарби на величезні полотна, розташовані на підлозі. Серед інших художників — Віллем де Кунінг, Франц Клайн, Роберт Матервелл, Барнетт Ньюман, Марк Ротко та Кліффорд Стілл.
Після Другої світової війни відбулося стрімке зростання споживання та масової інформації, і внаслідок цього як у Лондоні, так і в Нью-Йорку почав формуватися попарт. На лондонській виставці 1956 року слово «Поп» (англ. Pop) було використано в колажі, створеному Річардом Гамільтоном (1922—2011) з американських журналів. Попарт виник як реакція на абстрактний експресіонізм і інтерпретував ідеї поп-культури. Відзначаючи й водночас коментуючи суспільство споживання, поп-артисти, як їх стали називати, створювали яскраві образи, натхненні рекламою, ЗМІ та повсякденним споживанням. Їхні роботи зображували кінозірок, комікси, прапори, упаковку та їжу — усе те, з чим могла себе ототожнити широка публіка, а не лише вузьке коло інтелектуалів.
Термін «мінімалізм» не був новим, але набув широкого вжитку у 1960-х роках, коли ним почали позначати художній стиль, що вирізняється відстороненою стриманістю. Цей напрям виник у Нью-Йорку як реакція на абстрактний експресіонізм, хоча водночас сприйняв ідеї конструктивізму щодо використання сучасних матеріалів у мистецтві. Таким чином, митці-мінімалісти, насамперед скульптори, часто використовували нетрадиційні матеріали та методи виробництва, часто наймаючи промислових або спеціалізованих виробників для створення робіт за власними вимогами. Термін найчастіше вживався щодо групи американських скульпторів, які переосмислювали простір навколо себе, прагнучи кинути виклик усталеним уявленням і показати знайомі об'єкти в новому світлі. Їхні твори не містять символізму чи прихованого змісту, натомість намагаються спонукати глядача переосмислити саме мистецтво й простір довкола форми. На відміну від фігуральної скульптури, на якій глядач зосереджується, ігноруючи навколишнє середовище, мінімалістичне мистецтво зливається з простором. Зосереджуючись на впливі контексту та театральності сприйняття, мінімалізм мав непрямий, але потужний вплив на пізніший розвиток концептуального мистецтва та перформансу, а також створив контрастний фон для виникнення постмодернізму.
Незважаючи на те, що концептуальне мистецтво розвивалося майже 50 років після ідей Марселя Дюшана воно показало, що мистецтво не завжди потрібно оцінювати за естетичними критеріями. Воно ніколи не було єдиним, цілісним рухом, а загальним терміном, який зараз охоплює кілька видів мистецтва, що з'явилися приблизно одночасно в Америці та Європі, а вперше був визначений у Нью-Йорку. Концептуальні митці акцентують увагу на мистецтві ідей або концепцій, стверджуючи, що в сучасному світі вони можуть бути важливішими за технічну майстерність чи естетику. Незалежно від обраного художнього засобу, твір розглядається лише як засіб для передачі ідеї. У своїх найрадикальніших проявах концептуальне мистецтво повністю відмовляється від фізичного об'єкта, передаючи задум за допомогою усного або письмового повідомлення.
Традиційно багато творчих занять, таких як шиття, ткацтво і підбивання, вважалися жіночою працею, їх відносили до ремесел і позбавляли престижу та суспільного визнання, характерного для так званого високого або витонченого мистецтва, таких як скульптура та живопис. Багато сучасних художниць кинули виклик цій ієрархії, розширюючи межі витонченого мистецтва, зокрема скульптури, створюючи м'які скульптури з використанням нетрадиційних матеріалів і практик, або ж переосмислюючи й відвойовуючи методи та матеріали так званого ремісничого мистецтва. Вони виставляють свої роботи в музеях і галереях, підносячи статус декоративного й прикладного мистецтва. До художниць ХХ і ХХІ століть, які здійснили цей радикальний зсув, належать Марія Мартінес, Анні Альберс, Люсі Рі, Ленор Тоні, Луїза Буржуа, Міріам Шапіро, Фейт Рінгголд, Маґдалена Абаканович, Шейла Гікс, Марва Лі Пітчфорд-Джоллі, Джуді Чикаго та Діндга МакКеннон.

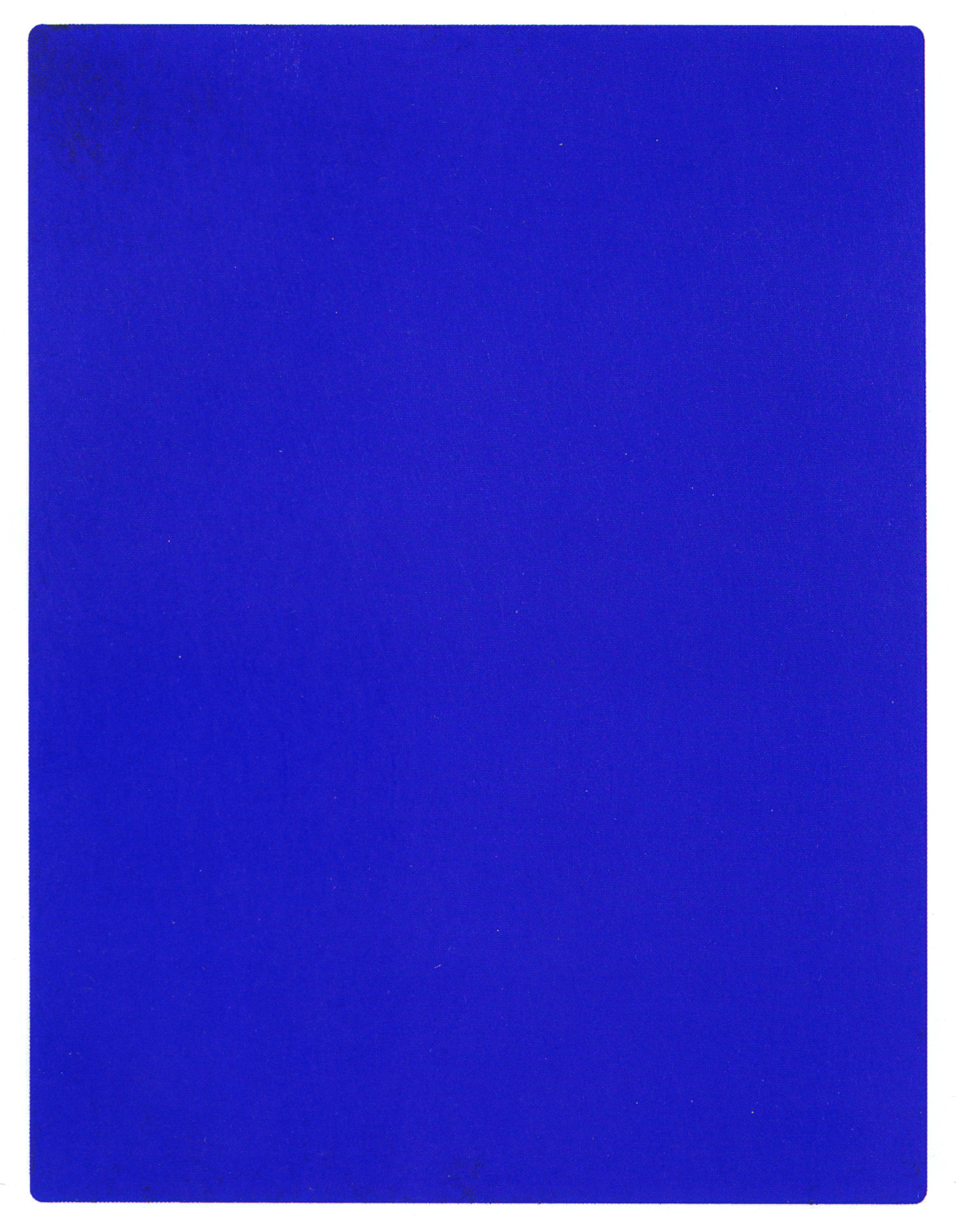
IKB 191; Ів Кляйн; 1962 р.
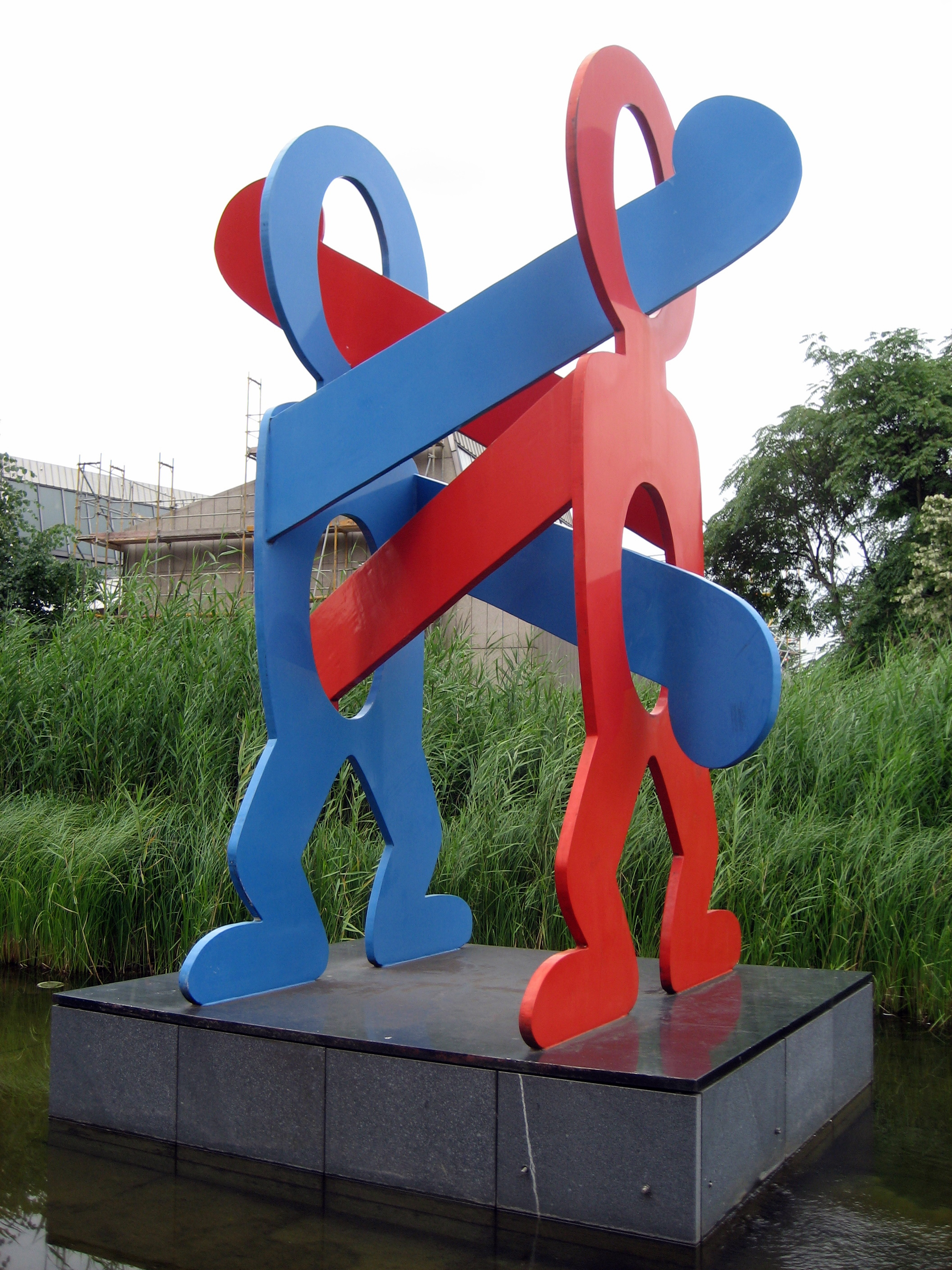
Боксери[en]; Кіт Гарінґ; 1987 р.
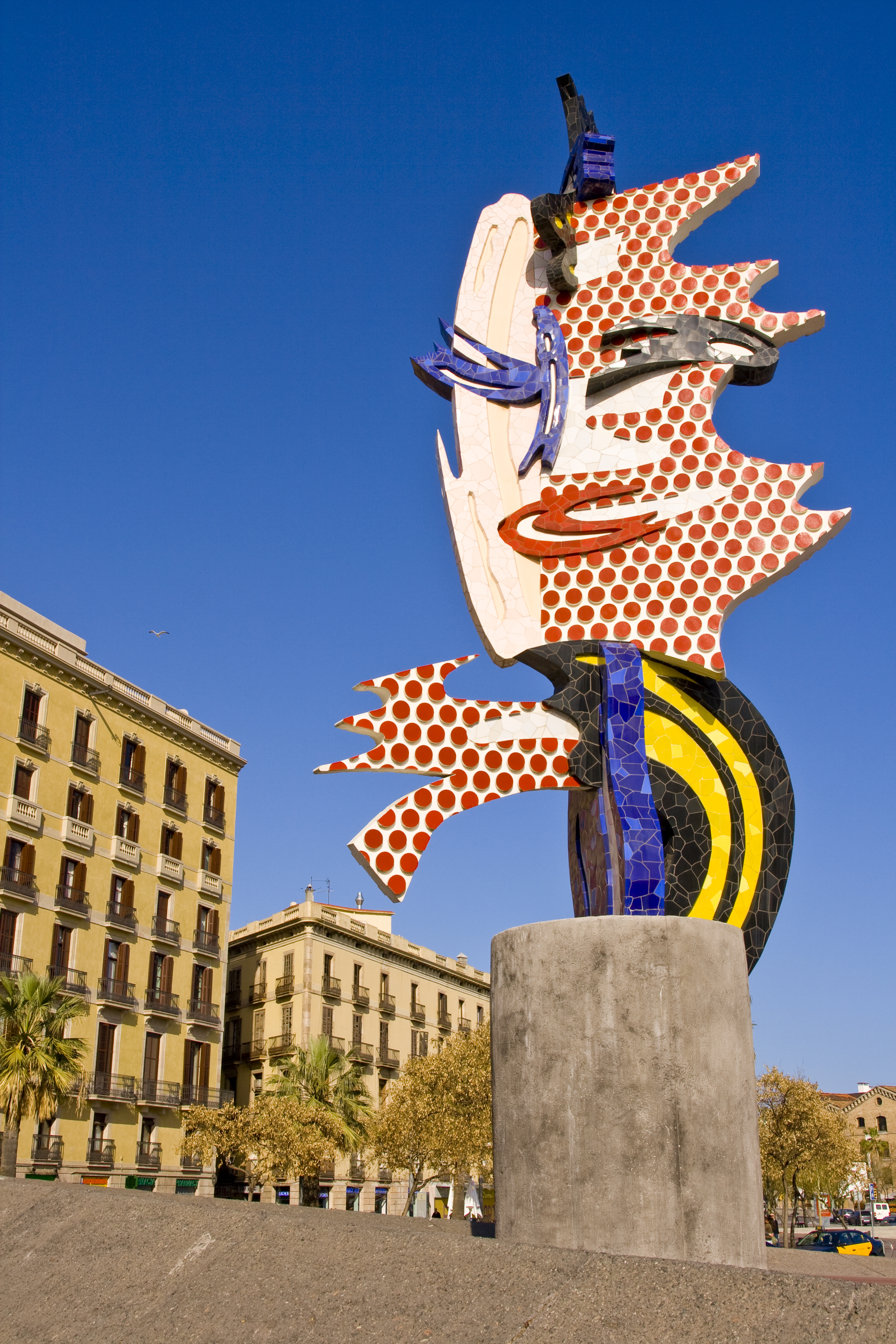
Барселонська голова; Рой Ліхтенштейн; 1991–1992 рр.

## Додаткова література
- 30,000 Years of Art: The Story of Human Creativity Across Time & Space (англ.) (вид. 2nd). London: Phaidon Press[en]. 2015.
- Adams, Laurie (2007). Art across Time (вид. 3rd). Boston: McGraw-Hill.
- Andrew, Graham-Dixon (2018). Art : the definitive visual guide (англ.). Dorling Kindersley Limited. ISBN 978-0-241-25710-4.
- Bar-Yosef, Ofer (2016). The Archaeological Framework of the Upper Paleolithic Revolution. Diogenes (англ.). pp. 3–18. 54 (2). doi:10.1177/0392192107076869. ISSN 0392-1921. S2CID 145584993.
- Belfer-Cohen, Anna; Bar-Yosef, Ofer (1981). The Aurignacian at Hayonim Cave. Paléorient (англ.). pp. 19–42. 7 (2). doi:10.3406/paleo.1981.4296. Архів оригіналу за 5 травня 2019. Процитовано 5 травня 2019.
- Bell, Julian (2010). Mirror of the World: A New History of Art (англ.) (вид. 2nd). London: Thames & Hudson. ISBN 978-0-500-28754-5.
- Benson, Elizabeth P. (1996). 110. Votive Axe. У Elizabeth P. Benson; Beatriz de la Fuente (ред.). Olmec Art of Ancient Mexico (англ.) (вид. To accompany an exhibition at the National Gallery of Art, Washington, 30 June to 20 October 1996). Washington, D.C.: National Gallery of Art. ISBN 0-89468-250-4.
- Blundell, Geoffrey (2006). Origins: The Story of the Emergence of Humans and Humanity in Africa (англ.). Juta and Company Ltd. ISBN 9781770130401. Архів оригіналу за 24 січня 2020. Процитовано 11 травня 2019.
- Boardman, John; Johnston, Alan; Smith, R. R. R.; Pollitt, Jerome Jordan; Huskinson, Janet (1993). The Oxford History of Classical Art (англ.). Oxford: Oxford University Press. ISBN 0-19-814386-9. Архів оригіналу за 13 вересня 2021. Процитовано 20 серпня 2019.
- Bouillon, Jean-Paul (1985). Journal de l'art nouveau : 1870–1914 [Journal of Art Nouveau: 1870-1914]. Genèva: Skira. ISBN 2-605-00069-9. Архів оригіналу за 30 квітня 2021. Процитовано 30 квітня 2021.
- Branan, Nicole (2010). Neandertal Symbolism: Evidence Suggests a Biological Basis for Symbolic Thought. Scientific American Mind (англ.). 21 (2). doi:10.1038/scientificamericanmind0510-7c. ISSN 1555-2284. Архів оригіналу за 14 червня 2018. Процитовано 13 травня 2019.
- Croke, Brian (2003). Latin Historiography and the Barbarian Kingdoms. Greek and Roman Historiography in Late Antiquity: Fourth to Sixth Century A.D. (англ.). Leiden: Brill. ISBN 90-04-11275-8.
- Delogu, Paolo (2002). Introduction to Medieval History (англ.). Bristol: Bristol Classical Press. ISBN 978-0715630792.
- Dissanayake, Ellen (1974). A Hypothesis of the Evolution of Art from Play. Leonardo (англ.). pp. 211–217. 7 (3). doi:10.2307/1572893. ISSN 0024-094X. JSTOR 1572893. S2CID 49569697.
- Drimba, Ovidiu (1985). Istoria Culturii și Civilizației [History of Culture and Civilization]. Editura Științifică și Enciclopedică. ISBN 973-44-0118-1. OCLC 20934624. Архів оригіналу за 13 вересня 2021. Процитовано 23 квітня 2021.
- Gombrich, E.H. (1990). The Story of Art (англ.) (вид. 15th). Englewood Cliffs, NJ: Prentice-Hall.
- Grau, Oliver, ред. (2007). MediaArtHistories (англ.). Cambridge, MA: MIT-Press.
- Haidle, M.N. (2014). Examining the evolution of artistic capacities: searching for mushrooms?. У Sütterlin, Christa; Schiefenhövel, Wulf; Lehmann, Christian; Forster, Johanna; Apfelauer, Gerhard (ред.). Art as behaviour. An ethological approach to visual and verbal art, music and architecture (англ.). Oldenburg: Bis-Verlag der Carl von Ossietzky Universität Oldenburg. с. 237—251. Архів оригіналу за 13 вересня 2021. Процитовано 22 лютого 2021.
- Hitti, Philip K. (2002). History of The Arabs (англ.) (вид. 10th). Basingstoke: Palgrave Macmillan. ISBN 978-1-137-03982-8. Архів оригіналу за 30 квітня 2021. Процитовано 30 квітня 2021.
- Honour, Hugh; Fleming, John (2002). A World History of Art (англ.) (вид. Fifth). London: Laurence King. ISBN 978-1-85669-314-1. Архів оригіналу за 23 квітня 2021. Процитовано 23 квітня 2021.
- Honour, H.; Fleming, J. (2005). A World History of Art (англ.). Laurence King. ISBN 978-1-85669-451-3. Архів оригіналу за 13 вересня 2021. Процитовано 4 вересня 2020.
- Janson, H.W.; Davies, Penelope J.E. (2007). Janson's History of Art: The Western Tradition (англ.) (вид. 7th). Upper Saddle River, NJ: Pearson Prentice Hall.
- Joordens, Josephine C. A.; d'Errico, Francesco; Wesselingh, Frank P.; Munro, Stephen; de Vos, John; Wallinga, Jakob; Ankjærgaard, Christina; Reimann, Tony; Wijbrans, Jan R.; Kuiper, Klaudia F.; Mücher, Herman J. (2015). Homo erectus at Trinil on Java used shells for tool production and engraving. Nature (англ.). 518 (7538): 228—231. Bibcode:2015Natur.518..228J. doi:10.1038/nature13962. ISSN 1476-4687. PMID 25470048. S2CID 4461751. Архів оригіналу за 2 березня 2021. Процитовано 17 квітня 2021.
- Keay, John (2000). India: A History (англ.) (вид. 1st). New York: Grove Press. ISBN 0-87113-800-X. Архів оригіналу за 23 квітня 2021. Процитовано 23 квітня 2021.
- Kulikowski, Michael (2012). The Western Kingdoms. У Fitzgerald Johnson, Scott (ред.). The Oxford Handbook of Late Antiquity (англ.). Oxford: Oxford University Press. ISBN 978-0195336931.
- La Plante, John D. (1992). Asian Art (англ.) (вид. 3rd). Dubuque, IA: Wm. C. Brown.
- Laing, Lloyd Robert (2001). The Picts and the Scots (англ.) (вид. Rev. pbk.). Stroud: Sutton Pub. ISBN 0-7509-2873-5. Архів оригіналу за 23 квітня 2021. Процитовано 23 квітня 2021.
- Lamberg-Karlovsky, C. C. (2002). Archaeology and Language: The Indo-Iranians. Current Anthropology (англ.). 43 (1). doi:10.1086/324130. hdl:1808/21124. ISSN 0011-3204. S2CID 162536112. Архів оригіналу за 30 квітня 2021. Процитовано 30 квітня 2021.
- Lipiński, Edward; Lerberghe, Karel van (1995). Immigration and Emigration Within the Ancient Near East: Festschrift E. Lipiński (англ.). Leuven: Peeters Publishers. ISBN 978-90-6831-727-5. Архів оригіналу за 13 вересня 2021. Процитовано 4 вересня 2020.
- MacKenzie, Andrew (1986). Archaeology in Romania: The Mystery of the Roman Occupation (англ.). London: Hale. ISBN 0-7090-2724-9.
- Marshall, John (1931). Mohenjo-Daro and the Indus Civilisation: Being an Official Account of Archaeological Excavations at Mohenjo-Daro Carried Out by the Government of India Between the Years 1922 and 1927 (англ.). Arthur Probsthain.
- Mattinson, Lindsay (2019). Understanding Architecture: A Guide To Architectural Styles (англ.). London: Amber Books. ISBN 978-1-78274-748-2.
- Megaw, M. Ruth (2001). Celtic art: From Its Beginnings to the Book of Kells (англ.) (вид. Rev. and expanded). New York: Thames & Hudson. ISBN 0-500-28265-X. Архів оригіналу за 23 квітня 2021. Процитовано 23 квітня 2021.
- McCoid, Catherine Hodge; McDermott, Leroy D. (1996). Toward Decolonizing Gender: Female Vision in the Upper Paleolithic. American Anthropologist (англ.). 98 (2): 319—326. doi:10.1525/aa.1996.98.2.02a00080. JSTOR 682890.
- McIntosh, Jane (2008). The Ancient Indus Valley: New Perspectives (англ.). ABC-CLIO. ISBN 978-1-57607-907-2.
- Miller, Mary Ellen (2006). The Art of Mesoamerica: From Olmec to Aztec. World of Art[en] (англ.) (вид. 4th). London: Thames & Hudson.
- Molina, Antonio Luis Ramos. La magia de la química fotográfica: El quimigrama. Conceptos, técnicas y procedimientos del quimigrama en la expresión artística, In: Tesis Doctoral, Universidad de Granada 2018.
- Morriss-Kay, Gillian M. (2010). The evolution of human artistic creativity. Journal of Anatomy (англ.). 216 (2): 158—176. doi:10.1111/j.1469-7580.2009.01160.x. ISSN 0021-8782. PMC 2815939. PMID 19900185.
- Mountain, Harry (1998). The Celtic encyclopedia (англ.) (вид. 1). Parkland, Fla.: Universal Publishers. ISBN 1-58112-889-4.
- Mura, Andrea (2012). The Symbolic Function of Transmodernity (PDF). Language and Psychoanalysis (англ.). 1 (1): 68—87. Архів оригіналу (PDF) за 8 жовтня 2015.
- Onians, John (2004). Atlas of World Art (англ.). London: Laurence King Publishing[en]. ISBN 978-1-85669-377-6.
- Petrie, Milton; Rose, Frederick; Tisch, Laurence A.; Grant, Eugene M.; Zuckerman, Mortimer B. (1986). O'Neill, John Patrick; Howard, Kathleen (ред.). Treasures of the Holy Land: Ancient Art from the Israel Museum (англ.). New York: Metropolitan Museum of Art. ISBN 978-0-87099-470-8. Архів оригіналу за 23 квітня 2021. Процитовано 5 травня 2019.
- Pevsner, Nikolaus (2005). Pioneers of Modern Design: From William Morris to Walter Gropius (англ.) (вид. 4th). New Haven, Connecticut: Yale University Press. ISBN 0-300-10571-1.
- Pierce, James Smith; Janson, H.W. (2004). From Abacus to Zeus: A Handbook of Art History (англ.) (вид. 7th). Upper Saddle River, New Jersey: Pearson Prentice Hall.
- Piper, David, ред. (1981). The Random House Library of Painting and Sculpture: Vol. 2, The History of Art: I - From the Beginnings to the Late 18th Century / Vol. 3, The History of Art II - From the French Revolution to the Present (англ.). New York: Random House. ISBN 978-0394500928.
- Pohl, Frances K. (2002). Framing America: A Social History of American Art (англ.). New York: Thames & Hudson.
- Stokstad, Marilyn (2008). Art History (англ.) (вид. 3rd). Upper Saddle River, New Jersey: Pearson Education.
- Thomas, Nicholas (1995). Oceanic Art. World of Art. New York: Thames and Hudson.
- Thuillier, Jacques (2002). Histoire de l'art (англ.). Paris: Flammarion. ISBN 2-08-012535-4.
- Wilkins, David G.; Schultz, Bernard; Linduff, Katheryn M. (2008). Art Past, Art Present (англ.) (вид. 6th). Upper Saddle River, New Jersey: Pearson Education.

### Хронології
- Timeline of Art History, Музей мистецтва Метрополітен